# Ismenius Lacus (cuadrángulo)

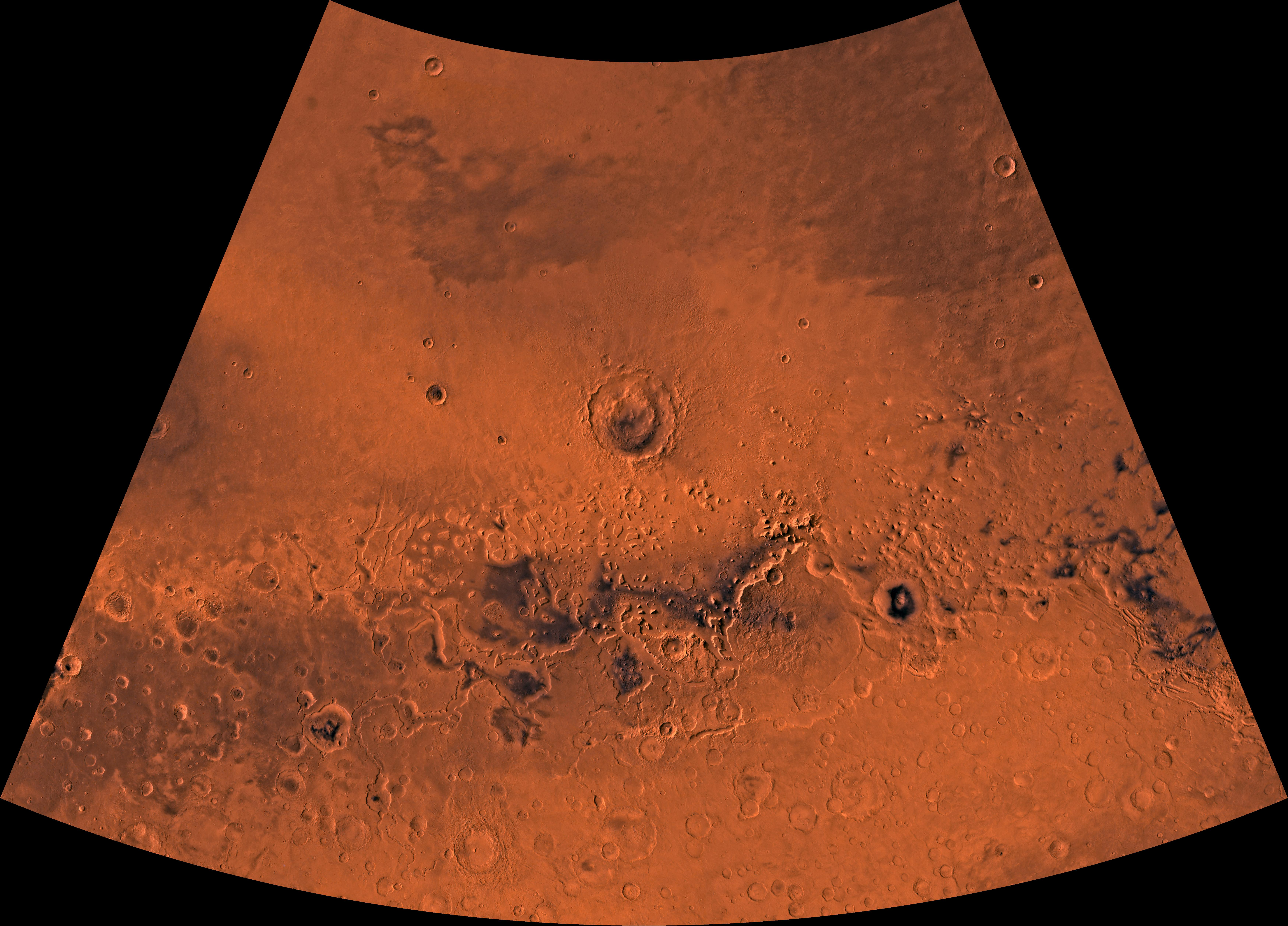
Imagen del Cuadrángulo Ismenius Lacus (MC-5). El área norte contiene llanuras relativamente suaves; el área central, mesas y buttes; y, la zona sur, numerosos cráteres.

Ismenius Lacus es el nombre de uno de los 30 cuadrángulos de Marte utilizados por el Programa de Investigación de Astrogeología del Servicio Geológico de los Estados Unidos (USGS). El mapa del cuadrángulo está ubicado en la parte noroeste del hemisferio este de Marte y cubre de 0° a 60° de longitud este (equivalente de 300° a 360° de longitud oeste) y de 30° a 65° de latitud norte. El cuadrilátero utiliza una proyección cónica conforme de Lambert a una escala nominal de 1:5.000.000 (1:5M). El cuadrilátero de Ismenius Lacus también recibe el nombre de MC-5 (Marte Chart-5). Las fronteras sur y norte del cuadrilátero de Ismenius Lacus tienen aproximadamente 3065 kilómetros (1904,5 mi) y 1500 kilómetros (932,1 mi) de ancho, respectivamente. La distancia de norte a sur es de unos 2050 kilómetros (1273,8 mi), un poco menos que la longitud de Groenlandia. El cuadrilátero cubre un área aproximada de 4.9 millones de kilómetros cuadrados, o un poco más del 3% de la superficie de Marte. El cuadrilátero de Ismenius Lacus contiene partes de Acidalia Planitia, Arabia Terra, Vastitas Borealis, y Terra Sabaea.
El cuadrilátero de Ismenius Lacus contiene a Deuteronilus Mensae y Protonilus Mensae, dos lugares que son de especial interés para los científicos que estudian el planeta. Estos contienen evidencia de actividad glacial presente y pasada. También tienen un paisaje exclusivo de Marte, llamado terreno agitado. El cráter más grande de la zona es el cráter Lyot, que contiene canales probablemente tallados por agua líquida.

## Etimología
Ismenius Lacus es el nombre de una característica de albedo telescópica localizada en 40° N y 30° E en el planeta Marte. El término en latín significa lago de Ismenia y se refiere al manantial de Ismenia cerca de Tebas en Grecia, donde Cadmo mató al dragón guardián. Cadmo era el legendario fundador de Tebas y había ido al manantial a buscar agua. El nombre fue aprobado por la Unión Astronómica Internacional (IAU) en 1958. Parecía haber un gran canal en esta región llamado Nilus. Desde 1881-1882 se dividió en otros canales, algunos se llamaron Nilosyrtis, Protonilus (primer Nilo) y Deuteronilus (segundo Nilo).

## Fisiografía y geología
En el este de Ismenius Lacus, se encuentra Mamers Valles, un gigante canal de desagüe. Otras características geológicas se muestran a continuación. Todas las imágenes tomadas por la cámara HiRISE.

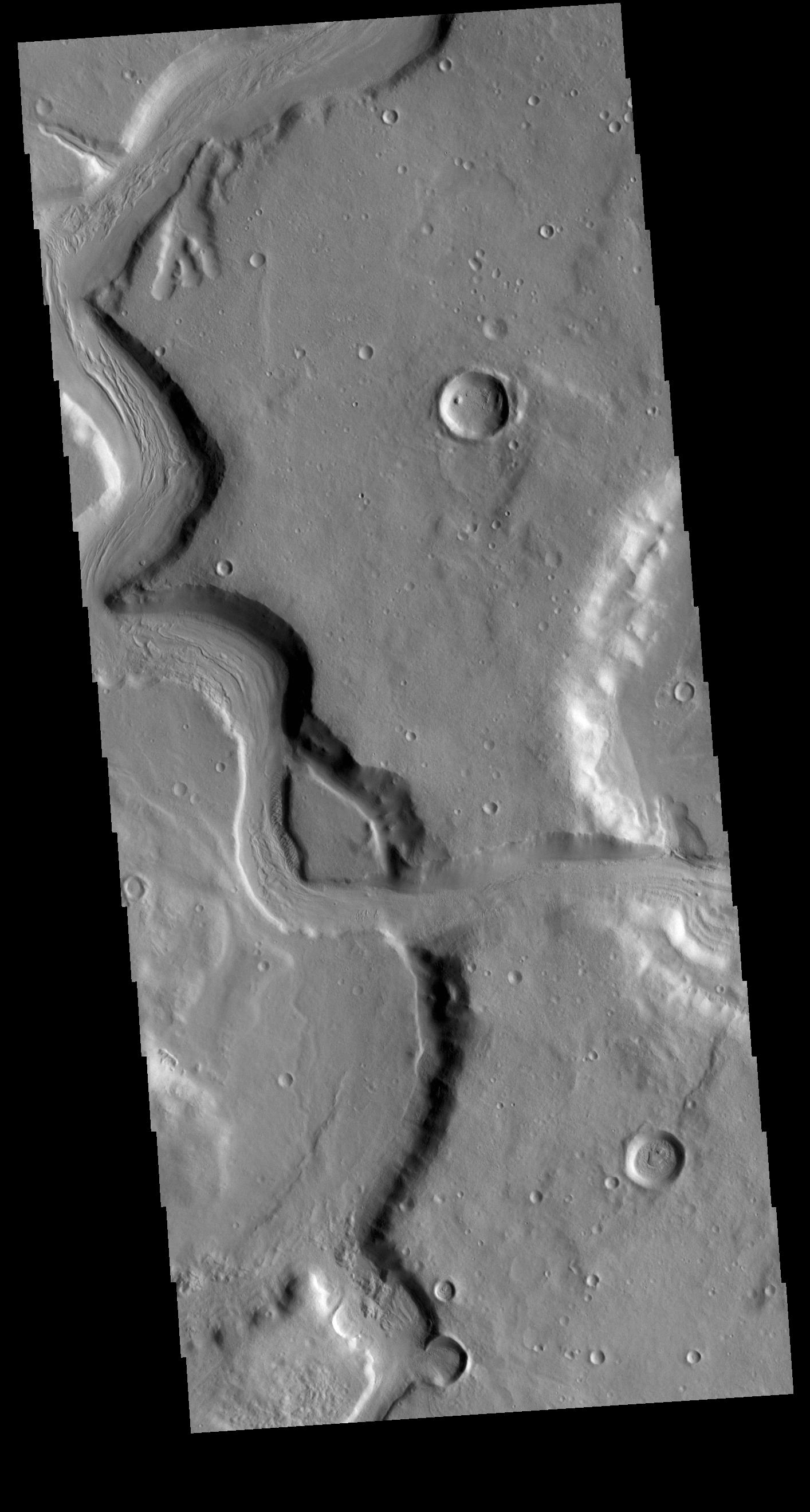
Amplia vista de Mamers Vallis con acantilados
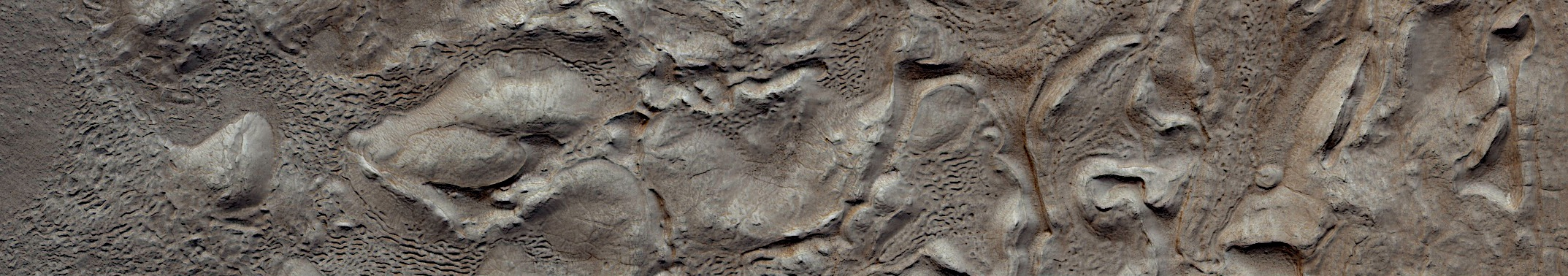
Acantilado liso de Mamers Valles con ausencia de cantos rodados. Es posible que gran parte de la superficie haya sido arrastrada o caído del cielo (notese la apariencia tipo escarcha helada)
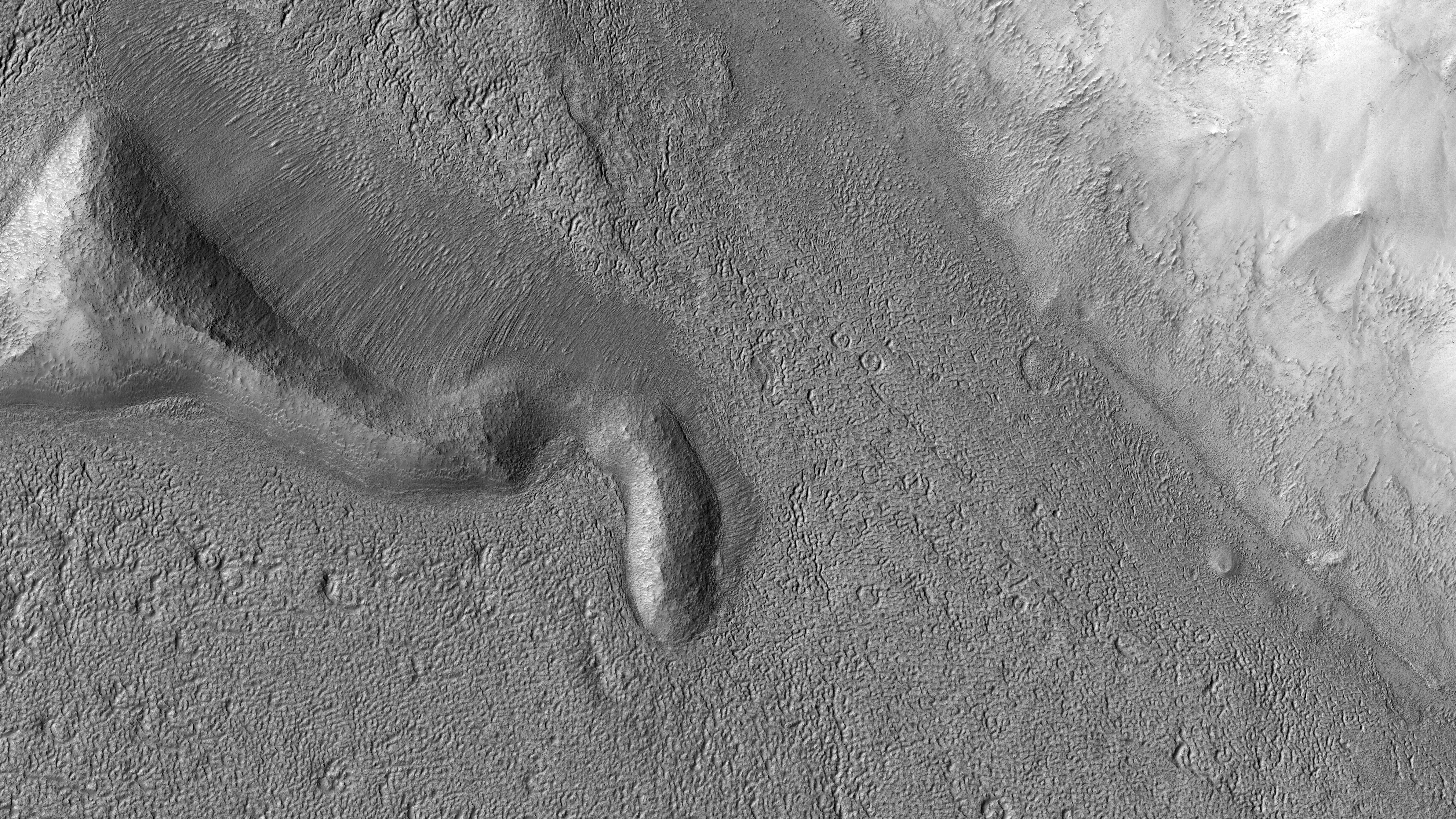
Depósito estratificado en Mamers Valles

El canal que se muestra a continuación recorre una distancia bastante larga y tiene ramificaciones. Termina en una depresión que pudo haber sido un lago en algún momento del pasado. La primera imagen es de gran ángulo de cobertura, tomada con CTX; mientras que el segundo es una imagen de primer plano tomado con HiRISE.

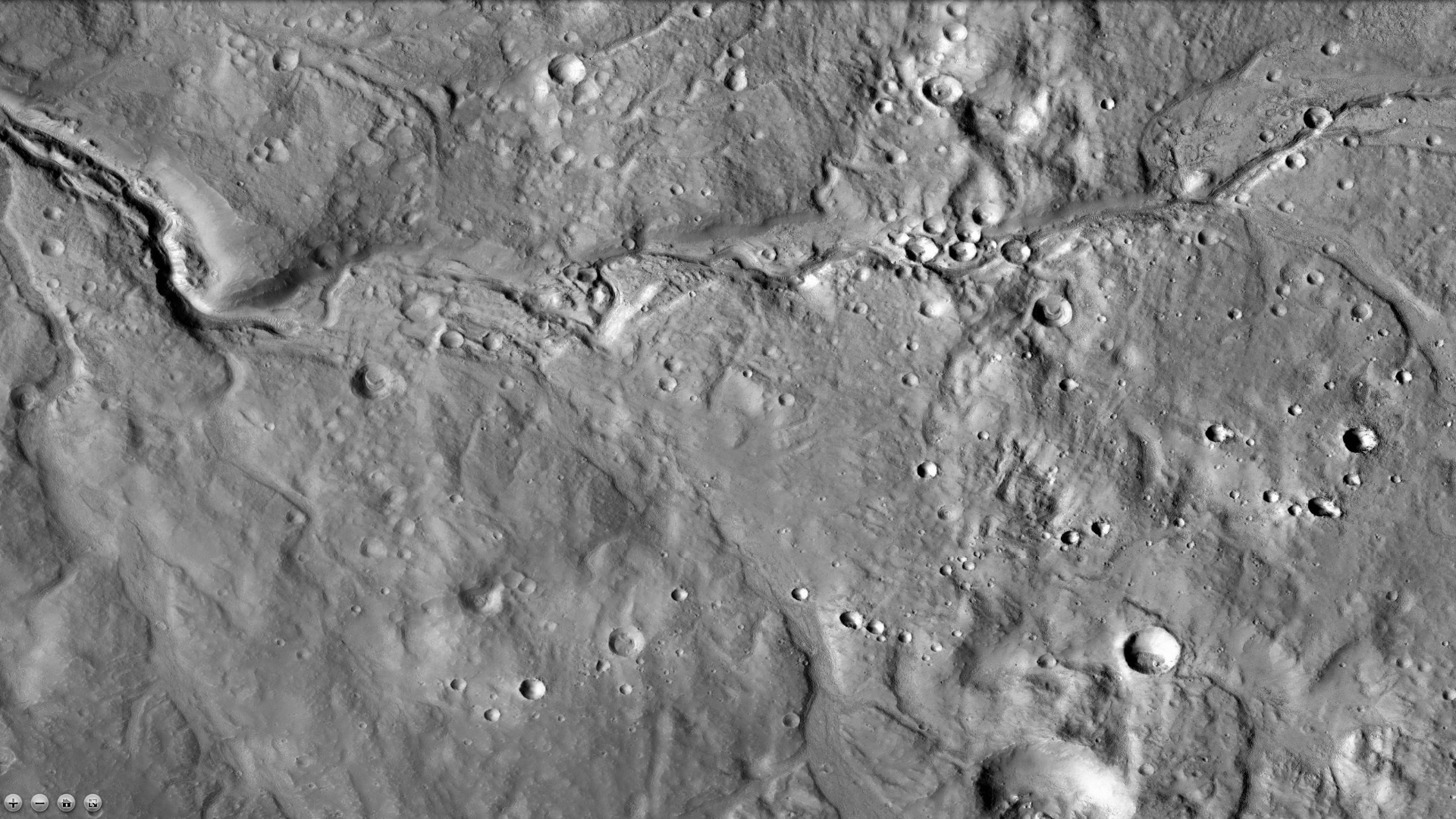
Canales en la zona de Arabia.
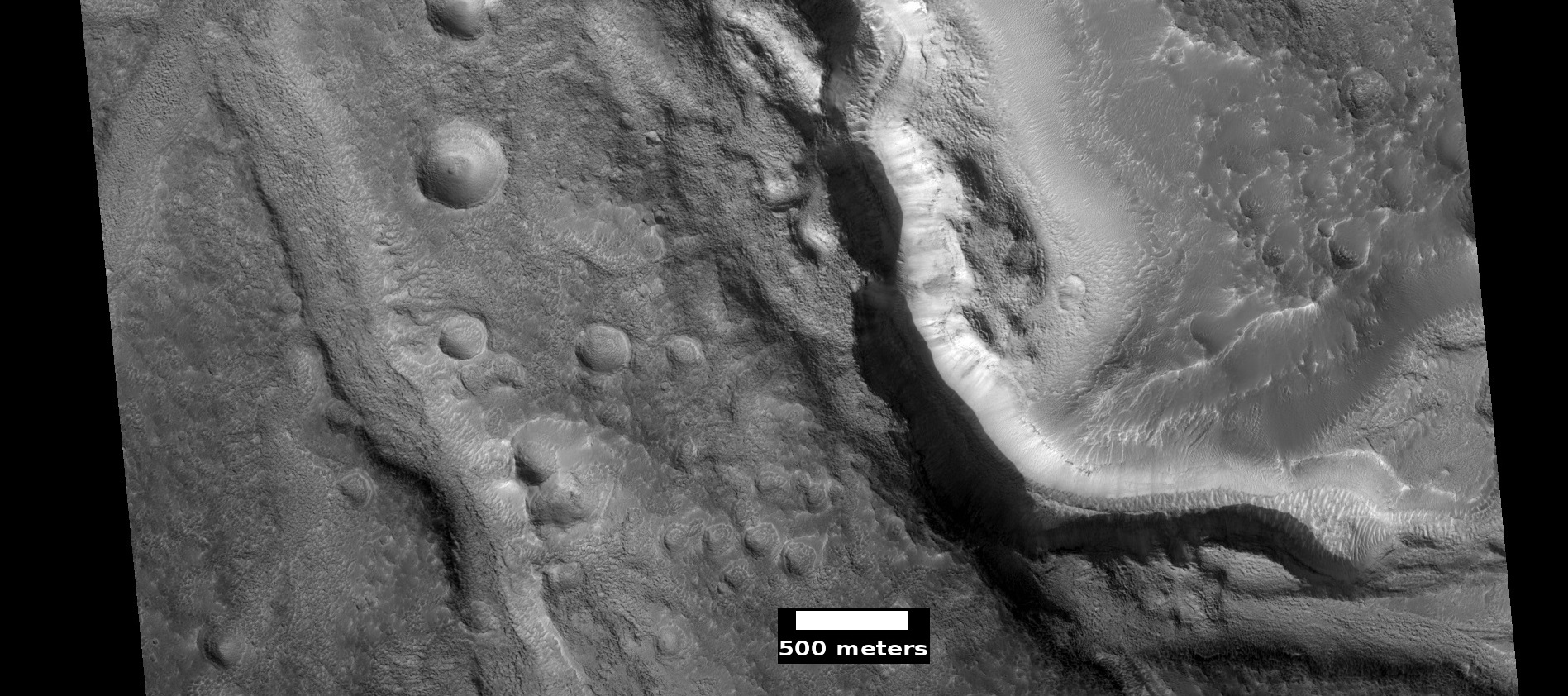
Canal en Arabia, observado por HiRISE con su programa HiWish. La imagen es una ampliación de la imagen anterior tomada con CTX para dar una vista amplia.
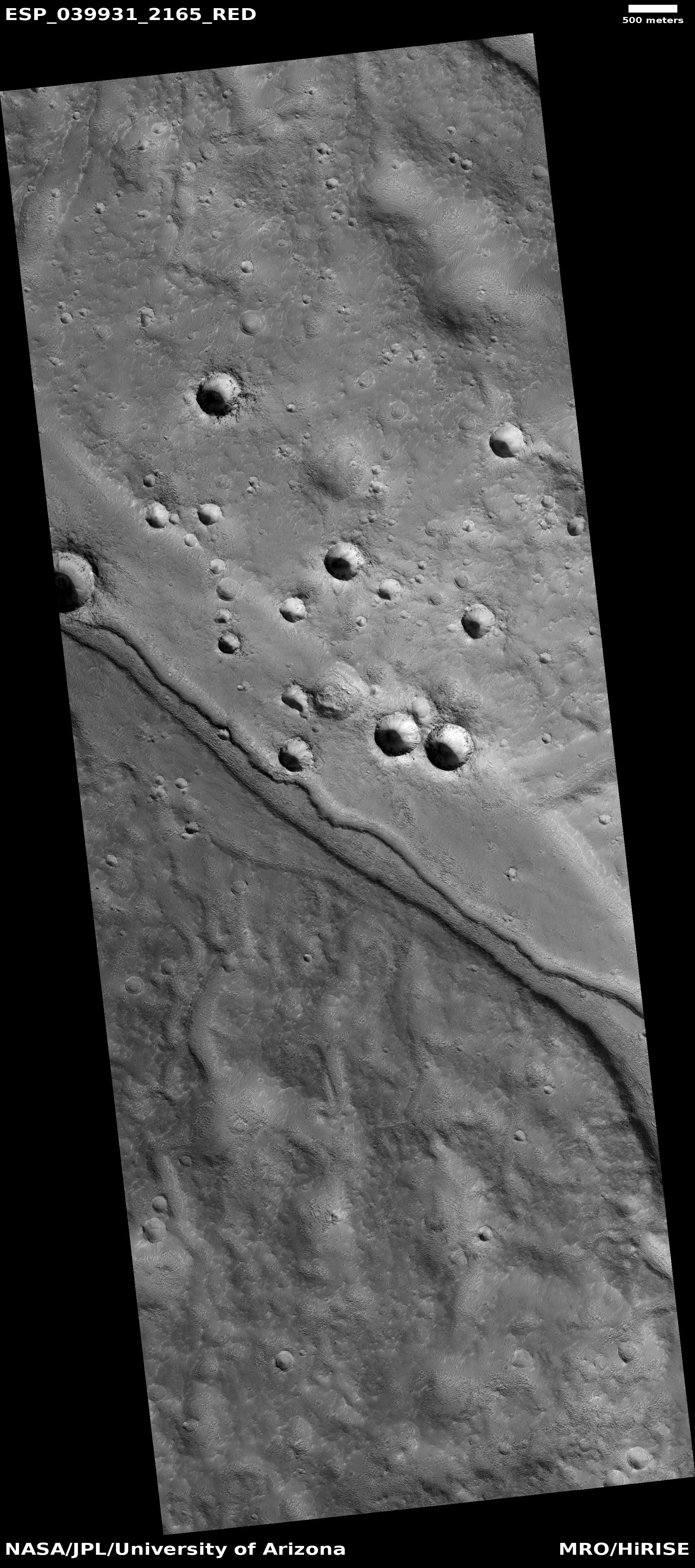
Canal angosto dentro de un canal más ámplio, observado por HiRISE en el programa HiWish. La existencia del canal más pequeño sugiere que agua atravesó la región al menos dos veces en el pasado.
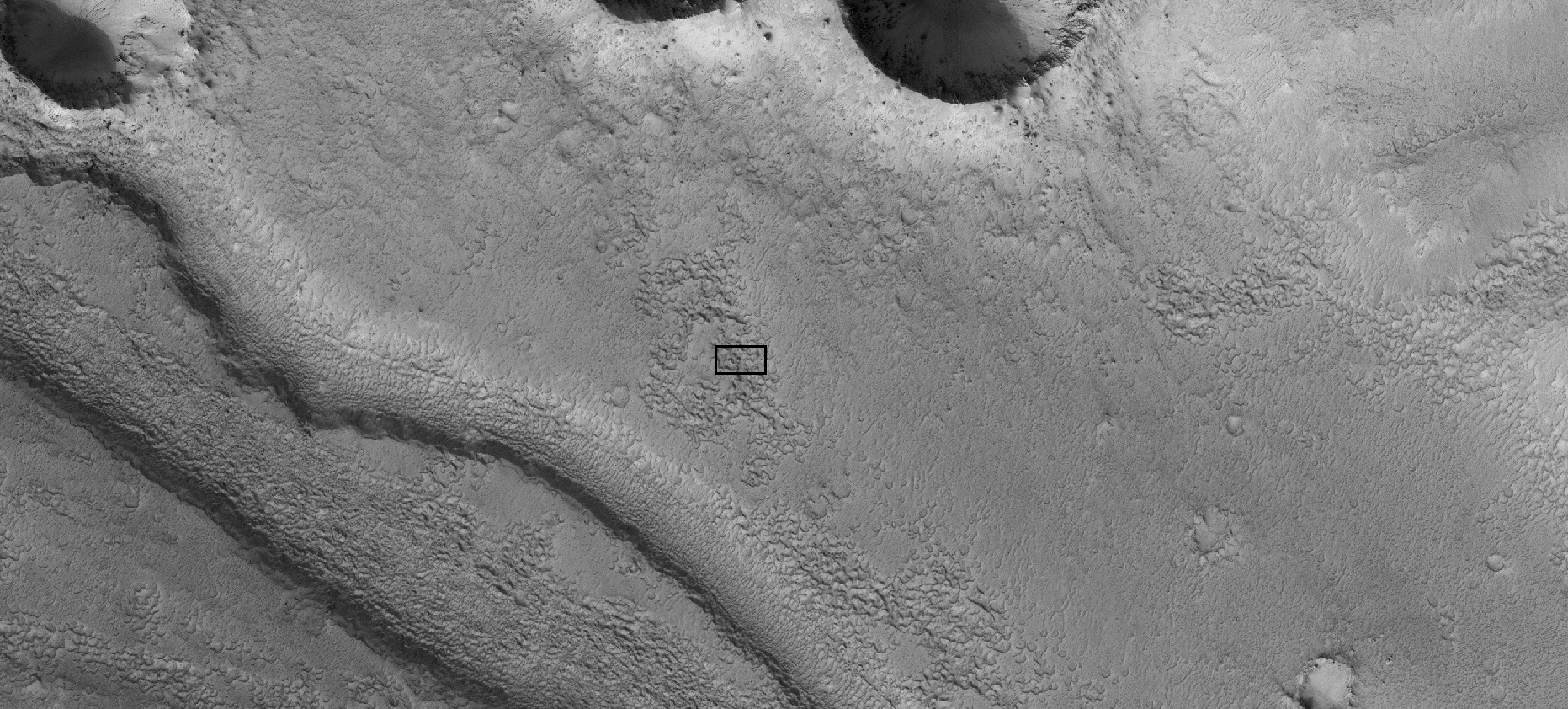
Primer plano del canal dentro del canal mayor, como lo observaría HiRISE en su programa HiWish. El cuadro negro representa el tamaño de un campo de fútbol. Algunas partes de la superficie serían difíciles de caminar por las muchas colinas pequeñas y depresiones súbitas
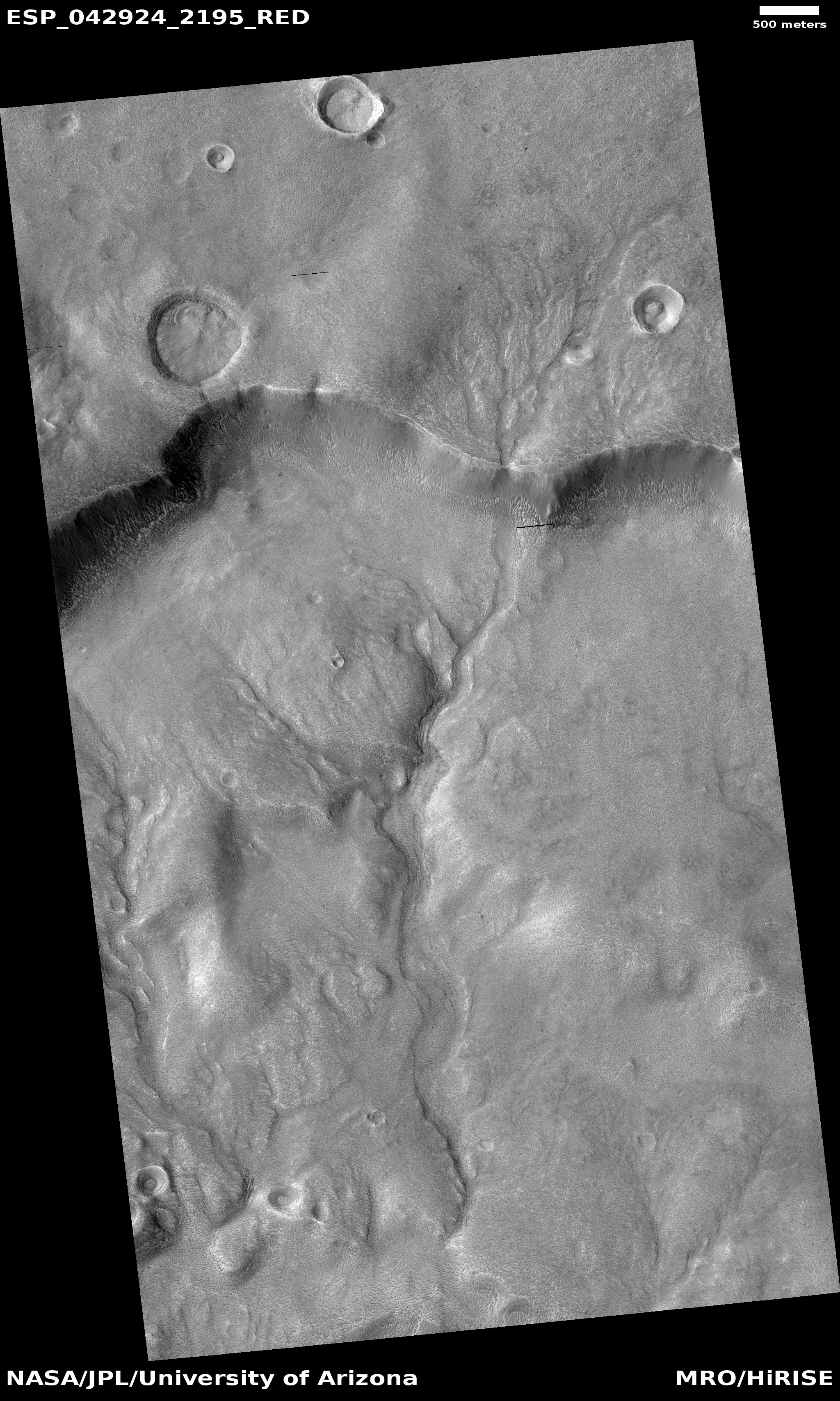
Sistema de canales que viaja a través de parte de un cráter, como lo ve HiRISE en el programa HiWish
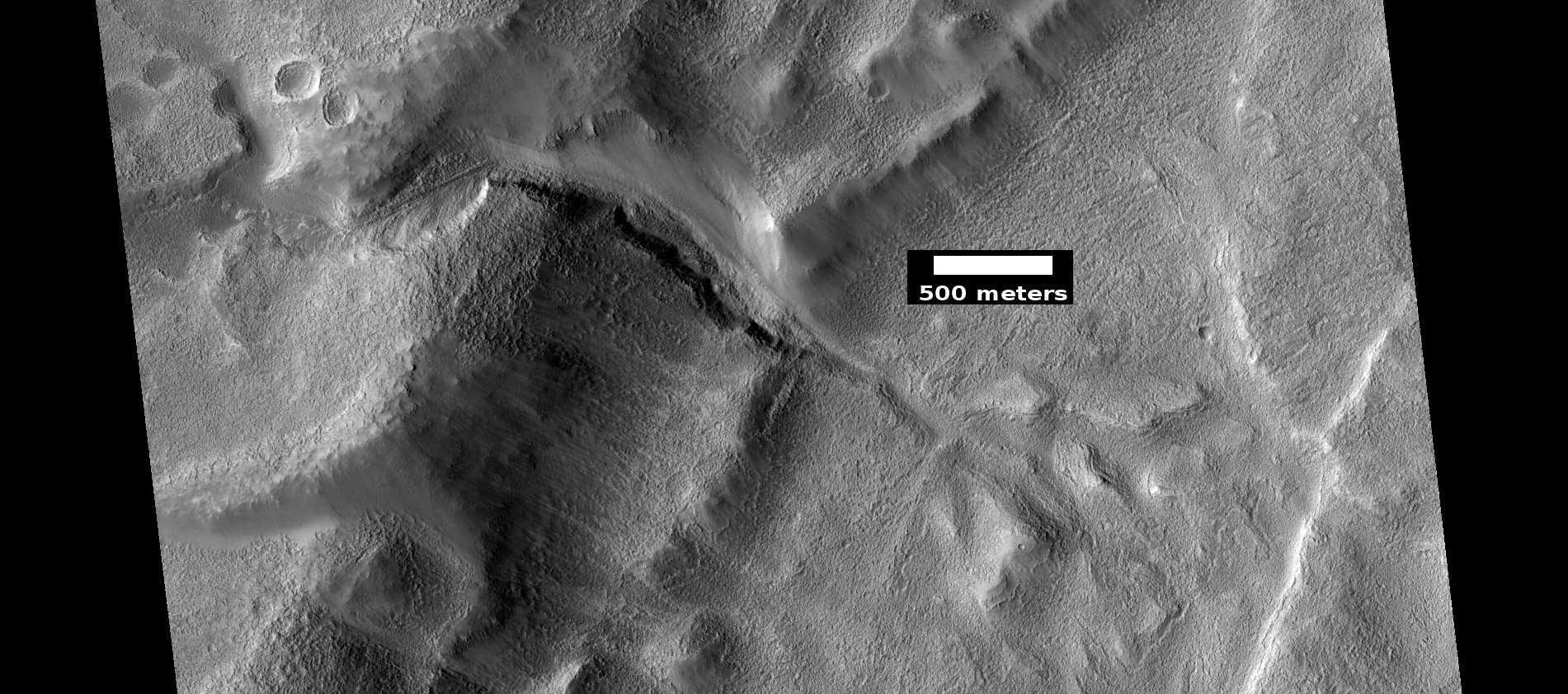
Canal que atraviesa el borde de un cráter, imagen por HiRISE en su programa HiWish
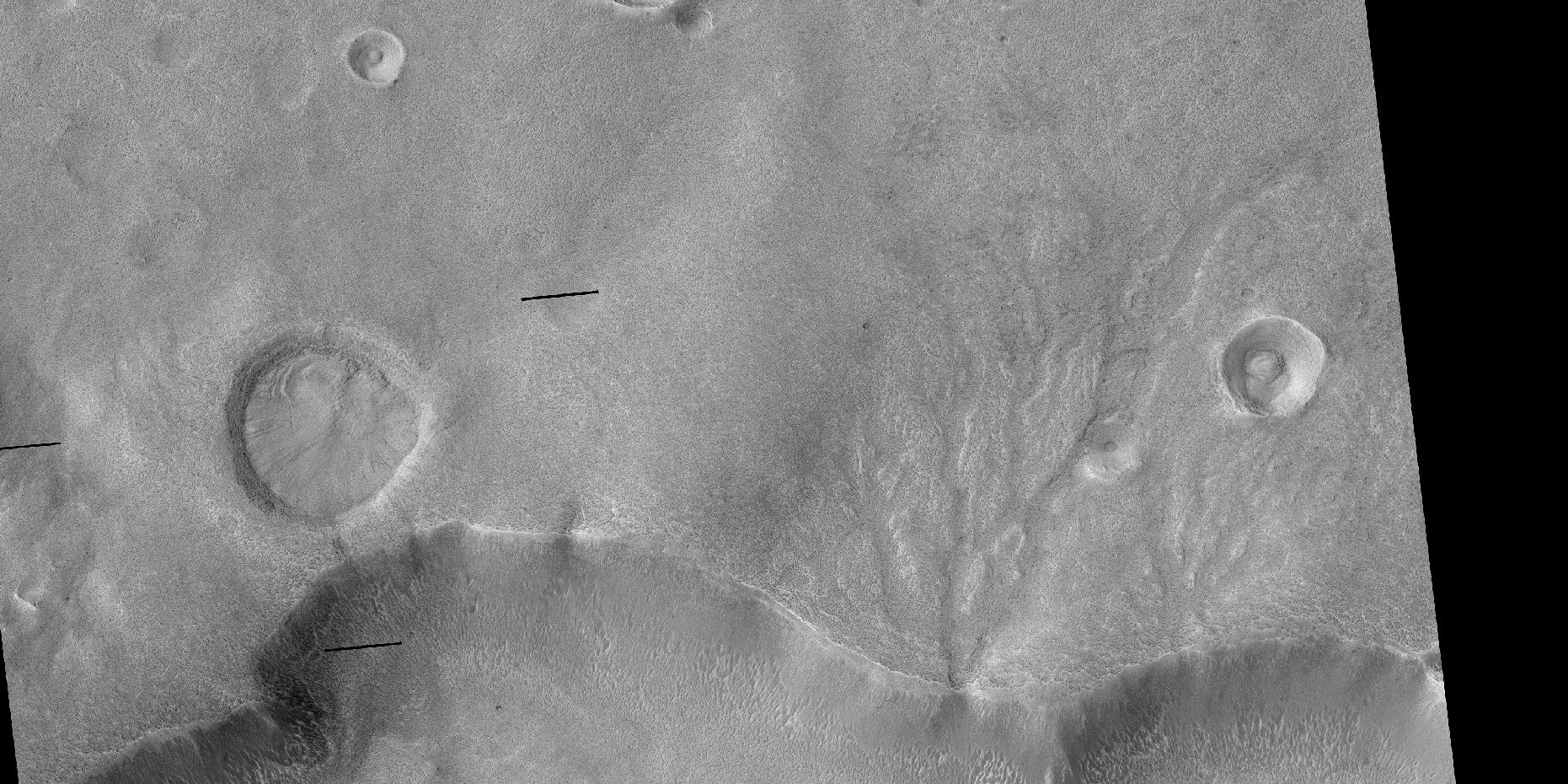
Sistema de canales que atraviesa parte de un cráter, observado por HiRISE en su programa HiWish Nota: esta es una ampliación de una imagen anterior.
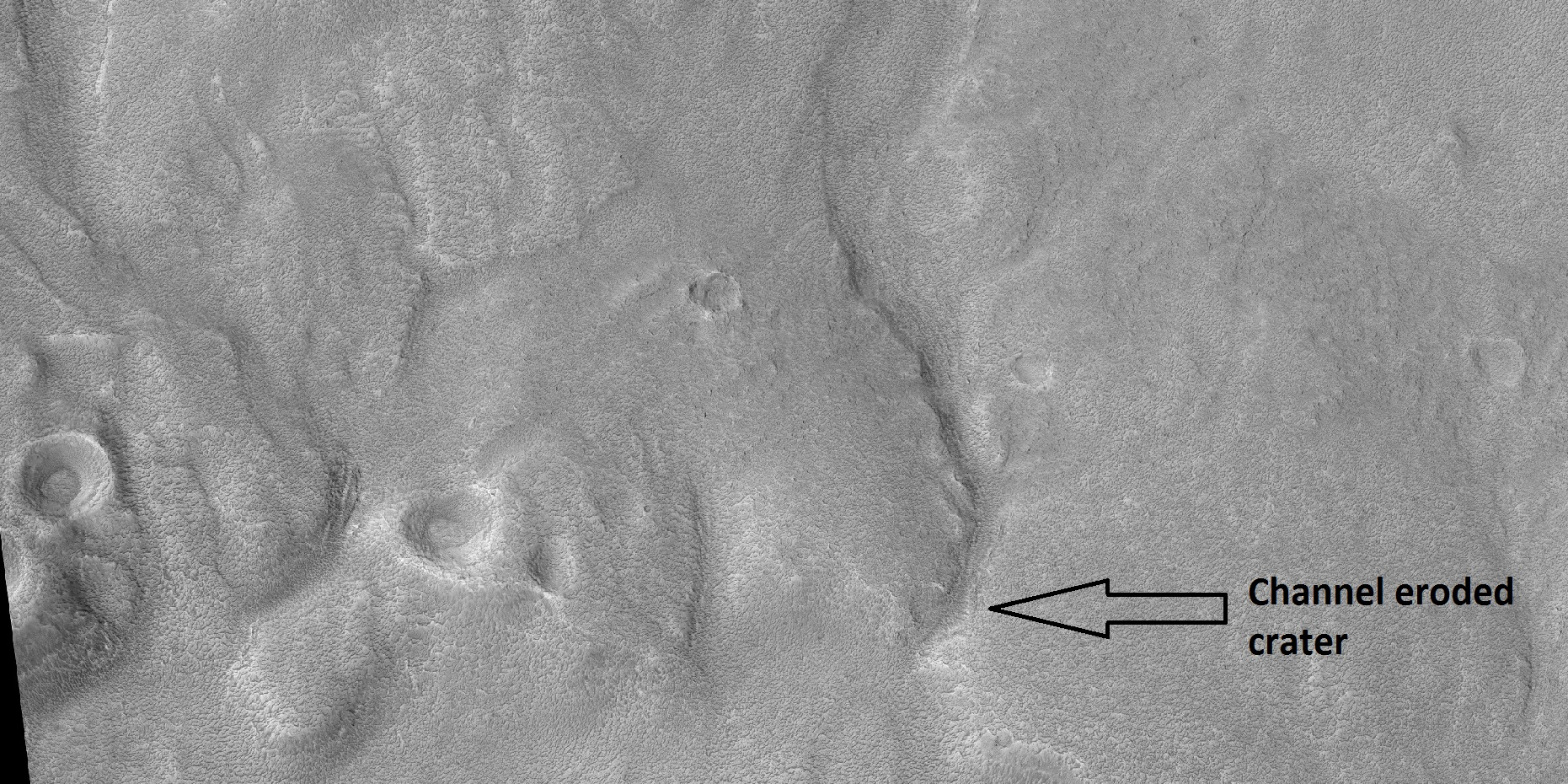
Canal que viajes a través de parte de un cráter, cuando visto por HiRISE bajo HiWish programa La flecha muestra un cráter que estuvo erosionado por el canal.  Nota: esto es una ampliación  de una imagen anterior.
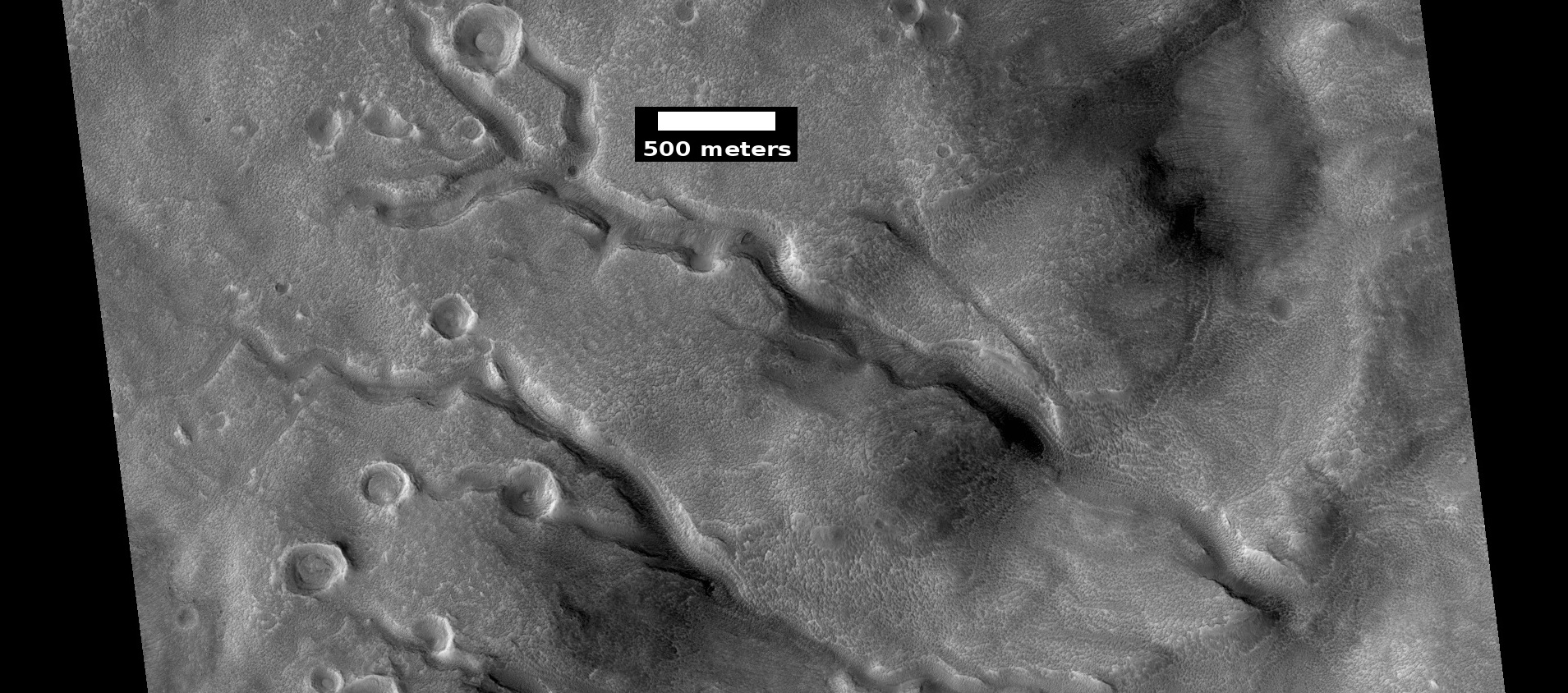
Canales sobre la superficie de Marte
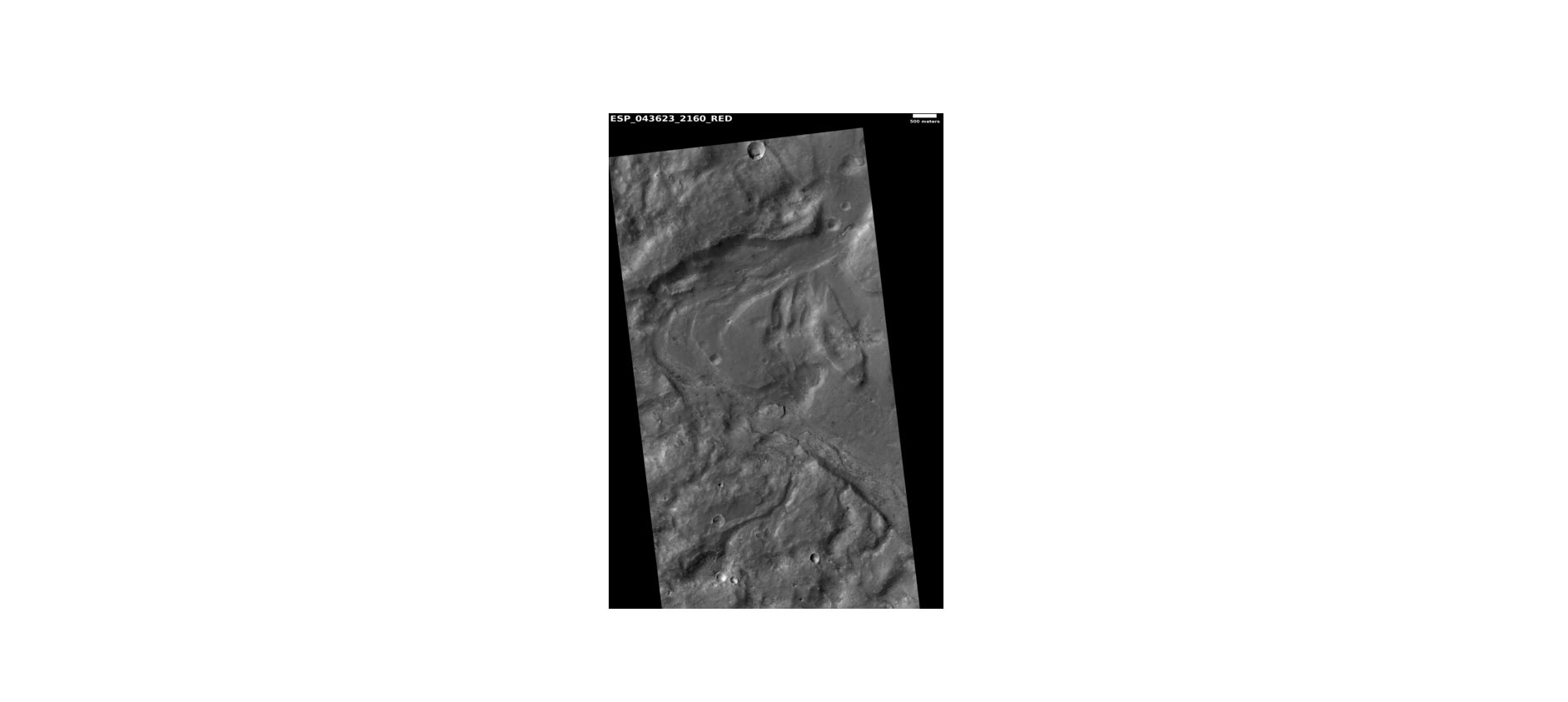
Meandro en un canal, generalmente formado en sistemas fluviales cuándo el agua se mueve a poca velocidad
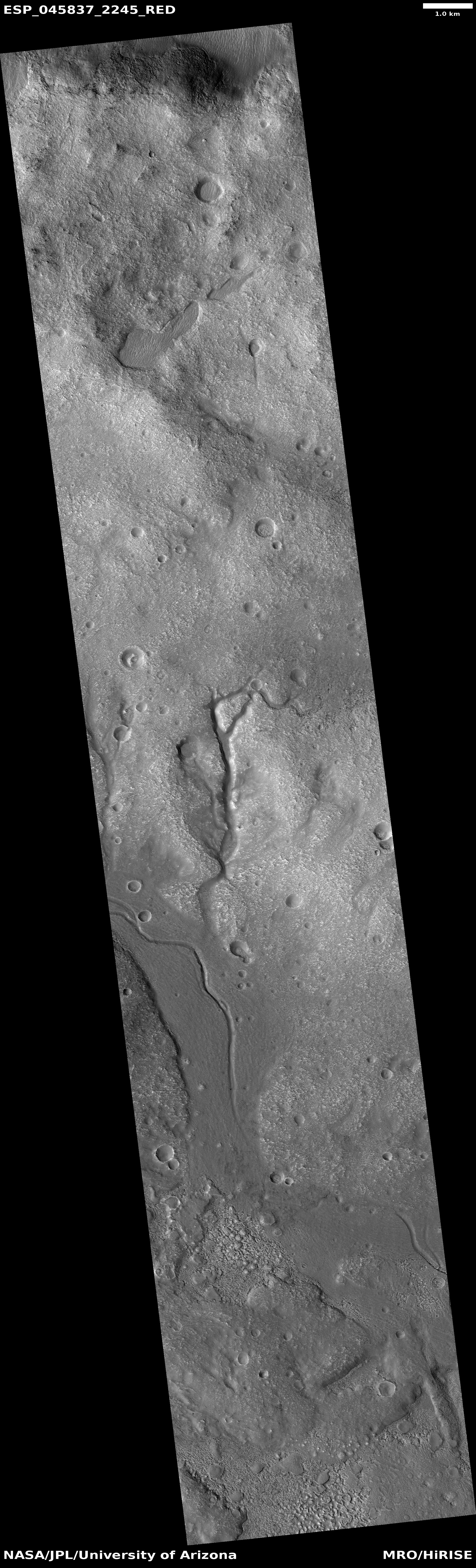
Vista más amplia de canales sobre la superficie de Marte
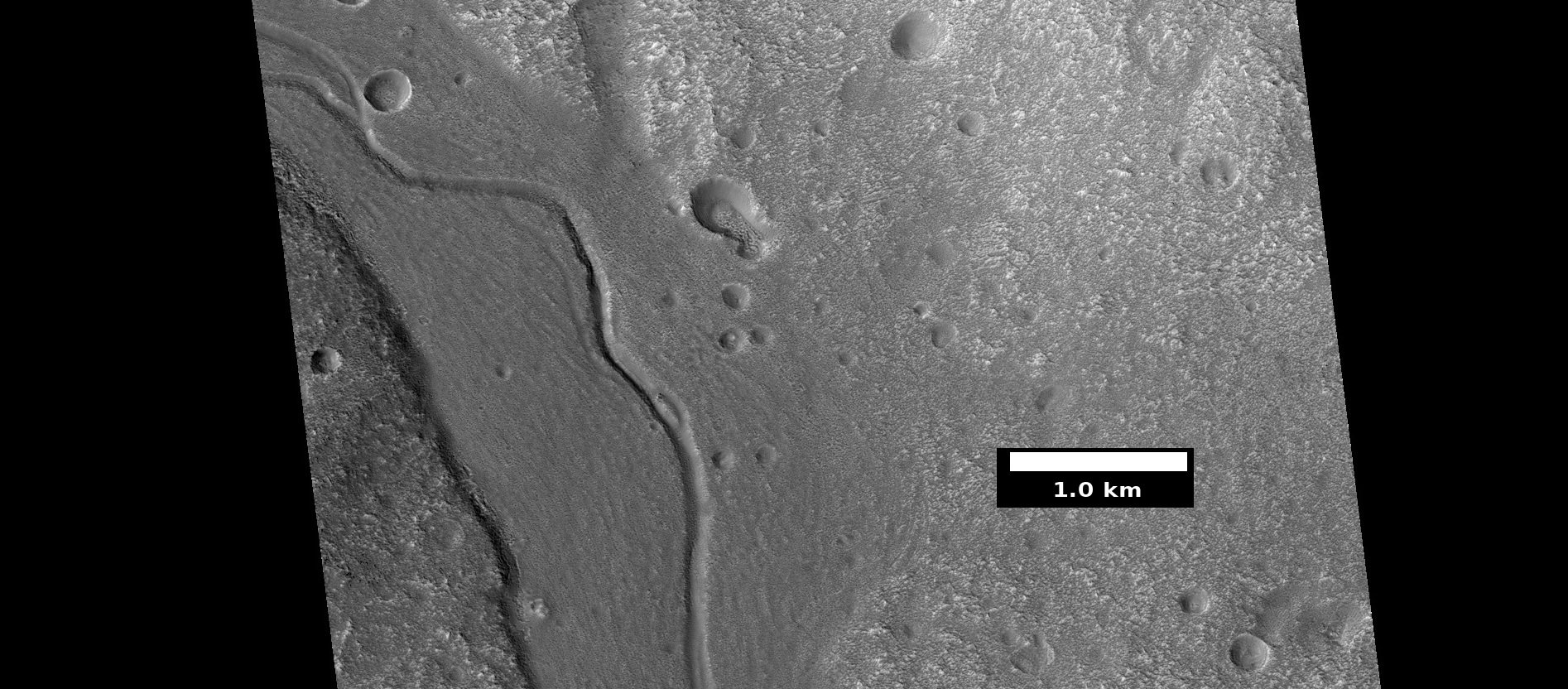
Vista cercana del canal anterior
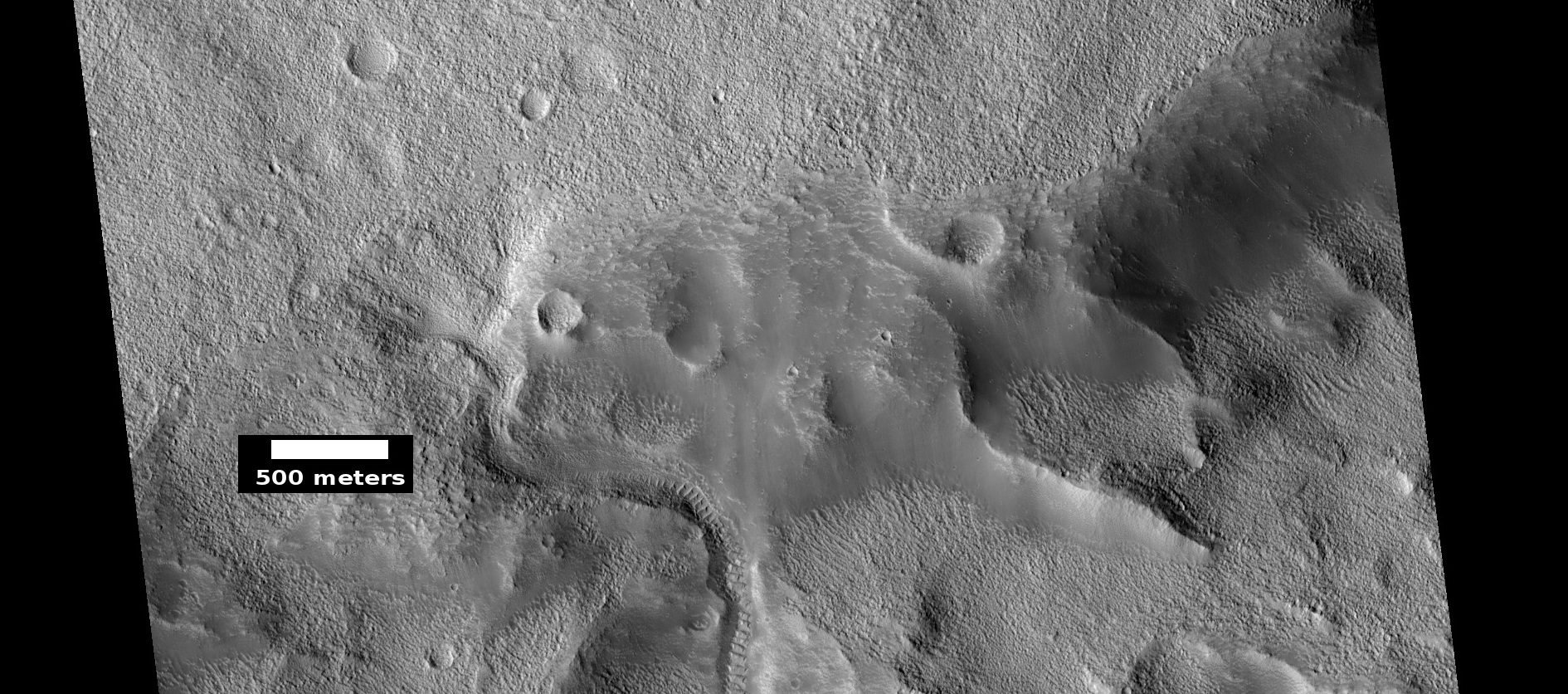
Uno de los canales que ha atravesado el borde de un cráter, como lo observó HiRISE en su programa HiWish
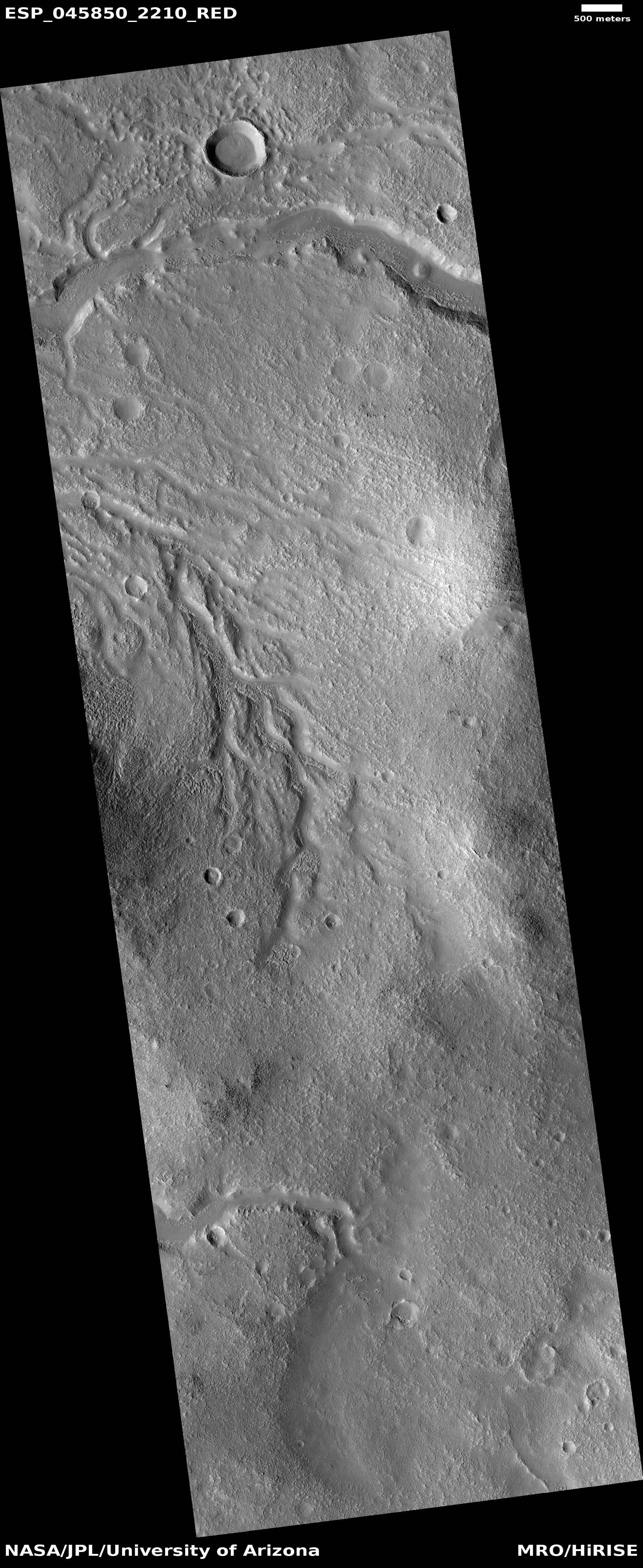
Vista más amplia de canales angostos y de mayor tamaño
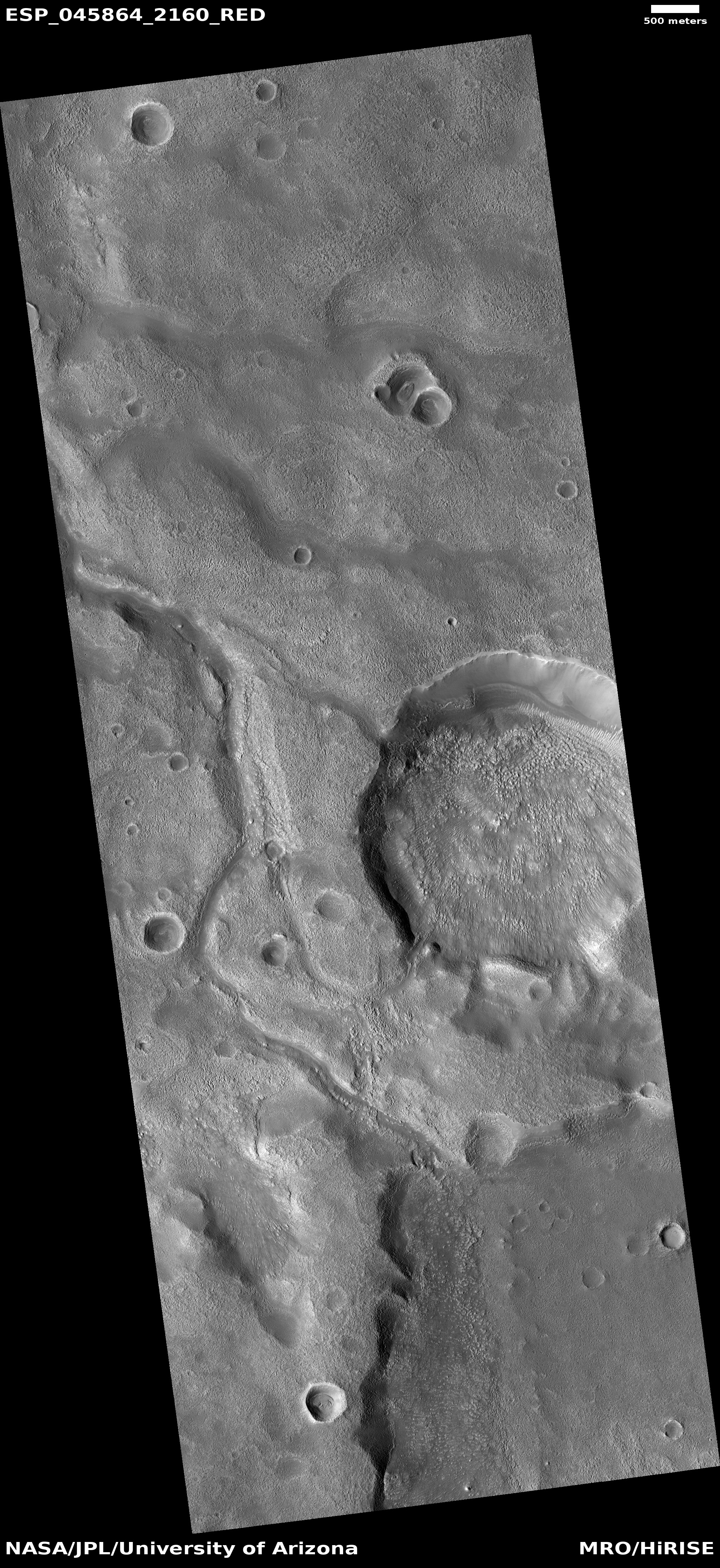
Vista amplia de canales, cráteres de impacto y acantilados en Marte
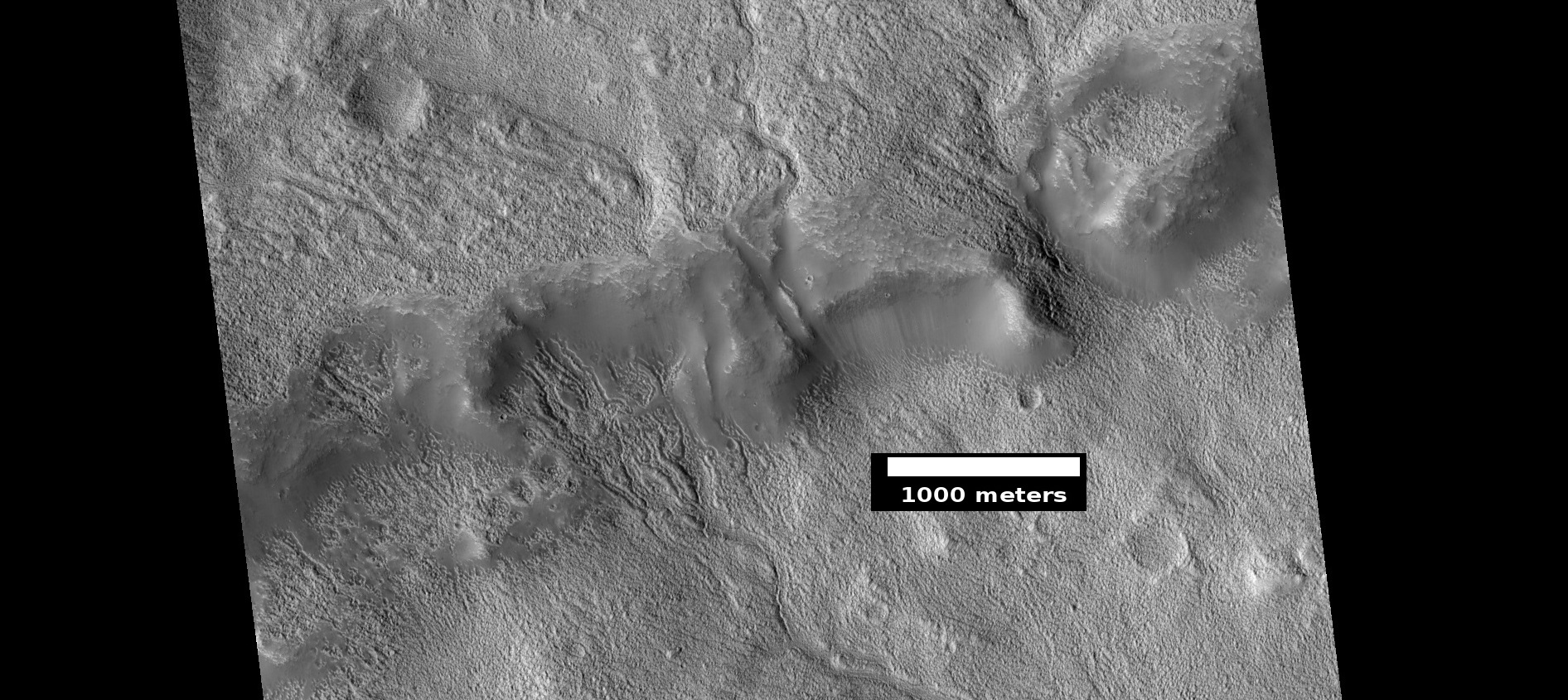
Detalle de canales delgados sobre un acantilado
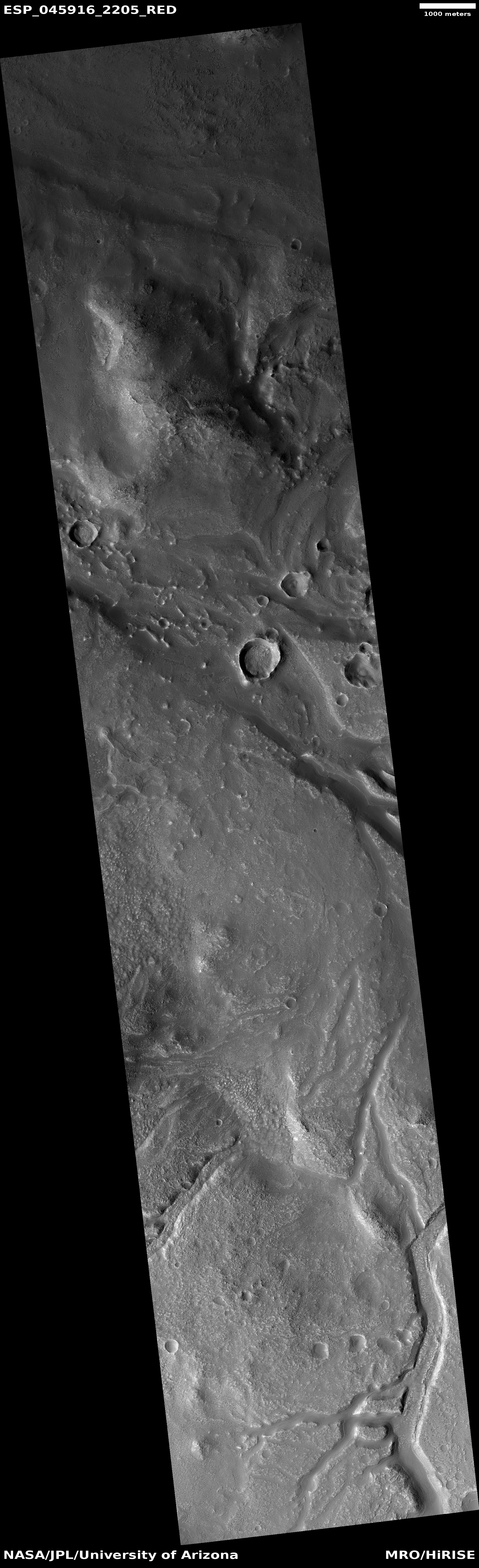
Vista amplia de canales, cráteres de impacto y colinas en Marte
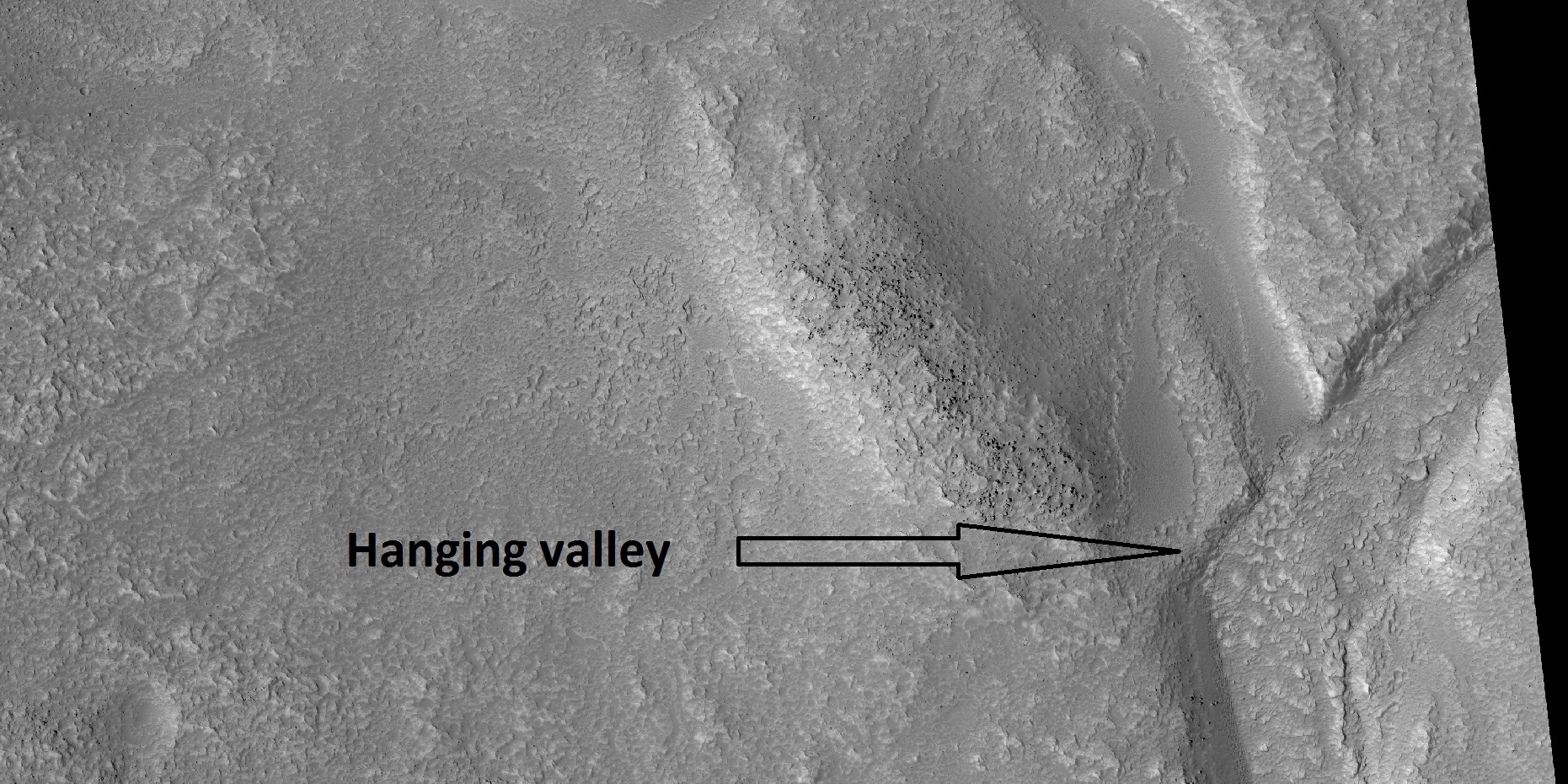
Canal con valle colgante, como lo observó HiRISE en su programa HiWish
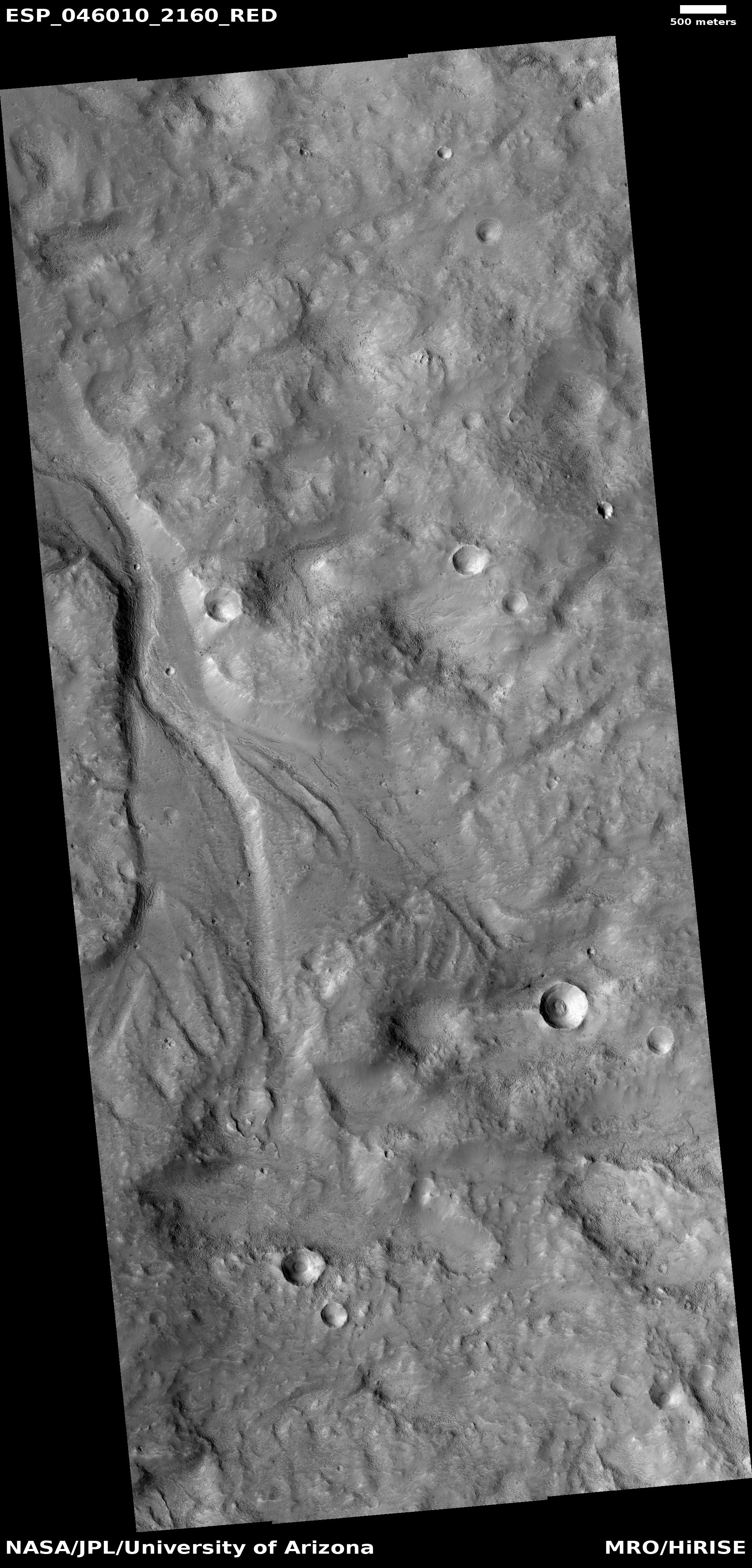
Vista amplia de canales, cráteres de impacto y acantilados en Marte
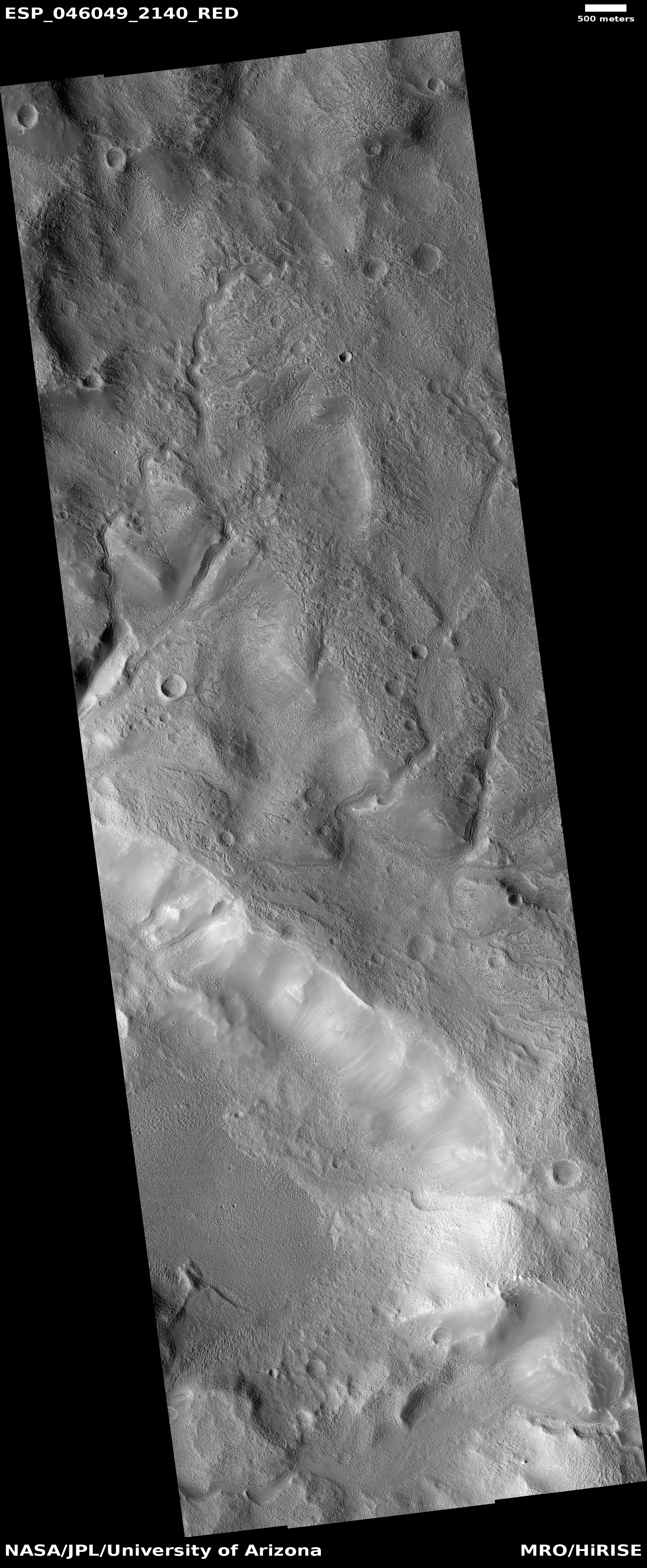
Vista amplia de canales, cráteres de impacto y acantilados en Marte
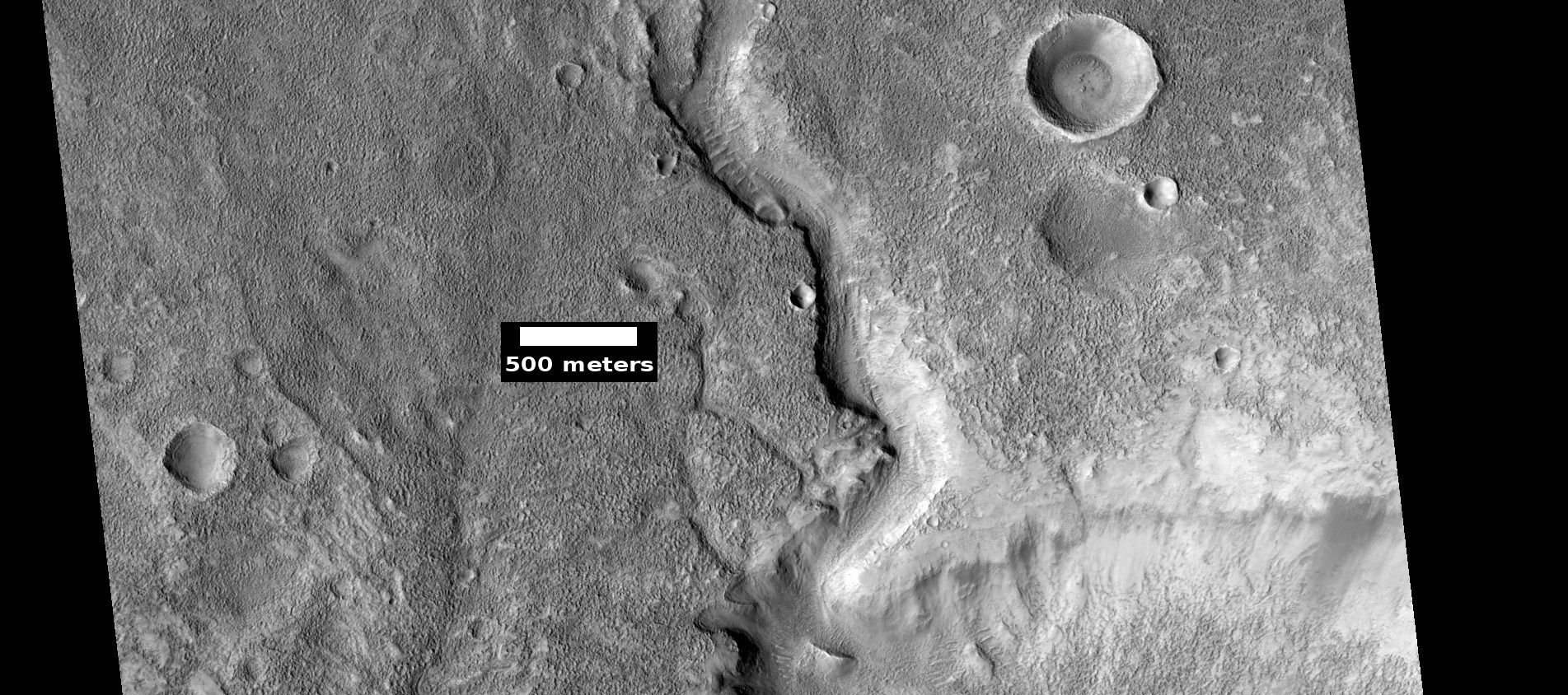
Vista detallada de un canal, cráteres de impacto y un acantilado en Marte
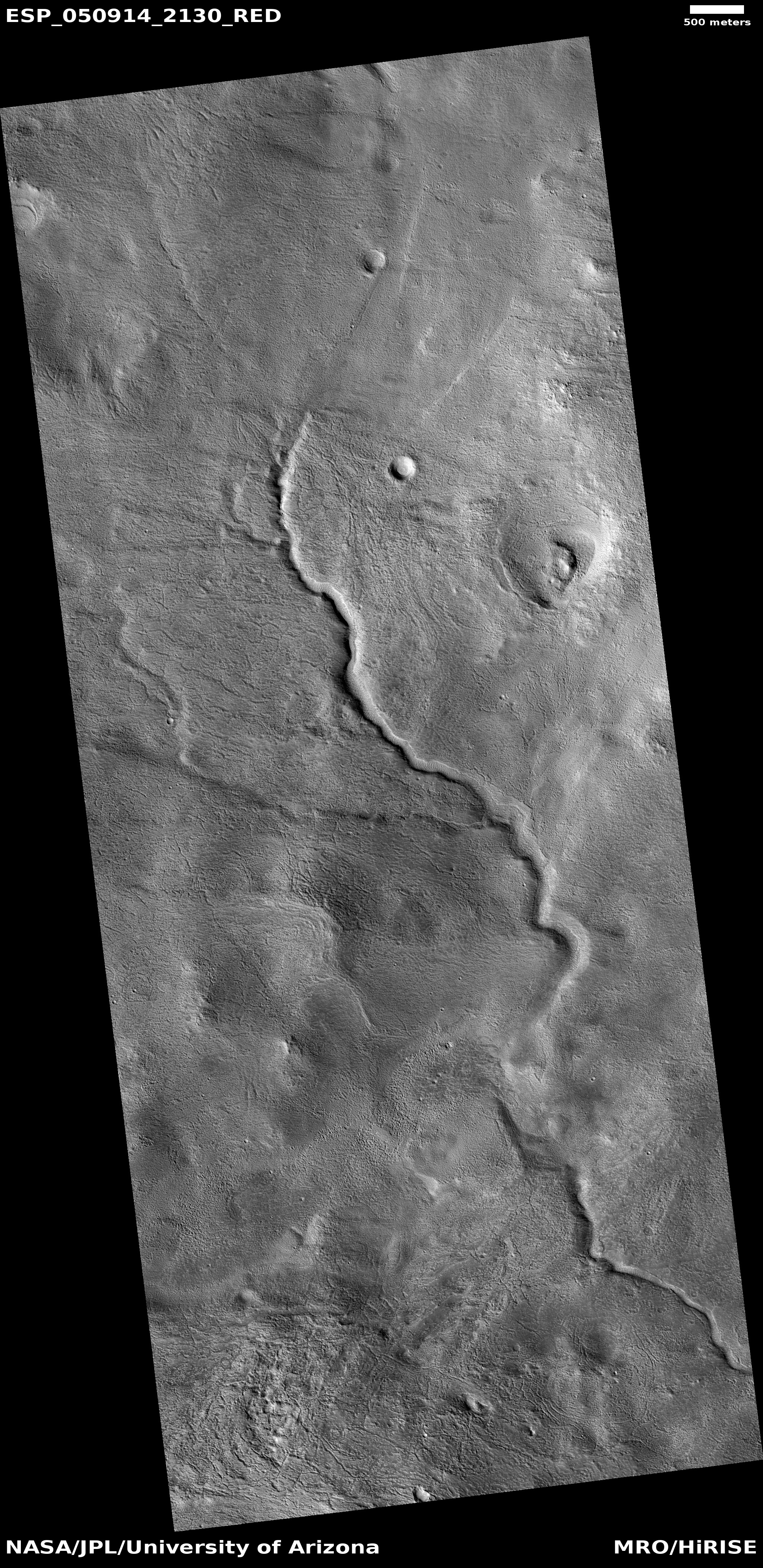
Vista amplia de un canal sobre las planicies de Ismenius Lacus
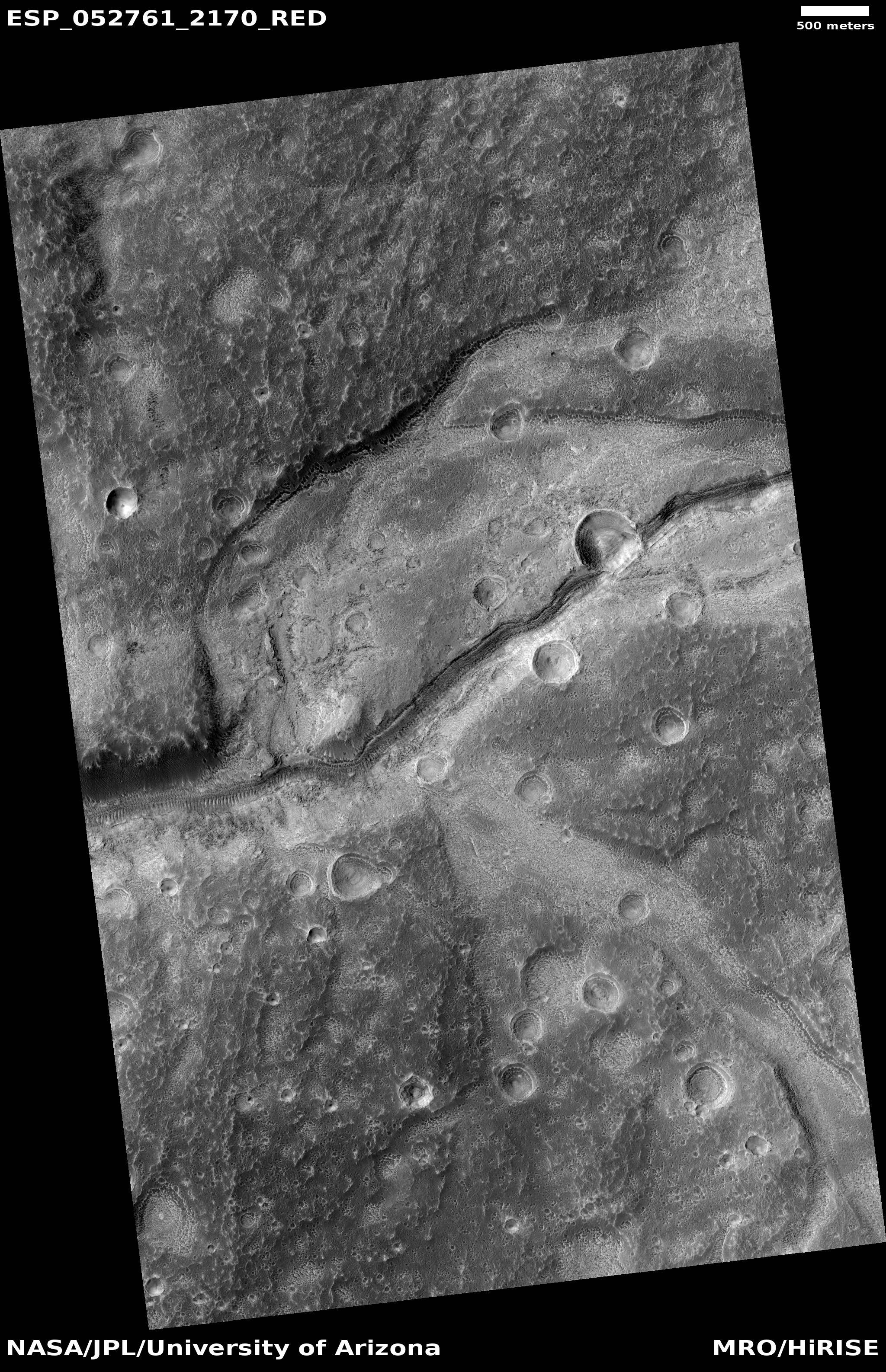
Vista detallada de un canal, cráteres de impacto y un acantilado en Marte
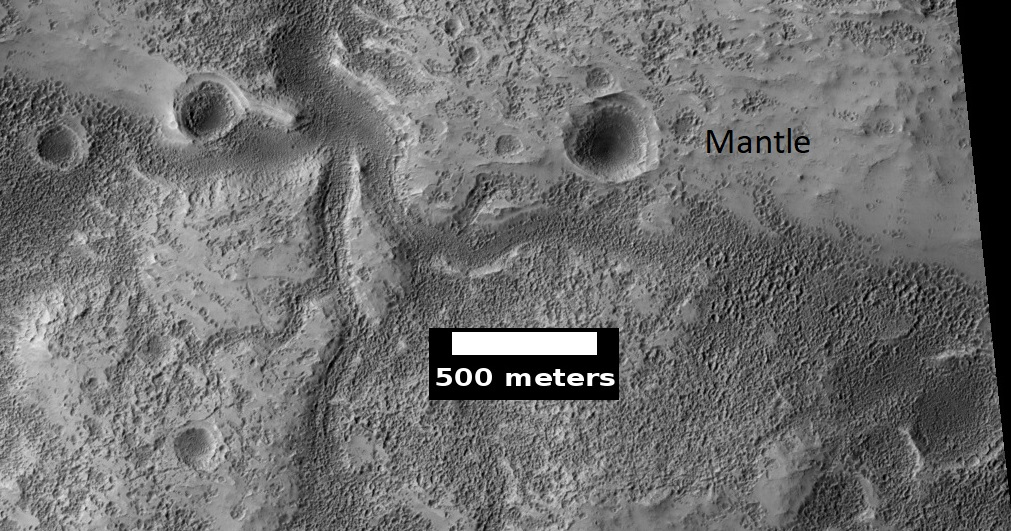
Algunas partes de la imagen muestran un manto que cubre la superficie y otras no muestran tal manto
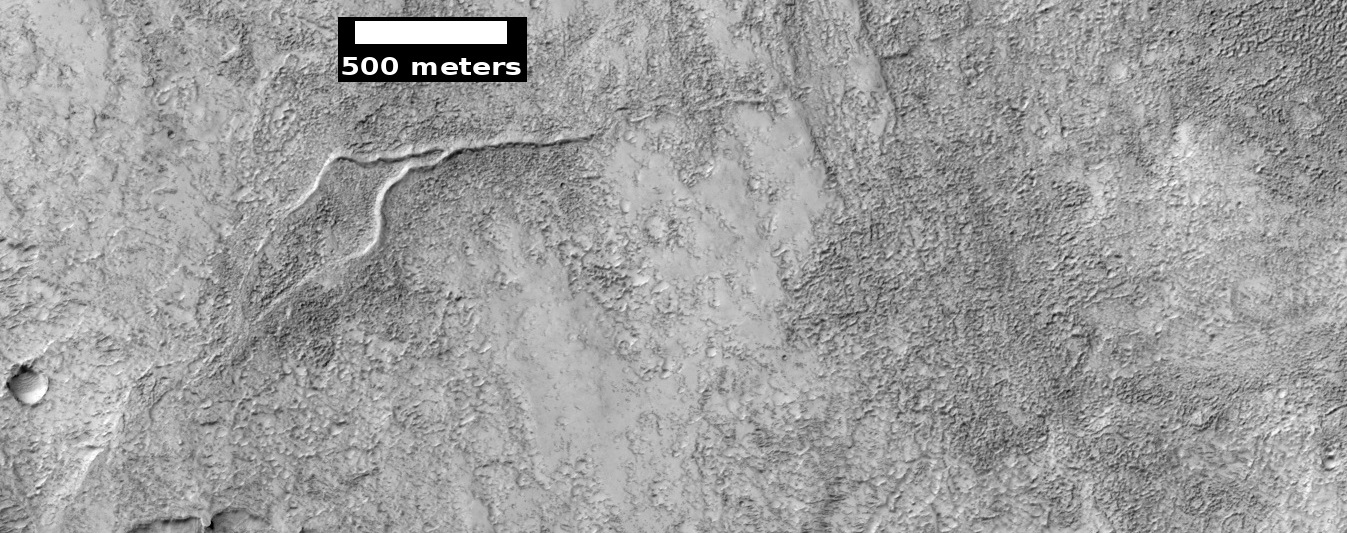
Posible canal invertido, observado por HiRISE en su programa HiWish

## Cráteres
Las llanuras del norte son generalmente planas y lisas con pocos cráteres. Sin embargo, se destacan algunos cráteres grandes. El cráter de impacto gigante, Lyot, es fácil de ver en la parte norte de Ismenius Lacus.  El cráter Lyot es el punto más profundo del hemisferio norte de Marte. Una imagen acontinuación de las dunas en el cráter Lyot muestra una variedad de formas interesantes: dunas oscuras, depósitos de tonos claros y rastros del remolino de polvo. Los remolinos de polvo, que se asemejan a tornados en miniatura, crean las huellas al eliminar un depósito de polvo delgado pero brillante para revelar la superficie subyacente más oscura. Se cree que los depósitos de tonos claros contienen minerales formados en el agua. La investigación, publicada en junio de 2010, describió evidencia de agua líquida en el cráter Lyot en el pasado.
Se han encontrado muchos canales cerca del cráter Lyot. La investigación, publicada en 2017, concluyó que los canales estaban hechos de agua liberada cuando la eyección caliente aterrizó en una capa de hielo de 20 a 300 metros de espesor. Los cálculos sugieren que la eyección habría tenido una temperatura de al menos 250 grados Fahrenheit. Los valles parecen comenzar desde debajo de la eyección cerca del borde exterior de la eyecta. Una evidencia de esta idea es que hay pocos cráteres secundarios cercanos. Se formaron pocos cráteres secundarios porque la mayoría aterrizó en hielo y no afectaron el suelo debajo. El hielo se acumuló en la zona cuando el clima era diferente. La inclinación u oblicuidad del eje cambia con frecuencia. Durante los períodos de mayor inclinación, el hielo de los polos se redistribuye a las latitudes medias. La existencia de estos canales es inusual porque, aunque Marte solía tener agua en ríos, lagos y un océano, estas características se han fechado en los períodos Noeico y Hespérico, hace 4 a 3 mil millones de años.

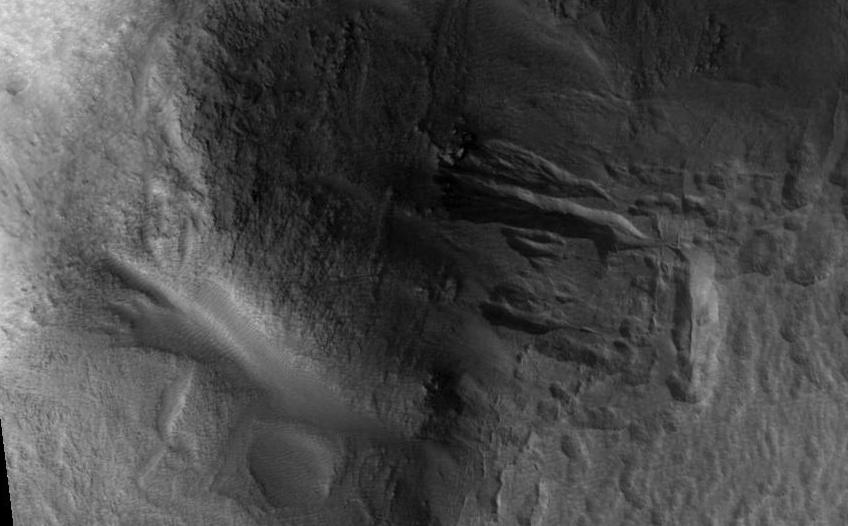
Barrancos en el cráter Lyot, tomada por HiRISE
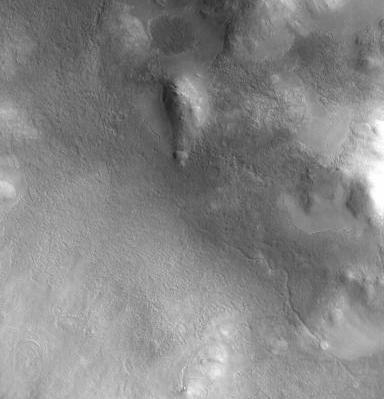
Canal en el cráter Lyot, tomada por CTX. Se han descubierto canales tallados por agua en el cráter Lyot; la línea curva puede ser una de ellos
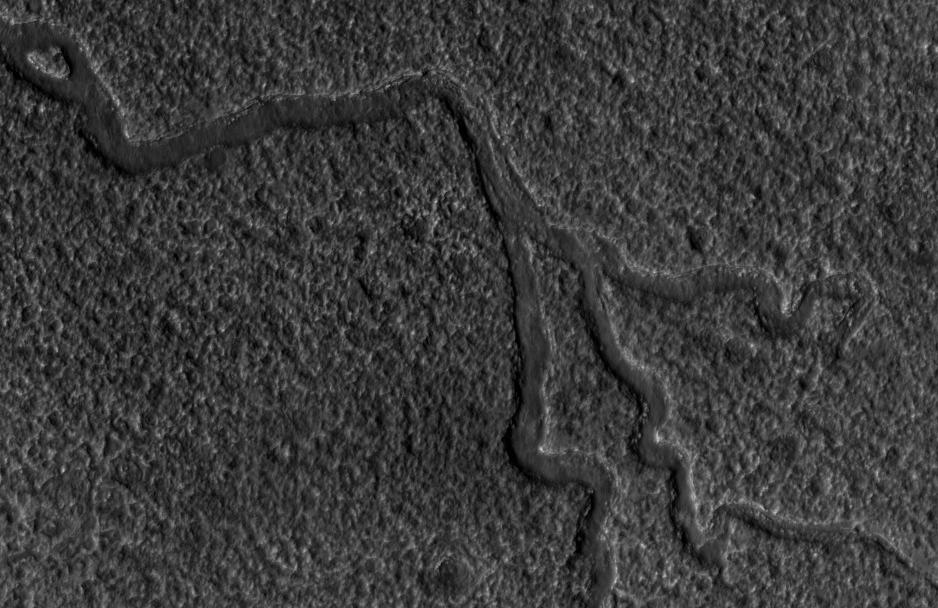
Detalle de un canal y sus ramificaciones en el Cráter Lyot
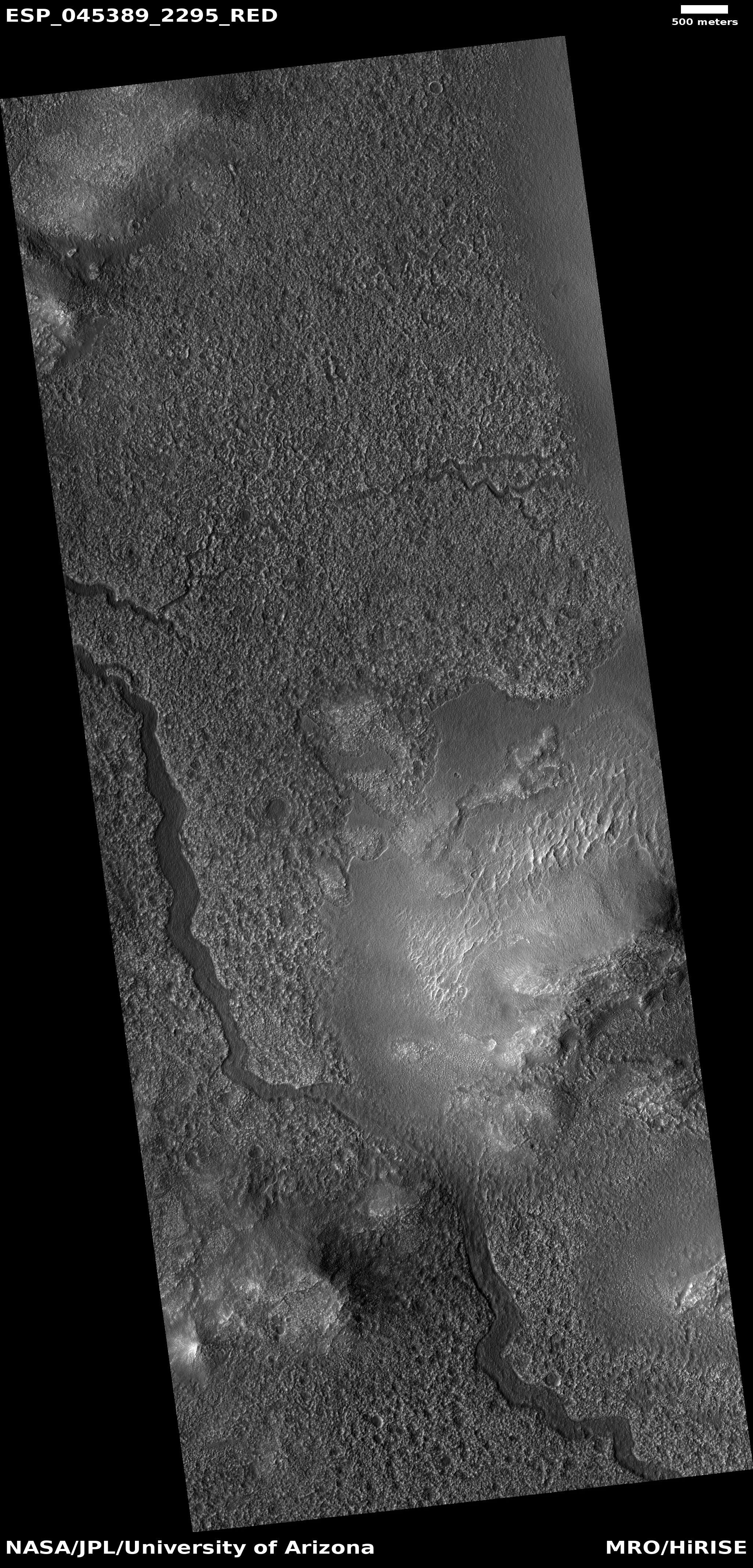
Vista ancha de canales en en el Cráter Lyot
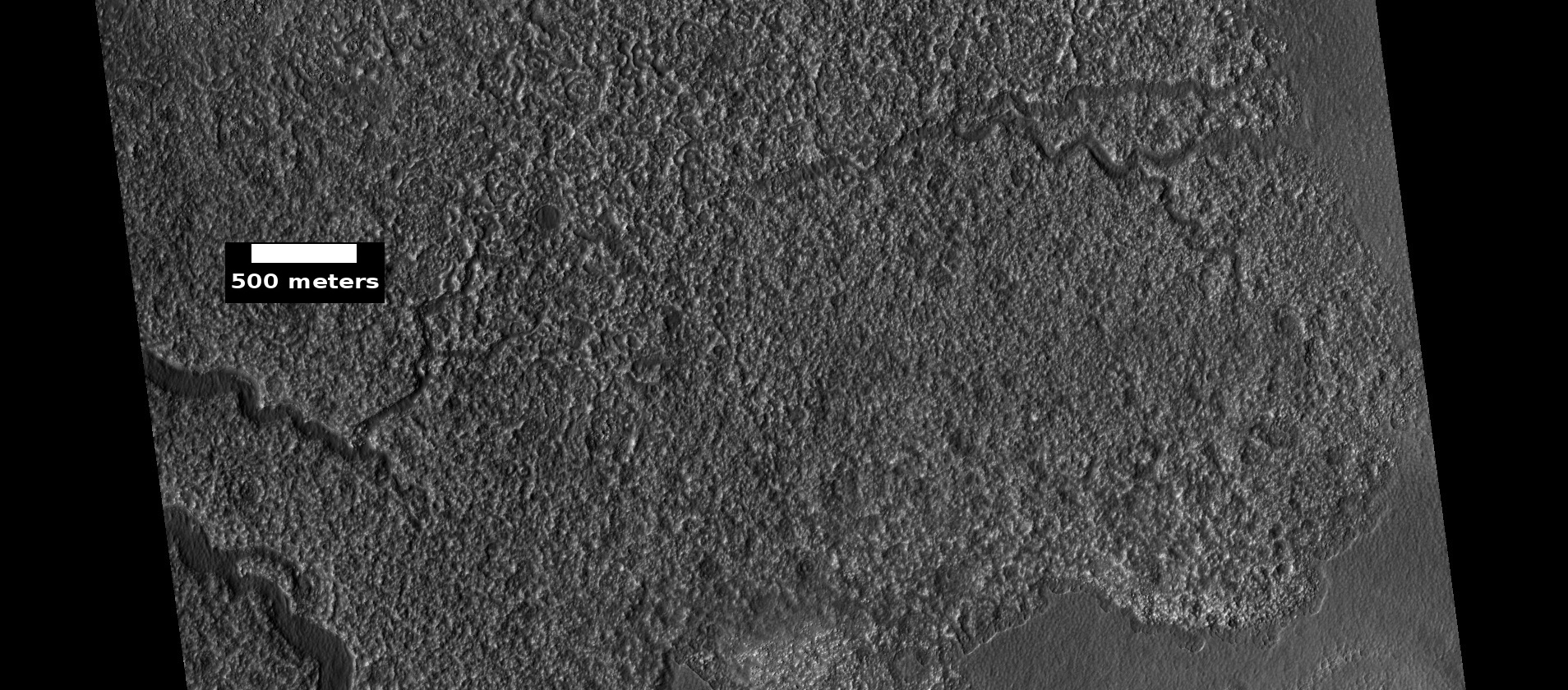
Vista amplia de canales en el Cráter Lyot
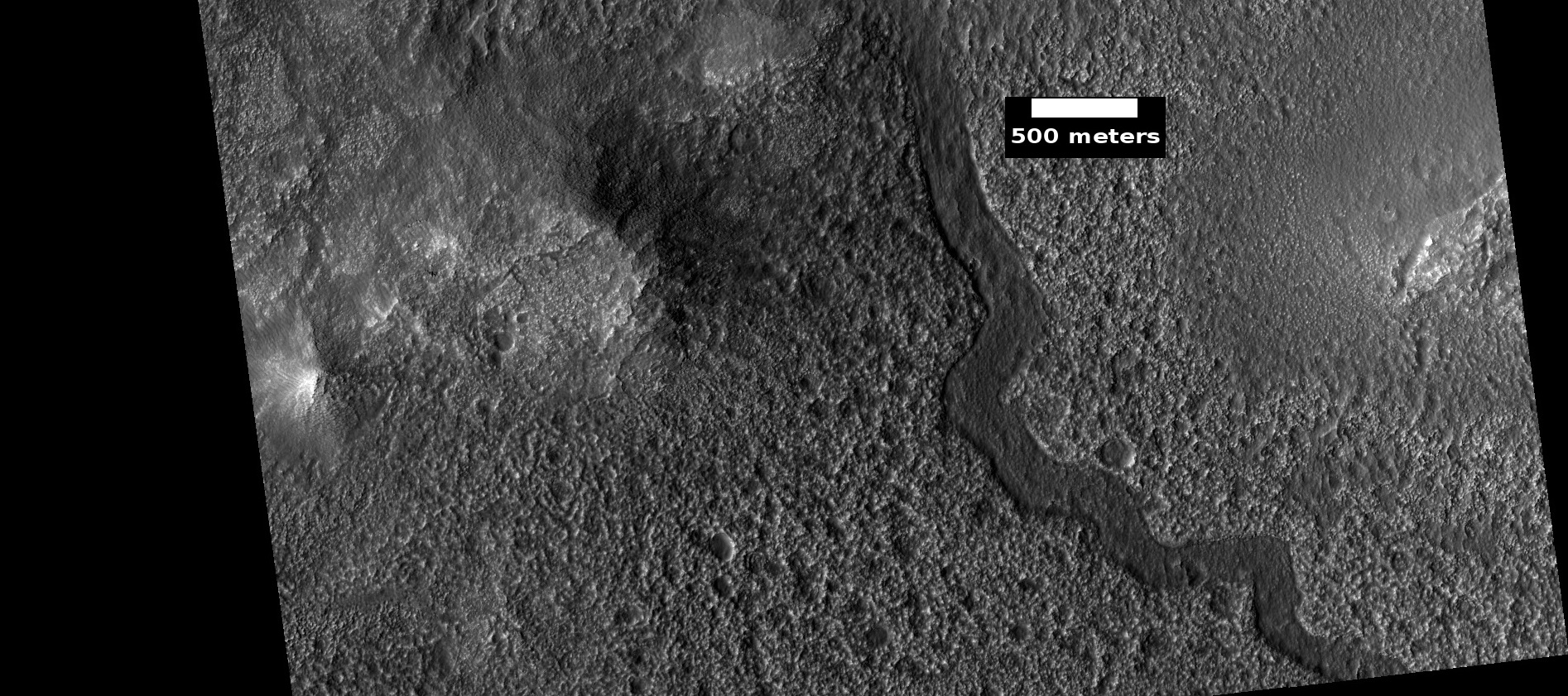
Vista cercana de canales en el Cráter Lyot
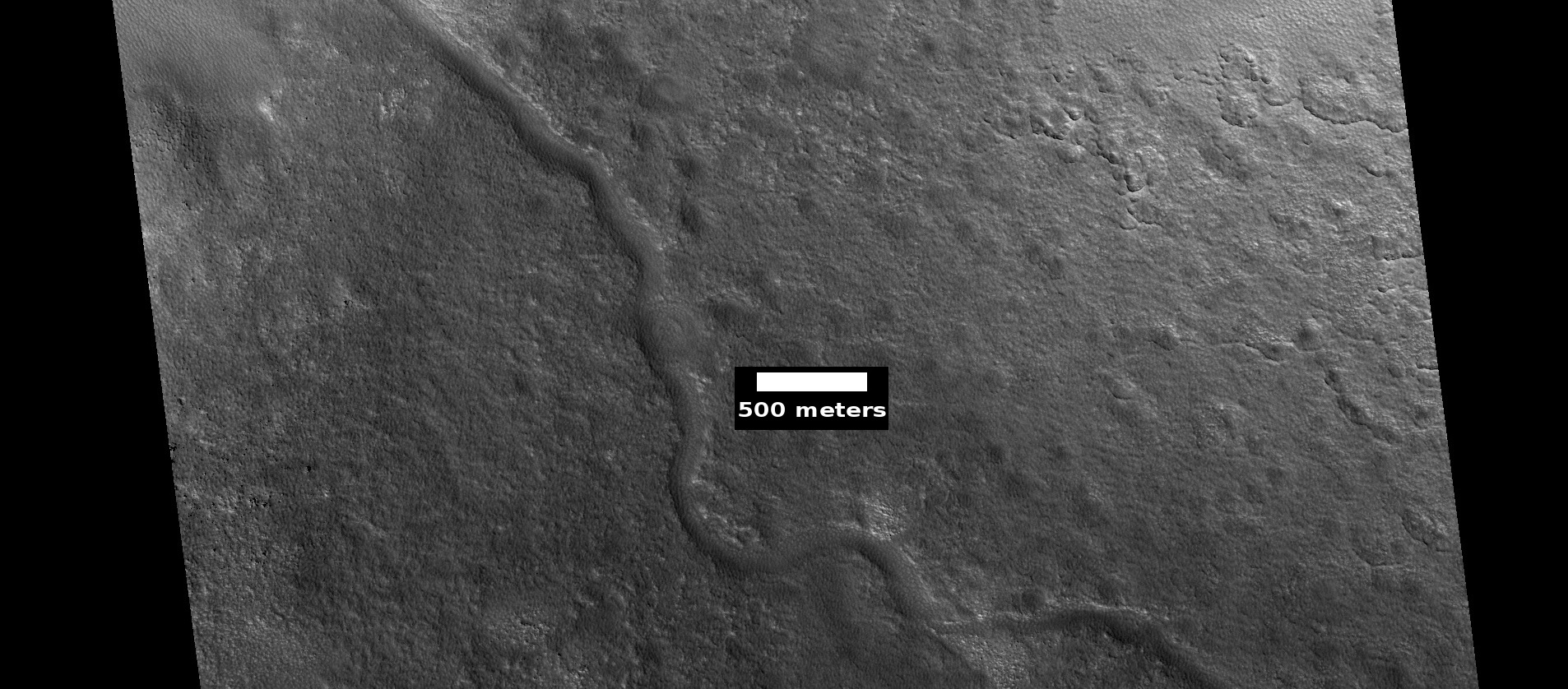
Vista cercana de canales en el Cráter Lyot
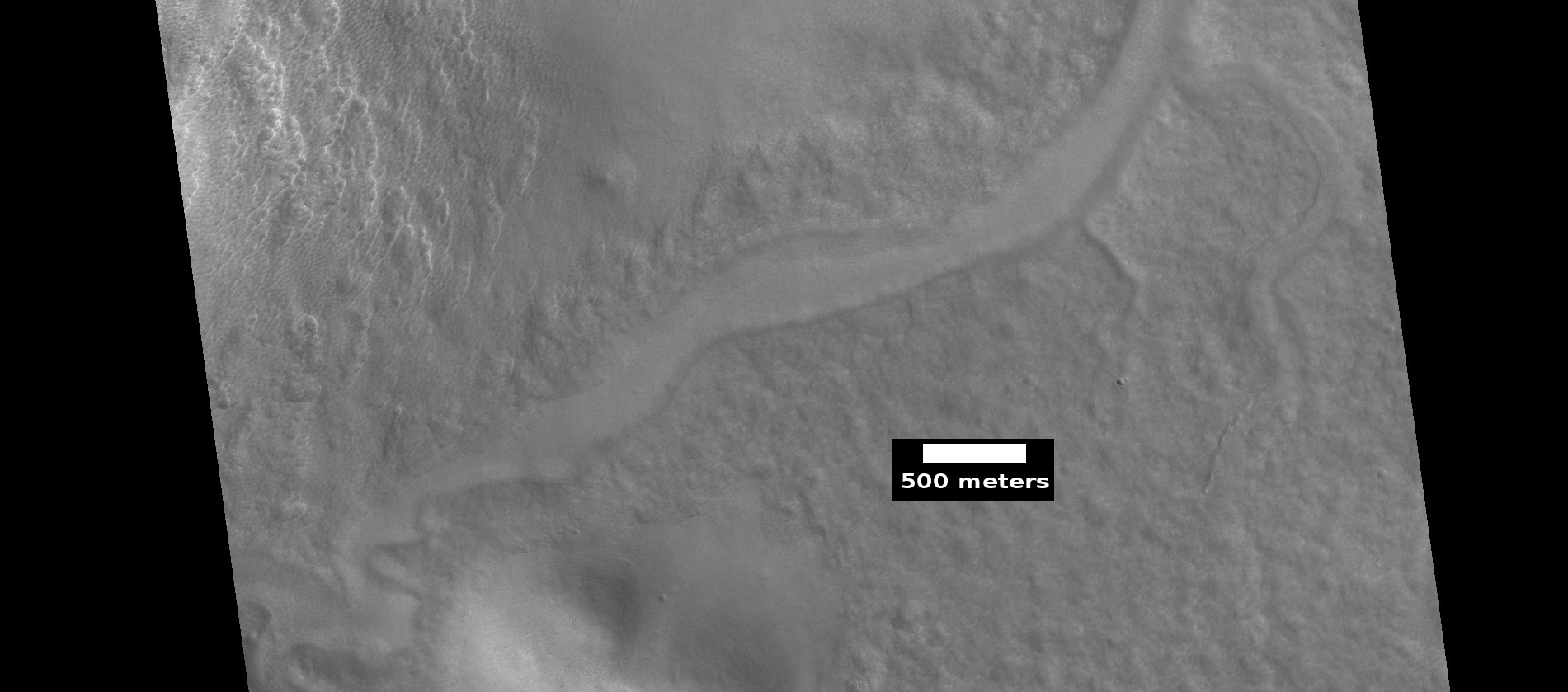
Canal con ramificaciones en el Cráter Lyot
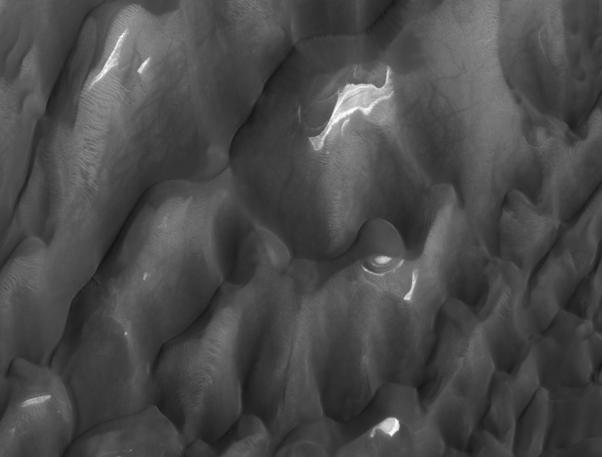
Cráter Lyot, en detalle se ven depósitos de leve tonalidad y pistas causadas por torbellinos de viento.
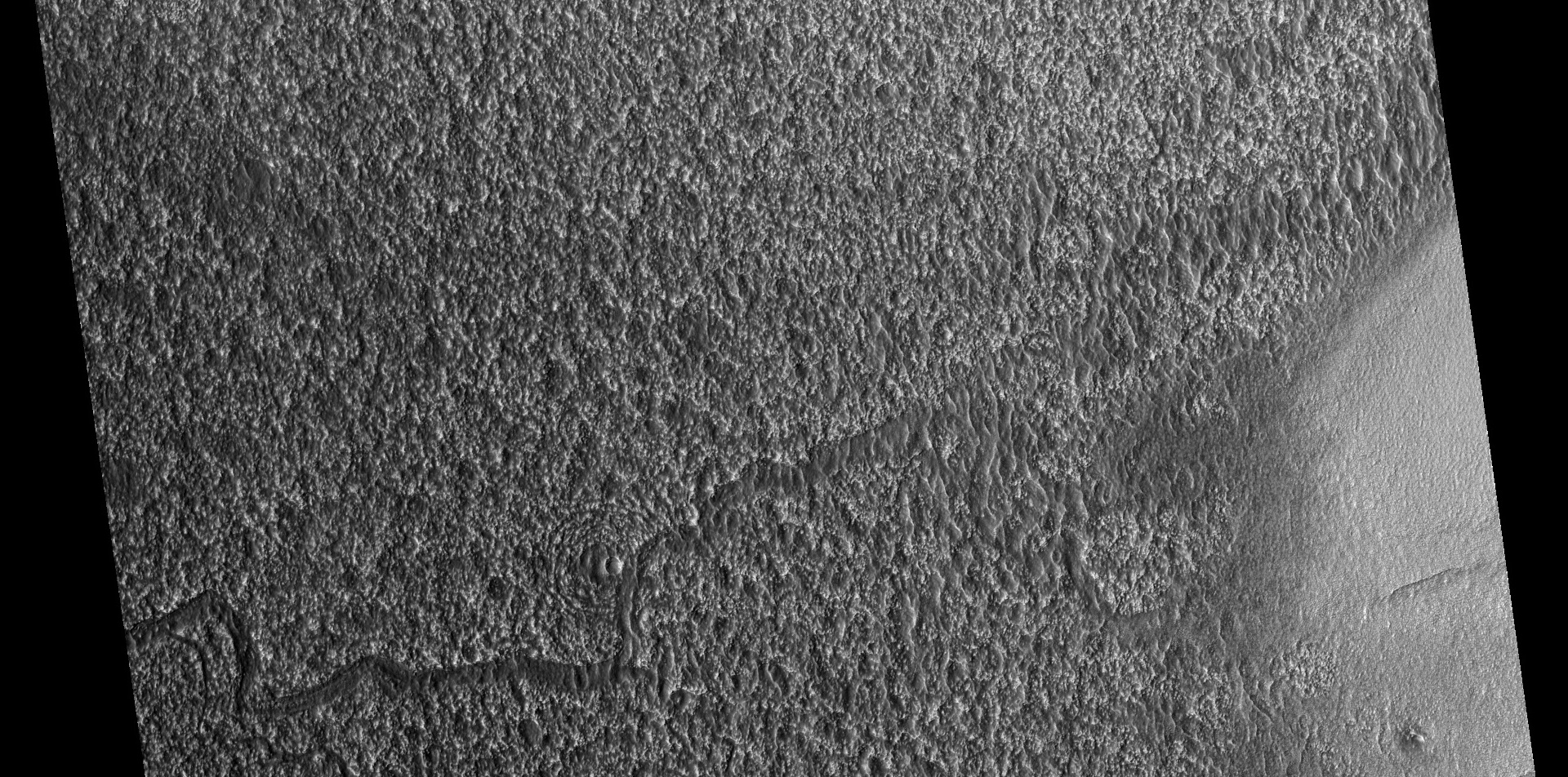
Canal sobre la superficie árida de Marte
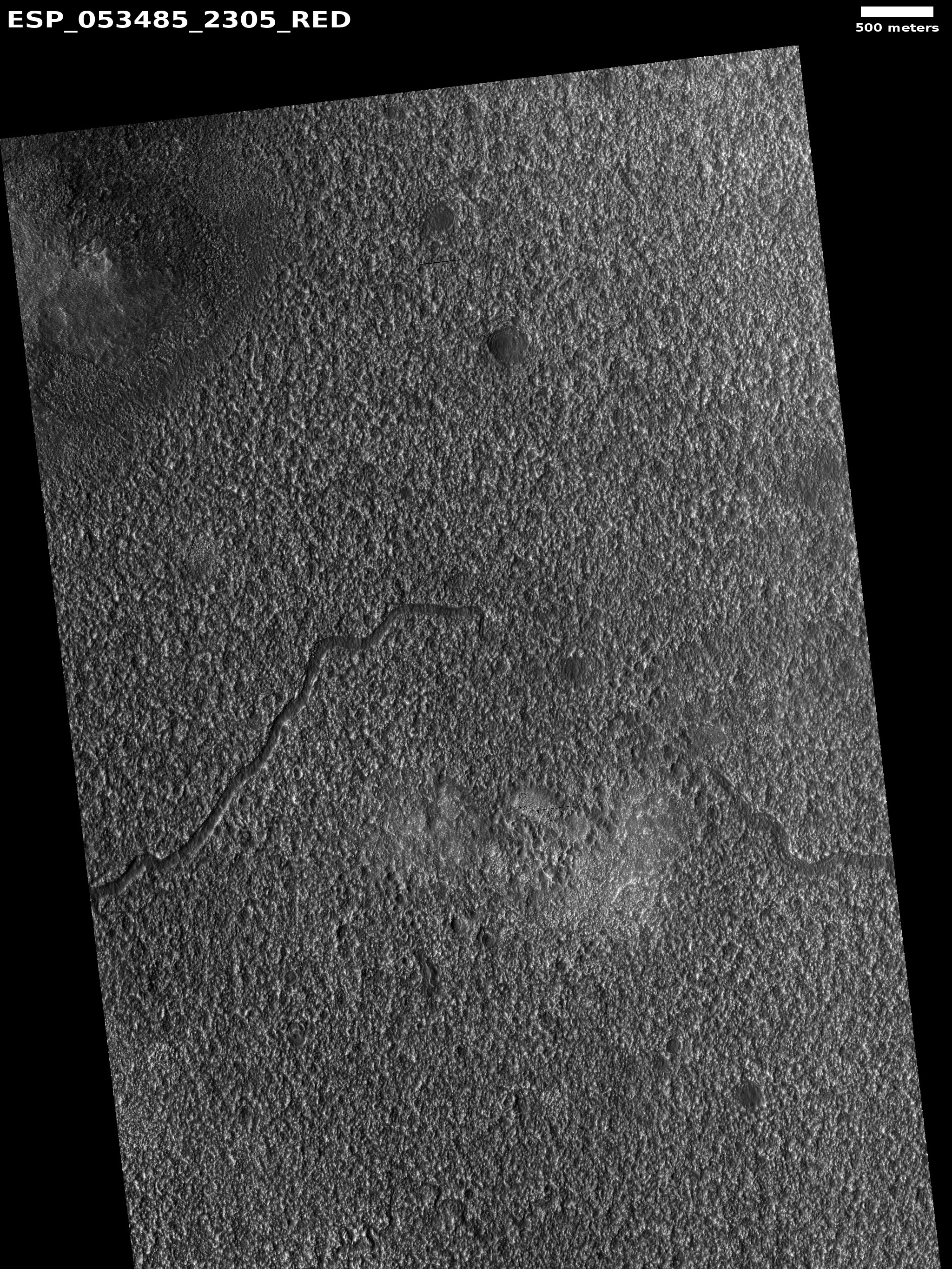
Vista más ámplia de un canal

Los cráteres de impacto generalmente tienen un borde con material eyectado a su alrededor; por el contrario, los cráteres volcánicos no suelen tener un borde ni depósitos de eyecta. A medida que los cráteres se hacen más grandes (más de 10 km de diámetro), generalmente tienen un pico central. La cumbre es causado por un rebote del suelo del cráter después del impacto..  A veces, los cráteres mostrarán capas en sus paredes. Dado que la colisión que produce un cráter es como una poderosa explosión, las rocas de las profundidades subterráneas se lanzan a la superficie. Por lo tanto, los cráteres son útiles para mostrarnos lo que hay bajo la superficie.

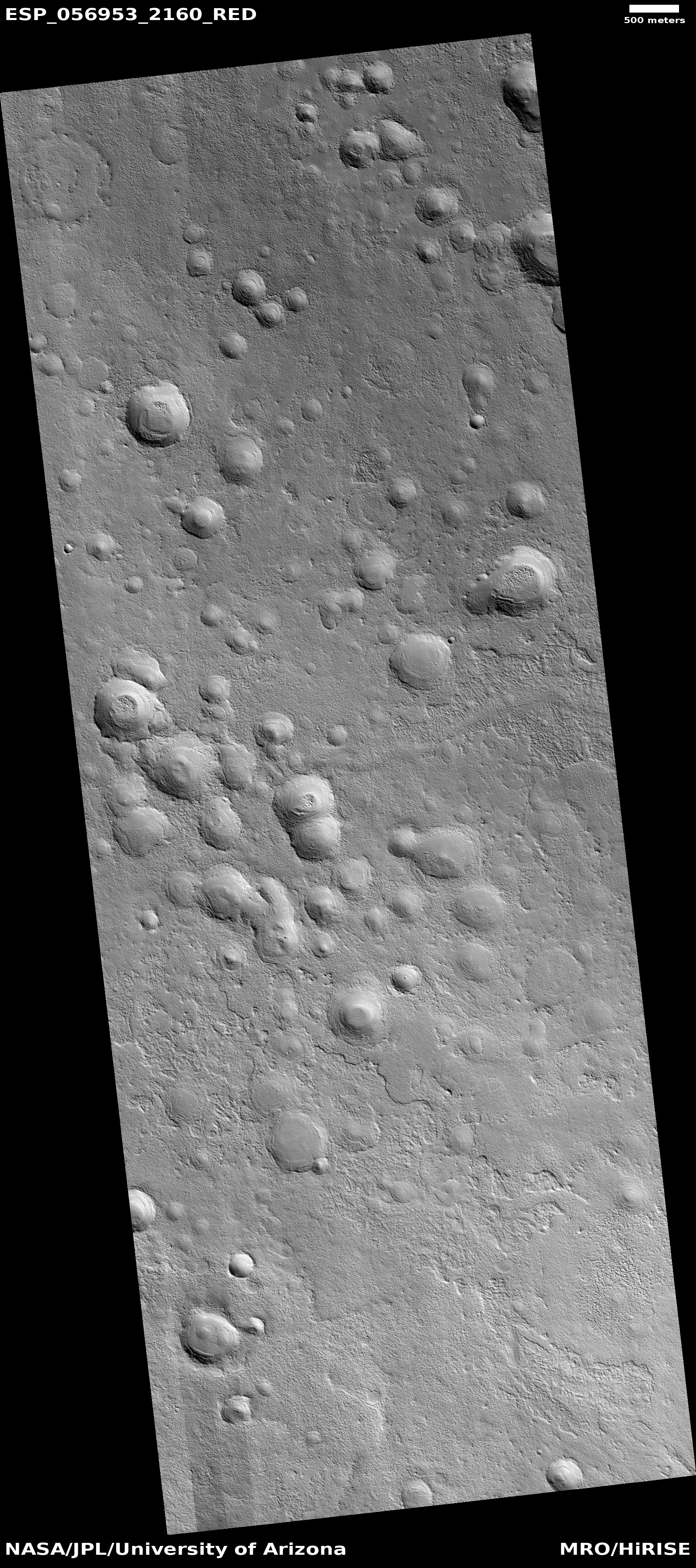
Posibles cráteres secundarios expandidos, los cuales pueden haberse vuelto mucho más anchos, ya que el hielo dejó el suelo alrededor de los bordes
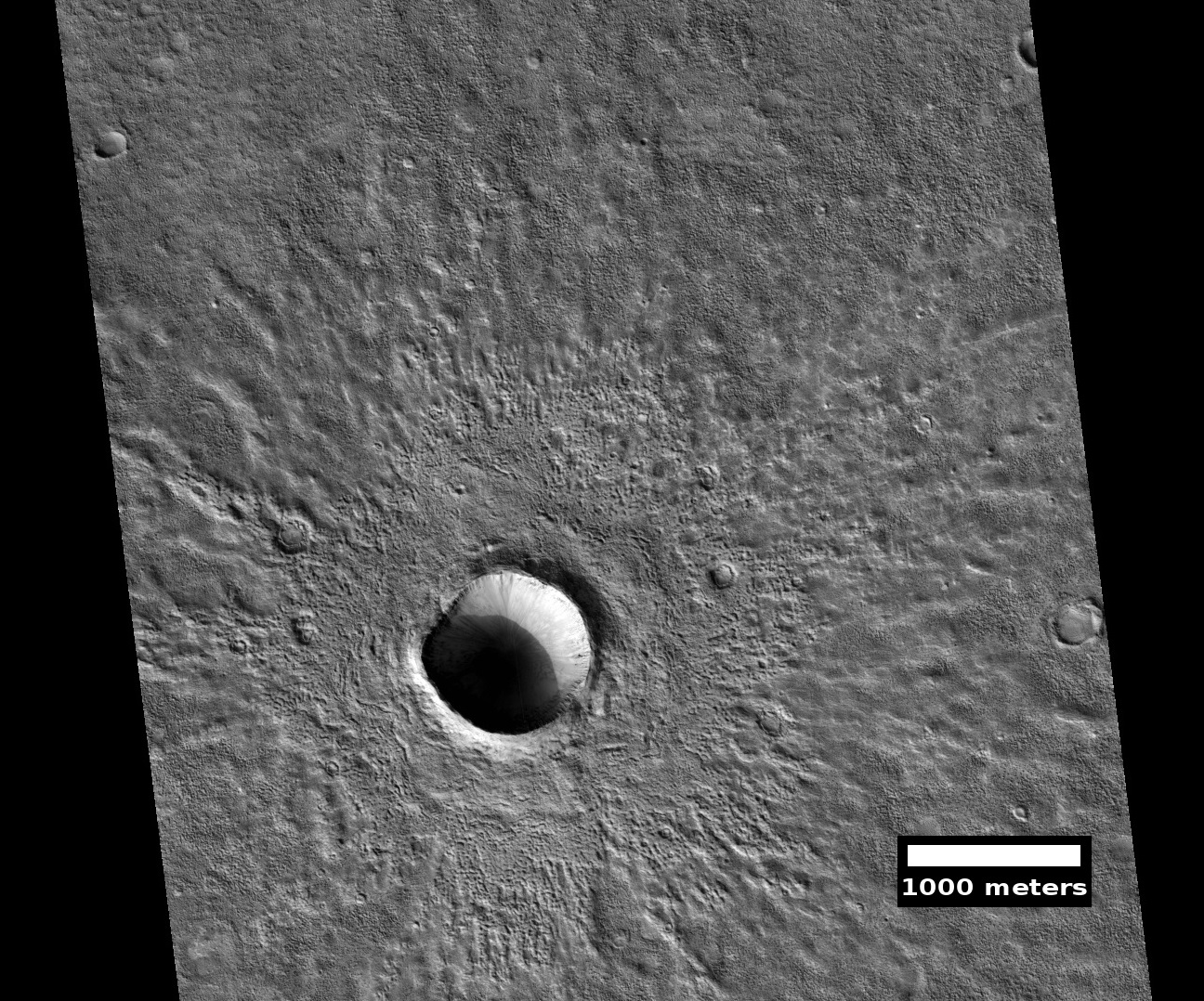
Cráter fresco, joven que aún no se han erosionado porque son fácilmente visibles el borde y el material de eyección
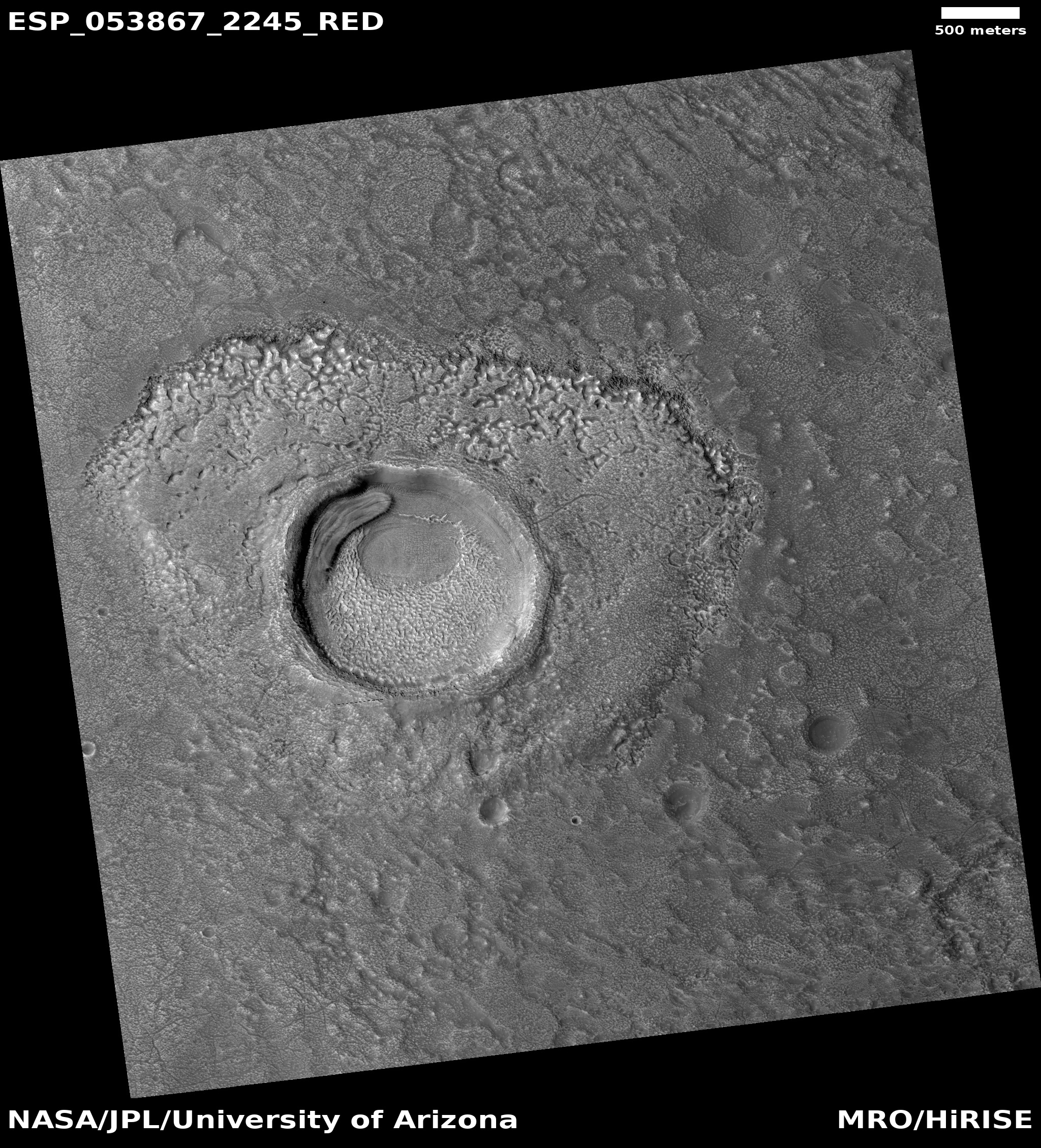
Cráter de impacto que puede haberse formado en un suelo rico en hielo
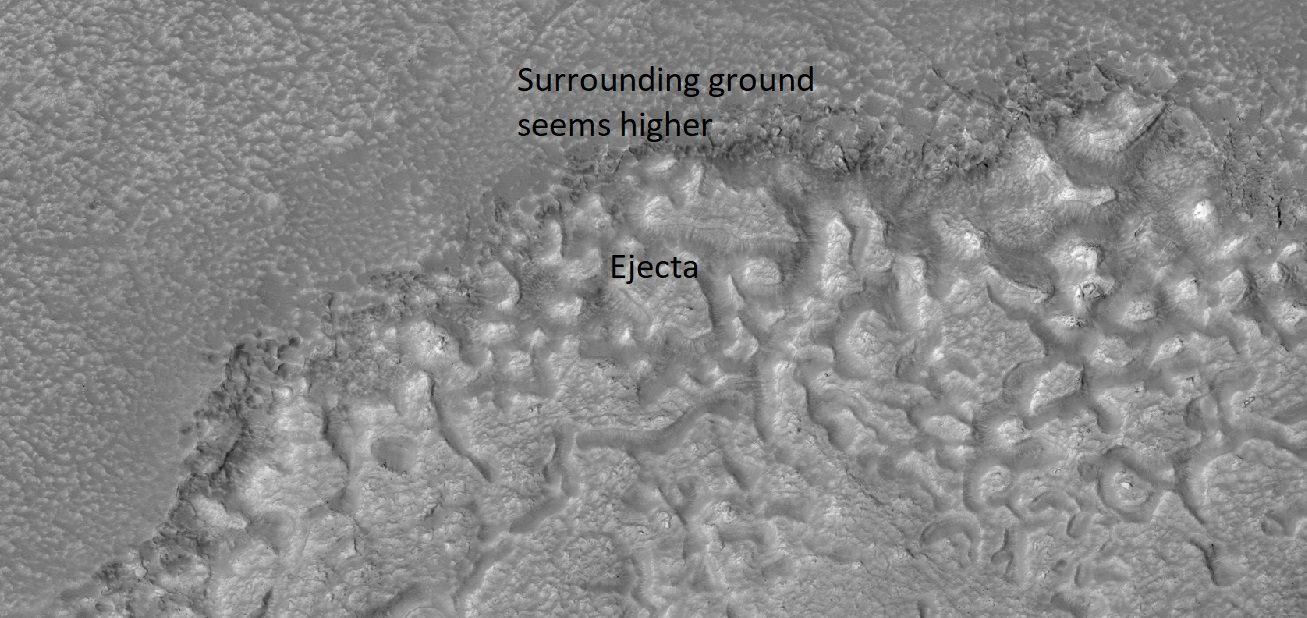
Cráter de impacto que puede haberse formado en un suelo rico en hielo, en vista de que el material de eyección parece tener una altura más baja que los alrededores. Es posible que la eyección caliente haya provocado la desaparición de parte del hielo; reduciendo así la elevación de la eyección
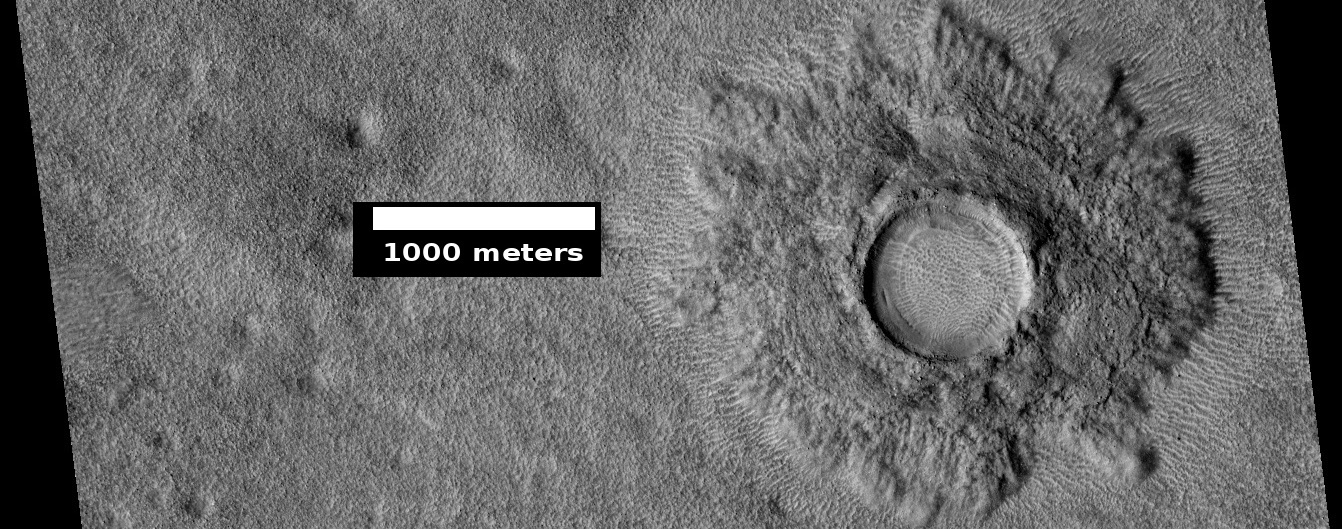
Cráter de pedestal, donde la eyección del cráter protegió el suelo subyacente de la erosión
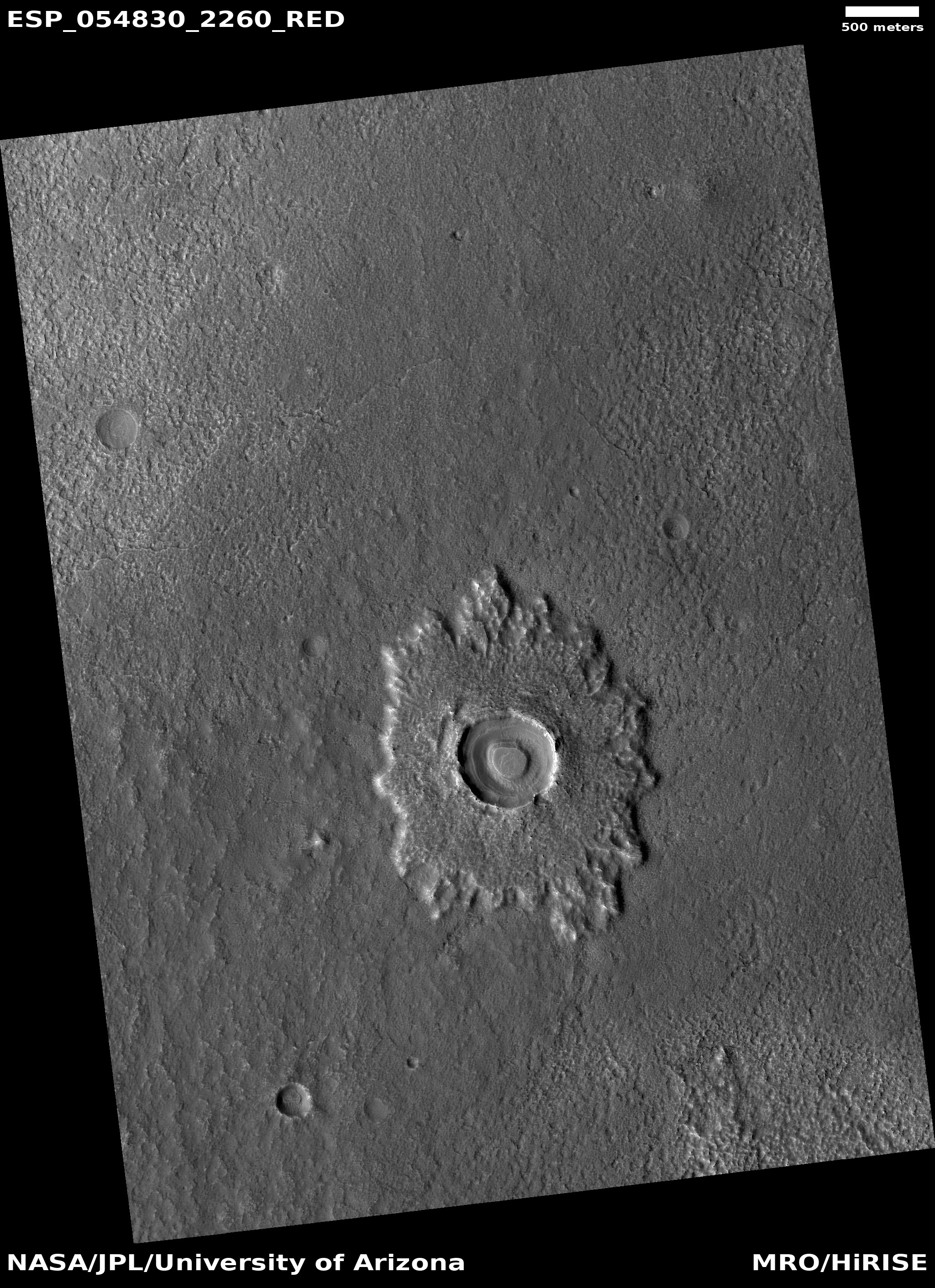
Cráter de pedestal, cuya mesa en el suelo del cráter fue formado después del cráter
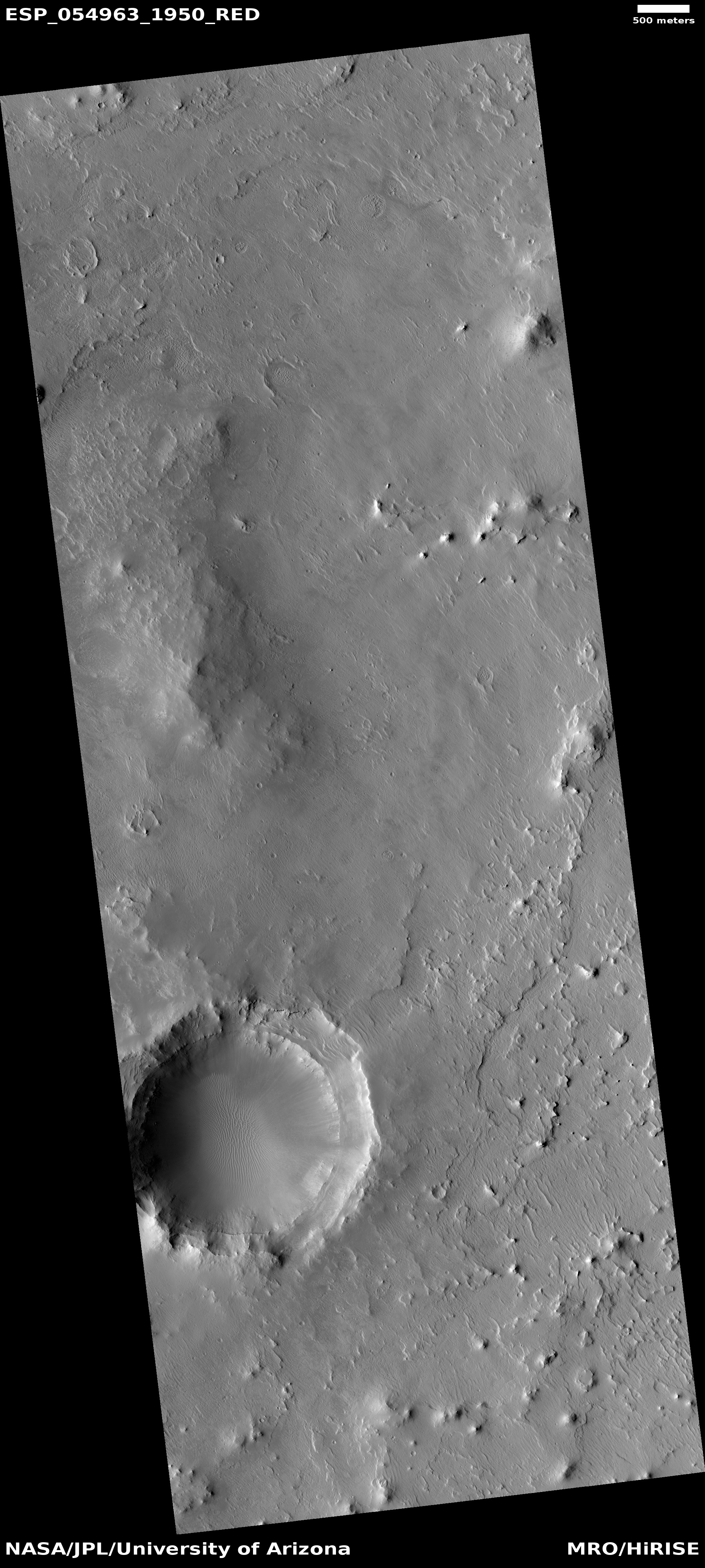
Cráter con un banco, un acantilado doble
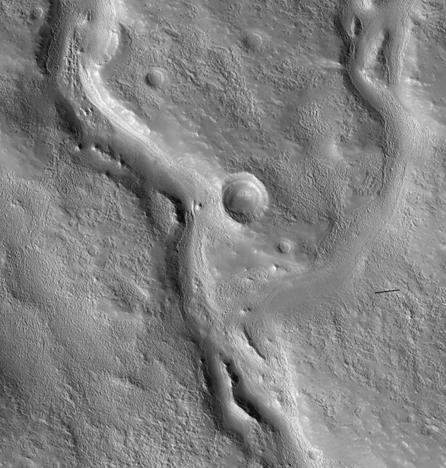
Valles en la Manta de Ejecta del cráter Cerulli, tomada por HiRISE.
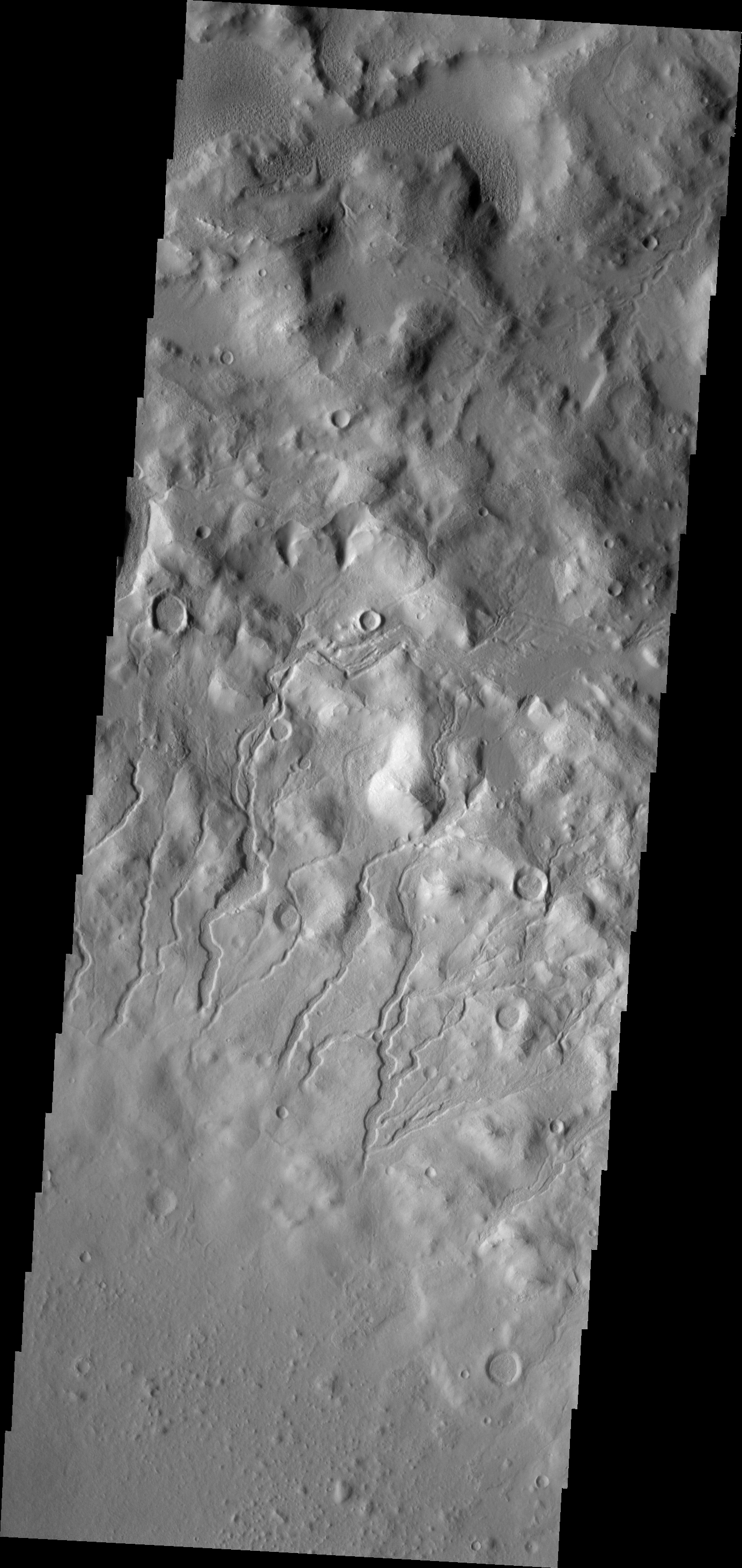
Canales del cráter Cerulli, observado por THEMIS. Los canales están en el borde norte interno del cráter.
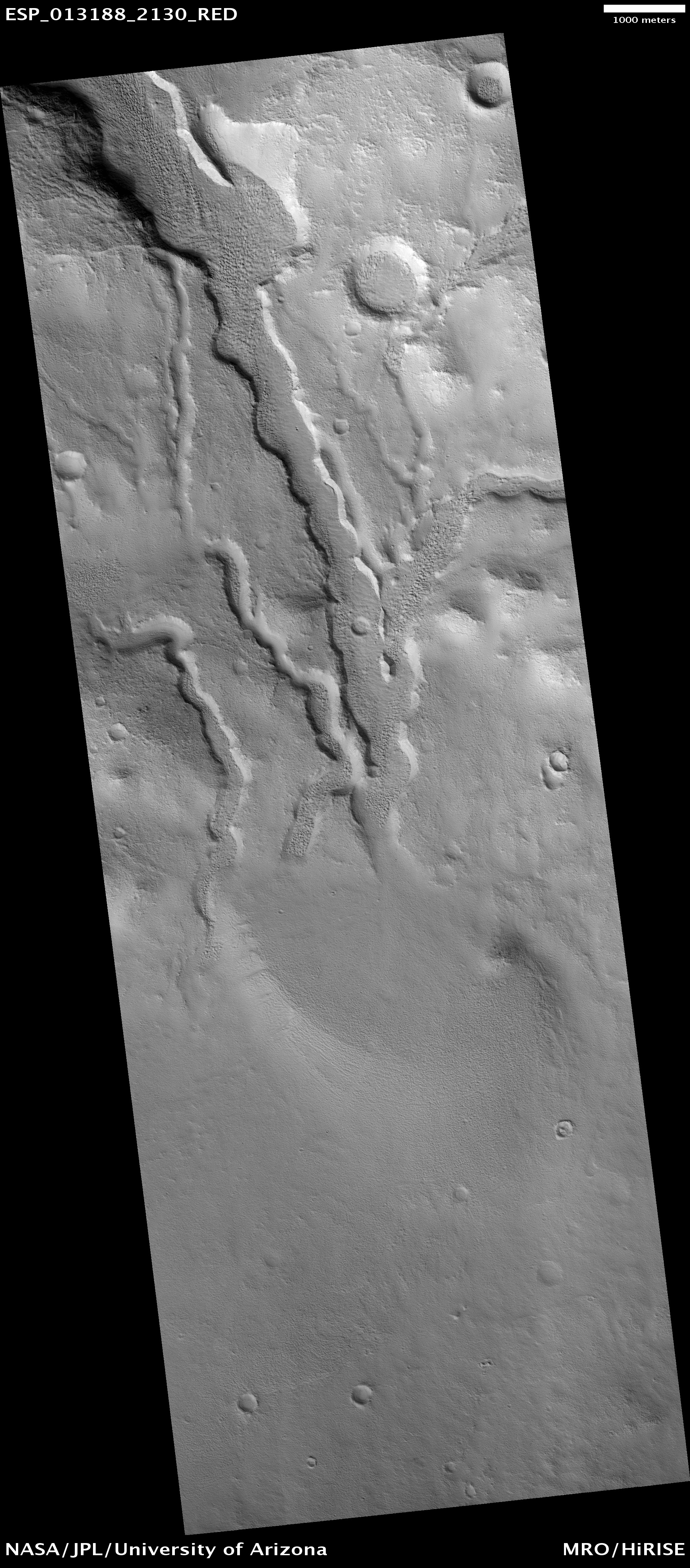
Cráter Cerulli, con canales, planicies y acantilados
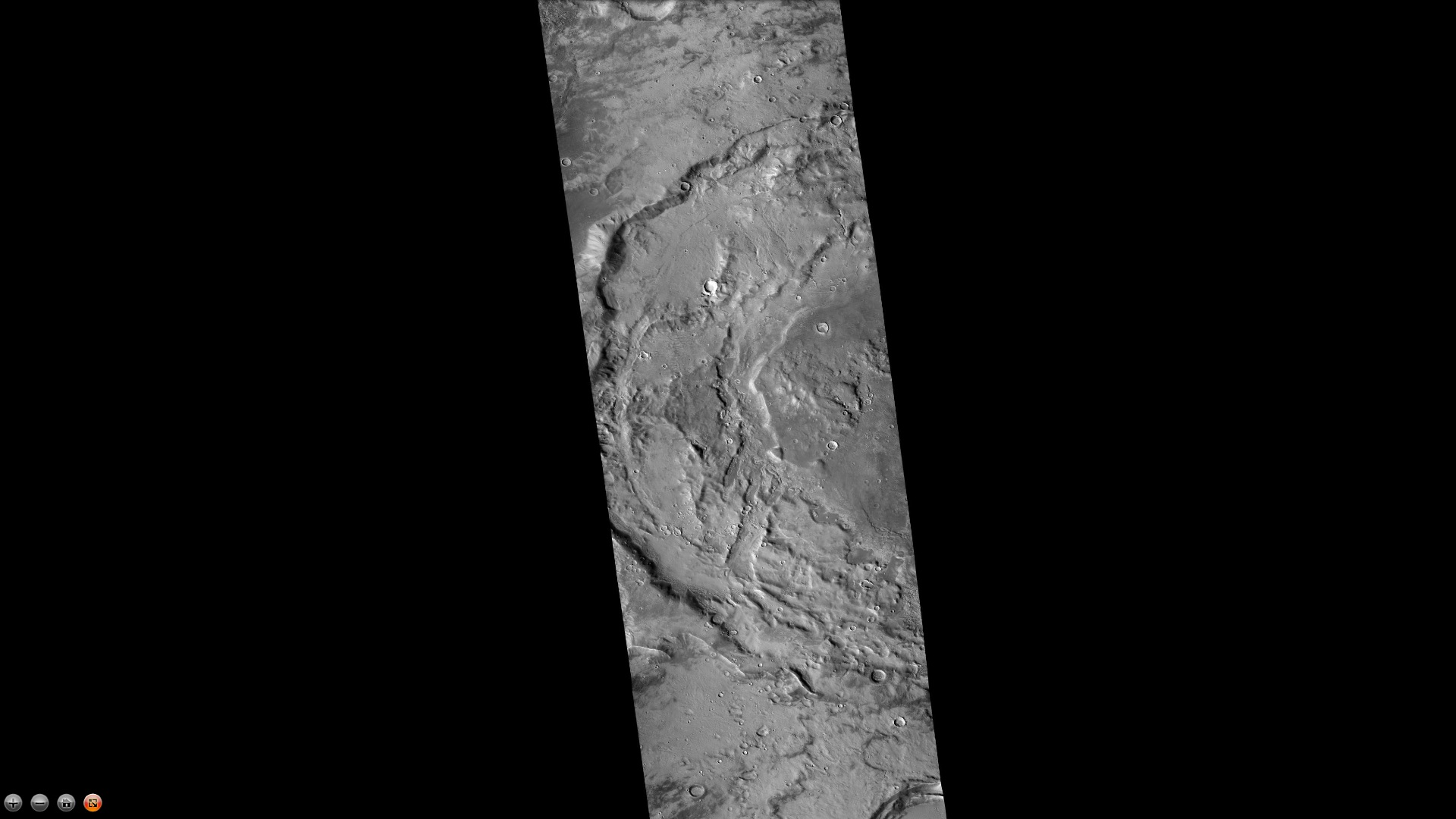
Lado occidental del cráter Focas, tomada por la cámara CTX (en el Mars Reconnaissance Orbiter).
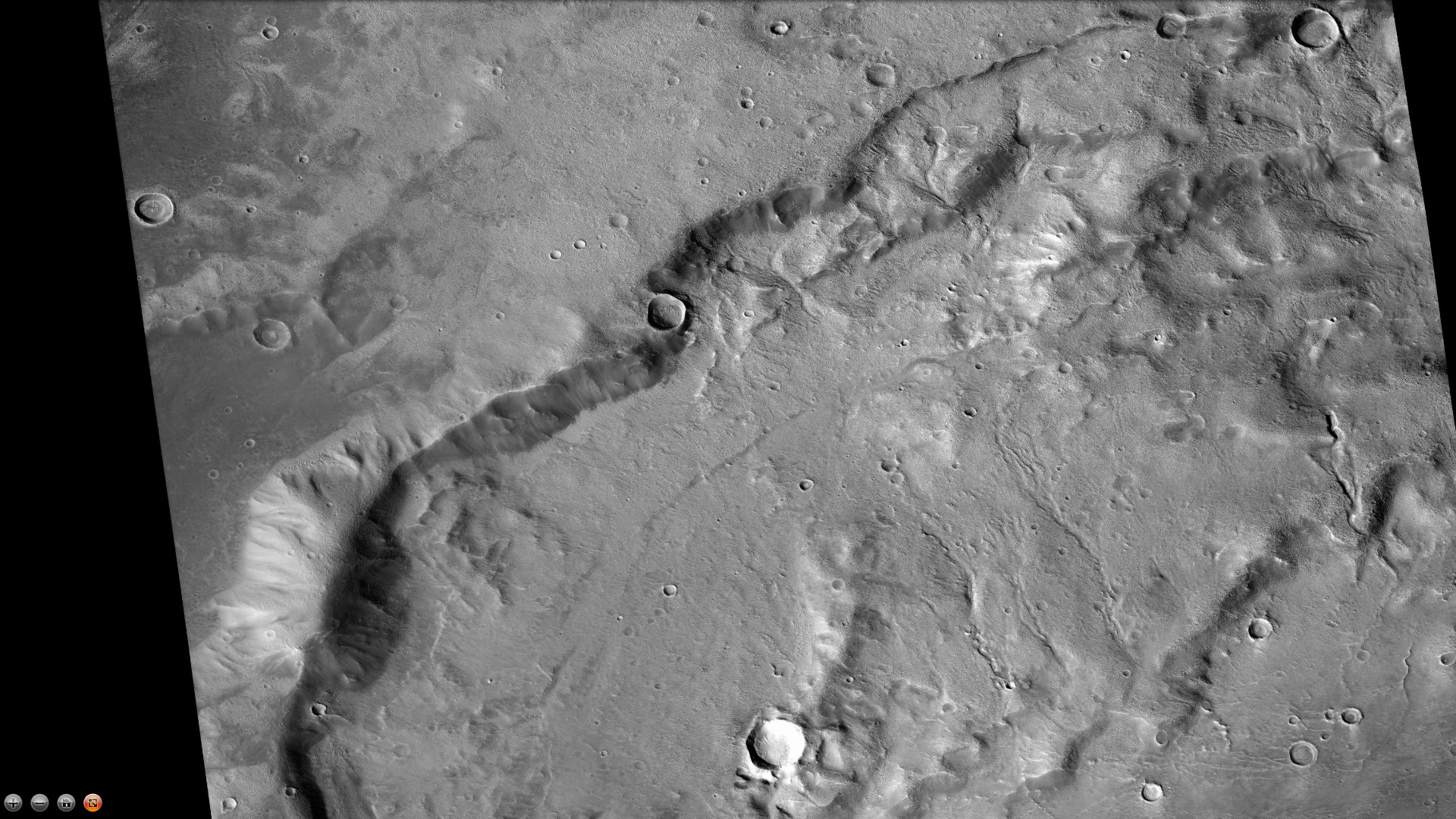
Pequeños canales en el cráter Focas, por la cámara CTX (en Mars Reconnaissance Orbiter). Ampliación de la imagen CTX anterior del cráter Focas.
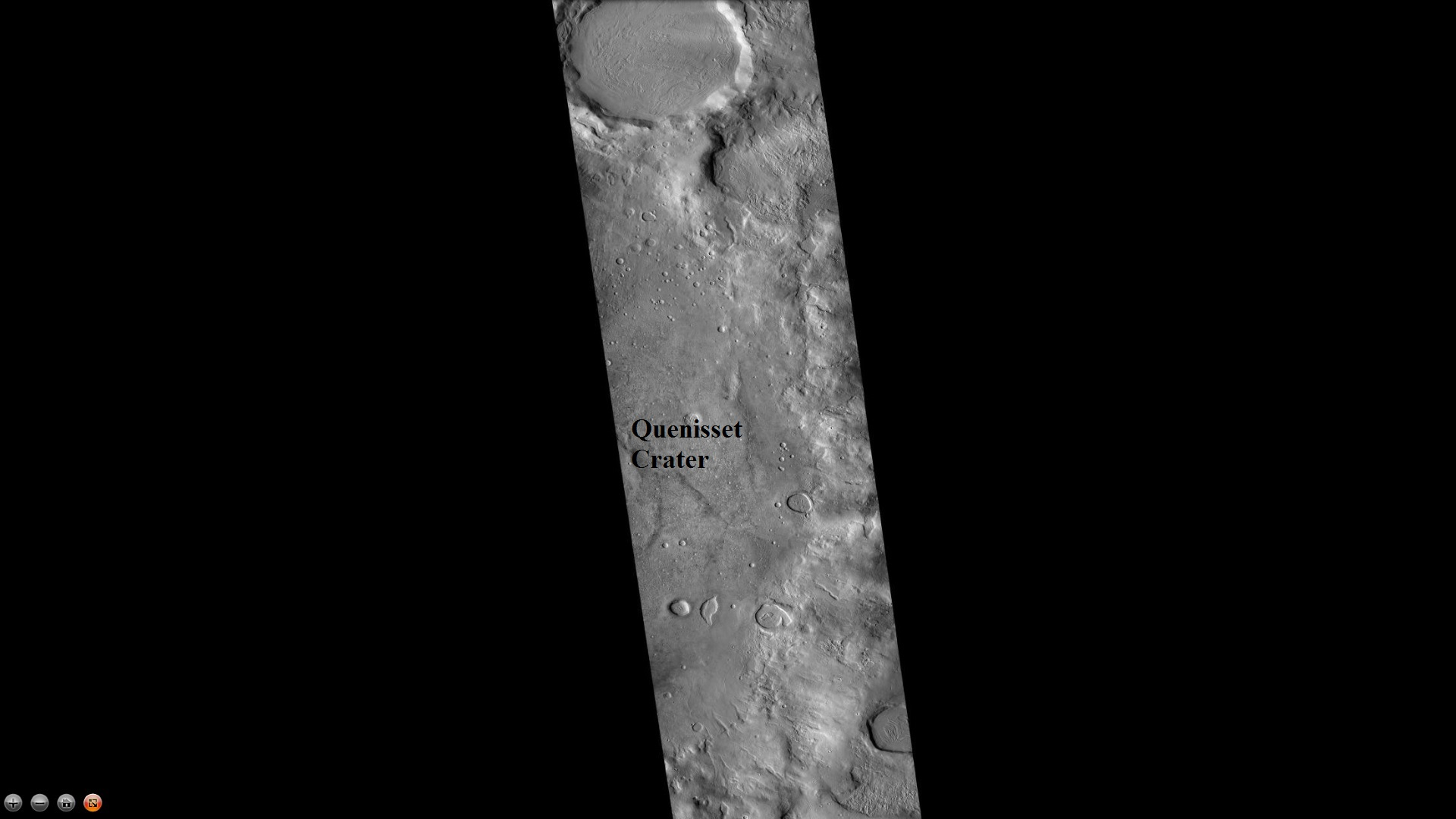
Lado oriental del Cráter Quenisset, tomada por CTX cámara (encima Marte Reconnaissance Orbitador).
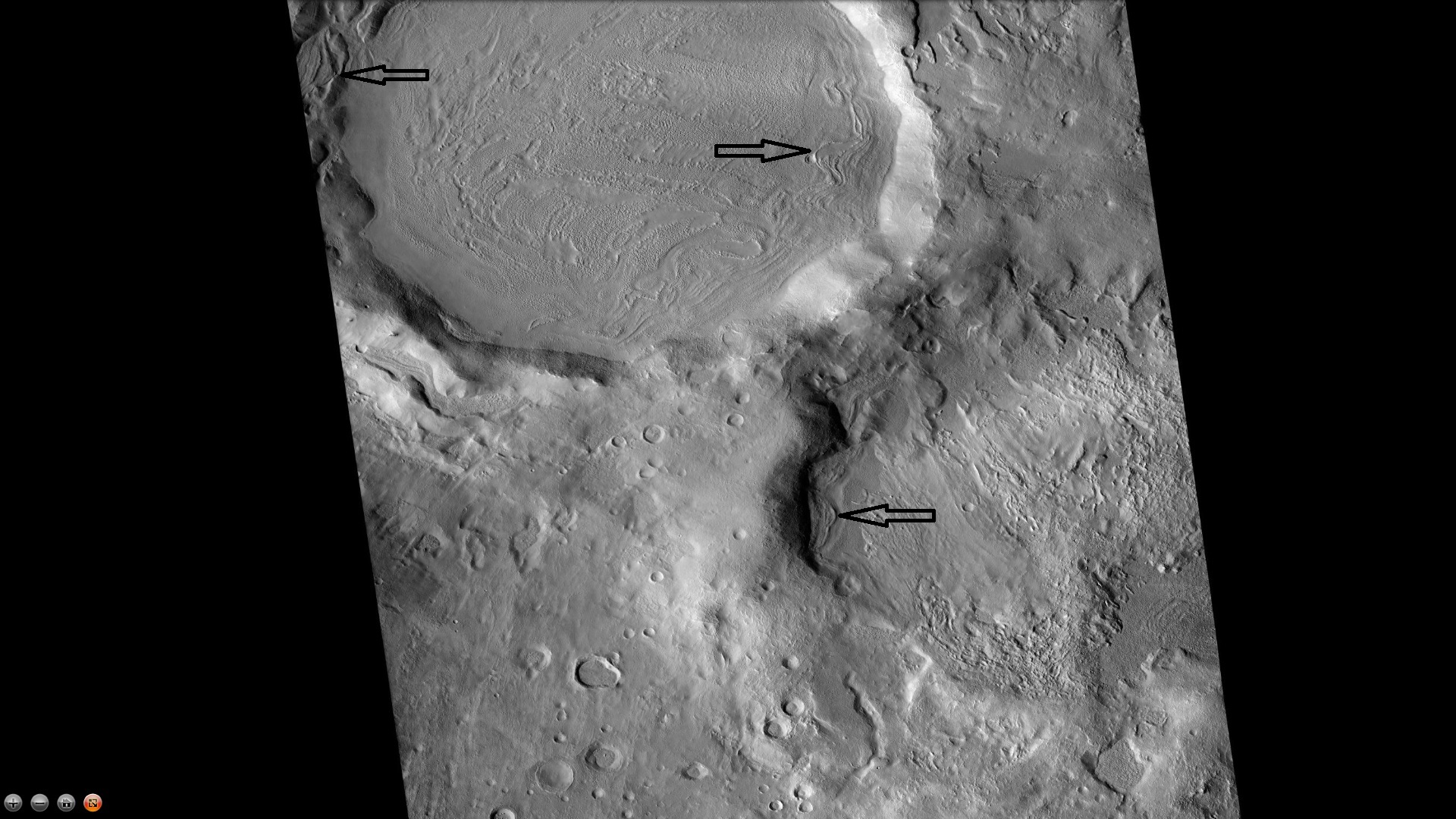
Borde noreste del cráter Quenisset, visto por la cámara CTX (en el Mars Reconnaissance Orbiter). Ampliación de la imagen anterior del cráter Quenisset. Las flechas indican glaciares antiguos.
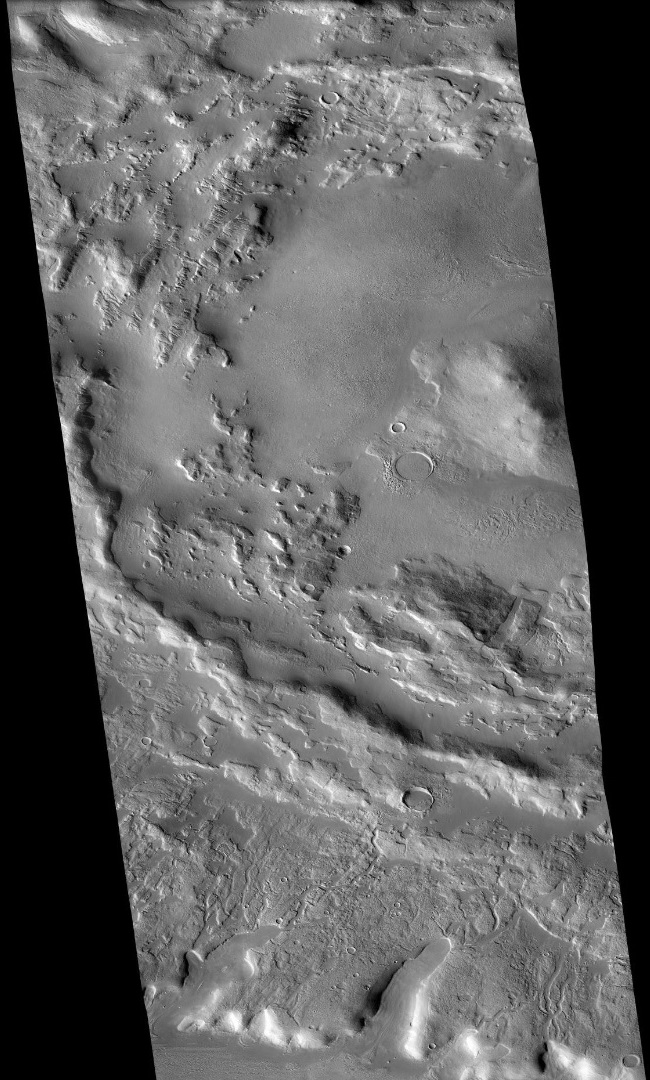
Lado oeste del cráter Sinton, visto por la cámara CTX (en el Mars Reconnaissance Orbiter).
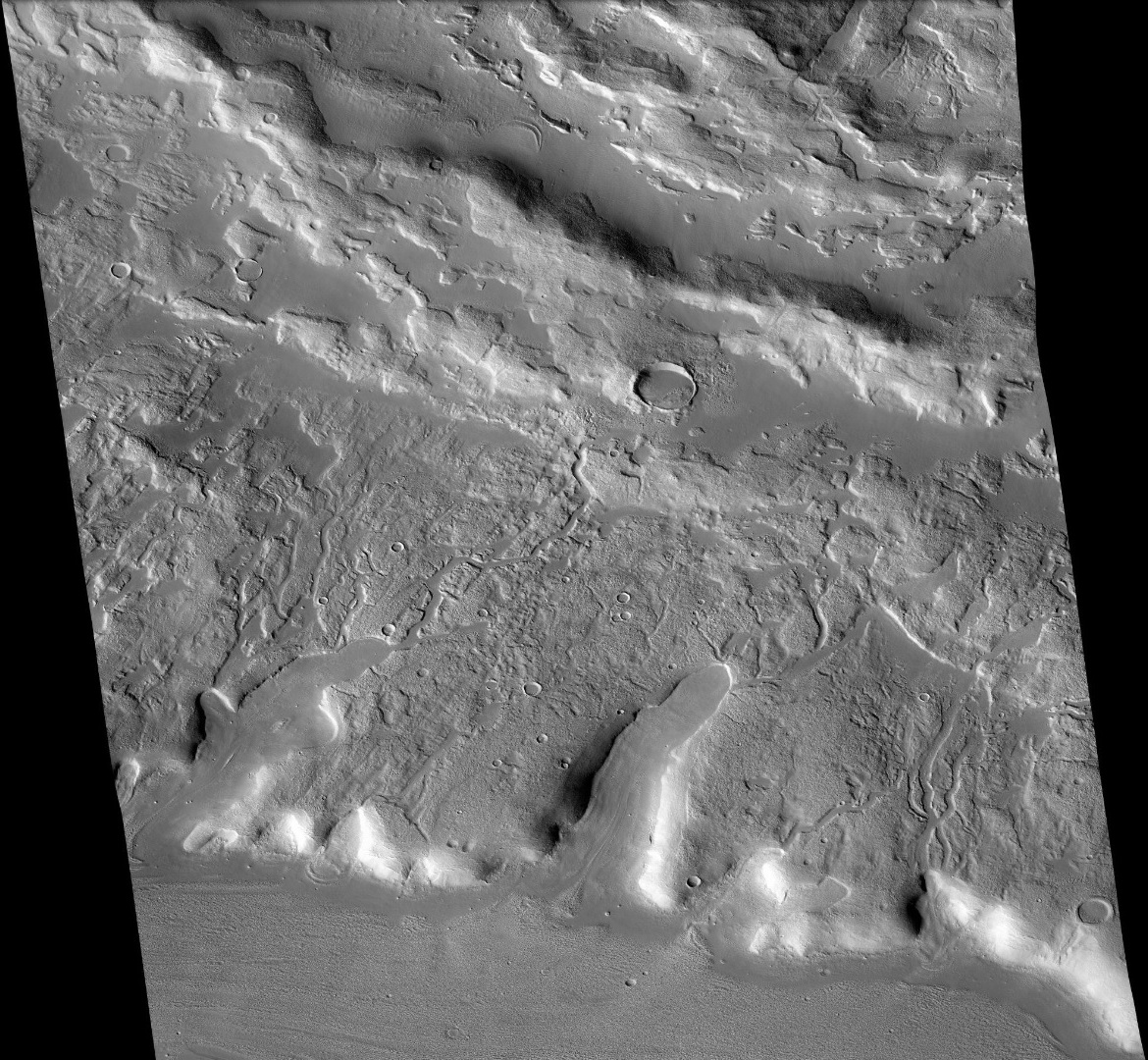
Canales justo al sur del cráter Sinton. Estos se crearon cuando el impacto se produjo en un suelo rico en hielo. Ampliación de la imagen anterior del lado oeste de Sinton
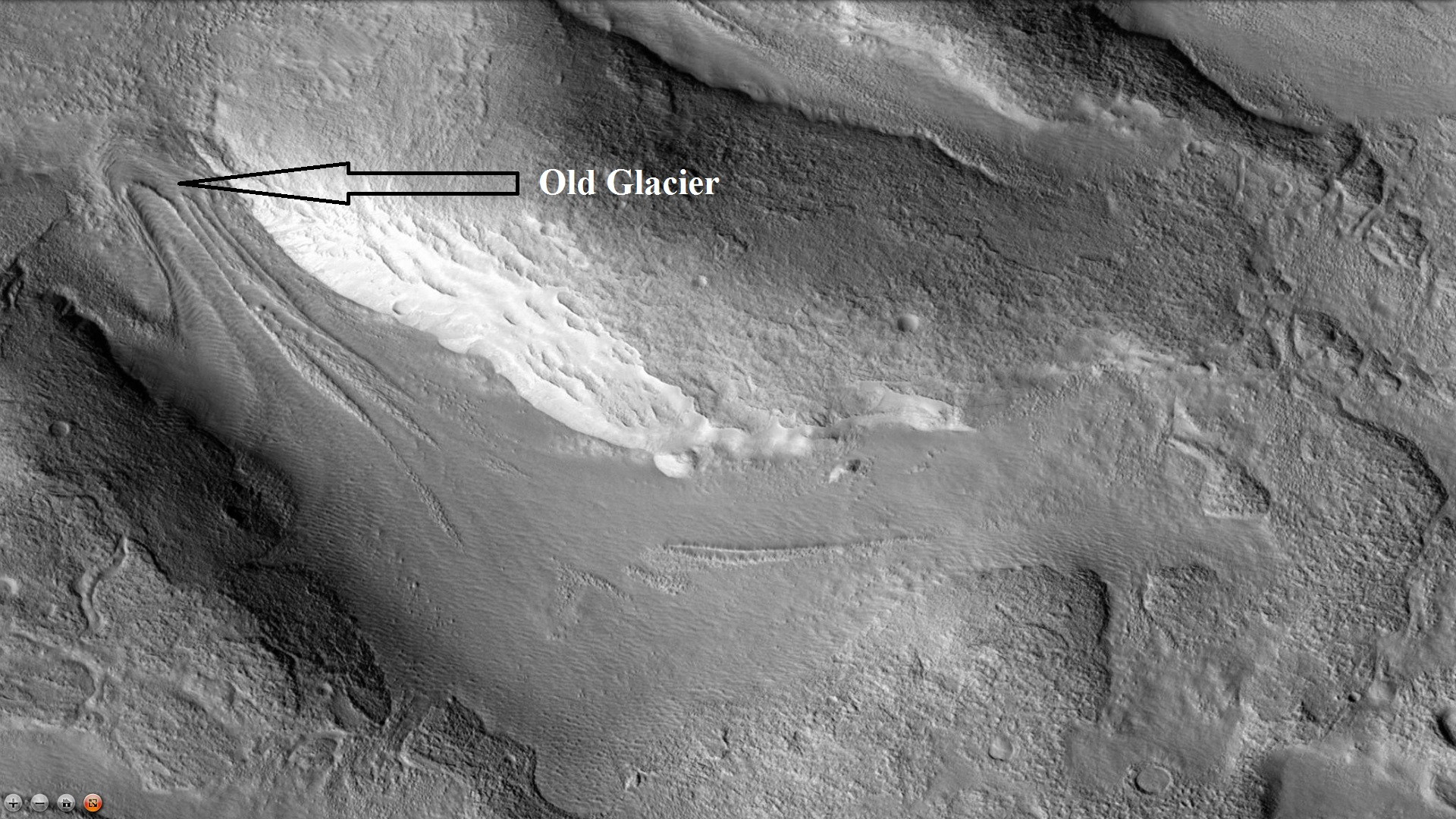
Antiguo glaciar justo al norte del cráter Sinton. Este es uno de los muchos glaciares de la región. Ampliación de una imagen anterior del lado oeste de Sinton.
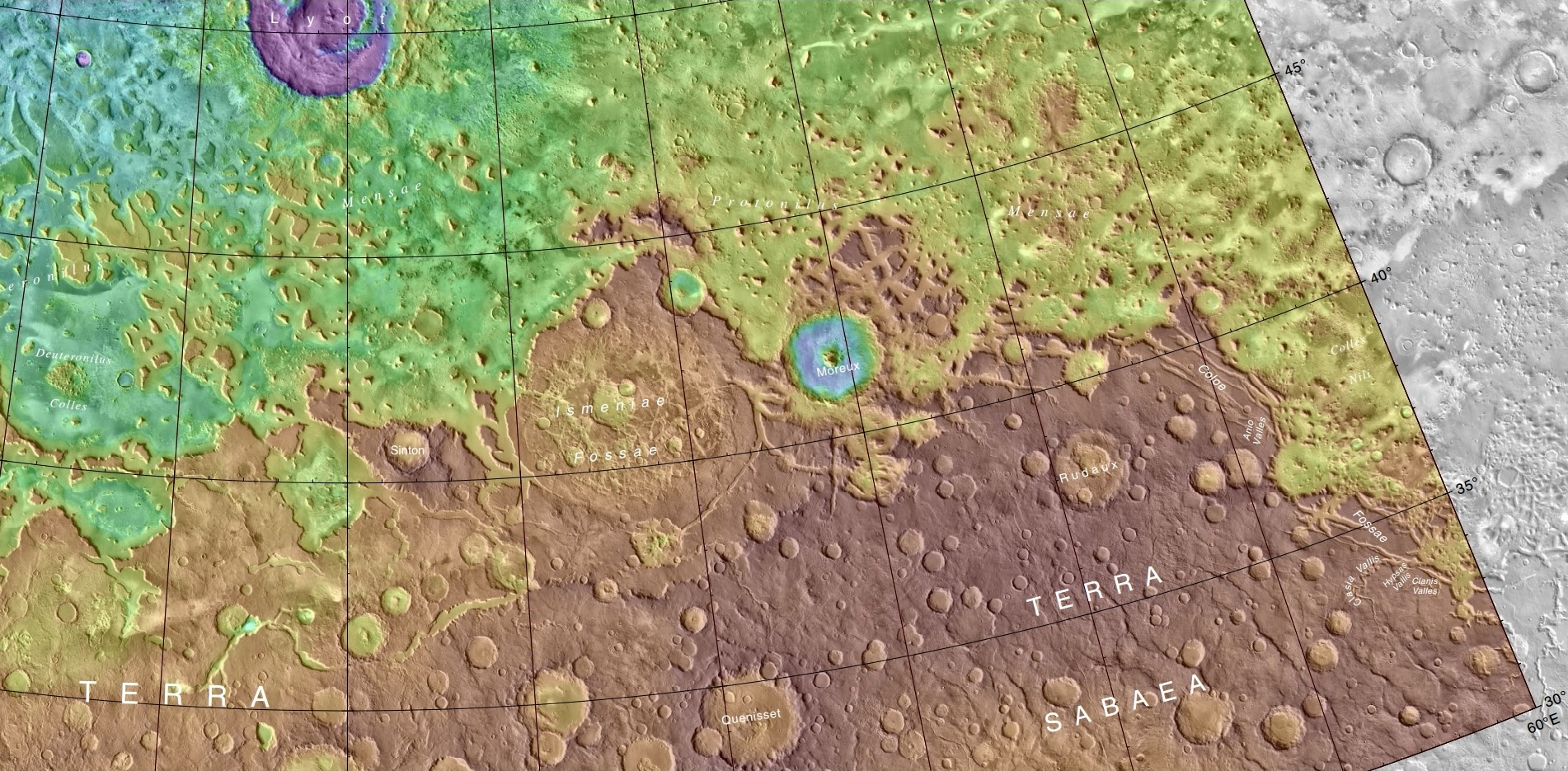
Mapa que muestra el cráter Rudaux y otros cráteres cercanos. Los colores muestran elevaciones.
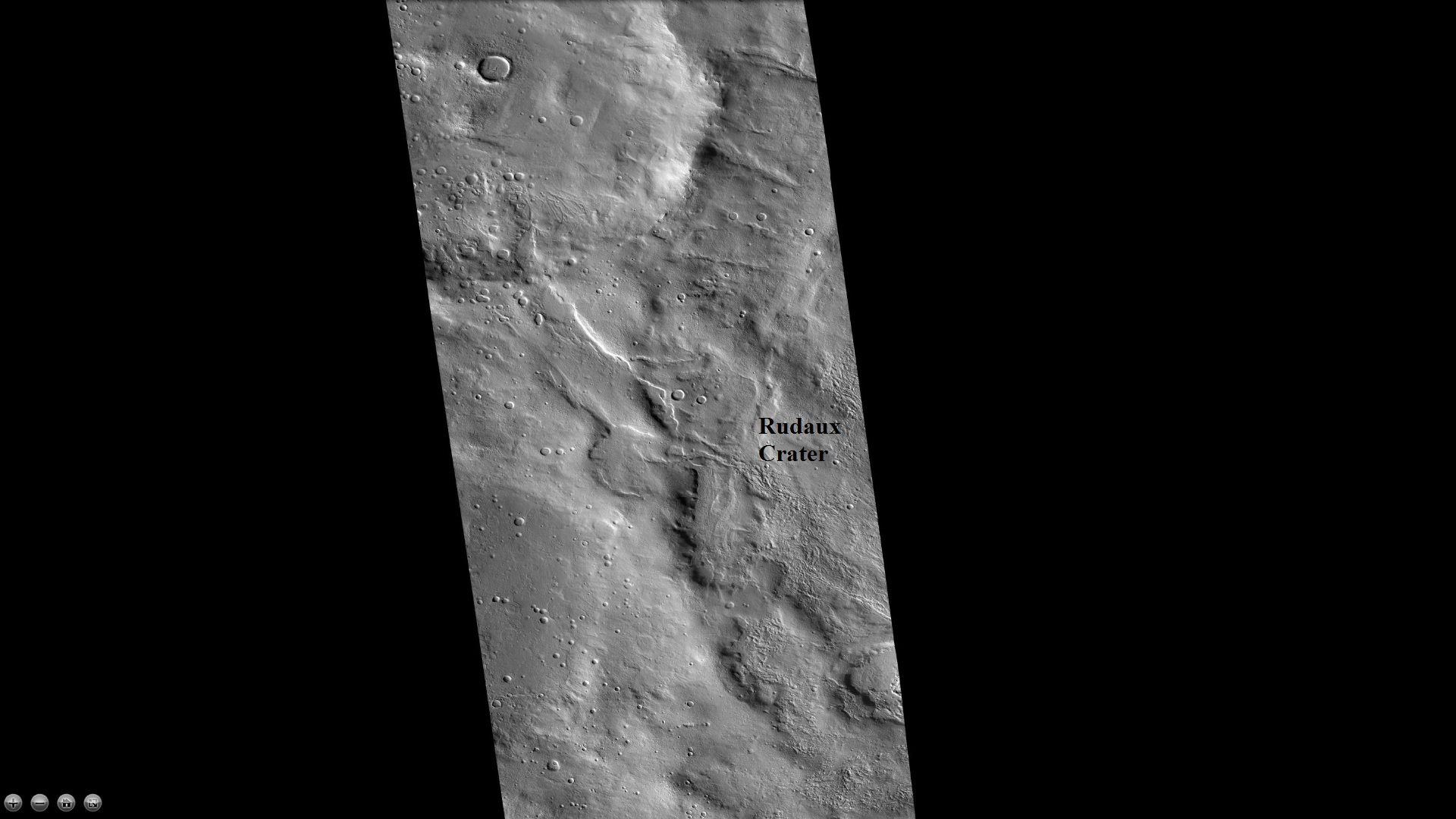
Extremo oeste de Rudaux Cráter, tomada por la cámara CTX (en el Mars Reconnaissance Orbiter).
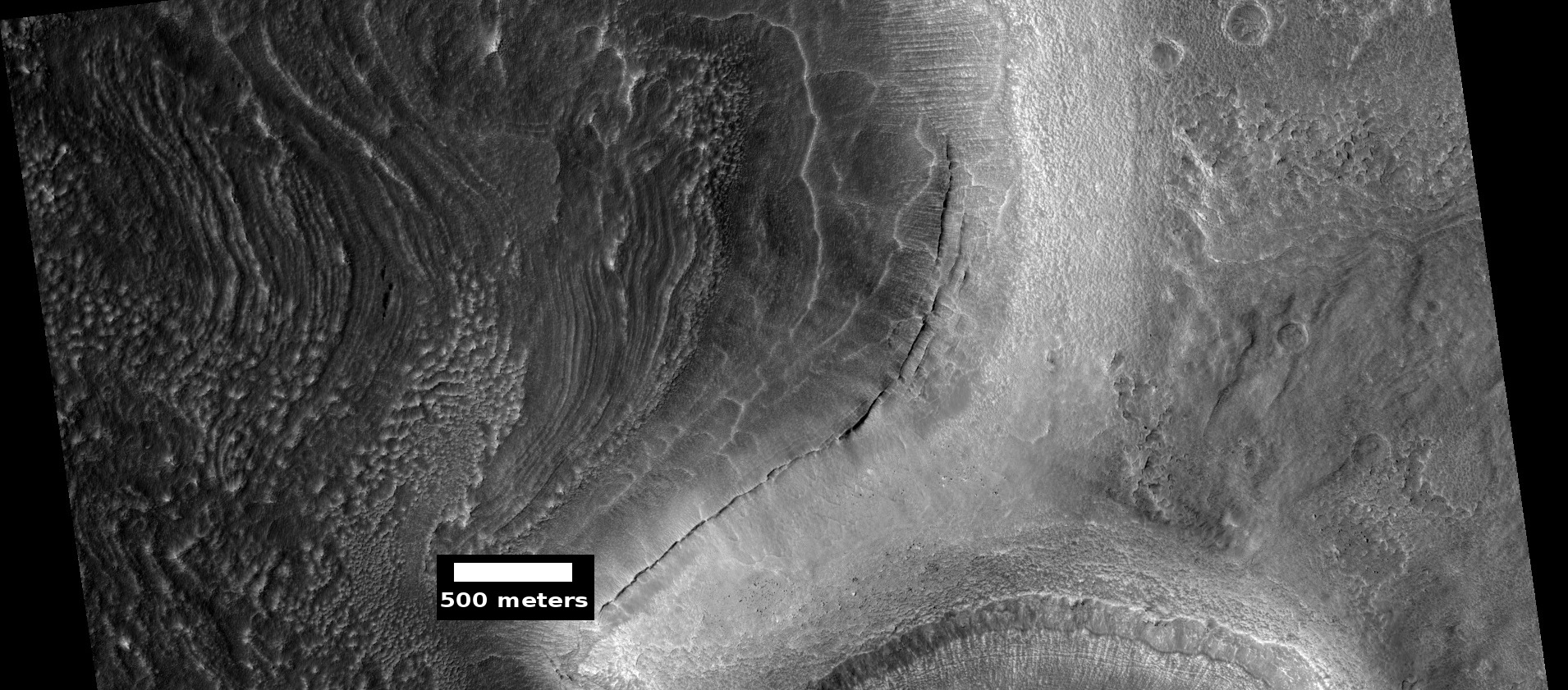
Grupo de capas en el cráter, foto por HiRISE en su programa HiWish

## Terrenos agitados
El cuadrilátero de Ismenius Lacus contiene varias características interesantes, incluyendo terrenos agitados, partes de los cuales se encuentran en Deuteronilus Mensae y Protonilus Mensae. El terreno agitado contiene tierras bajas lisas y planas junto a acantilados escarpados. Los escarpes o acantilados suelen tener entre 1 y 2 km de altura. Los canales de la zona tienen pisos anchos y planos y paredes empinadas. Hay muchos montículos y mesetas. En un terreno erosionado, la tierra parece pasar de estrechos valles rectos a mesetas aisladas. La mayoría de las mesas están rodeadas de formas que han recibido diversos nombres: delantales de circunmesa, delantales de escombros, glaciares de roca y derrubios frontales lobulados. En un principio parecían ser semejantes a los glaciares de roca de la Tierra. Incluso después de que la Mars Global Surveyor (MGS) Mars Orbiter Camera (MOC) tomó una variedad de fotografías del terreno agitado, no se podía deducir con certeza si el material se movía o fluía como lo haría en un depósito rico en hielo (glaciar). Finalmente, la prueba de su verdadera naturaleza fue descubierta por estudios de radar con el Mars Reconnaissance Orbiter que mostró que estos terrenos contienen hielo de agua pura cubierto con una fina capa de rocas que aislaba el hielo.

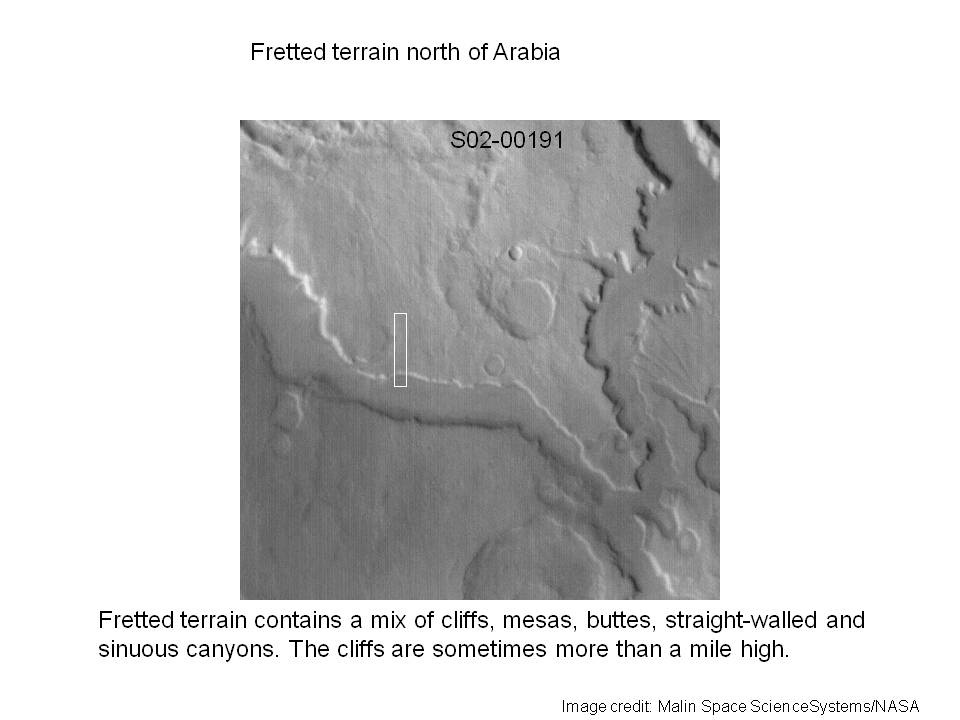
Terreno agitado de Ismenius Lacus que muestra valles y acantilados en suelos planos
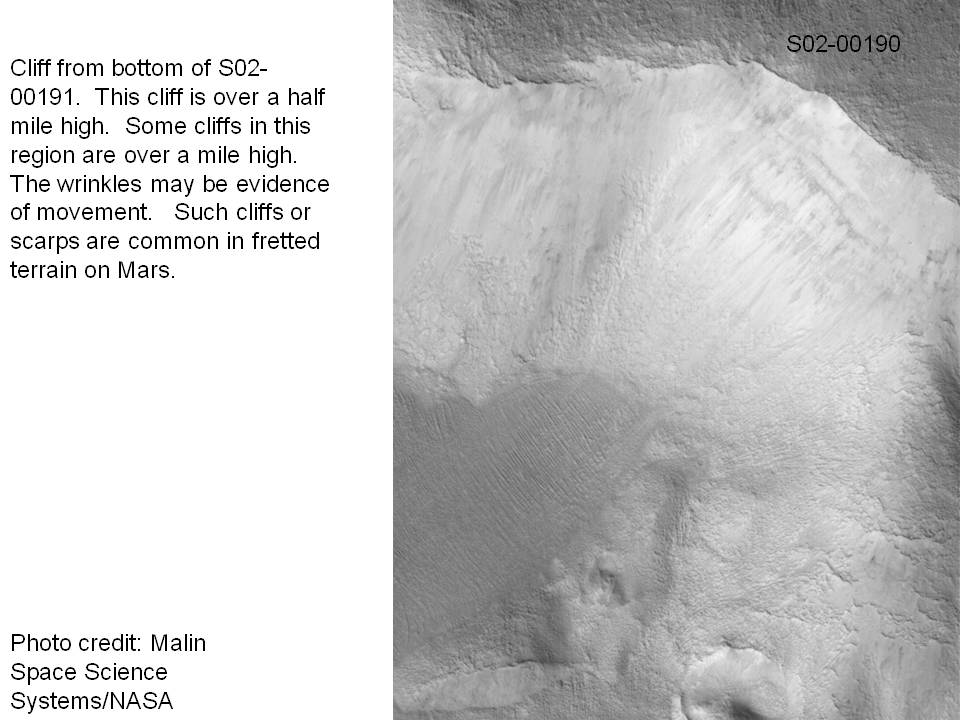
Ampliación de la foto anterior que muestra uno de los acantilados
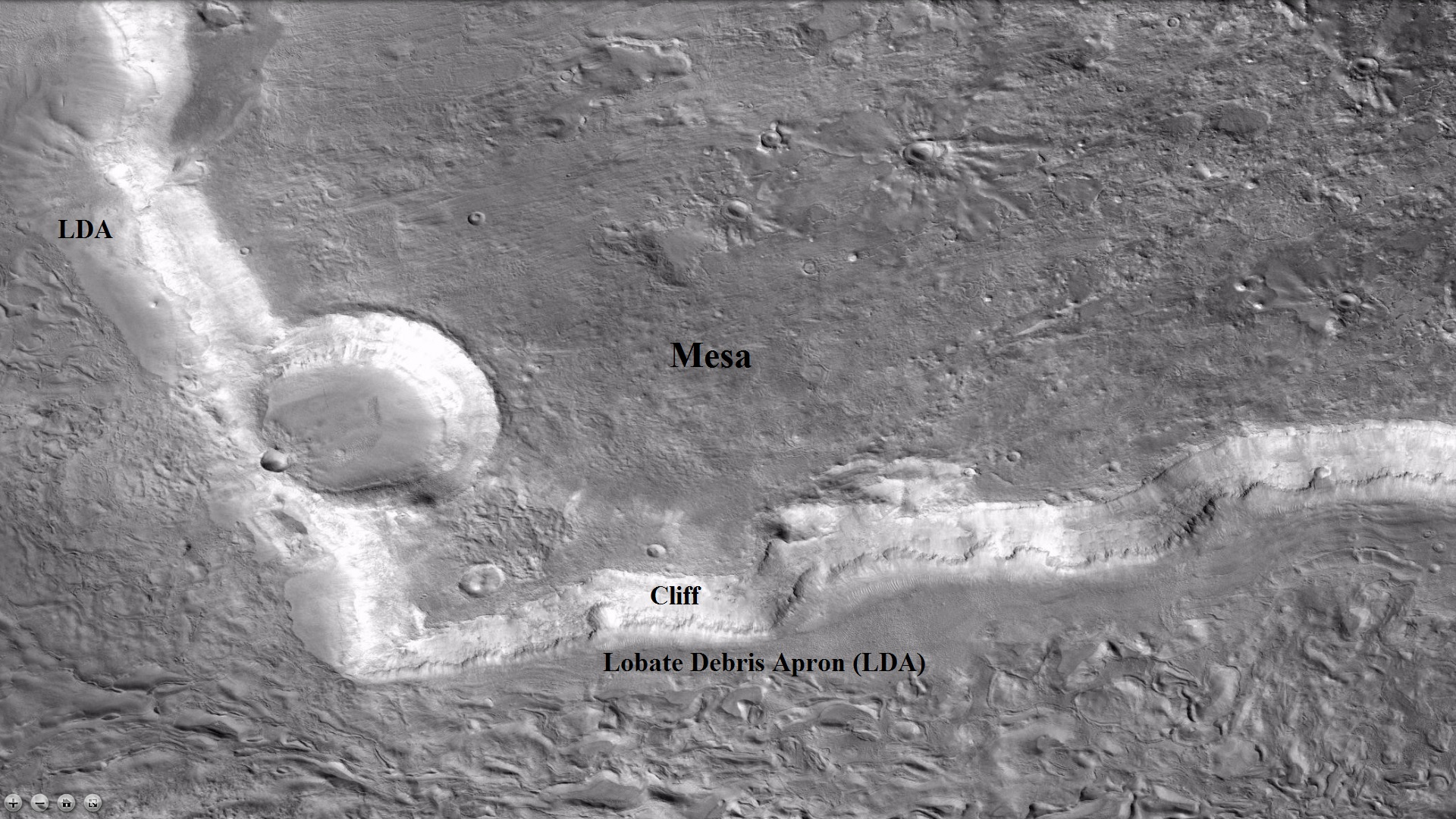
Vista amplia de la meseta que muestra el acantilado y la ubicación de la plataforma de escombros lobulados (LDA)
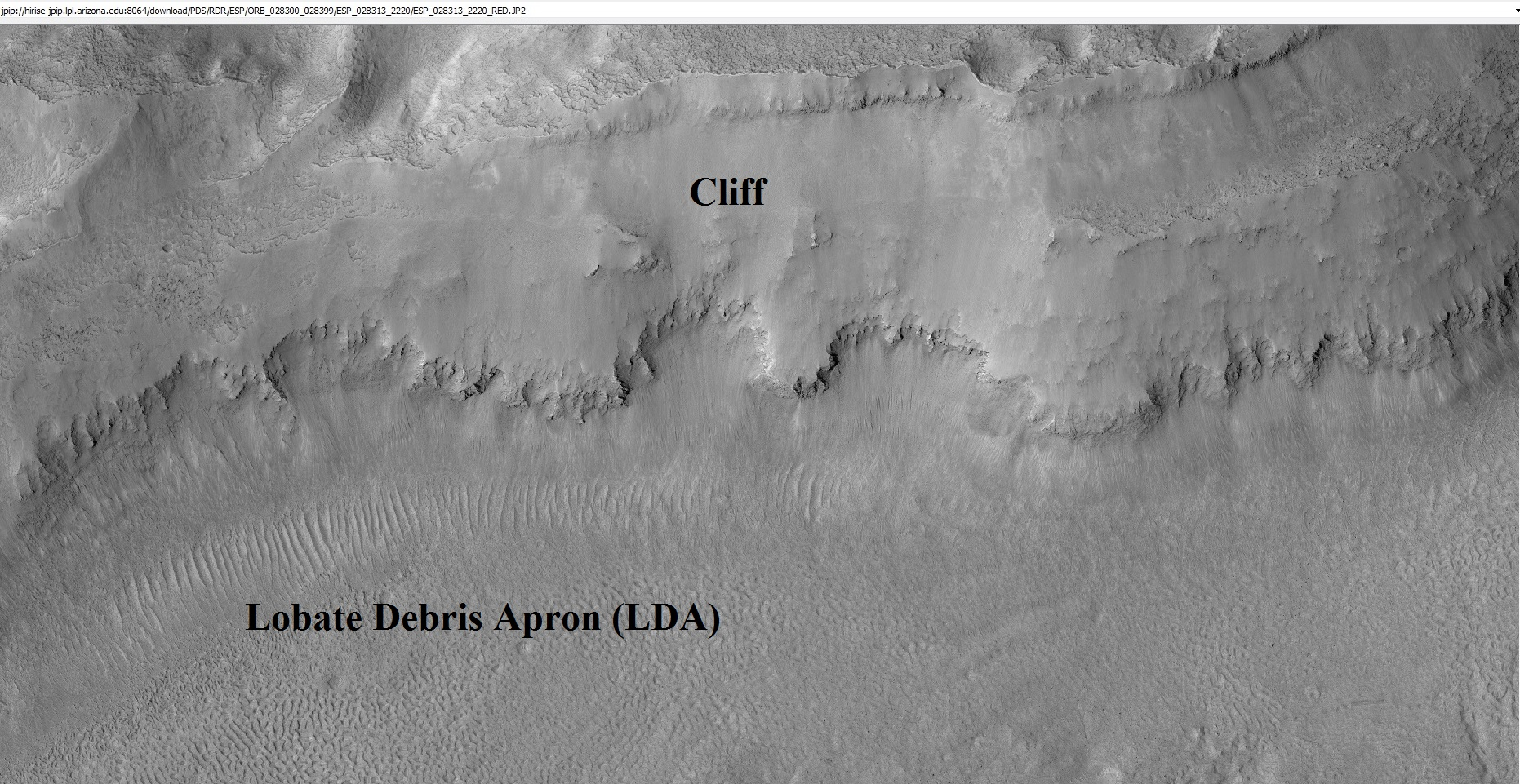
Ampliación de la imagen anterior. Esta imagen muestra el acantilado y los detalles en el LDA. Imagen tomada con HiRISE bajo el programa HiWish
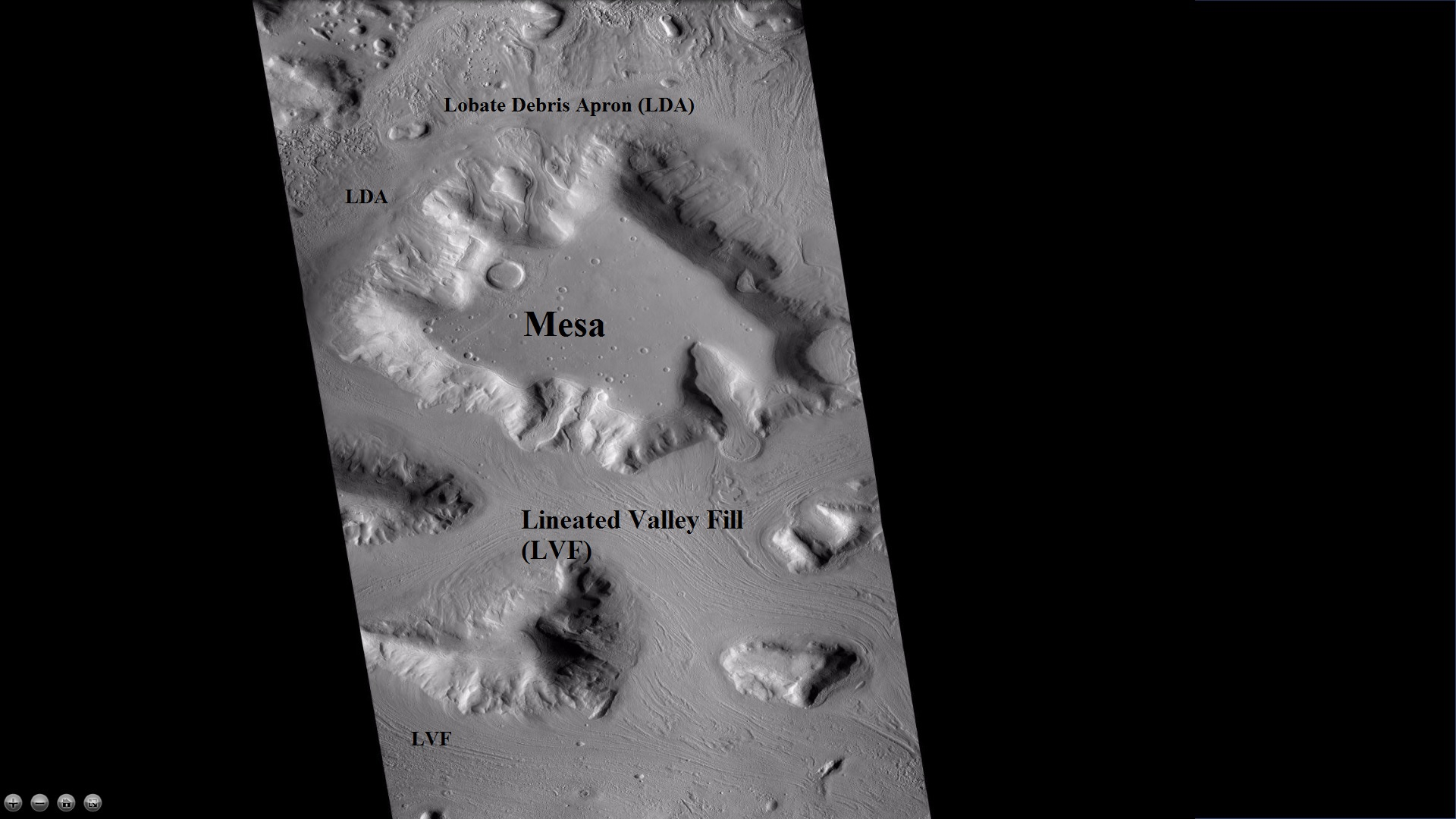
Vista ampliada por CTX que muestra mesetas y cerros con delantales de escombros lobulados que rellenan el valle alineado a su alrededor
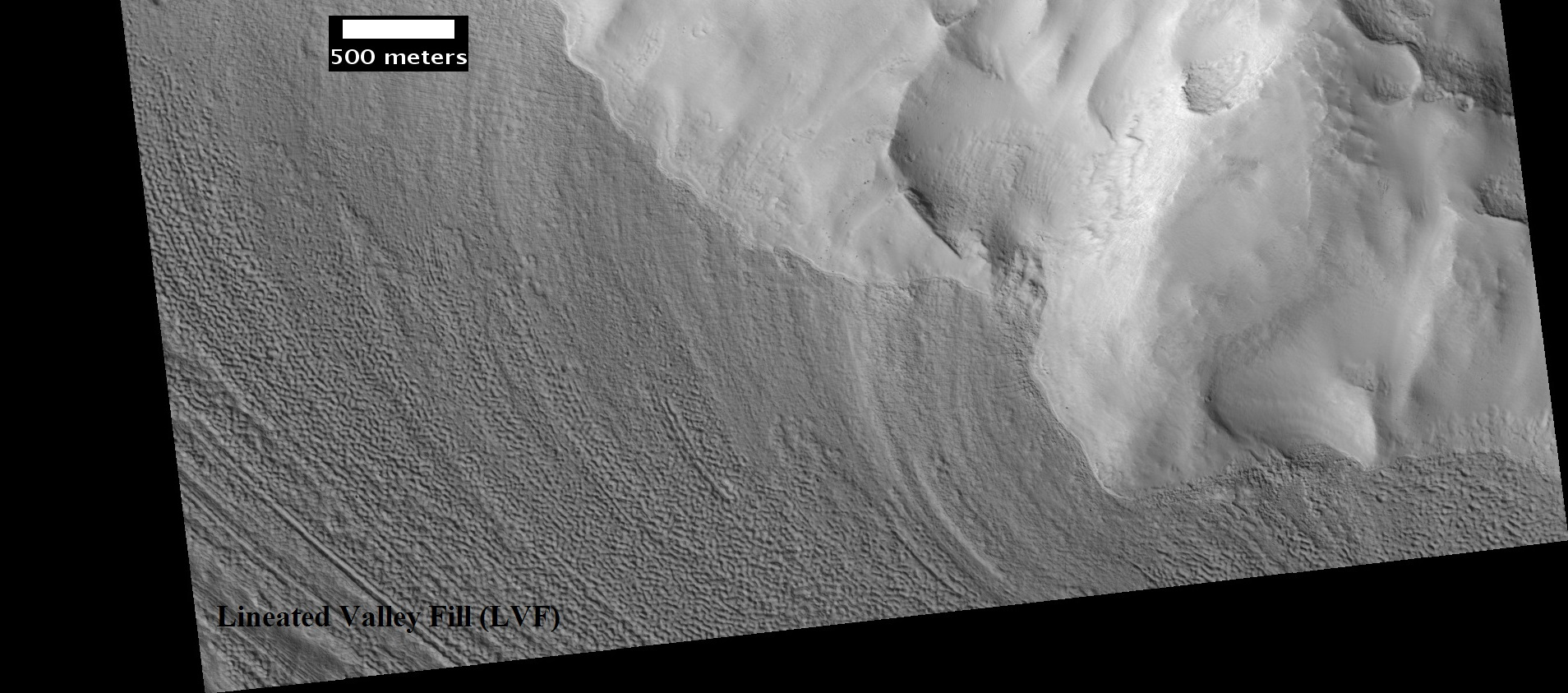
Primer plano de la superficie de un valle con características alineadas (LVF), ampliación de la imagen anterior
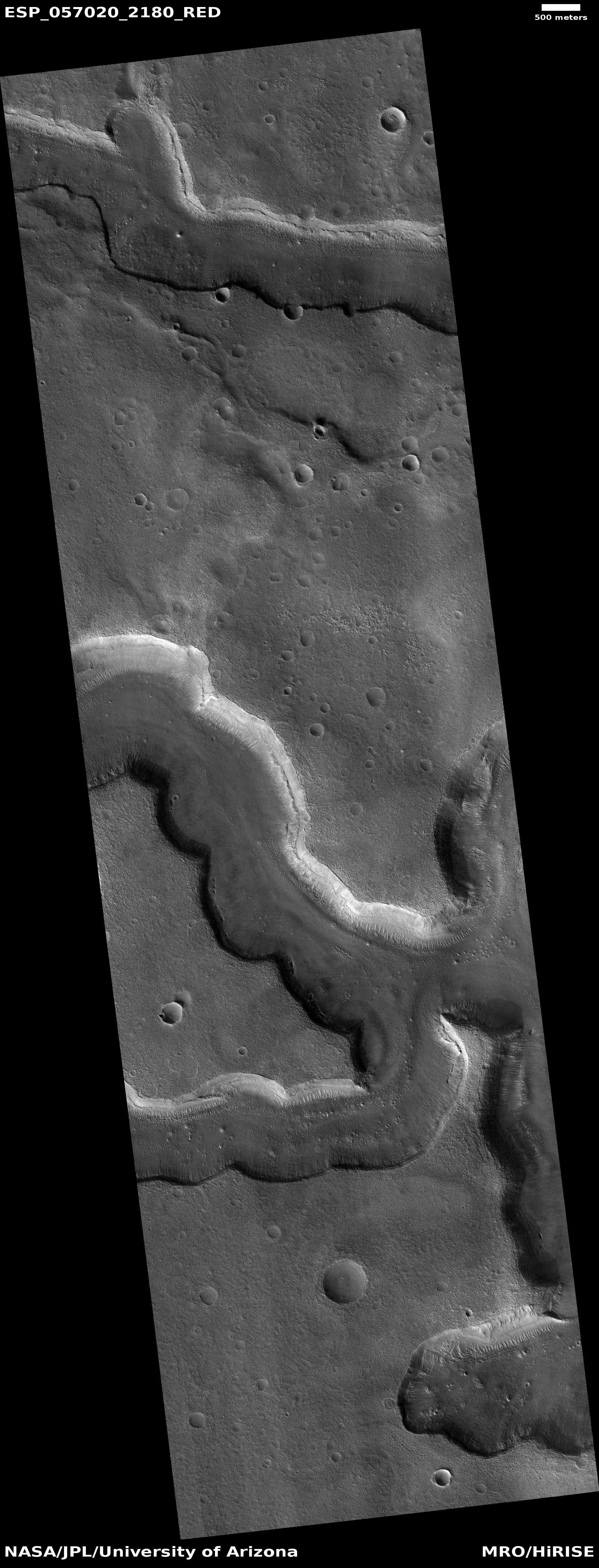
Ejemplo de un terreno agitado, capturado por HiRISE bajo su programa HiWish. El terreno agitado contiene muchos valles anchos de pisos planos.

## Glaciares
Los glaciares formaron gran parte de la superficie observable en grandes áreas de Marte. Se cree que gran parte del área en latitudes altas, especialmente el cuadrilátero de Ismenius Lacus, todavía contiene enormes cantidades de hielo de agua. En marzo de 2010, se publicaron los resultados de un estudio de radar de un área llamada Deuteronilus Mensae que encontró evidencia generalizada de hielo debajo de unos pocos metros de escombros rocosos. El hielo probablemente se depositó en forma de nieve durante un clima anterior cuando los polos se inclinaron más.  Sería difícil para un humano hacer una caminata en un terreno agitado donde los glaciares son comunes porque la superficie se encuentra doblada, picada y, a menudo, cubierta con estrías lineales. Las estrías muestran la dirección del movimiento. Gran parte de esta textura rugosa se debe a la sublimación del hielo enterrado. El hielo pasa directamente a un gas (este proceso se llama sublimación) y deja un espacio vacío. El material superpuesto luego se colapsa en el vacío. Los glaciares no son hielo puro; contienen tierra y rocas. A veces, arrojarán su carga de materiales en crestas. Estas crestas se llaman morrenas. Algunos lugares de Marte tienen grupos de crestas que se retuercen; esto puede deberse a un mayor movimiento después de que se colocaron las crestas. A veces, trozos de hielo caen del glaciar y quedan enterrados en la superficie del planeta. Cuando se derriten, queda un agujero más o menos redondo. En la Tierra, a estas características se les conoce como hervidores. Mendon Ponds Park en el norte del estado de Nueva York ha conservado varias de estas teteras. Las imágenes a continuación muestran posibles hervidores en el cráter Moreux.

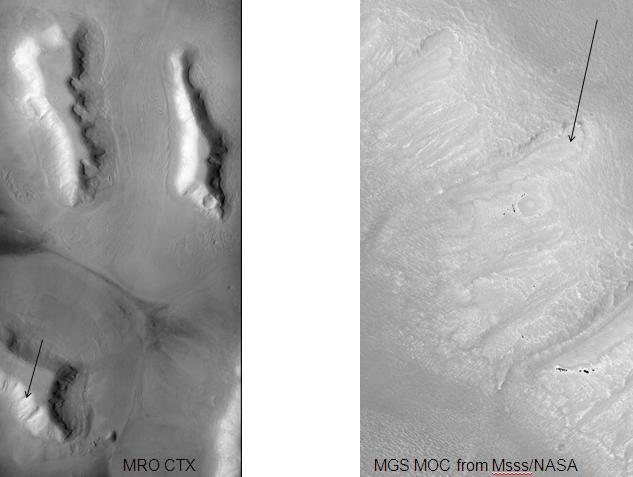
La flecha en la imagen de la izquierda apunta a un posible valle tallado por un glaciar. La imagen de la derecha muestra el mismo valle más ampliado, usando una imagen del Mars Global Surveyor
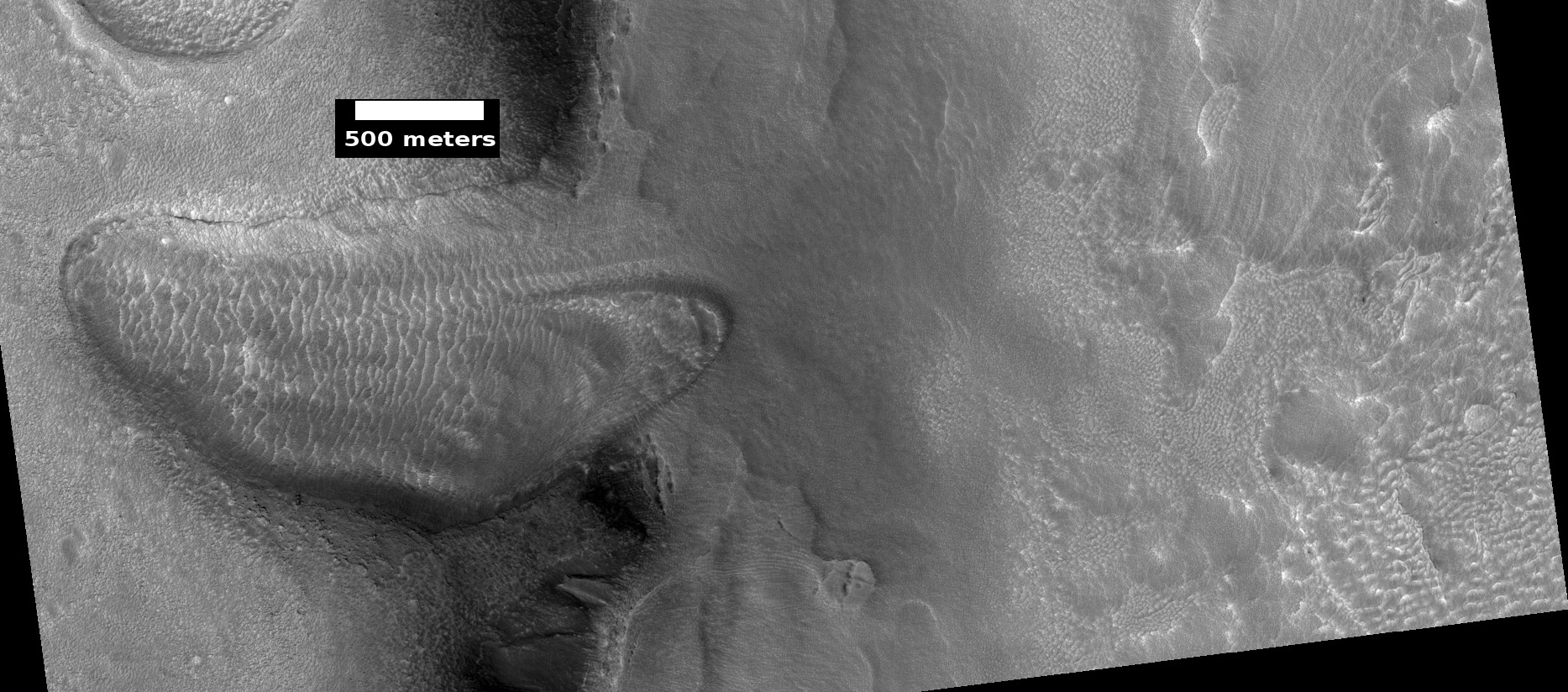
Glaciar saliendo de un valle circundante, imagen por HiRISE bajo el programa HiWish
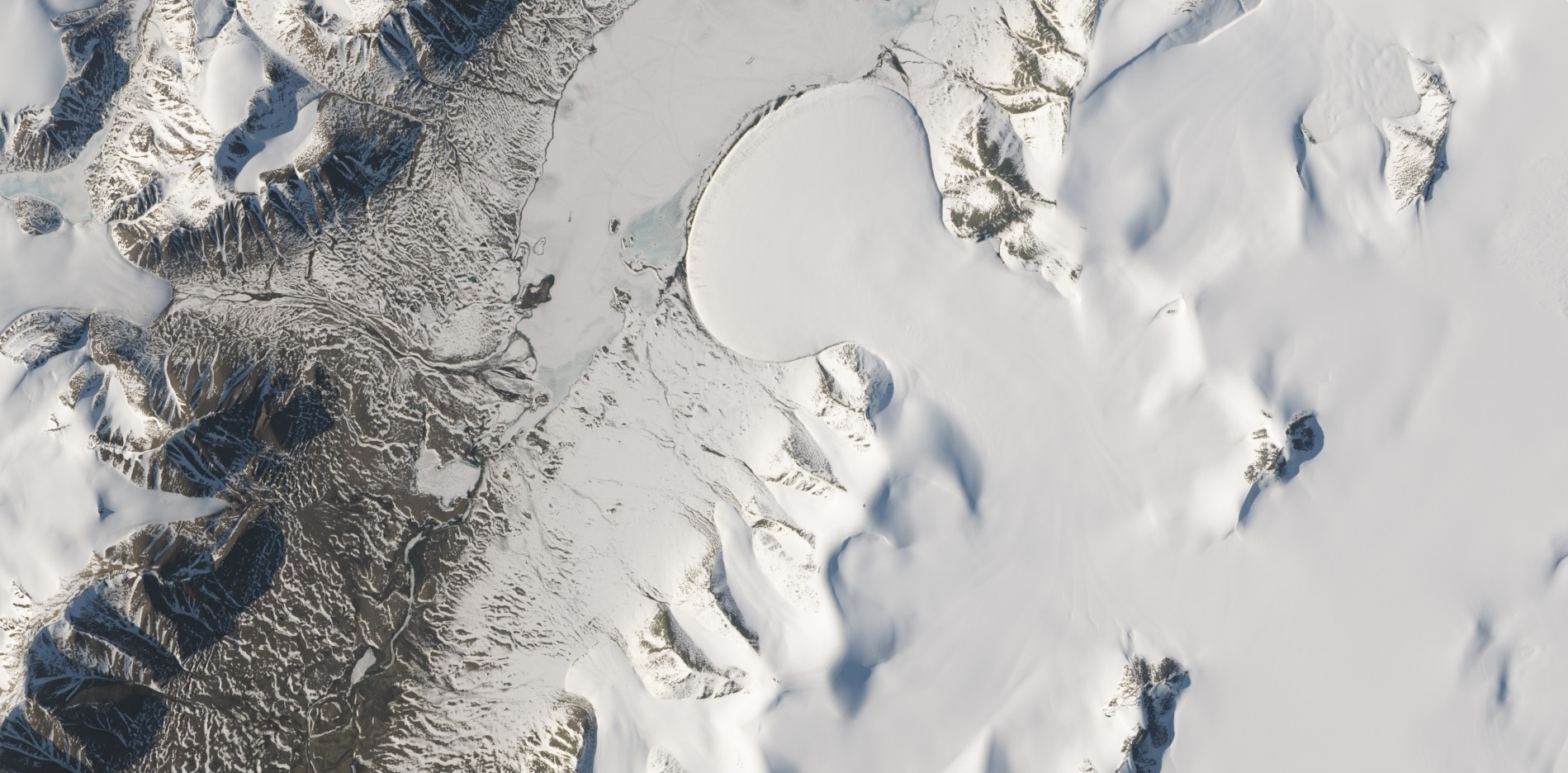
Glaciar con extensión tipo pie de elefante del lago Romer en el Ártico de la Tierra, visto por el satélite Landsat 8. Esta imagen muestra varios glaciares que tienen el mismo formato que muchas características de Marte que se cree que también son glaciares
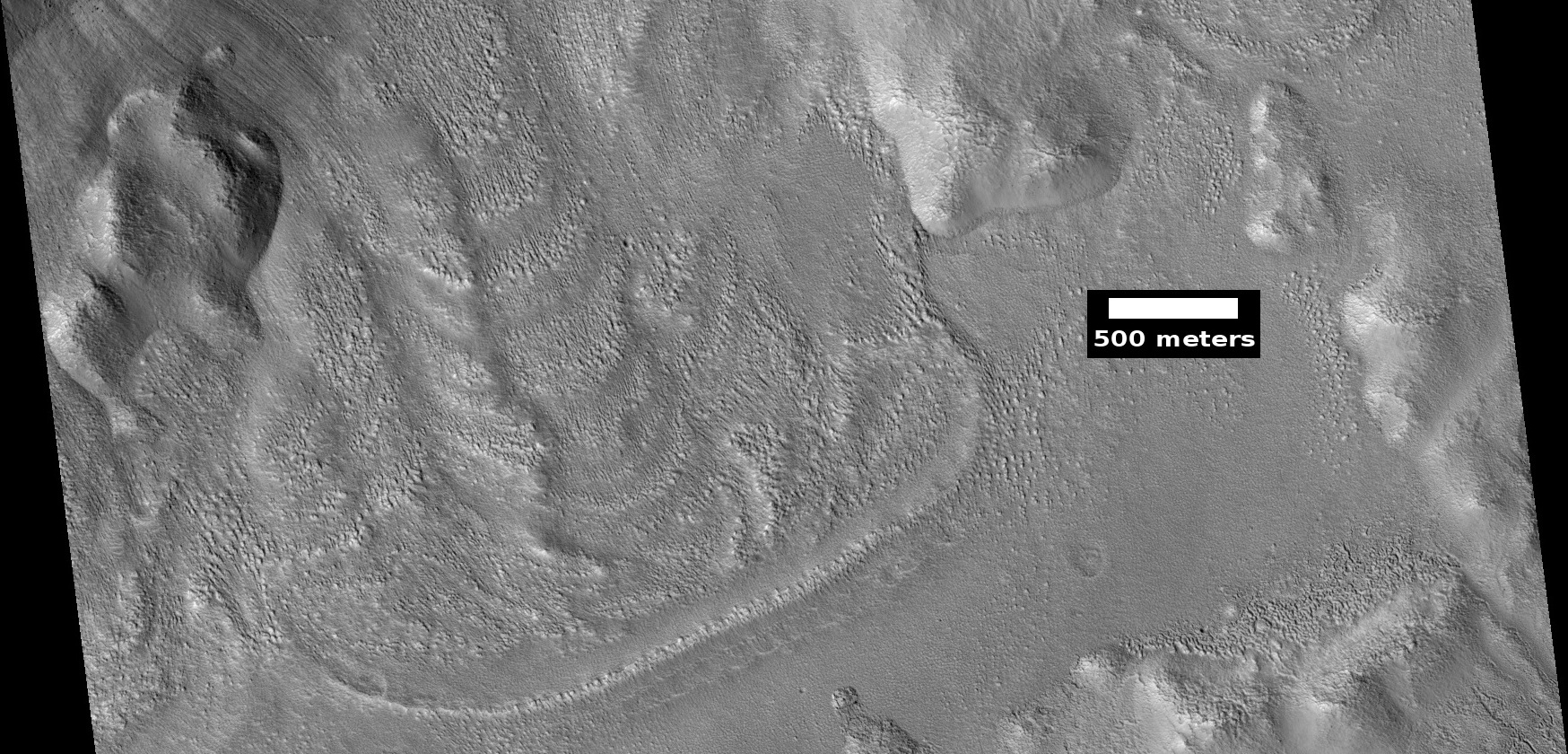
Glaciar saliendo del valle, toada por HiRISE bajo su programa HiWish. La ubicación es el borde del cráter Moreux.
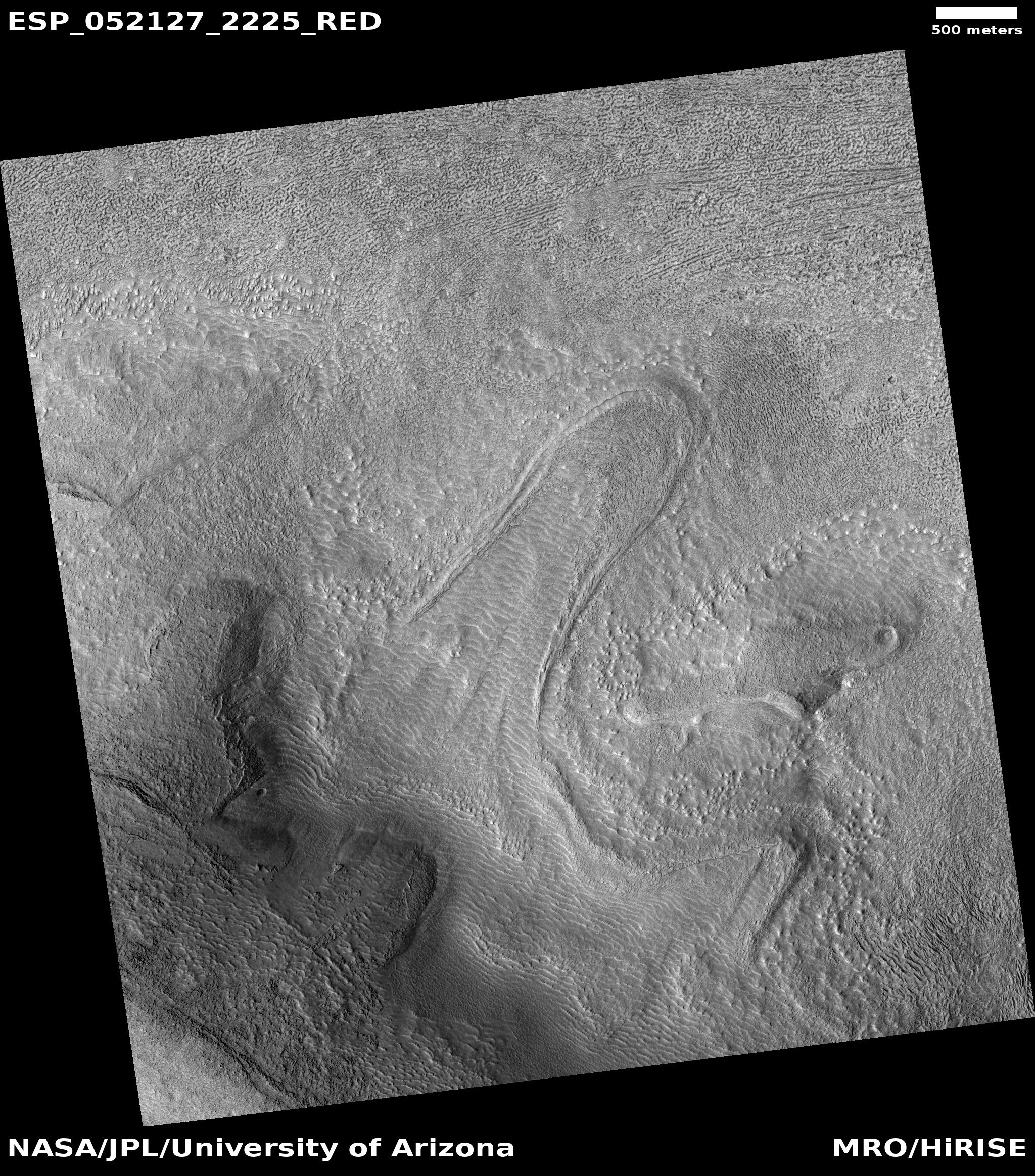
Detalle fluvial
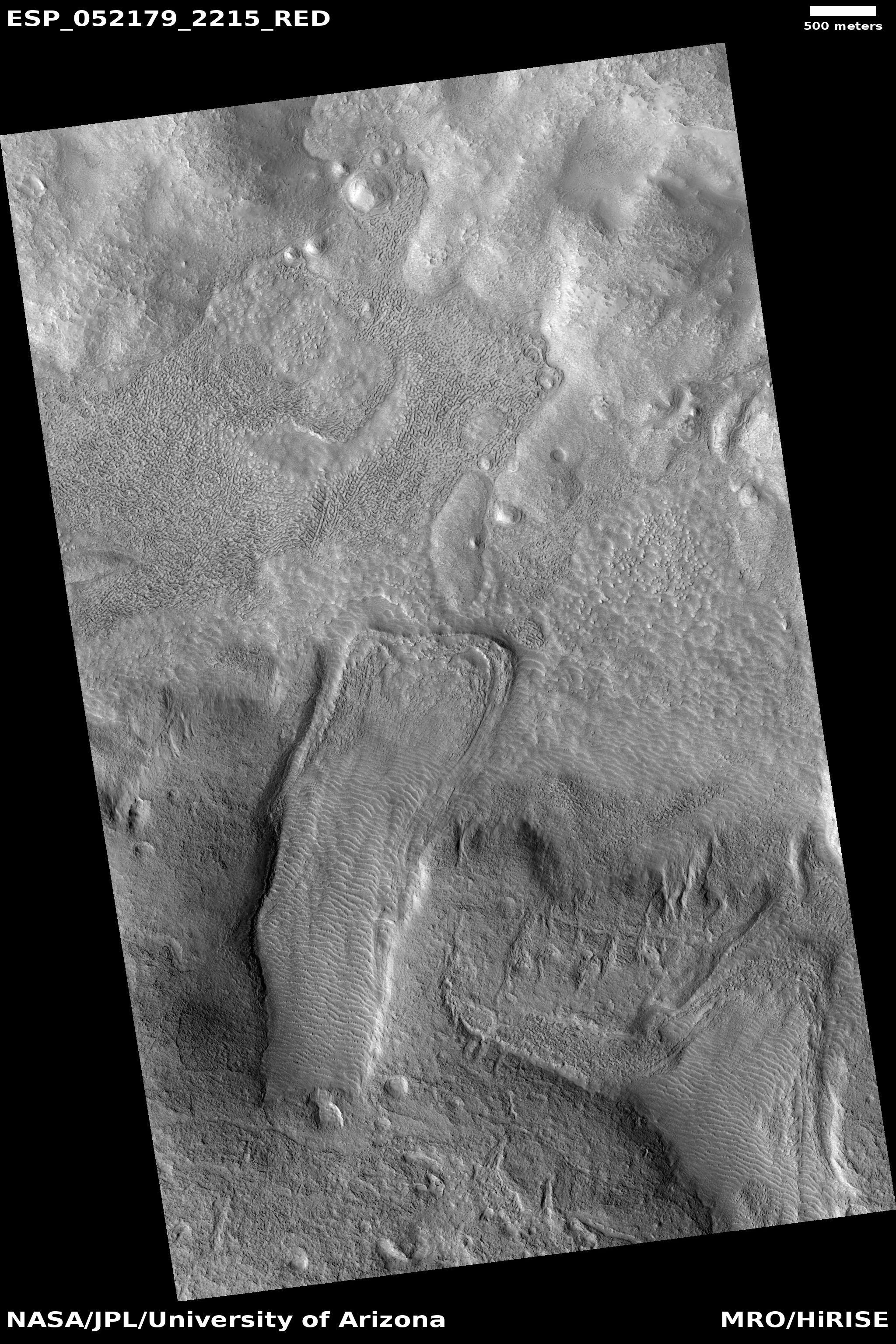
Detalle fluvial
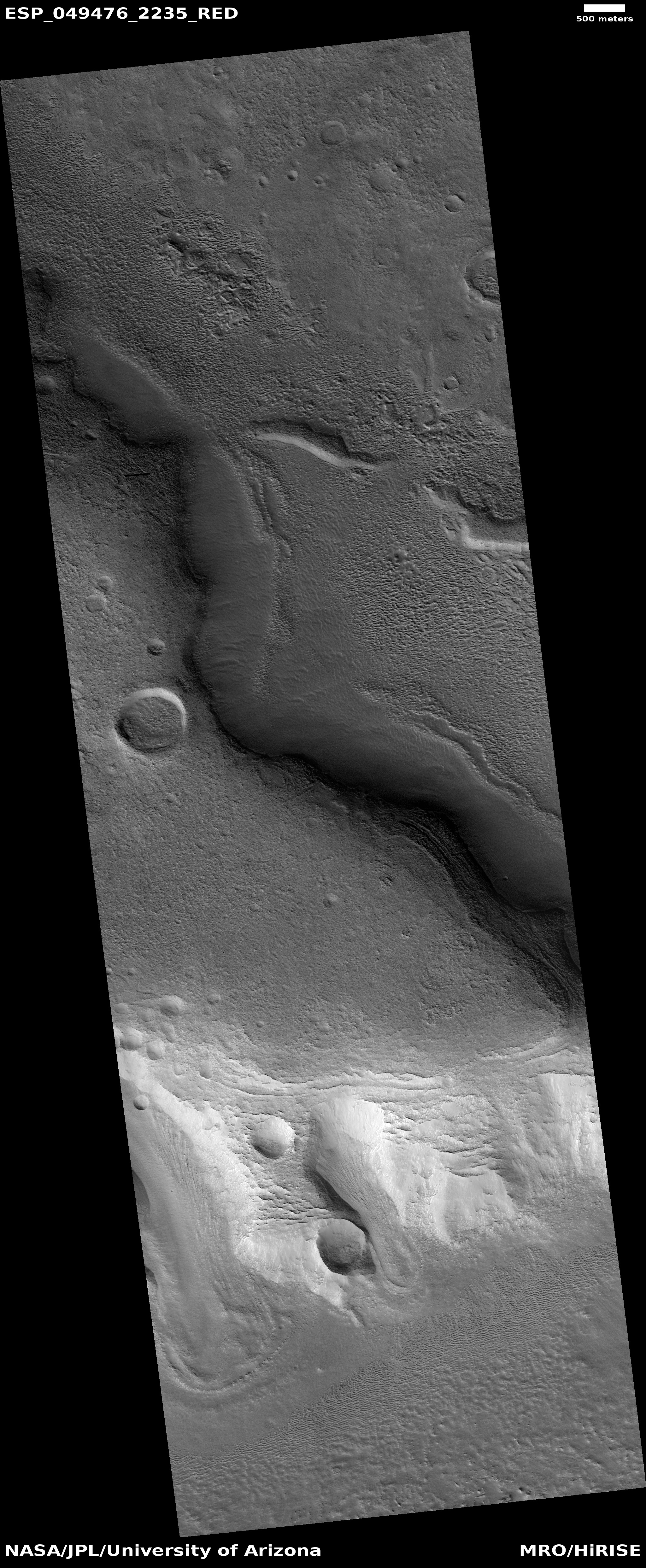
Glaciares que aparentan flujo hacia los valles en una mesa
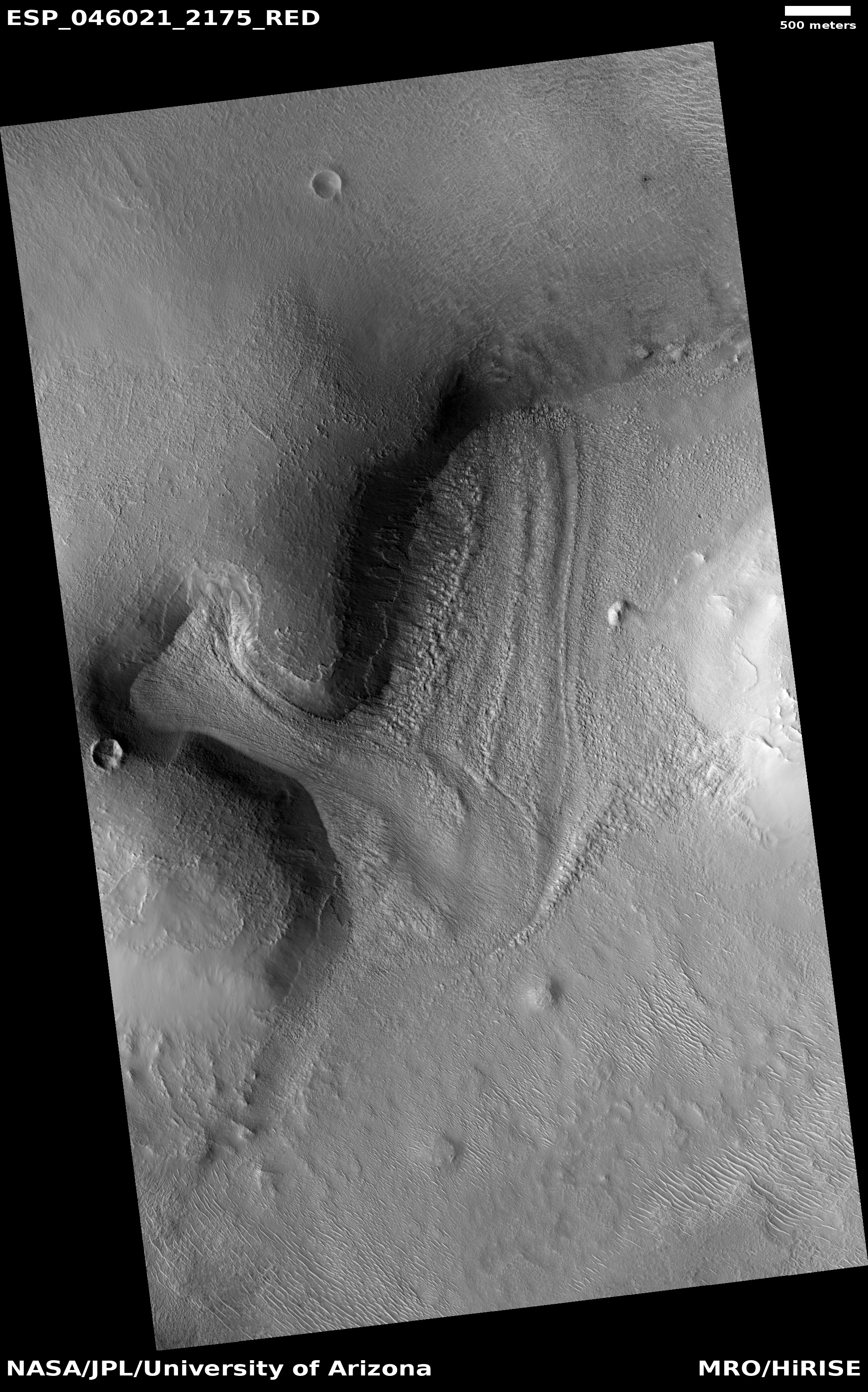
Dos glaciares en el proceso de interacción, el de la izquierda es más reciente y fluye sobre el otro
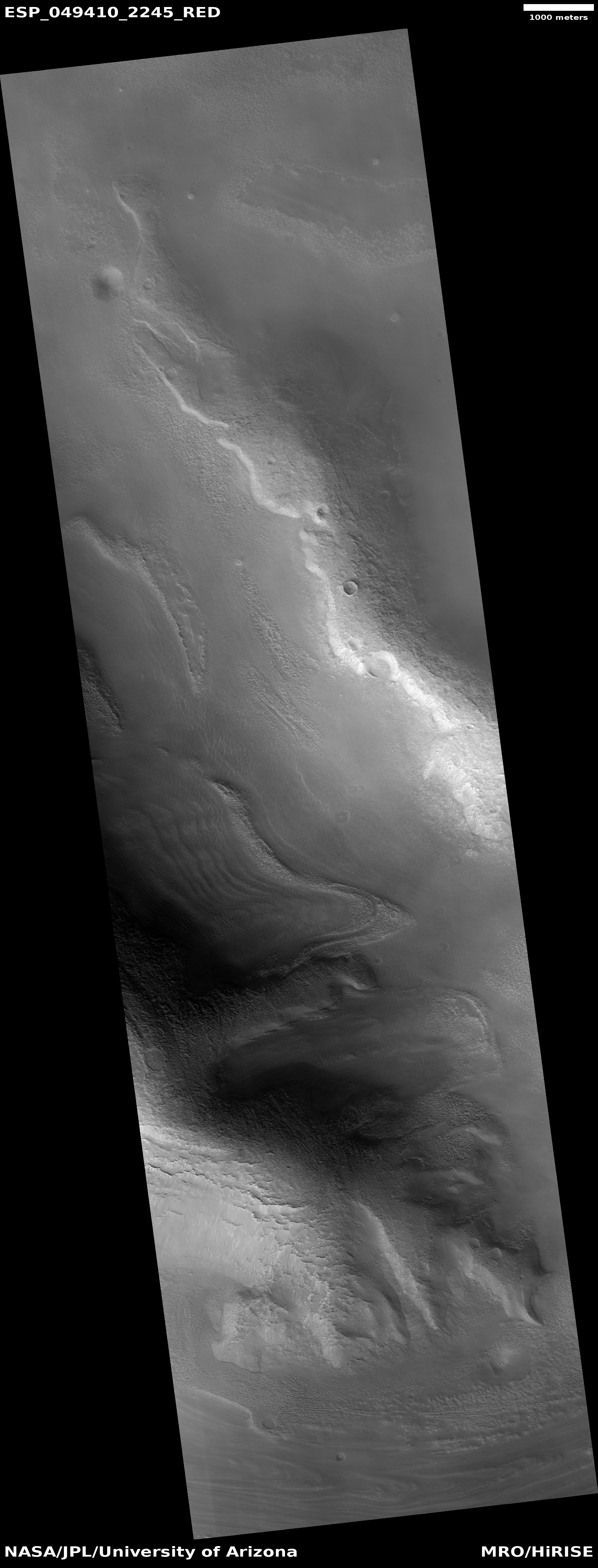
Glaciar interactuando con un obstáculo
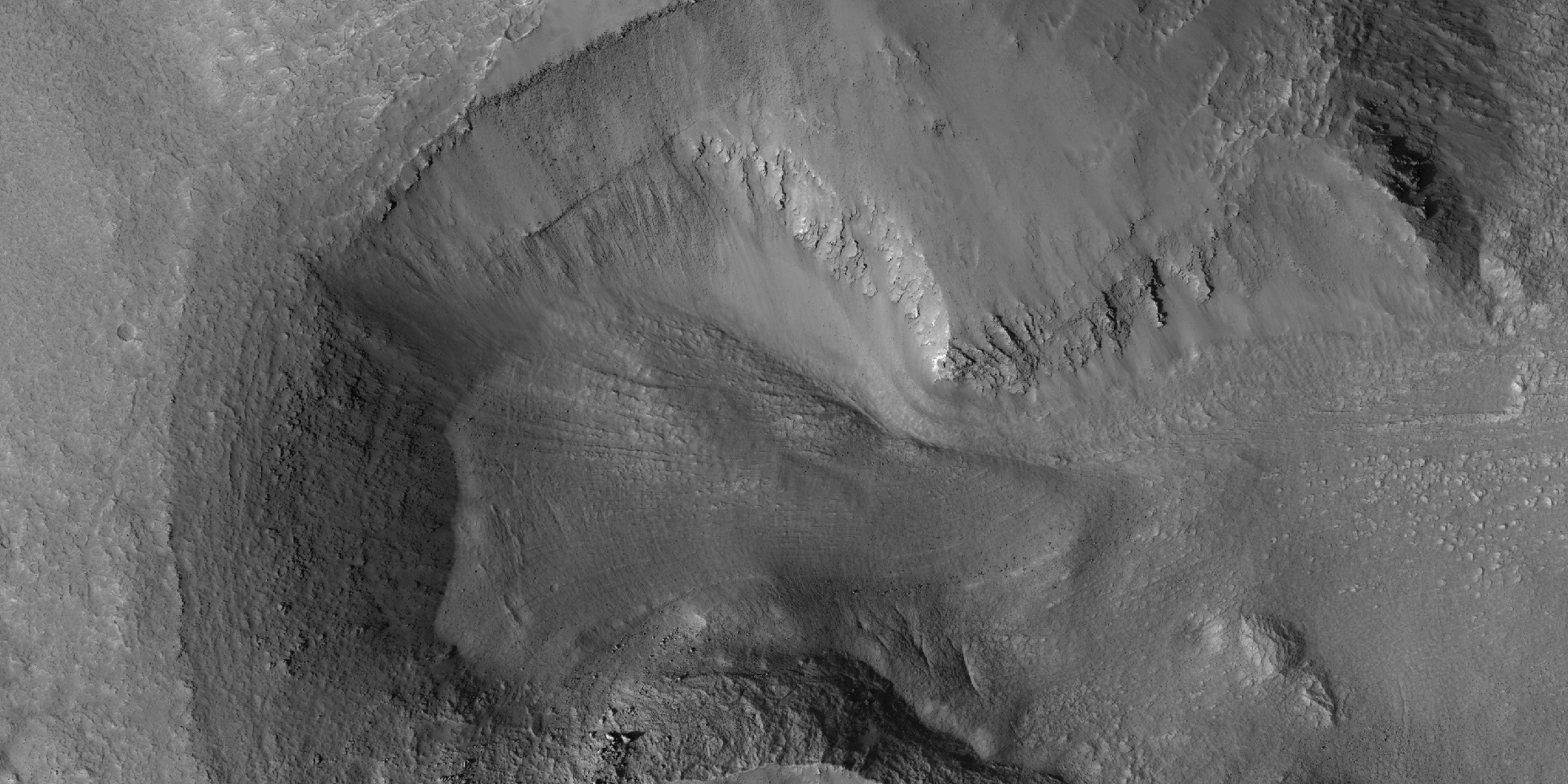
Glaciar que se mira fluyendo entre un valle
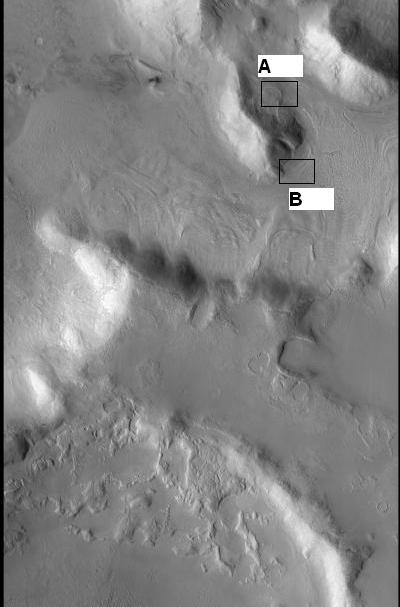
Imagen por la cámara CTX que muestra la ubicación de la siguiente imagen HiRISE (cuadro letra A).
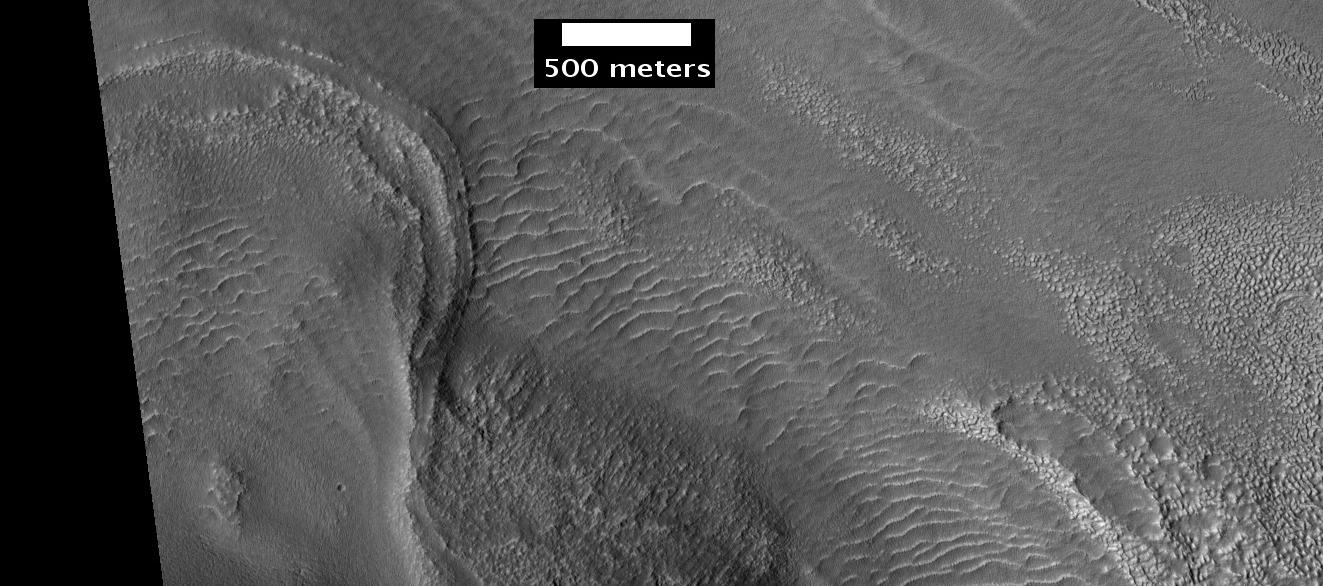
Posible morrena al final de un antiguo glaciar sobre un montículo en la región Deuteronilus Mensae, visto por HiRISE, bajo el programa HiWish. La ubicación de esta imagen es el cuadro etiquetado A en la imagen anterior.
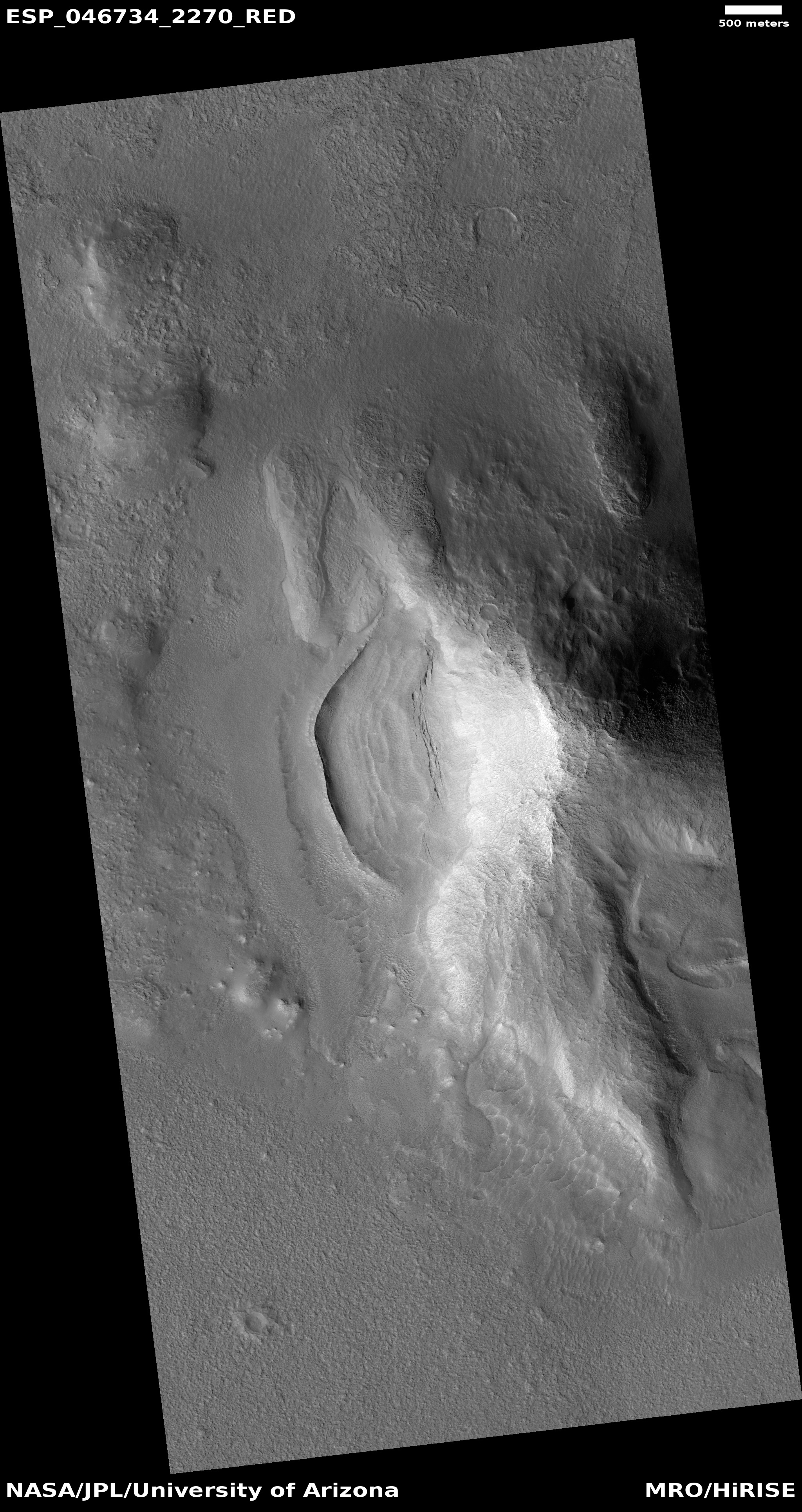
Cresta que probablemente sea de un antiguo glaciar
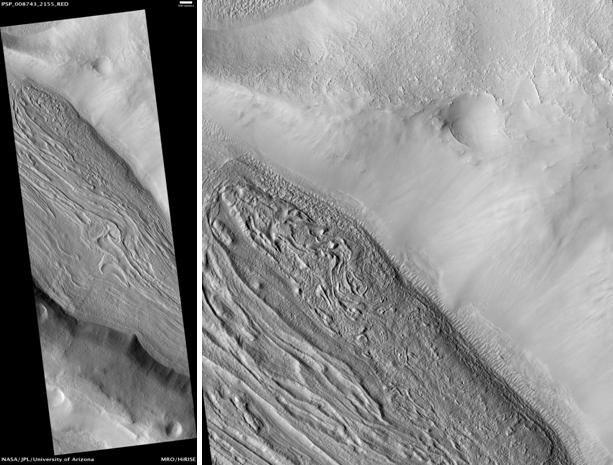
Relleno de valle alineado en el Color Fossa. La barra de escala tiene 500 metros de longitud
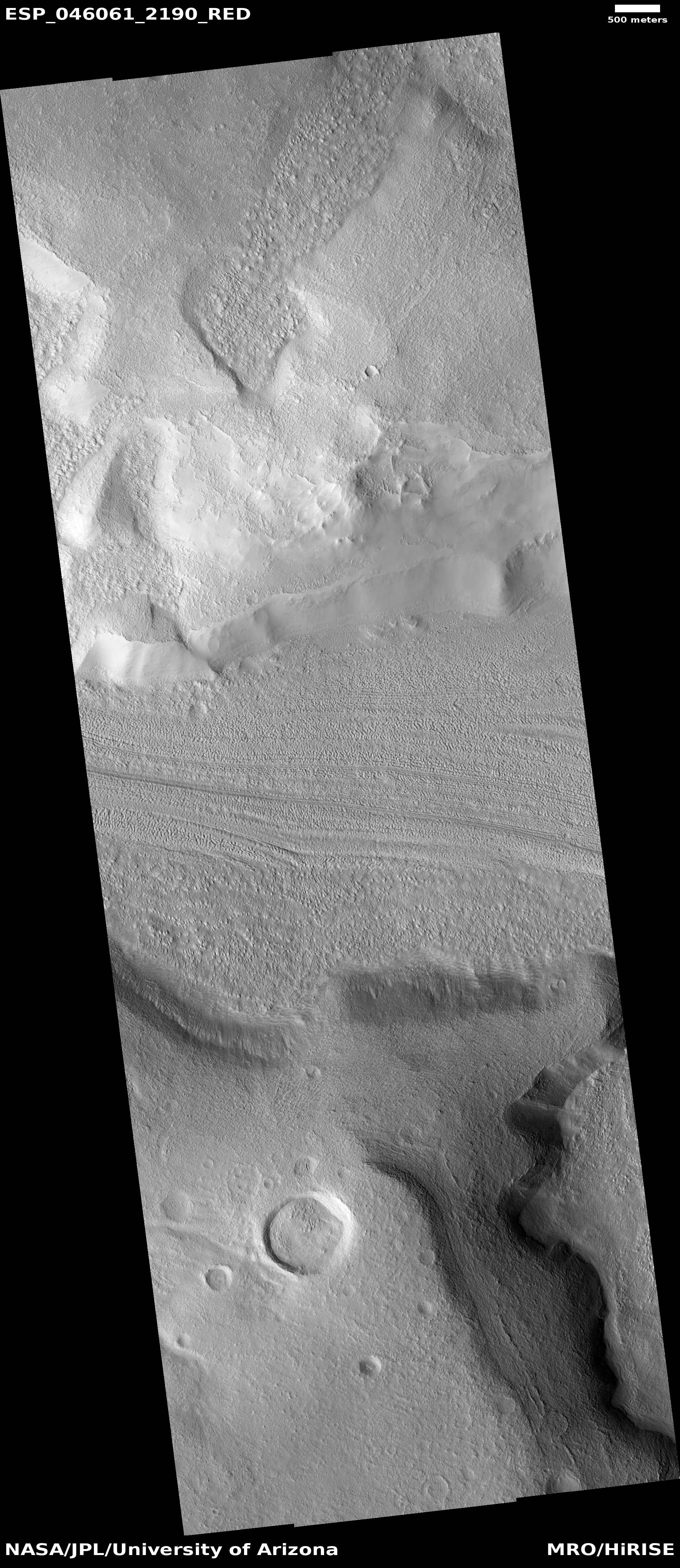
Proceso geológico denominado relleno de valle lineal
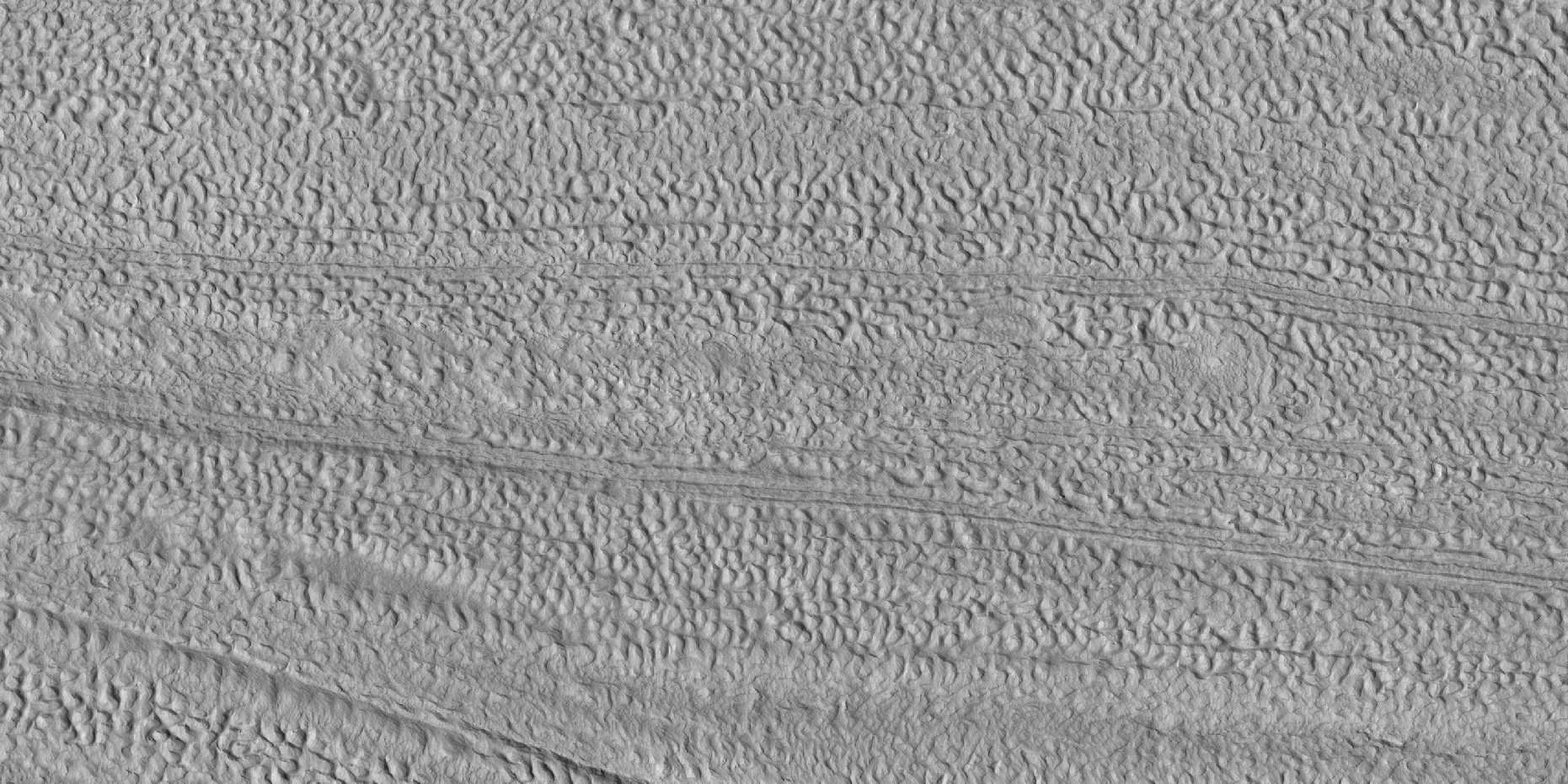
Vista detallada de un relleno de valle lineal, observado por HiRISE bajo su programa HiWish
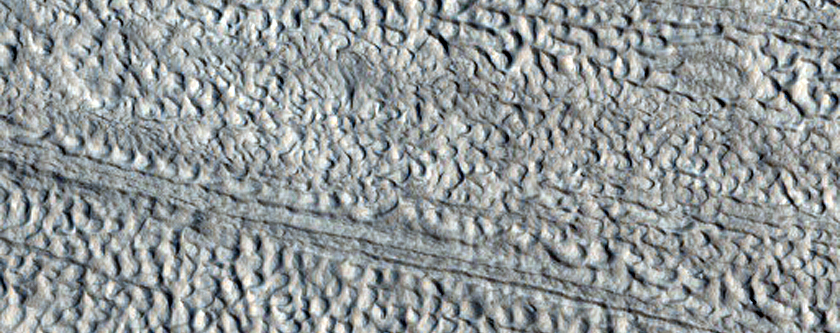
Vista detallada de un relleno de valle lineal
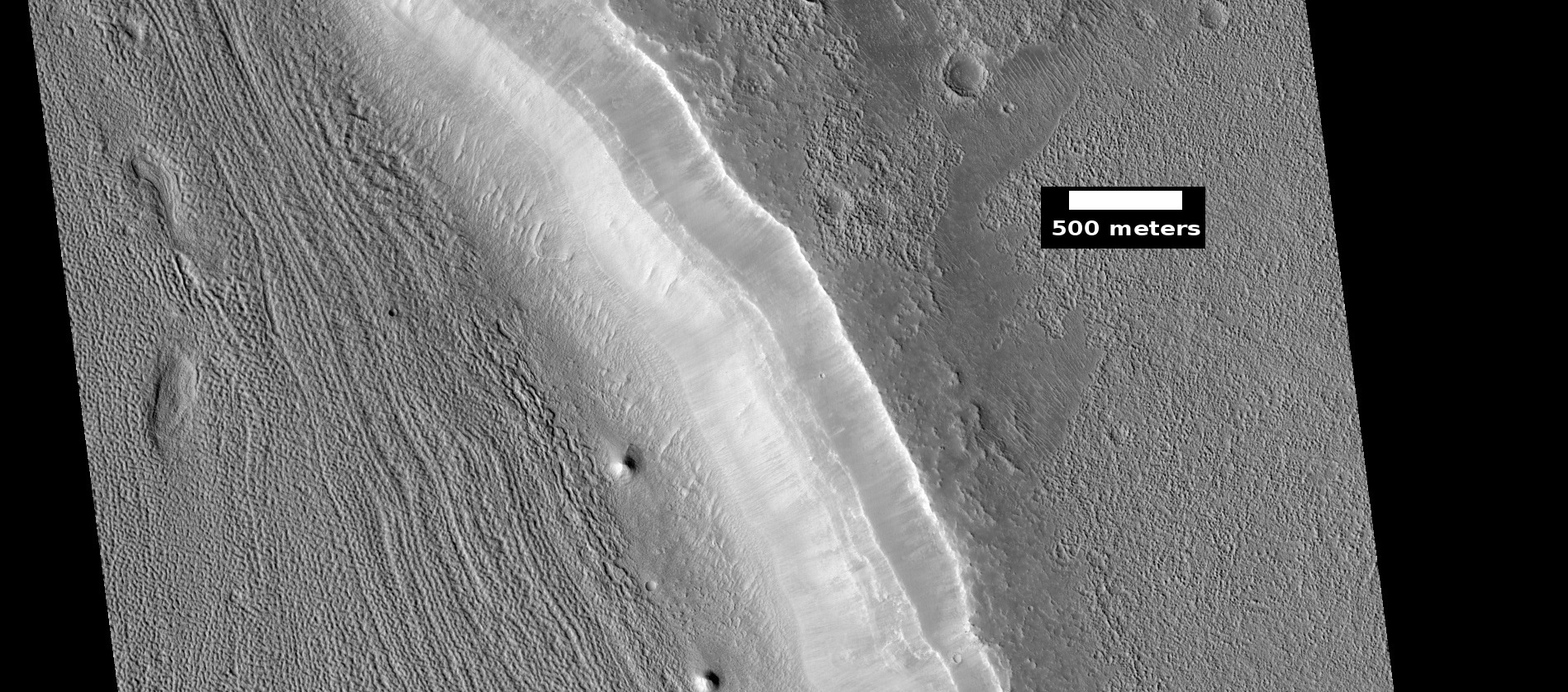
Ejemplo de un relleno de valle lineal
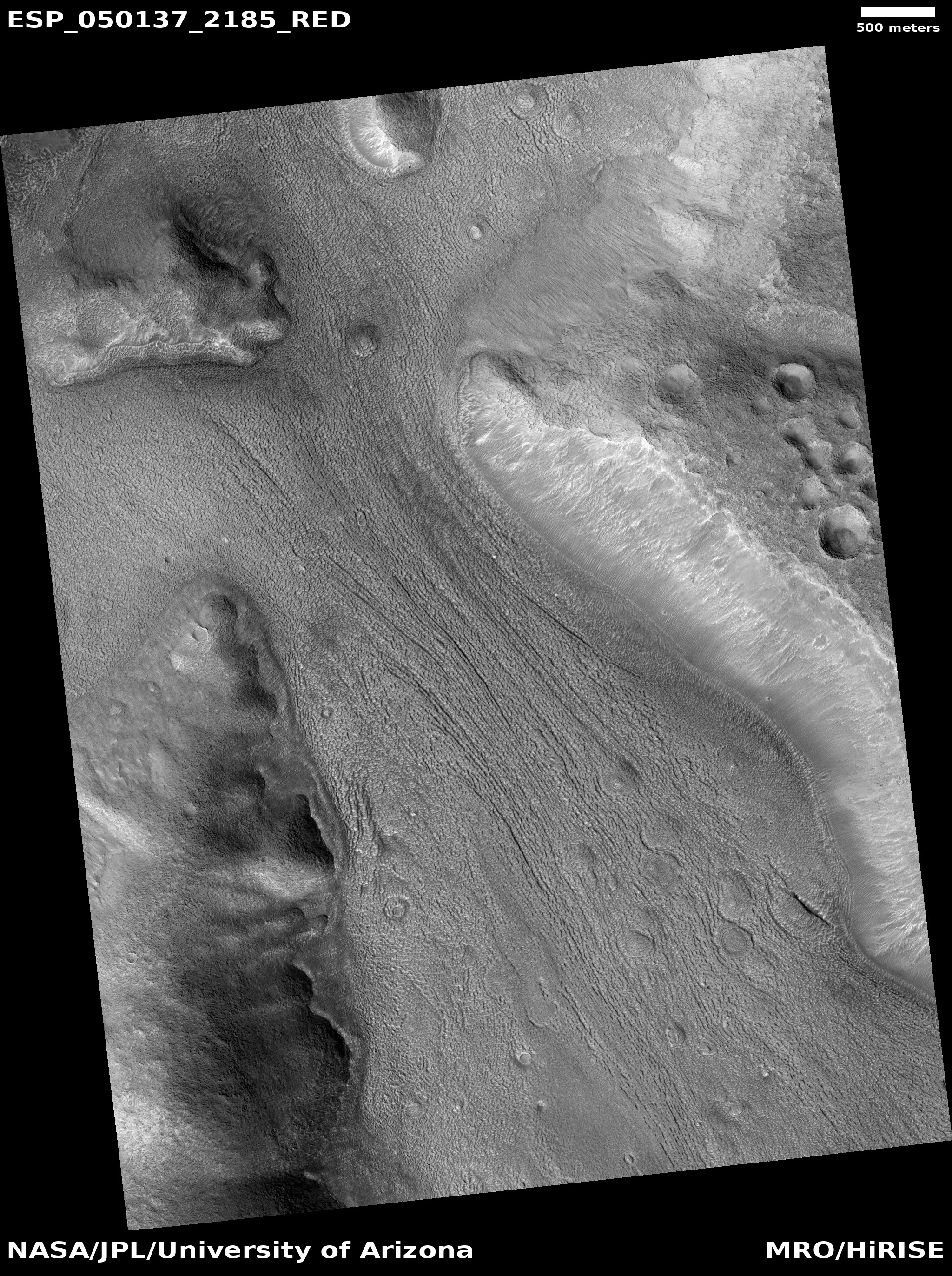
Ejemplo de un relleno de valle lineal, el flujo lineal del valle es hielo cubierto por escombros
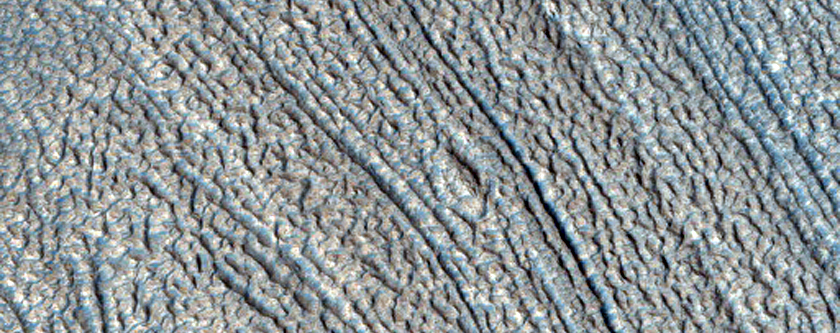
Vista detallada y a color de un relleno de valle lineal
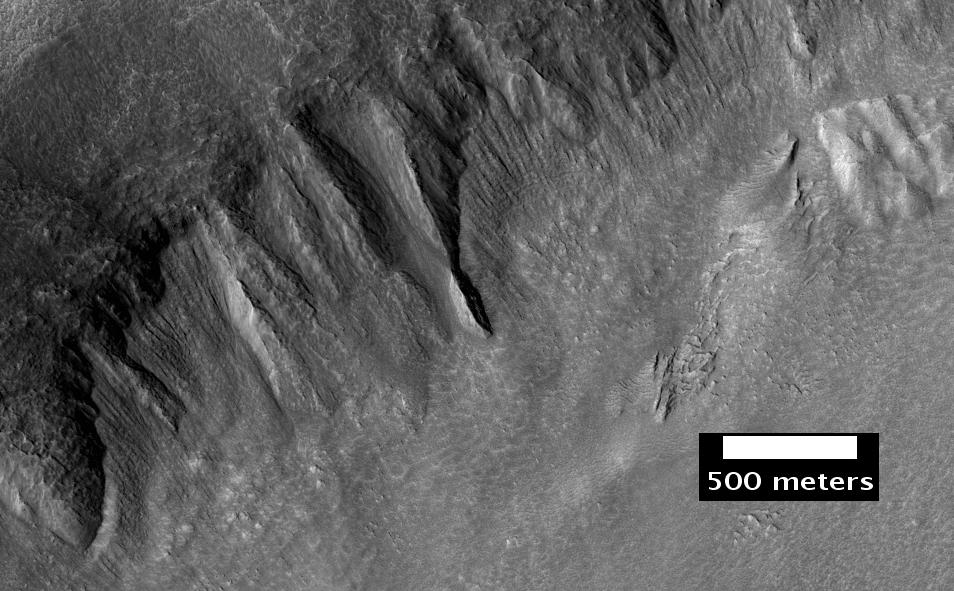
Proceso geológico denominado derrubios frontales lobulados. Las rayas indican movimiento. Imagen ubicada en el cuadrilátero de Ismenius Lacus. Se ha demostrado que los derrubios frontales lobulados contienen hielo de agua casi pura cubierta con una capa de escombros rocosos
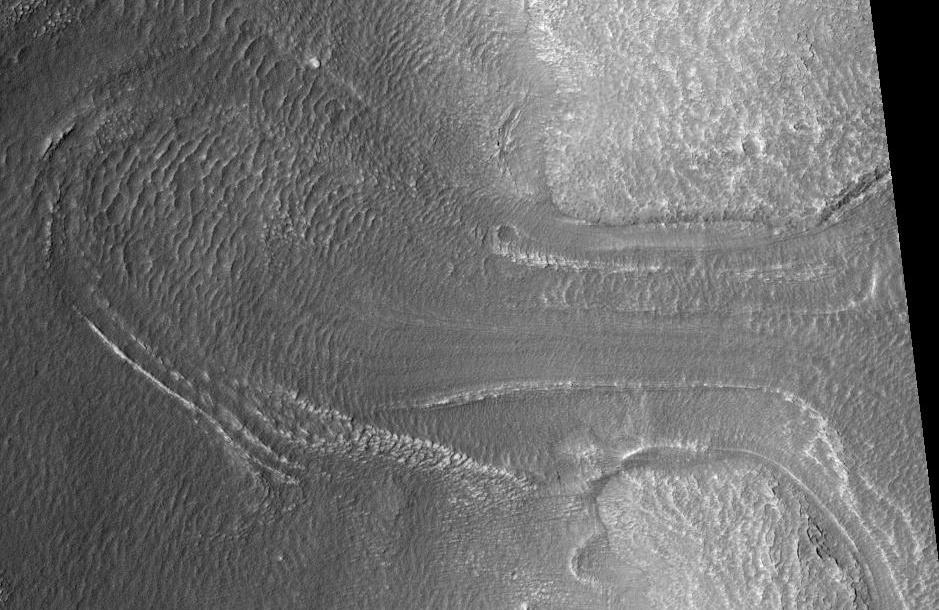
Probable glaciar visto por HiRISE en su programa HiWish. Los estudios de radar han encontrado que está compuesto casi por completo de hielo puro. Parece haberse movido desde el terreno elevado (una mesa) a la derecha
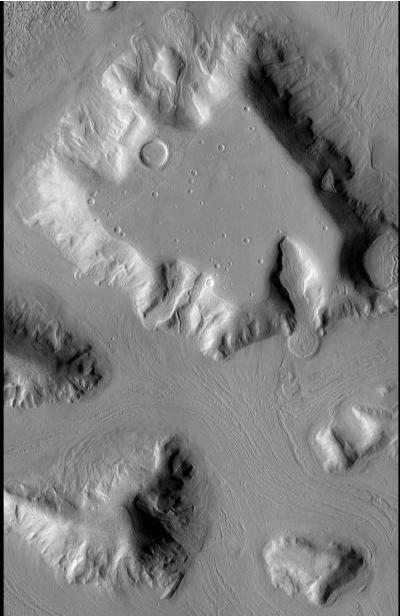
Mesa geológica en el cuadrilátero de Ismenius Lacus, visto por CTX. La mesa tiene varios glaciares erosionándola. Uno de los glaciares se ve con mayor detalle en las siguientes dos imágenes de HiRISE.
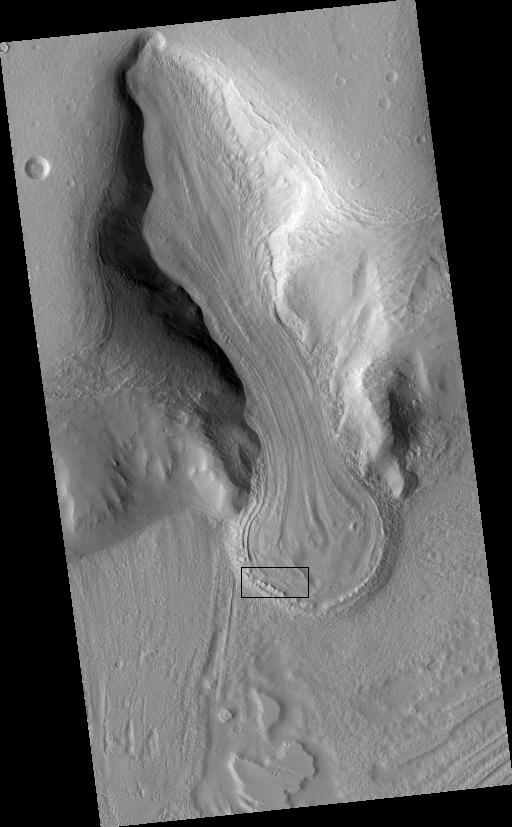
Glaciar con zona de acumulación de nieve en la cima. El glaciar se mueve valle abajo y luego se extiende por la llanura. La evidencia de flujo proviene de las muchas líneas en la superficie. La ubicación está en Protonilus Mensae en el cuadrilátero Ismenius Lacus. El área en rectángulo se amplía en la siguiente foto.
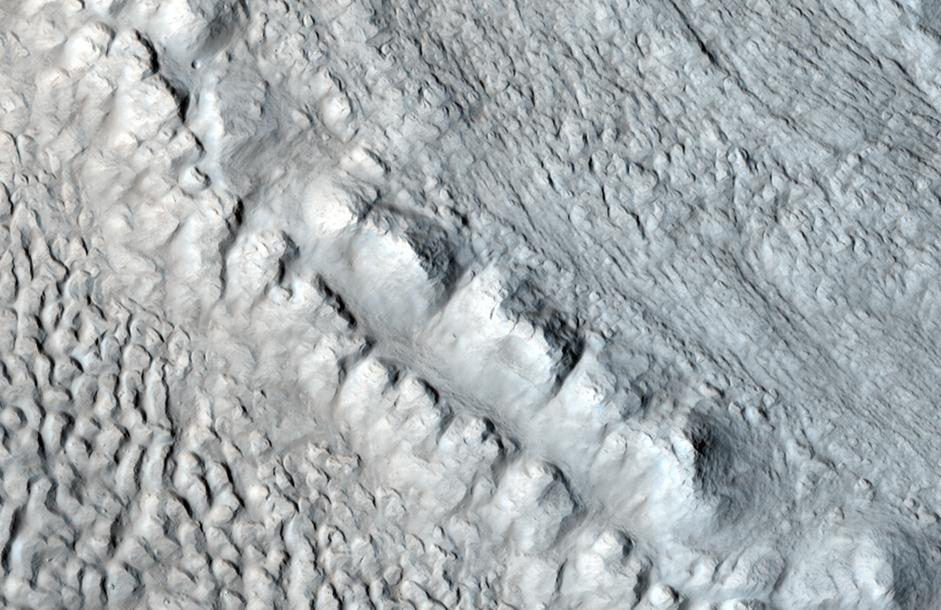
Ampliación de área en rectángulo de la imagen anterior. En la Tierra, la cresta se llamaría morrena terminal de un glaciar alpino. Fotografía tomada por HiRISE en su programa HiWish.
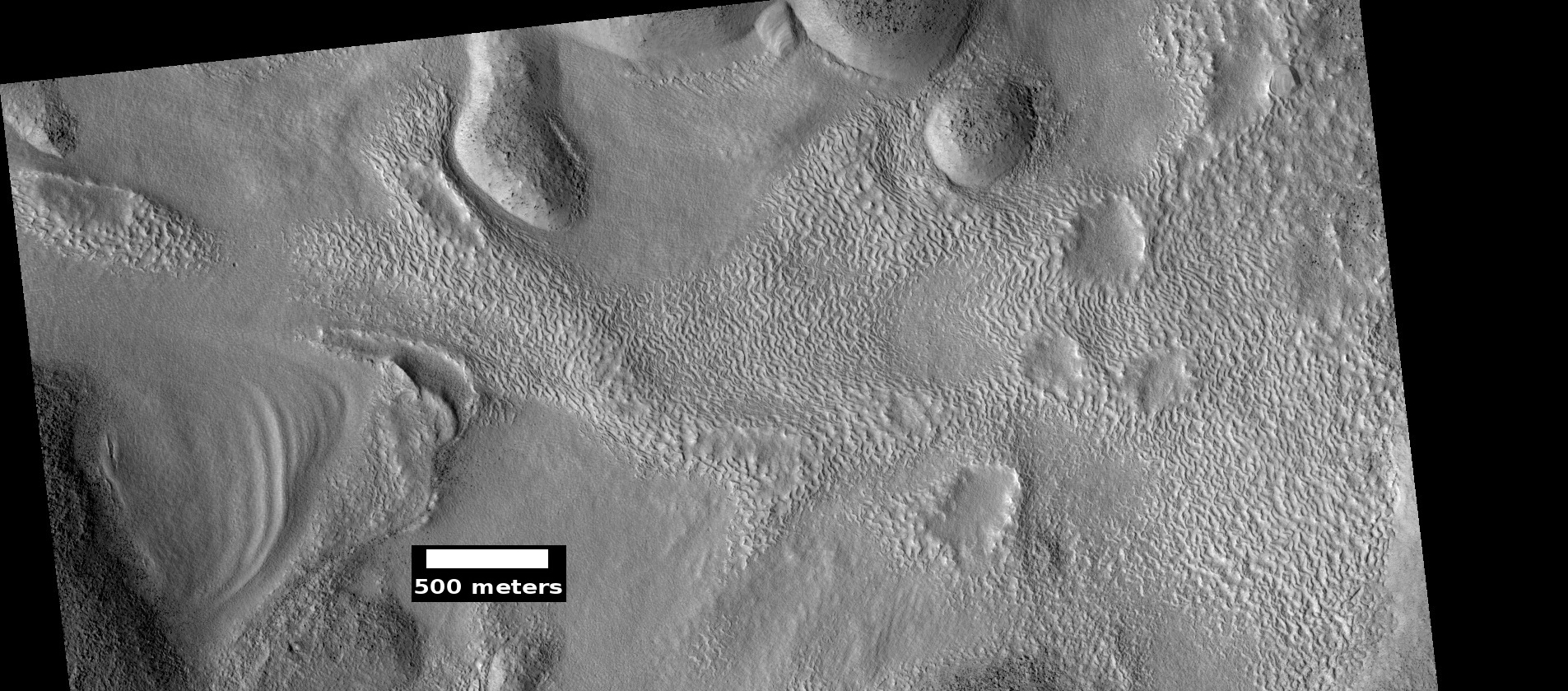
Cantos de flujo producidos por un glaciar anterior
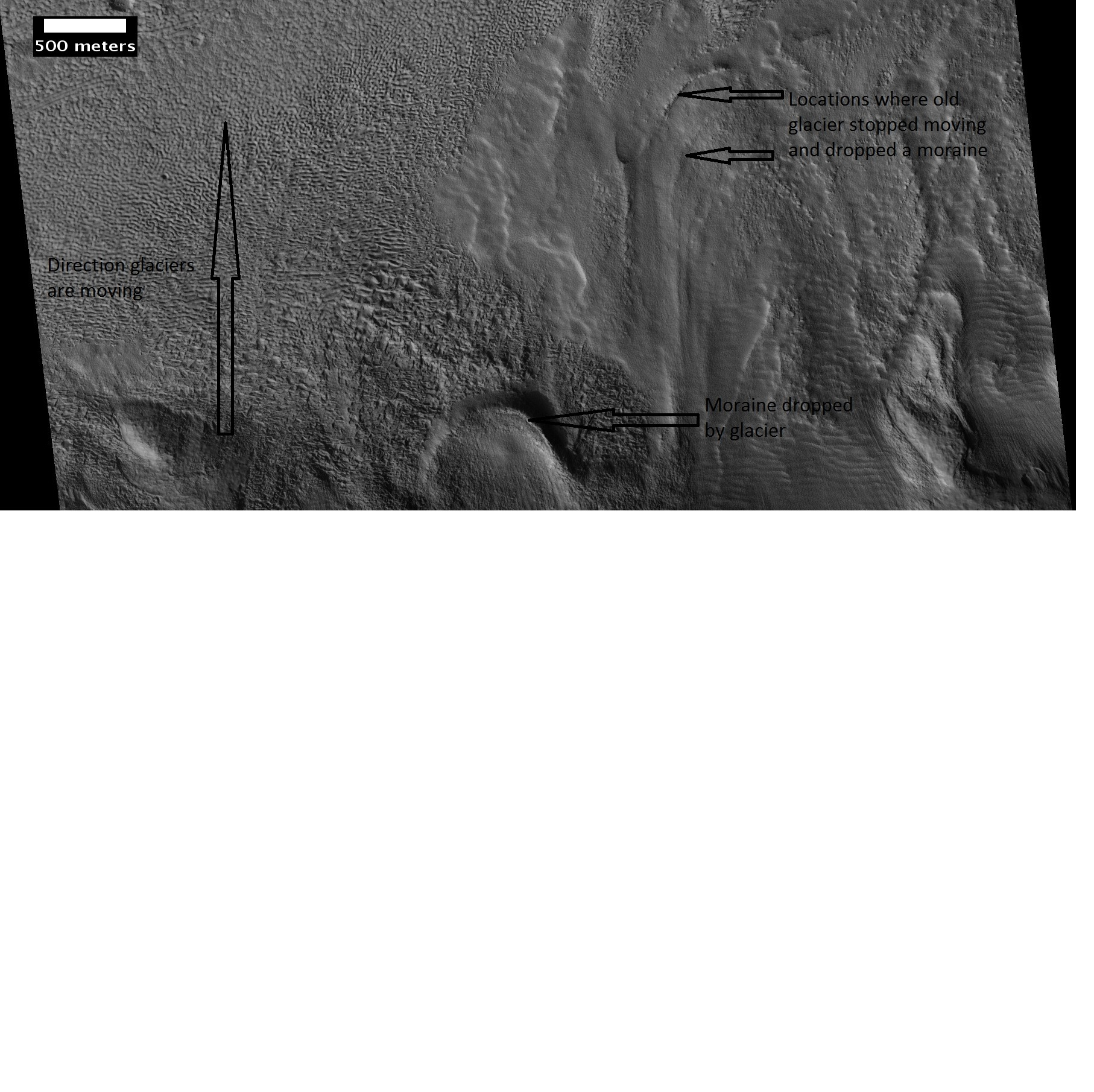
Restos de glaciares
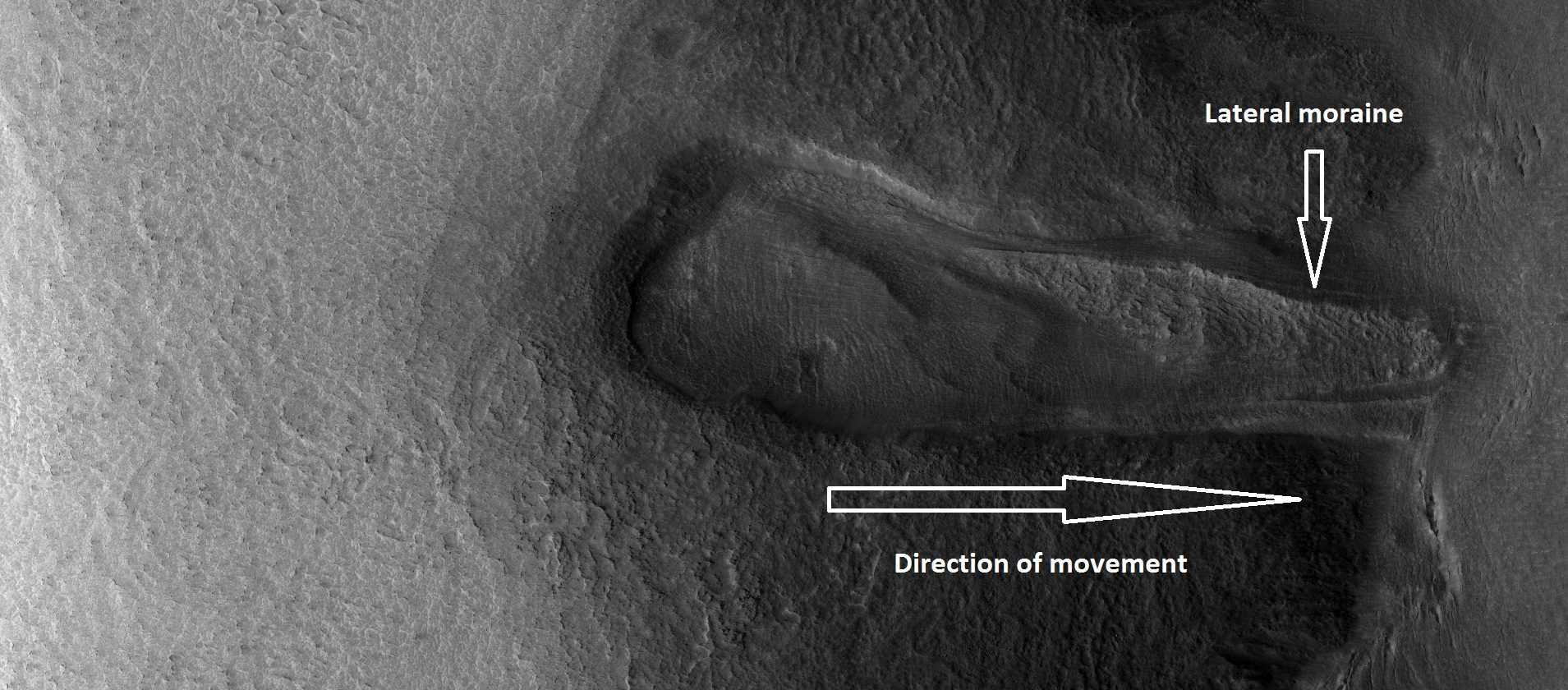
Restos de un glaciar tras la desaparición del hielo
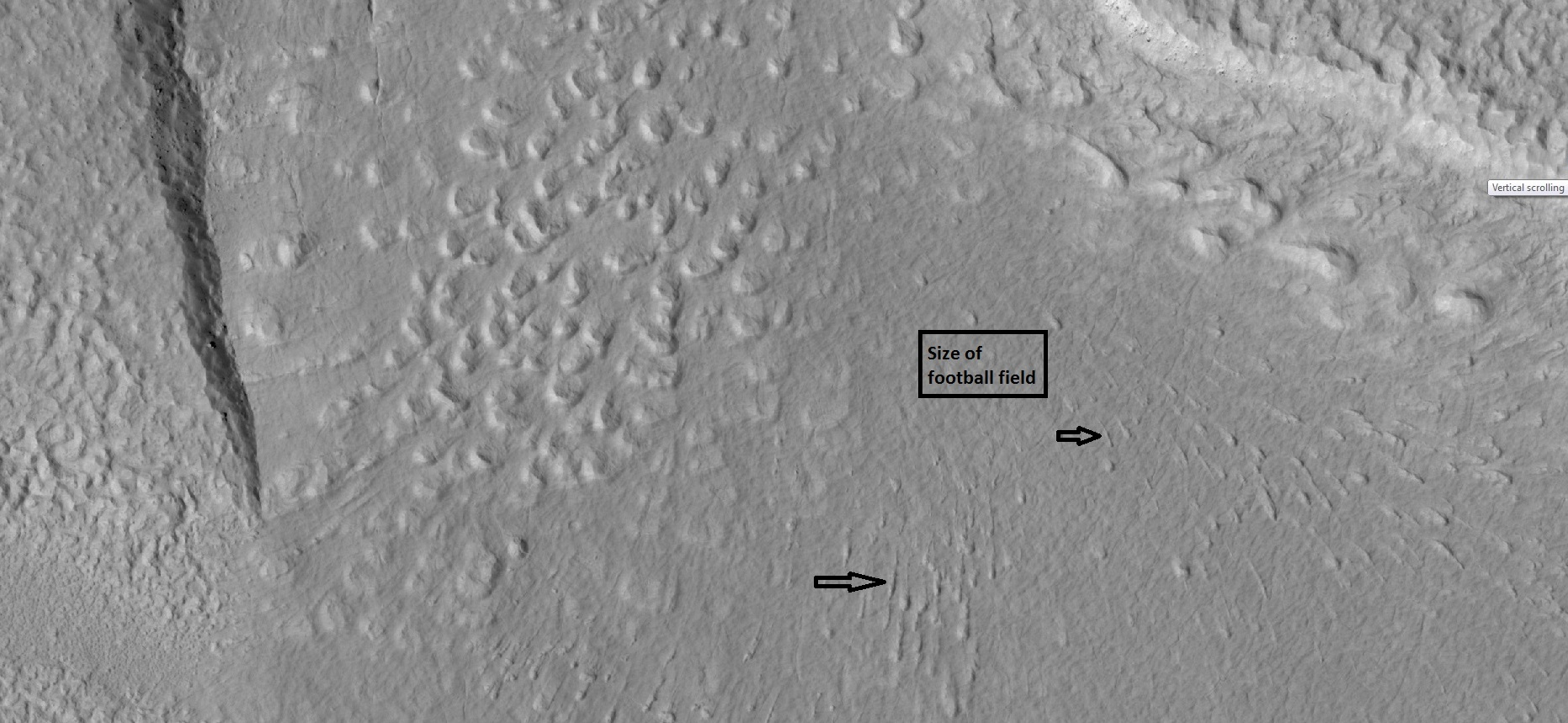
Las flechas apuntan a formas similares a drumlin geológico que probablemente se formaron debajo de un glaciar
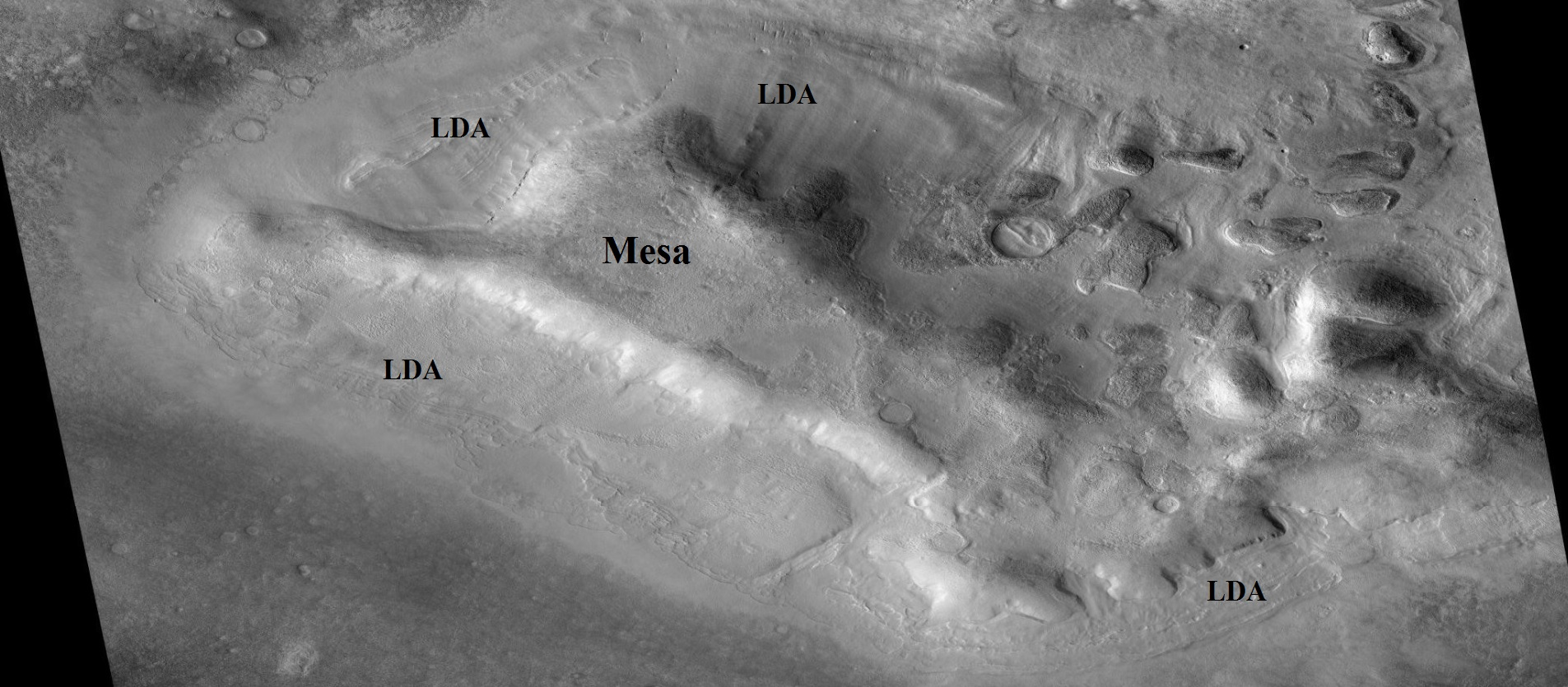
Las faldas de derrubios frontales lobulados alrededor de una meseta, como los vería CTX. La meseta y los derrubios están etiquetados para que se pueda ver su relación. Los estudios de radar han determinado que los derrubios contienen hielo; por lo tanto, estos pueden ser importantes para los futuros colonos de Marte. La ubicación es el cuadrilátero de Ismenius Lacus.
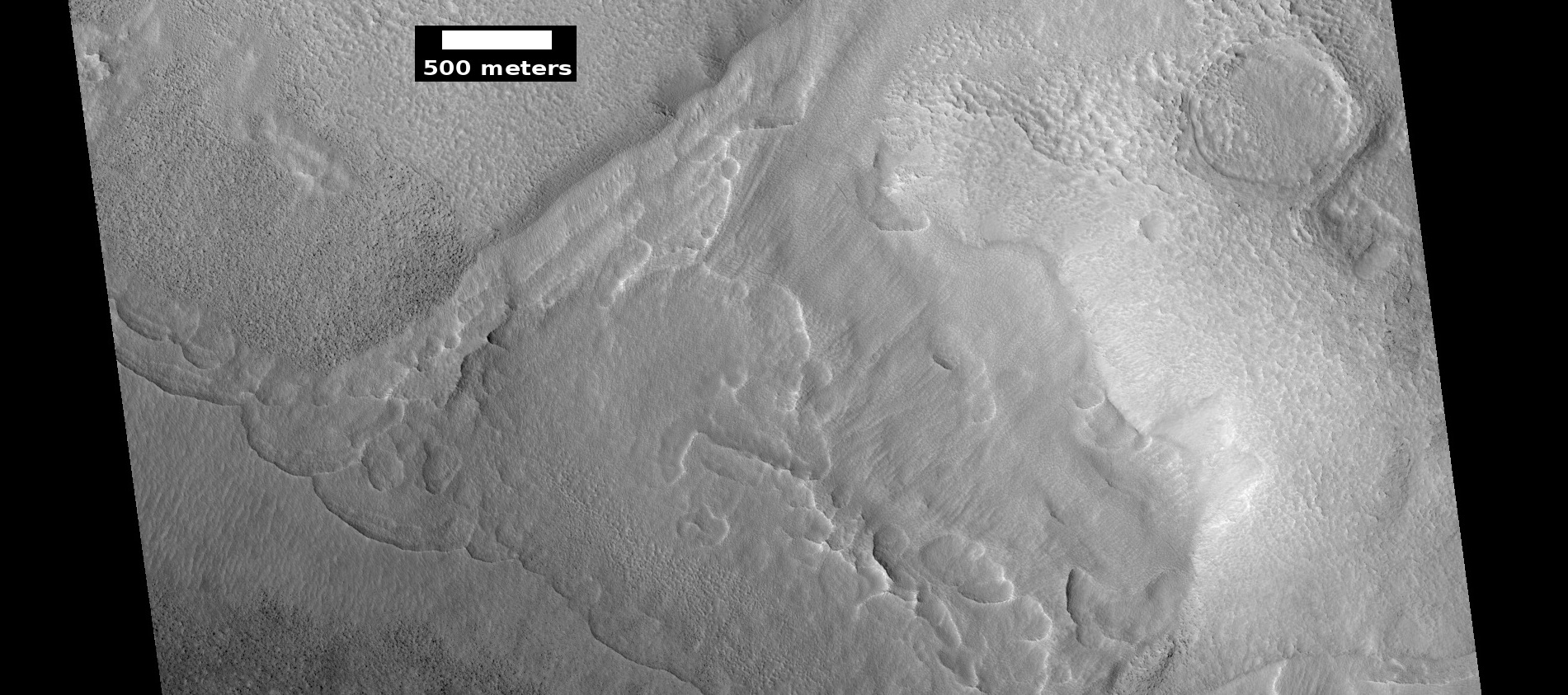
Ampliación de derrubios frontales lobulados, descritos en la foto anterior
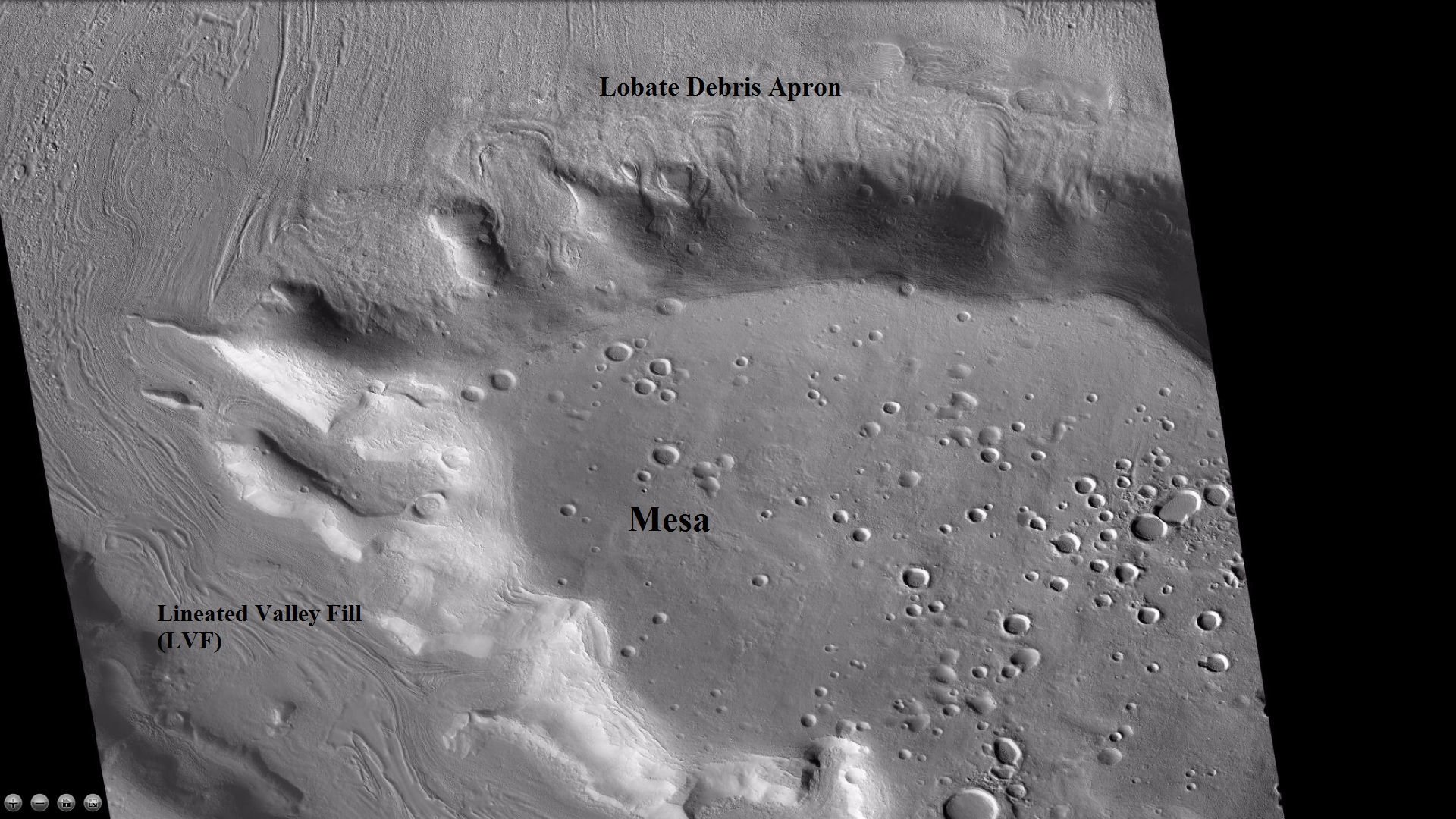
Vista ampliada por CTX de la mesa que muestra los derrubios frontales lobulados y el relleno de valle alineado. Se cree que ambos son glaciares cubiertos por escombros. La ubicación es el cuadrilátero de Ismenius Lacus
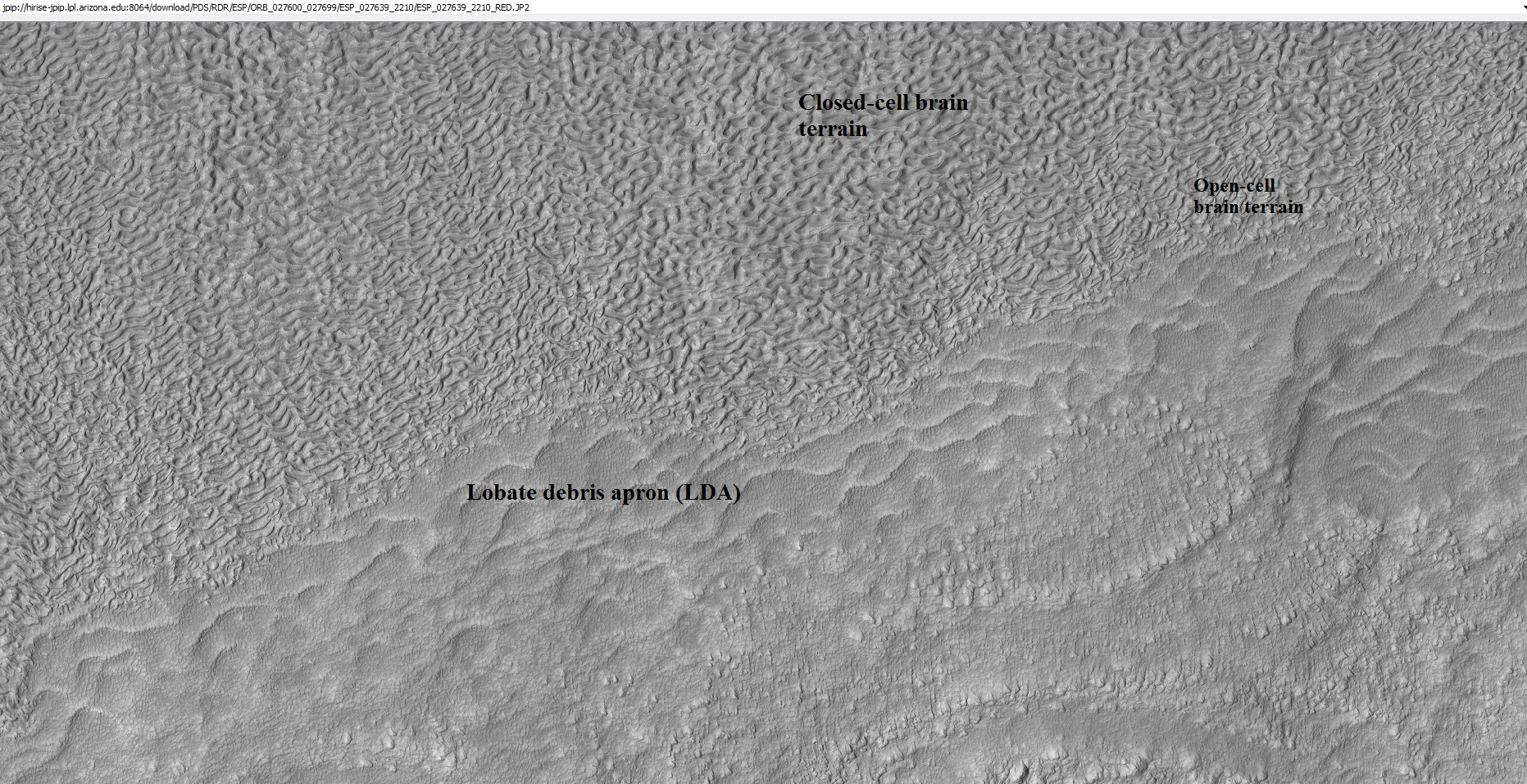
Ampliación de derrubios frontales lobulados de la meseta de la imagen previa. La imagen muestra un tipo de relieve conocido como terreno cerebral de células abiertas y terreno cerebral de células cerradas, que es el formato más común. Se cree que el terreno cerebral de células abiertas contiene un núcleo de hielo.
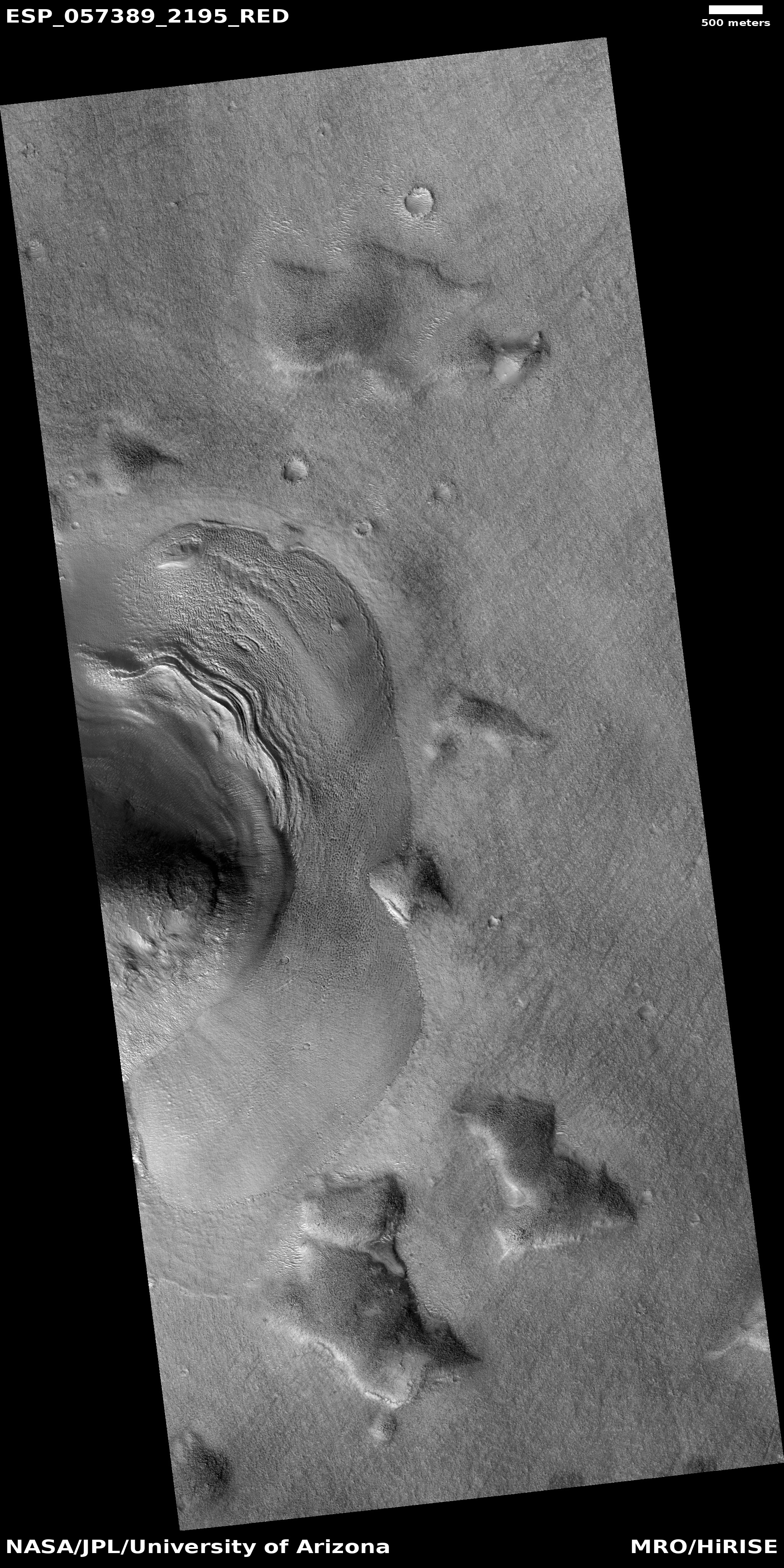
Ampliación de derrubios frontales lobulados rodeando una meseta
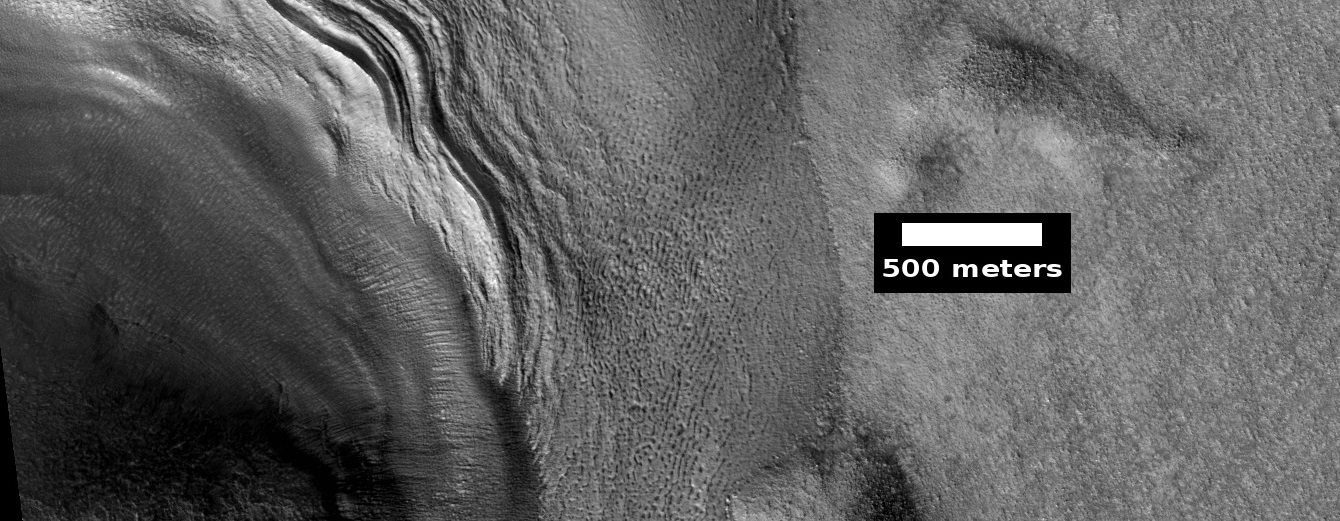
Ampliación de derrubios frontales lobulados, visible también terrenos cerebrales
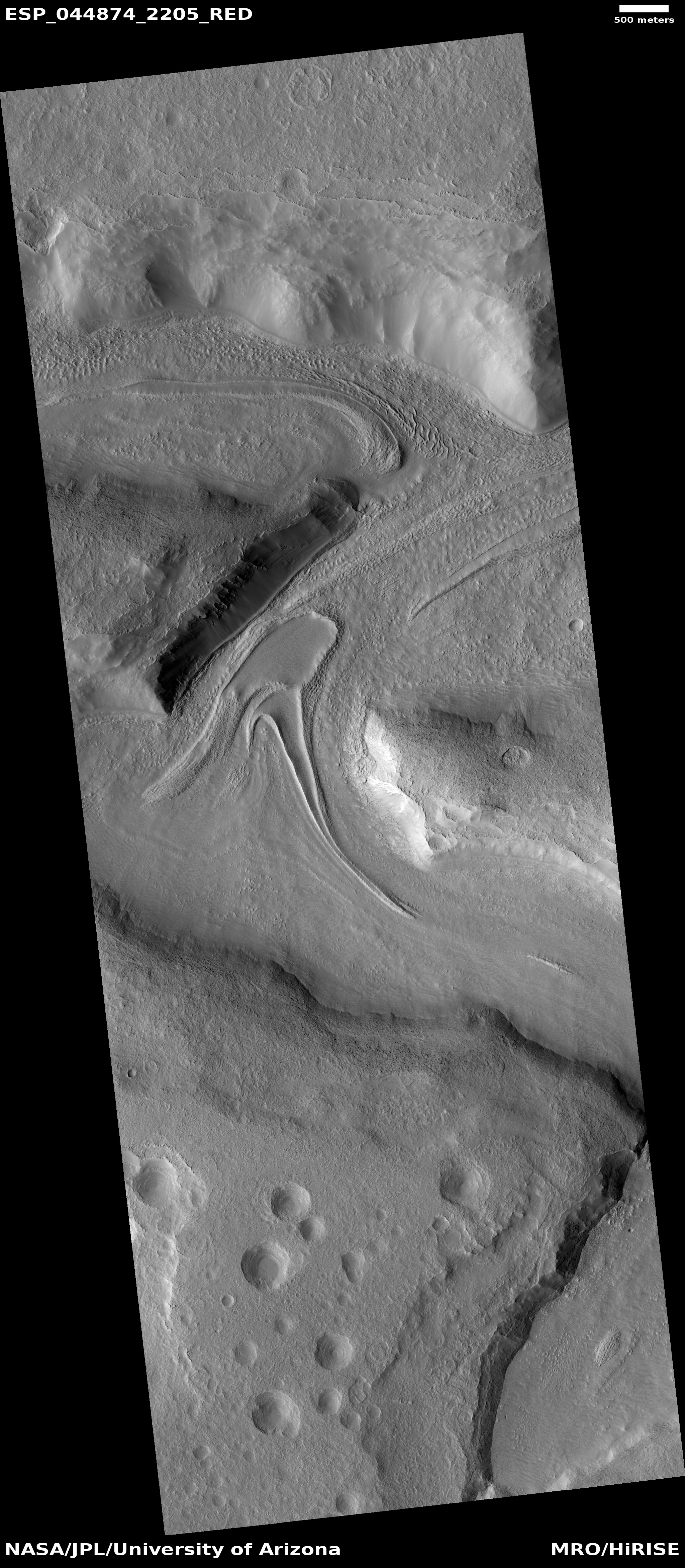
Evidencia de glaciares moviéndose en dos valles contiguos
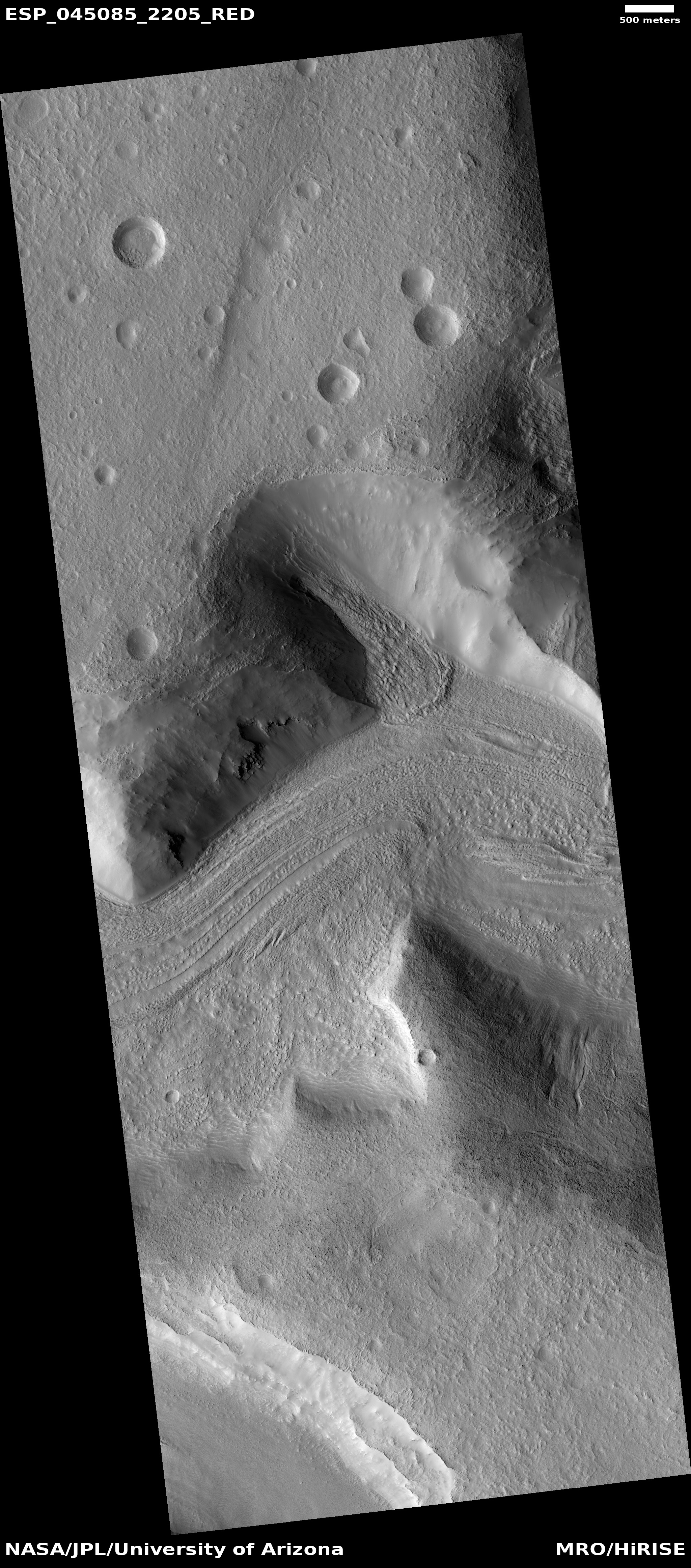
Flujo en dirección de baja resistencia del valle circundante
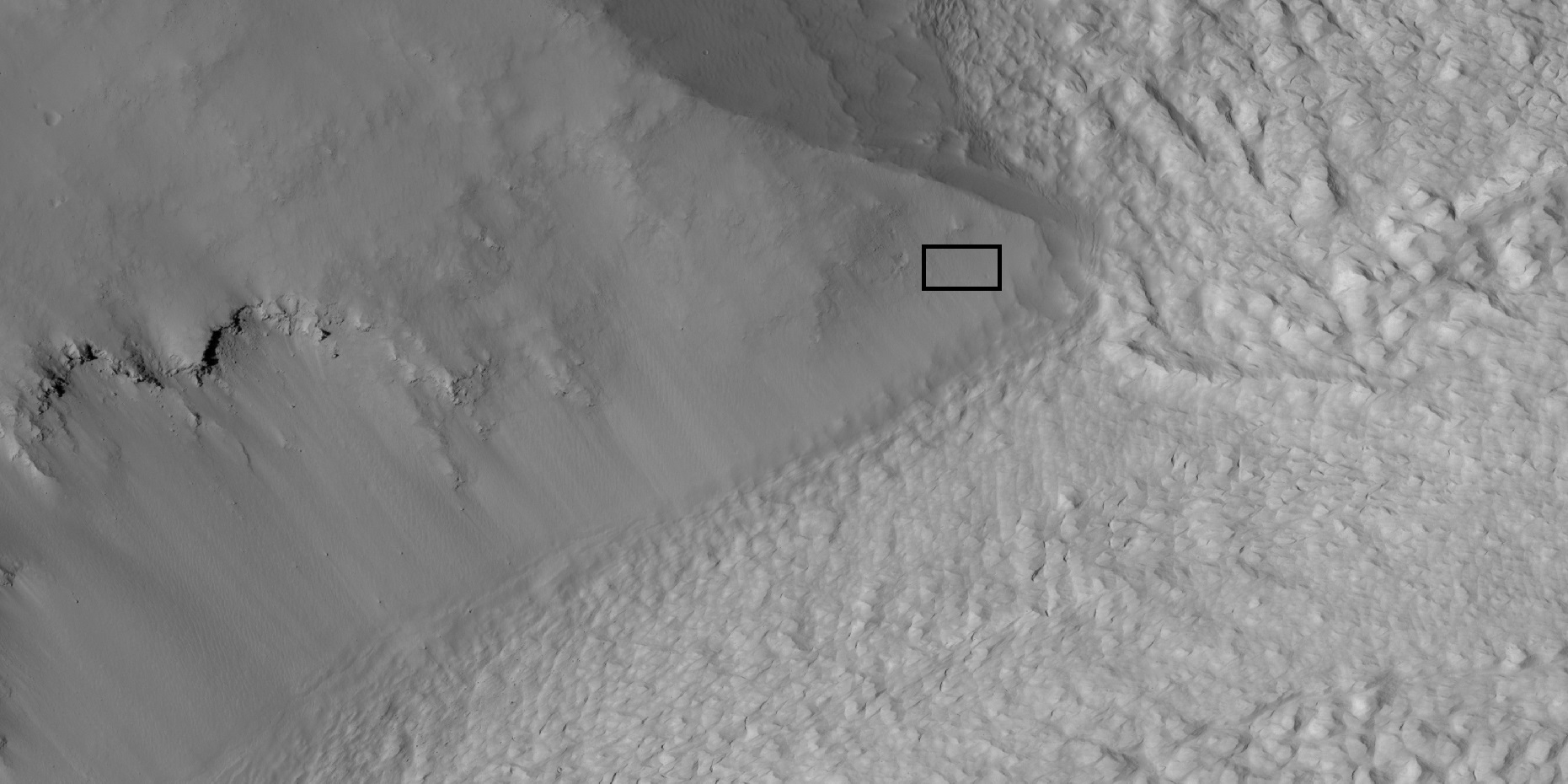
Vista cercana de parte del glaciar en la imagen anterior. El recuadro muestra el tamaño de un campo de fútbol
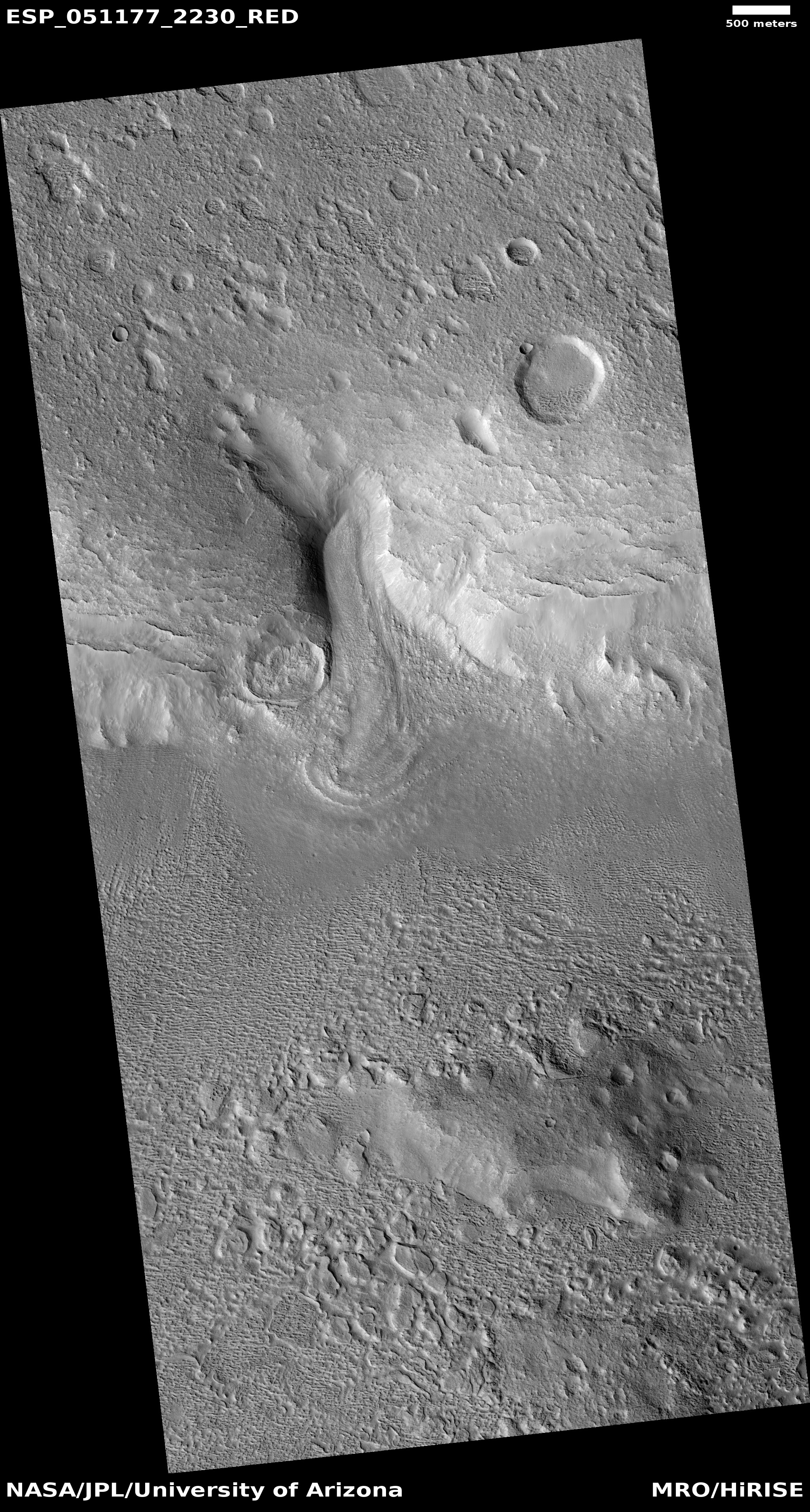
Flujo y manto contiguos
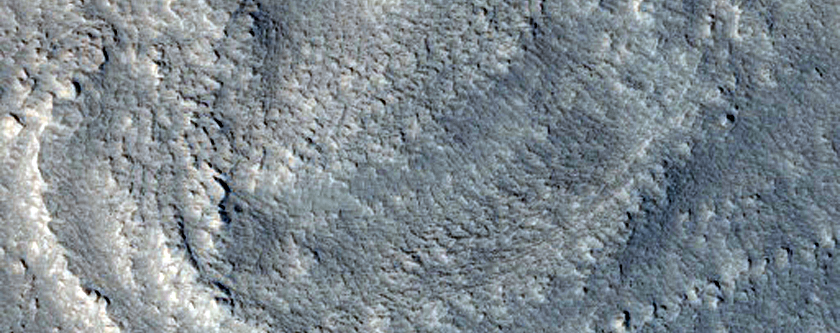
Evidencia de flujos
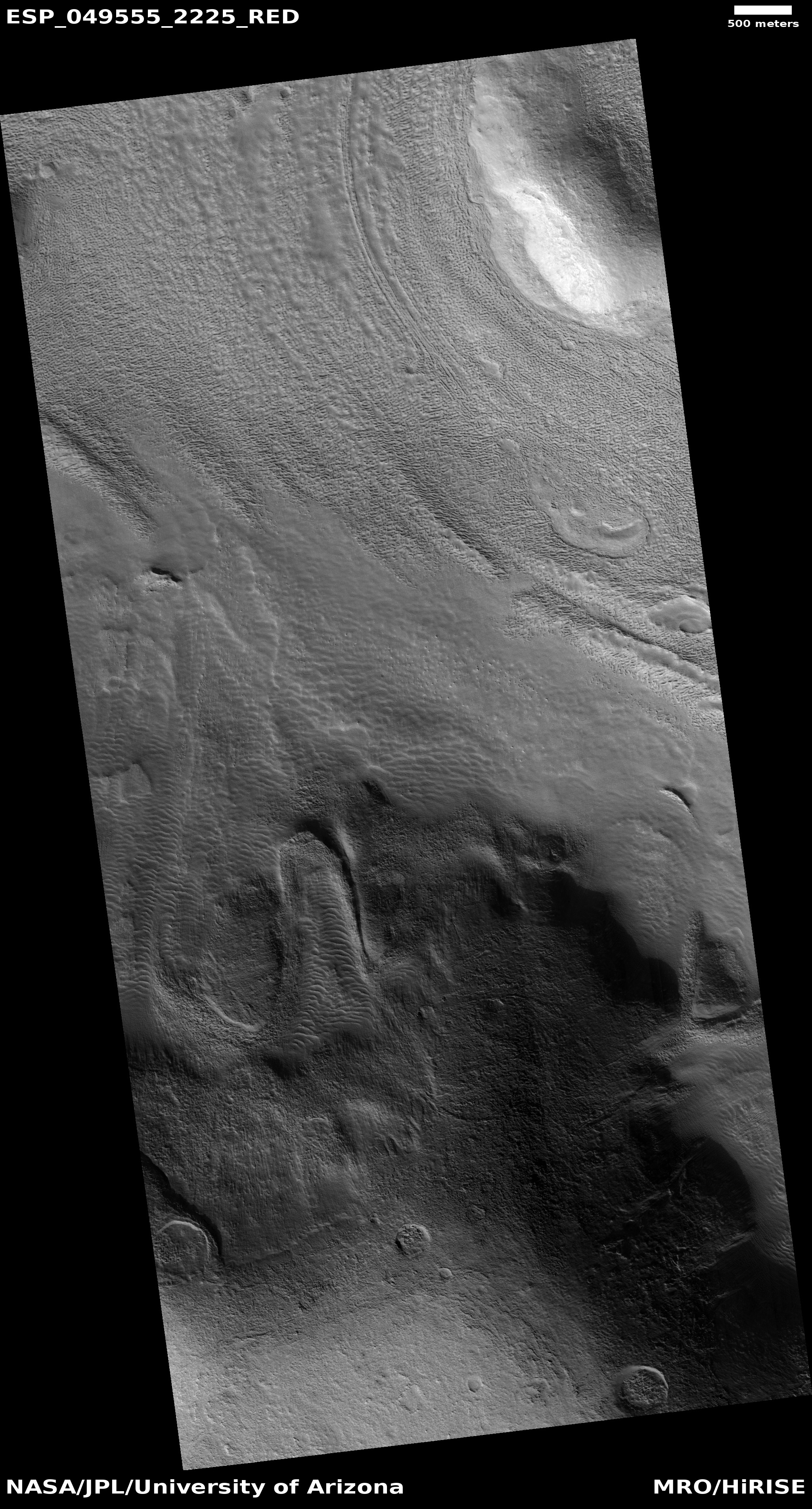
Vista ampliada de un glaciar en forma de lengua contiguo a un relleno del valle alineado
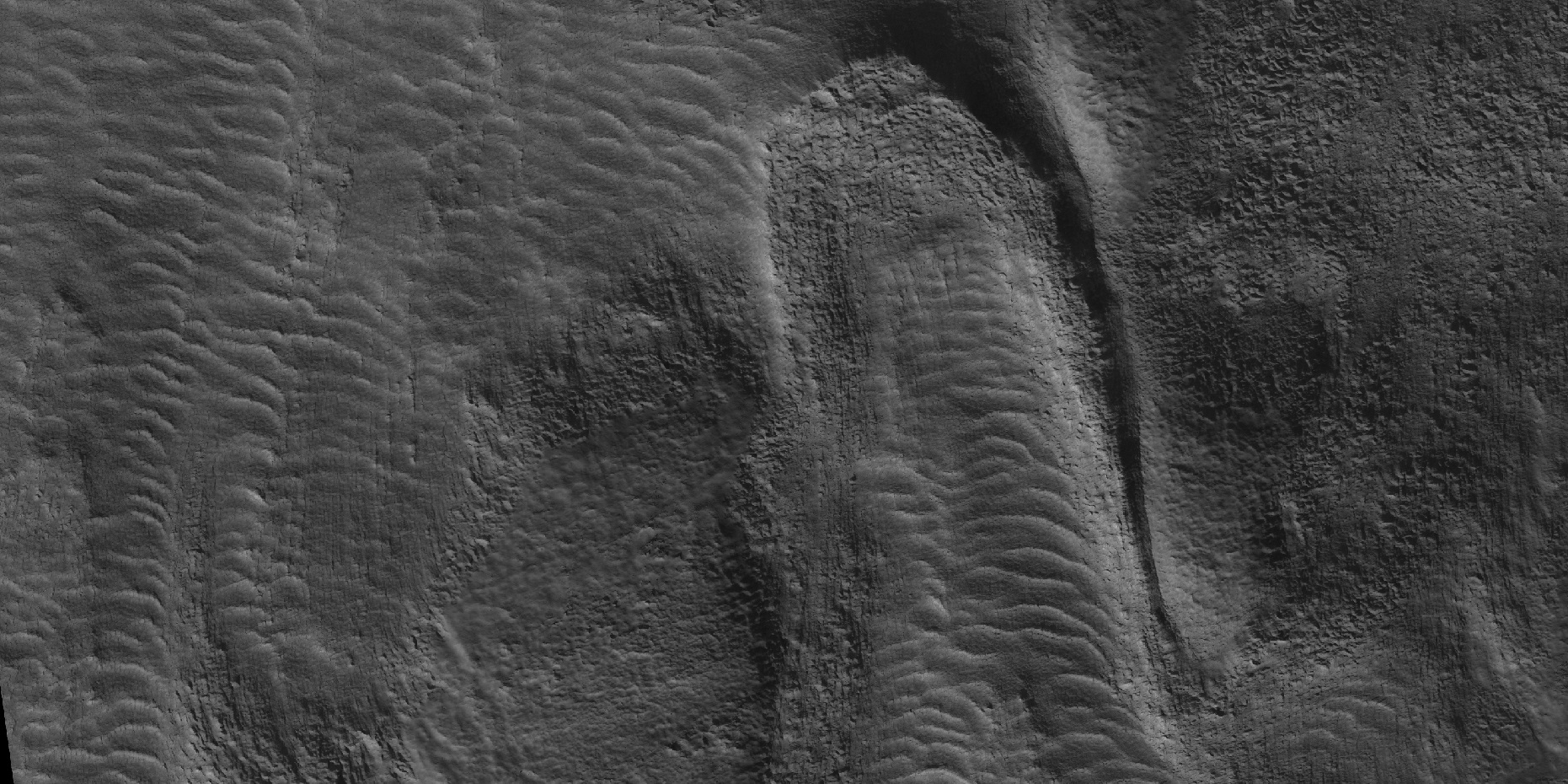
Vista ampliada del centro de la imagen anterior mostrando el glaciar en forma de lengua
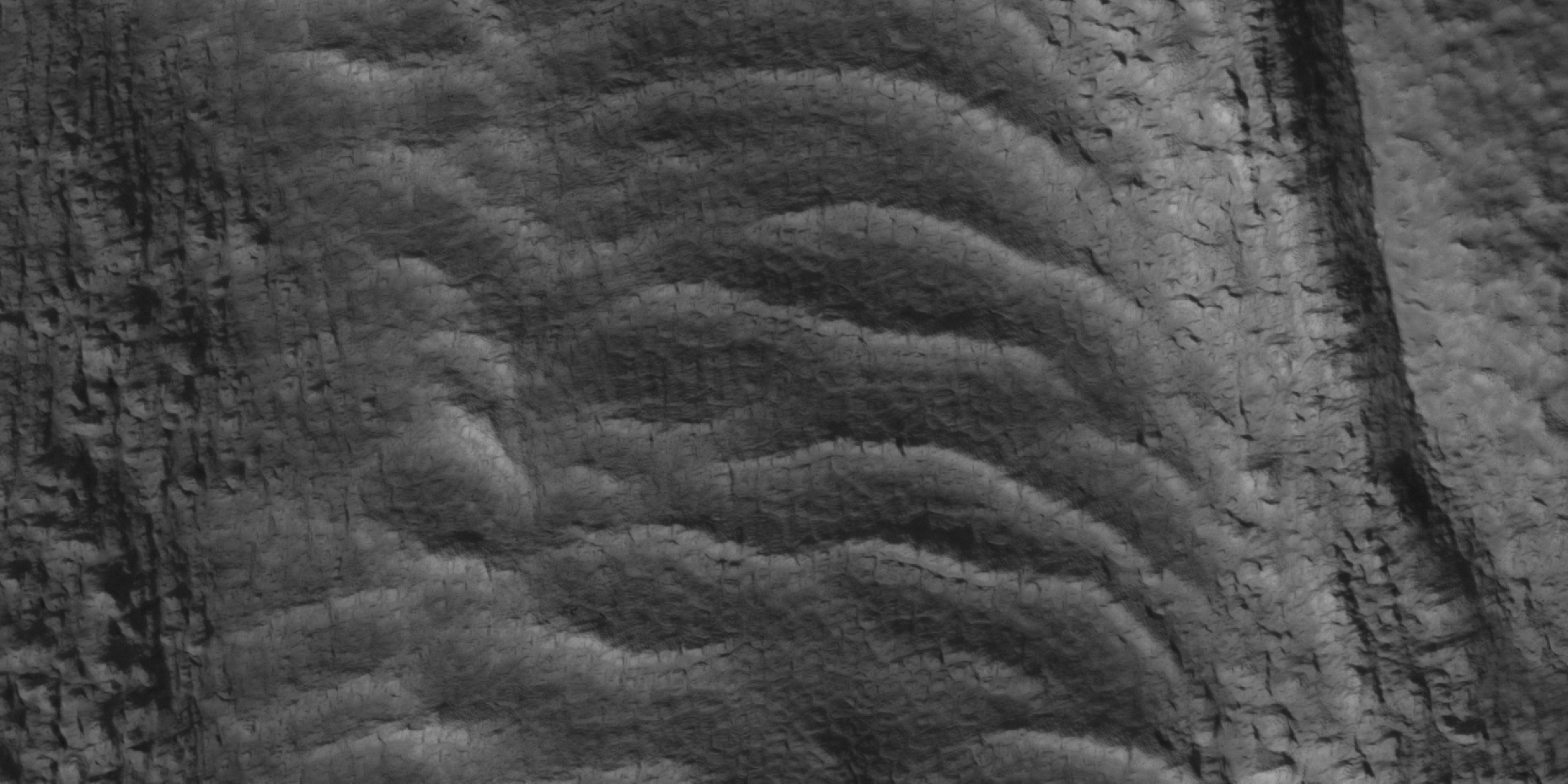
Vista más cercana del glaciar en forma de lengua de la imagen anterior. La superficie está dividida en cubos

## Manto dependiente de la latitud
Gran parte de la superficie marciana está cubierta por una gruesa capa de manto rica en hielo que ha caído del cielo varias veces en el pasado en forma de nieve o polvo helado. Las siguientes imágenes muestran evidencias de que los mantos en latitudes medias son ricos en hielo, secciones conocidas como mantos dependientes de la latitud.

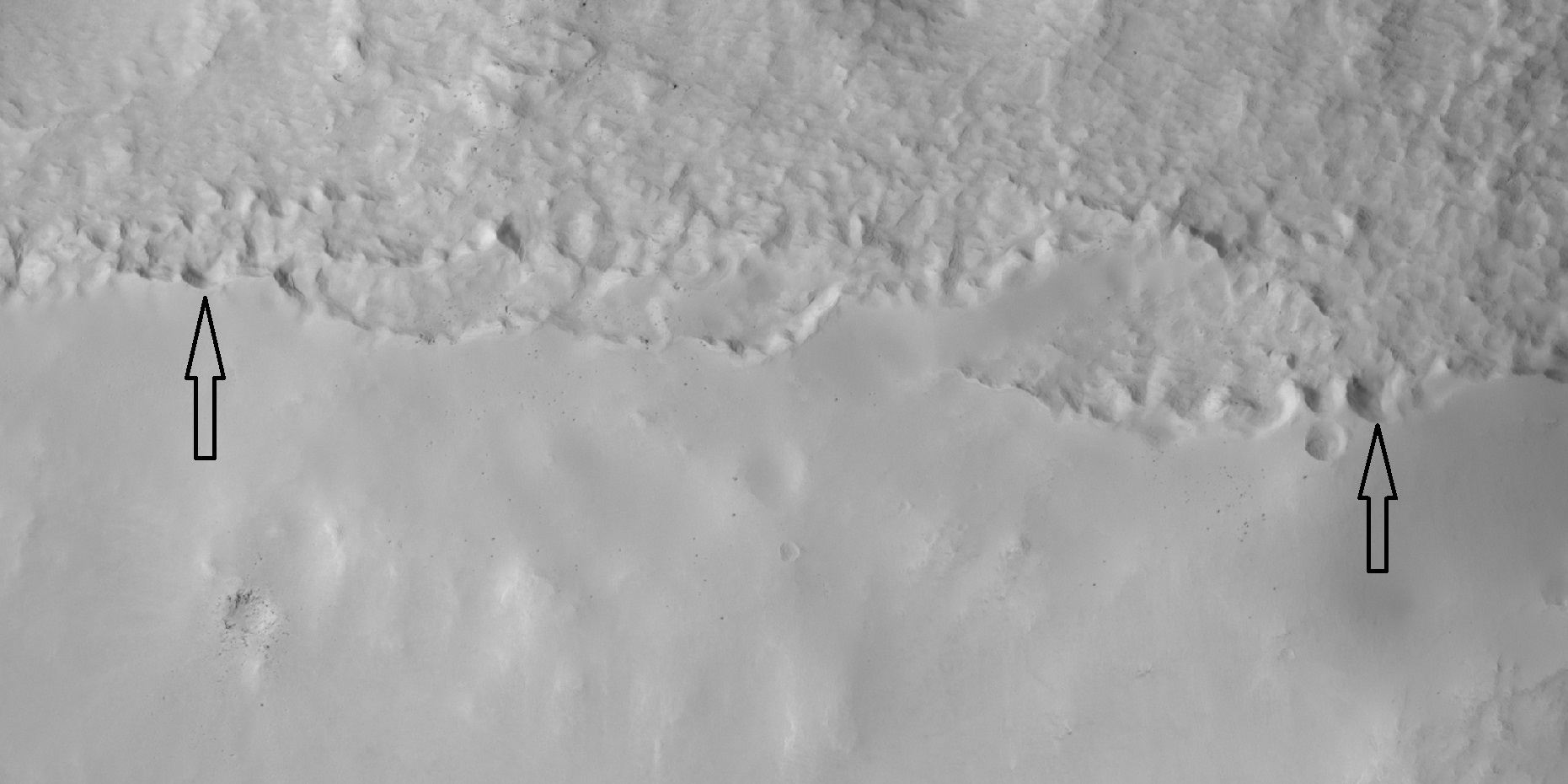
Vista cercana del manto. Las flechas muestran cráteres a lo largo del borde que resaltan el grosor del manto
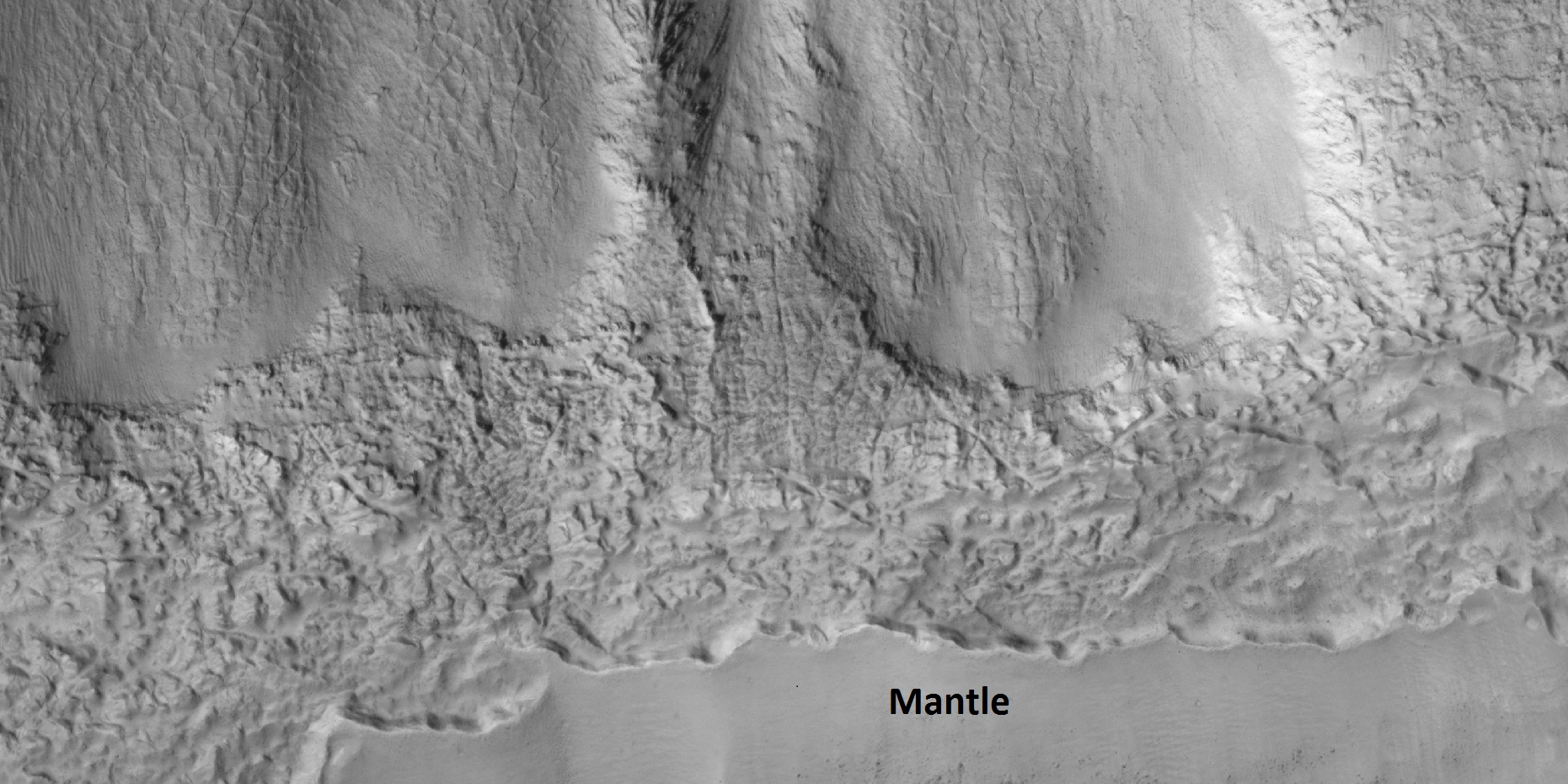
Vista cercana que muestra el grosor del manto
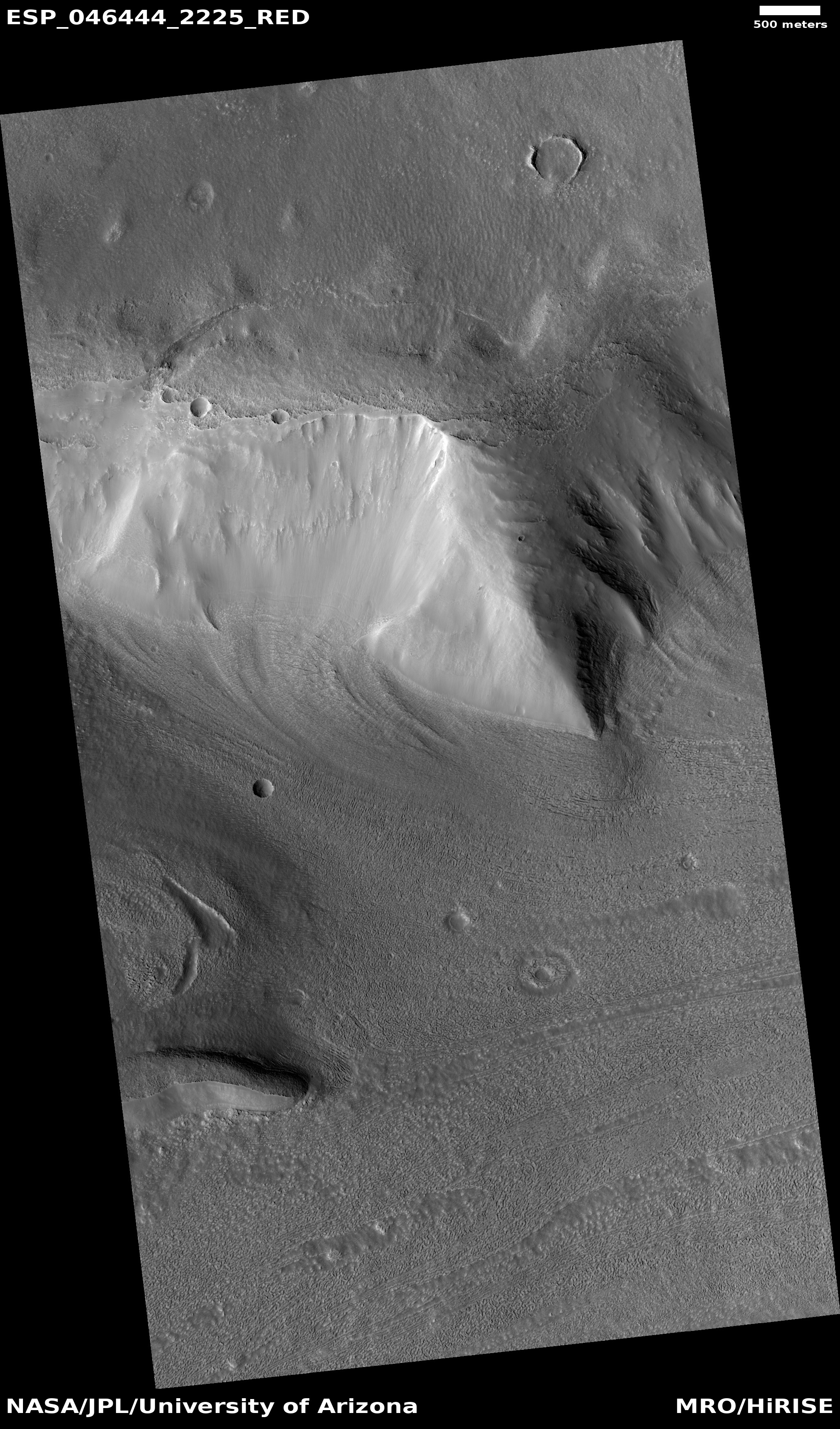
Manto y flujo, una parte de la imagen que muestra el manto se amplía en la siguiente imagen
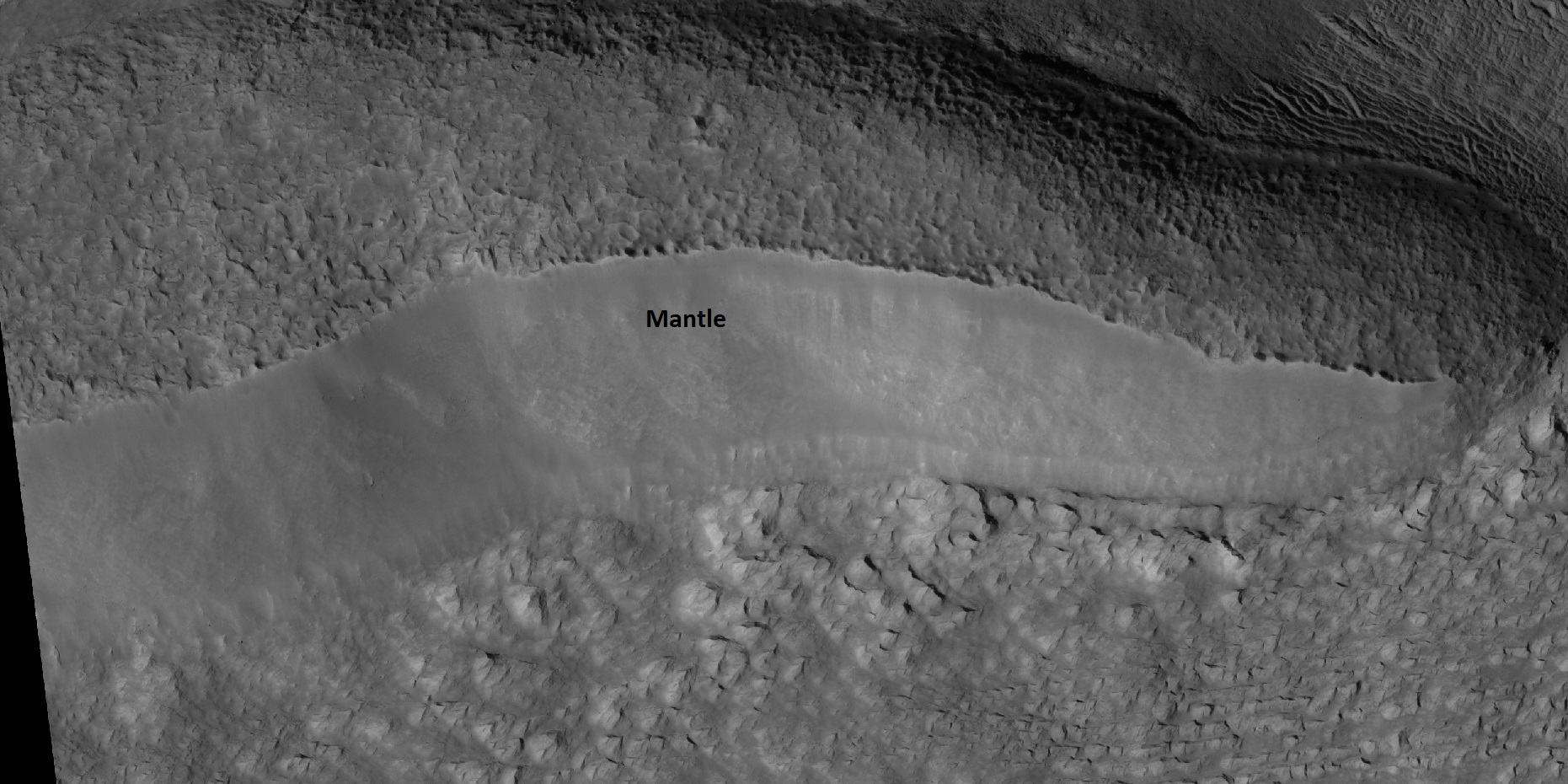
Manto, ampliado por HiRISE y su programa HiWish
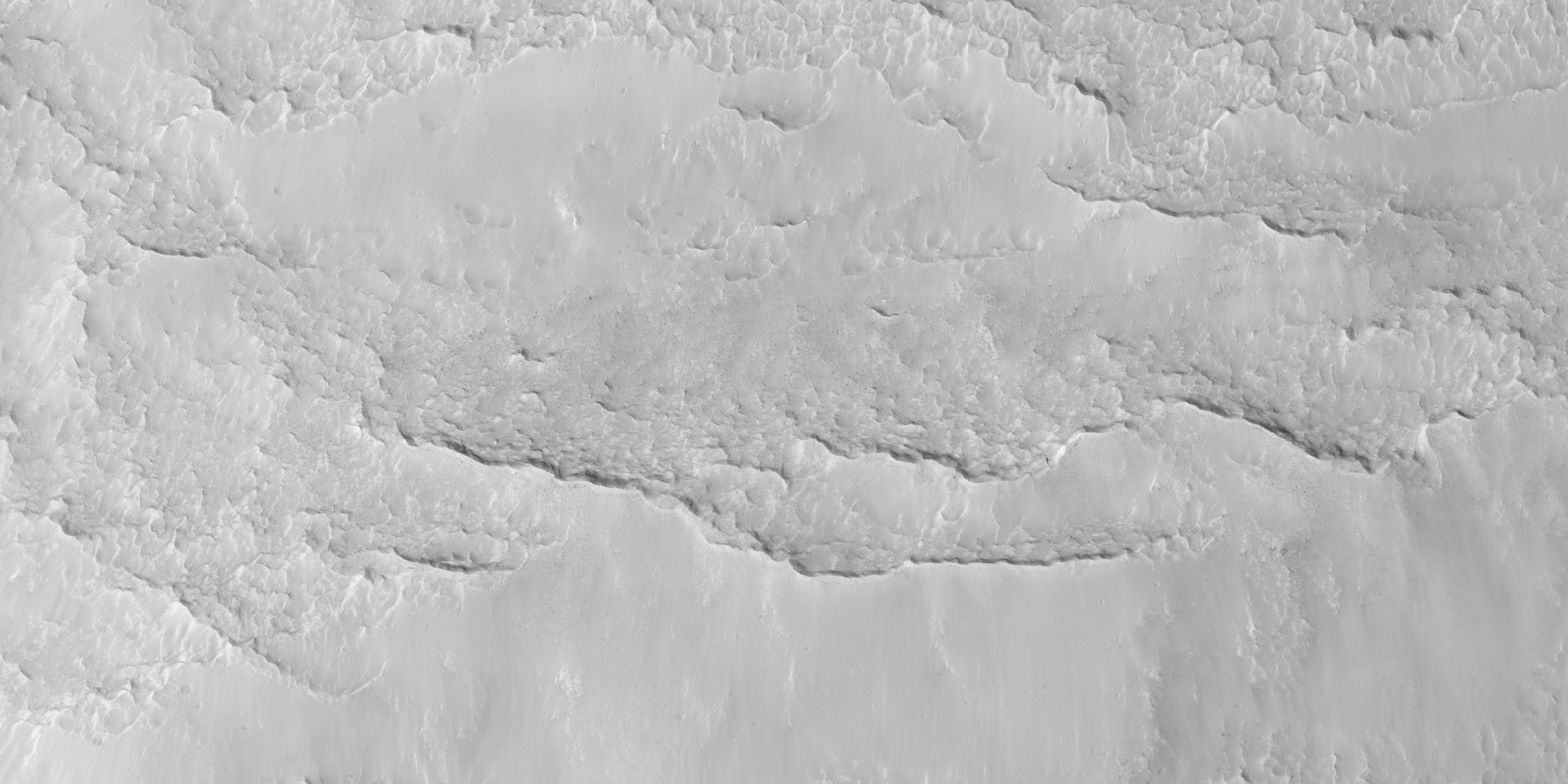
Vista cercana del manto
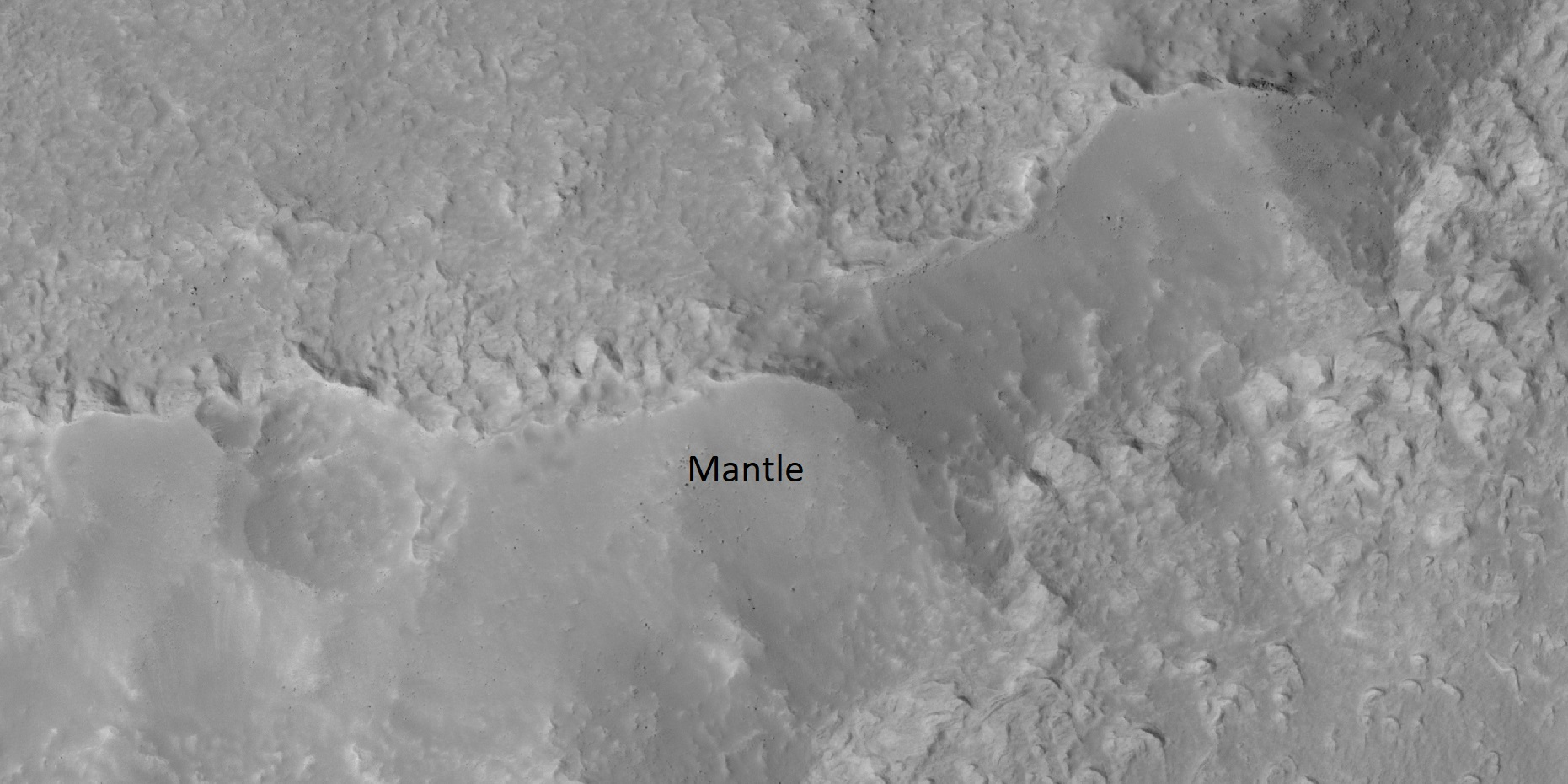
Vista cercana del manto
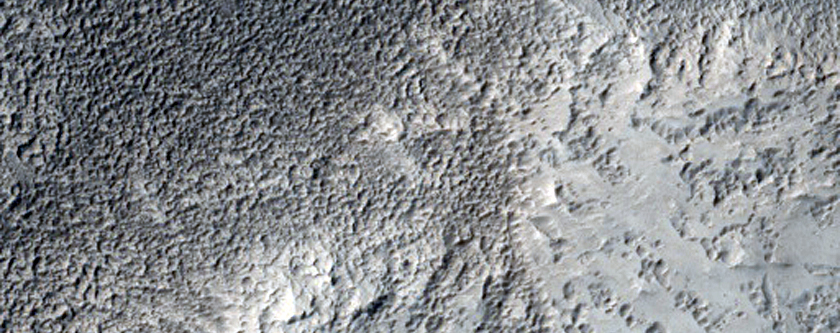
Vista del manto, algunas partes de la imagen están cubiertas con manto; otras partes no lo están
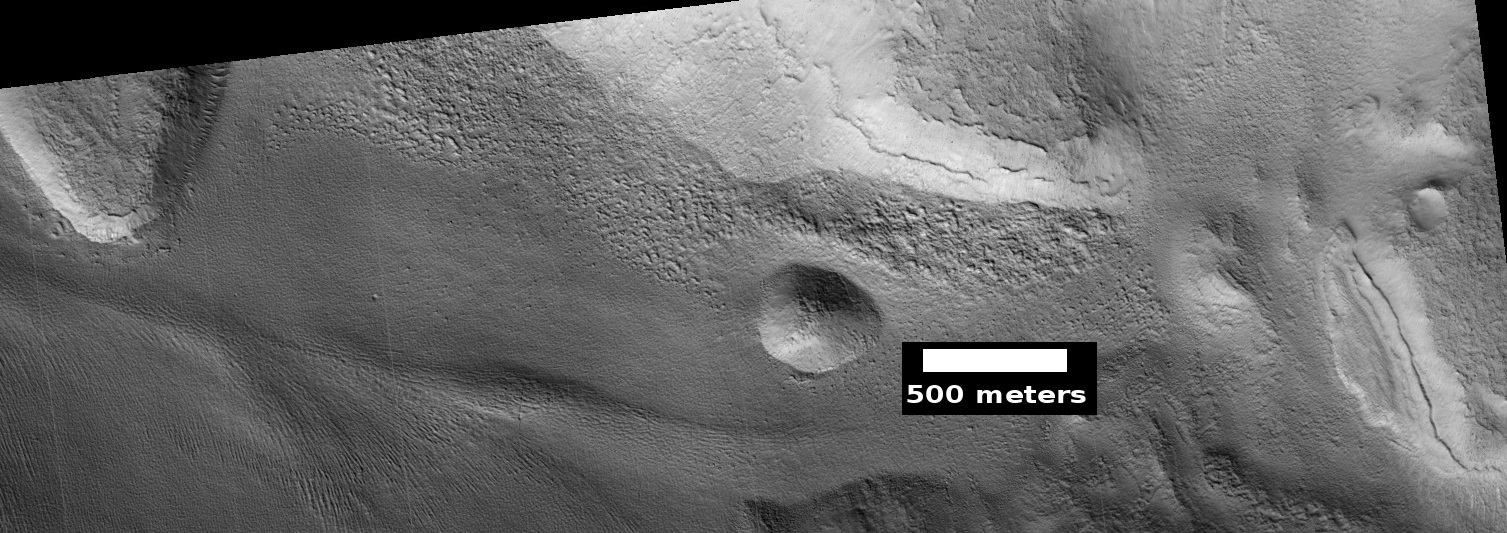
Capas del manto
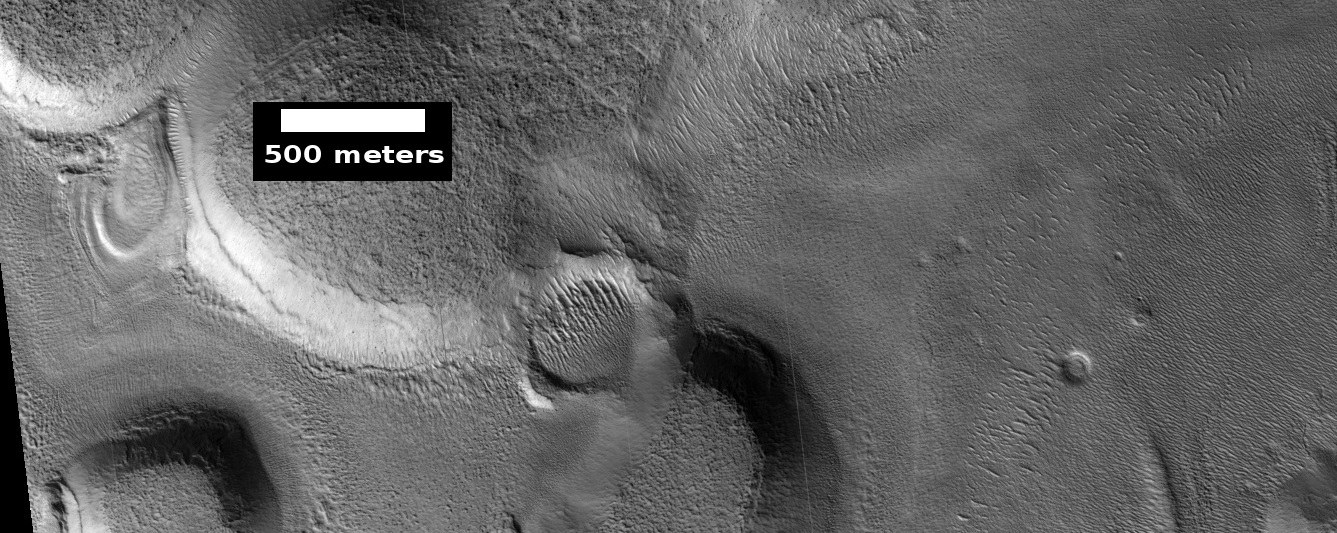
Capas del manto que parecen estar formando un grupo de capas de inmersión

## Cambios climáticos
Se cree que muchas características de Marte, especialmente las que se encuentran en el cuadrilátero de Ismenius Lacus, contienen grandes cantidades de hielo. El modelo más popular para el origen del hielo es el cambio climático a partir de grandes cambios en la inclinación del eje de rotación del planeta. A veces, la inclinación ha sido incluso superior a 80 grados. Los grandes cambios en la inclinación explican muchas características ricas en hielo en Marte.
Los estudios han demostrado que cuando la inclinación de Marte alcanza los 45 grados desde sus actuales 25 grados, el hielo ya no es estable en los polos. Además, en esta alta inclinación, las reservas de dióxido de carbono sólido (hielo seco) se subliman, aumentando así la presión atmosférica. Este aumento de presión permite que se retenga más polvo en la atmósfera. La humedad de la atmósfera caerá en forma de nieve o hielo congelado sobre granos de polvo. Los cálculos sugieren que este material se concentrará en las latitudes medias. Los modelos de circulación general de la atmósfera marciana predicen acumulaciones de polvo rico en hielo en las mismas áreas donde se encuentran características ricas en hielo. Cuando la inclinación comienza a volver a valores más bajos, el hielo se sublima (se convierte directamente en gas) y deja un rezago de polvo. El depósito de retardo cubre el material subyacente, por lo que con cada ciclo de altos niveles de inclinación, queda algo de manto rico en hielo. La capa de manto superficial lisa probablemente representa solo material relativamente reciente.

## Unidad de llanuras altas
En las latitudes medias de Marte se han descubierto restos de un manto de 50 a 100 metros de espesor, llamado Unidad de Llanuras Superiores. Primero investigado en la región de Deuteronilus Mensae, pero también ocurre en otros lugares. Los remanentes consisten en conjuntos de capas de inmersión en cráteres y mesetas. Los conjuntos de capas de inmersión pueden ser de varios tamaños y formas; algunos parecen pirámides aztecas de América Central.

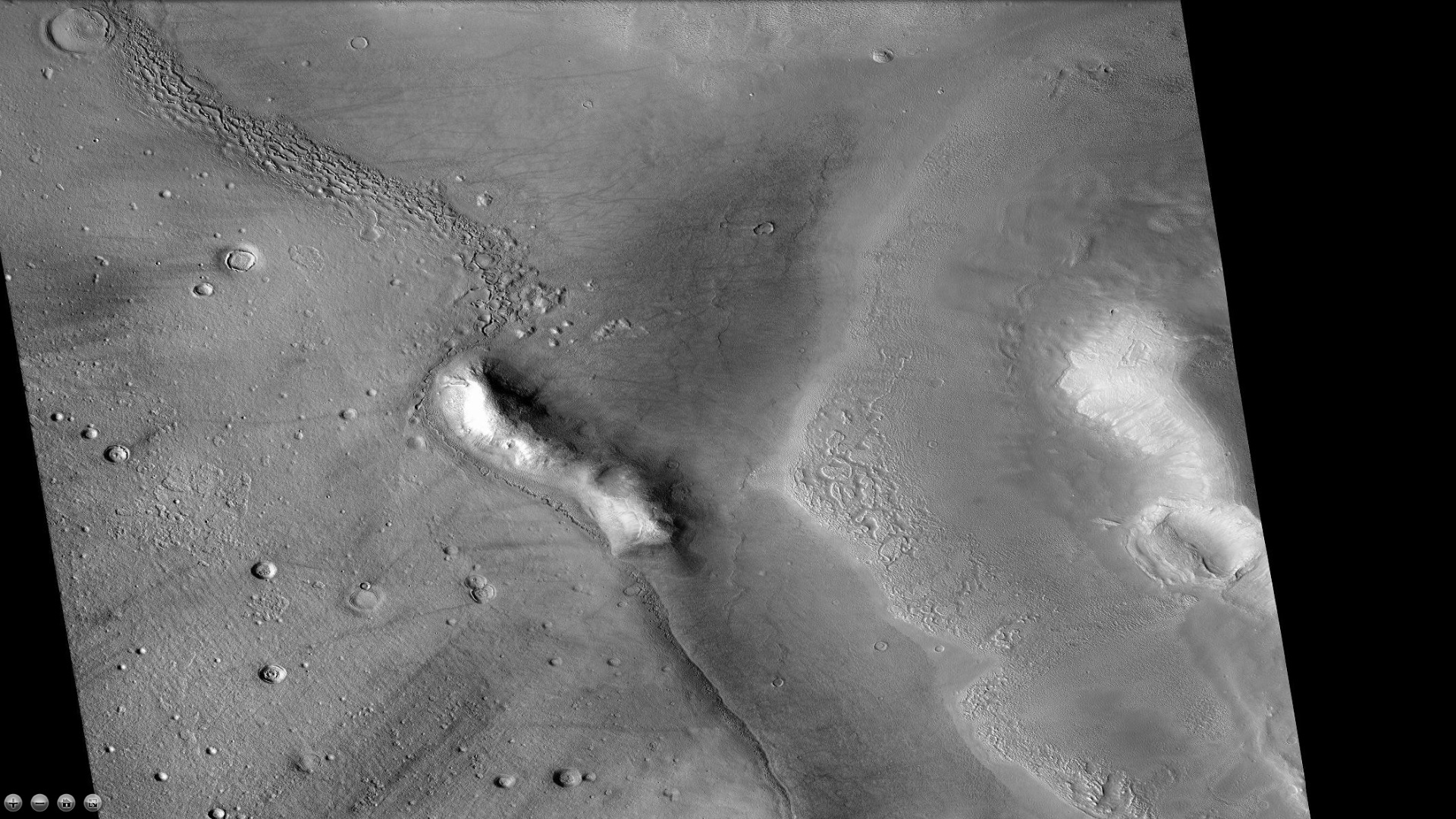
Vista ampliada que muestra el punto de contacto entre la unidad de llanuras superiores en la parte inferior de la imagen con una unidad de inferior altitud
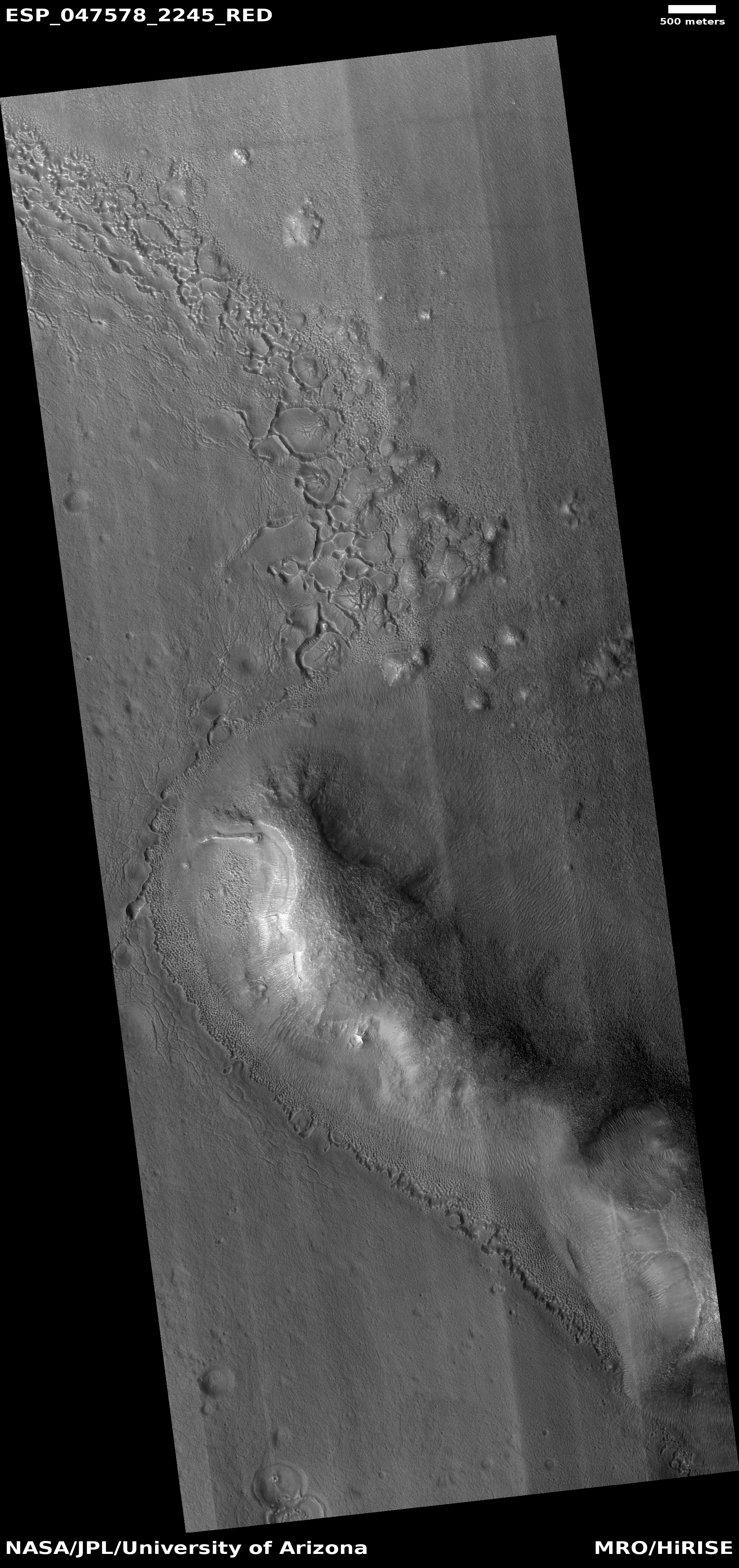
Punto de contacto de la imagen anterior. La unidad de llanuras superiores a la izquierda se está rompiendo. Existe una unidad inferior en el lado derecho de la imagen.
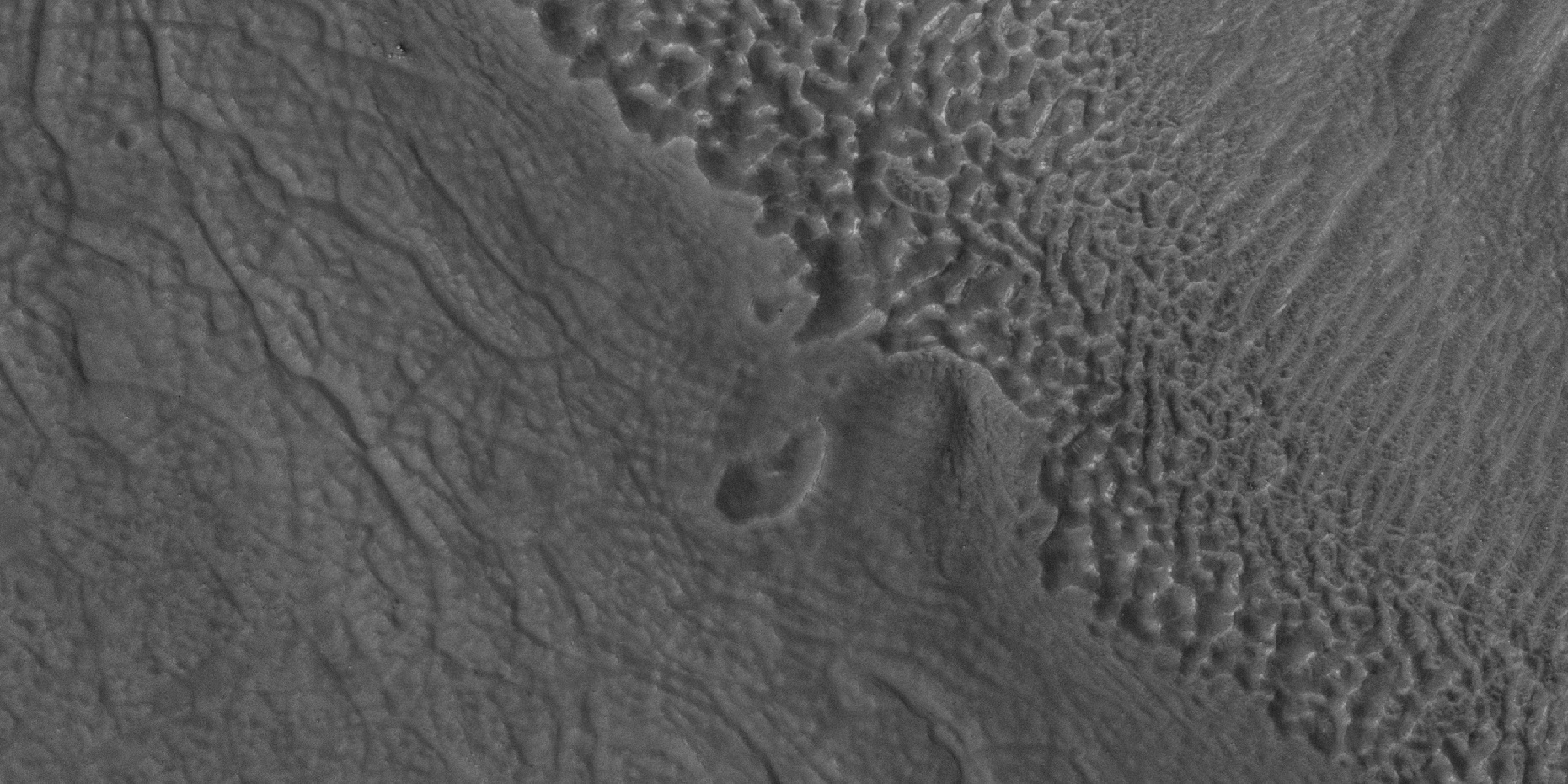
Vista cercana del contacto previamente ilustrado. La imagen muestra detalles de cómo se está rompiendo el material de las llanuras superiores. La formación de muchas fracturas parece preceder a la ruptura. Todas imágenes por HiRISE en su programa HiWish
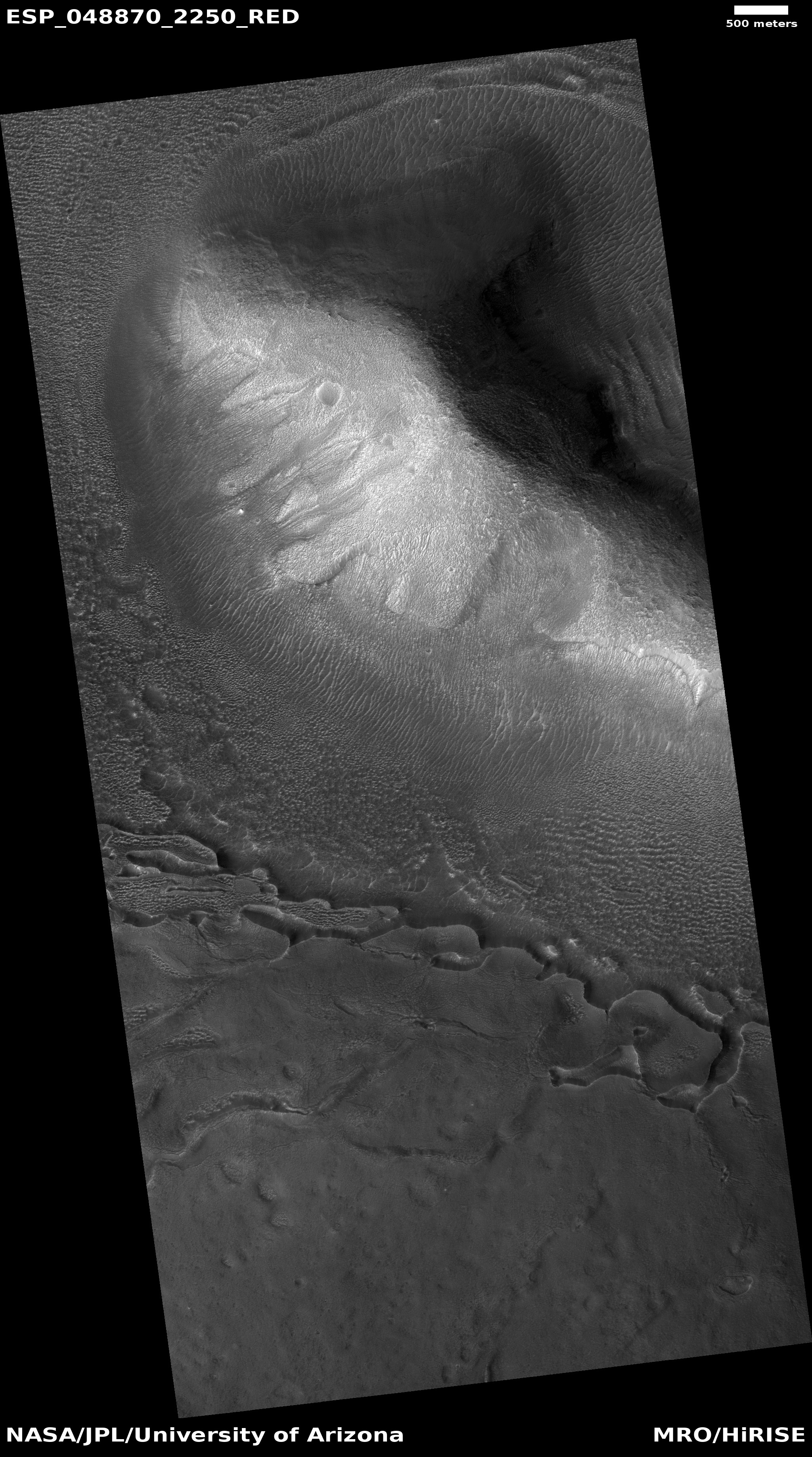
Vista ampliada de la unidad de llanuras superiores erosionándose en surcos profundos. Algunas partes de esta imagen están ampliadas en las siguientes imágenes
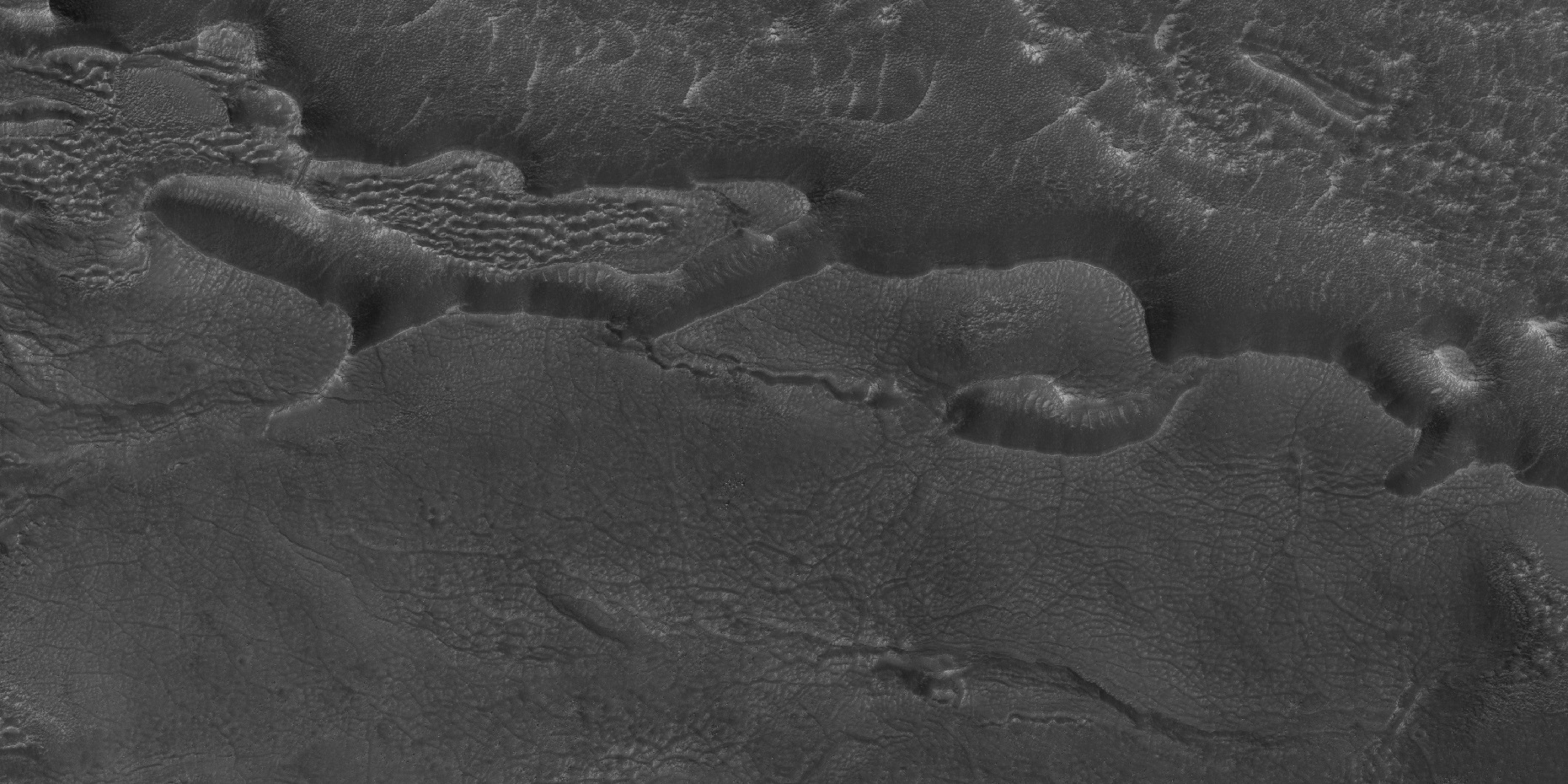
Vista cercana de la unidad de la llanura superior mostrando como la ruptura comienza con grietas en la superficie que se expanden a medida que desaparece más y más hielo del suelo
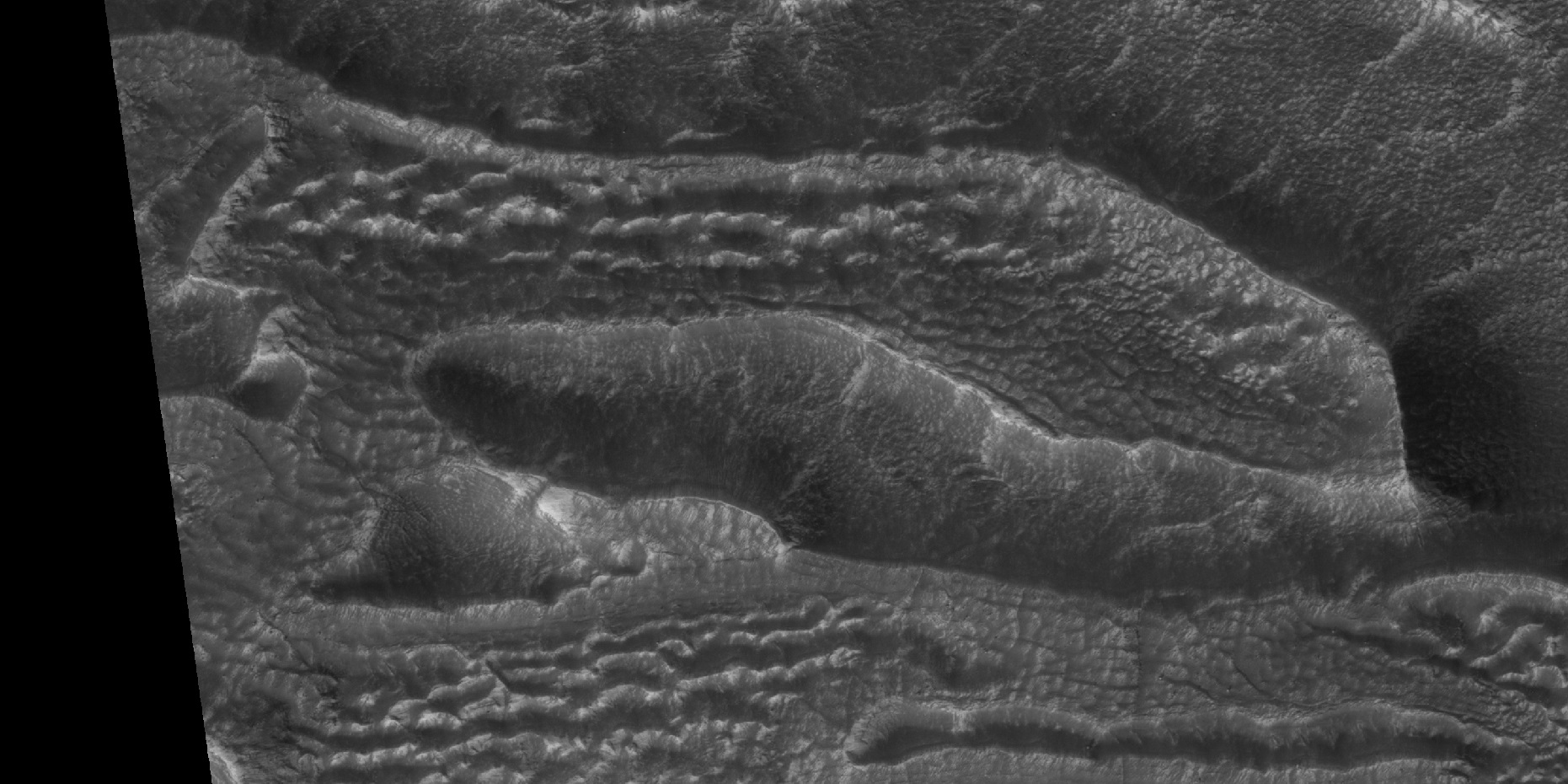
Vista cercana de los surcos previamente ilustrados

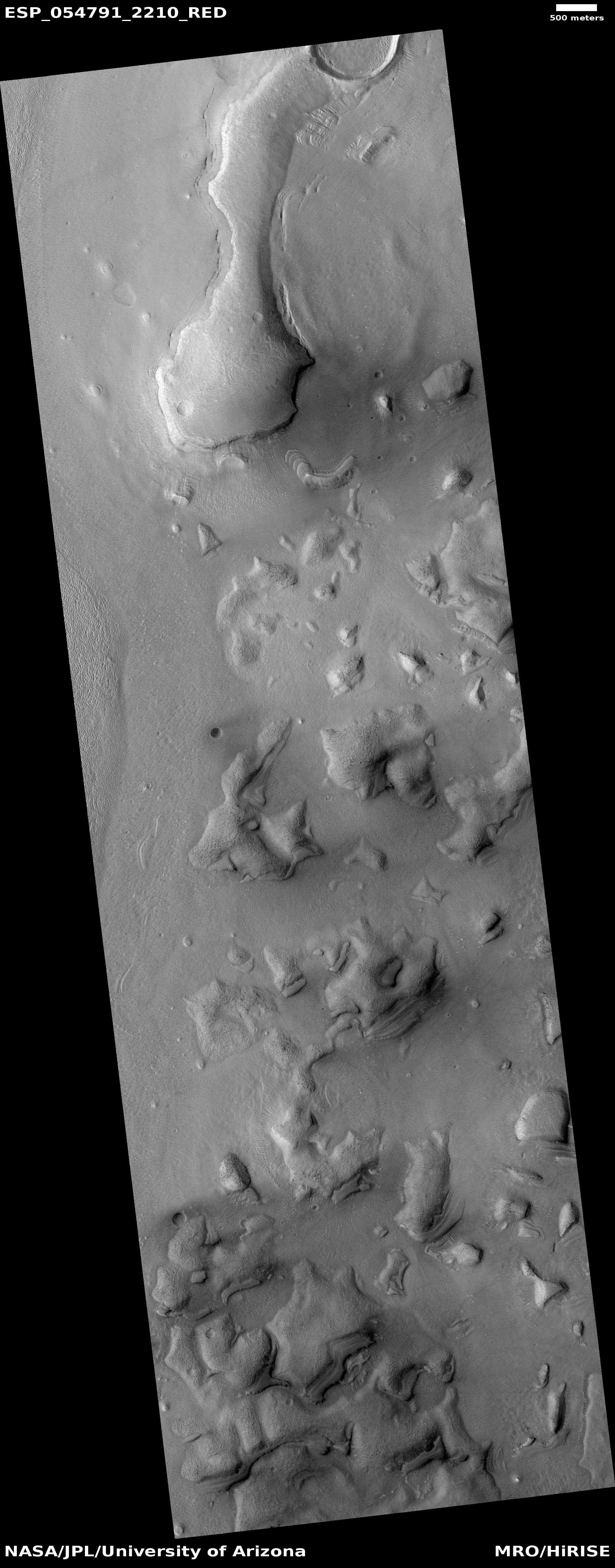
Grupos de capas de inmersión cerca de montículos terrestres, ampliaciones en las imágenes subsiguientes
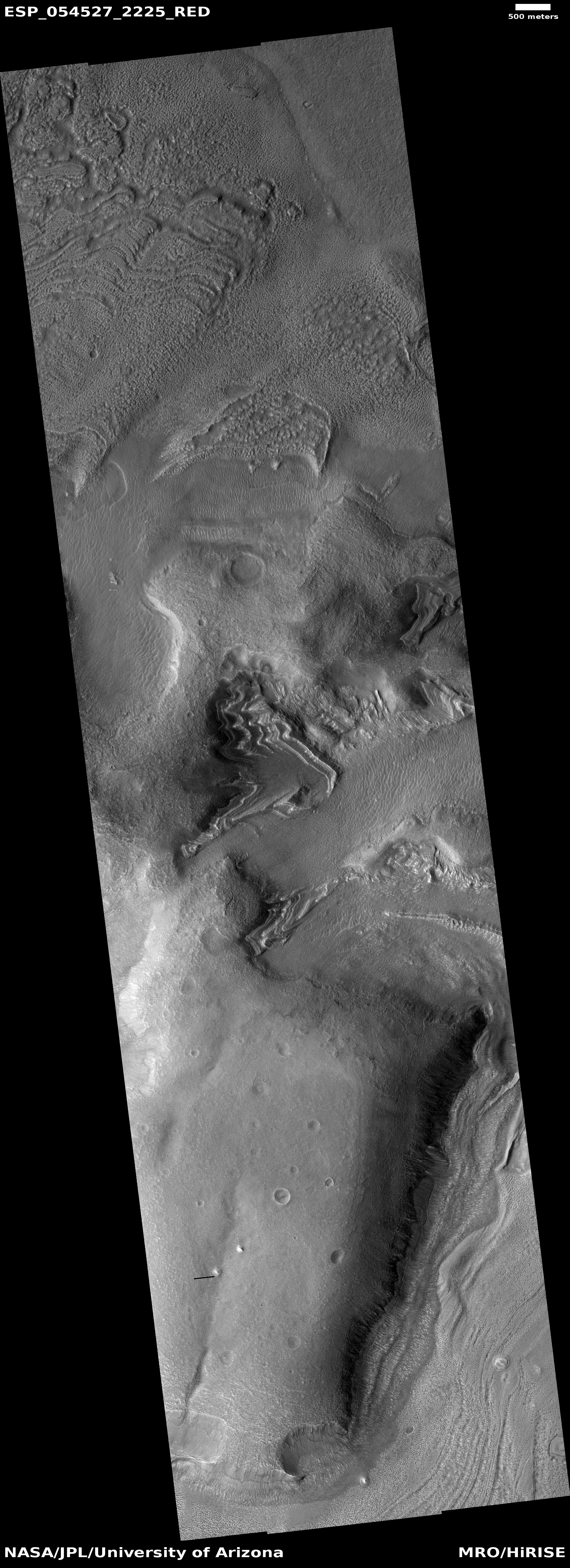
Vista más cercana de las líneas que forman las capas de inmersión
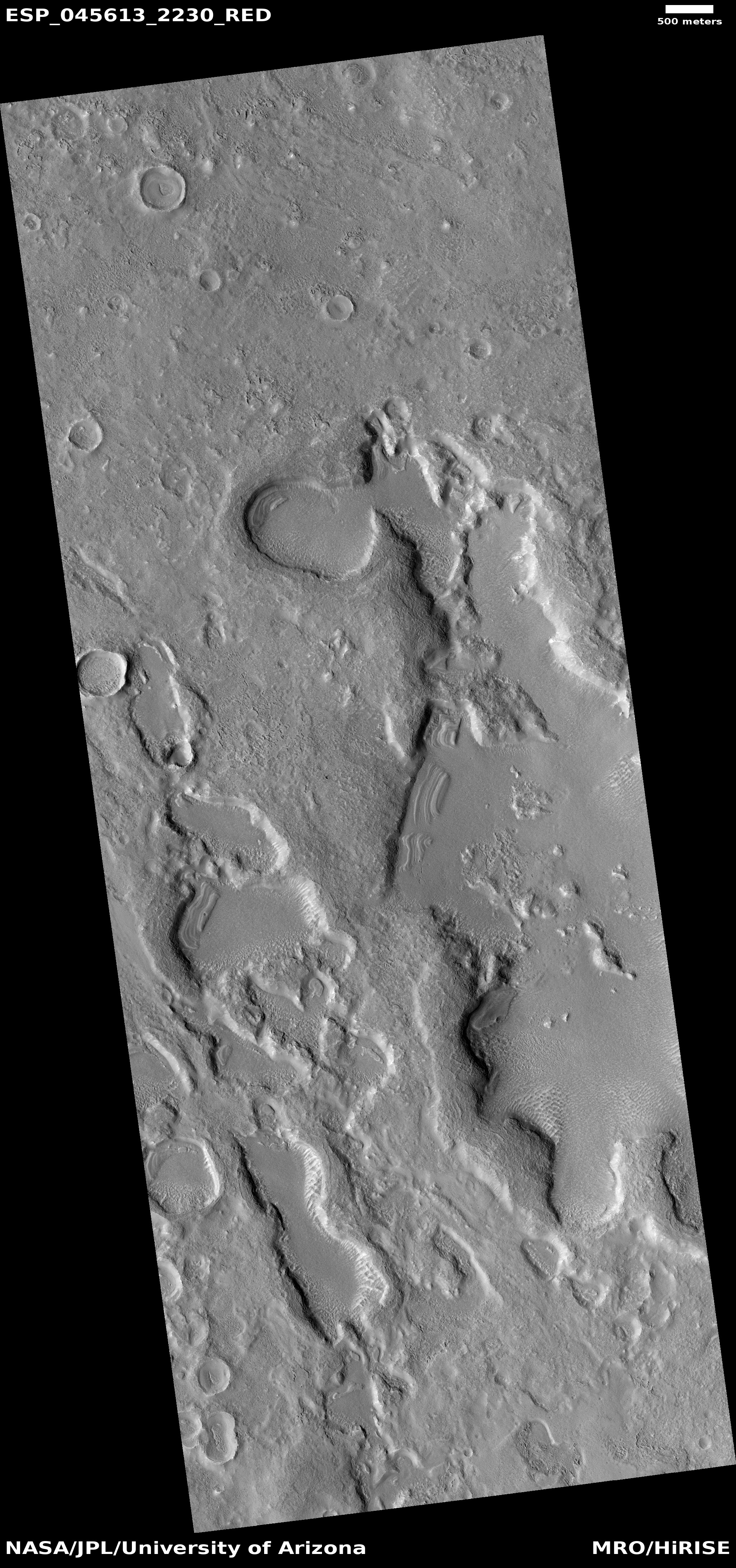
Vista ampliada de las capas de inmersión a lo largo de las paredes de la mesa
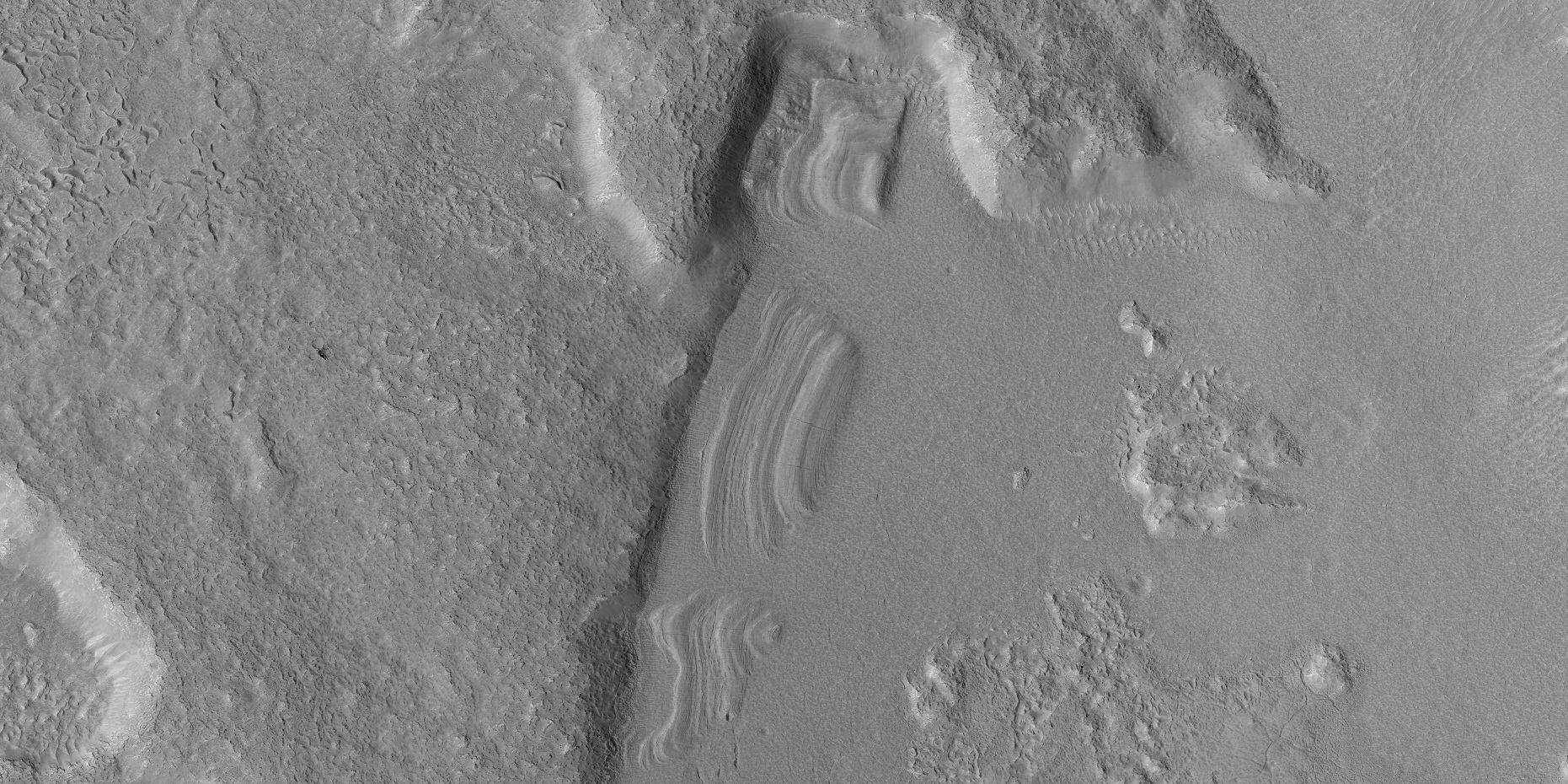
Detalle de capas de inmersión a lo largo de una pared de mesa
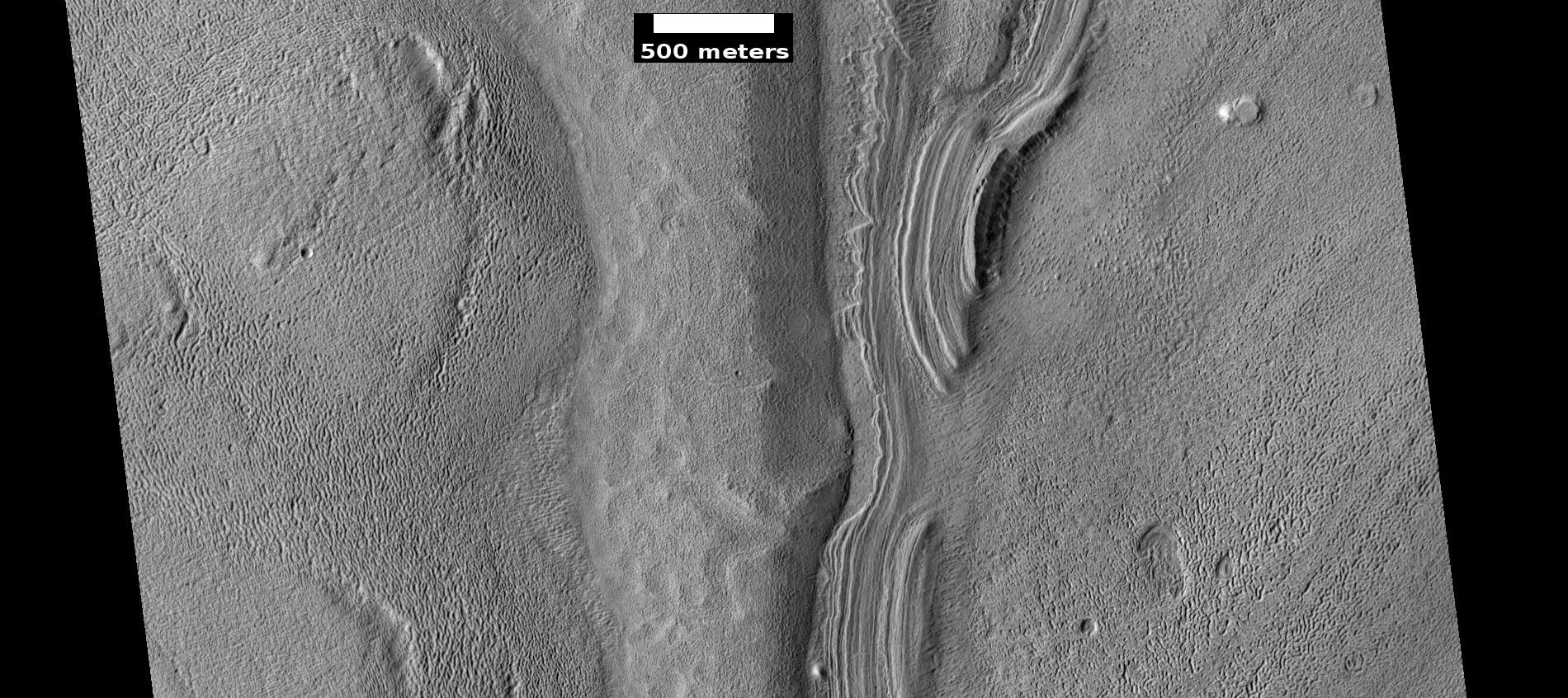
Líneas de las capas de inmersión
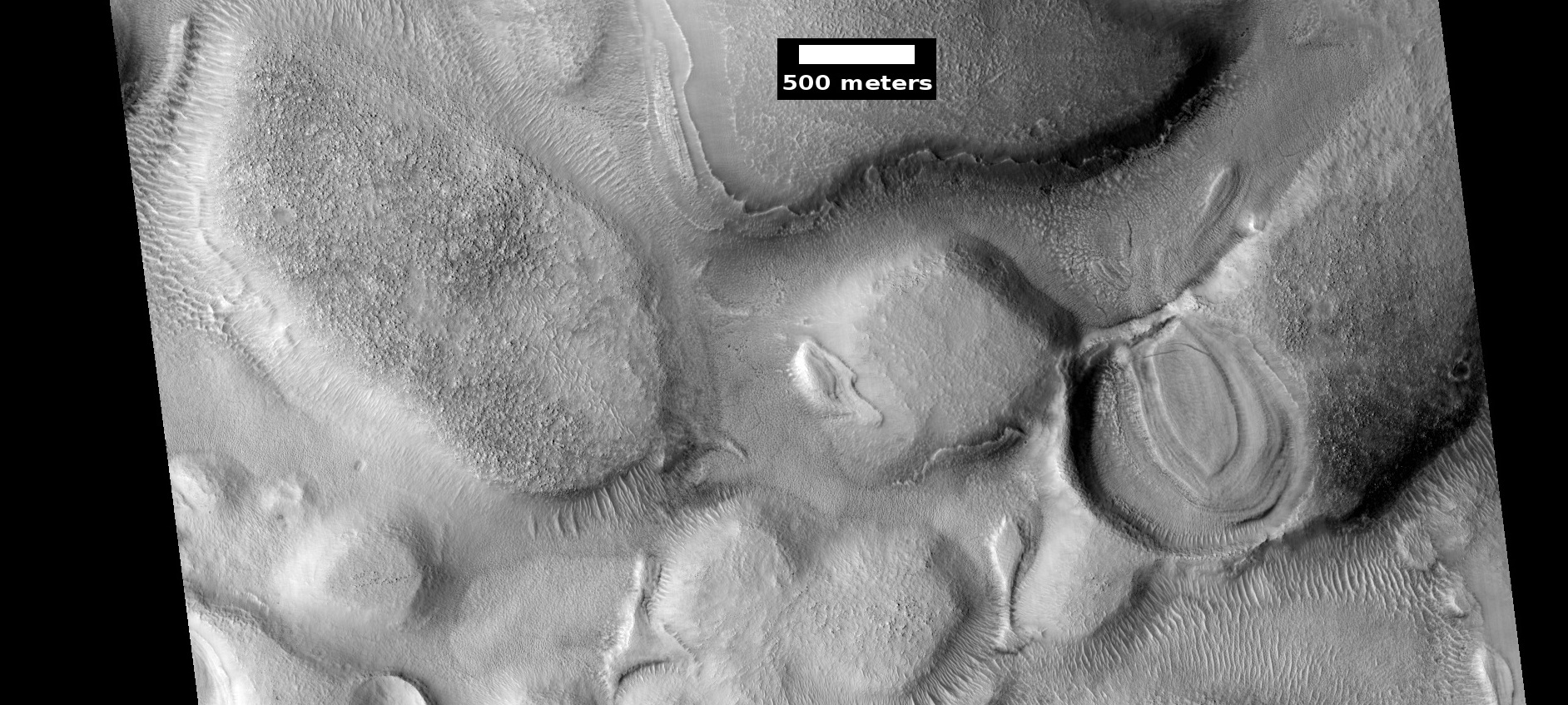
Capas de inmersión dentro de un cráter de impacto
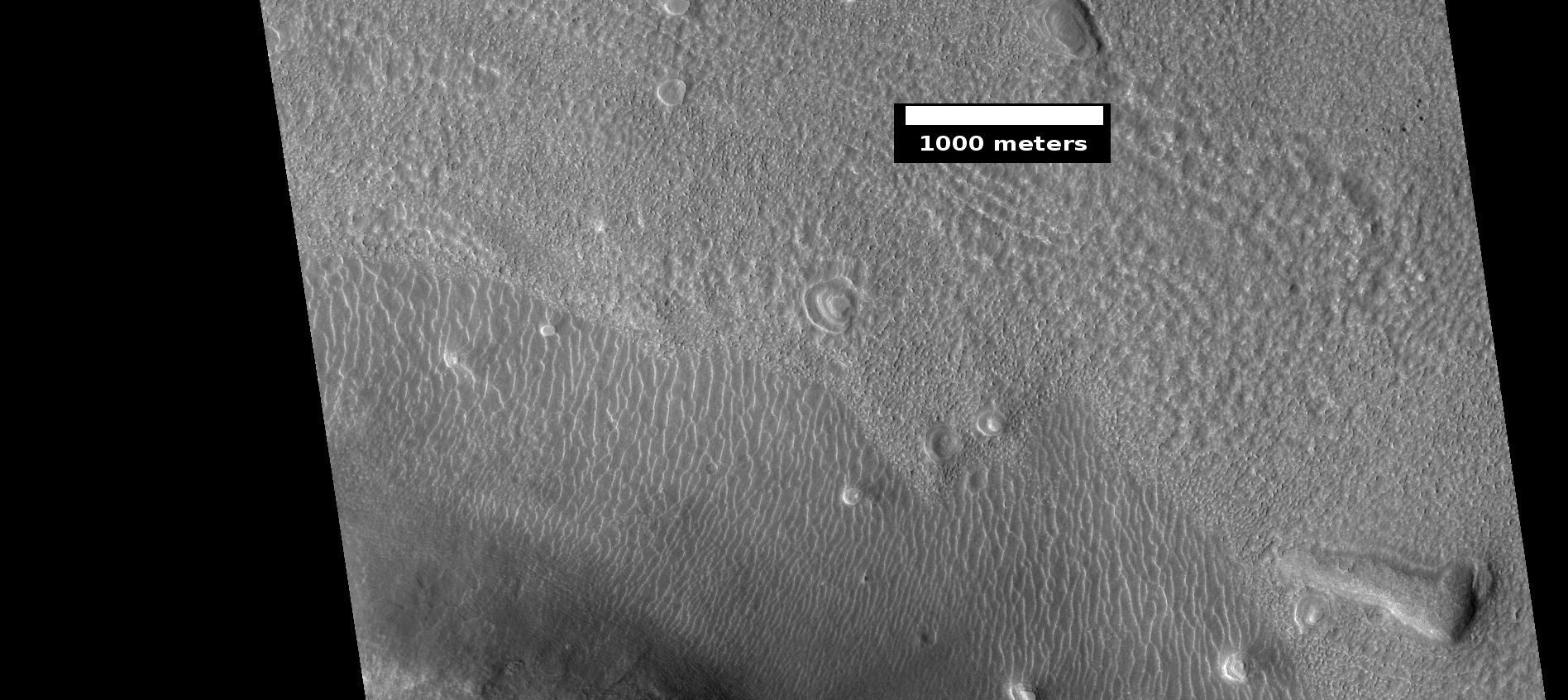
Grupo de conjuntos pequeños de capas de inmersión sobre el terreno marciano
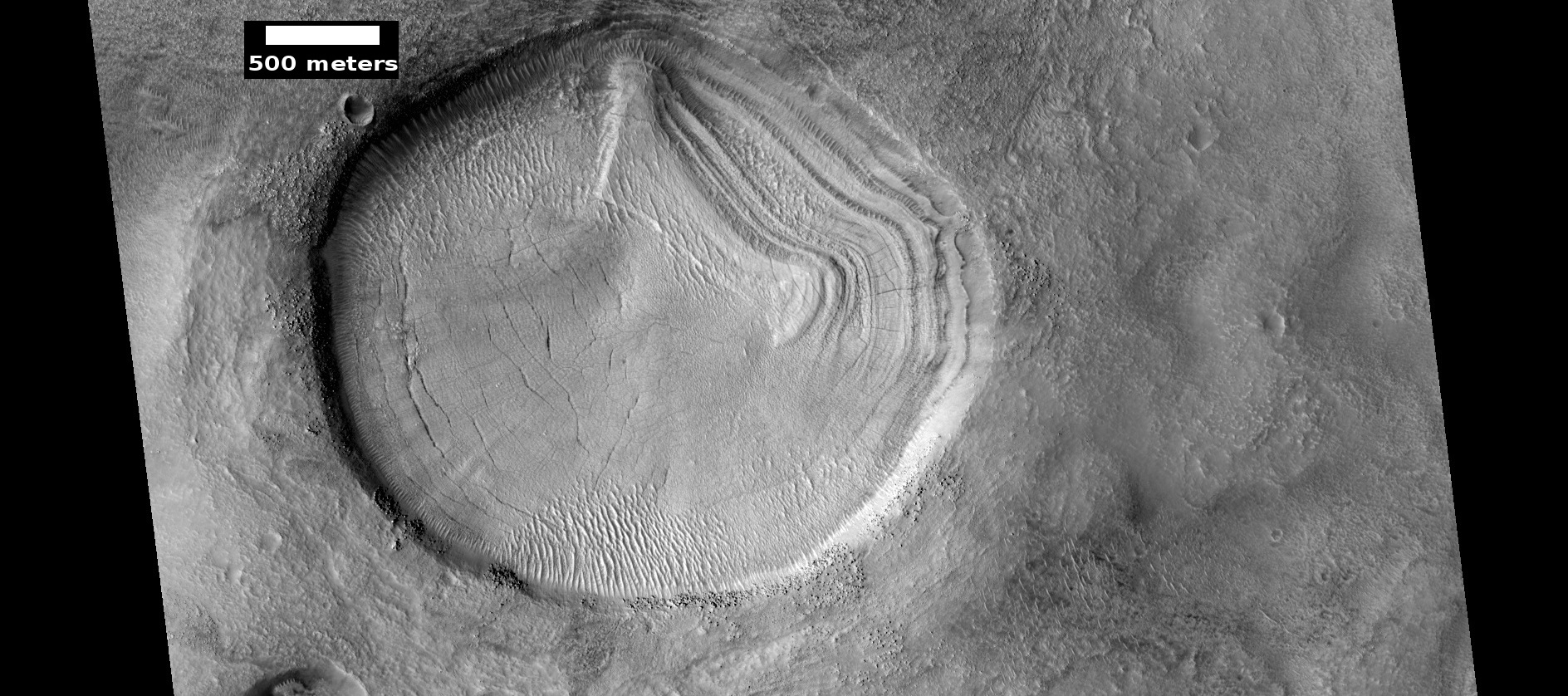
Detalle de las líneas de inmersión dentro de un cráter. Imágenes por HiRISE en su programa HiWish
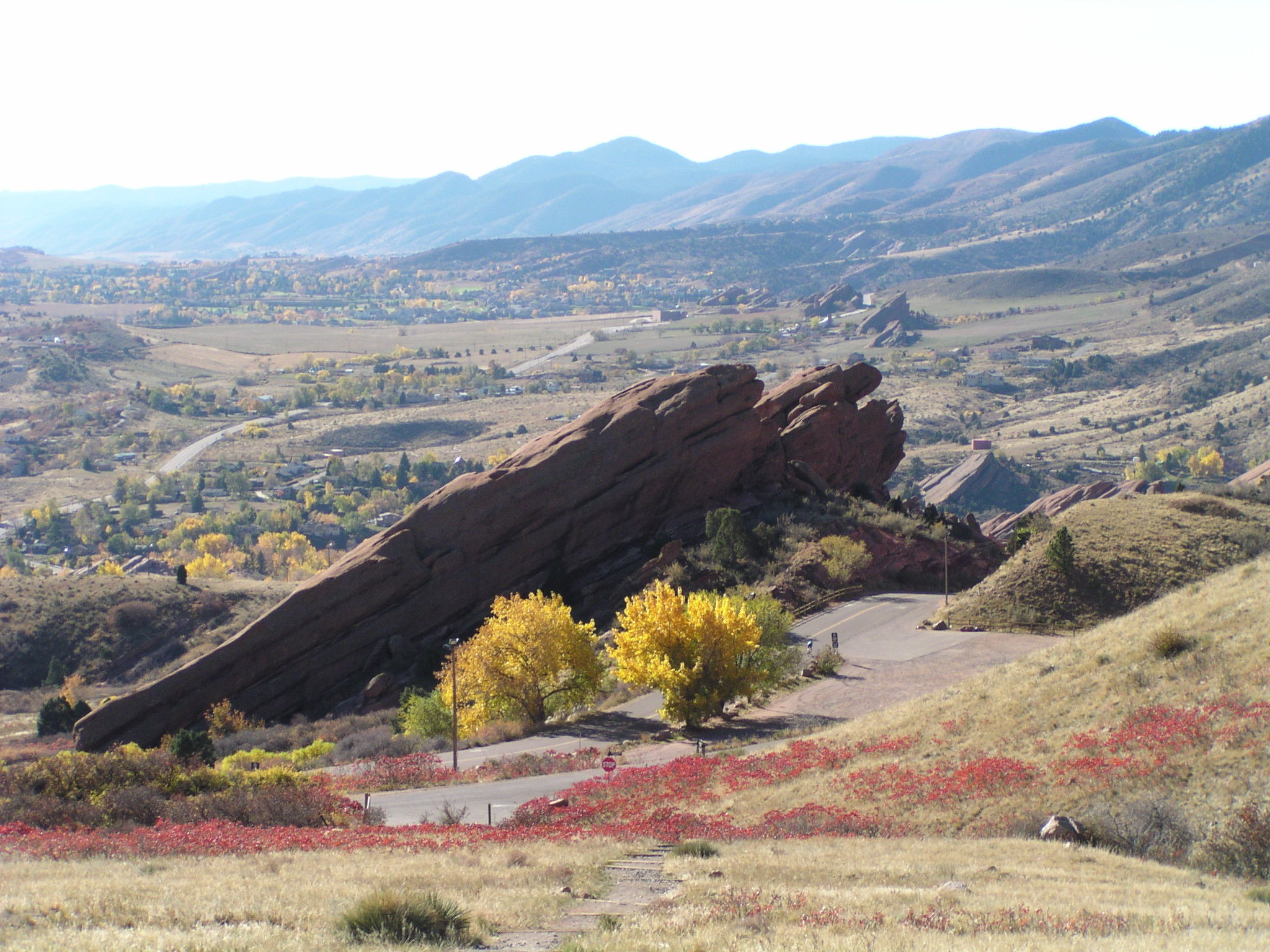
Característica en capas en Red Rocks Park, Colorado. Estos tienen un origen diferente a los de Marte, pero tiene una estructura similar. Las características de la región de Red Rocks fueron causadas por el levantamiento de montañas
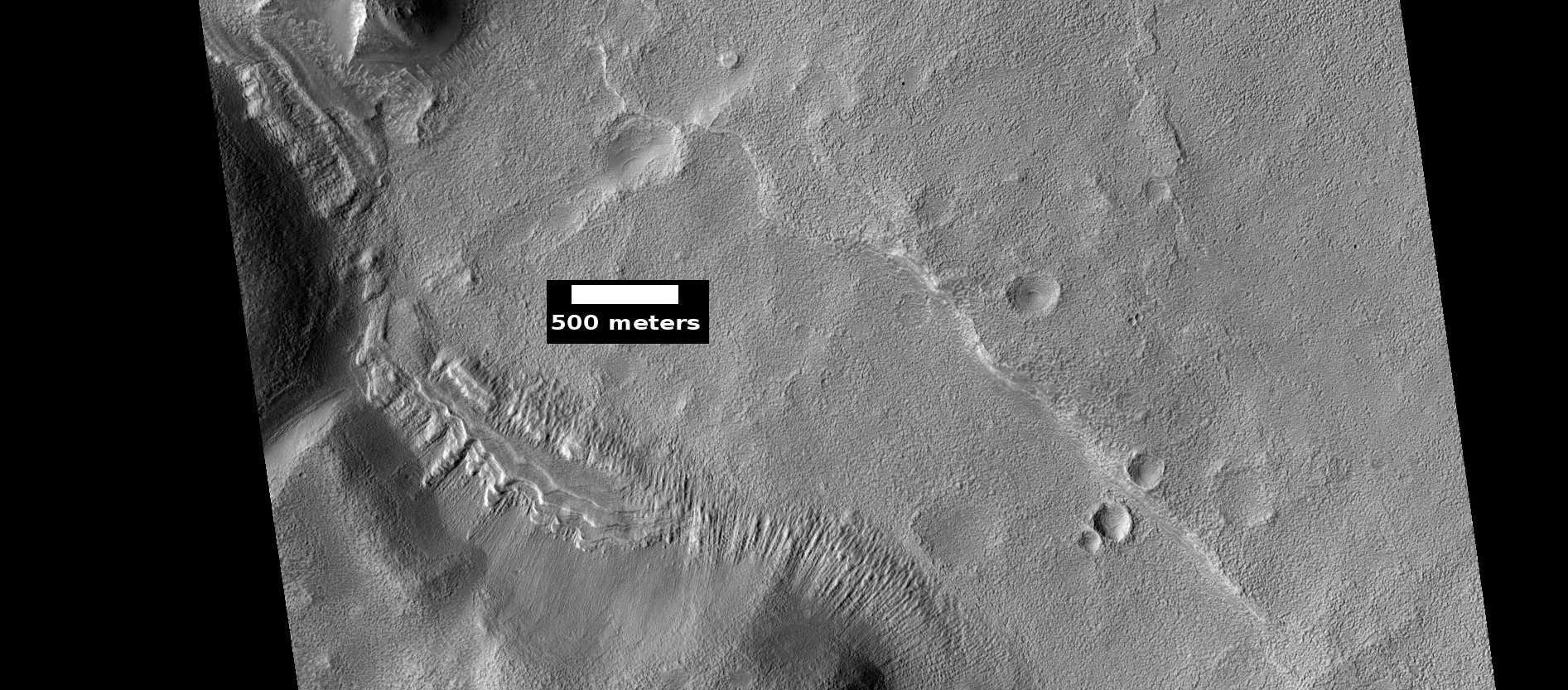
Capas de inmersión en la mitad inferior de la imagen
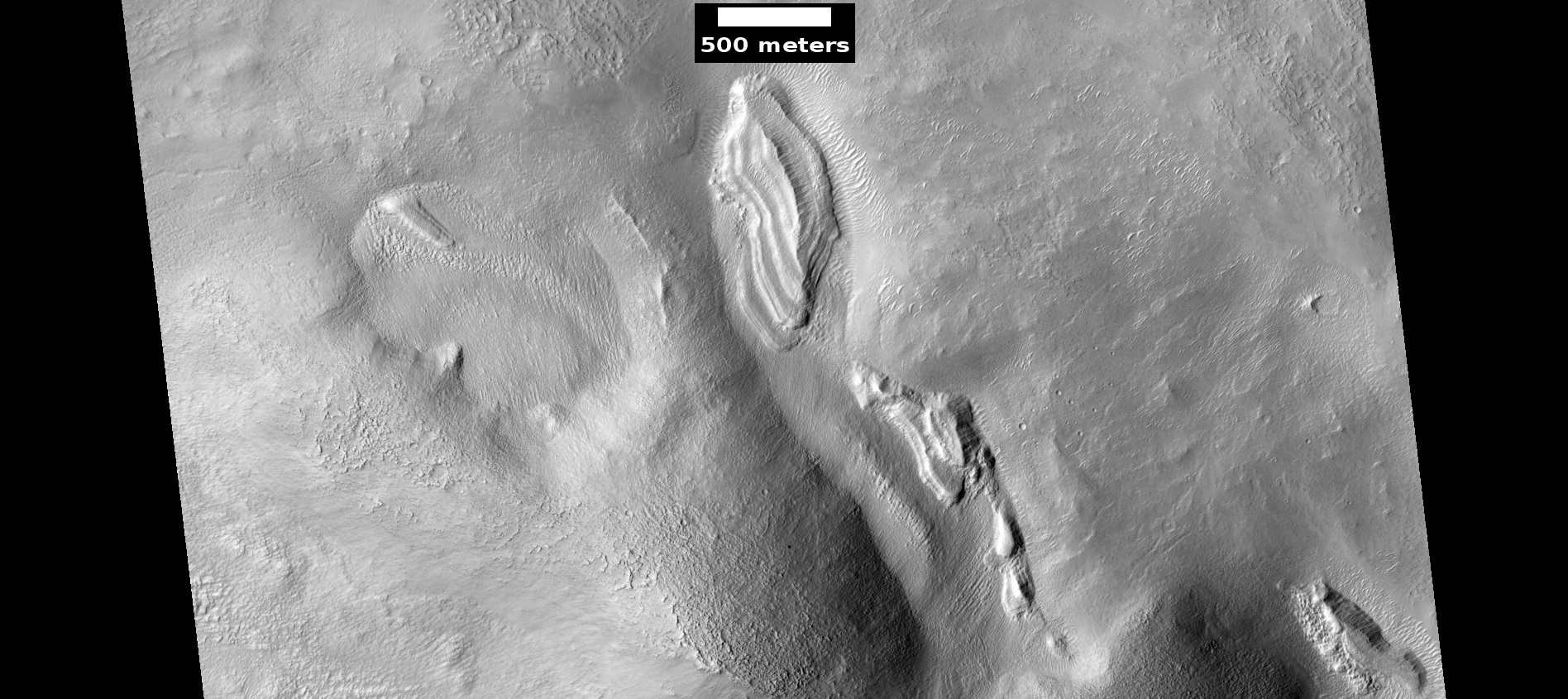
Capas de inmersión
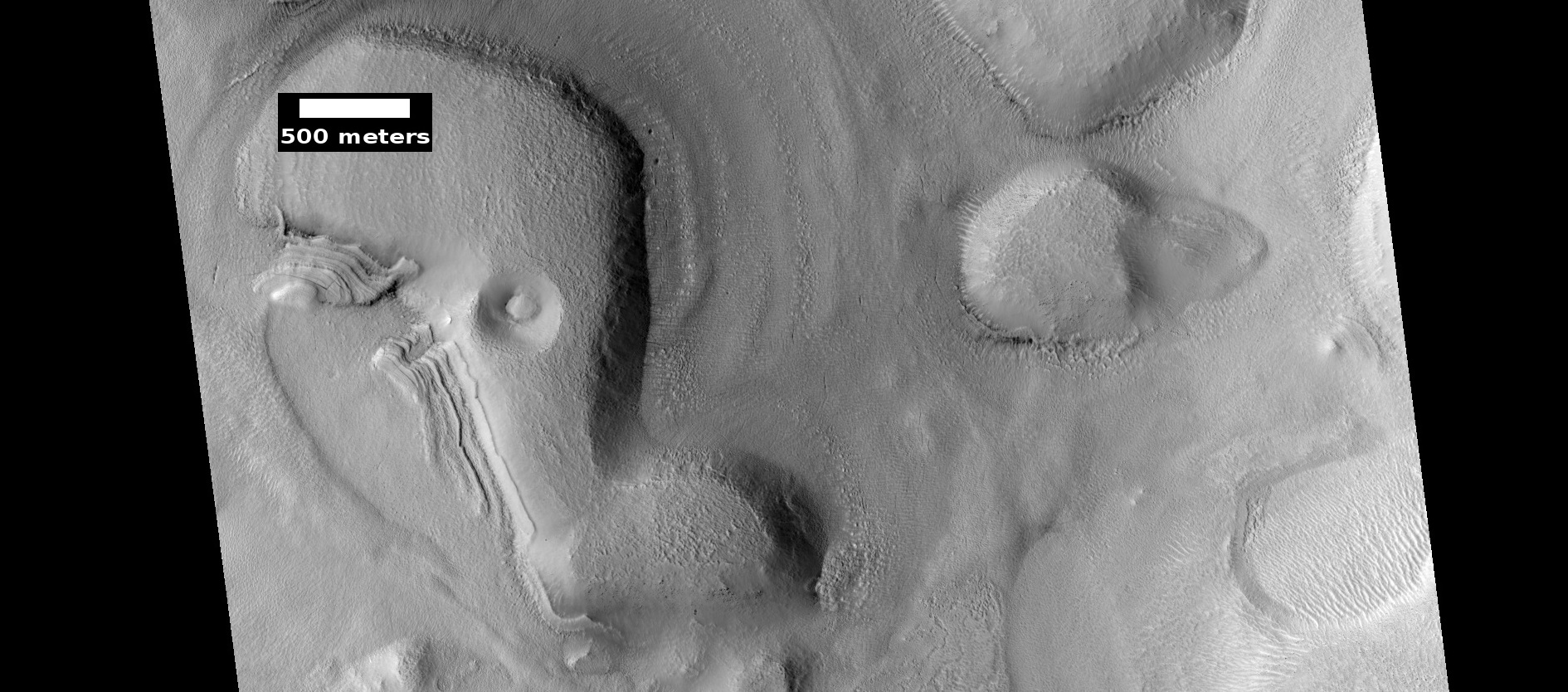
Capas de inmersión a un costado de una meseta
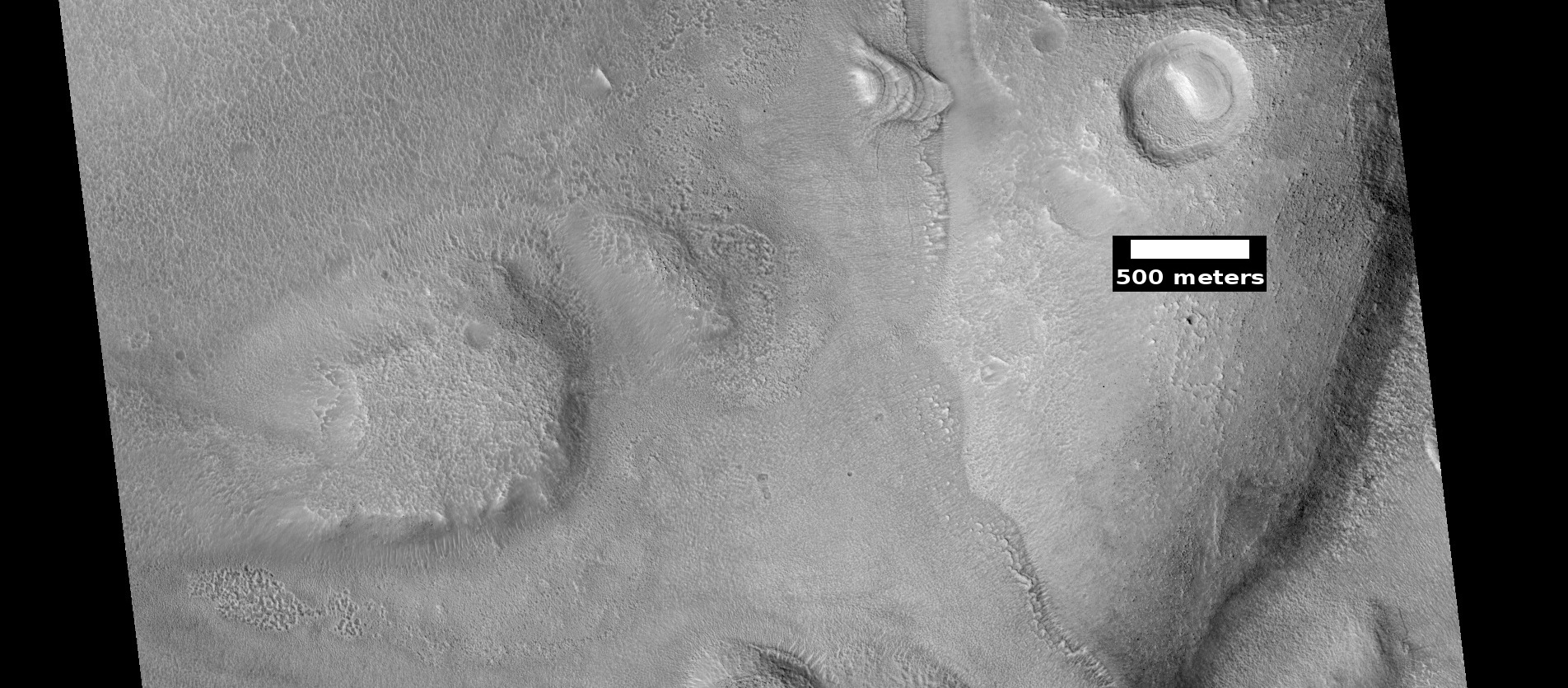
Características que demustran capas de inmersión
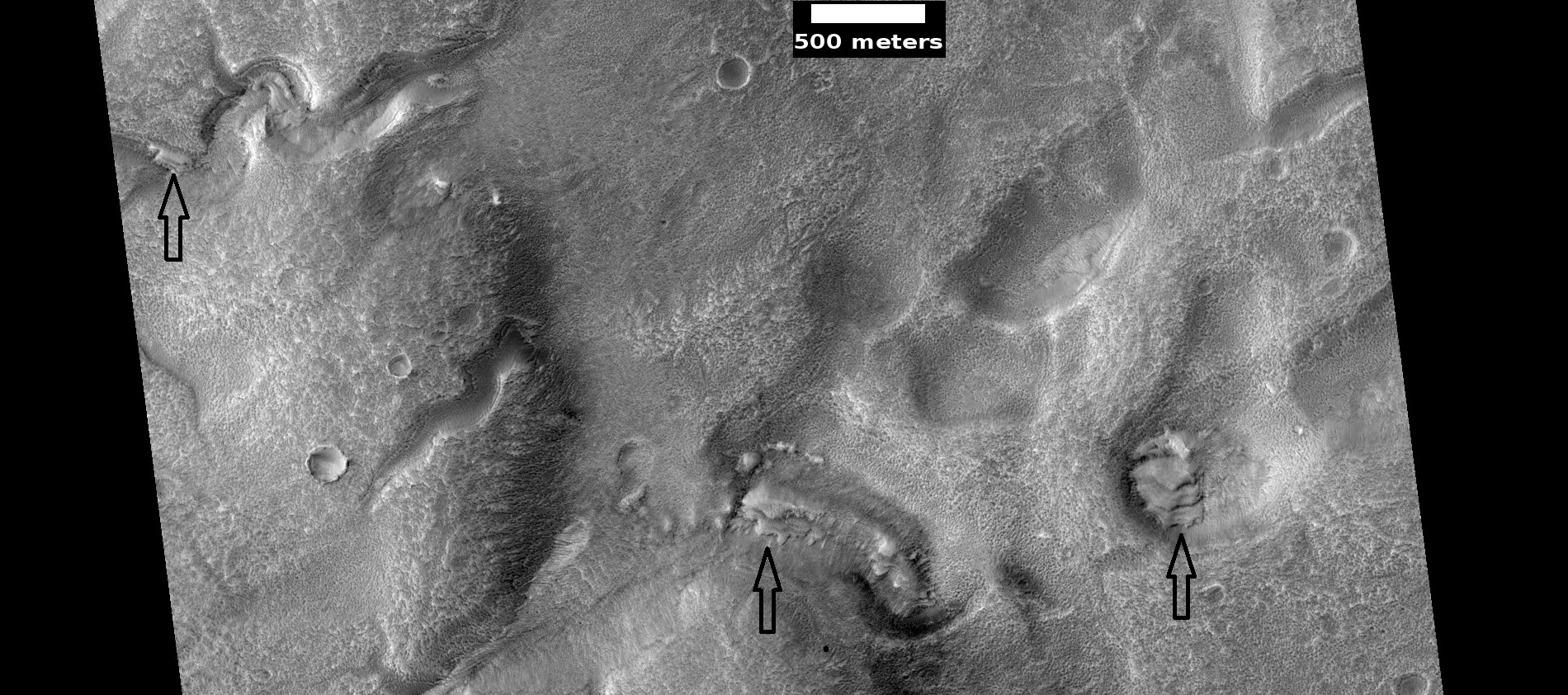
Capas de inmersión presentes en canales y depresiones
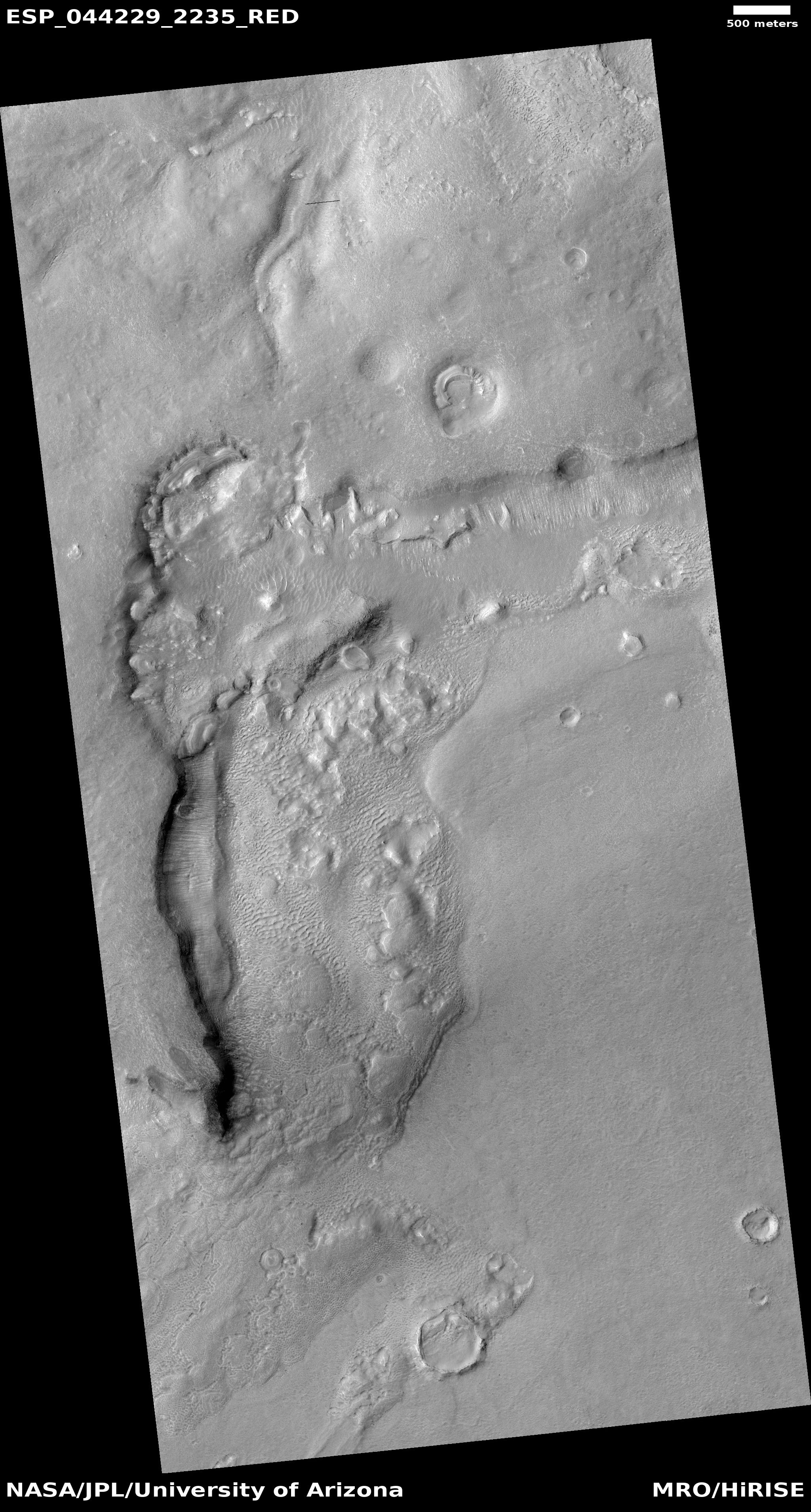
Vista ampliada de las capas de inmersión, la unidad de llanuras superiores y el terreno cerebral, ampliadas en imágenes subsecuentes
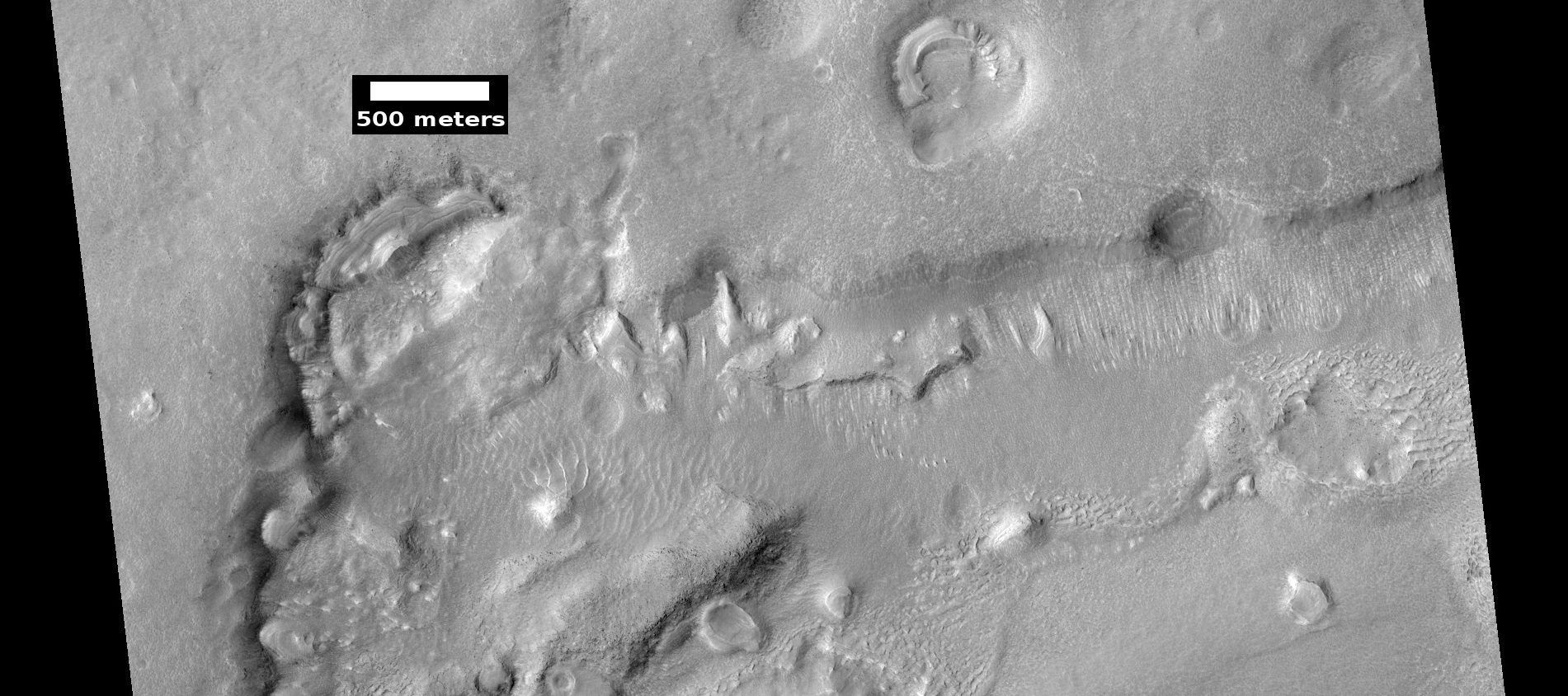
Ampliación de la imagen anterior mostrando capas de inmersión bordeando la mesa
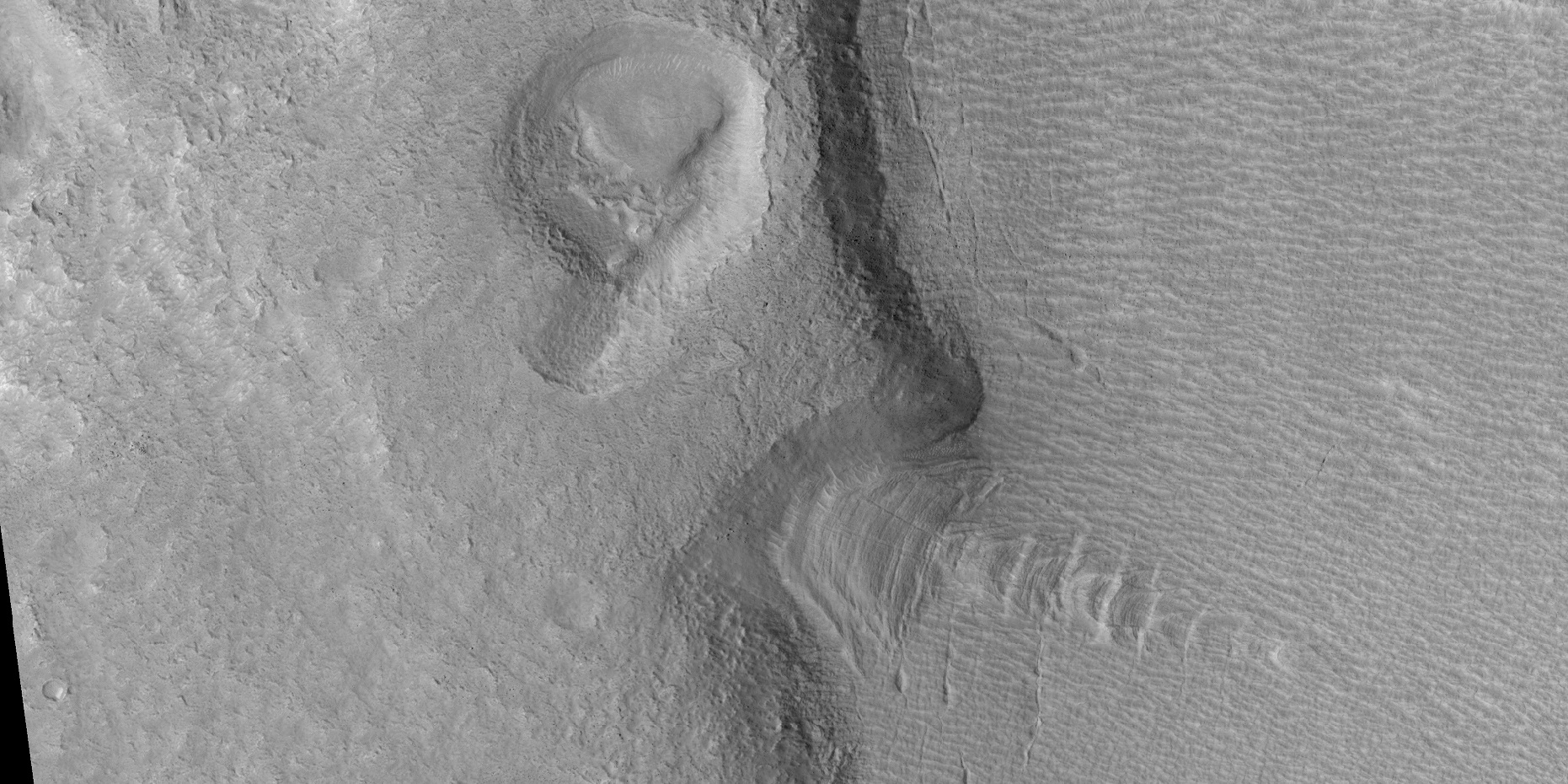
Capas de inmersión
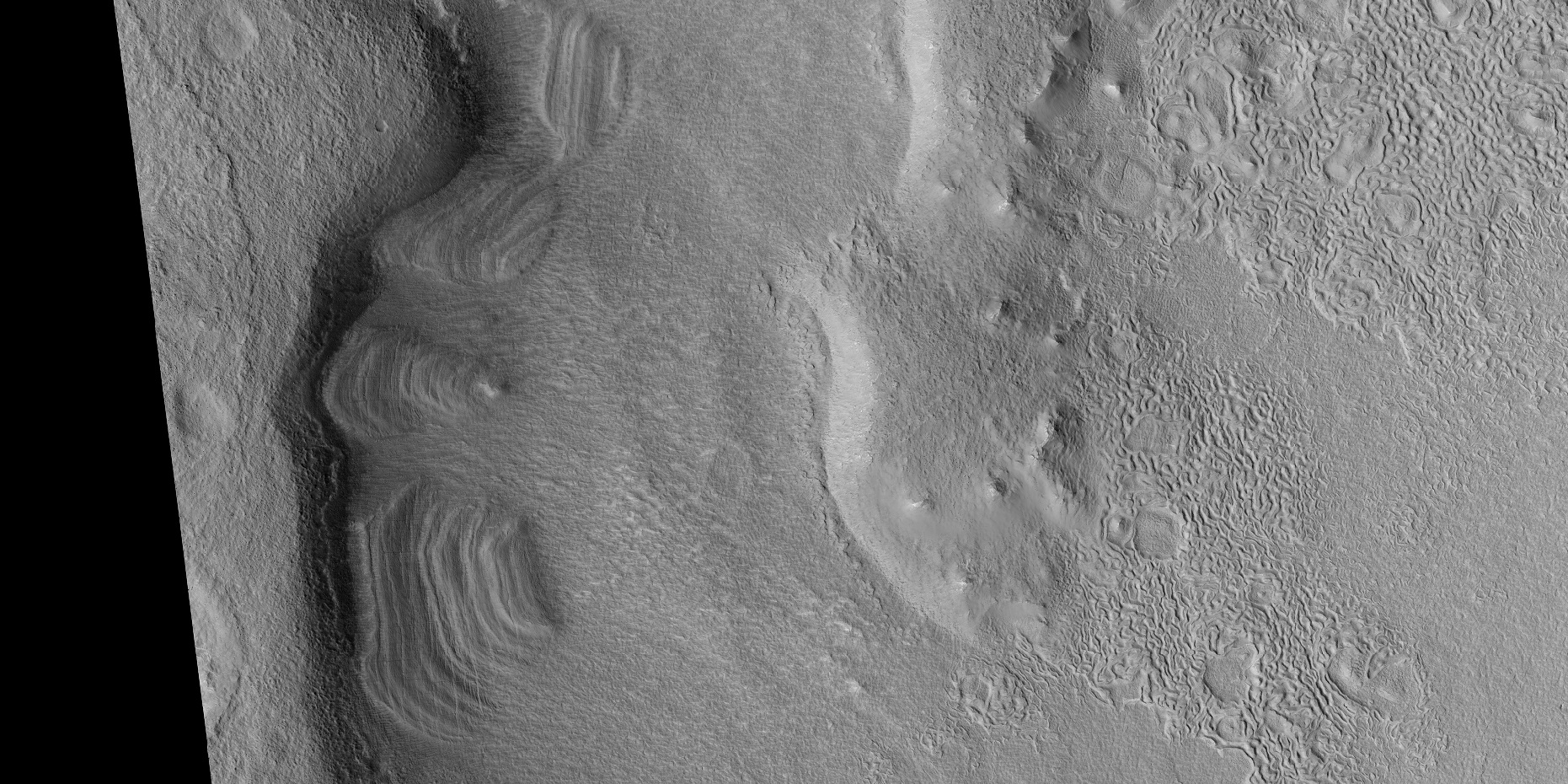
Detalle de capas de inmersión
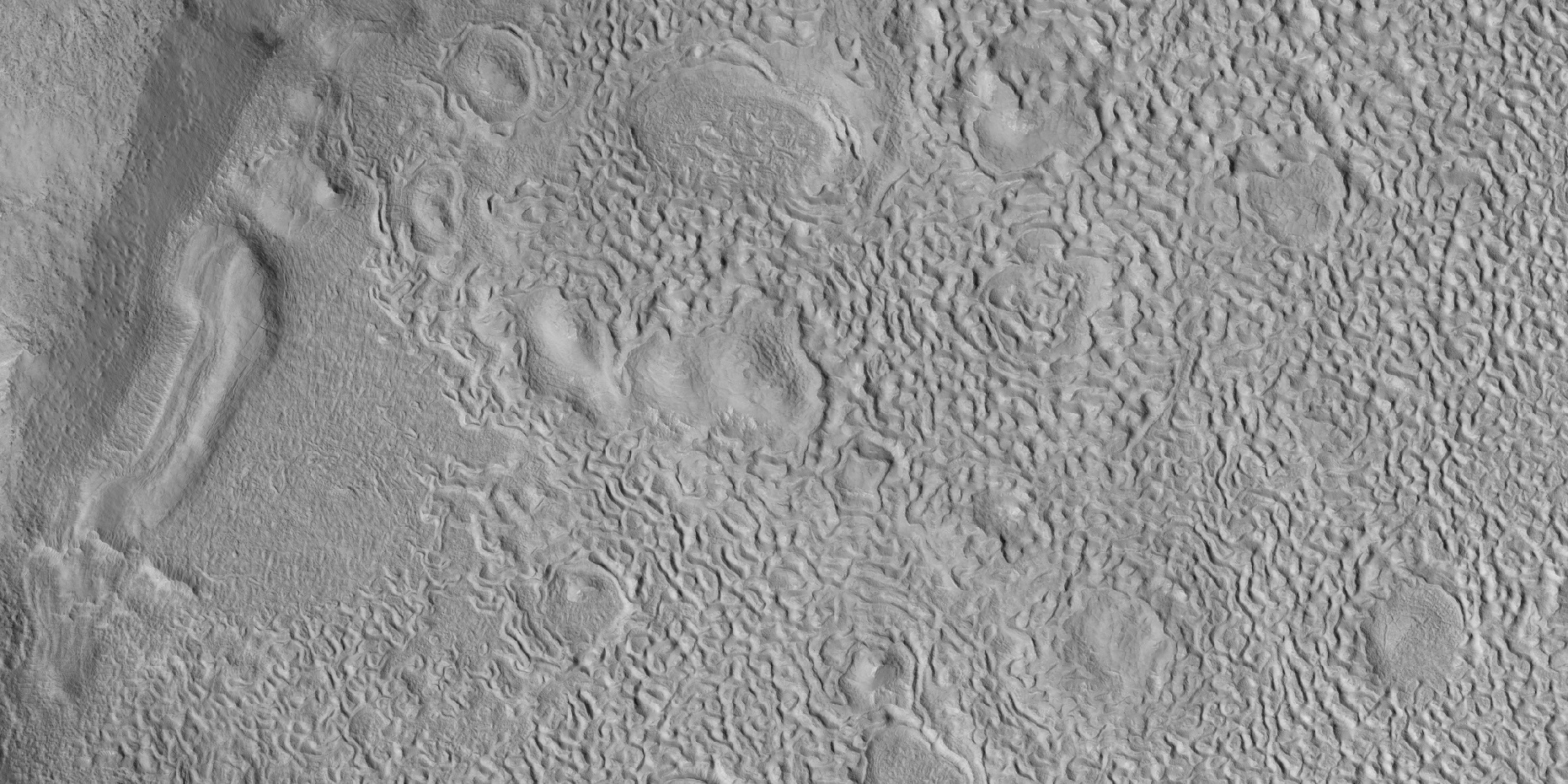
Detalle de capas de inmersión; terreno cerebral también visible en la imagen
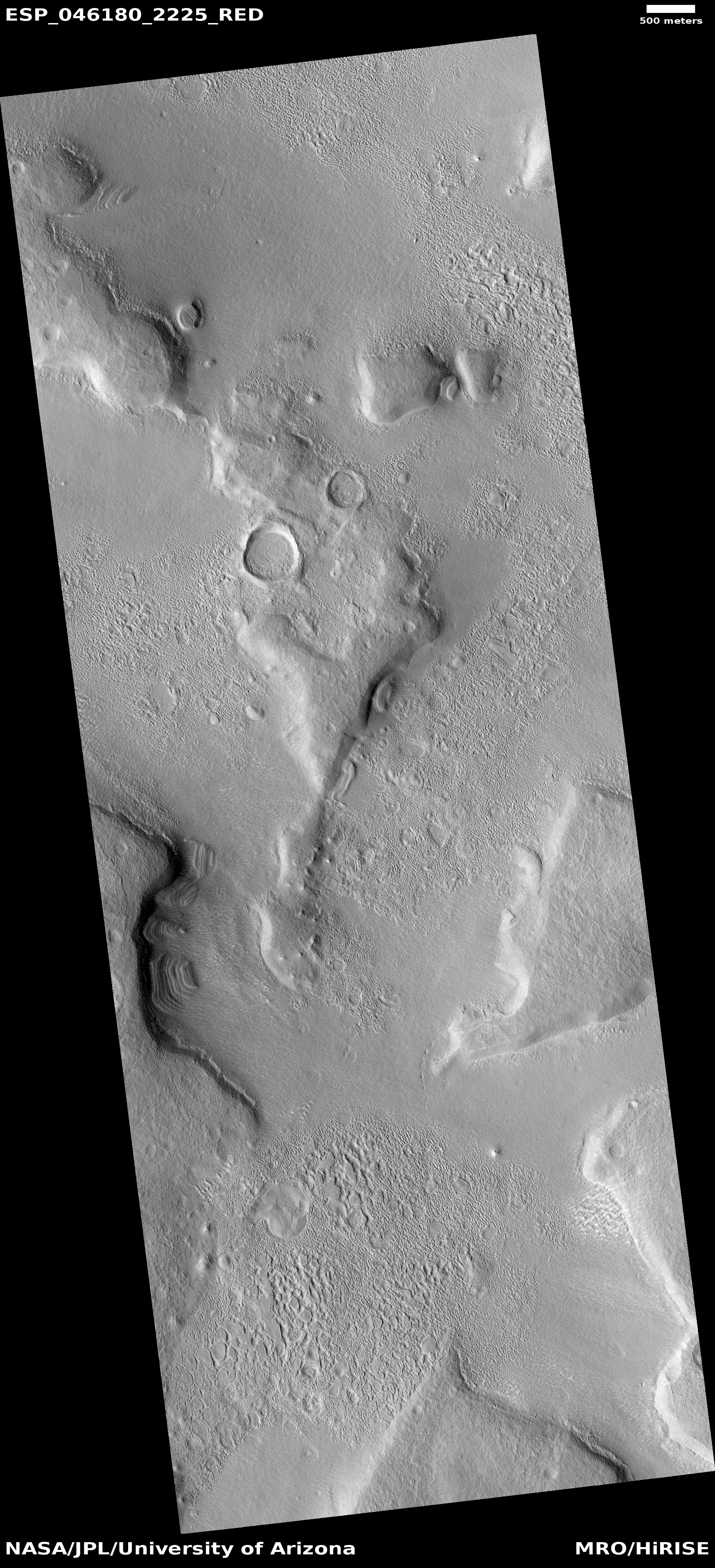
Vista ampliada de las capas de inmersión
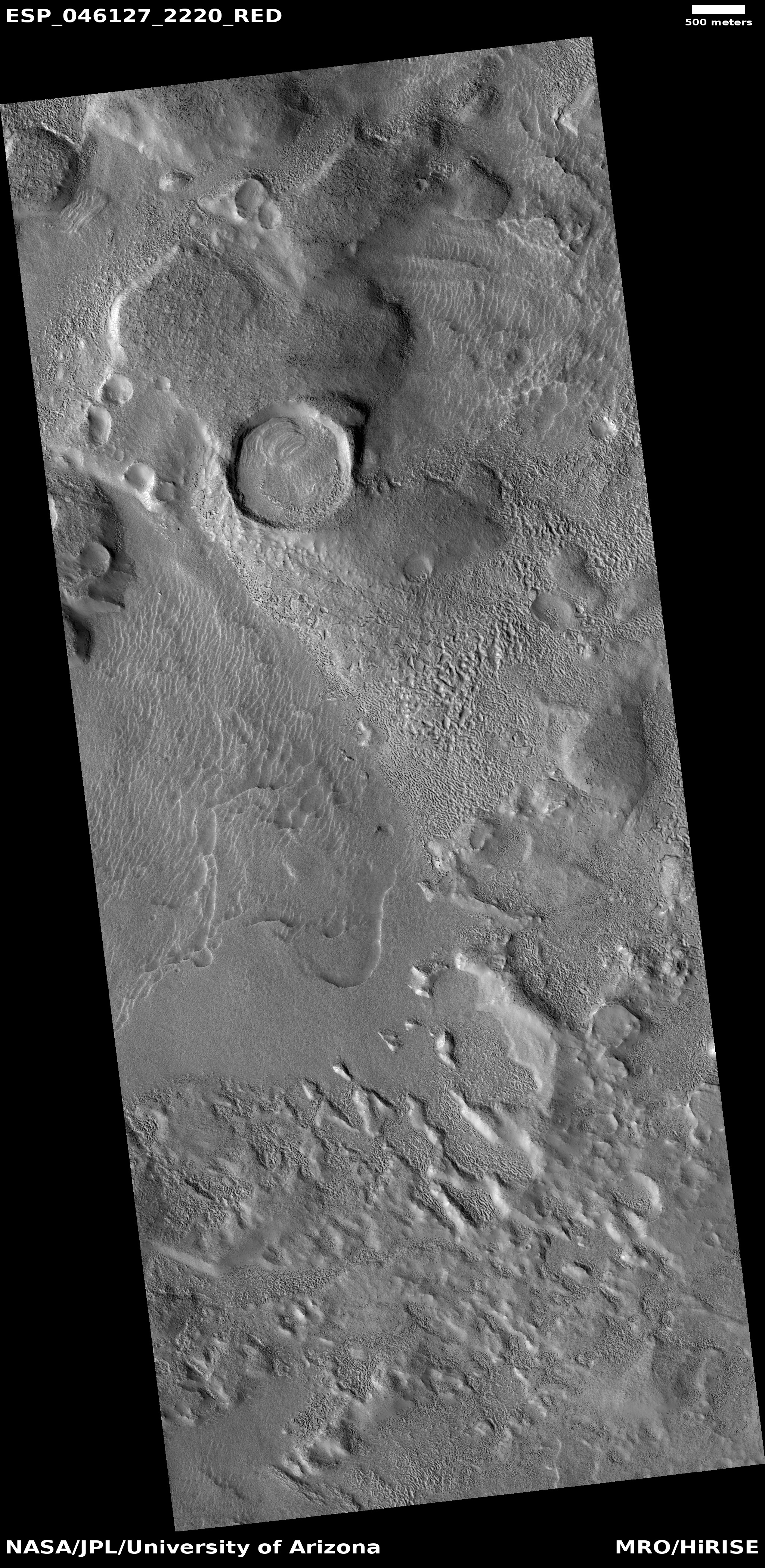
Vista ampliada de las capas de inmersión
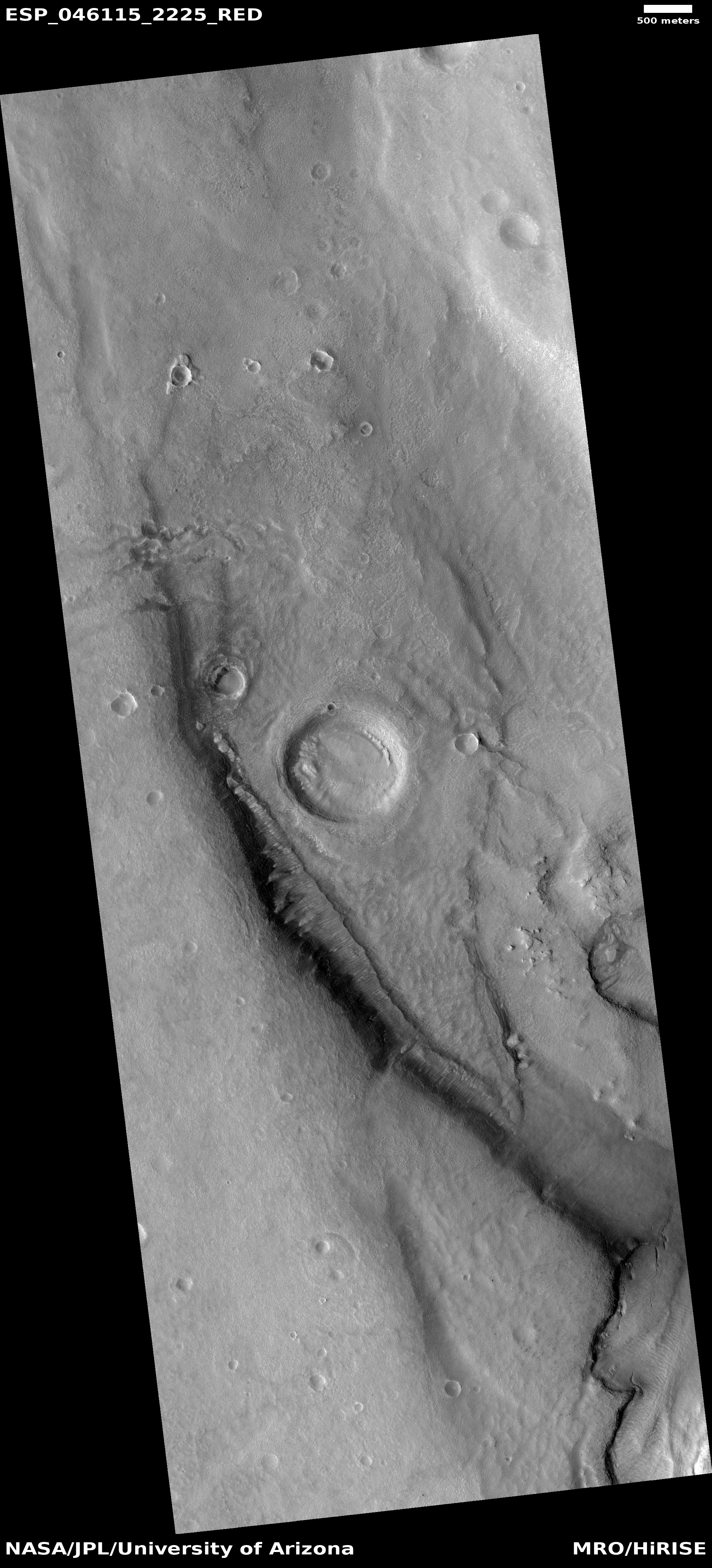
Vista ampliada de las capas de inmersión
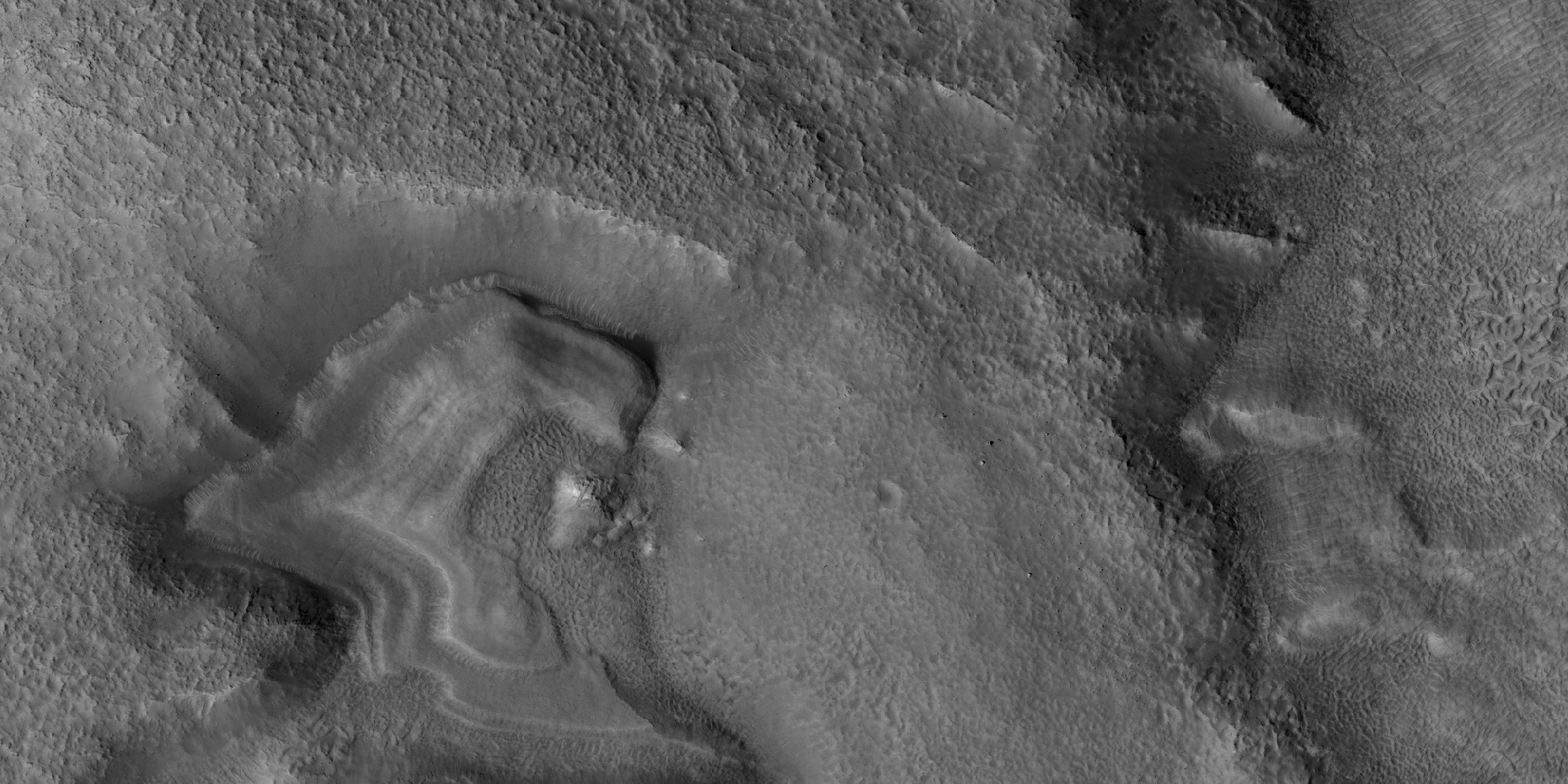
Vista detallada de las capas de inmersión
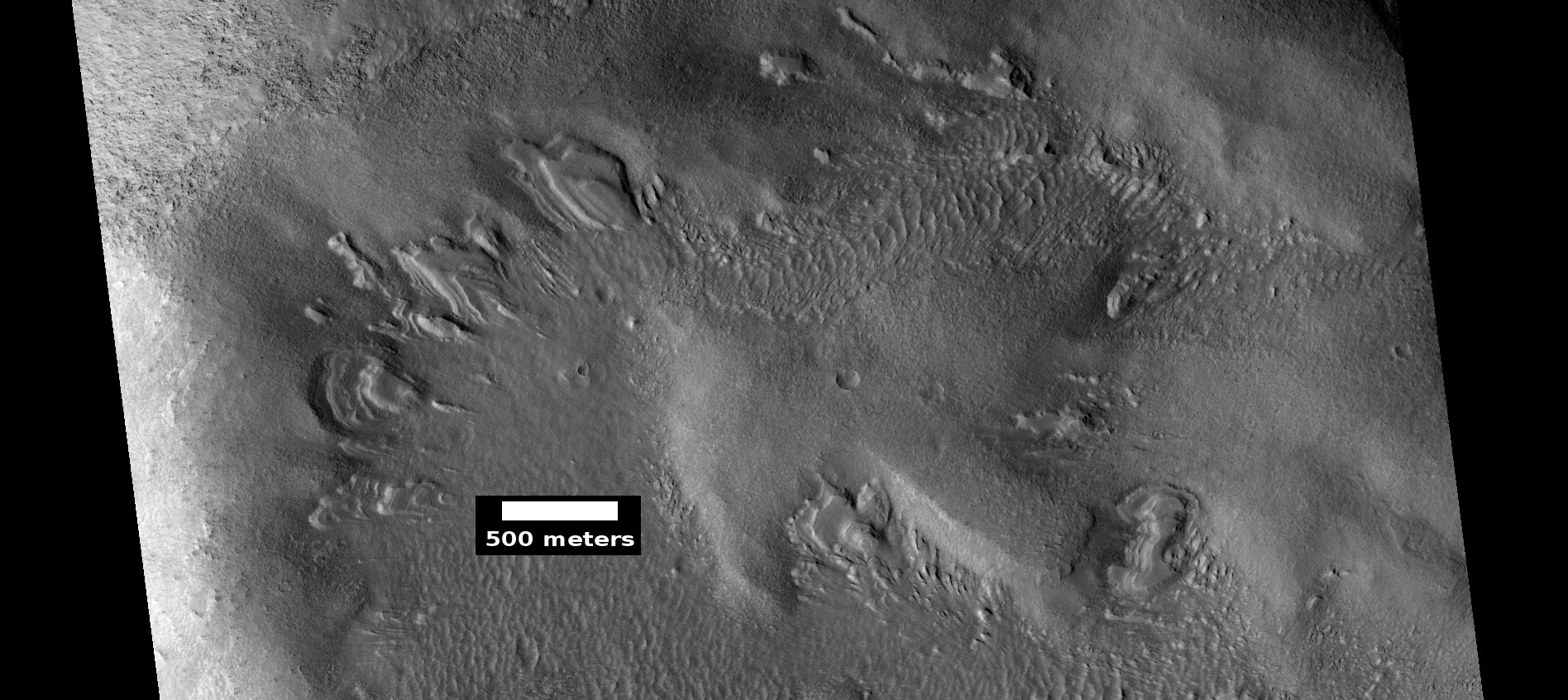
Vista ampliada de las capas de inmersión
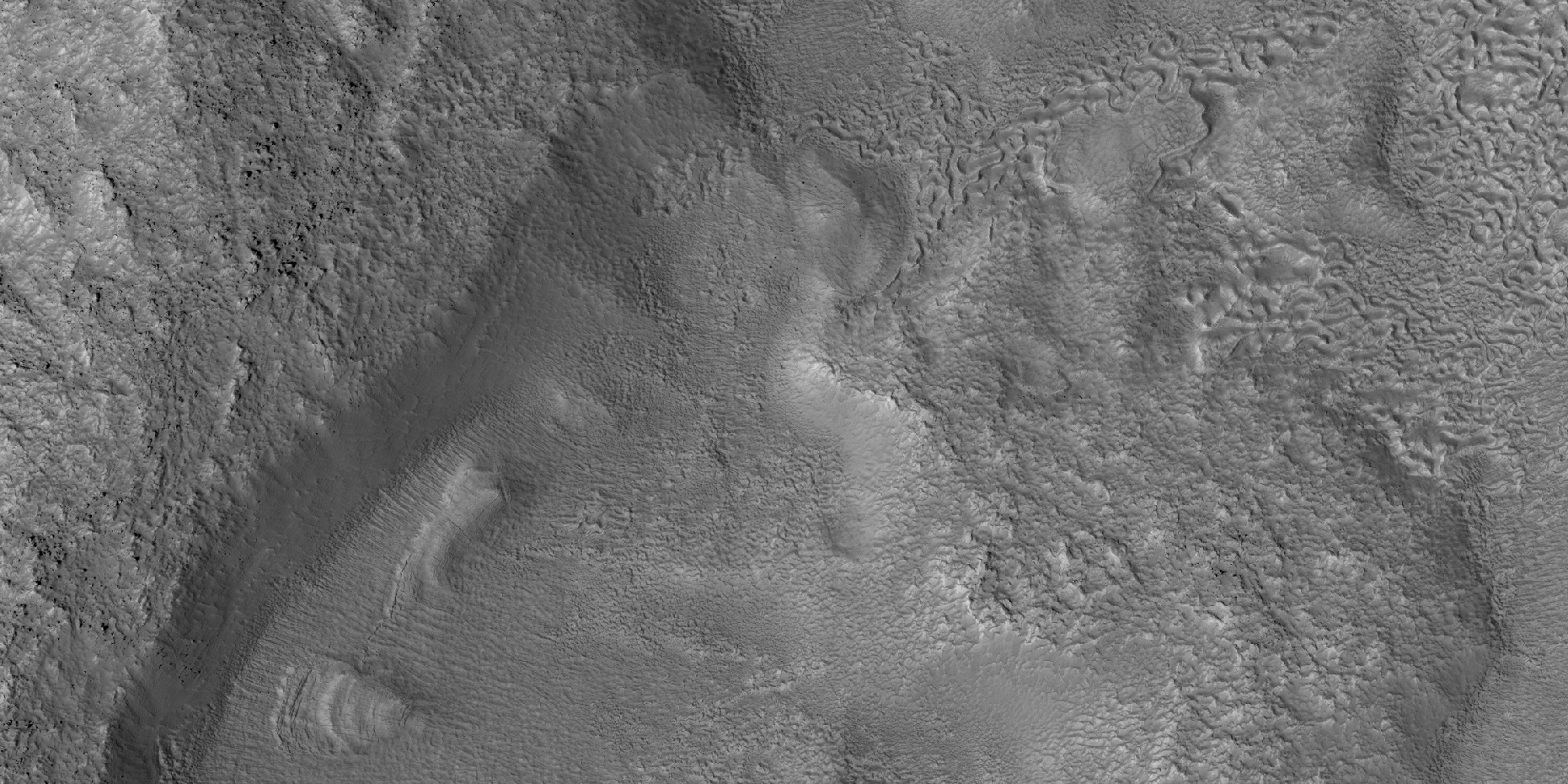
Vista detallada de las capas de inmersión
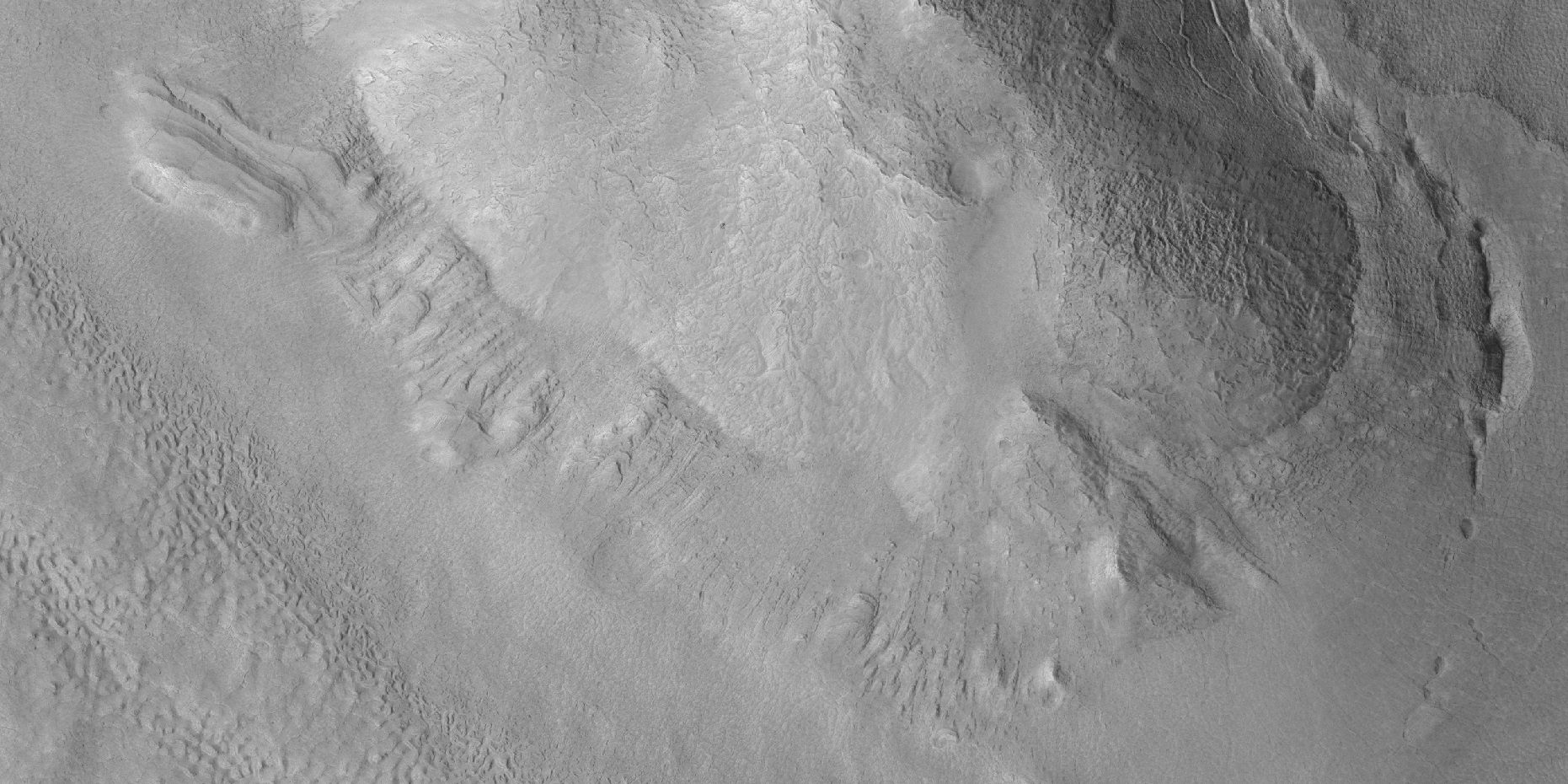
Vista cercana de las capas de inmersión
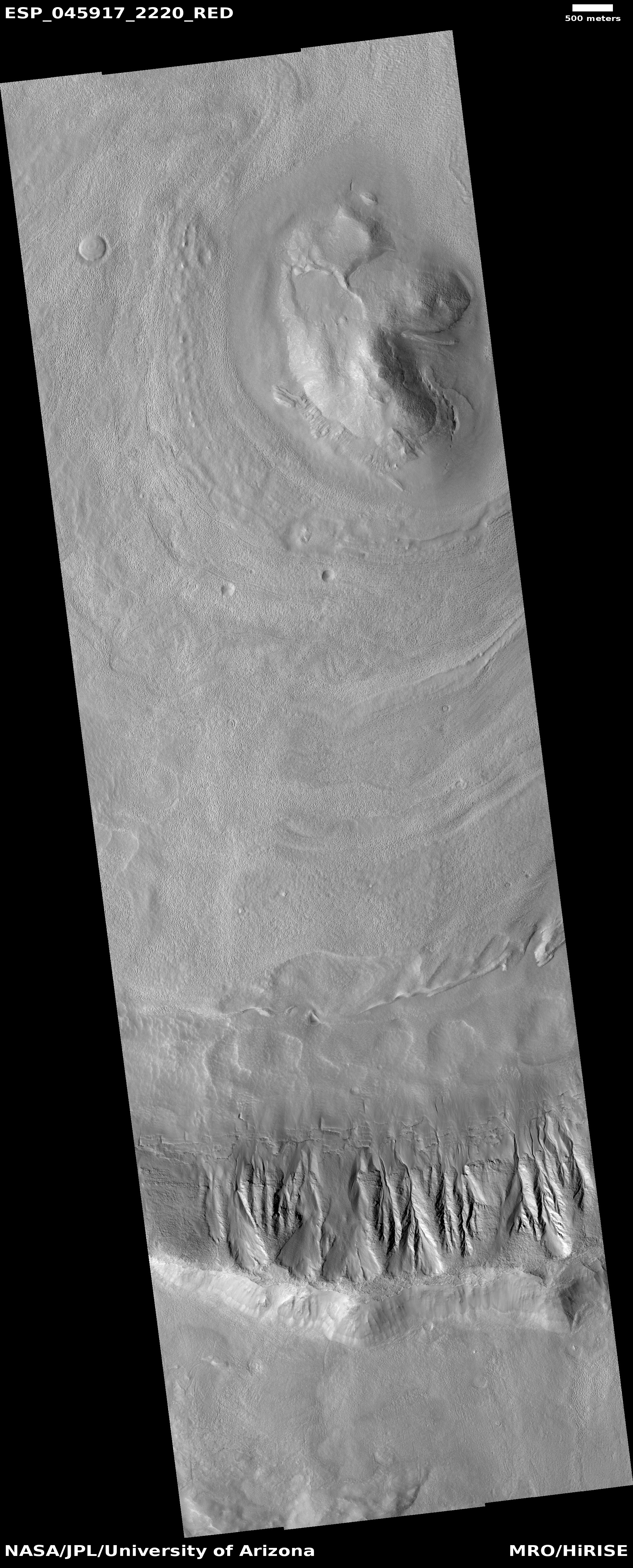
Vista ampliada de las capas de inmersión. La parte inferior de la imagen muestra los barrancos asociados

Esta unidad de llanuras también se compone de una estructura geológica denominada terreno cerebral. El terreno cerebral es una región de crestas en forma de laberinto de 3-5 metros de altura. Algunas crestas pueden consistir en un núcleo de hielo, por lo que pueden ser fuentes de agua para futuros colonos.

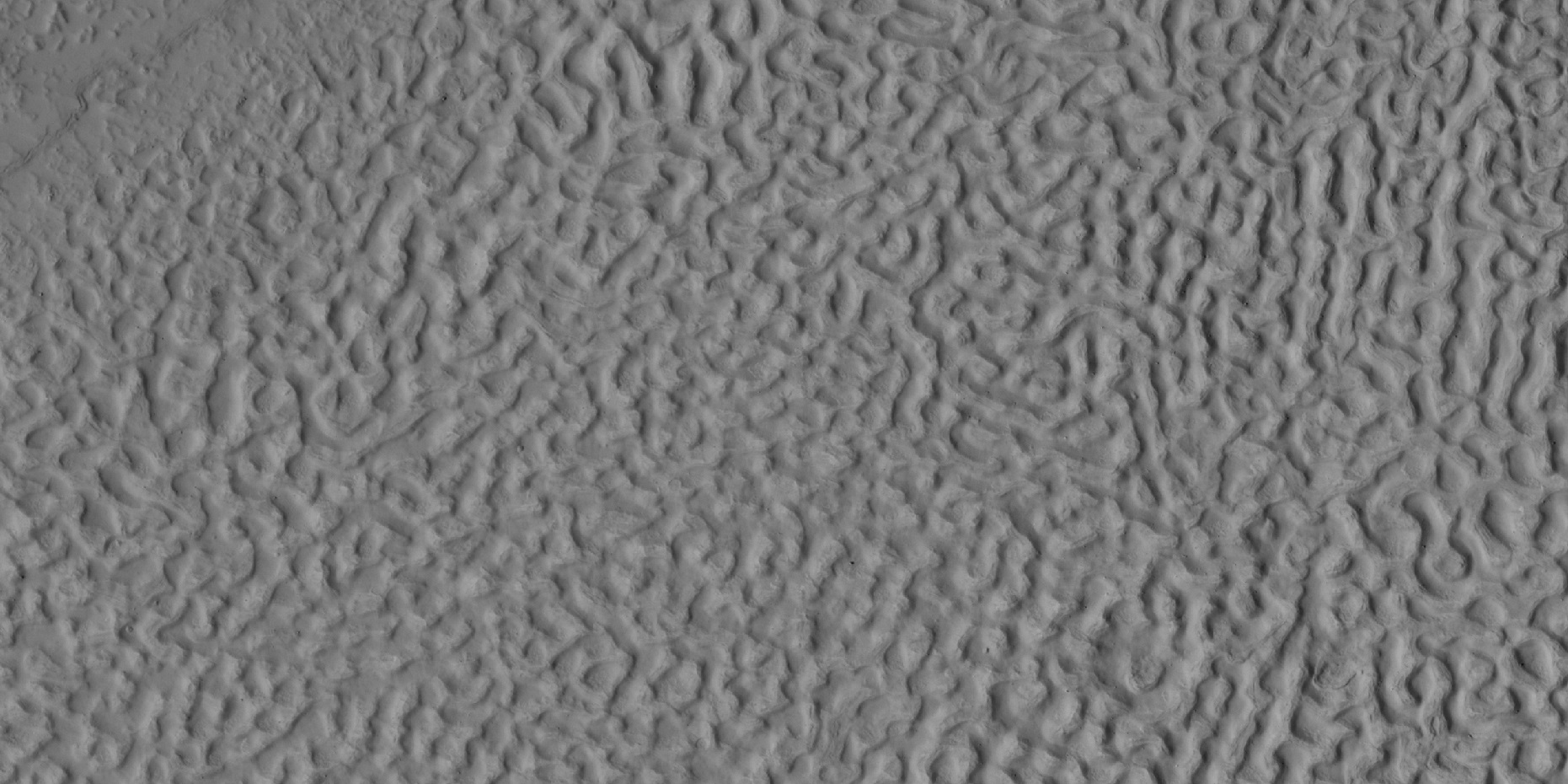
Terreno cerebral, observado por HiRISE bajo el programa HiWish
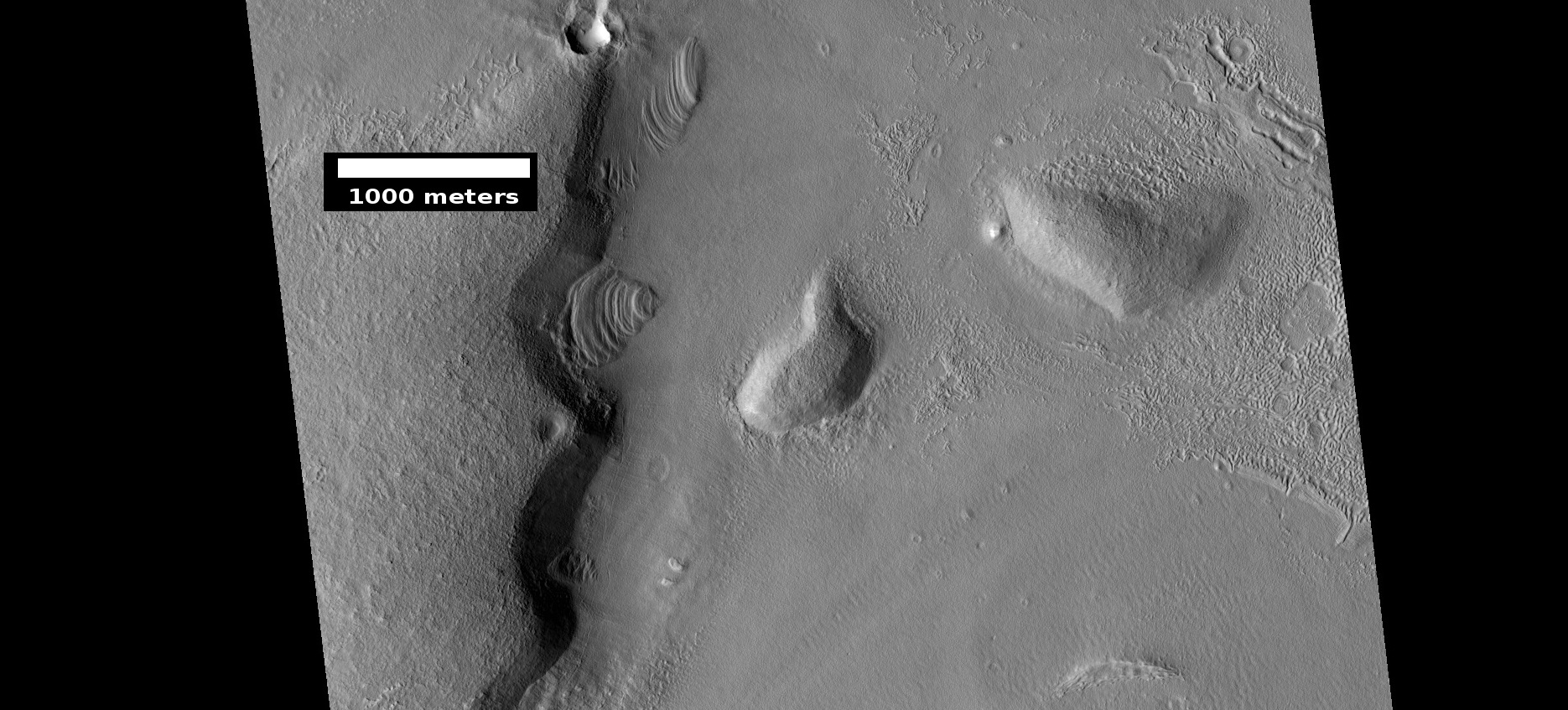
Características en capas, en el lado derecho de la imagen, una pequeña región de material acanalado de las llanuras superiores se está transformando en terreno cerebral
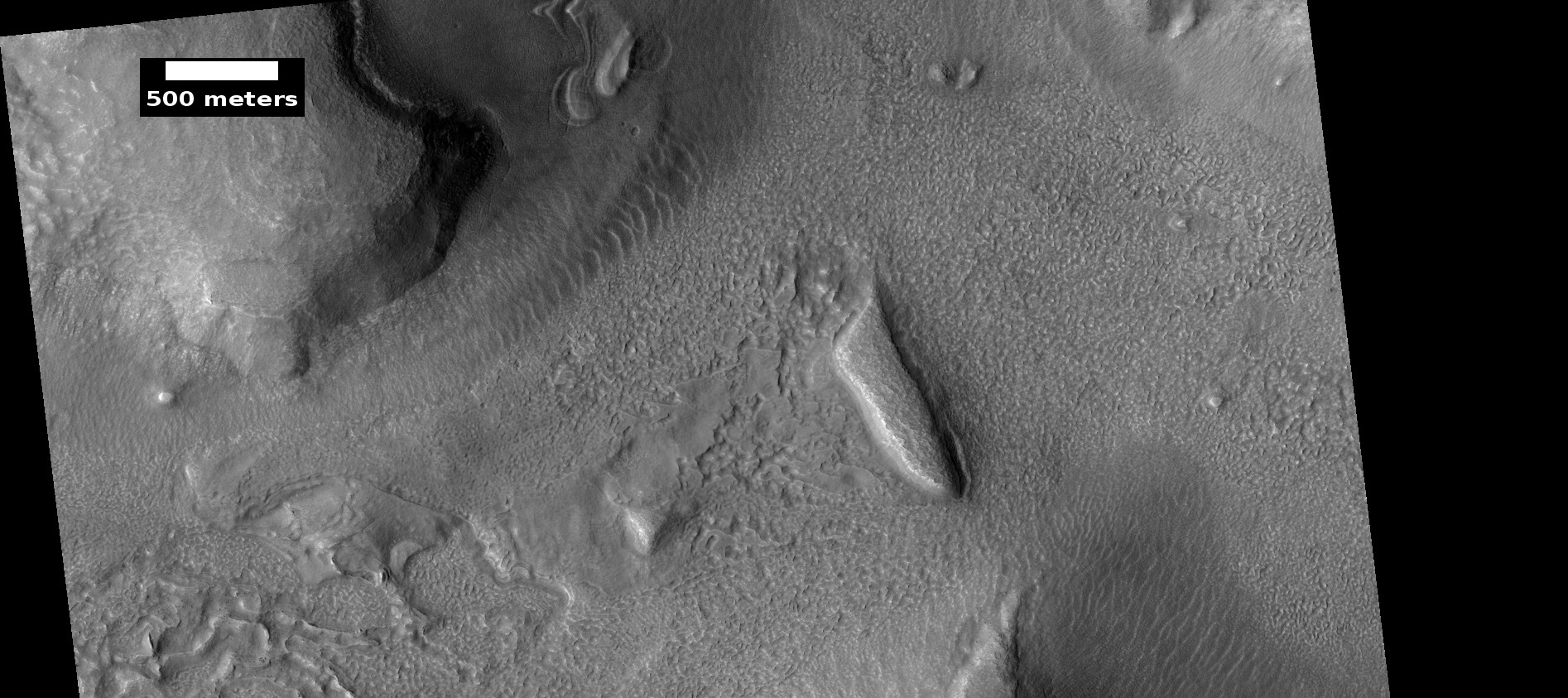
Características en capas y terreno cerebral. La unidad de las llanuras superiores a menudo se transforma en terreno cerebral
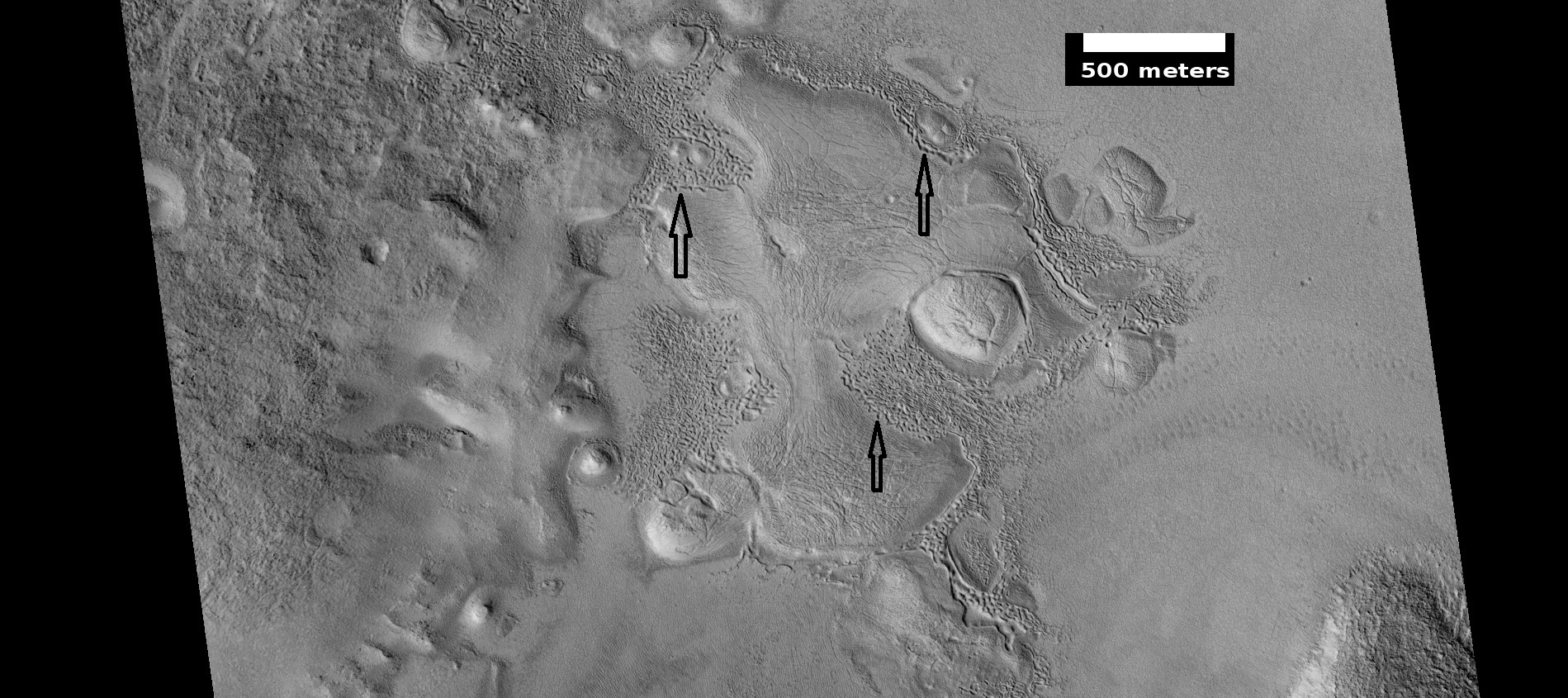
El terreno cerebral se forma a partir de una capa más gruesa de terreno. Las flechas muestran la unidad más gruesa dividiéndose en pequeñas células
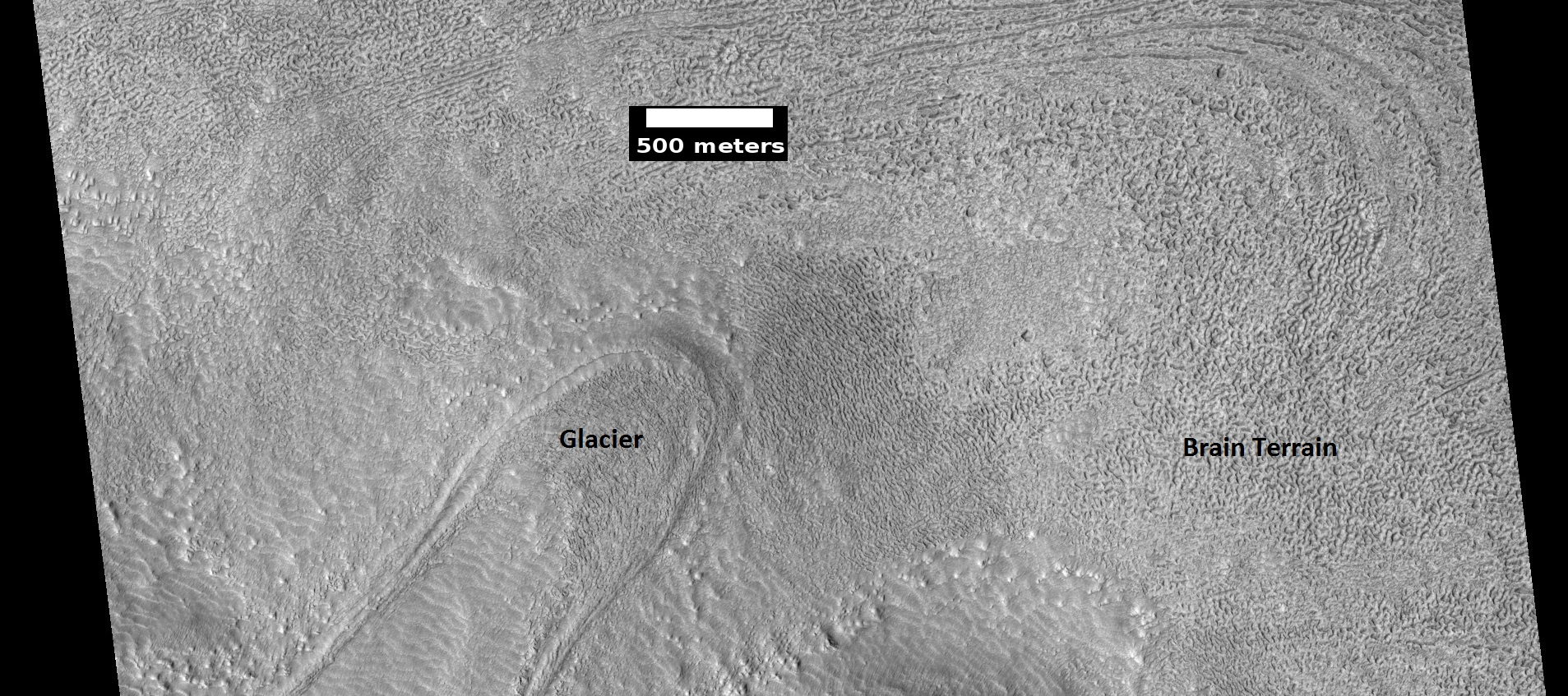
Posible glaciar rodeado de terreno cerebral
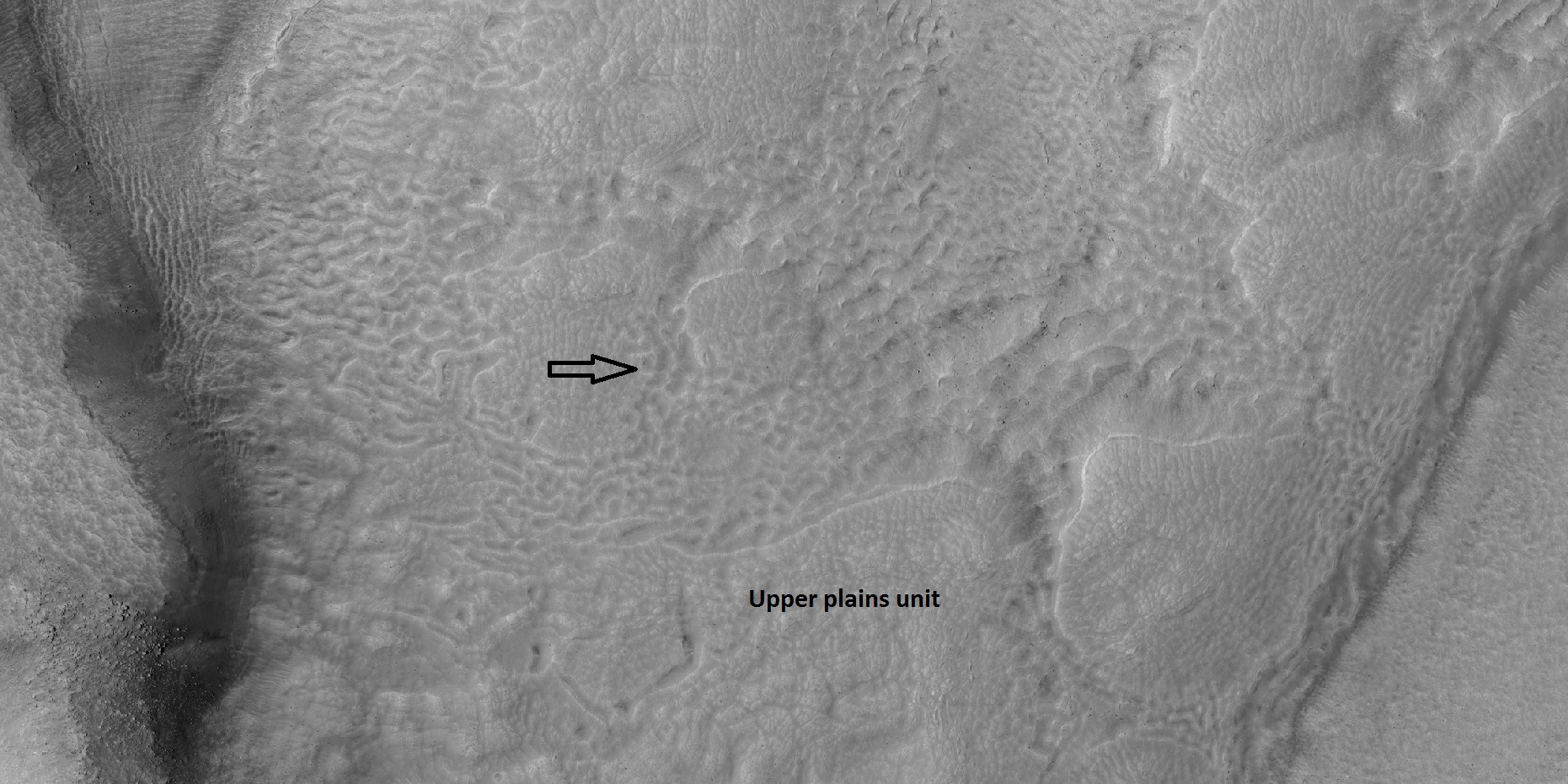
El terreno cerebral se está formando a partir de la ruptura de la unidad de las llanuras superiores. La flecha apunta a un lugar donde se están formando fracturas que se convertirán en terreno cerebral
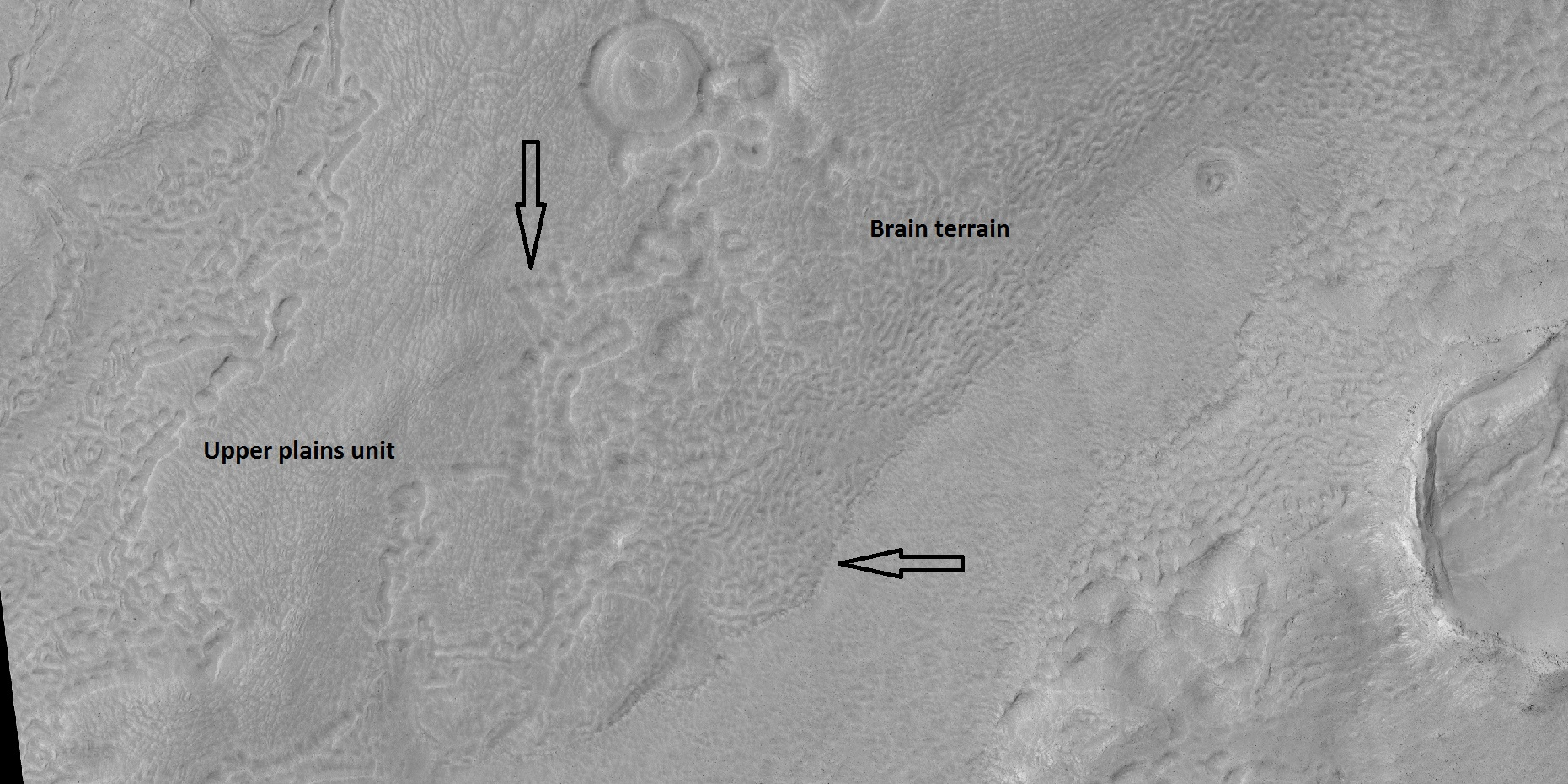
El terreno cerebral se está formando a partir de la ruptura de la unidad de las llanuras superiores. La flecha apunta a un lugar donde se están formando fracturas que se convertirán en terreno cerebral
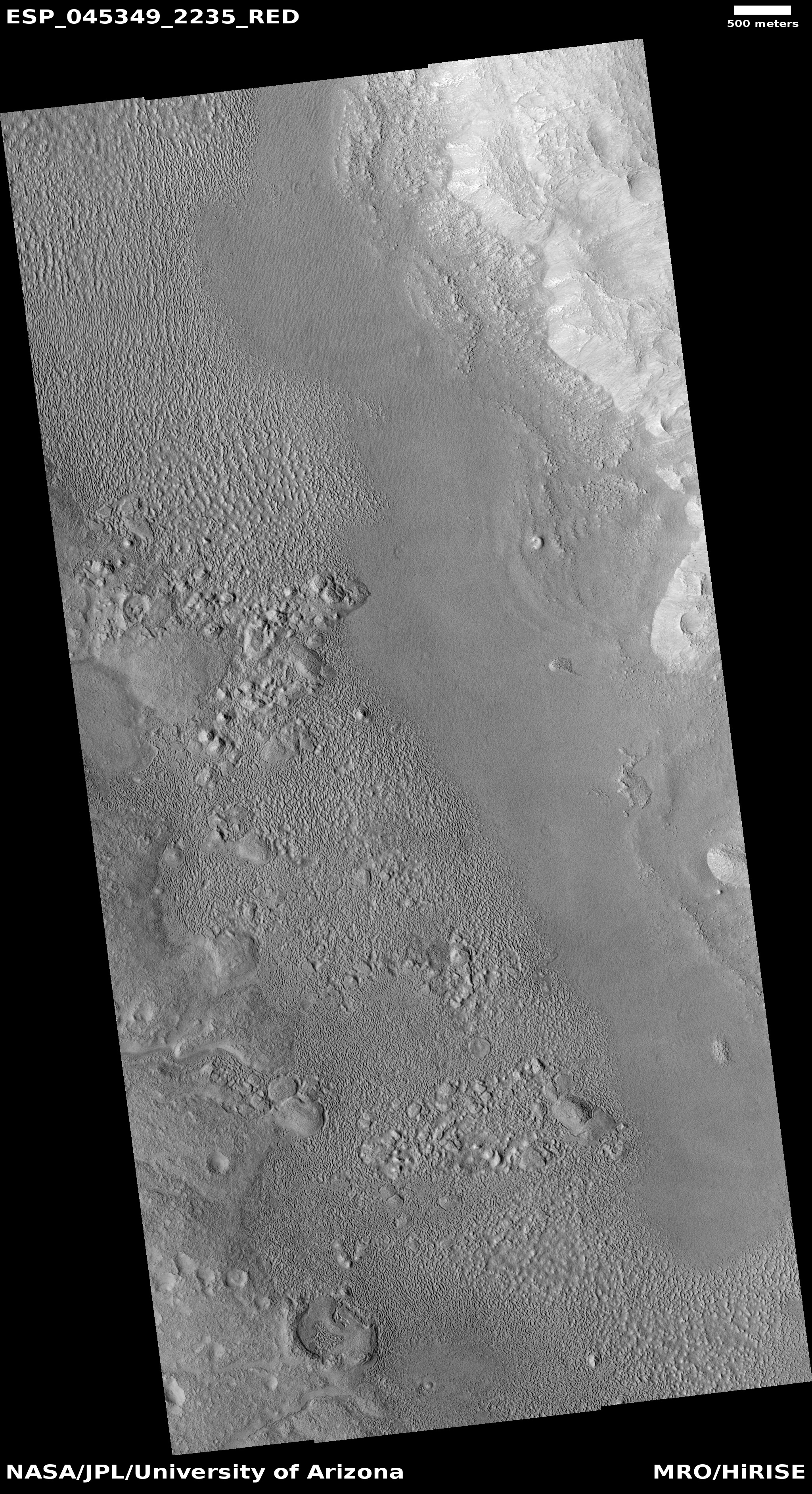
Amplia vista del terreno cerebral que se está formando, todas las imágenes tomadas por HiRISE y el programa HiWish
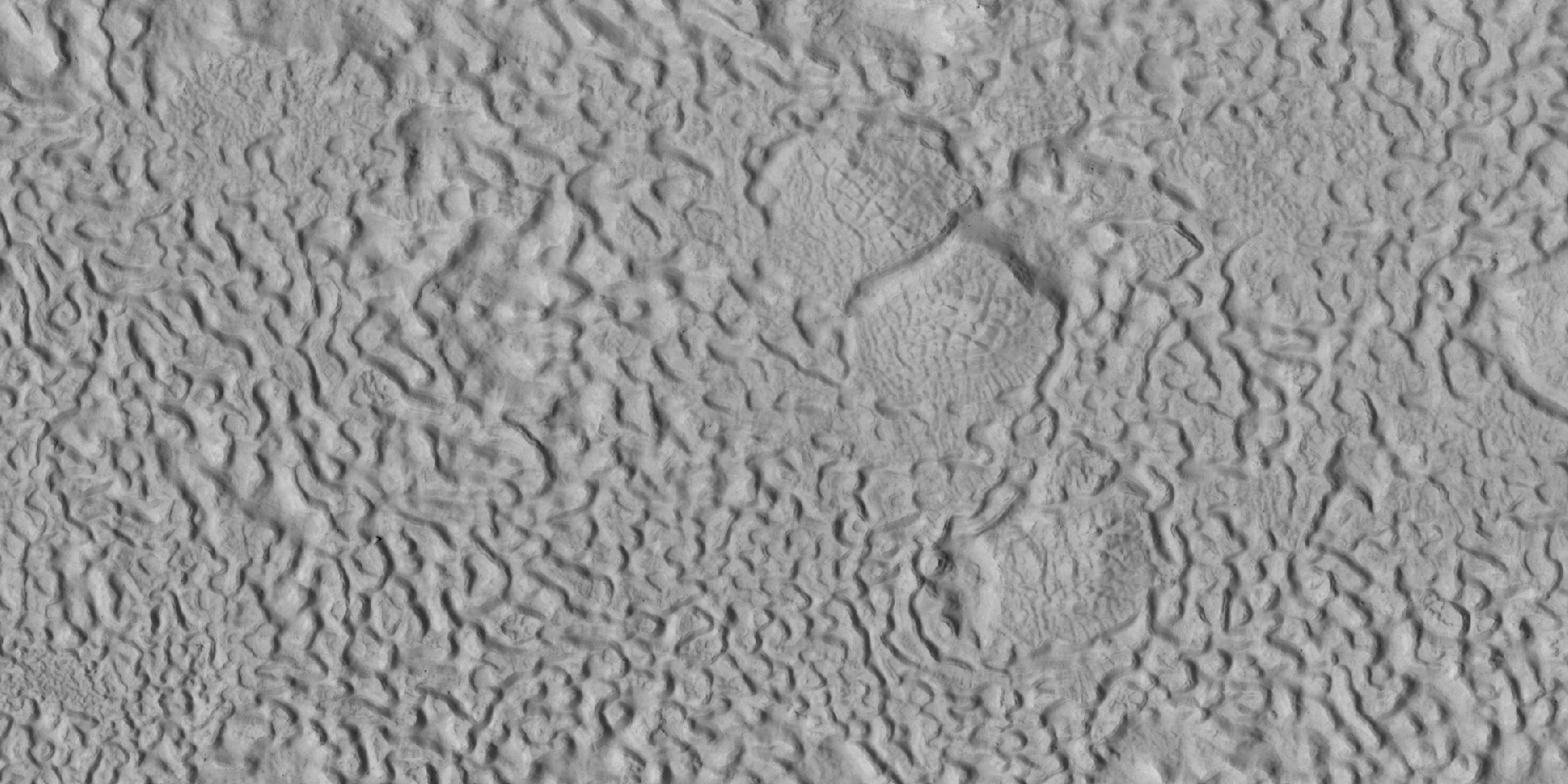
Ampliación de la imagen anterior usando HiView: formación de un terreno cerebral
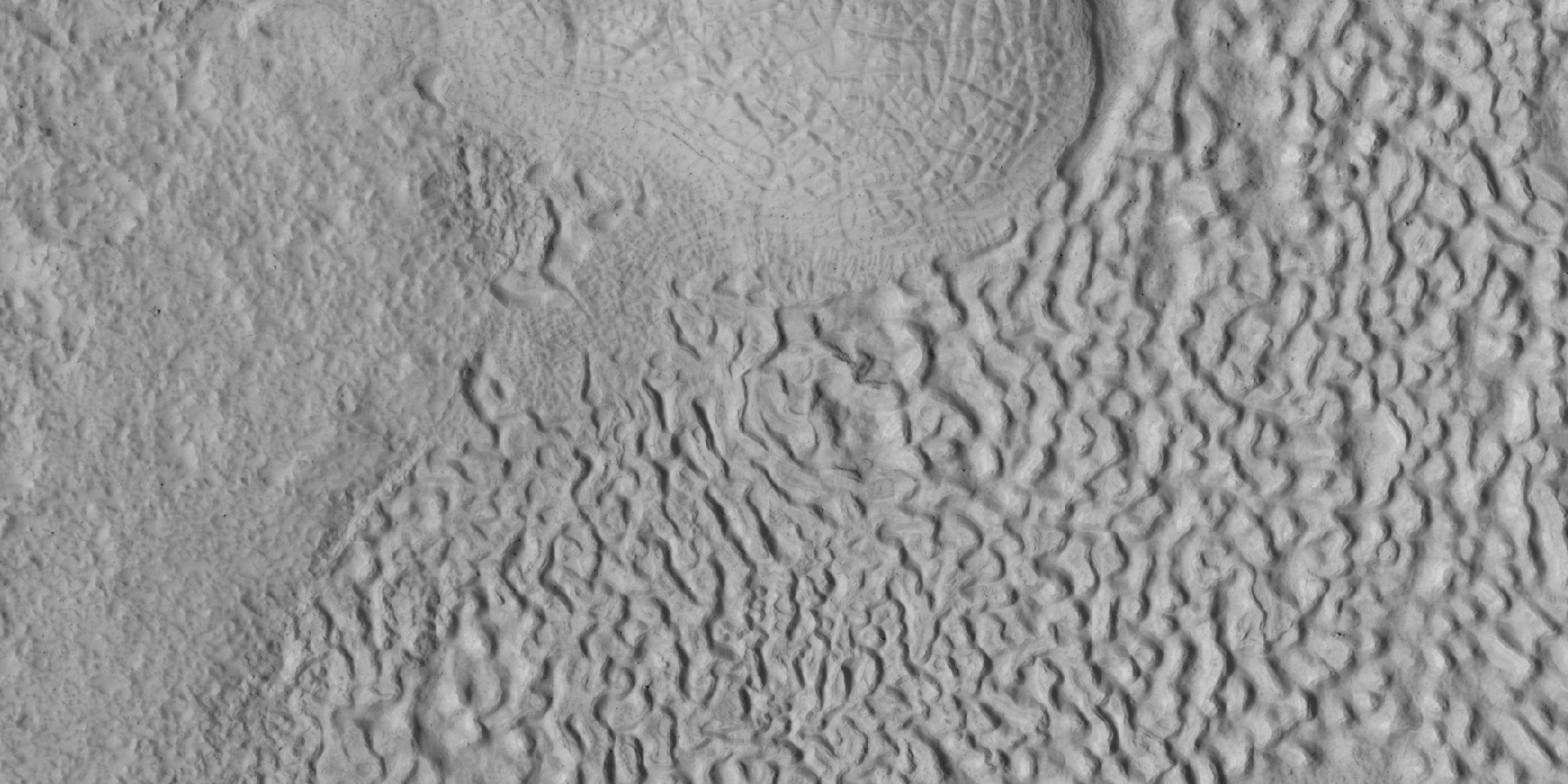
Ampliación de la imagen anterior usando HiView: formación de un terreno cerebral
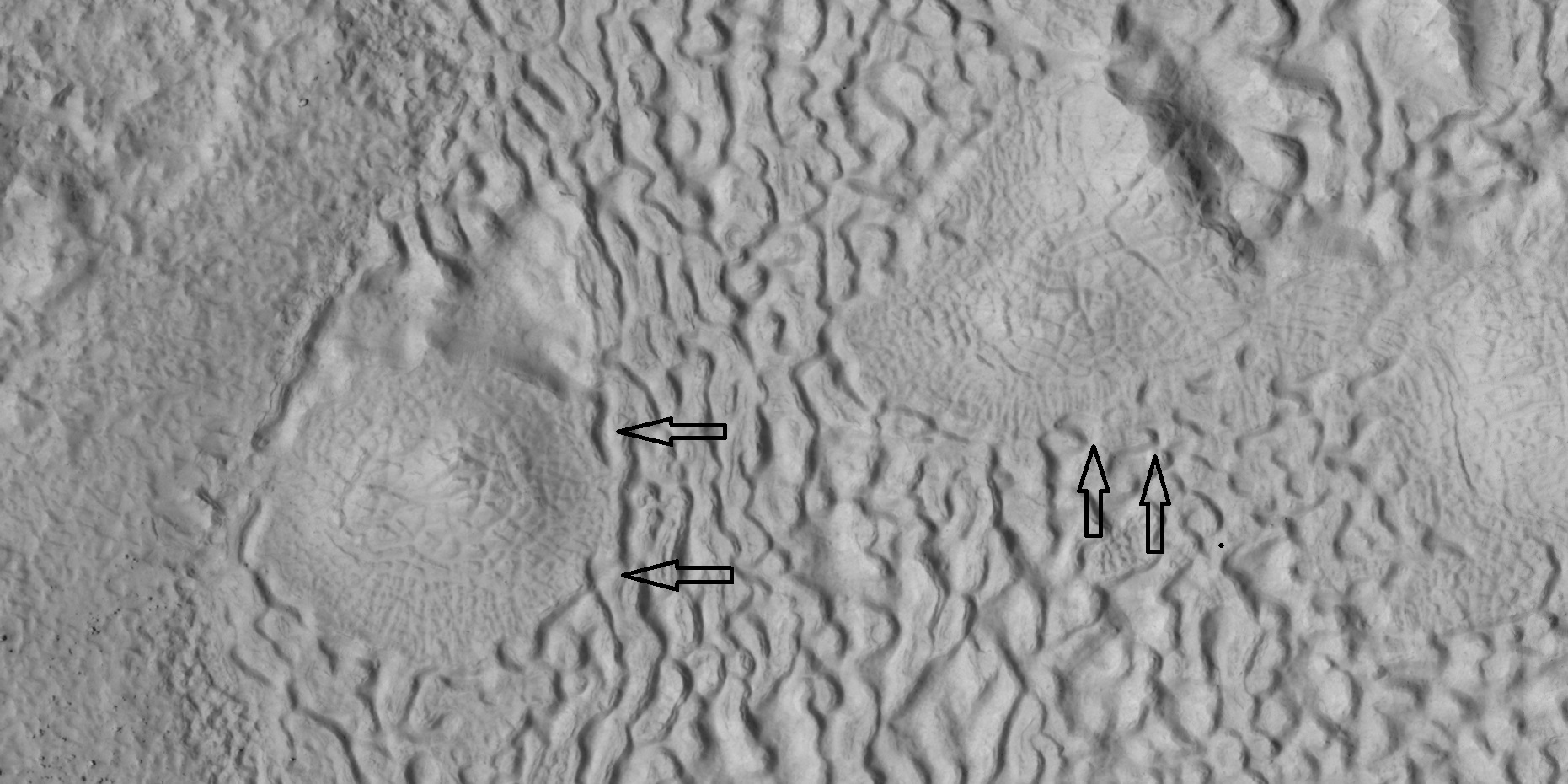
Ampliación de la imagen anterior usando HiView: formación de un terreno cerebral. Las flechas indican puntos donde el terreno cerebral comienza a formarse
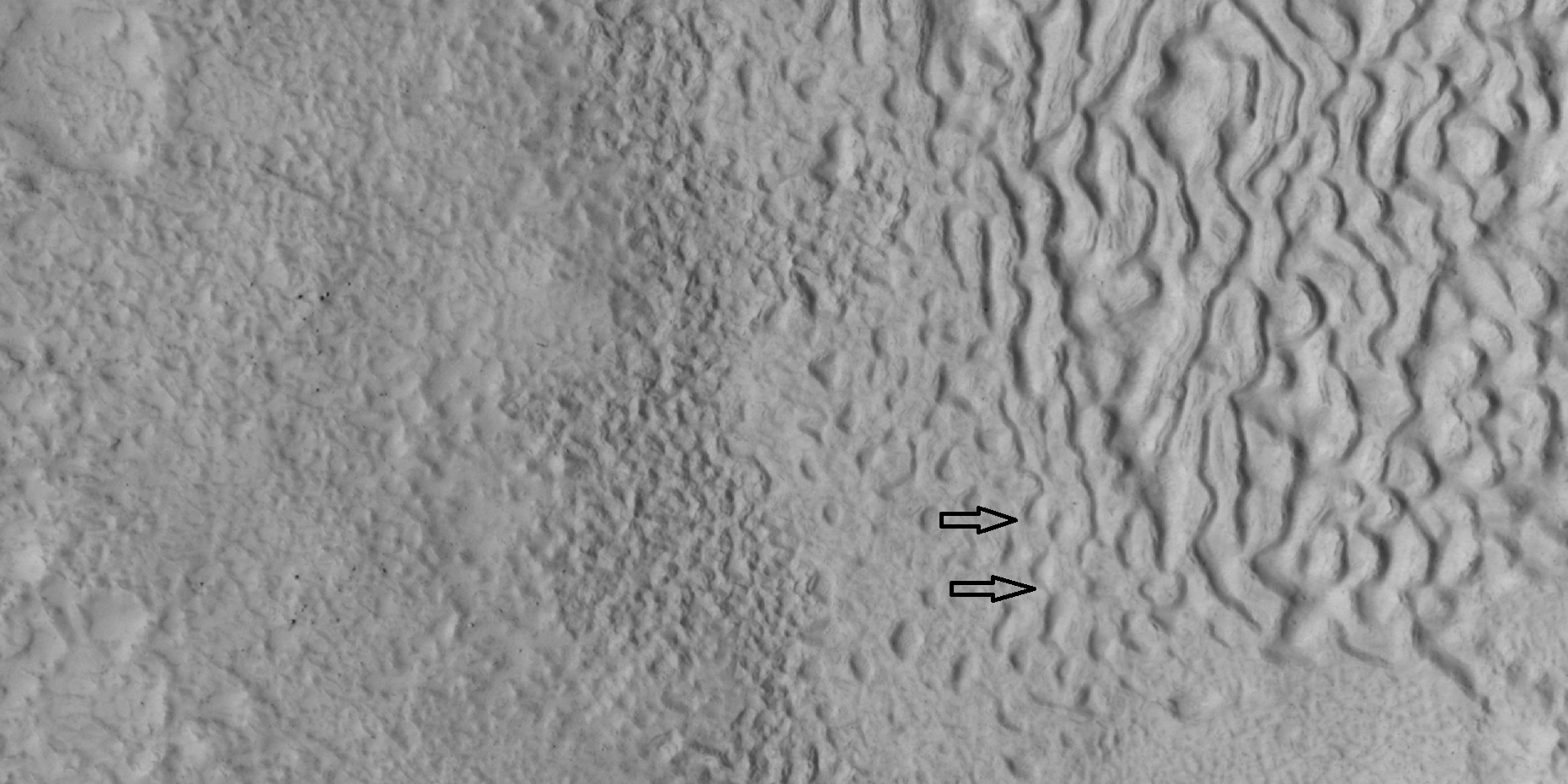
Ampliación de la imagen anterior usando HiView: formación de un terreno cerebral. Las flechas indican puntos donde el terreno cerebral comienza a formarse
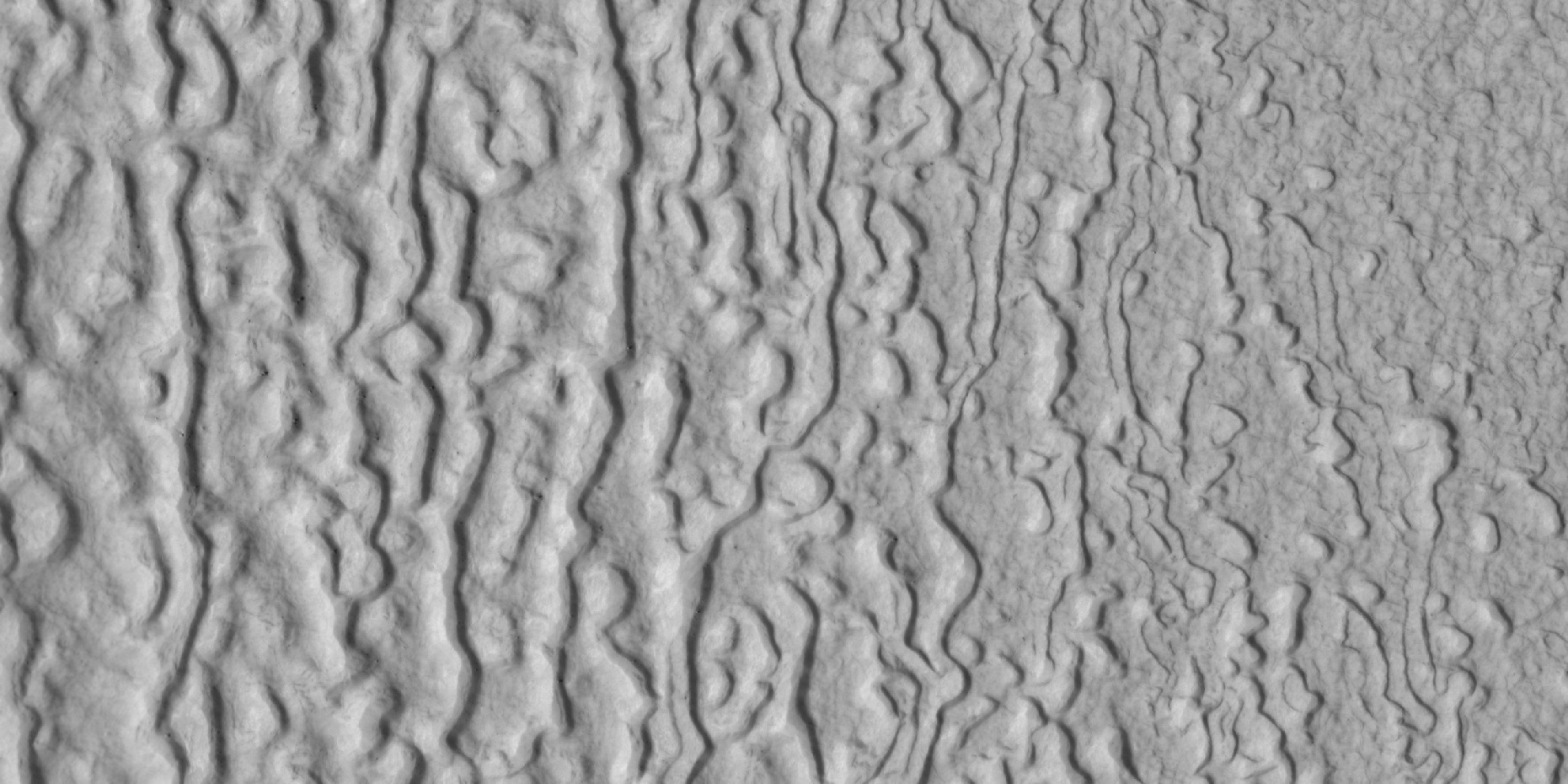
Ampliación de la imagen anterior usando HiView: formación de un terreno cerebral
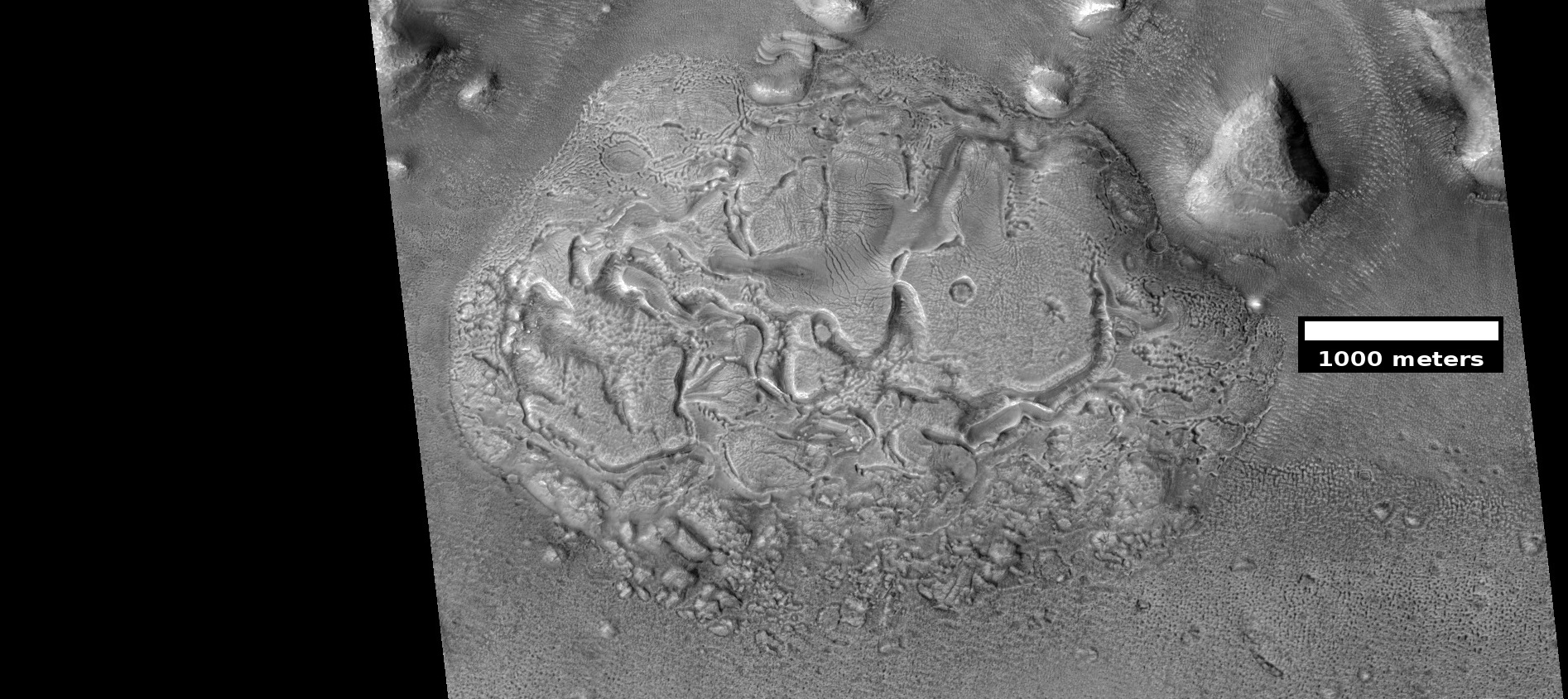
Vista ampliada del terreno cerebral en proceso de formación
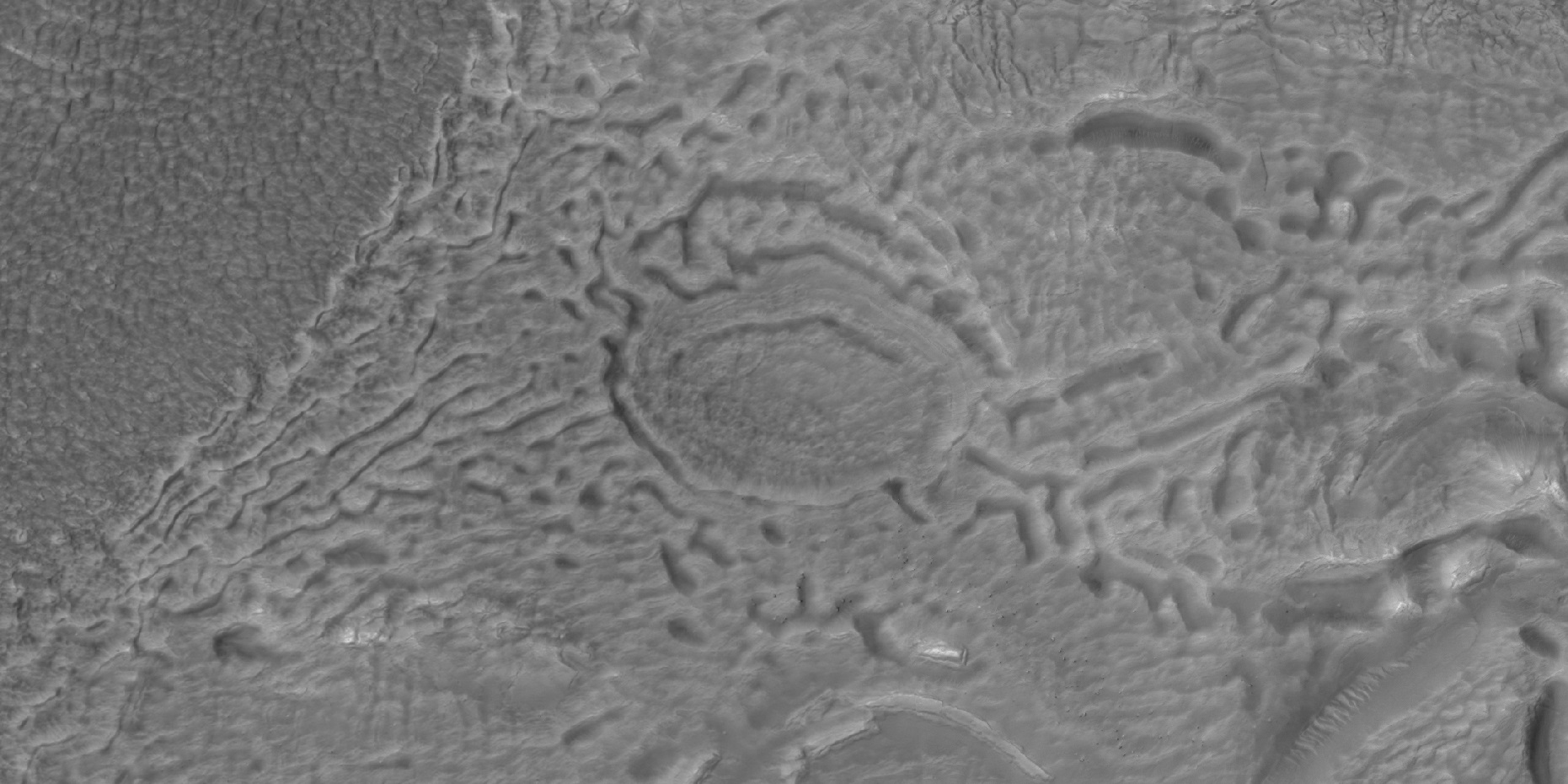
Ampliación de la imagen anterior usando HiView: formación de un terreno cerebral
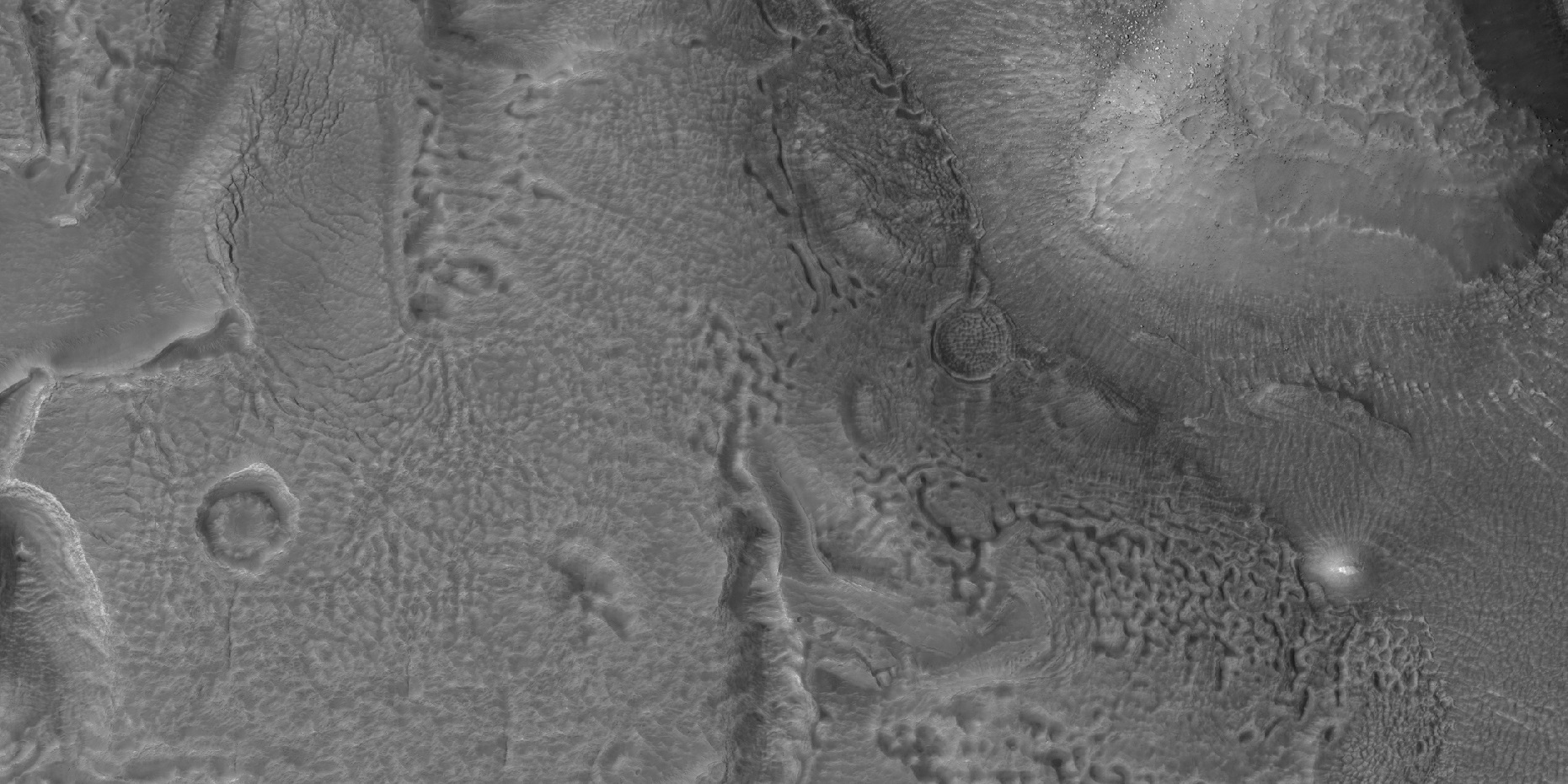
Ampliación de la imagen anterior usando HiView: formación de un terreno cerebral
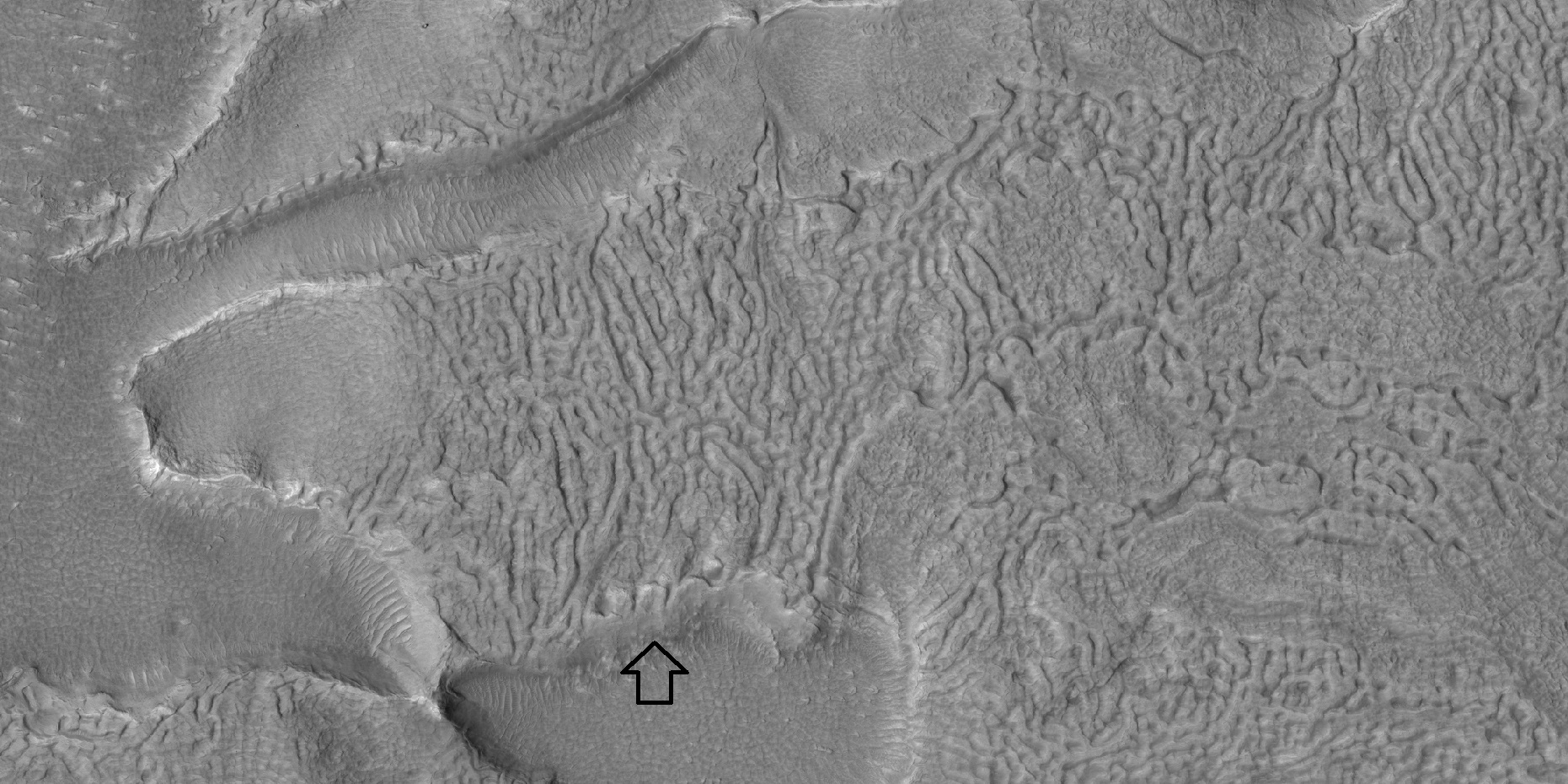
Terreno del cerebro con una vista lateral, como lo ve HiRISE en el programa HiWish. La flecha muestra dónde es visible una vista lateral del terreno del cerebro
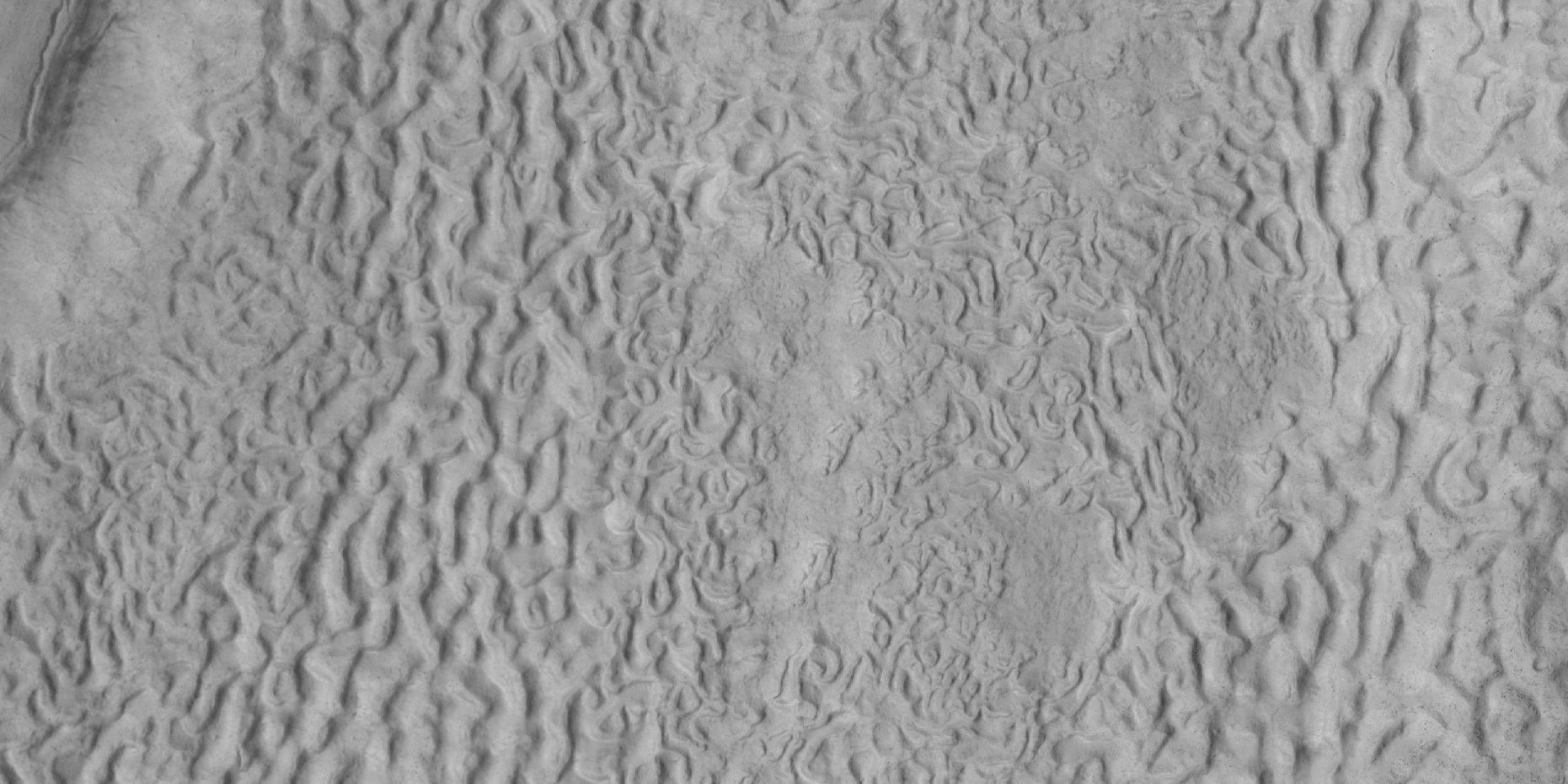
Detalle del terrneno cerebral. La sección media se denomina terreno cerebral cerrado
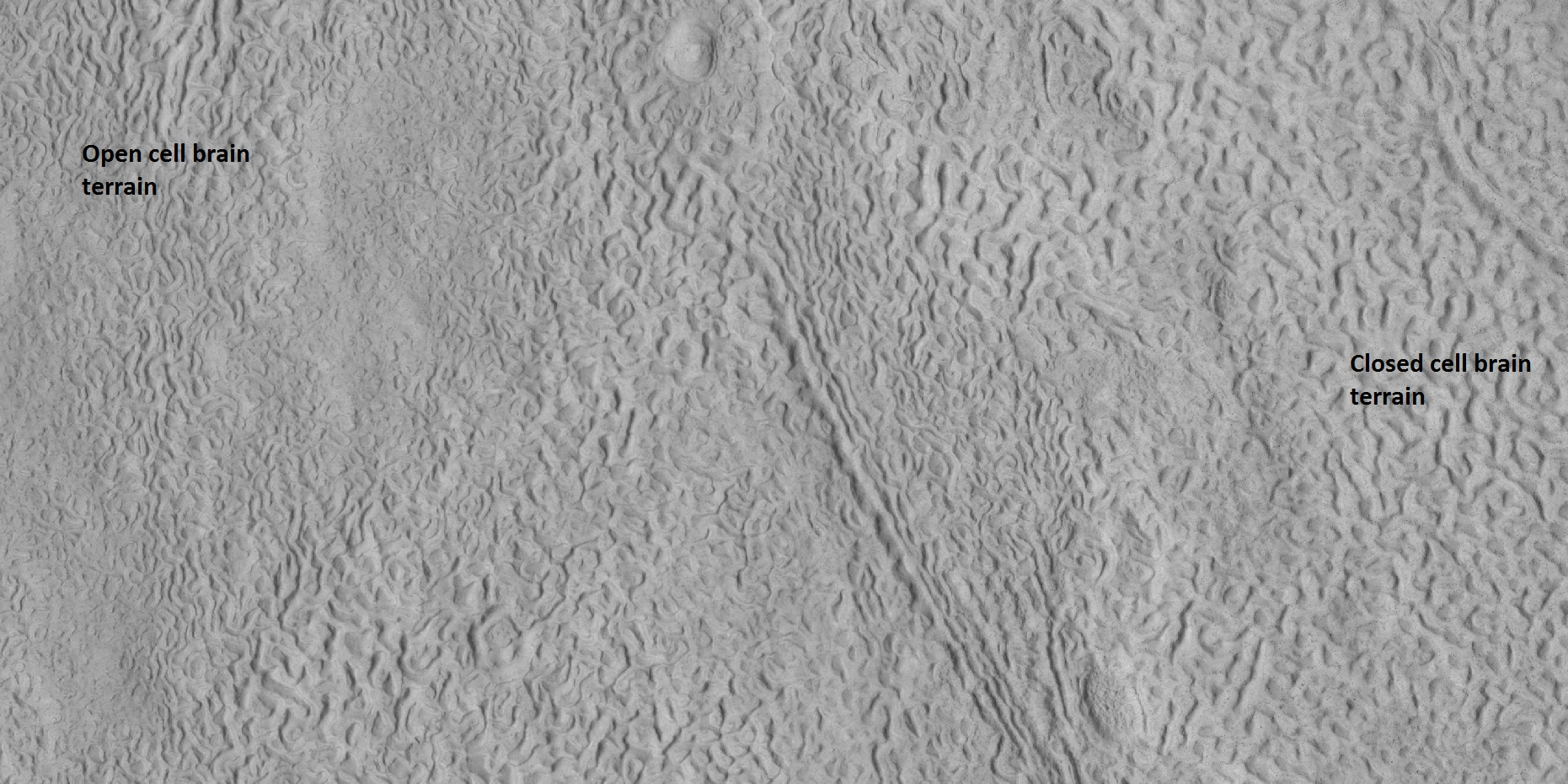
Distinción enter terreno cerebral abierto y cerrado
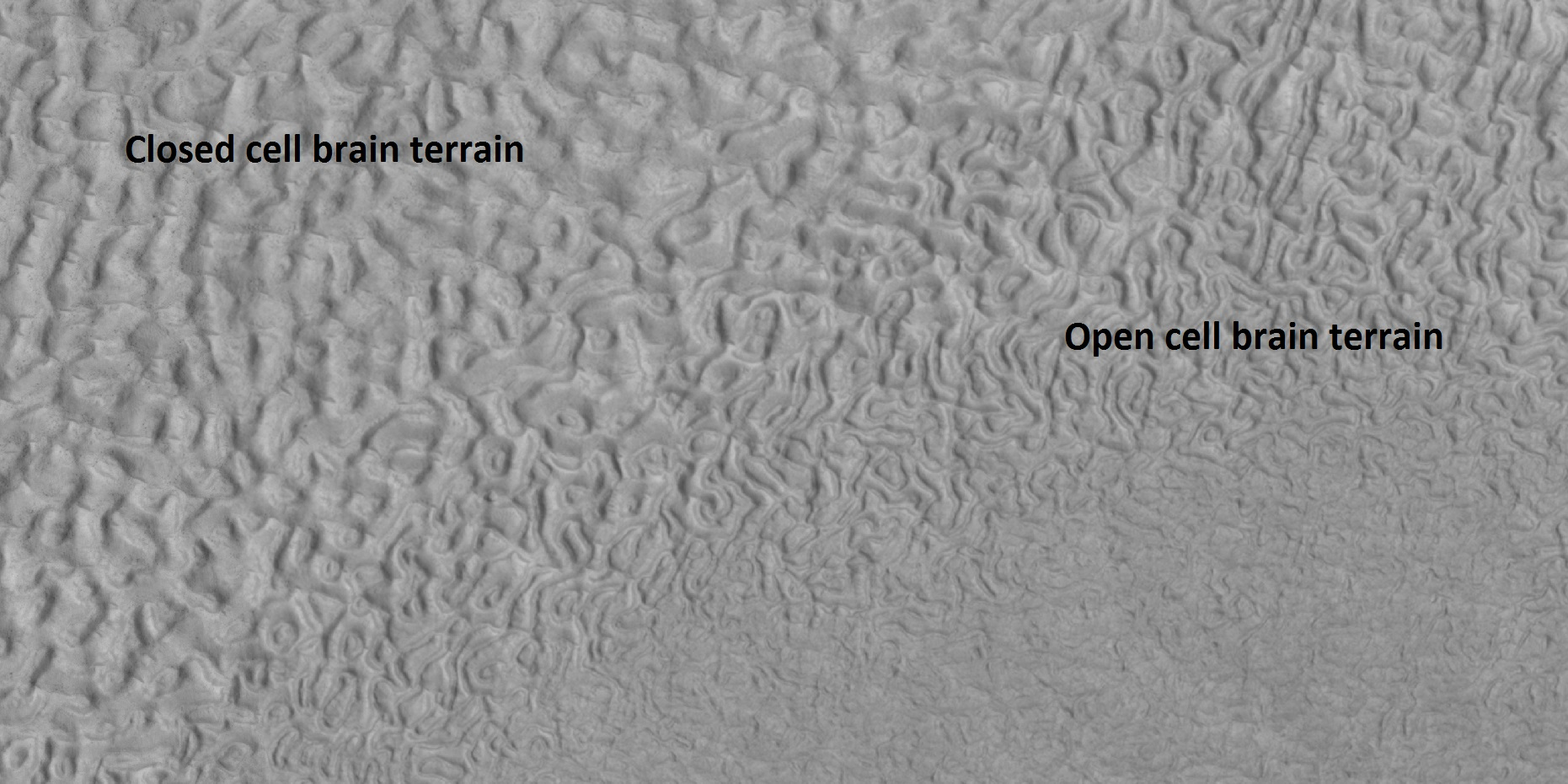
Distinción enter terreno cerebral abierto y cerrado
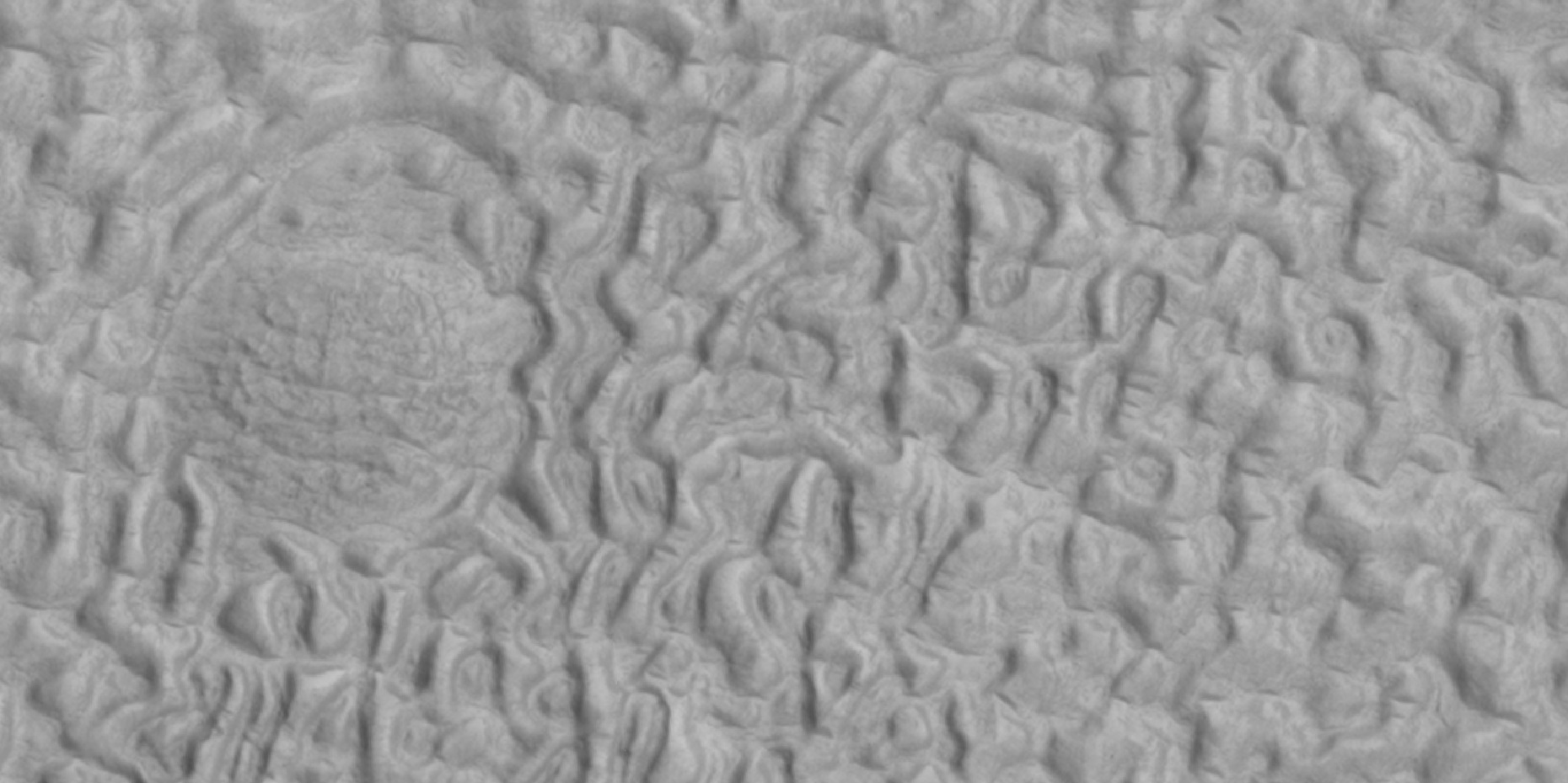
Vista ampliada del terreno cerebral en proceso de formación
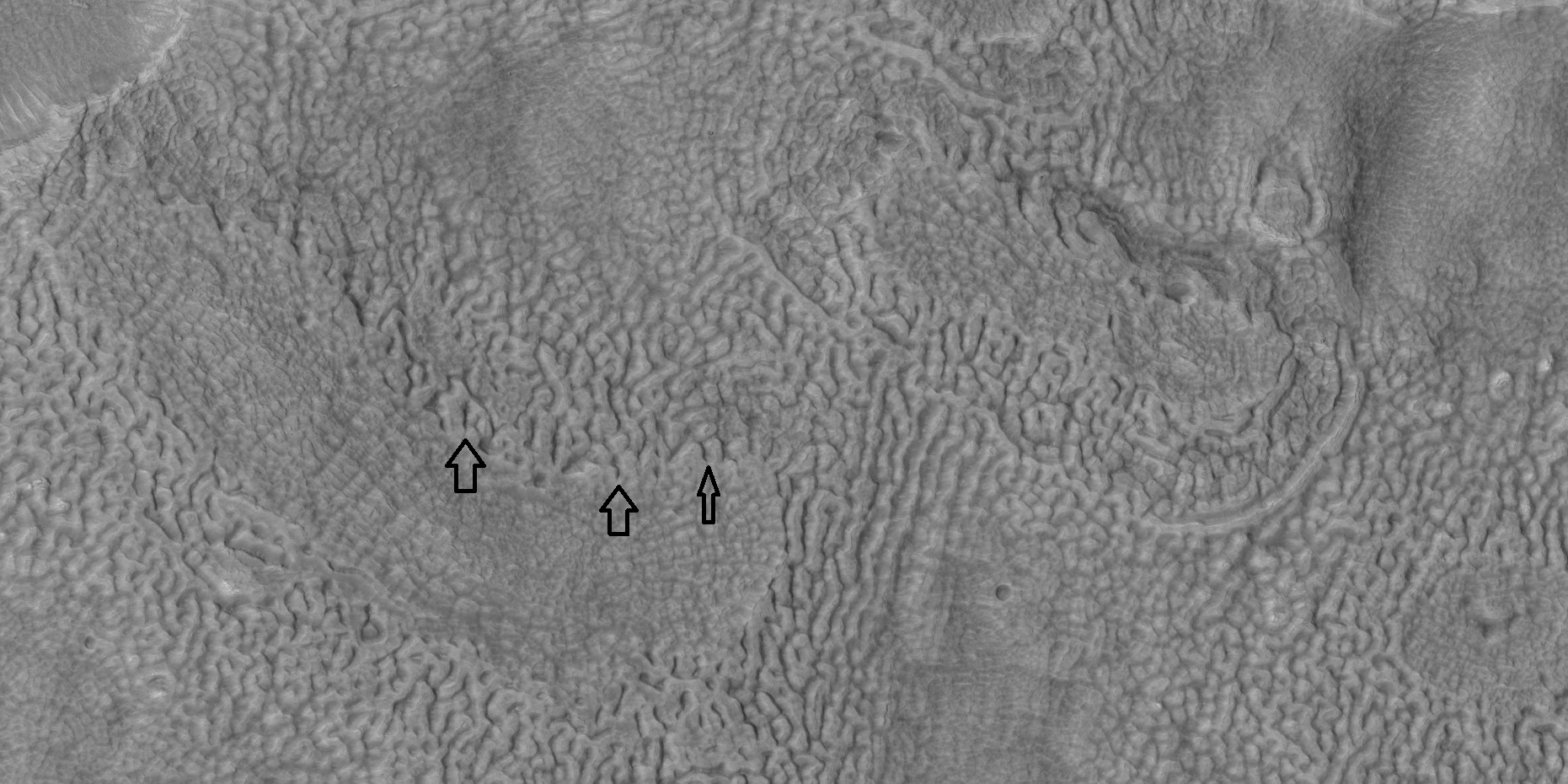
Vista ampliada del terreno cerebral en proceso de formación. Las flechas apuntan a lugares donde el terreno cerebral comienza a formarse.
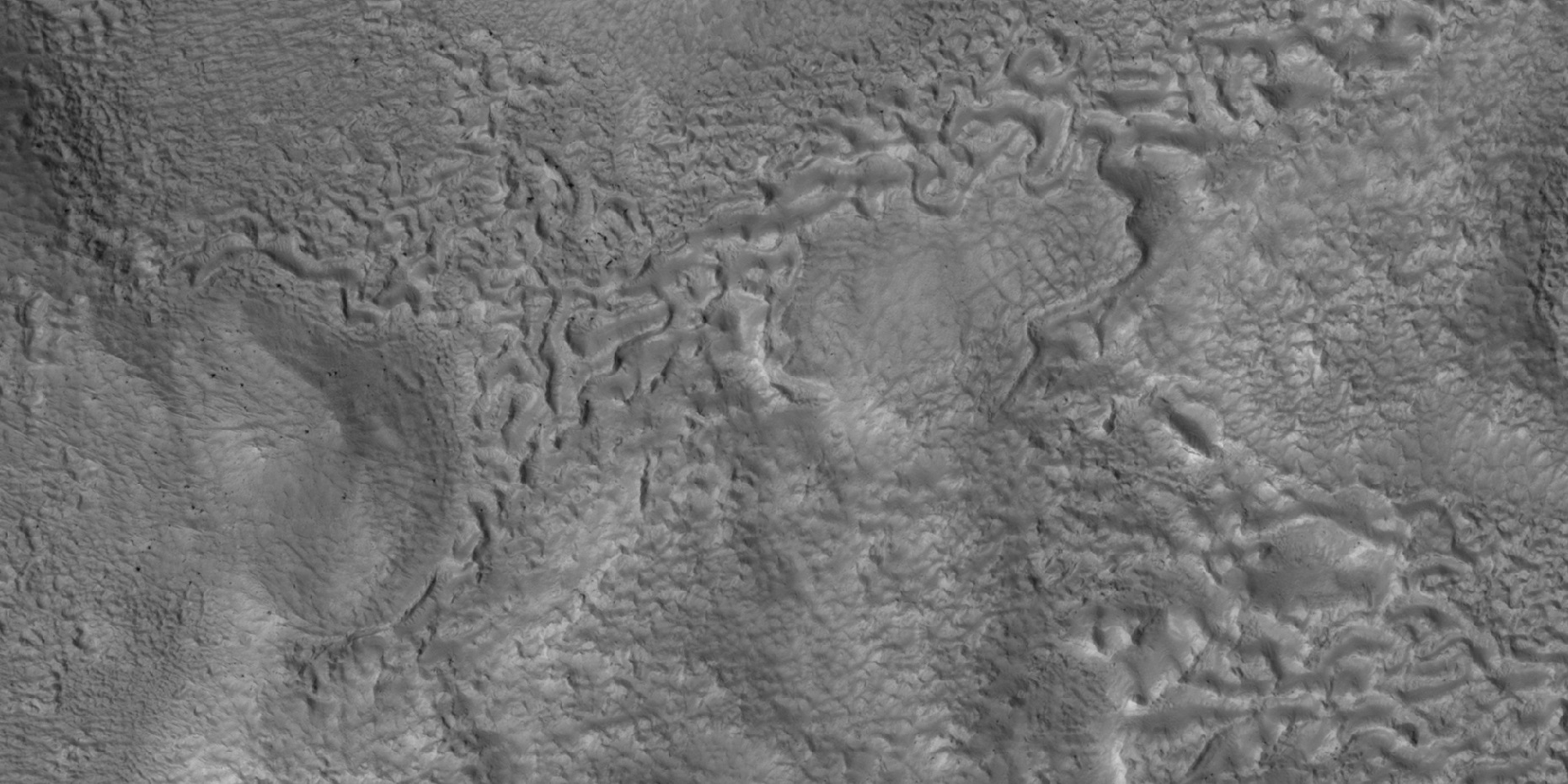
Detalle del terrneno cerebral

Algunas regiones de la unidad de llanuras superiores presentan grandes fracturas y depresiones con bordes elevados; estas regiones se denominan llanuras superiores acanaladas. Se cree que las fracturas comenzaron con pequeñas grietas debidas a tensiones. Se sugiere el estrés para iniciar el proceso de fractura, ya que las planicies superiores acanaladas son comunes cuando los delantales de escombros se juntan o cerca del borde de los delantales de escombros; tales sitios generarían tensiones de compresión. Las grietas expusieron más superficies y, en consecuencia, más hielo en el material se sublima en la delgada atmósfera del planeta. Eventualmente, las pequeñas grietas se convierten en grandes cañones o depresiones. Las imágenes a continuación fueron tomadas con la cámara HiRISE y su programa HiWish.

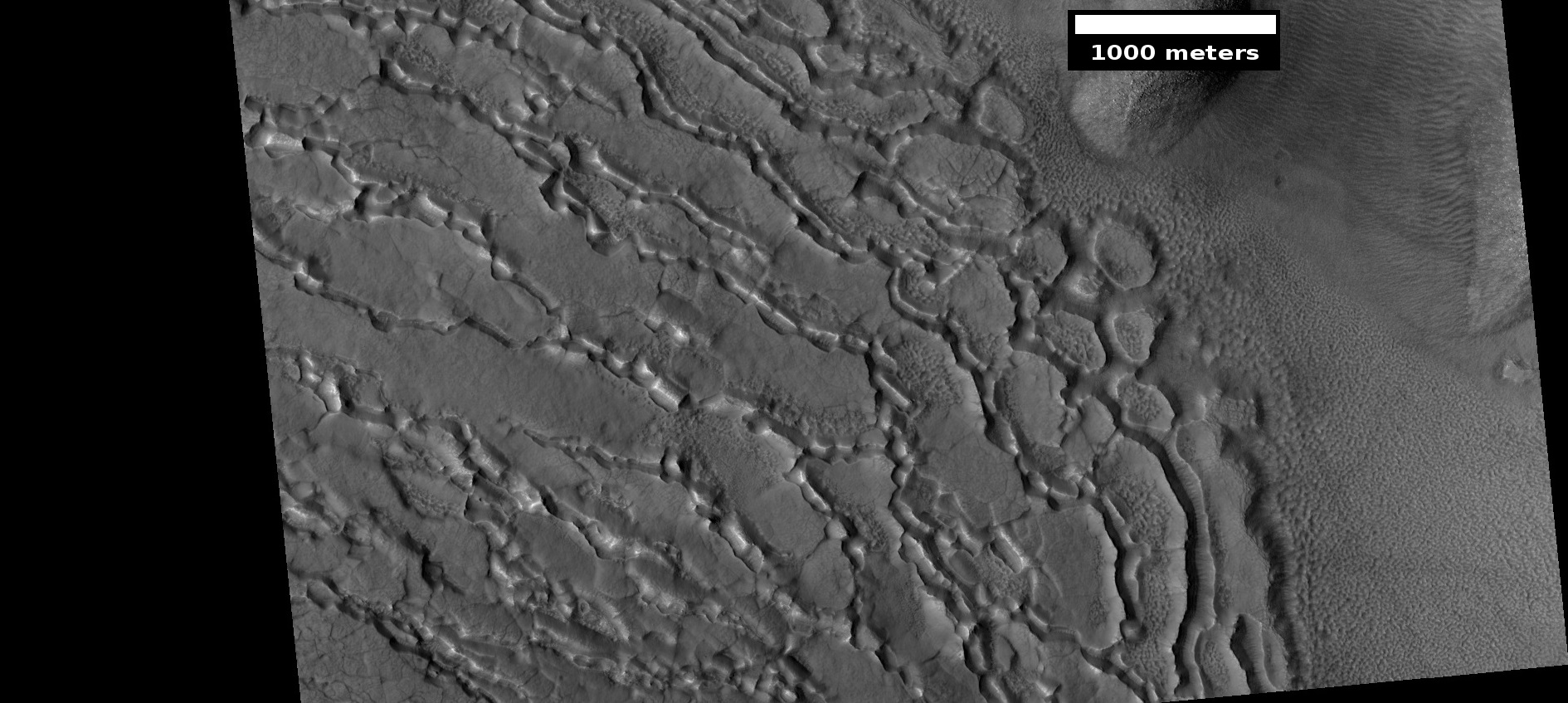
Material liso superior y acanalado bien desarrollado. Estos comienzan con pequeñas grietas que se expanden a medida que el hielo se sublima de las superficies de la grieta
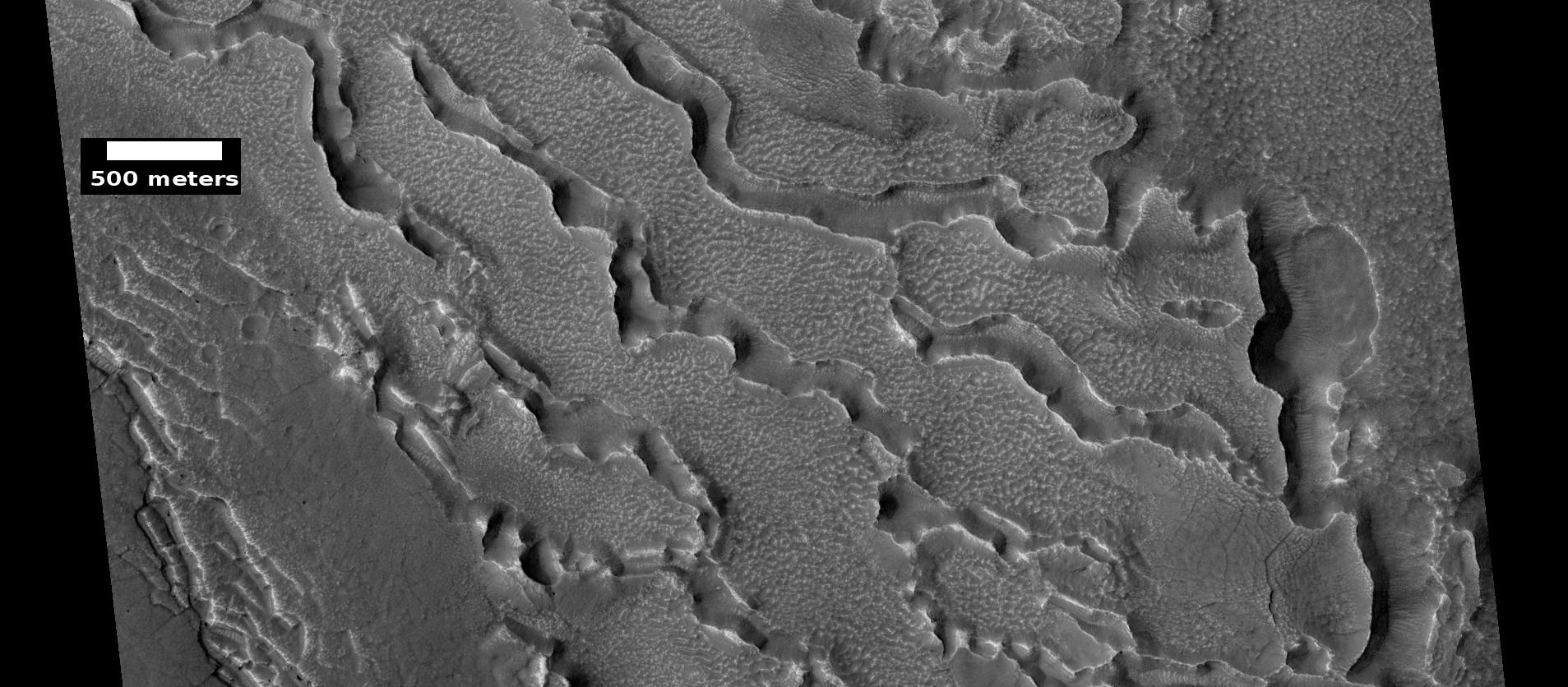
Grietas pequeñas y grandes. Las pequeñas grietas a la izquierda se agrandarán debido a la sublimación del hielo molido. Una grieta expone más superficie de área, por lo que aumenta enormemente la sublimación en el fino aire marciano
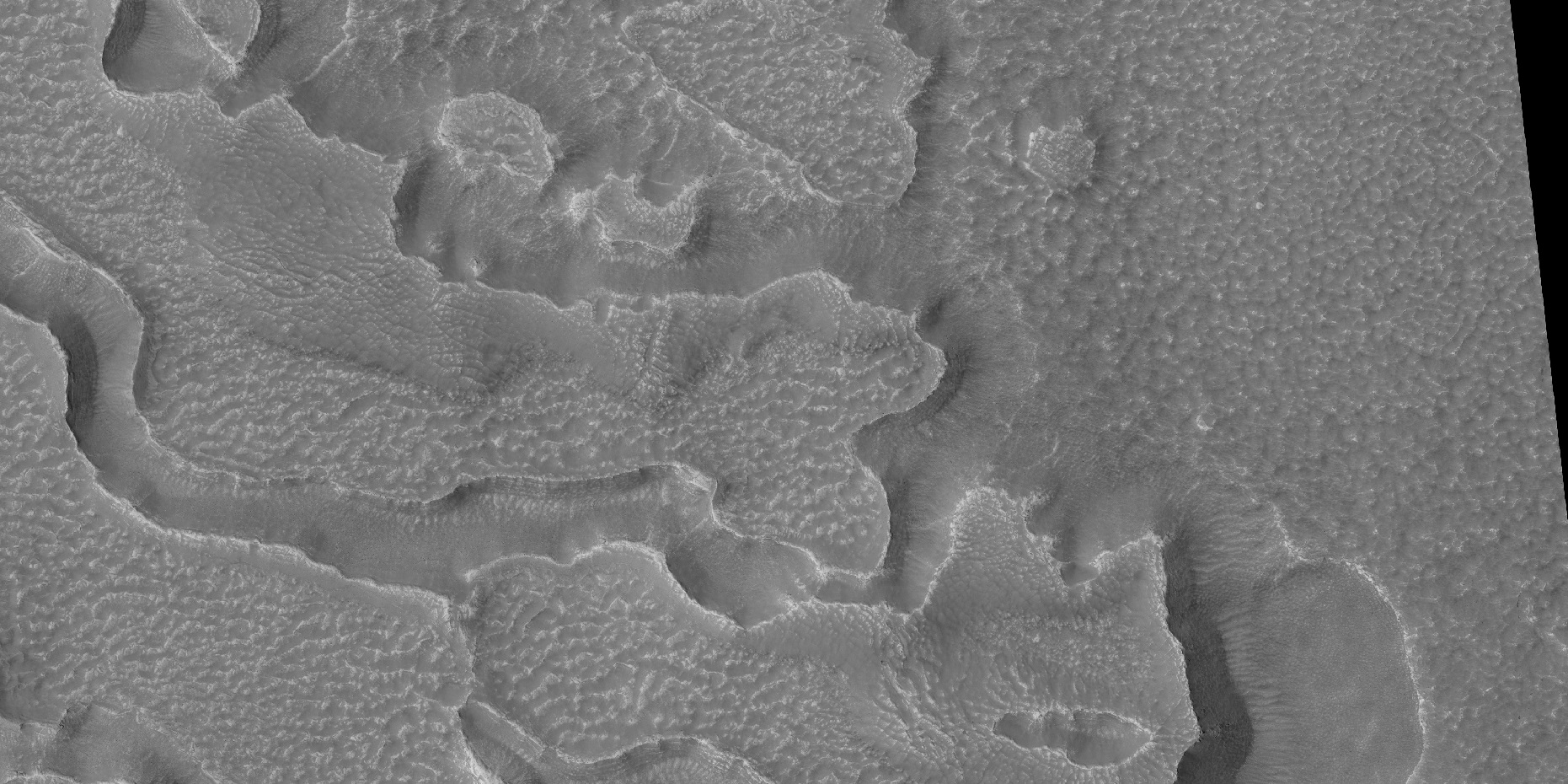
Detalle de los cañones de la imagen anterior
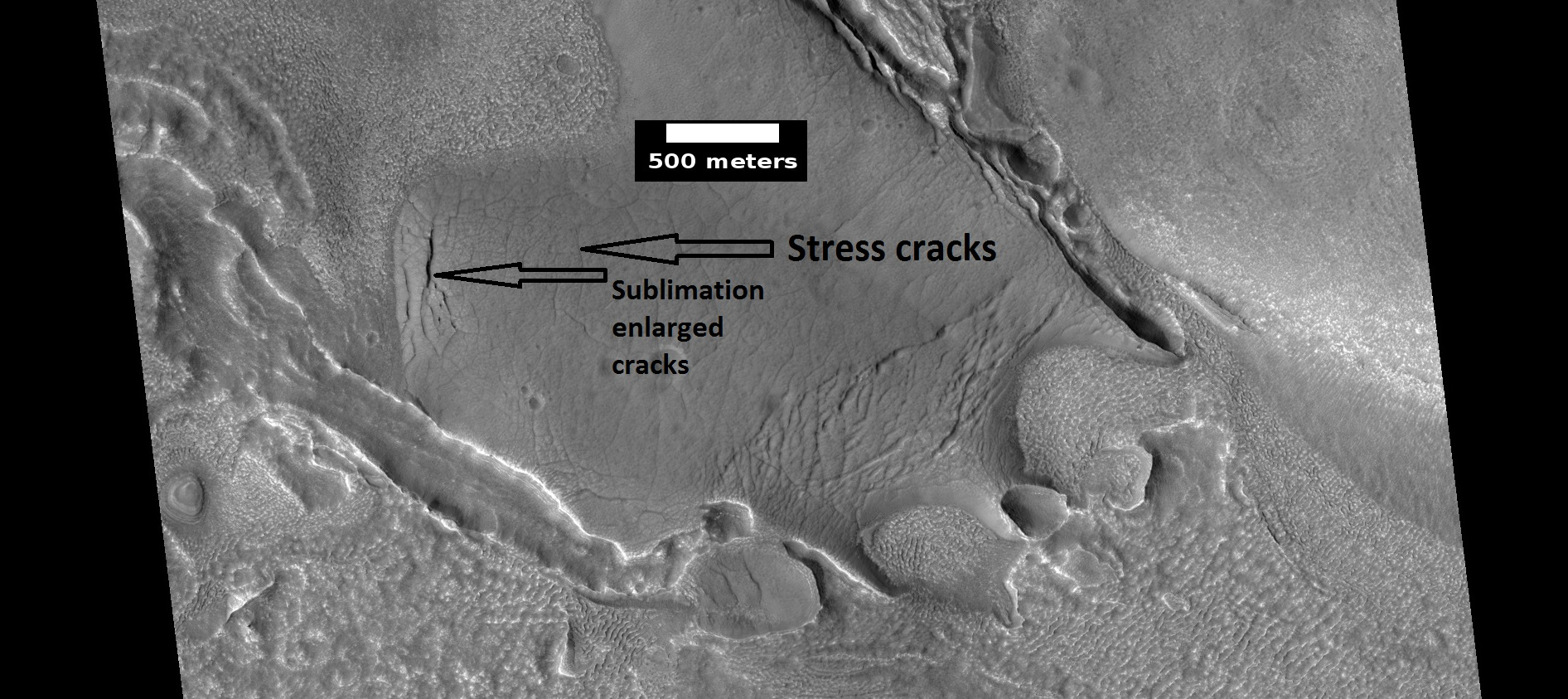
Vista de grietas por tensión y grietas de mayor tamaño que se han agrandado por sublimación (el hielo se convierte directamente en gas). Este puede ser el comienzo de un terreno estriado
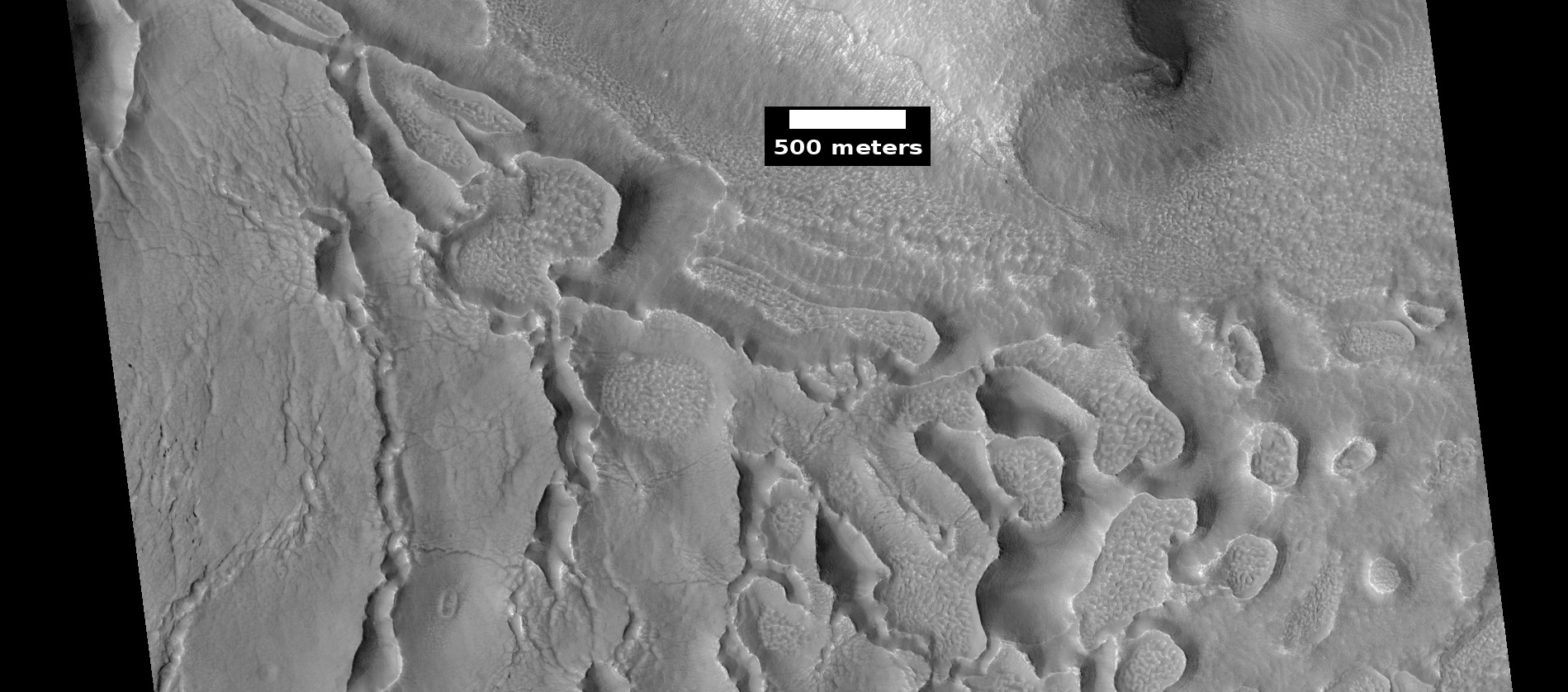
Evolución del terreno estriado a partir de grietas por tensión: las grietas a la izquierda eventualmente se agrandarán y se convertirán en terreno estriado hacia el lado derecho de la imagen
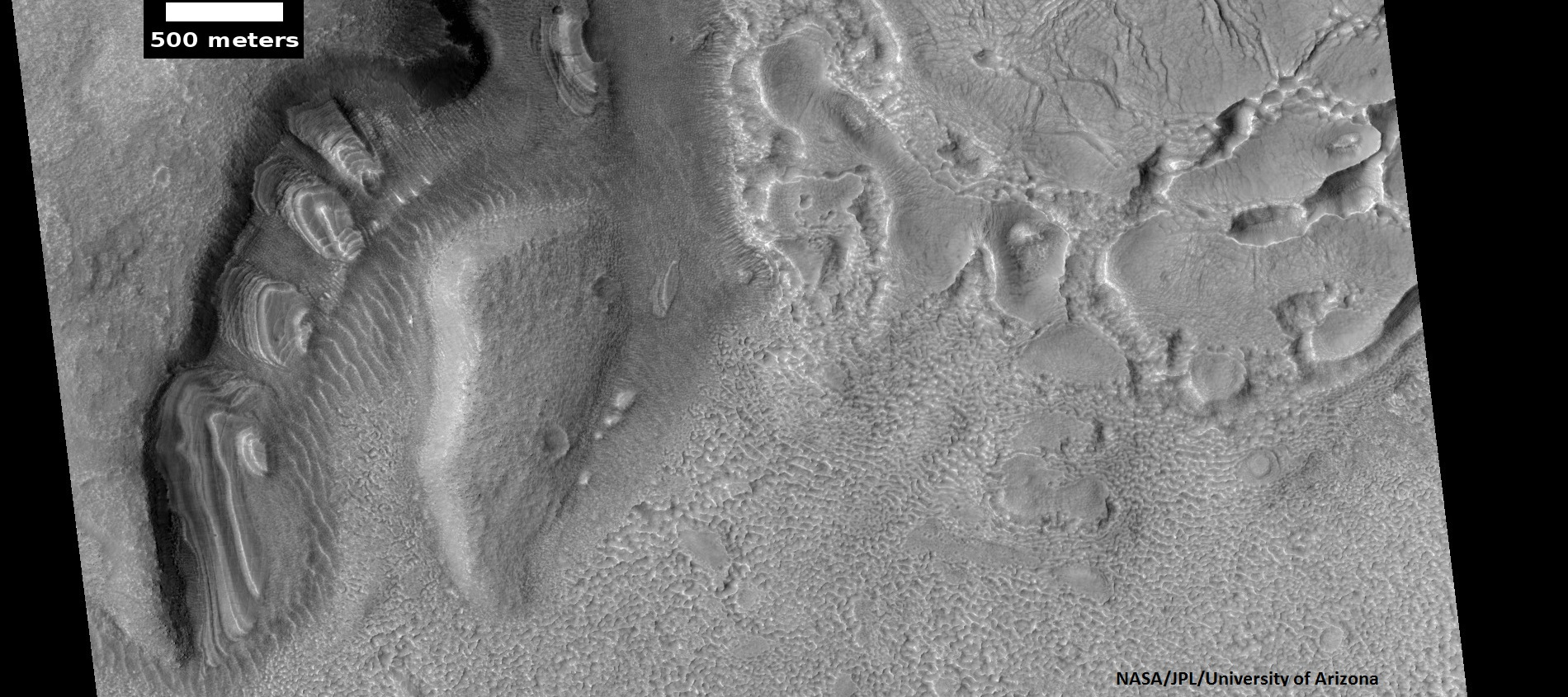
Capas de inmersión, el material corrugado de las llanuras altas es visible en la parte superior derecha de la imagen. Se están formando a partir de la unidad de las llanuras superiores y, a su vez, se está erosionando en el terreno cerebral
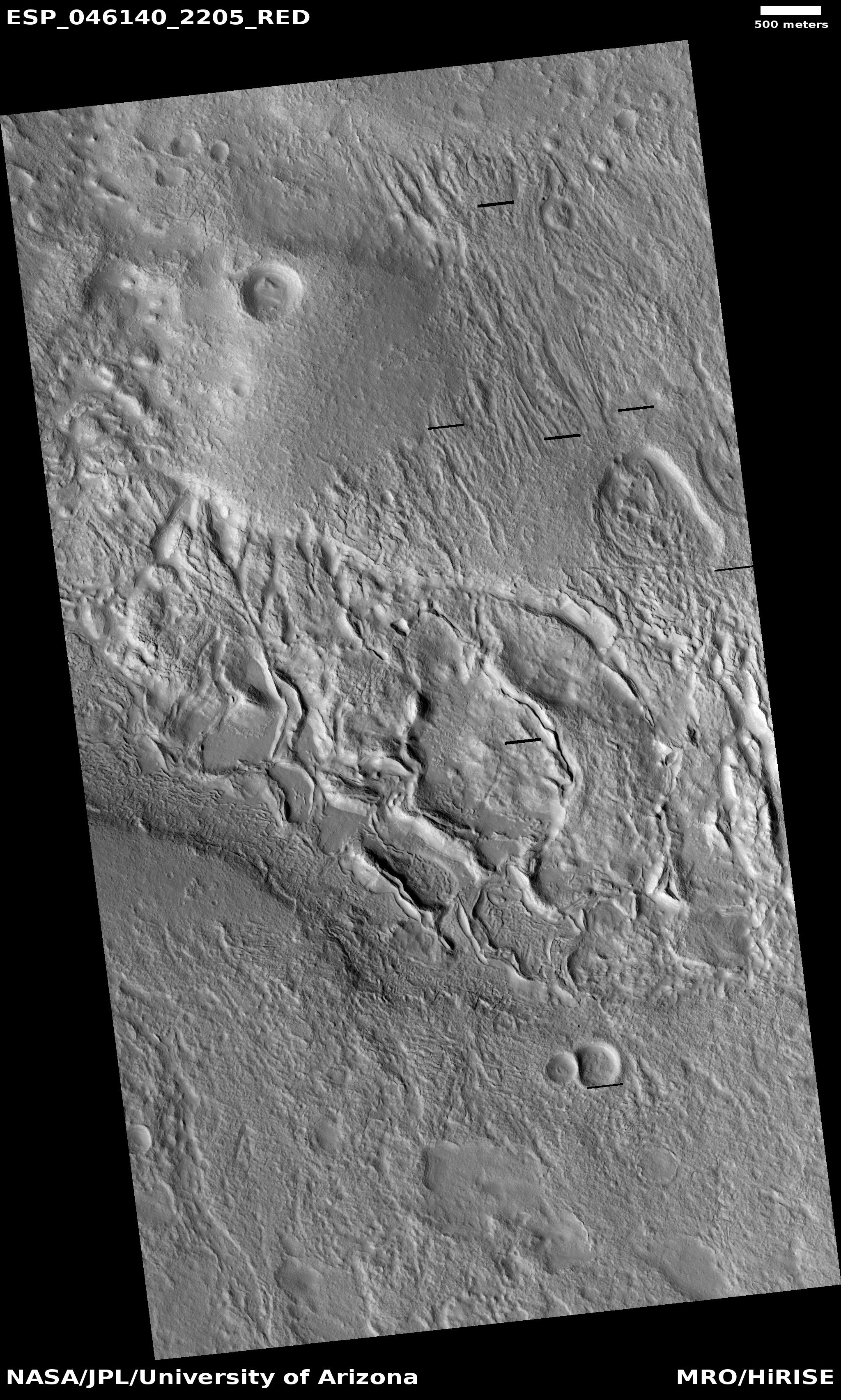
Vista ampliada del terreno estriado
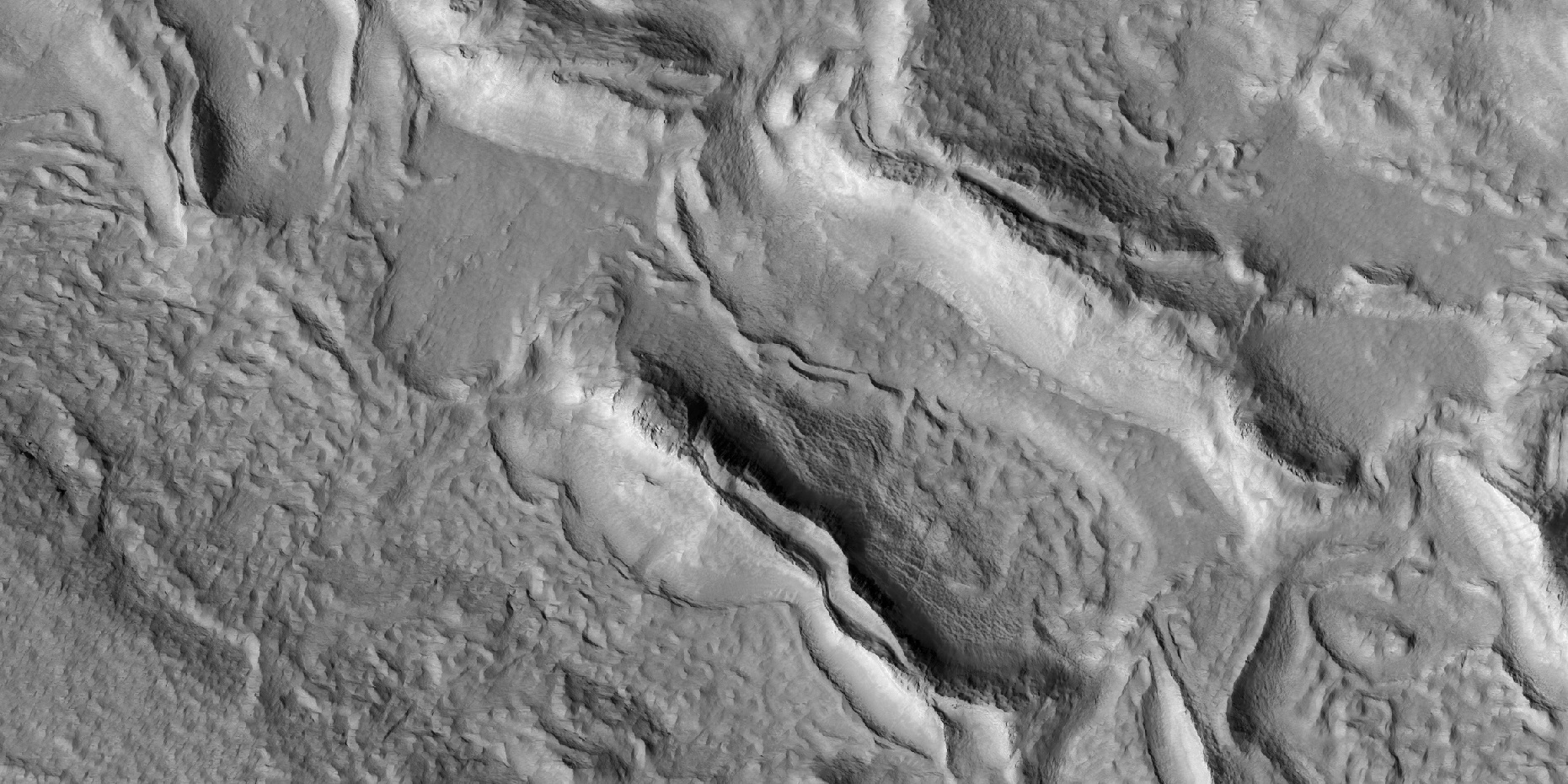
Detalle del terreno estriado
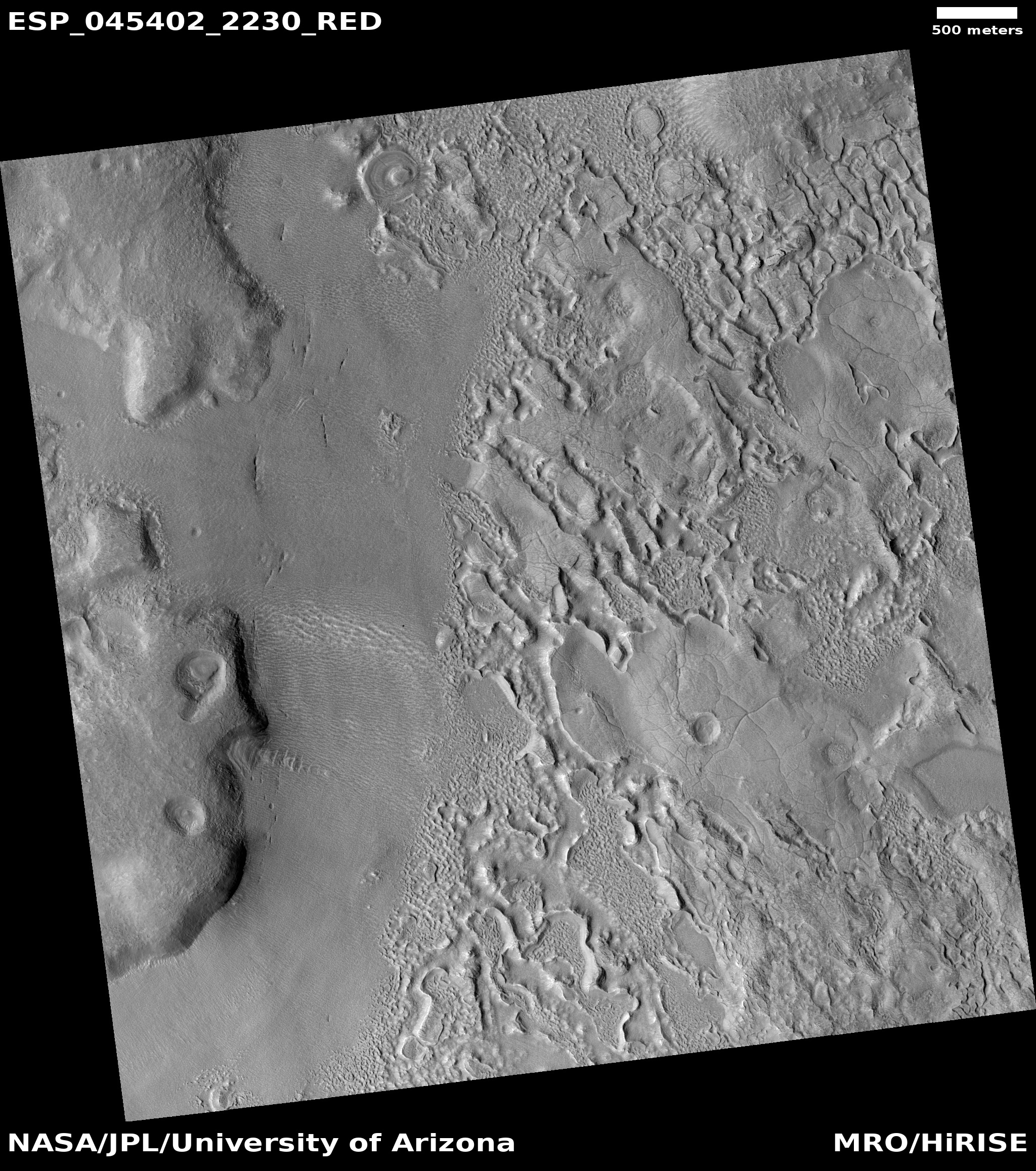
Vista ampliada del terreno estriado junto a terreno cerebral
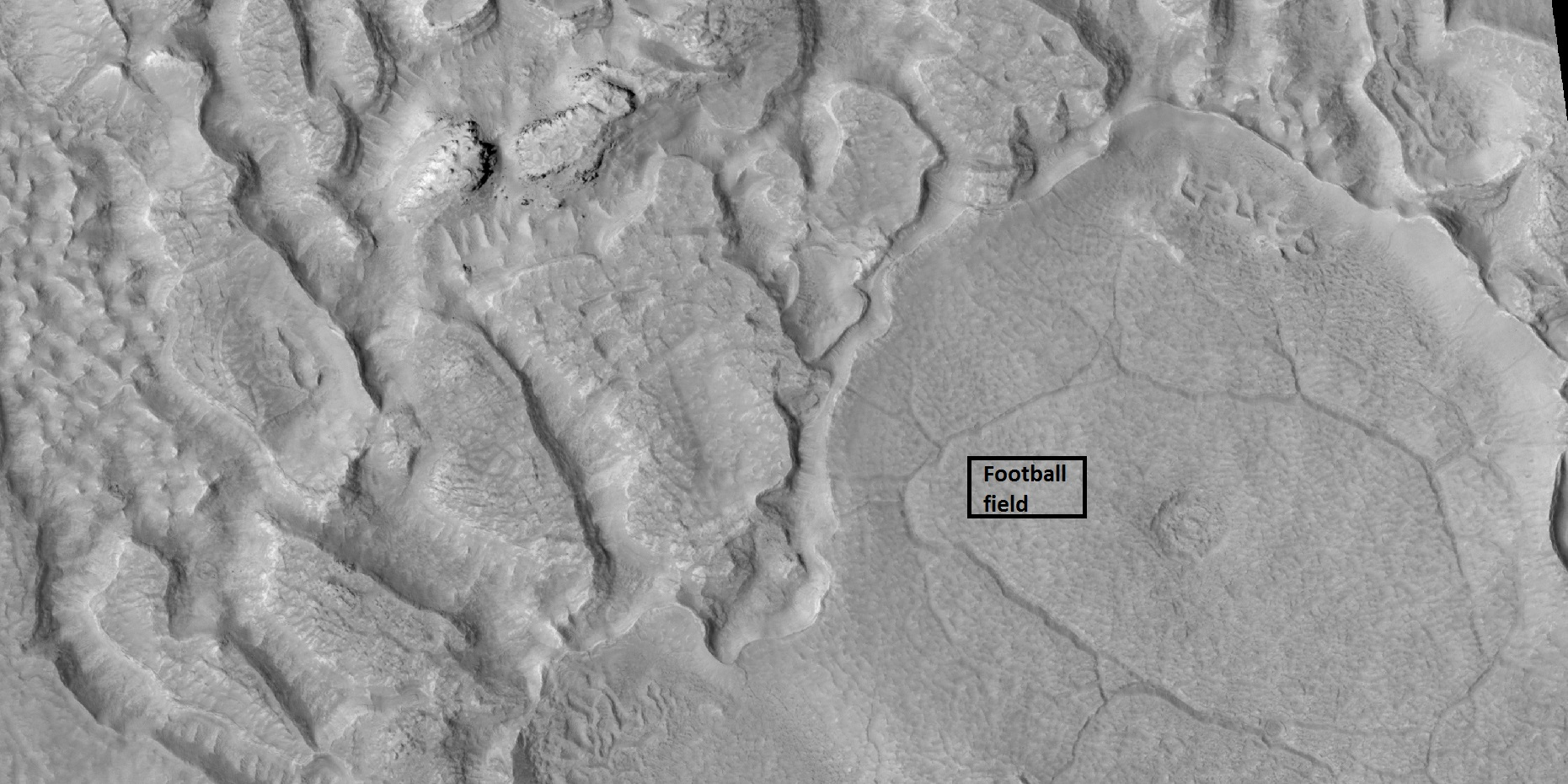
Terreno estriado que se forma a partir de la unidad de llanuras superiores. La formación comienza con grietas que promueven la sublimación. El cuadro muestra el tamaño de un campo de fútbol.
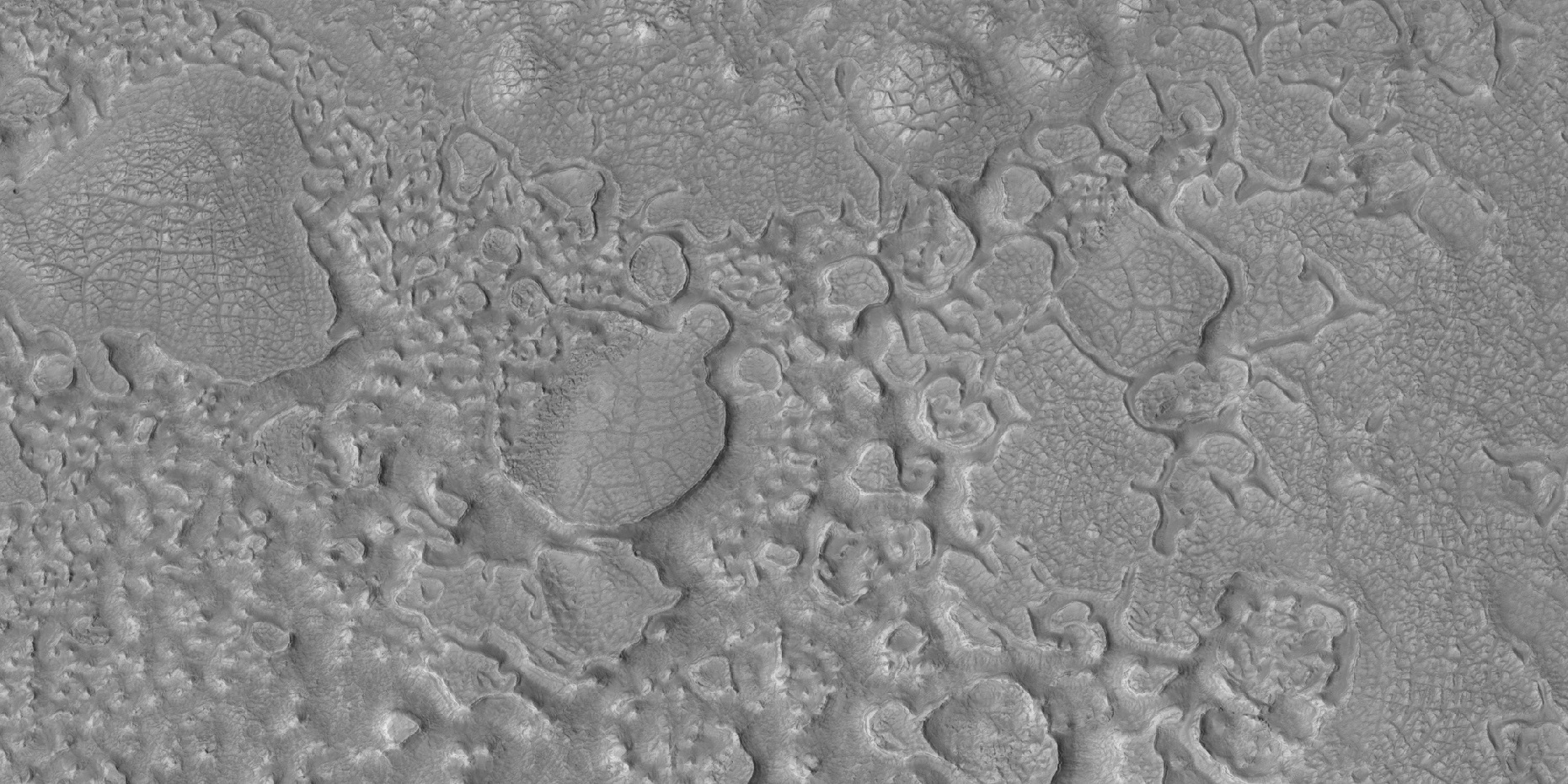
Formación de grietas en la superficie y luego se rompen a medida que se quita el hielo
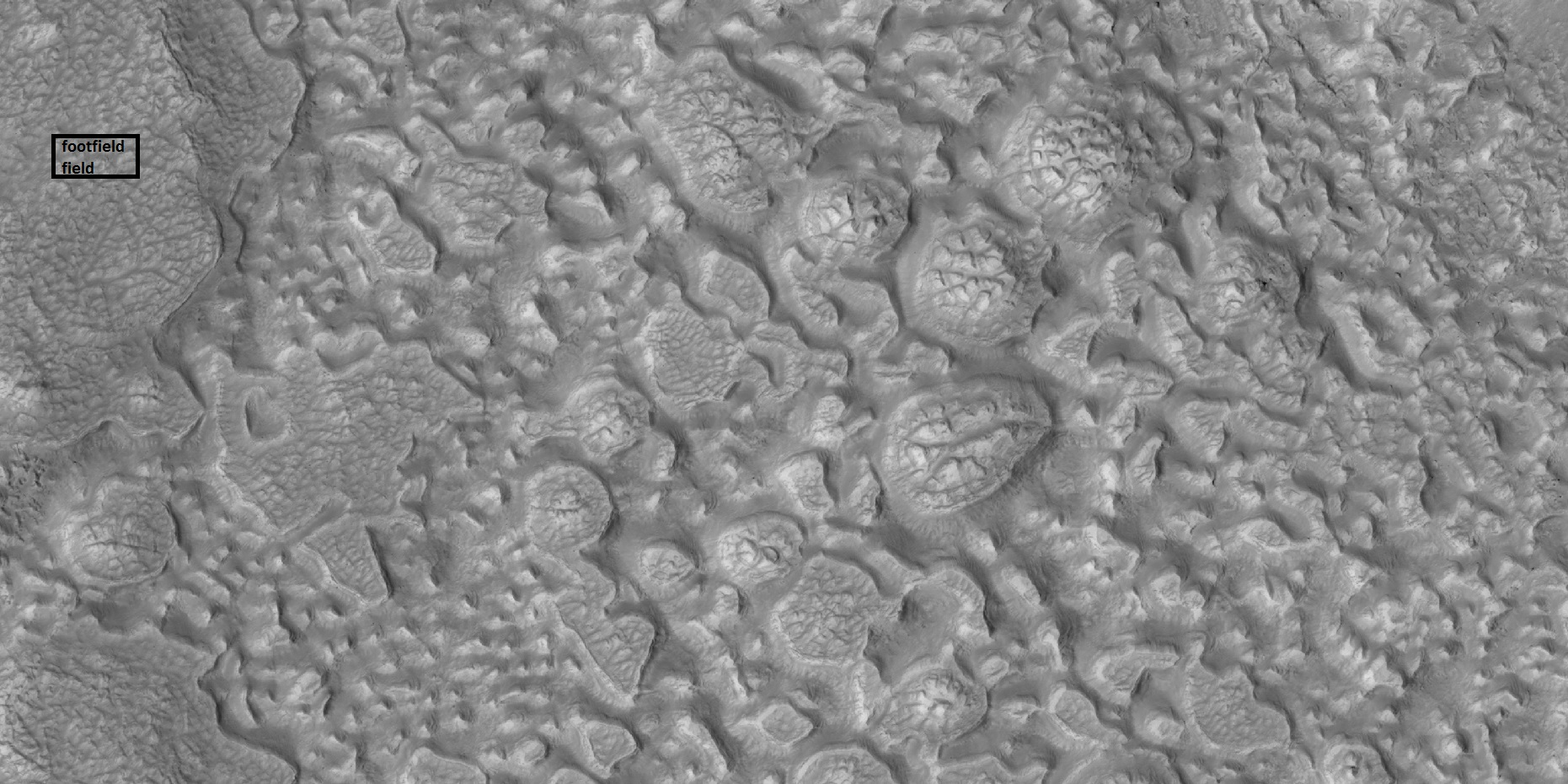
La superficie se rompe a medida que se quita el hielo. El recuadro muestra el tamaño de un campo de fútbol.
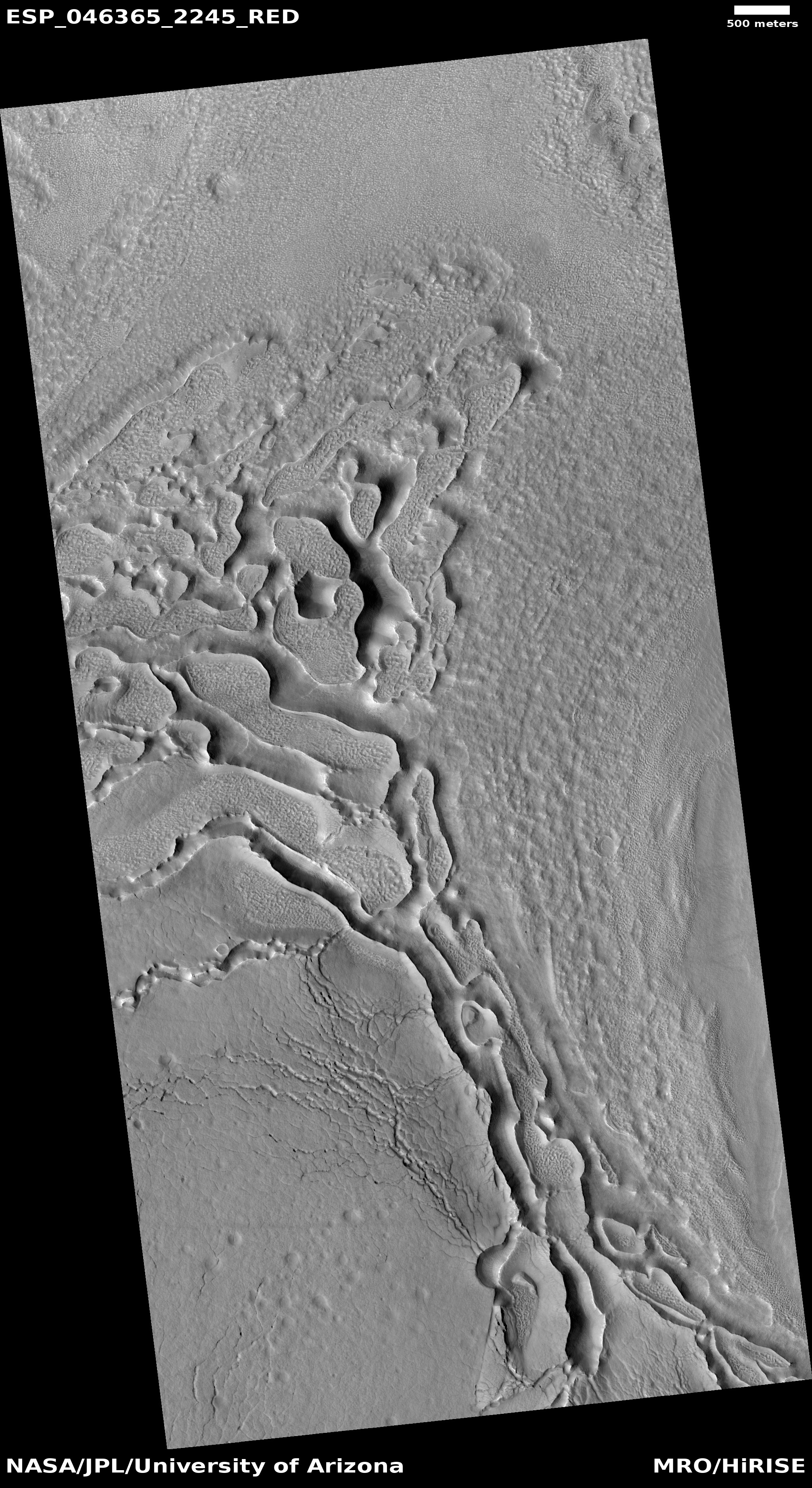
Vista ampliada del terreno causado por el hielo que sale del suelo
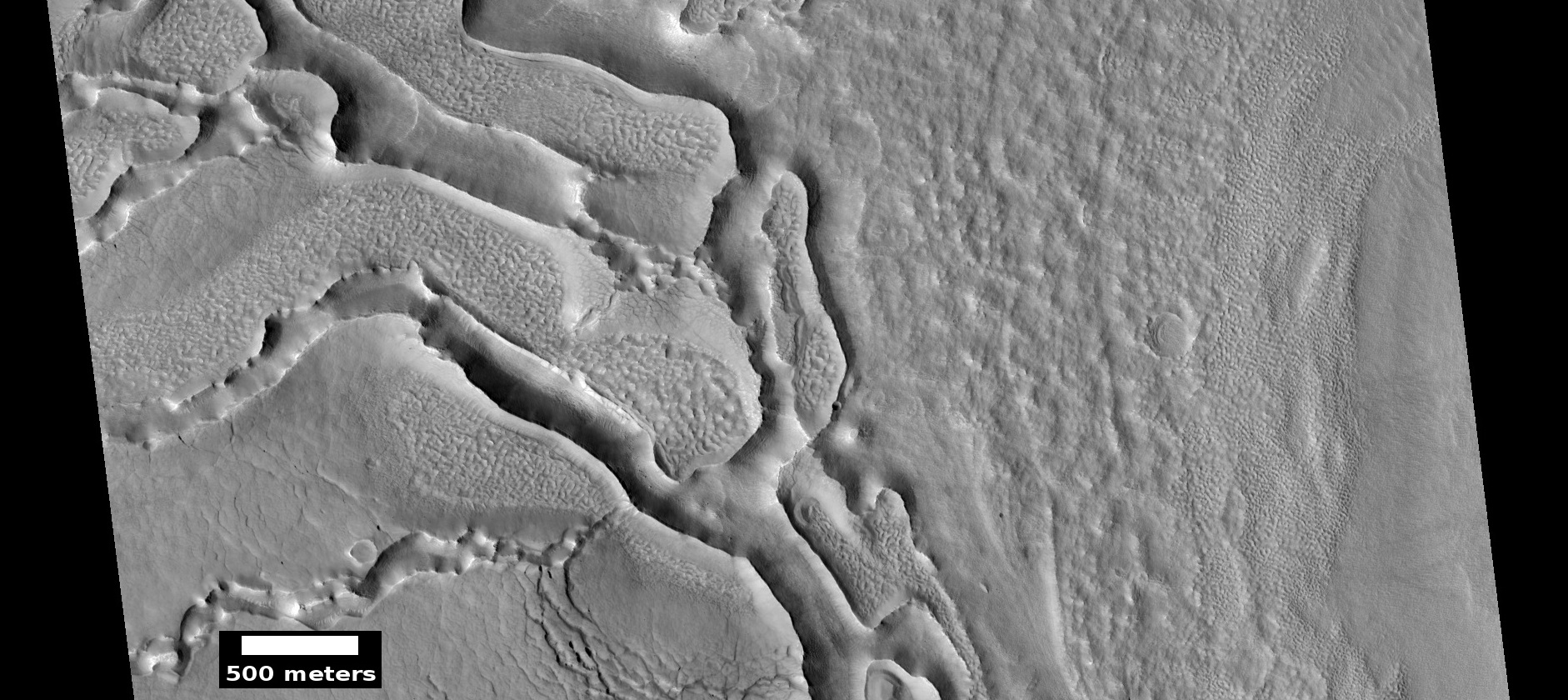
Vista ampliada del terreno causado por el hielo que sale del suelo
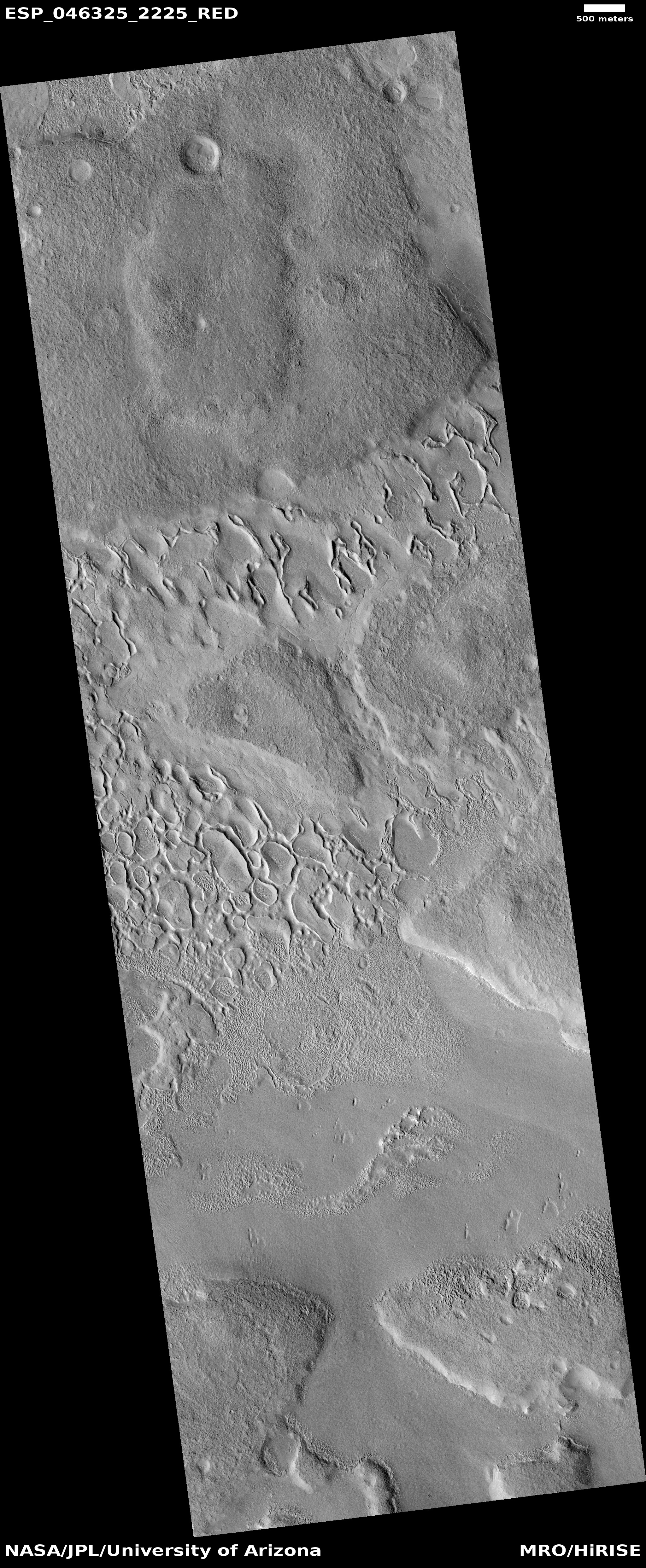
Vista ampliada del terreno causado por el hielo que sale del suelo
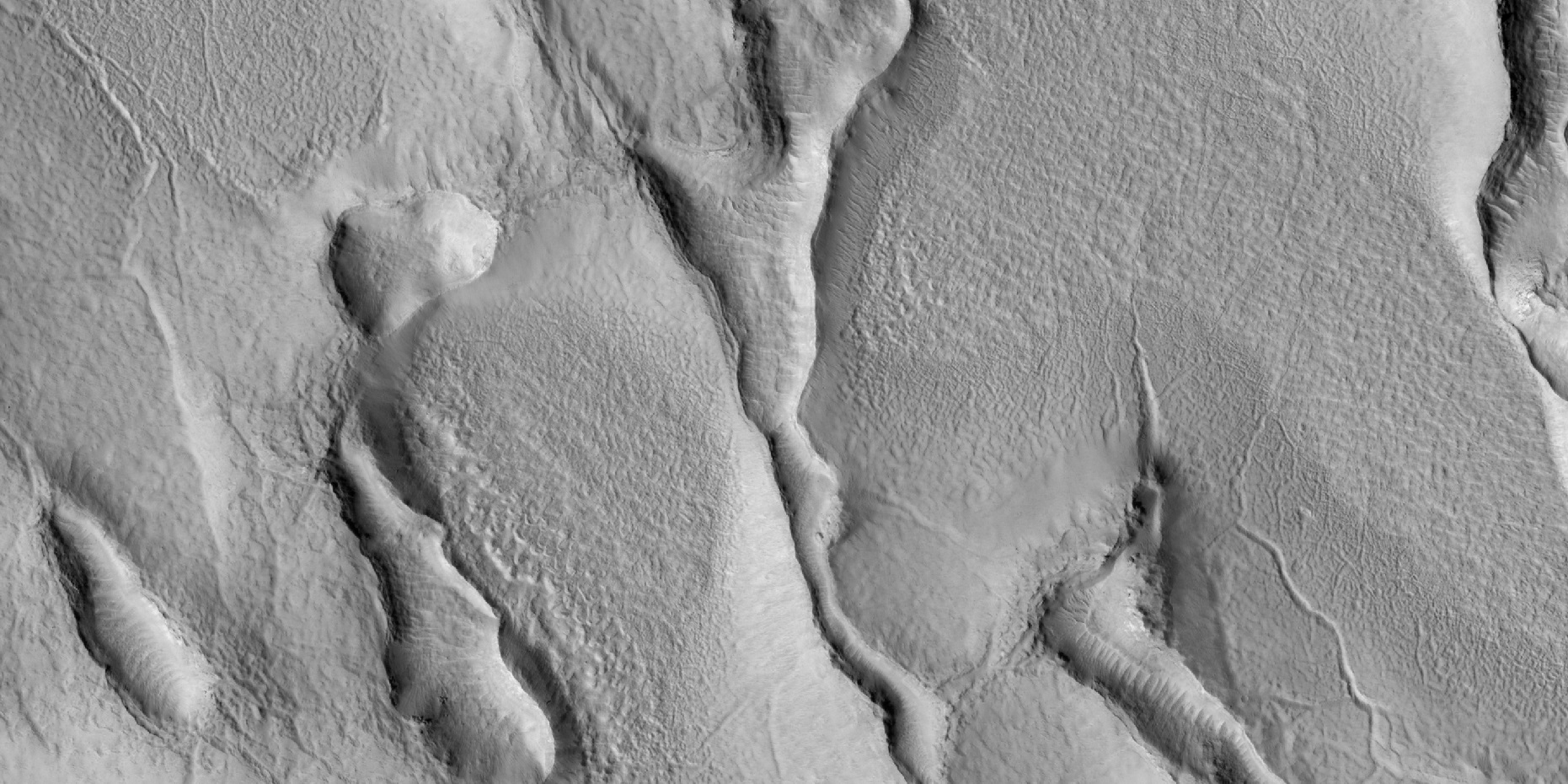
Vista detallada del terreno causado por el hielo que sale del suelo
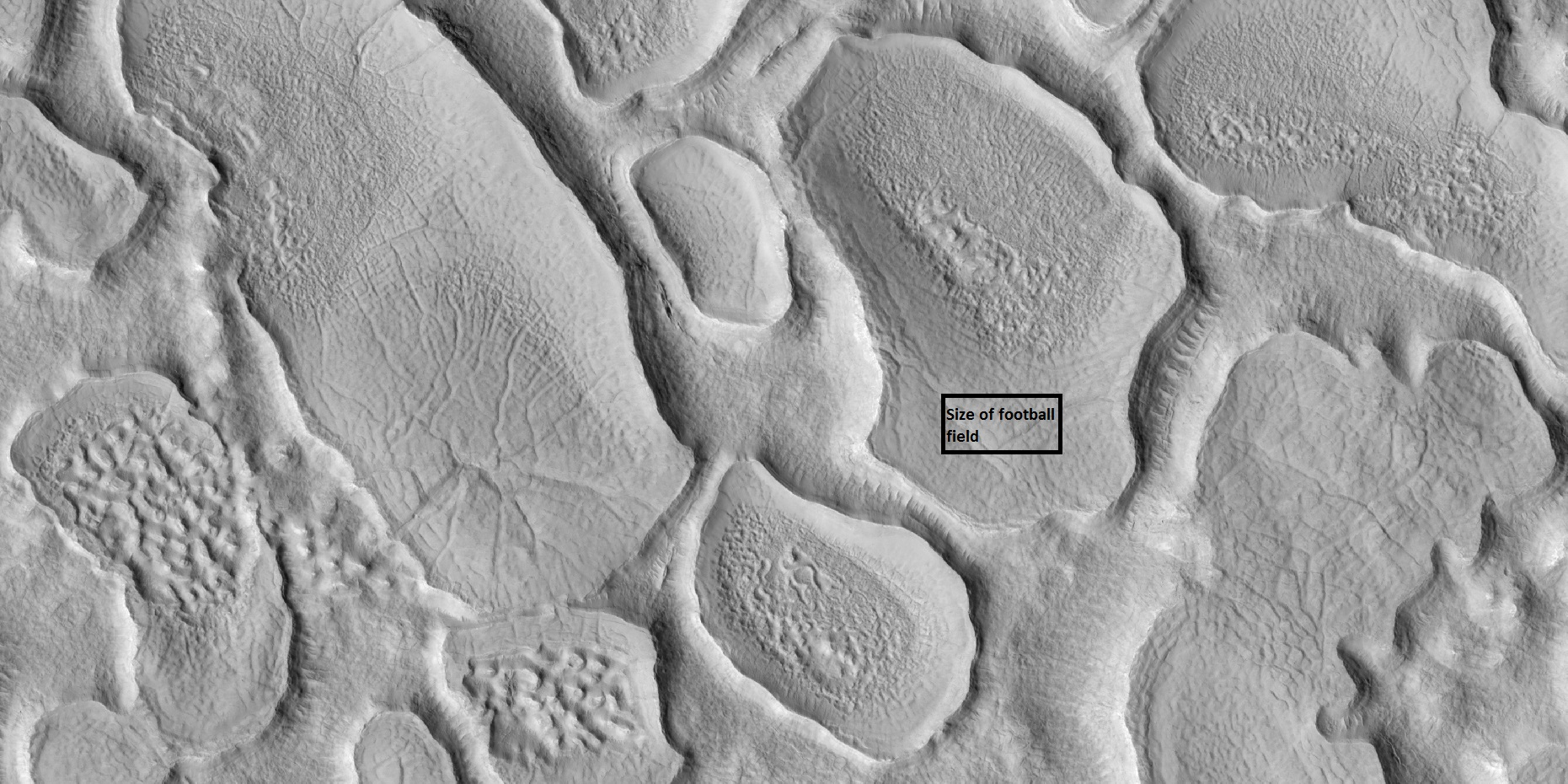
Vista detallada del terreno causado por el hielo que sale del suelo. El recuadro muestra el tamaño de un campo de fútbol.

Las pequeñas grietas a menudo contienen pequeños hoyos y cadenas de hoyos; Se cree que estos se deben a la sublimación del hielo en el suelo. Grandes áreas de la superficie marciana están cargadas de hielo que está protegido por una capa de polvo y otro material de un metro de espesor. Sin embargo, si aparecen grietas, una superficie nueva expondrá el hielo a la fina atmósfera. En poco tiempo, el hielo desaparecerá en la atmósfera delgada y fría en un proceso llamado sublimación. El hielo seco se comporta de manera similar en la Tierra. En Marte se ha observado sublimación cuando el módulo de aterrizaje Phoenix descubrió trozos de hielo que desaparecieron en unos pocos días.  Además, HiRISE ha visto cráteres frescos con hielo en el fondo. Después de un tiempo, HiRISE vio desaparecer el depósito de hielo.

Los grupos del tamaño de una matriz de material brillante en la trinchera ampliada "Dodo-Ricitos de oro" los cuales desaparecieron en el transcurso de cuatro días, lo que implica que estaban compuestos de hielo que se sublimó después de la exposición a mayores temperaturas.[43][45]
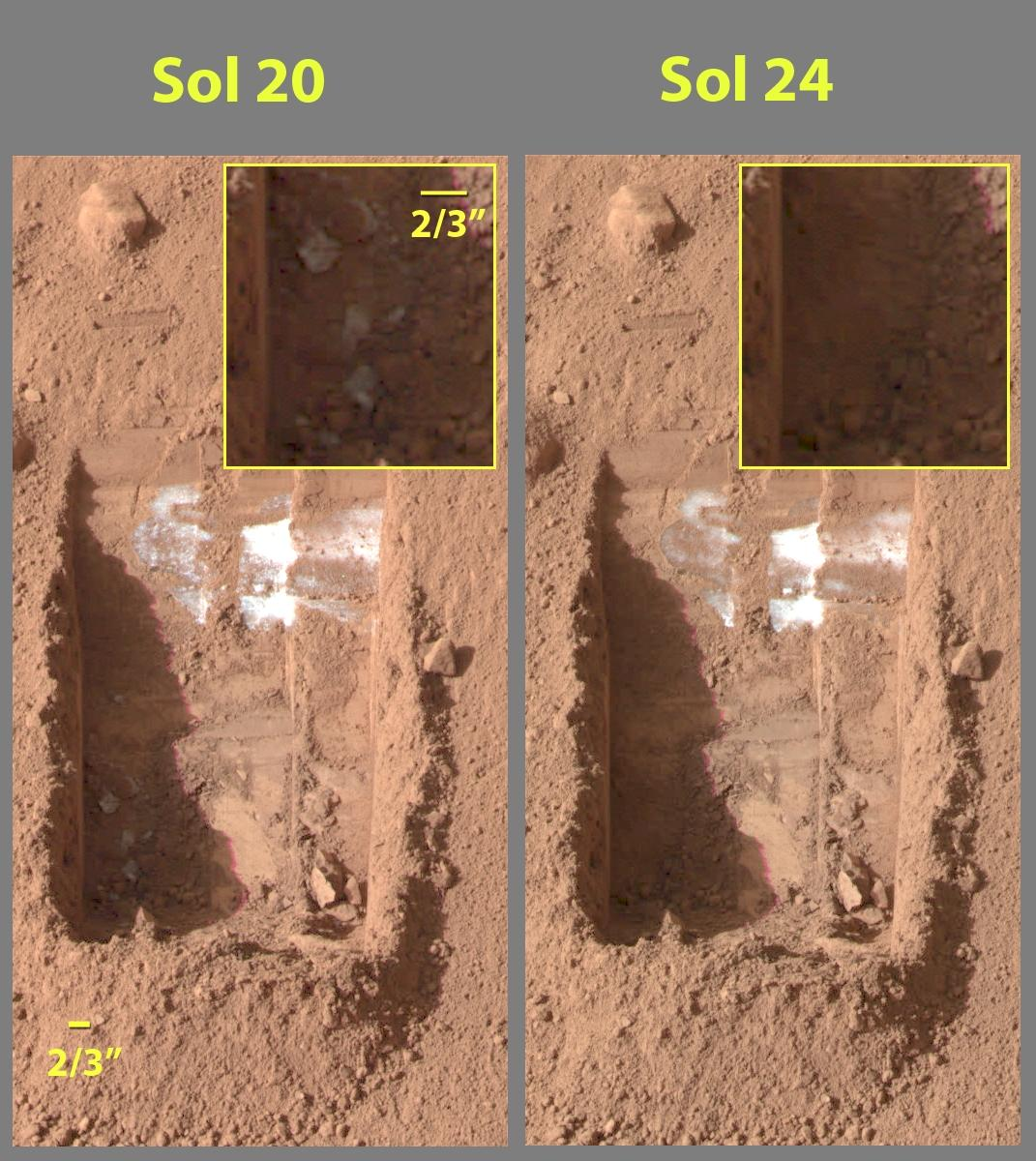
Versiones en color de las fotos que muestran sublimación de hielo, con la esquina inferior izquierda de la trinchera ampliada en las inserciones en la parte superior derecha de las imágenes.

Se cree que la unidad de las llanuras superiores cayó del cielo. Cubre varias superficies, como si cayera uniformemente. Como es el caso de otros depósitos del manto, la unidad de las llanuras superiores tiene capas, es de grano fino y es rica en hielo. Está muy extendido; no parece tener una fuente puntual de origen. La apariencia de la superficie de algunas regiones de Marte se debe a cómo esta unidad se ha degradado. Es una de las principales causas de la apariencia superficial de los derrubios frontales lobulados. Se cree que las capas de la unidad de manto de las llanuras superiores y otras unidades de manto son causadas por cambios importantes en el clima del planeta. Los modelos predicen que la oblicuidad o inclinación del eje de rotación ha variado desde sus actuales 25 grados hasta quizás más de 80 grados a lo largo del tiempo geológico. Los períodos de alta inclinación harán que el hielo en los casquetes polares se redistribuya y cambie la cantidad de polvo en la atmósfera.

## Deltas
Los estudios de Marte han encontrado varios ejemplos de deltas que se formaron a partir de lagos marcianos. Los deltas son signos importantes de que Marte alguna vez tuvo mucha agua porque los deltas generalmente requieren aguas profundas durante un largo período de tiempo para formarse. Además, el nivel del agua debe ser estable para evitar que los sedimentos se laven. Se han encontrado deltas en una amplia gama geográfica. A continuación, se muestran imágenes de uno en el cuadrilátero de Ismenius Lacus.

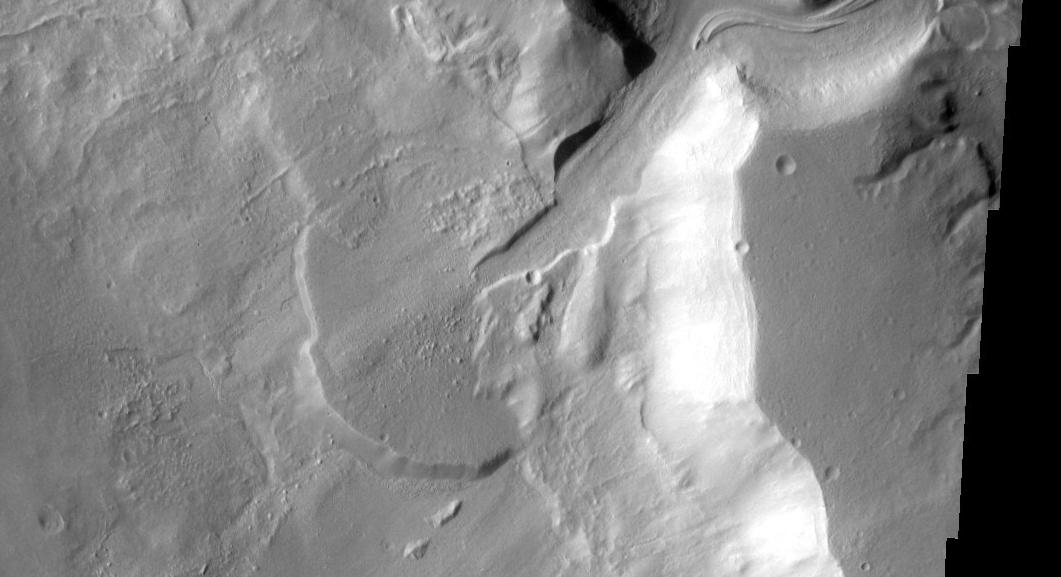
Delta en el cuadrángulo Ismenius Lacus, tomado por la cámara THEMIS.

## Fosas y grietas
Algunos lugares del cuadrilátero de Ismenius Lacus presentan un gran número de grietas y hoyos. Se cree ampliamente que estos son el resultado de la sublimación del hielo molido (que cambia directamente de un sólido a un gas). Después de que el hielo se va, el suelo se derrumba en forma de hoyos y grietas. Los hoyos pueden ser lo primero. Cuando se forman suficientes hoyos, se unen para formar grietas.

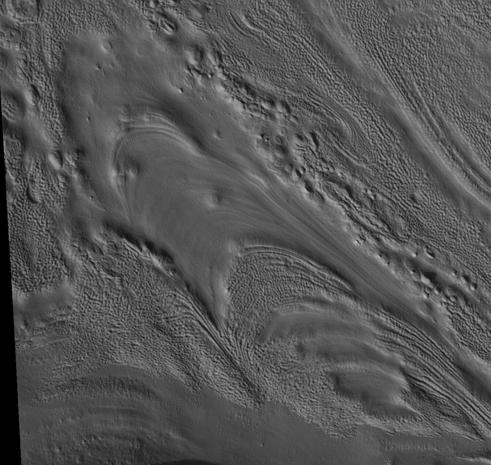
Coloe Fossae, fosas que se cree son el resultado del escape de agua
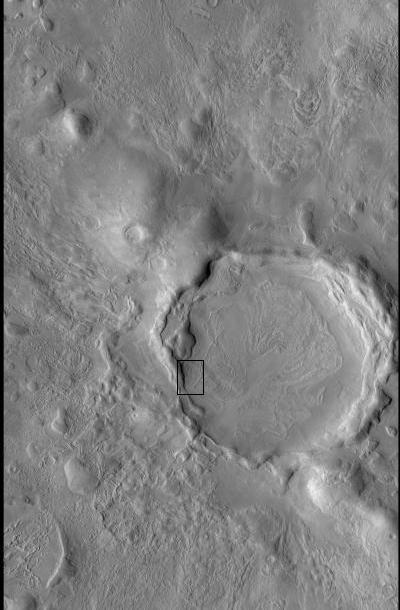
Imagen con la cámara CTX en Protonilus Mensae, parte del cuadrángulo Ismenius Lacus, que muestra la ubicación de la siguiente imagen
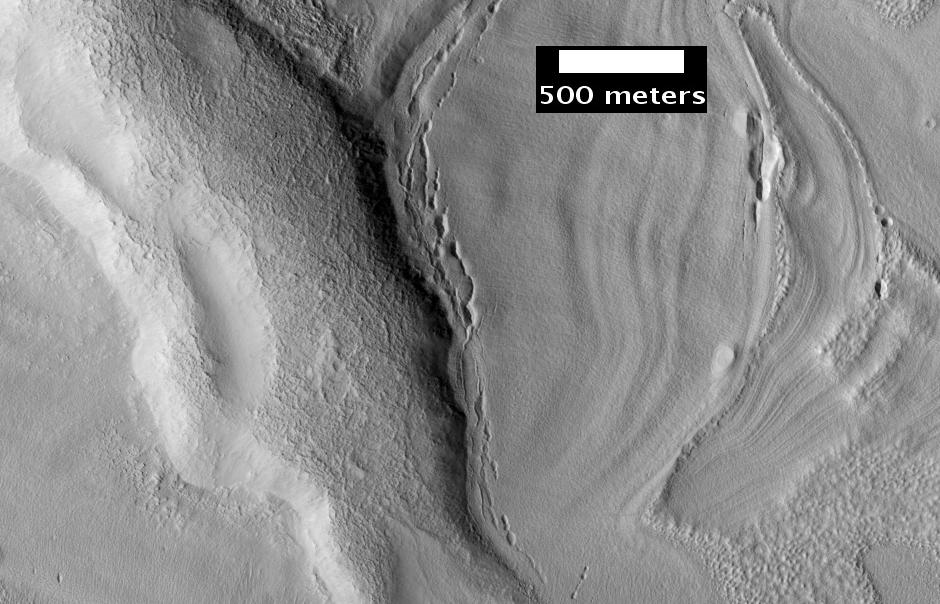
Fosas en Protonilus Mensae
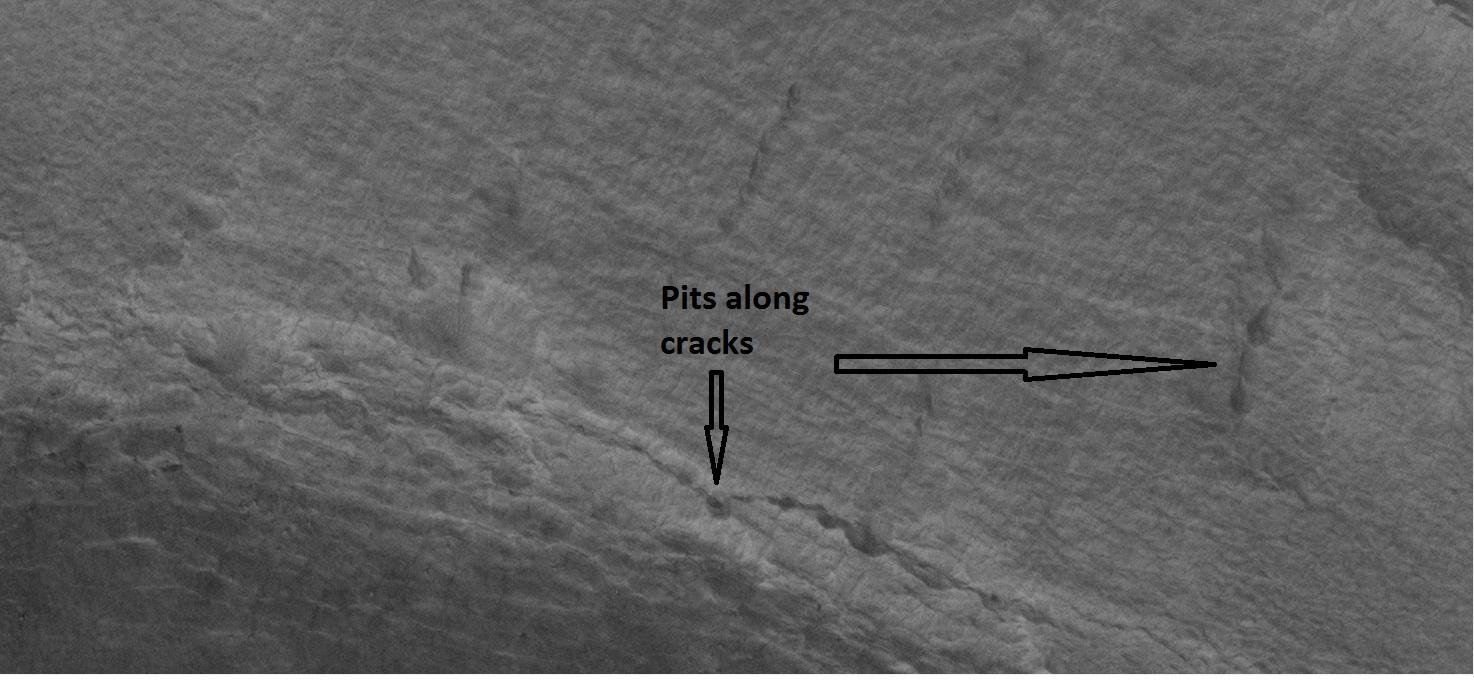
Detalle de fosas, la resolución es de unos 30 cm, por lo que se podría ver una mesa de cocina si estuviera ubicada en la imagen
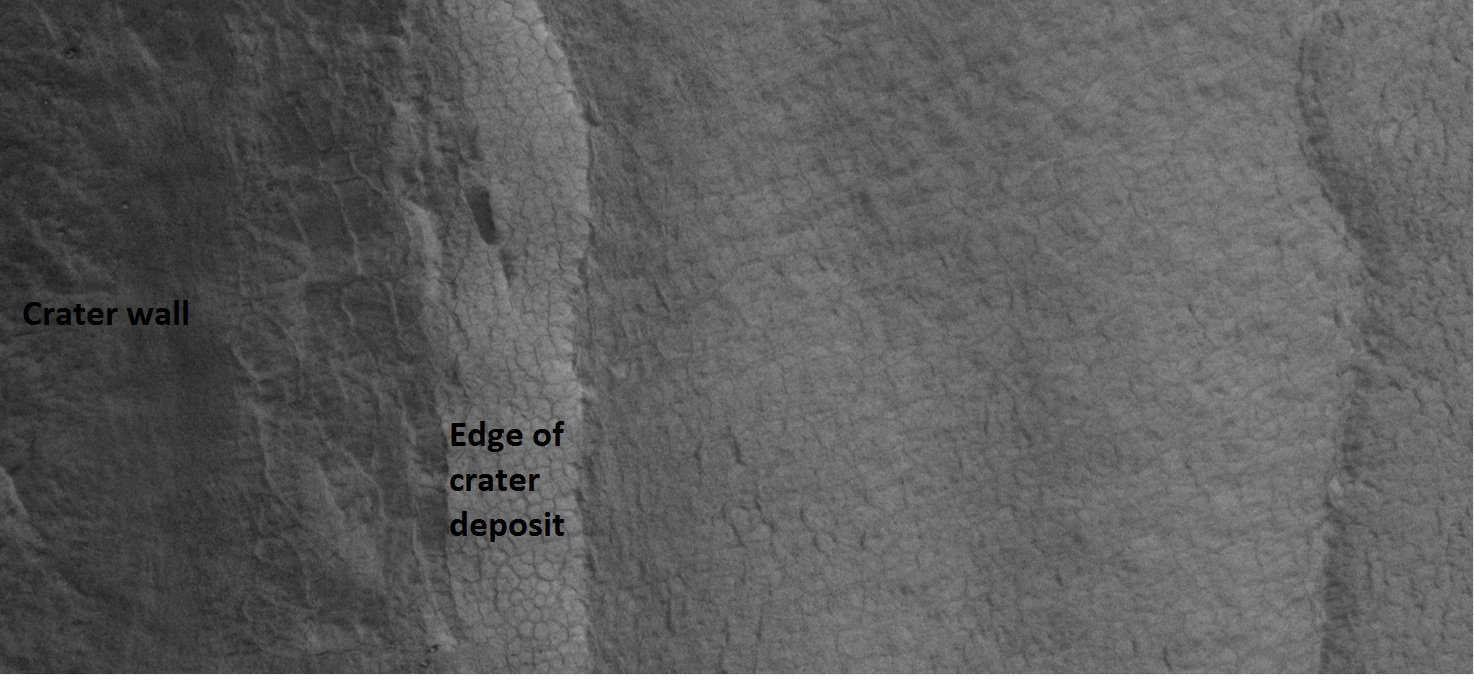
Detalle de un terreno modelado en un depósito de cráter; la resolución es de unos 30 cm, igual a la imagen anterior
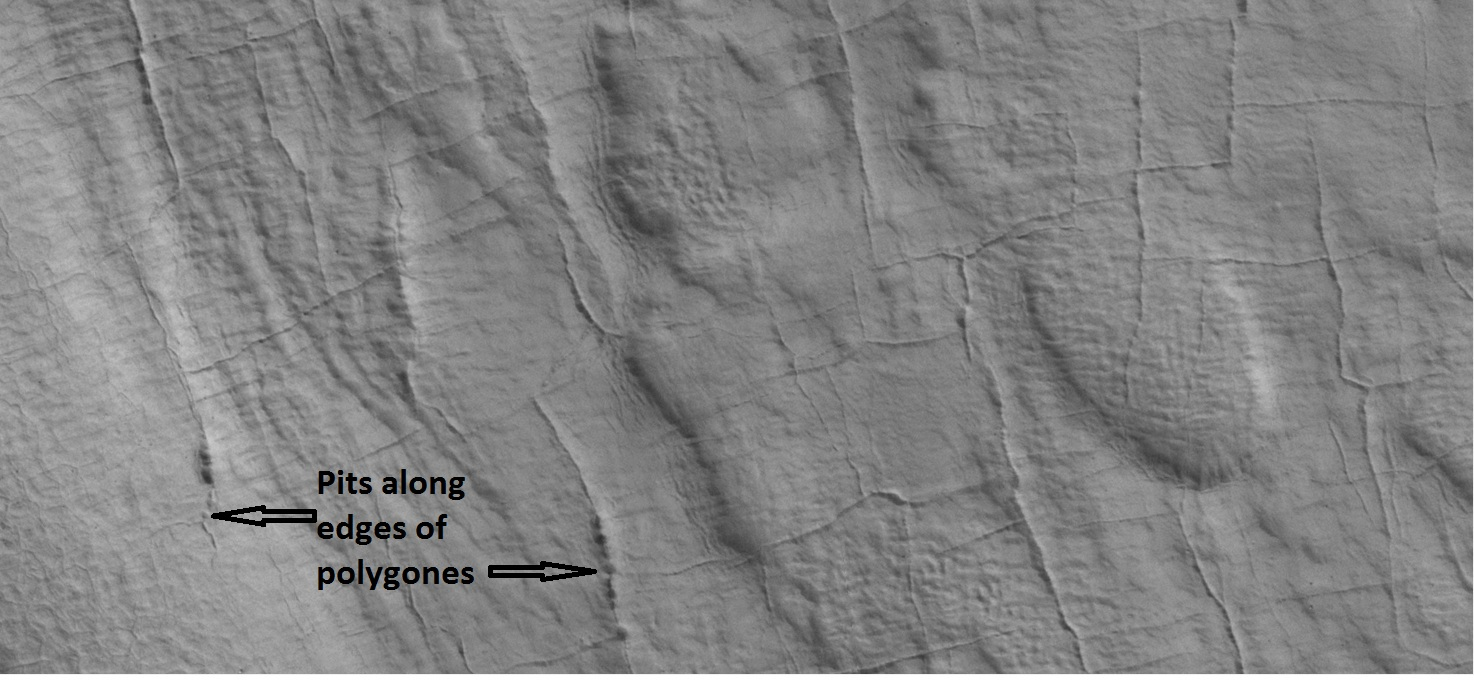
Primer plano de los hoyos que se forman a lo largo de los bordes de los polígonos en un terreno con patrones. La resolución es de unos 30 cm, igual que la imagen anterior
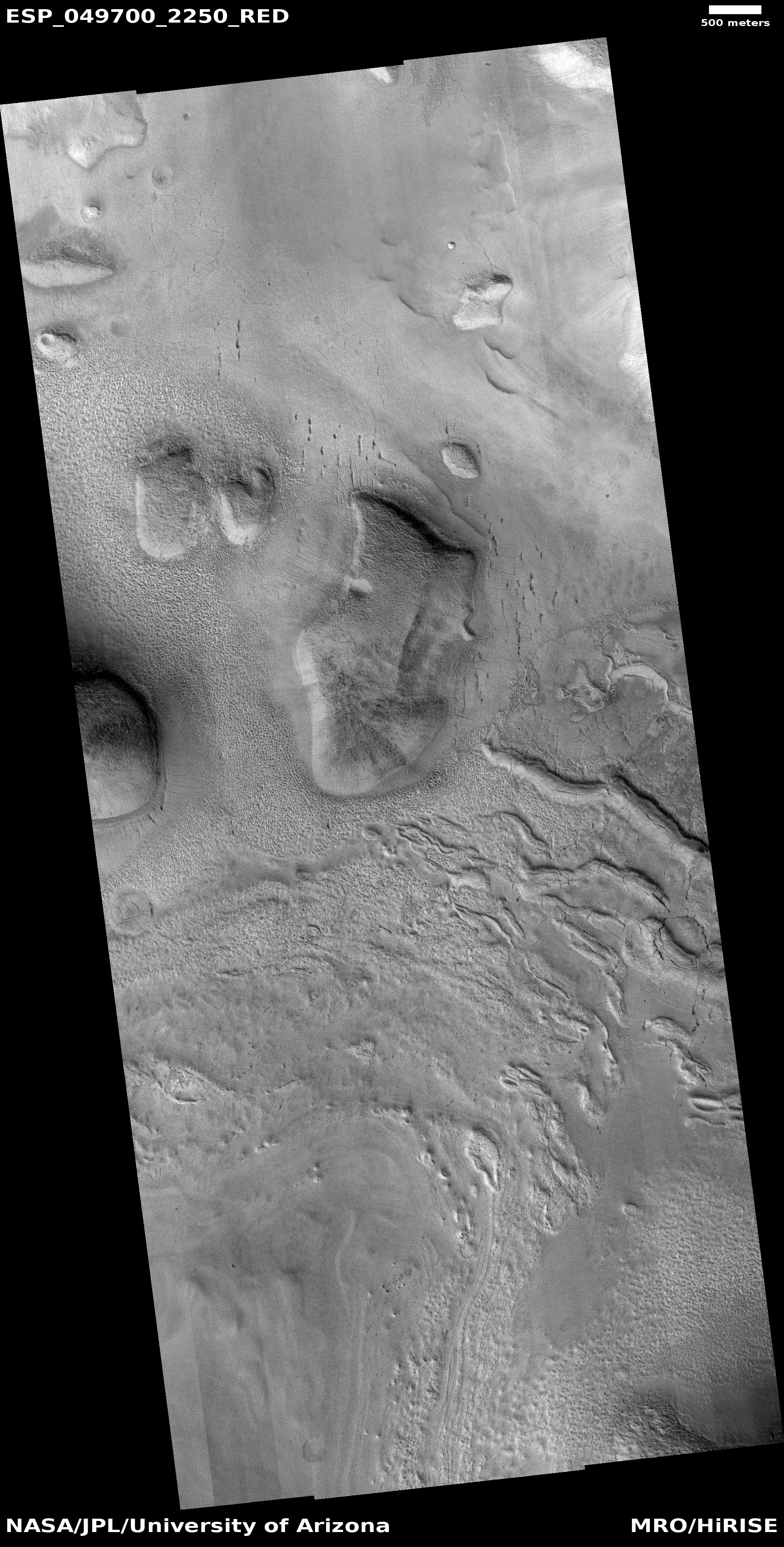
Vista ampliada de líneas de fosas
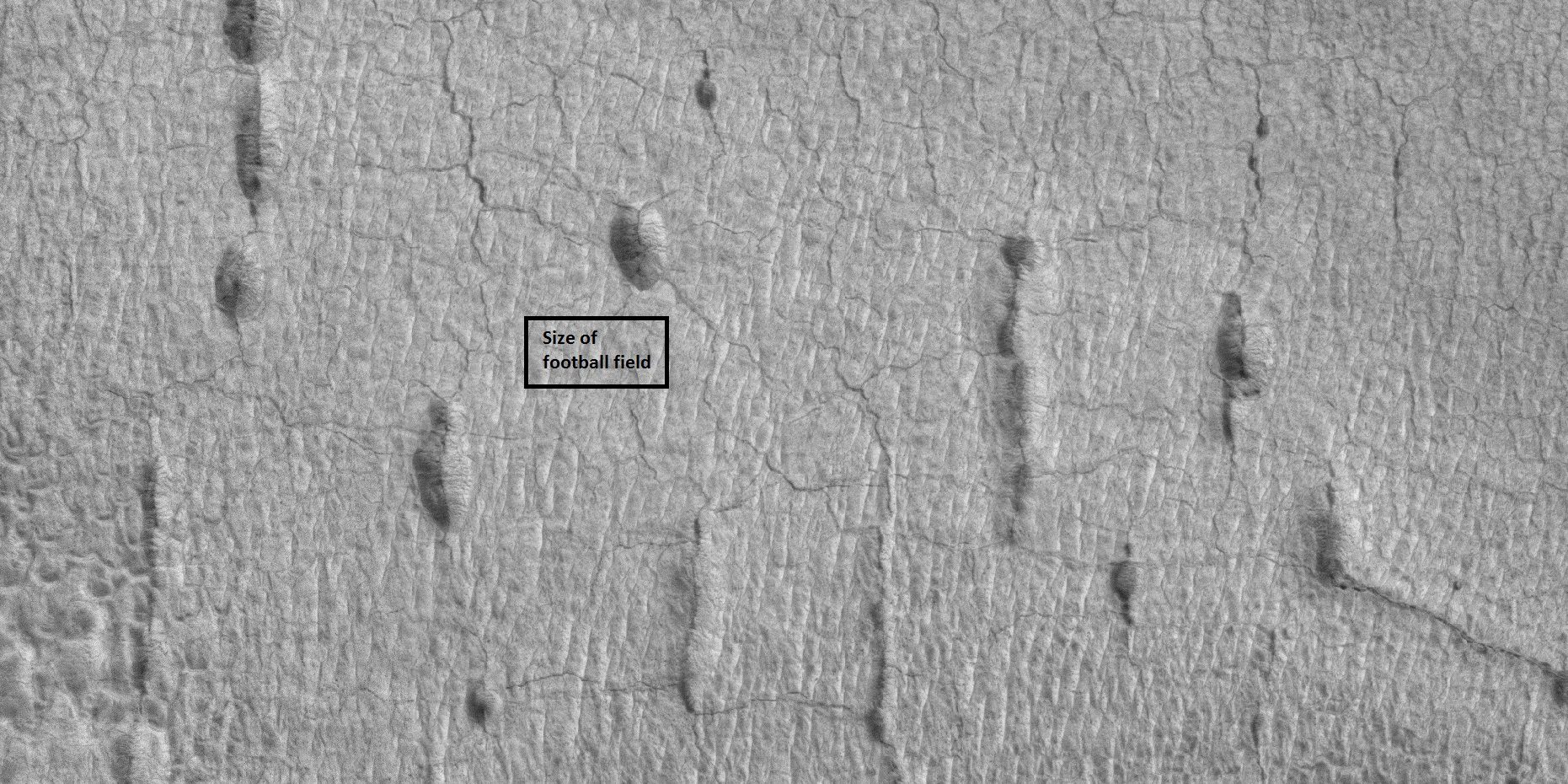
Vista detallada de líneas de fosas, el recuadro muestra el tamaño del campo de fútbol. Los pozos pueden tener hasta 50 metros de ancho
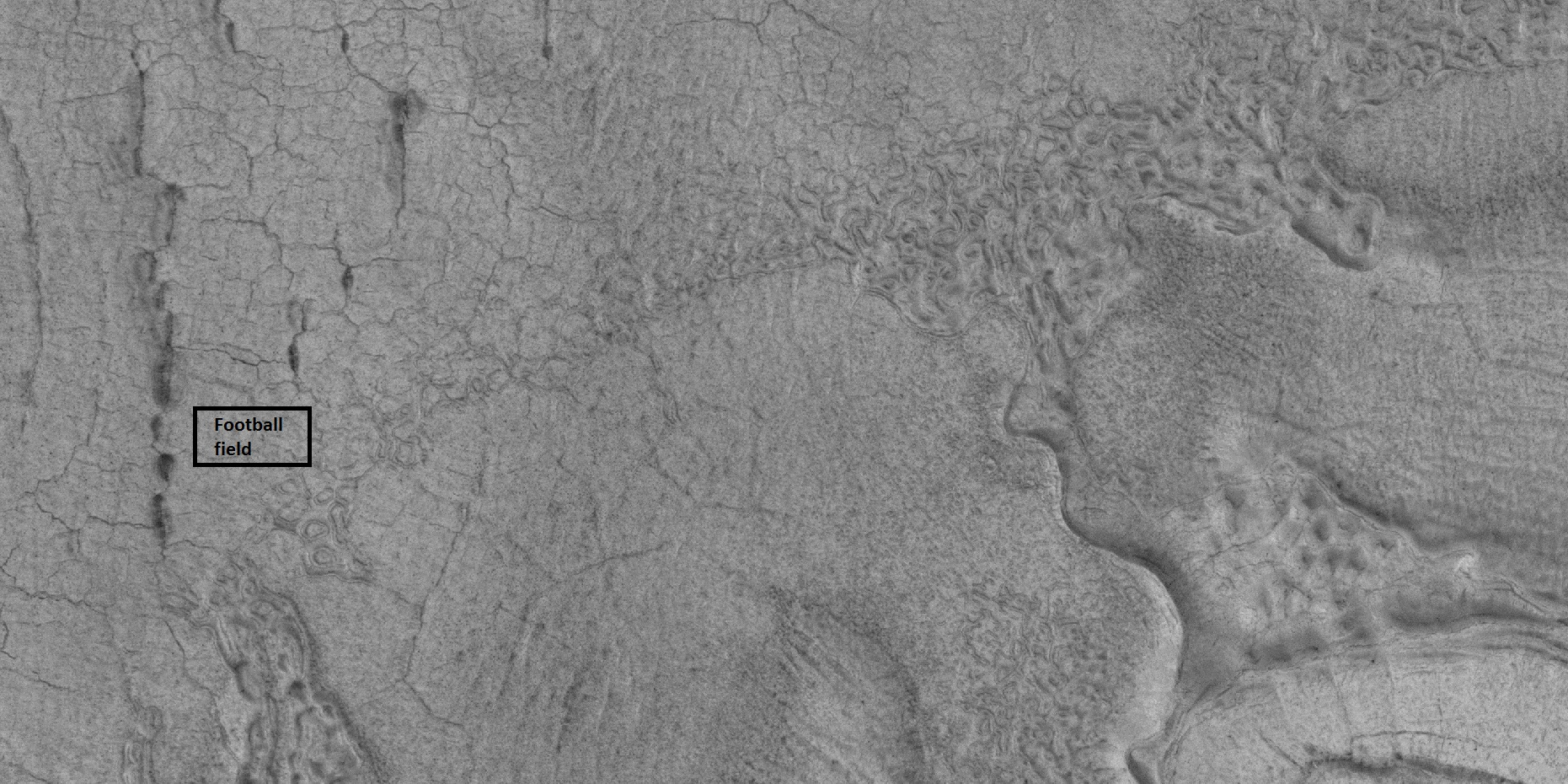
Vista detallada de líneas de fosas
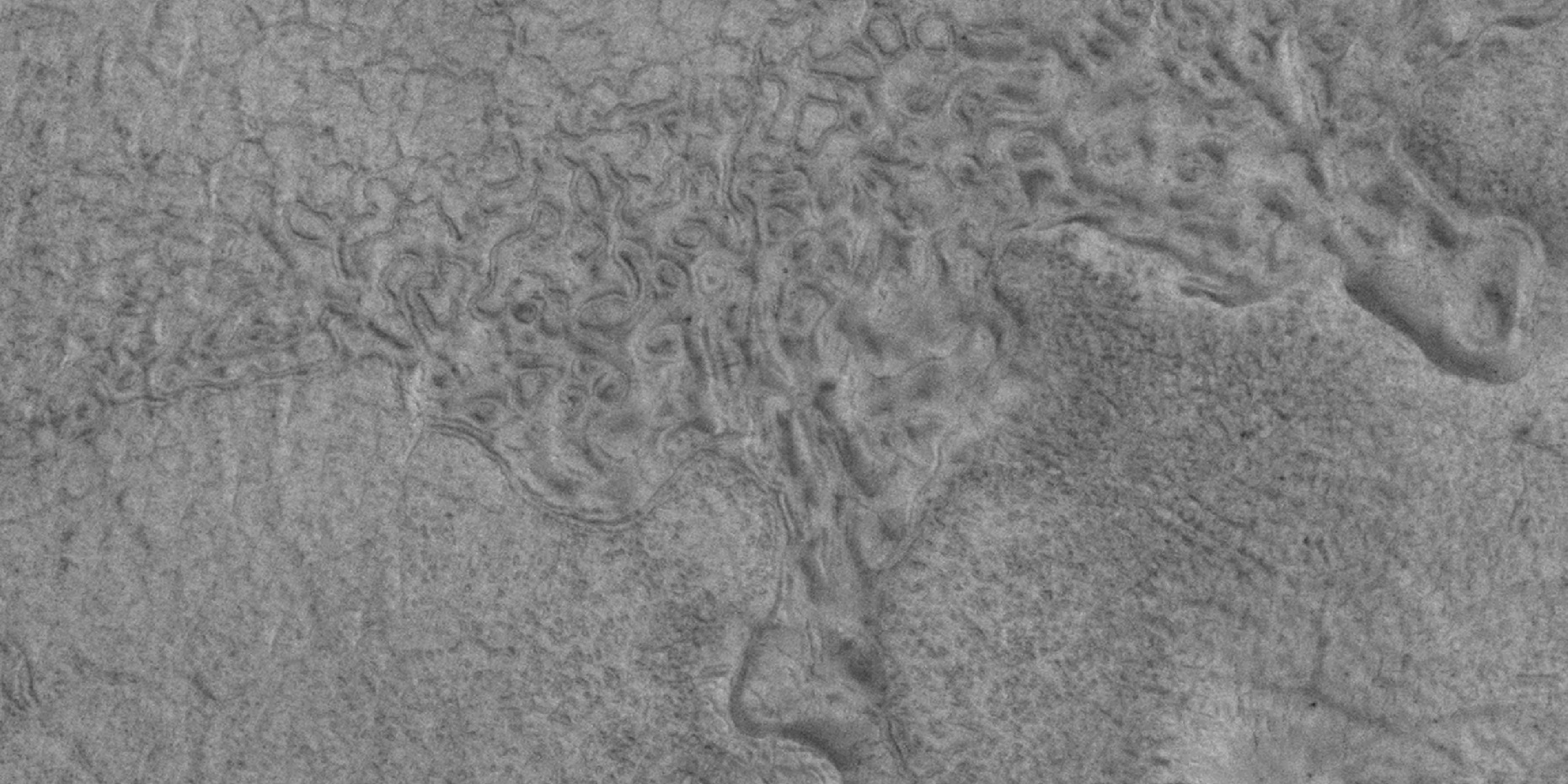
Crestas curvilíneas
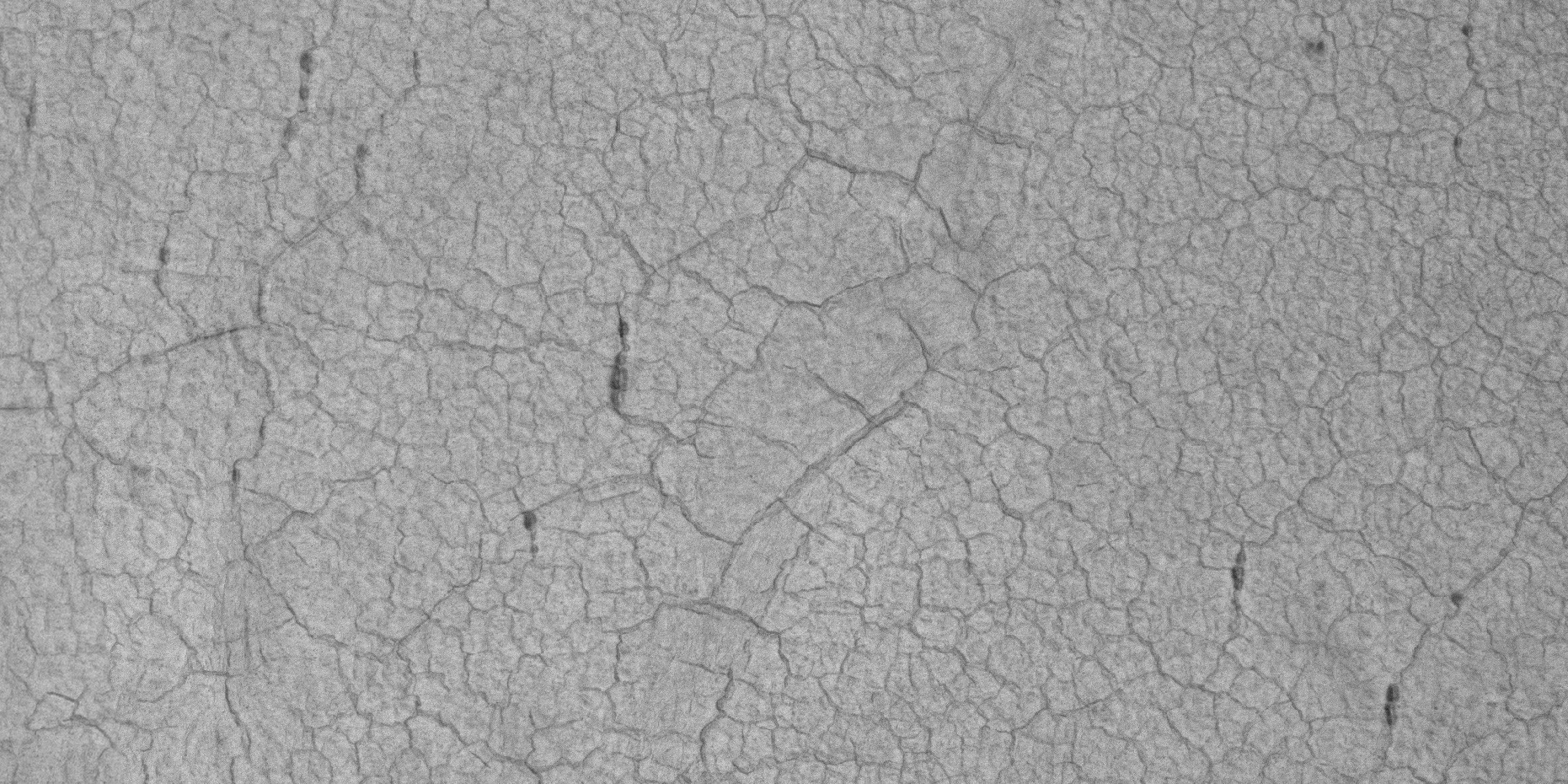
Vista detallada de pozos y polígonos. Los pozos parecen ocurrir en puntos bajos entre polígonos
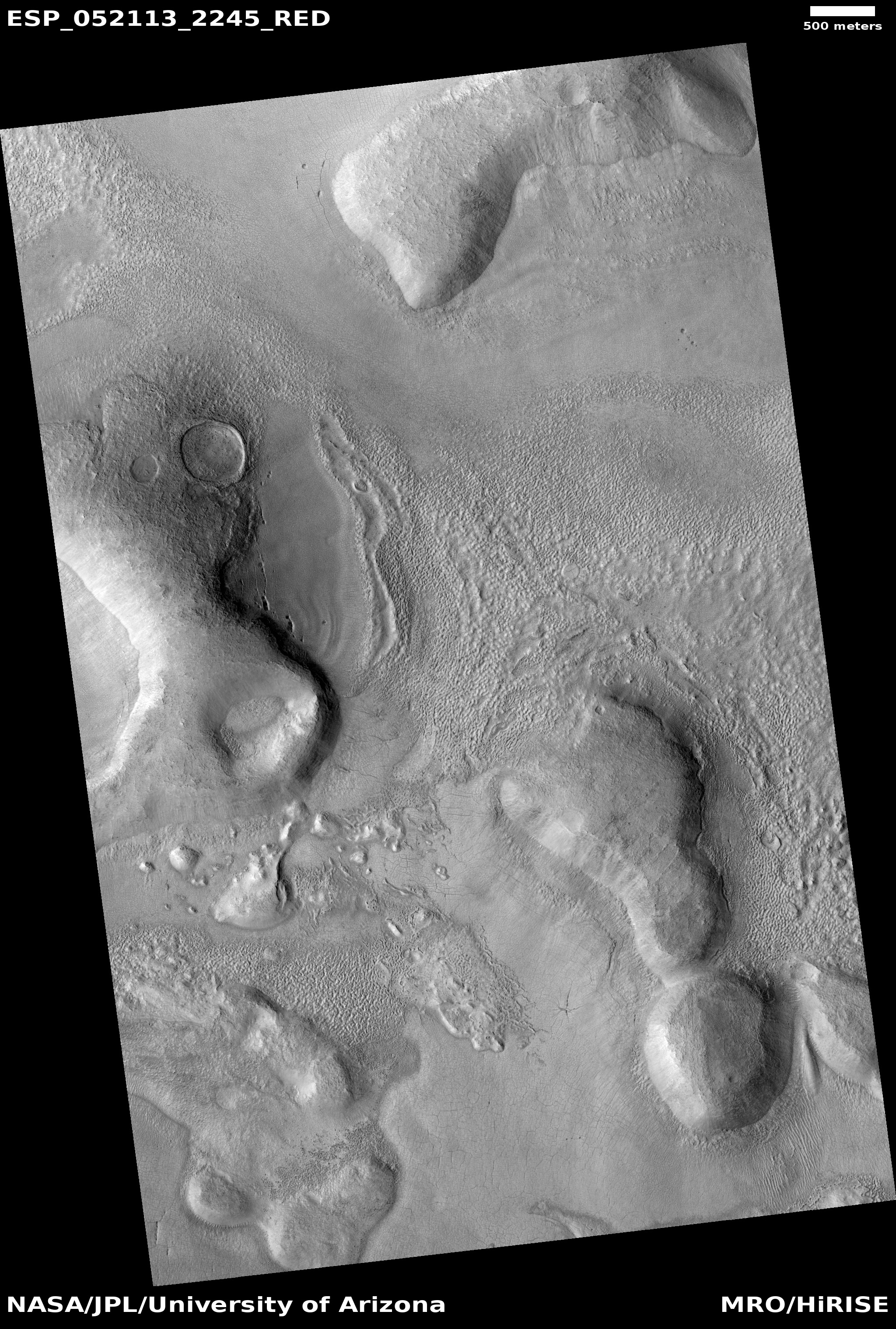
Vista ampliada de mesas y pozos
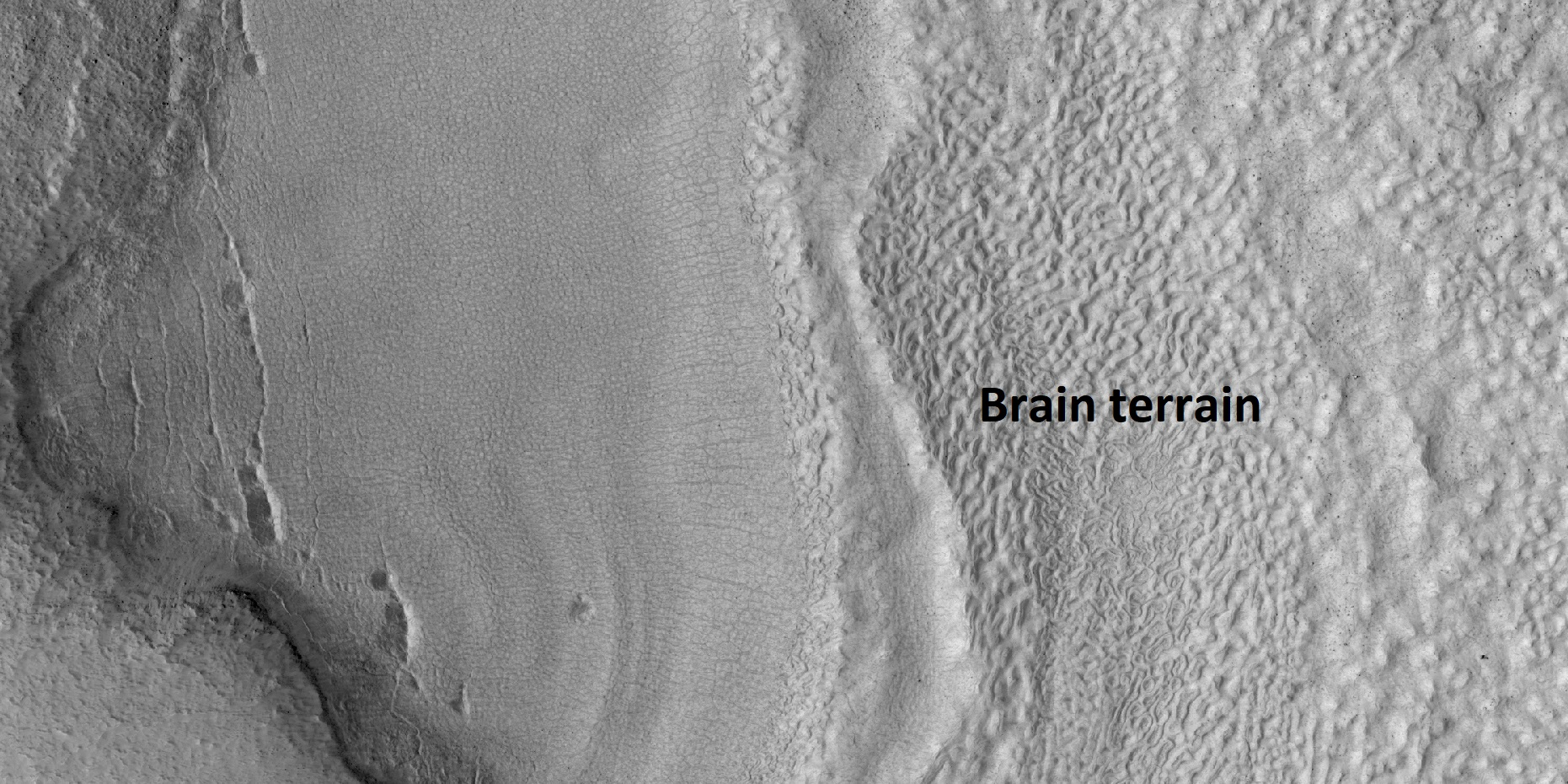
Vista detalladas de fosas y terreno cerebral en el extremo derecho de la imagen
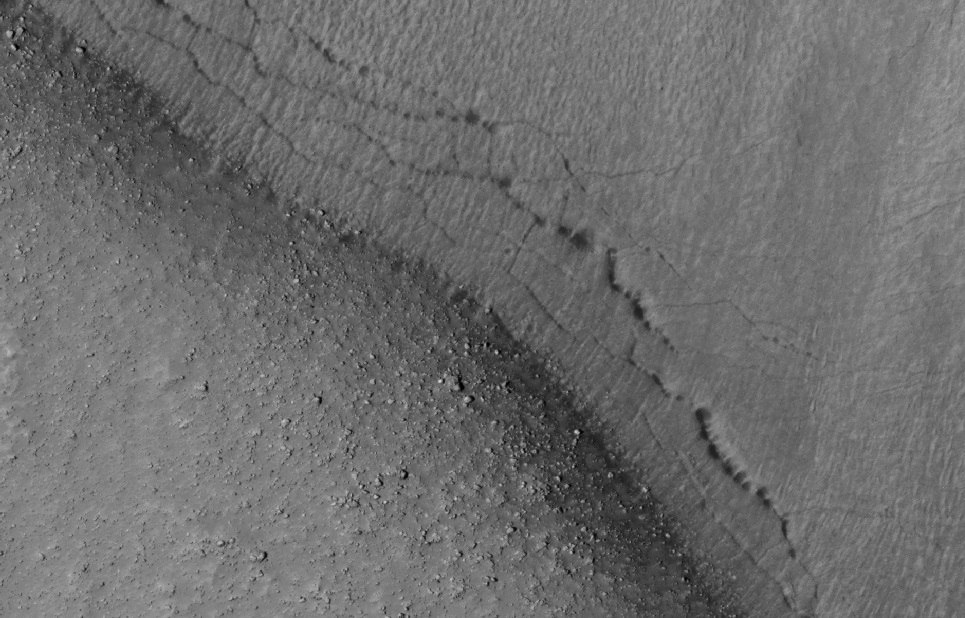
Vista detallada de fosas en el suelo marciano

## Mesas formadas por el colapso del suelo

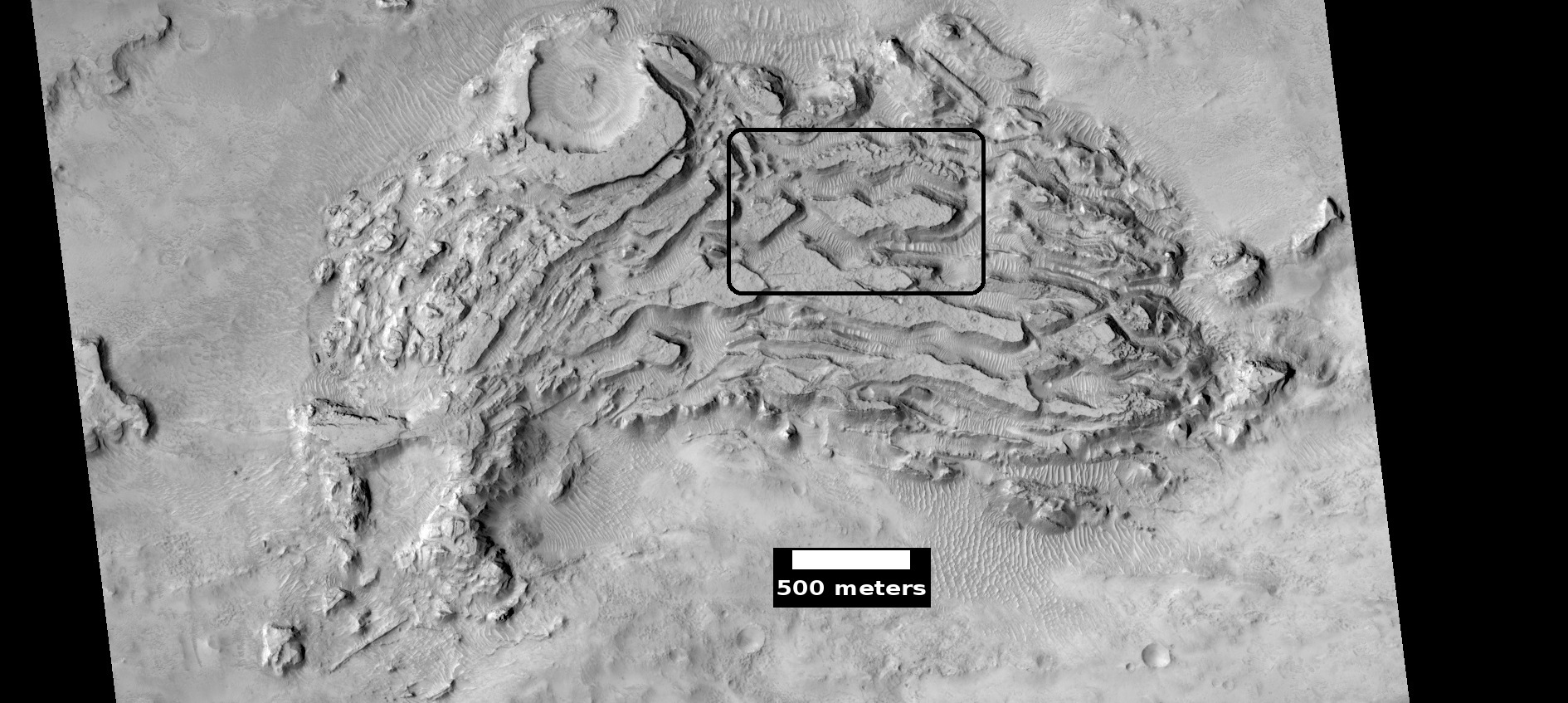
Grupo de mesas. La caja ovalada contiene mesas que pueden haberse separado en el pasado
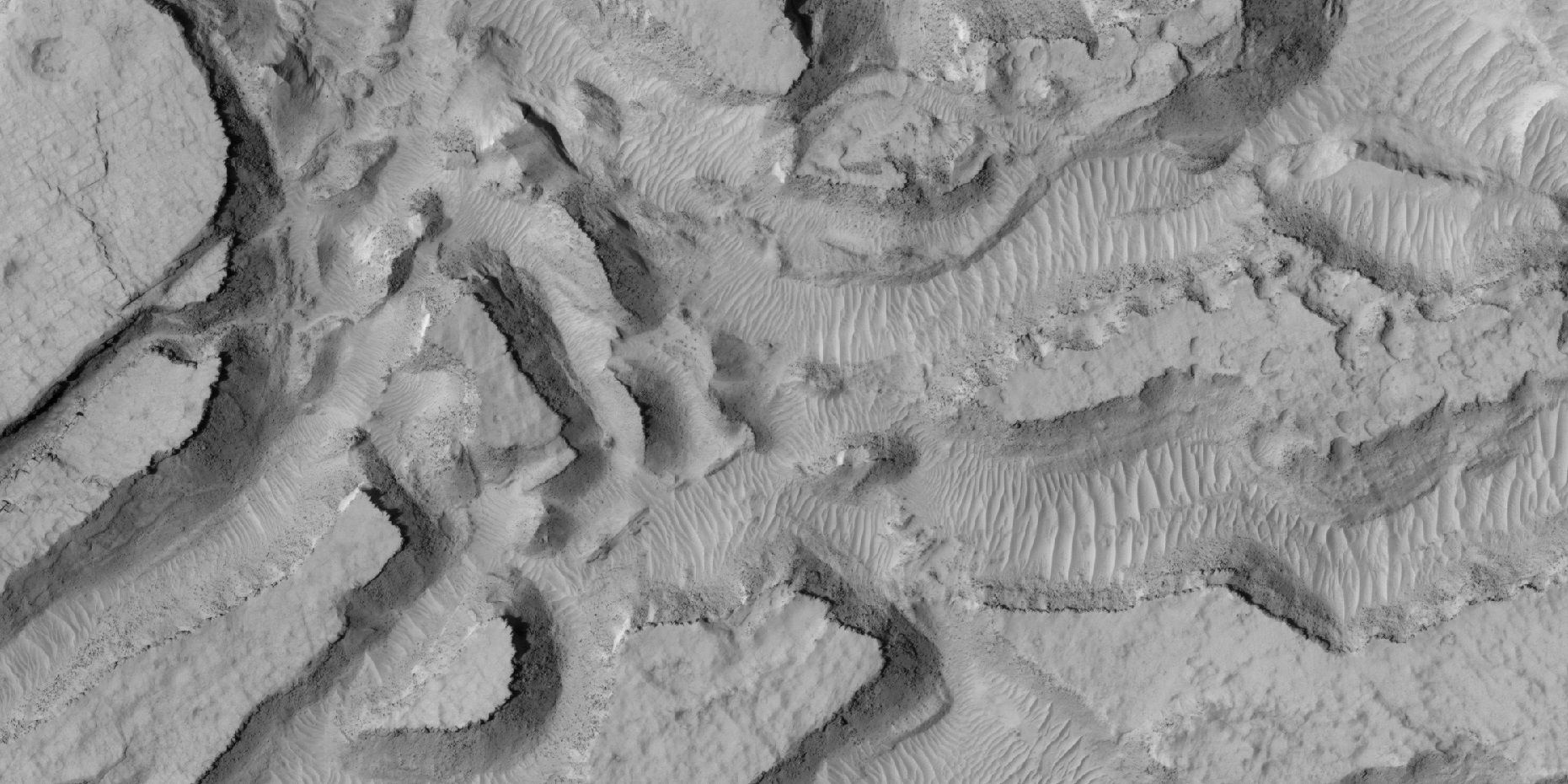
Vista ampliada de un grupo de mesas. Una superficie está formando formas cuadradas
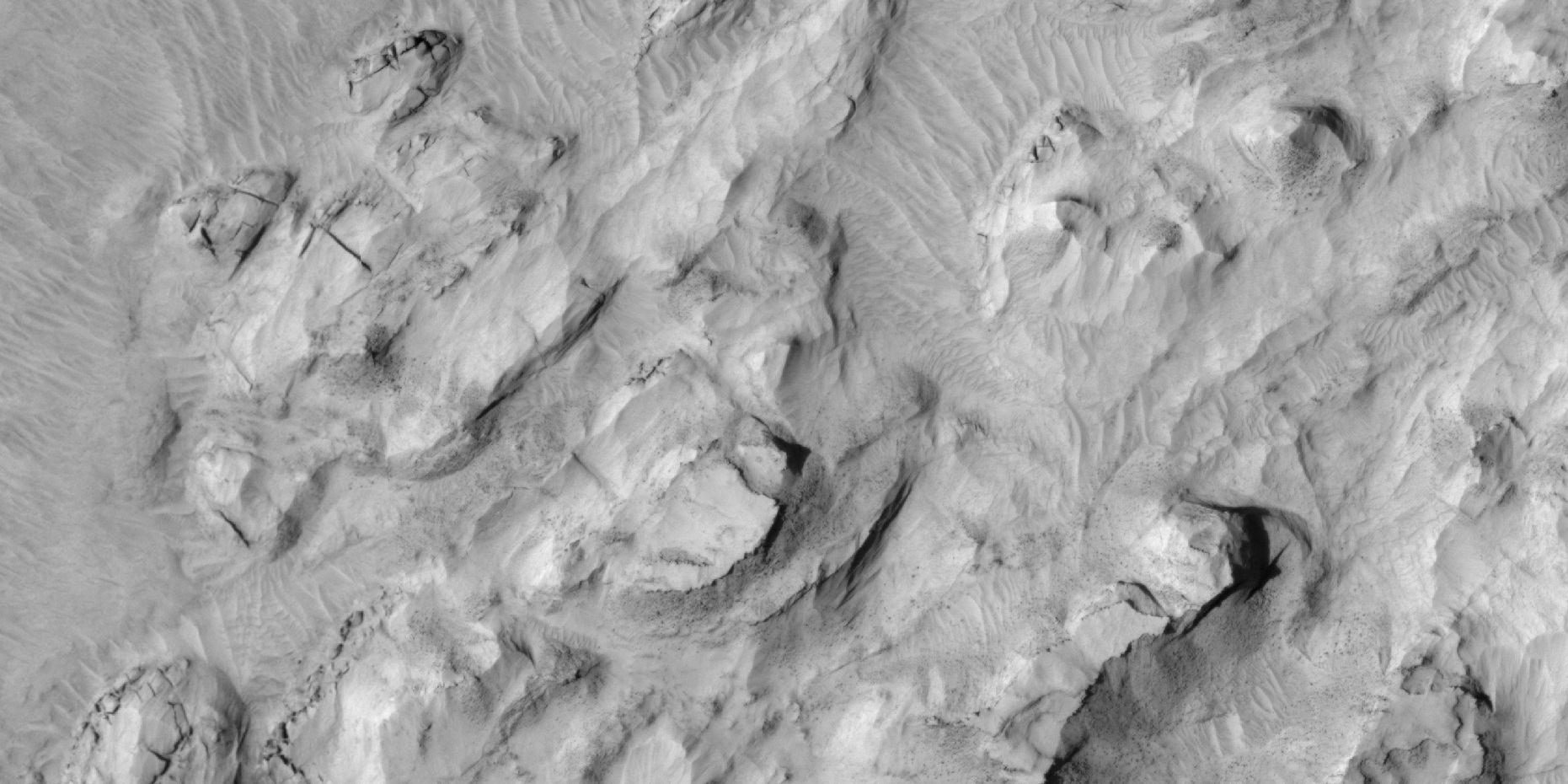
Mesas rompiéndose formando bordes rectos. Todas las imágenes tomadas por HiRISE en su programa HiWish

## Volcanos subglaciares
Existe evidencia de que los volcanes a veces entran en erupción bajo el hielo, como lo hacen en ocasiones en la Tierra. Lo que parece suceder es que mucho hielo se derrite, el agua se escapa, y luego la superficie se agrieta y colapsa. Estos exhiben fracturas concéntricas y grandes trozos de terreno que parecían haber sido arrancados. Sitios como este pueden haber tenido agua líquida recientemente, por lo que pueden ser lugares fructíferos para buscar evidencia de vida.

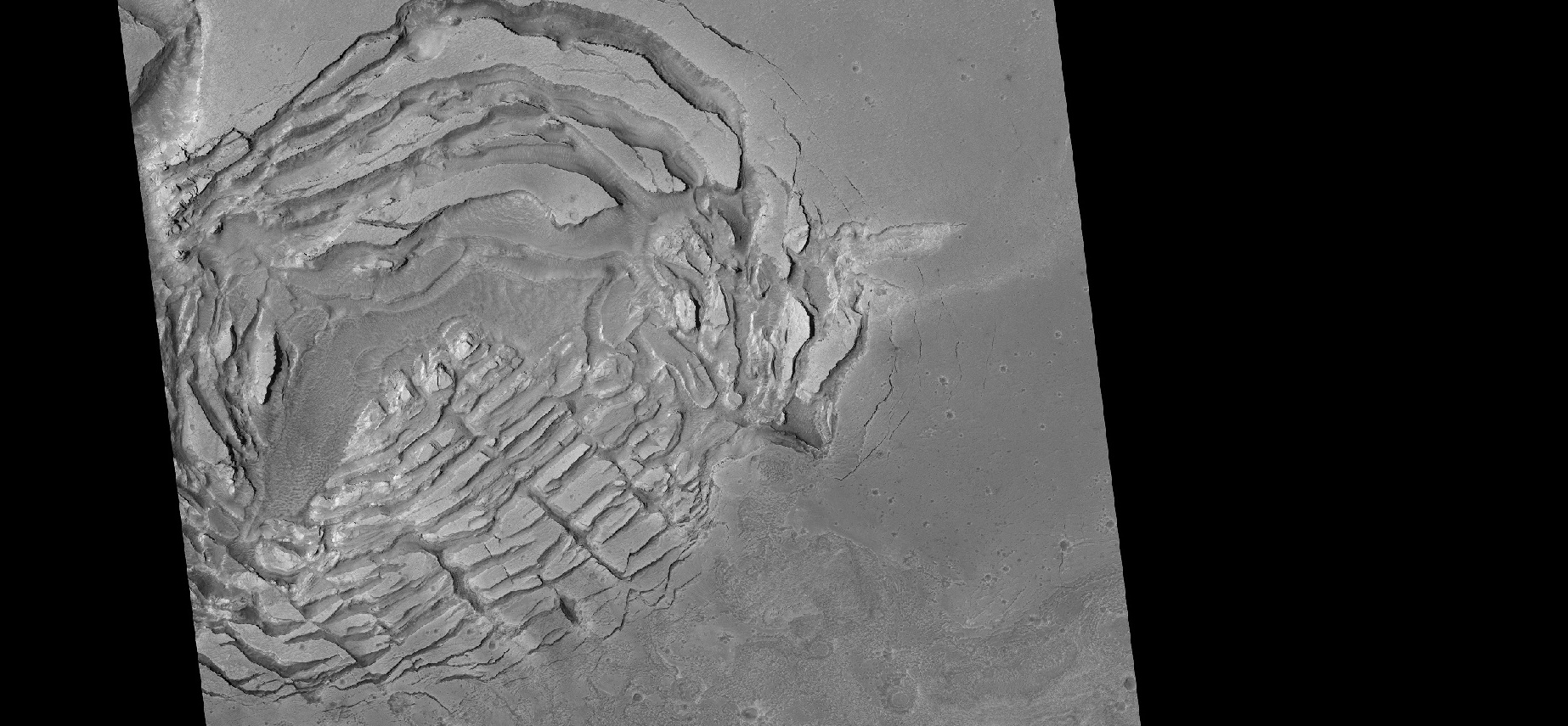
Gran grupo de grietas concéntricas. La ubicación es el cuadrilátero Ismenius Lacus. Las grietas fueron formadas por un volcán bajo el hielo.
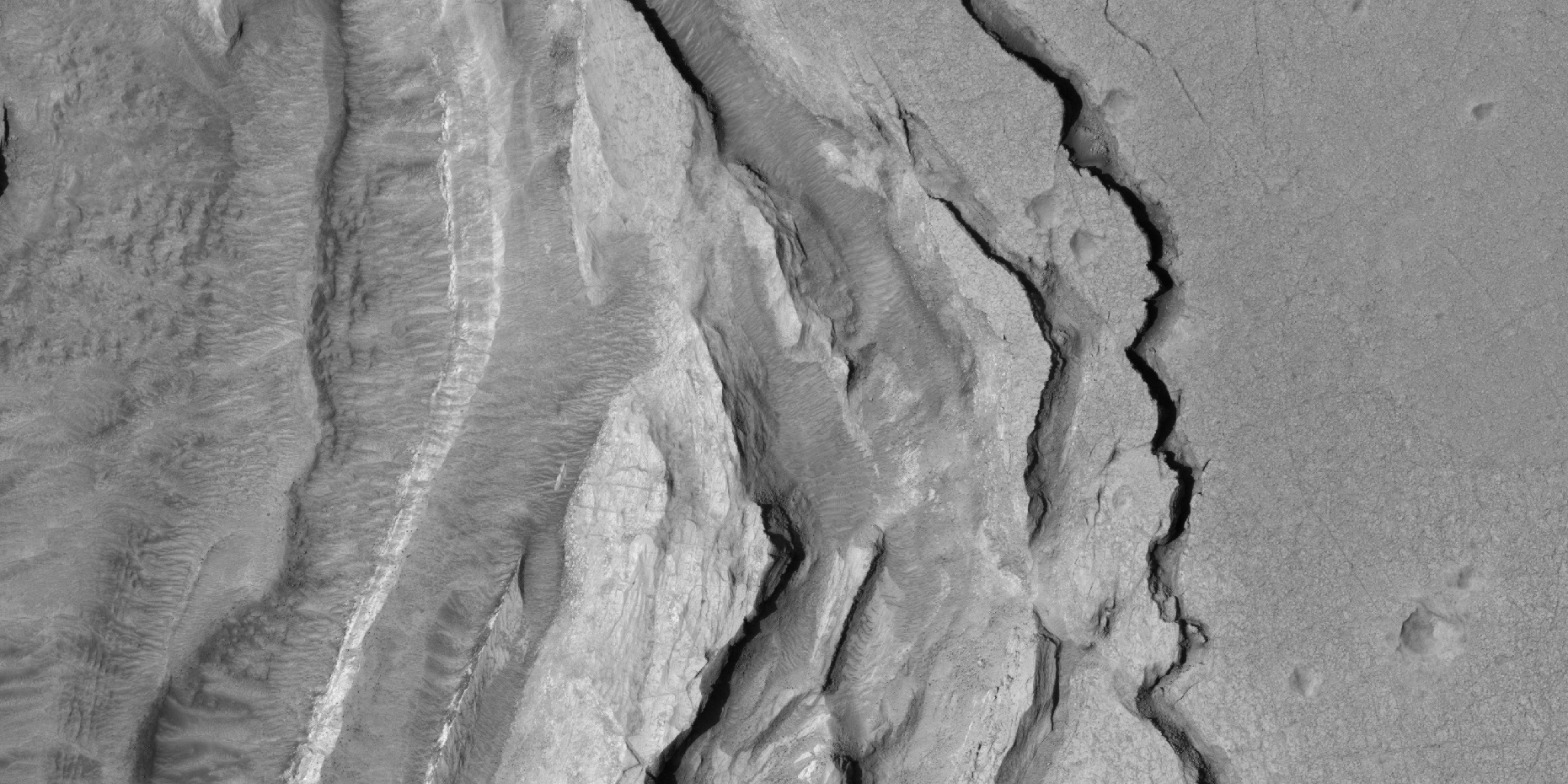
Capas inclinadas formadas cuando el suelo colapsa
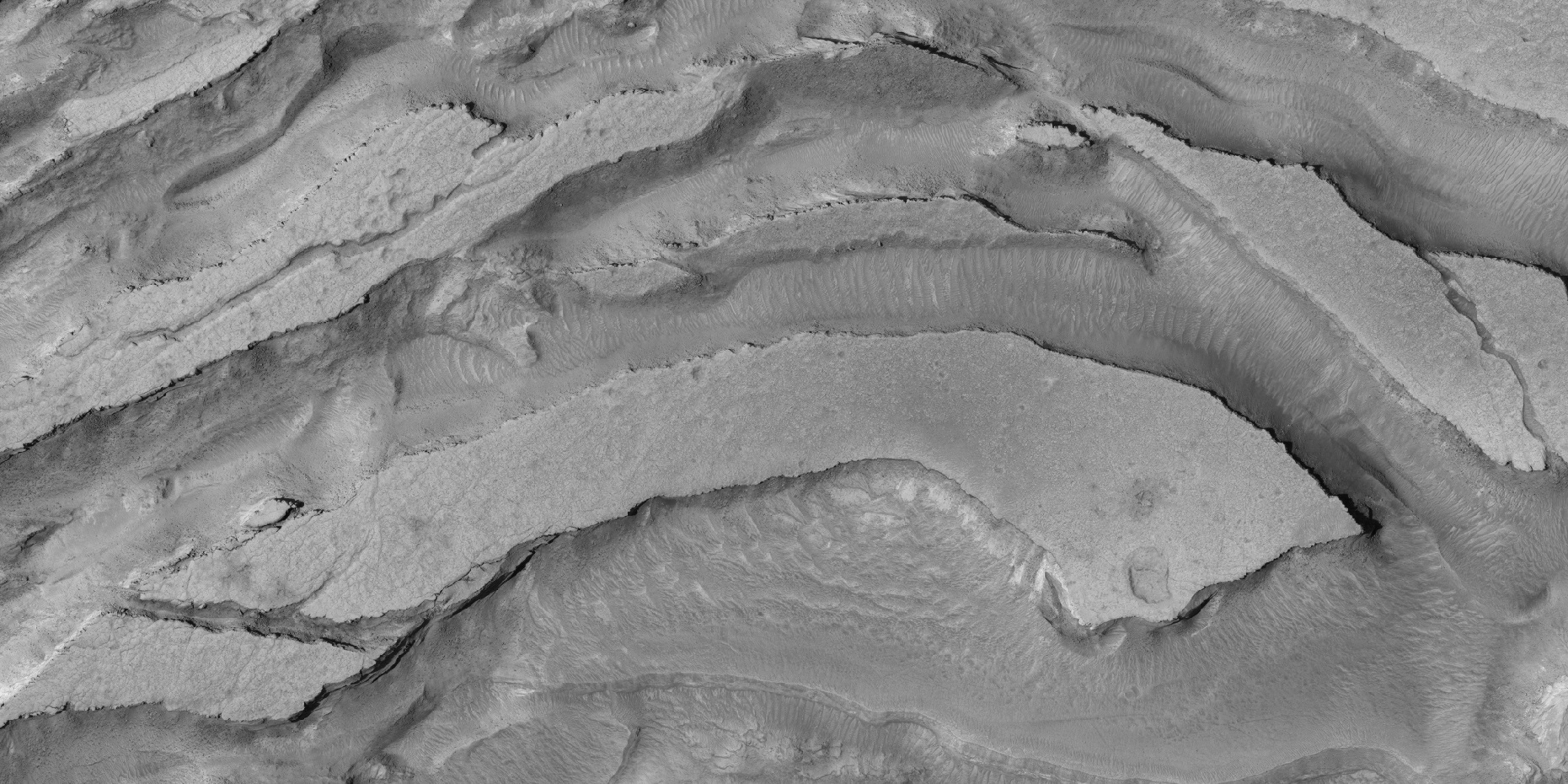
Capas inclinadas formadas cuando el suelo se colapsa
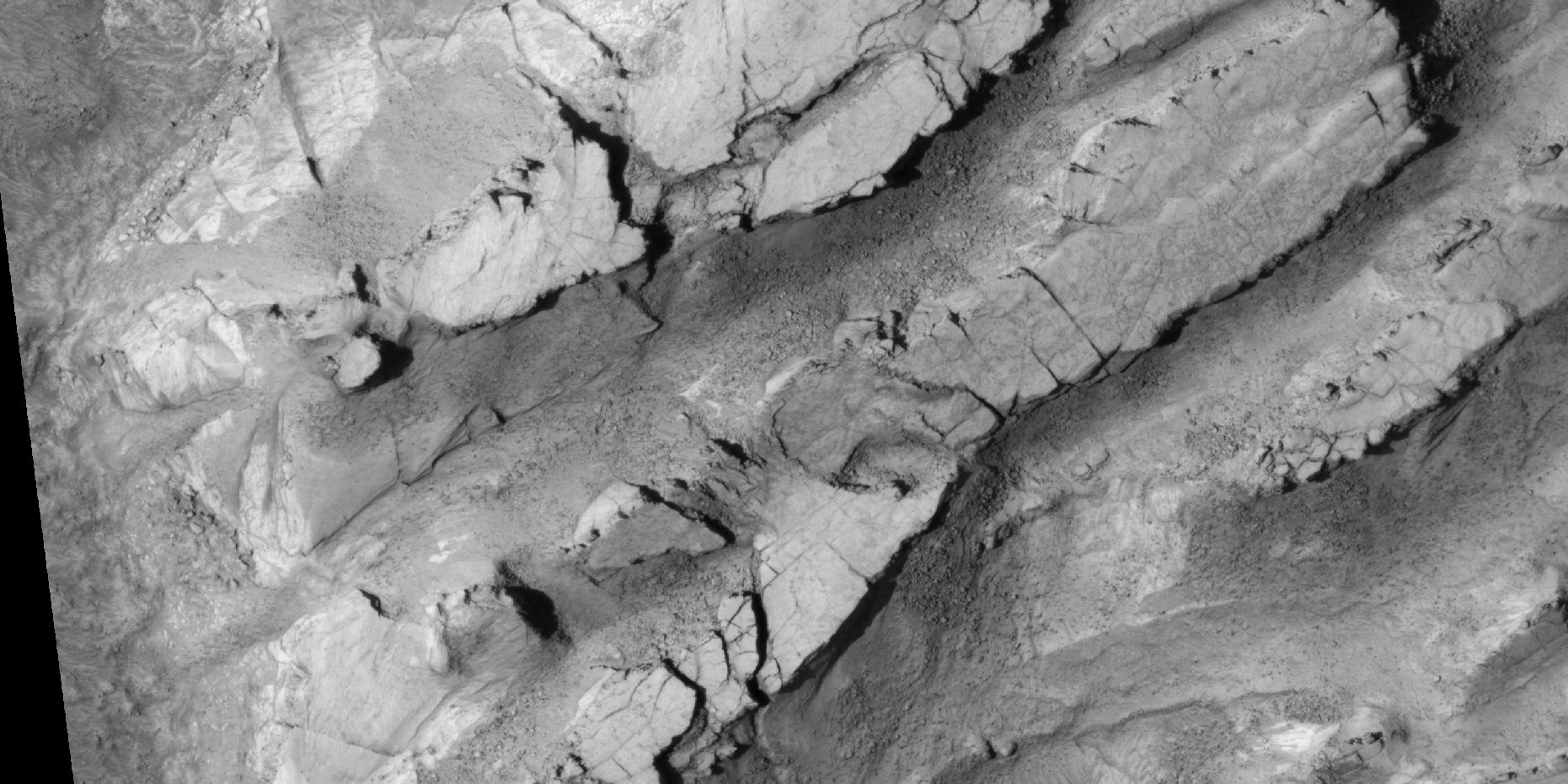
Mesas rompiéndose en bloques
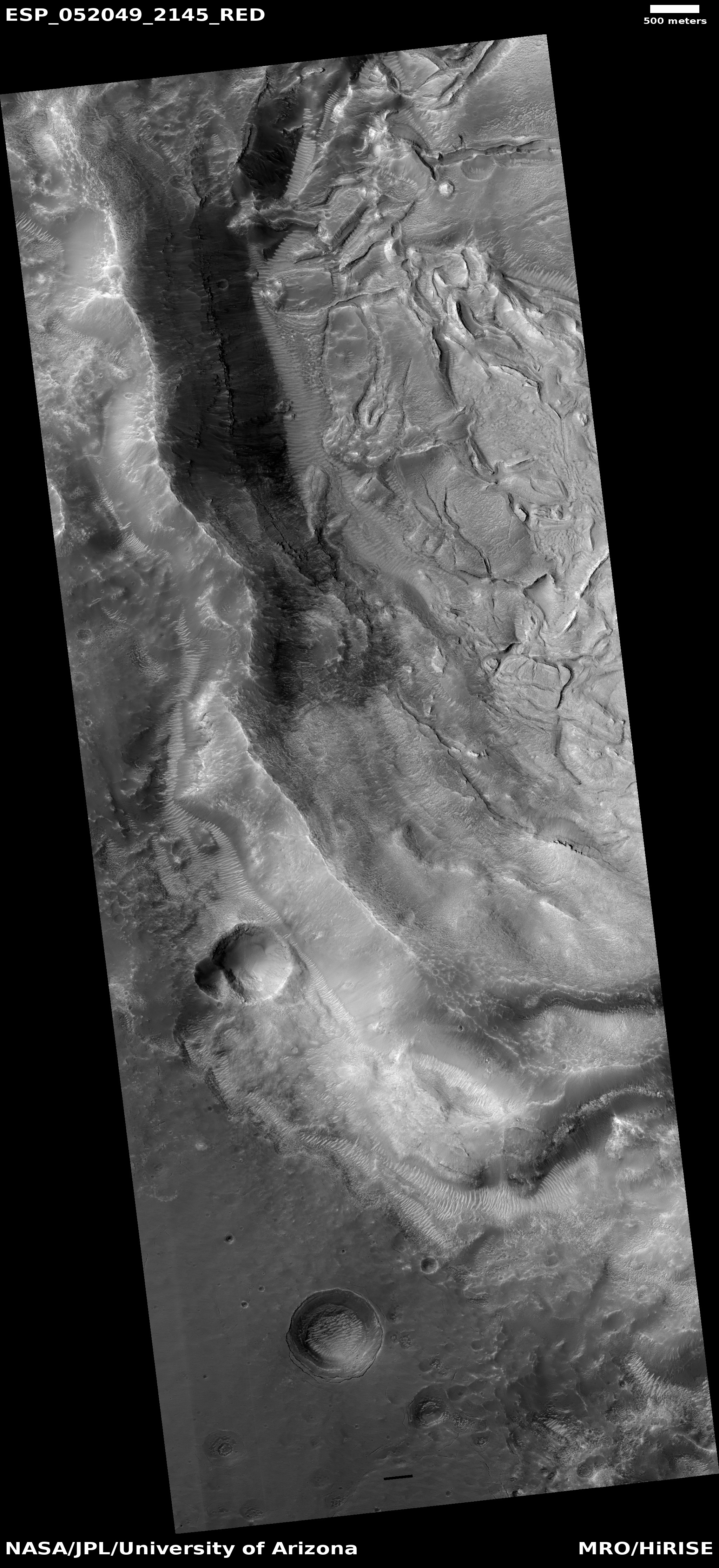
Vista ampliada de la superficie agrietada y depresiones por colapso
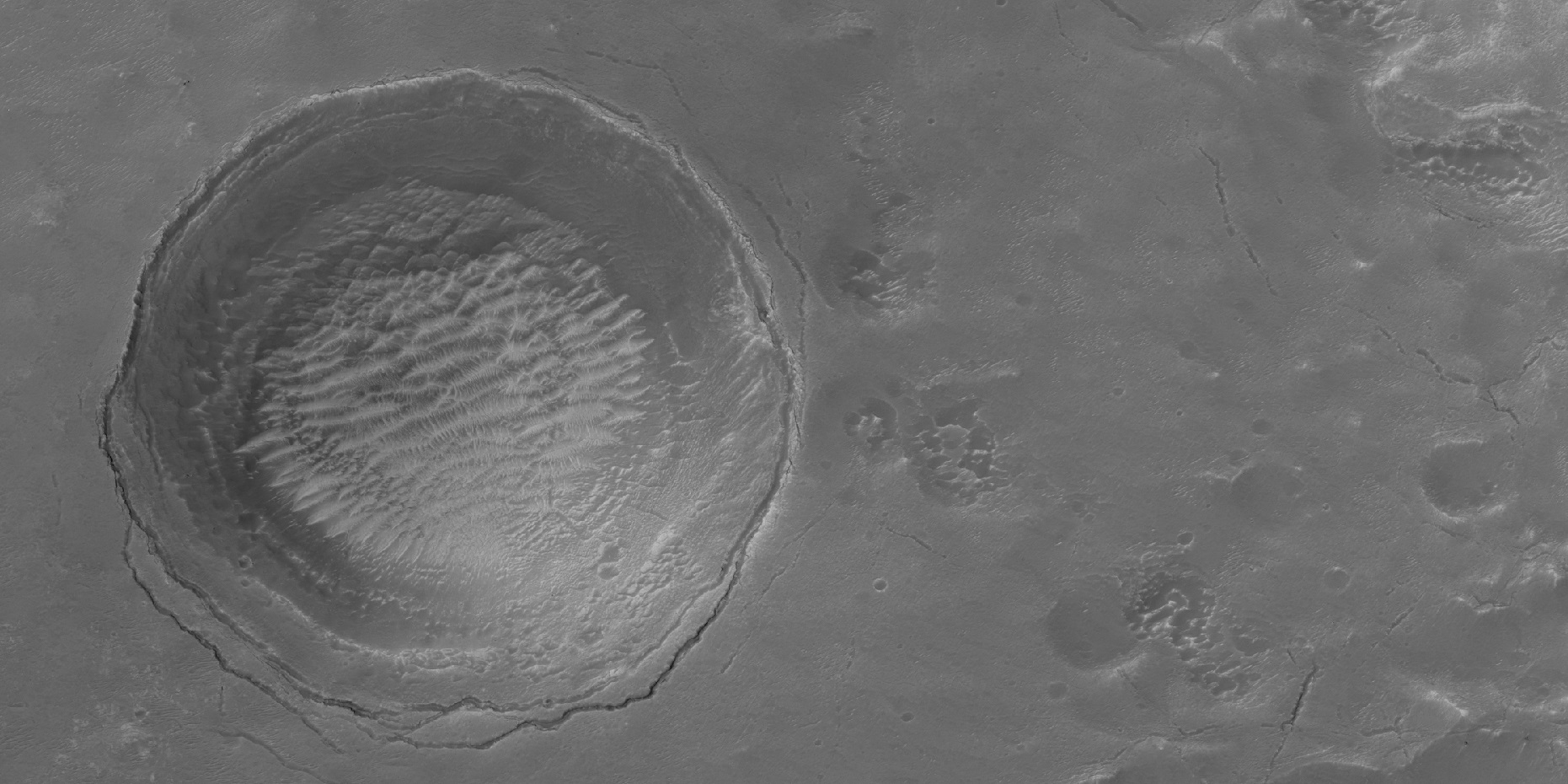
Depresión formada por una posible pérdida de material en el subsuelo

## Cráteres exhumados
Algunas características de Marte parecen estar en proceso de ser descubiertas. En principio, posterior a su formación, se cubrieron y ahora están siendo exhumados como resultado de la erosión del material en la superficie. Estas características se notan bastante con los cráteres. Cuando se forma un cráter, destruirá lo que hay debajo y dejará un borde y una eyección. En el siguiente ejemplo, solo se ve una parte del cráter. si el cráter viniera después de la característica estratificada, habría eliminado parte de la característica.

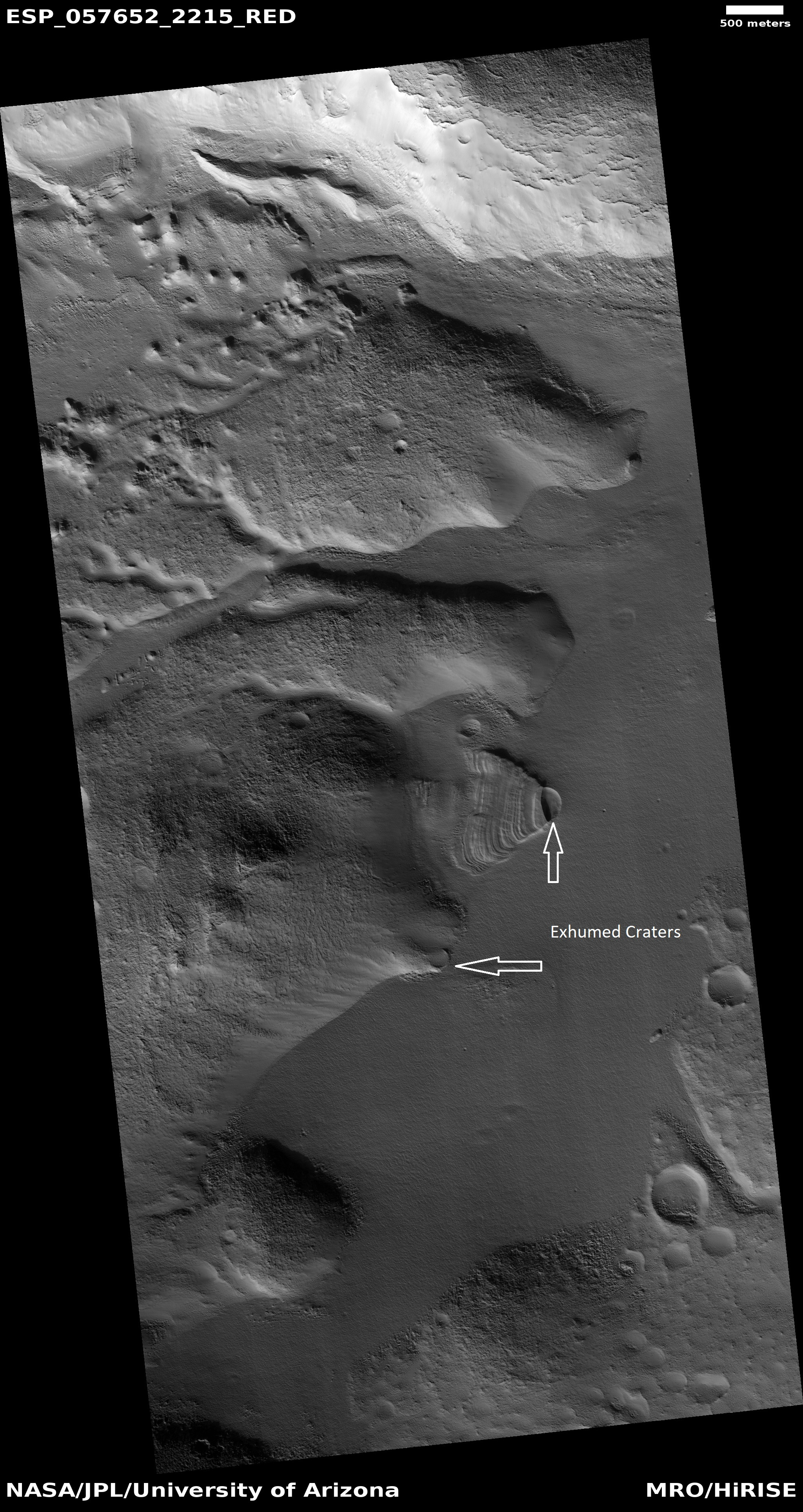
Vista ampliada de cráteres exhumados, imagen por HiRISE bajo el programa HiWish
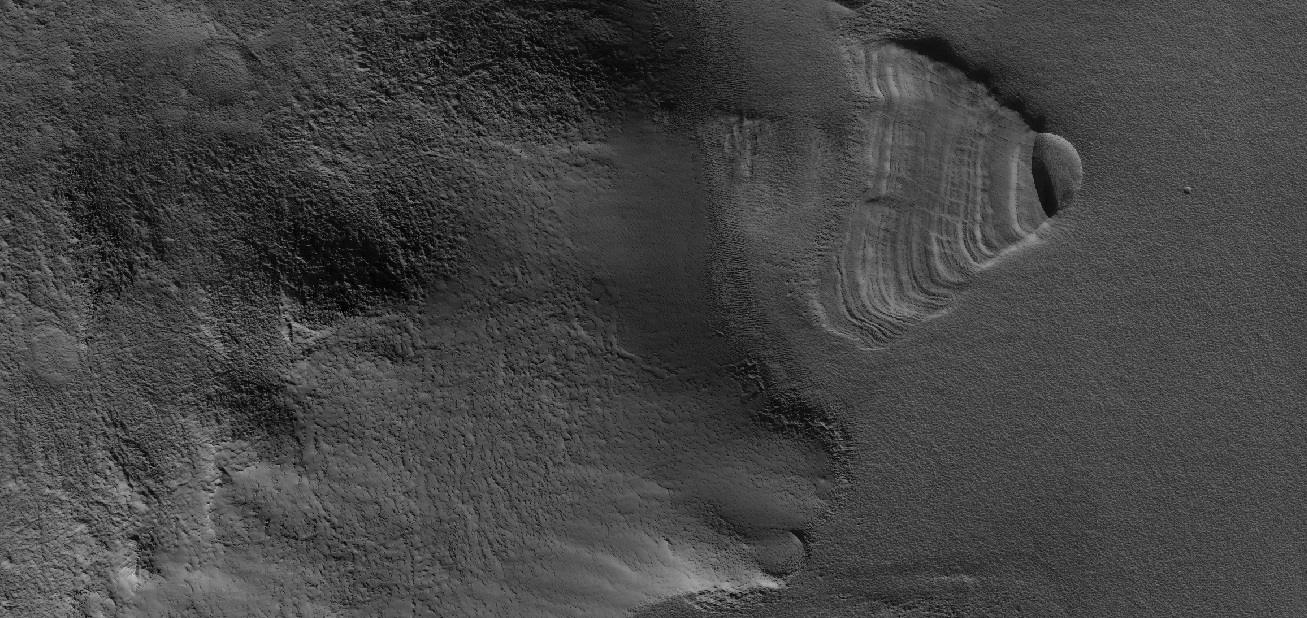
Vista detallada del cráter exhumado. Este cráter está y en el pasado estuvo bajo un conjunto de capas de inmersión

## Fracturas que forman bloques
En algunos lugares, las grandes fracturas rompen las superficies. A veces se forman bordes rectos y las fracturas crean cubos grandes.

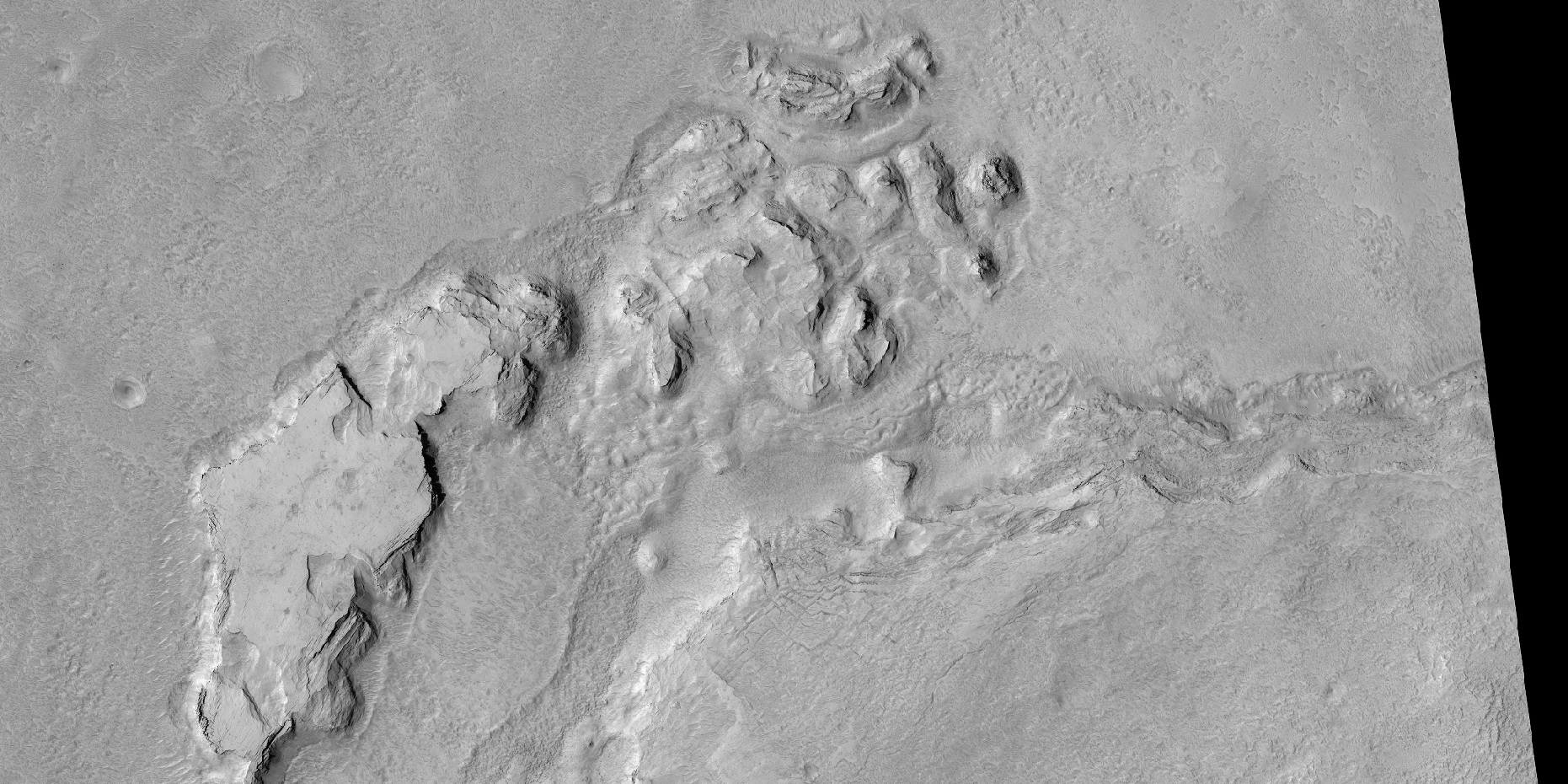
Vista ampliada de mesetas que están formando fracturas
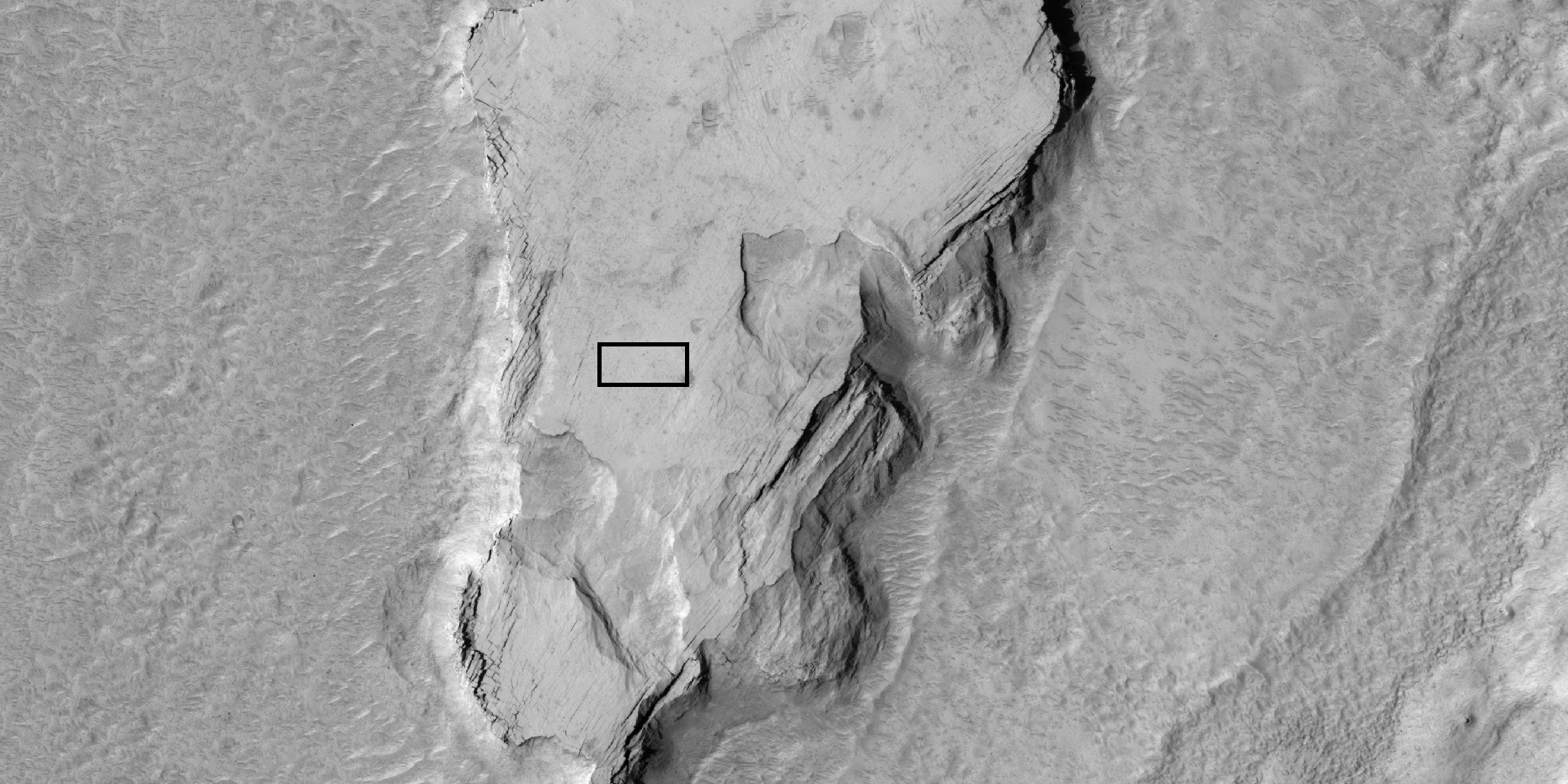
Vista ampliada de una parte de imagen anterior, ambas imágenes tomadas por la cámara HiRISE y su programa HiWish.  El rectángulo representa la medida de un campo de fútbol
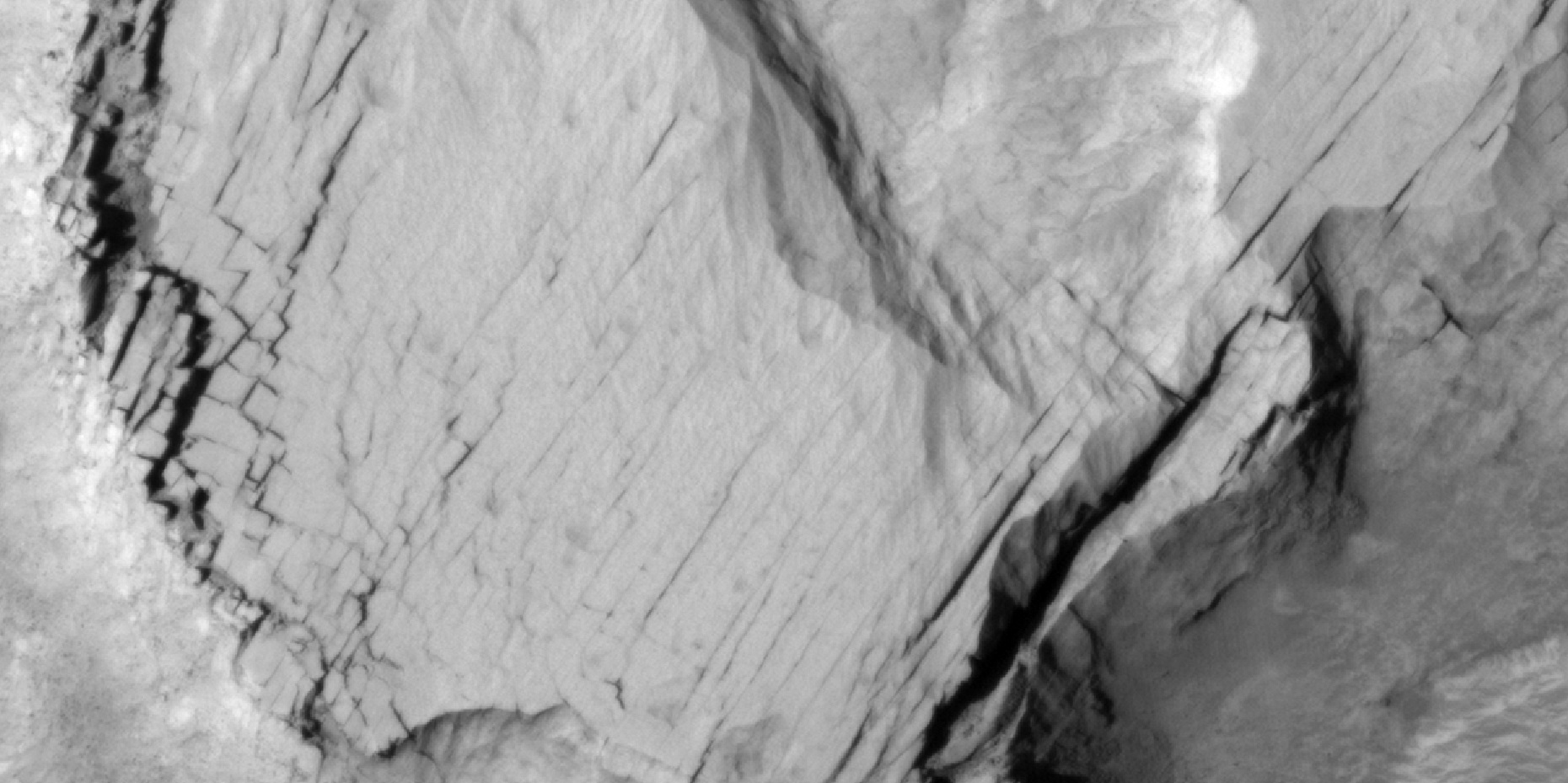
Detalle de la formación de bloques
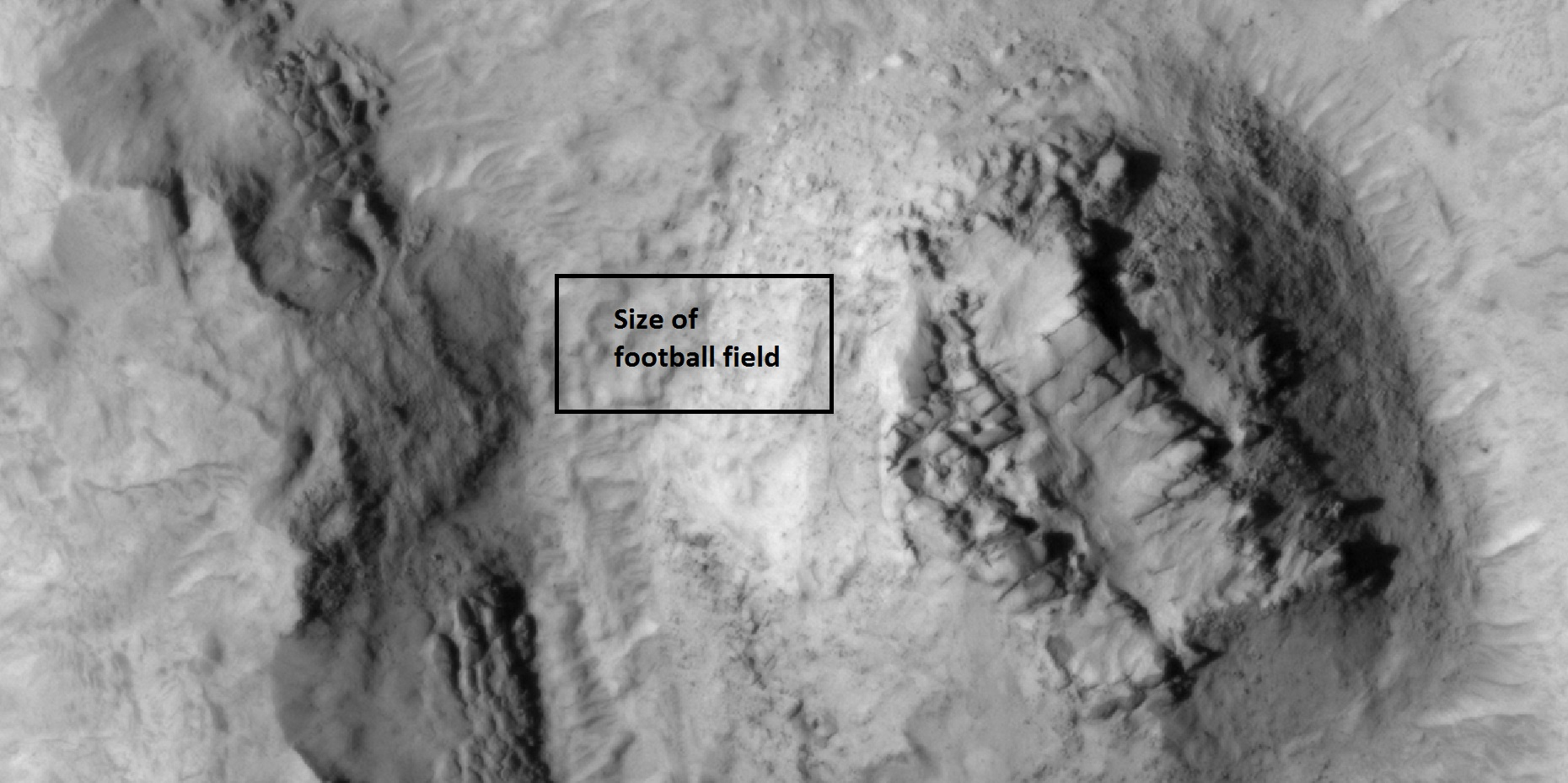
Detalle de la formación de bloques. El rectángulo representa el tamaño de un campo de fútbol, por lo que los bloques son del tamaño de un edificio
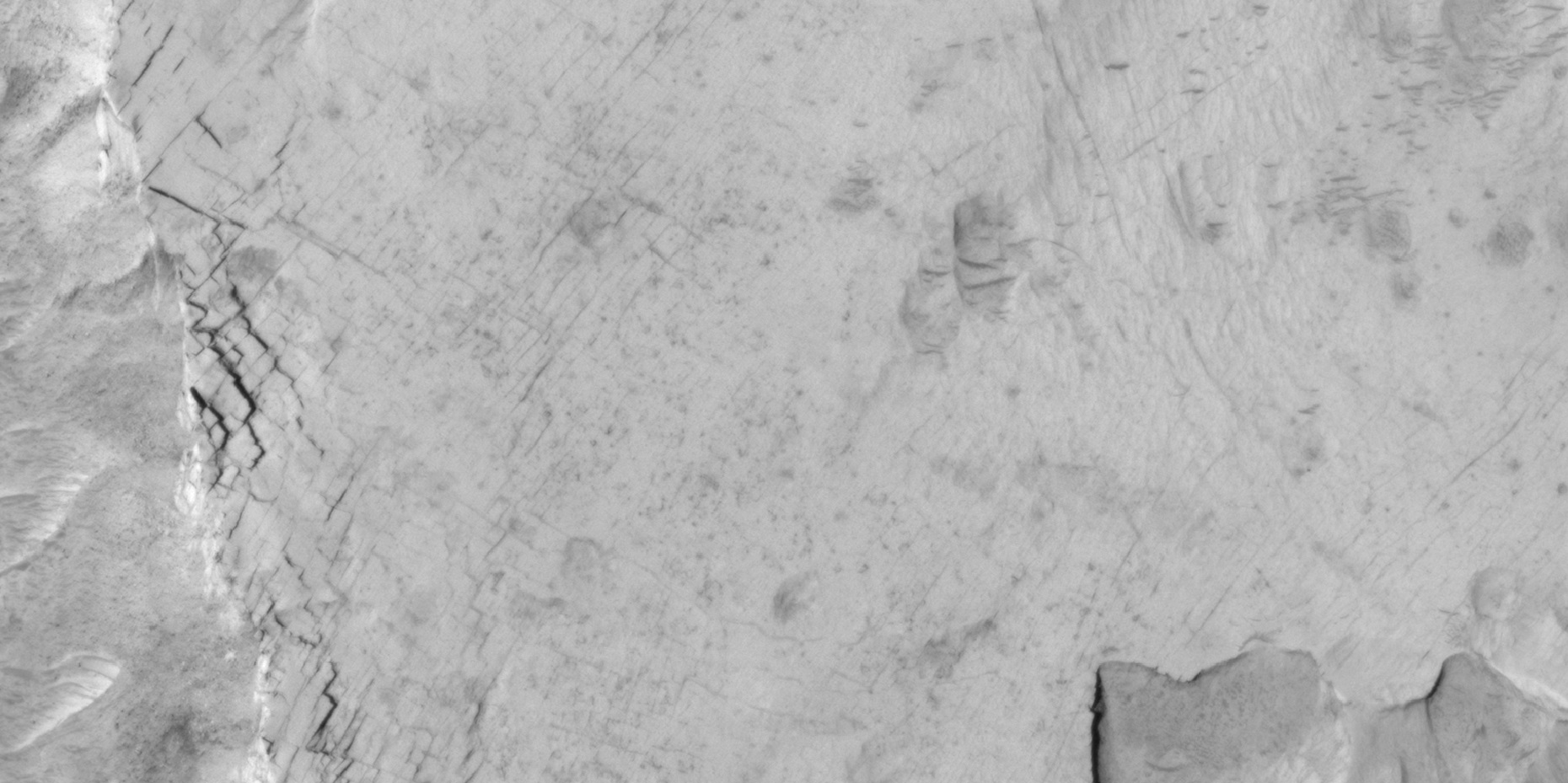
Detalle de la formación de bloques. Muchas fracturas largas son visibles en la superficie
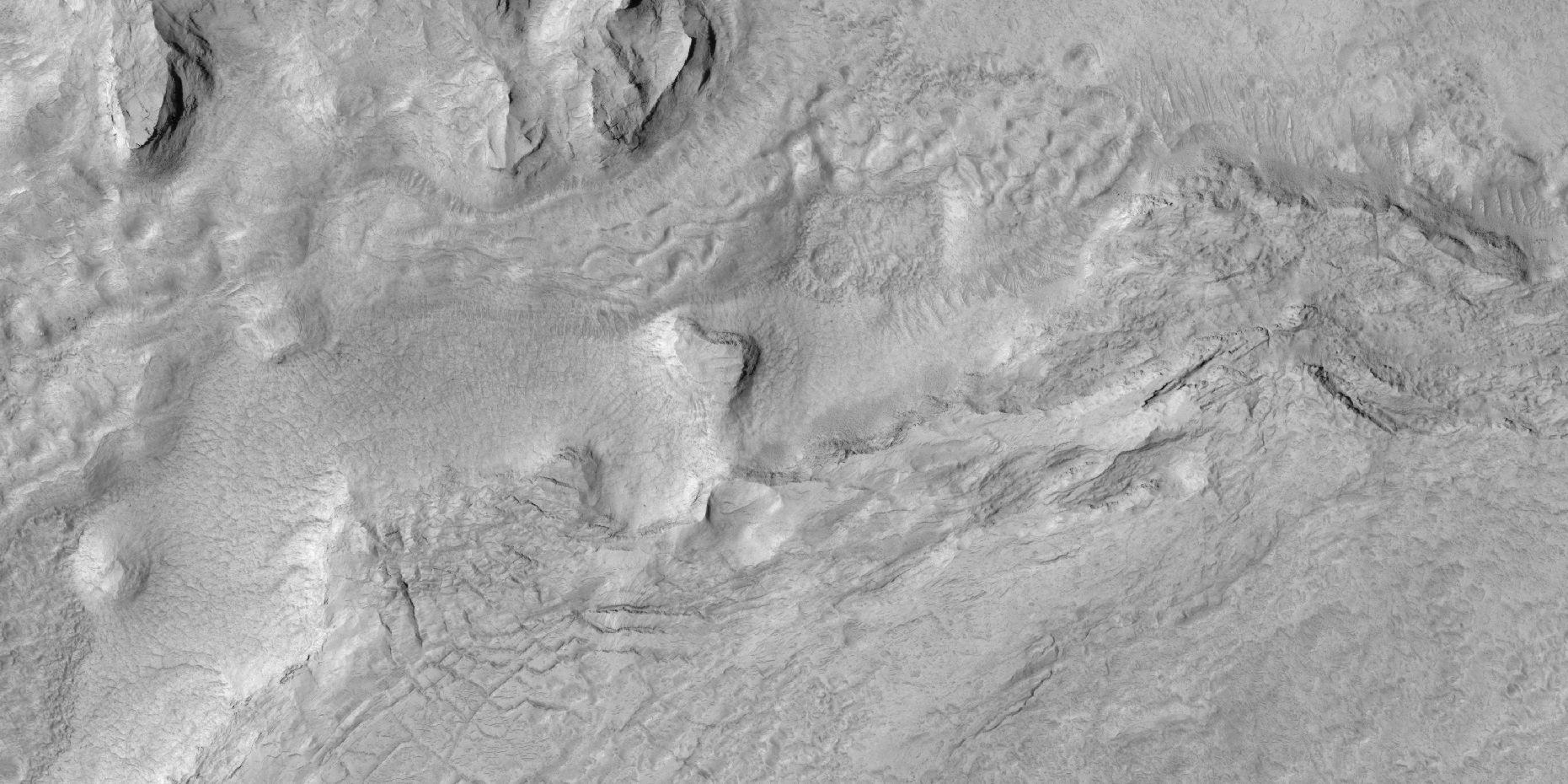
Ruptura de la superficie. Cerca de la parte superior, la superficie se está erosionando en terrenos cerebrales
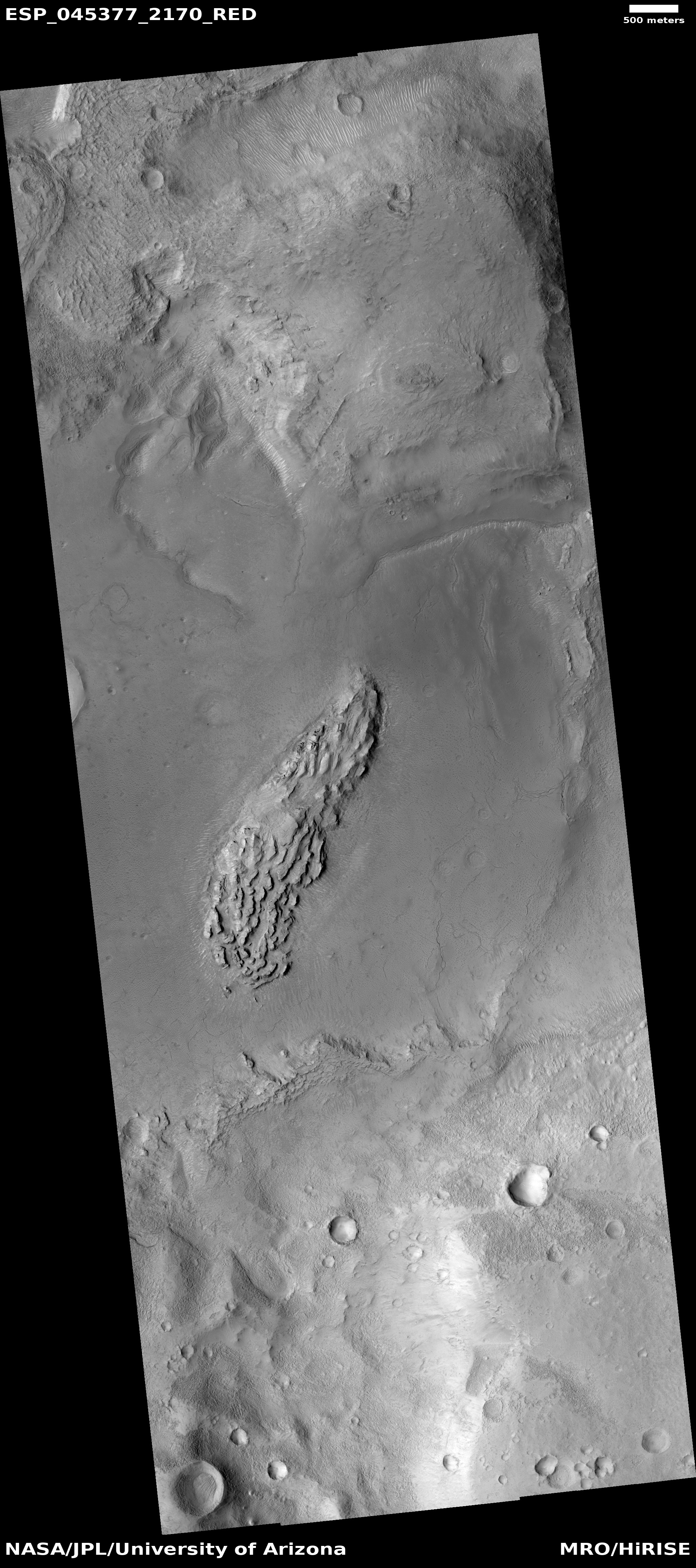
Vista ampliada que muestra una característica de tonos claros que se está rompiendo en bloques
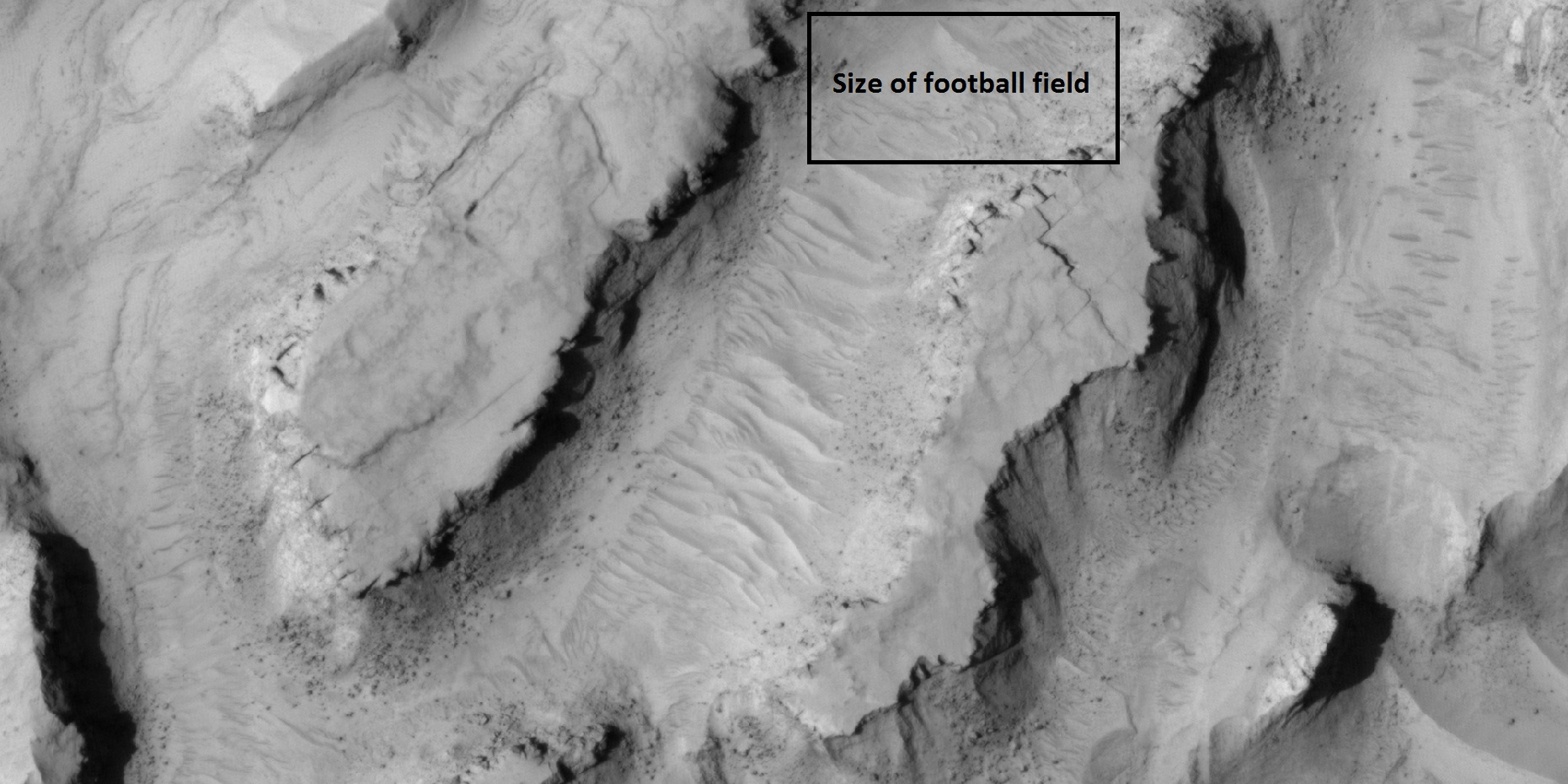
Ampliación de la imagen anterior: vista cercana que muestra pilares de bloques que se están formando. El cuadro representa el tamaño de un campo de fútbol
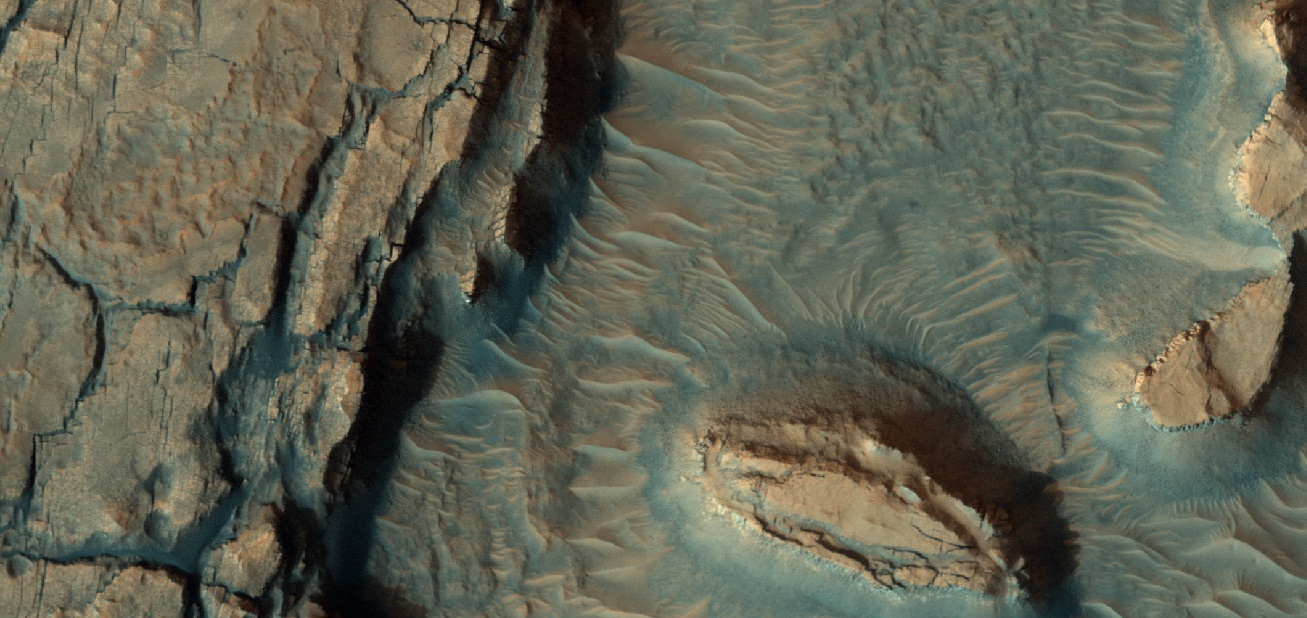
Vista en color del suelo rocoso agreitandose. Todas la imágenes tomadas por HiRISE en su programa HiWish

## Suelo poligonal
El suelo poligonal y con patrones es muy común en algunas regiones de Marte. Se cree comúnmente que es causado por la sublimación del hielo del suelo. La sublimación es el cambio directo de hielo sólido a gas. Esto es similar a lo que sucede con el hielo seco en la Tierra. Los lugares de Marte que muestran un suelo poligonal pueden indicar dónde los futuros colonos pueden encontrar agua helada. El suelo modelado se forma en una capa de manto, llamada manto dependiente de la latitud, que cayó del cielo cuando el clima era diferente..

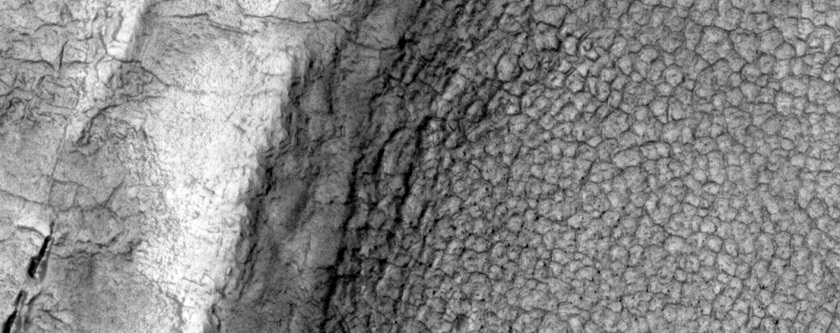
Polígonos de centro alto. La imagen es de la parte superior de un delantal de escombros en Deuteronilus Mensae
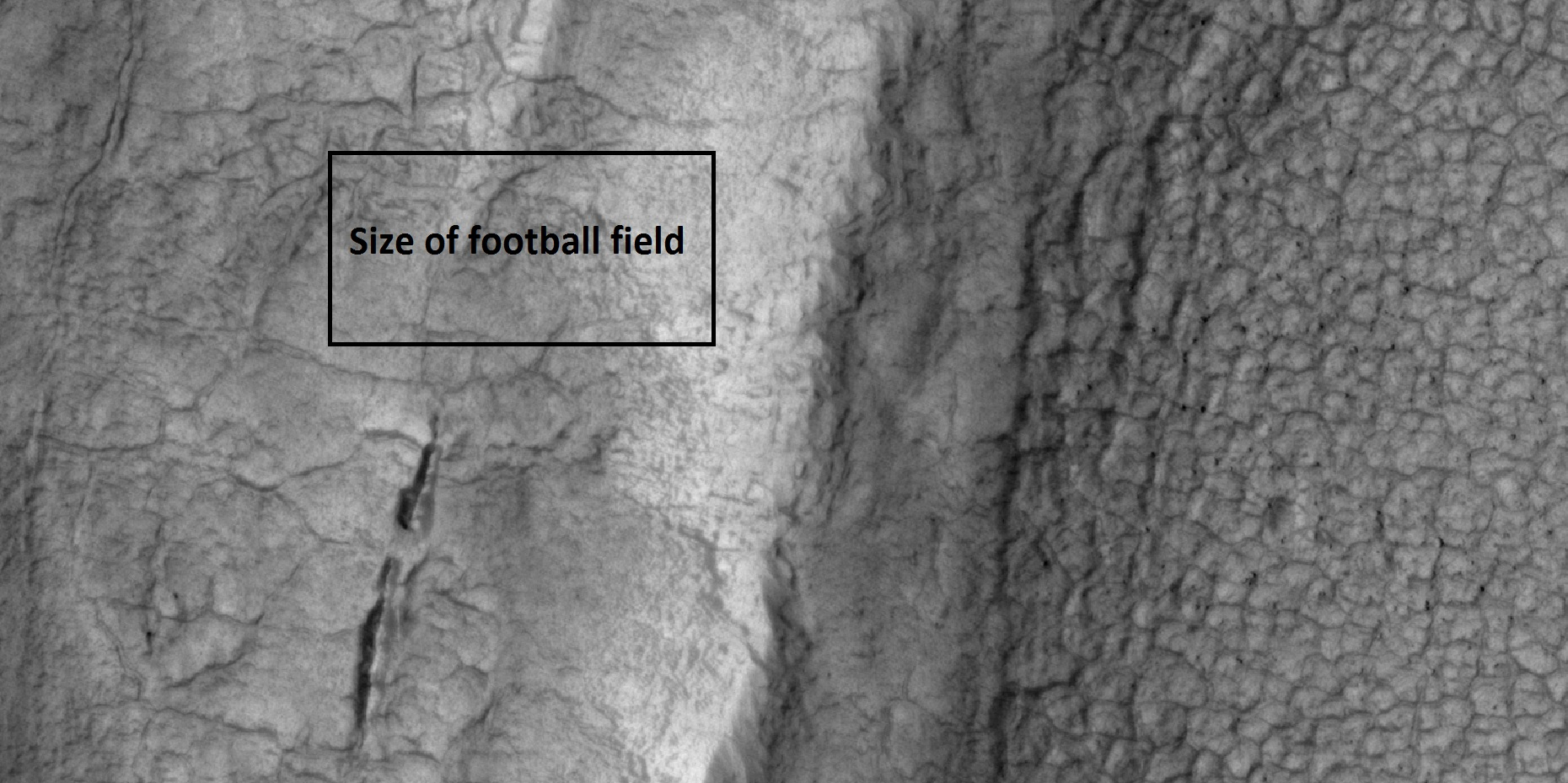
Primer plano del campo de polígonos del centro alto con escala, el recuadro negro es del tamaño de un campo de fútbol.
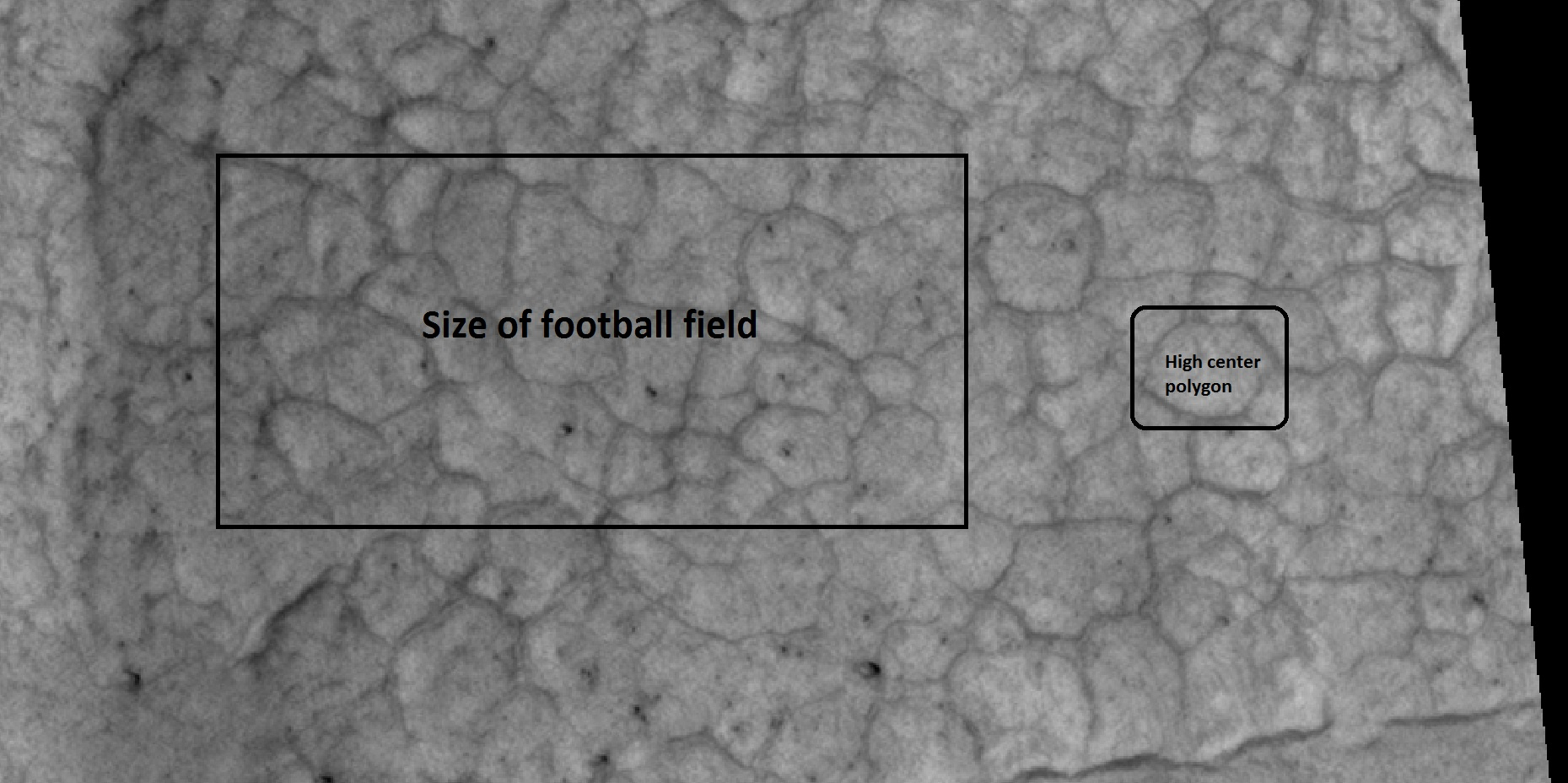
Primer plano de los polígonos del centro alto vistos por HiRISE en el programa HiWish Nota: el recuadro negro es del tamaño de un campo de fútbol.
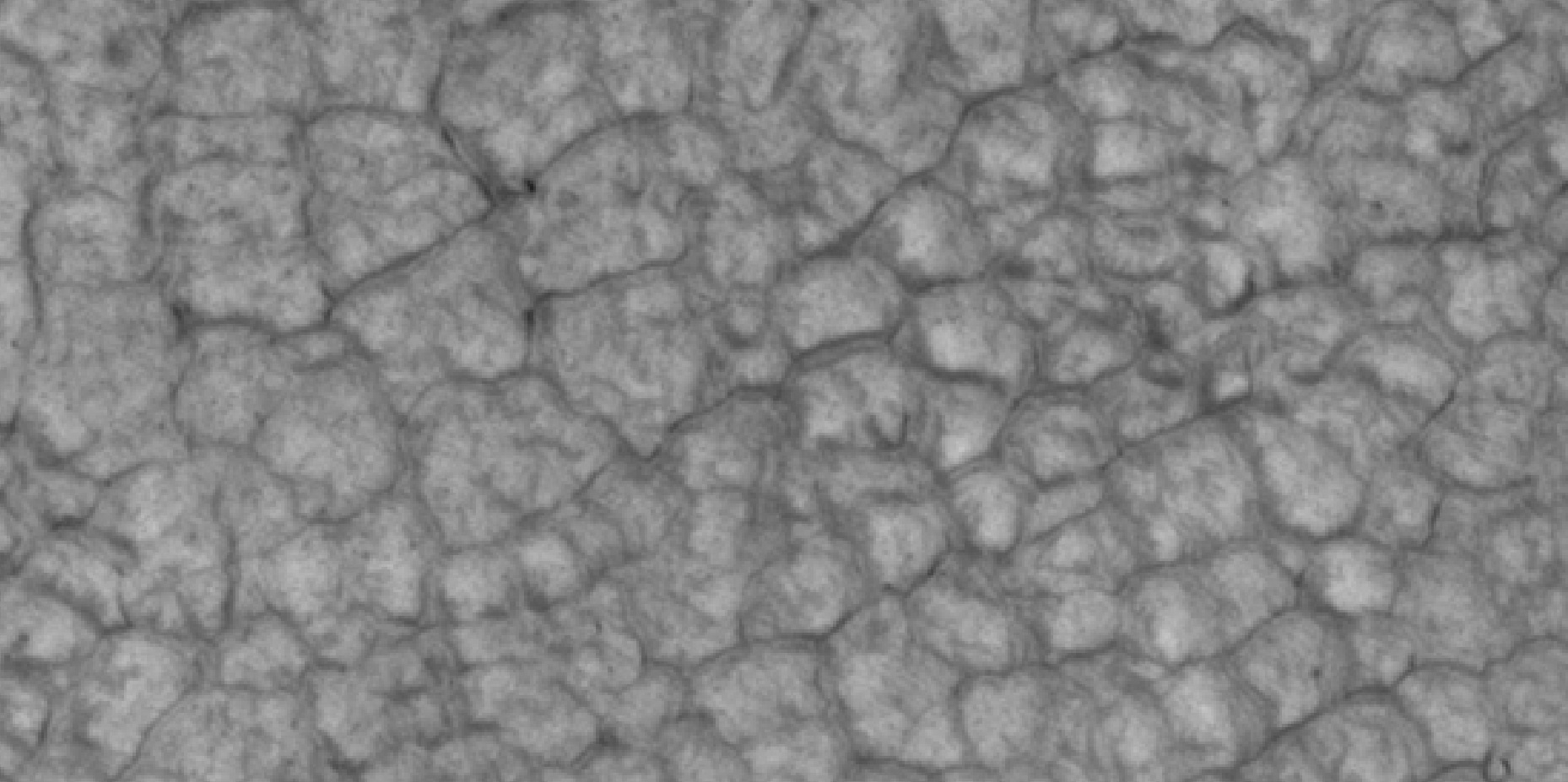
Primer plano de los polígonos de centro alto vistos por HiRISE bajo el programa HiWish Los valles entre polígonos son fácilmente visibles en esta vista.
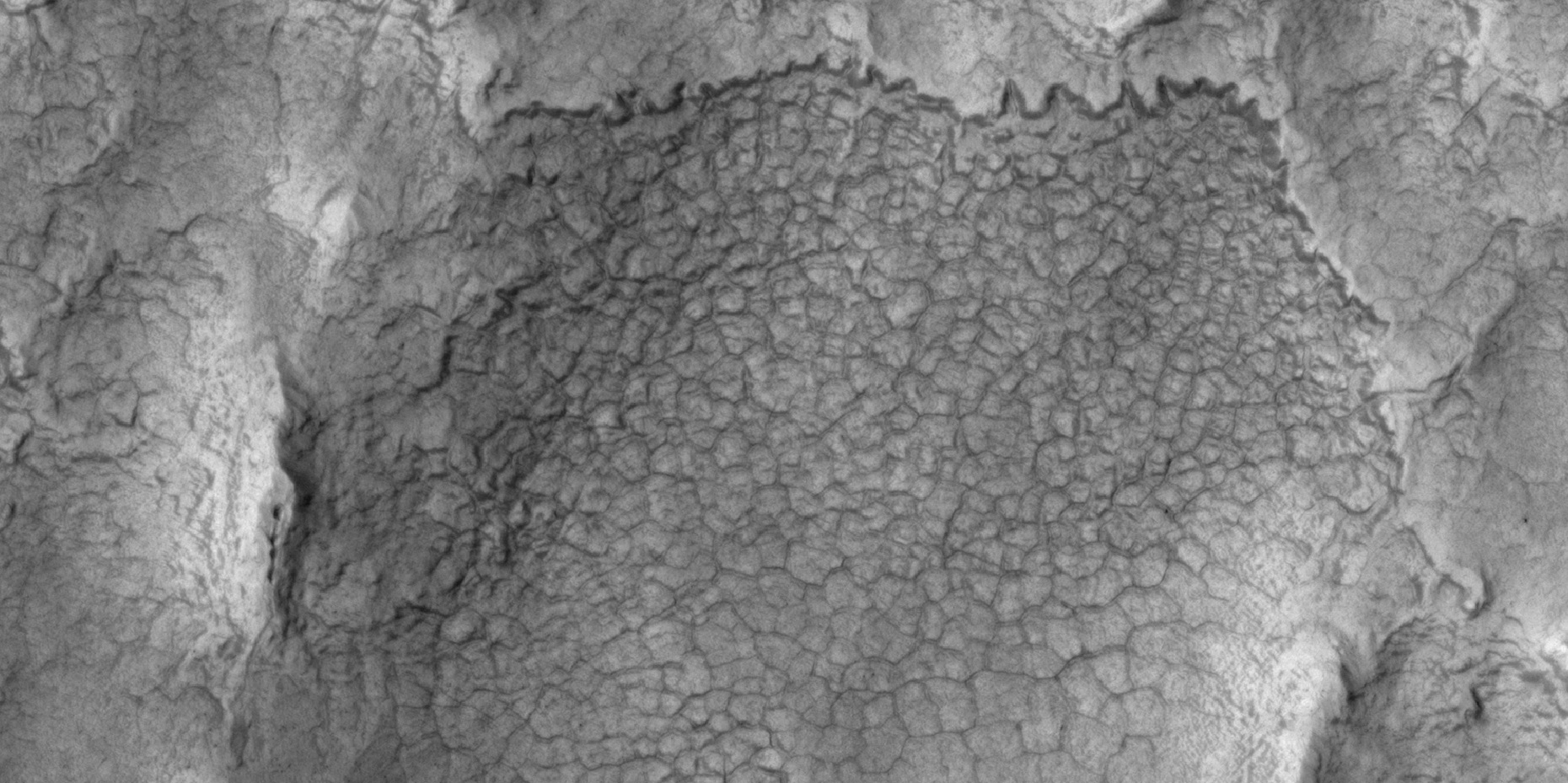
Polígonos de centro alto
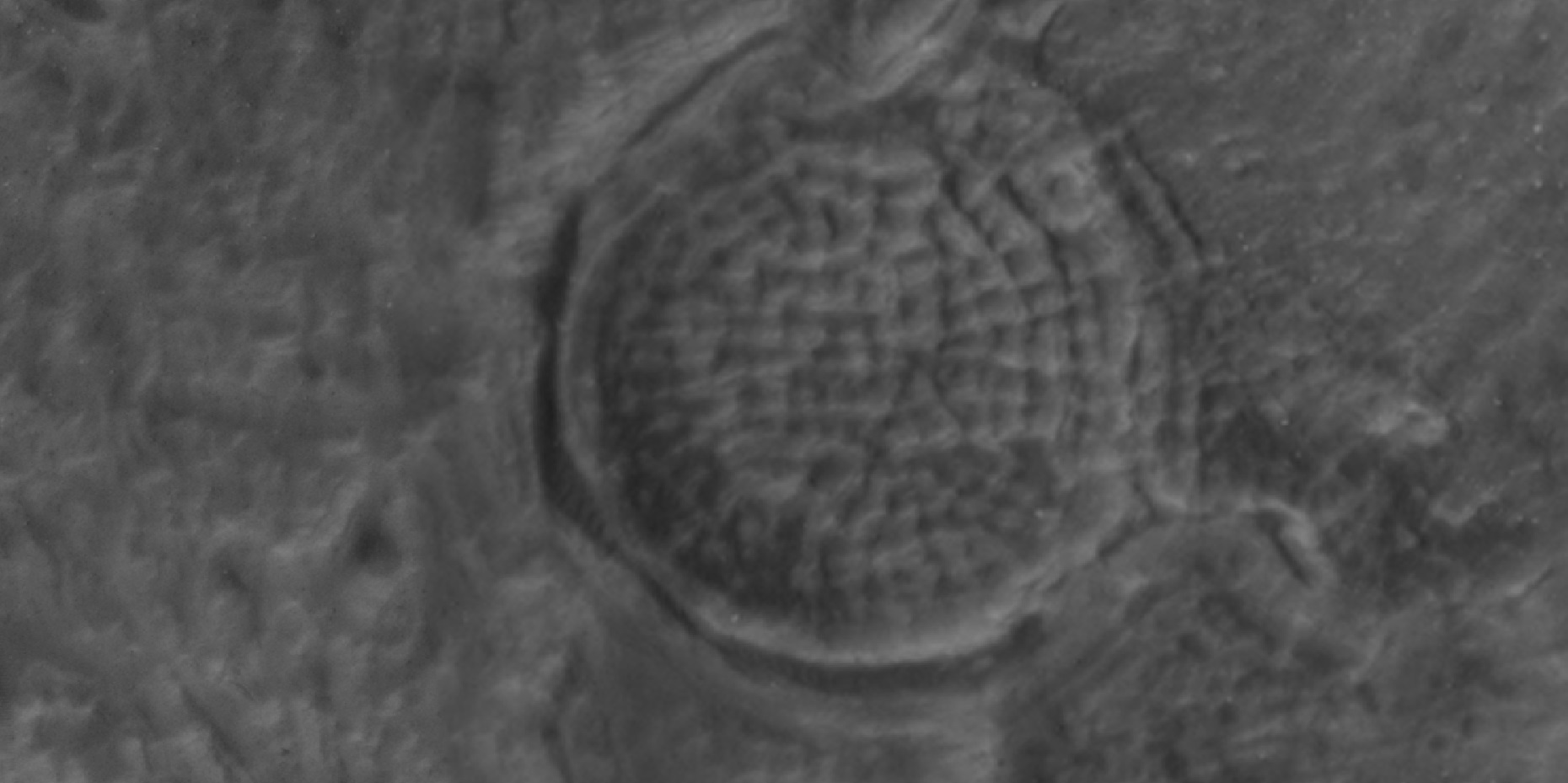
Polígonos de centro bajo
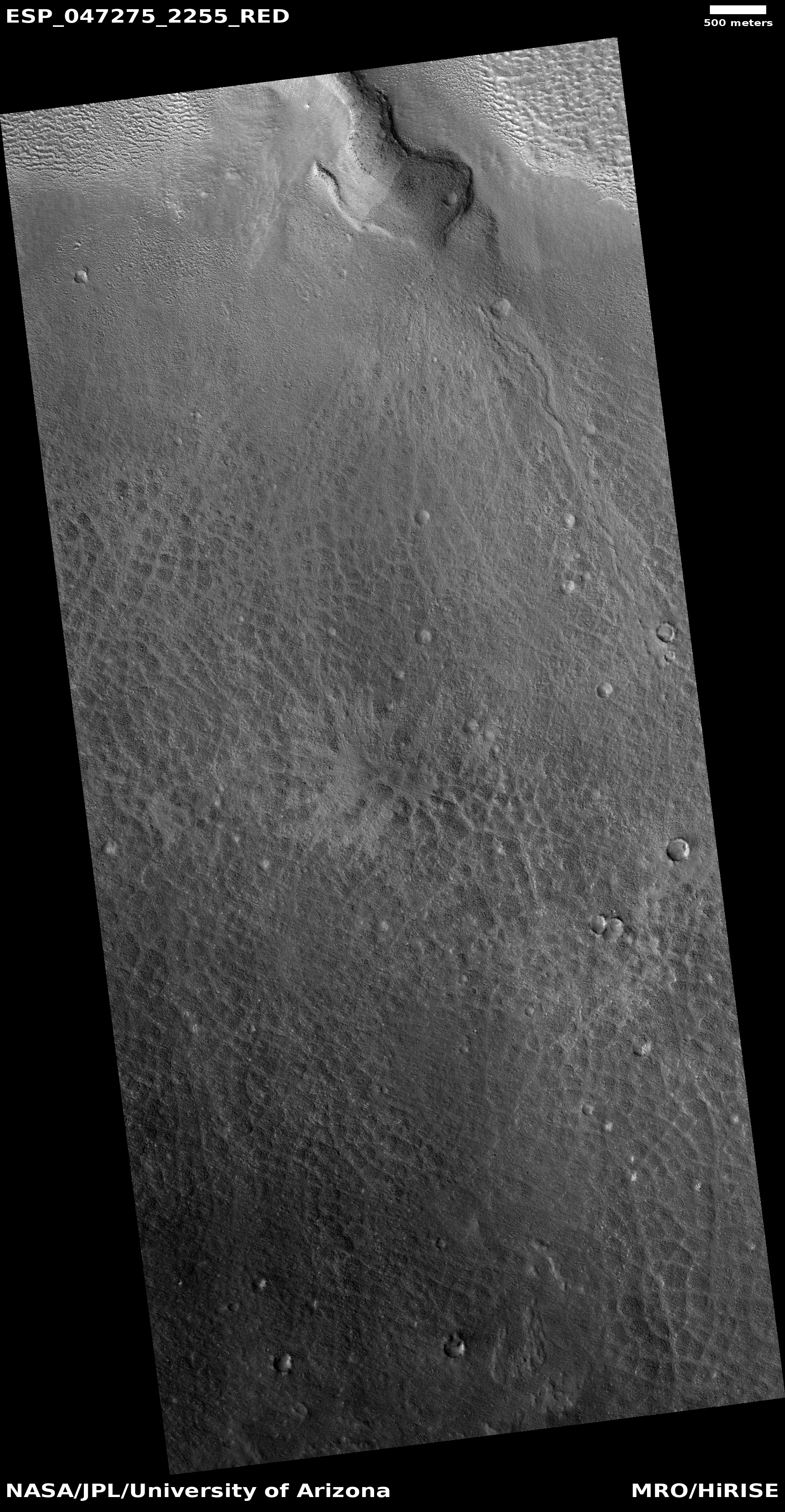
Vista detallada de polígonos de centro alto
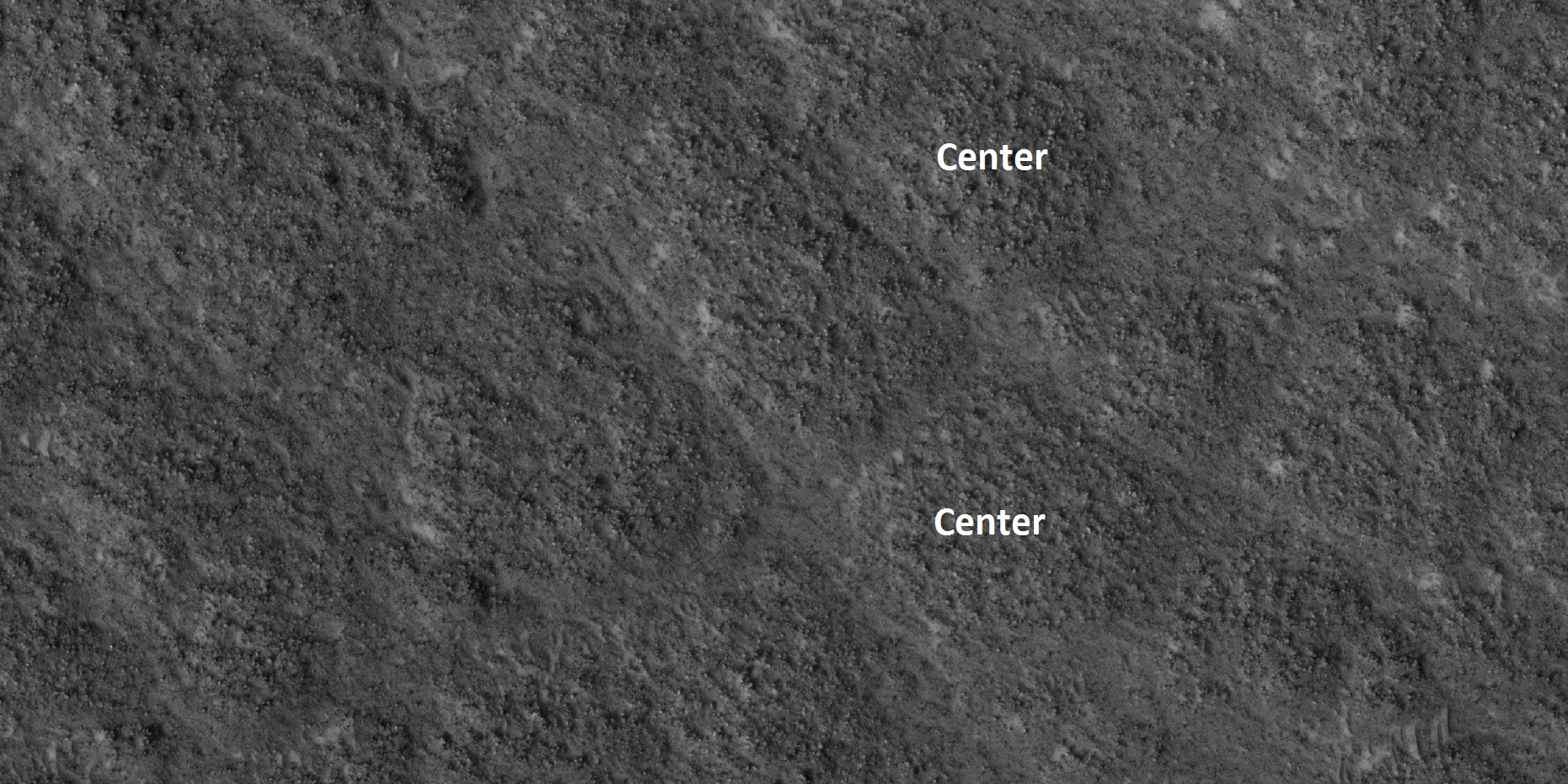
Vista detallada de polígonos de centro alto. El centro de los polígonos han sido etiquetados
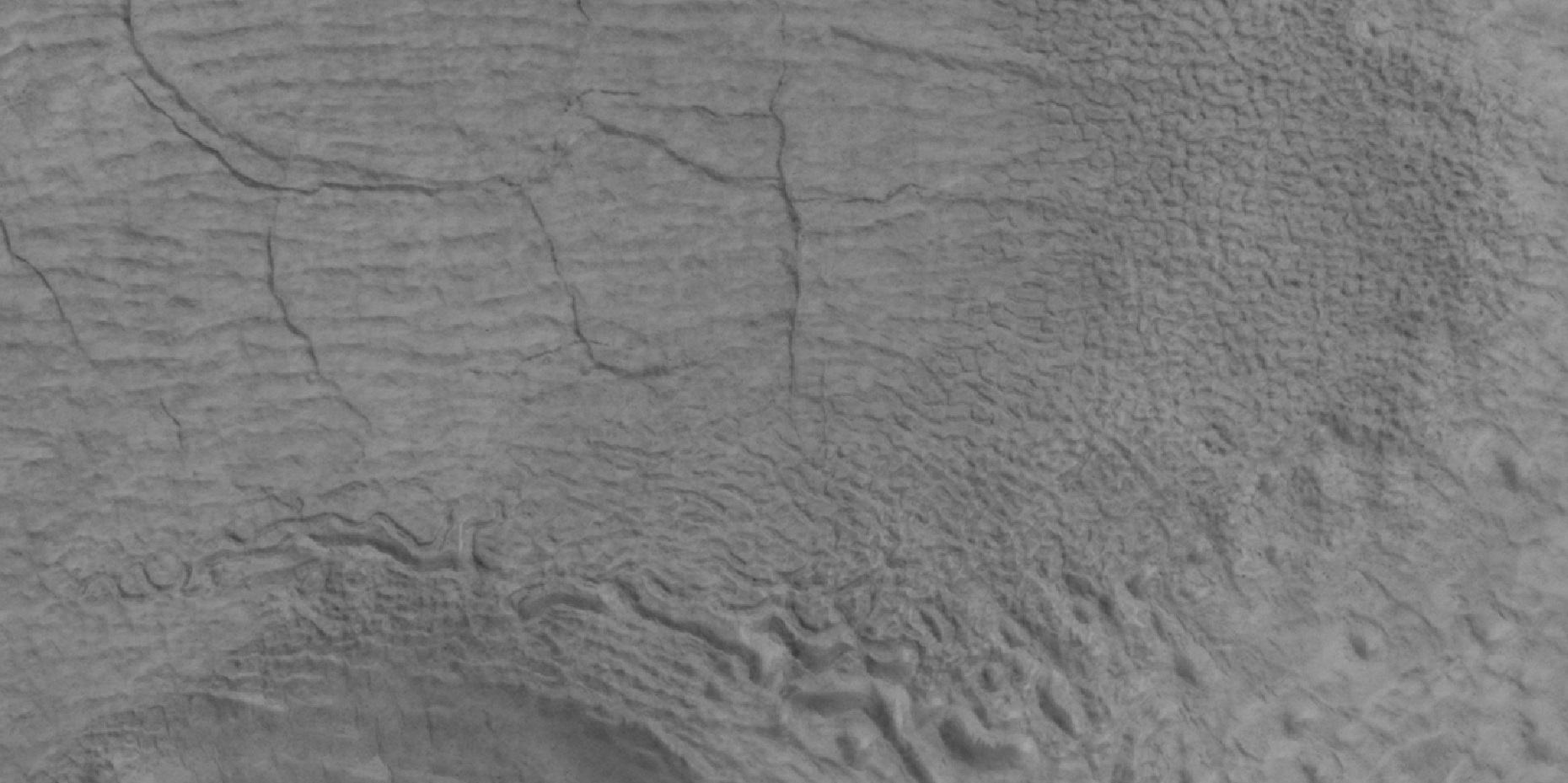
Superficie agrietada y polígonos de centro bajo
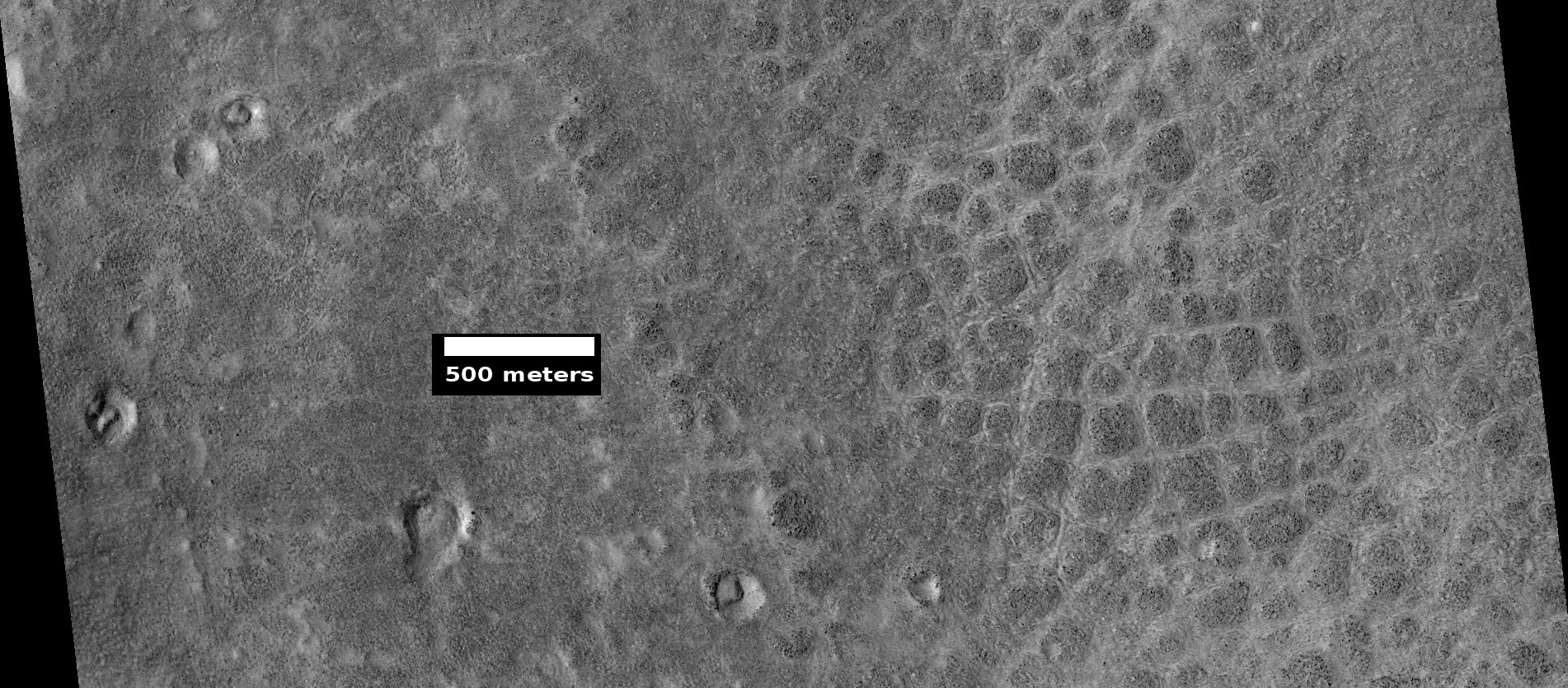
Polígonos de gran tamaño, todas las imágenes tomadas por la cámara HiRISE bajo el programa HiWish

## Dunas
Se han encontrado dunas de arena en muchos lugares de Marte. La presencia de dunas muestra que el planeta tiene una atmósfera con viento, ya que las dunas requieren que el viento apile la arena. La mayoría de las dunas de Marte son negras debido a la erosión del basalto de roca volcánica.  La arena negra se puede encontrar en la Tierra en Hawái y en algunas islas tropicales del Pacífico Sur. La arena es común en Marte debido a la vejez de la superficie que ha permitido que las rocas se erosionen y se conviertan en arena. Se ha observado que las dunas de Marte se mueven muchos metros. Algunas dunas avanzan. En este proceso, la arena sube por el lado de barlovento y luego cae por el lado de sotavento de la duna, lo que provoca que la duna vaya hacia el lado de sotavento (o cara de deslizamiento). Cuando se amplían las imágenes, algunas dunas de Marte muestran ondas en sus superficies. Estos son causados por los granos de arena que ruedan y rebotan en la superficie de barlovento de una duna. Los granos que rebotan tienden a aterrizar en el lado de barlovento de cada ondulación. Los granos no rebotan muy alto por lo que no se necesita mucho para detenerlos.

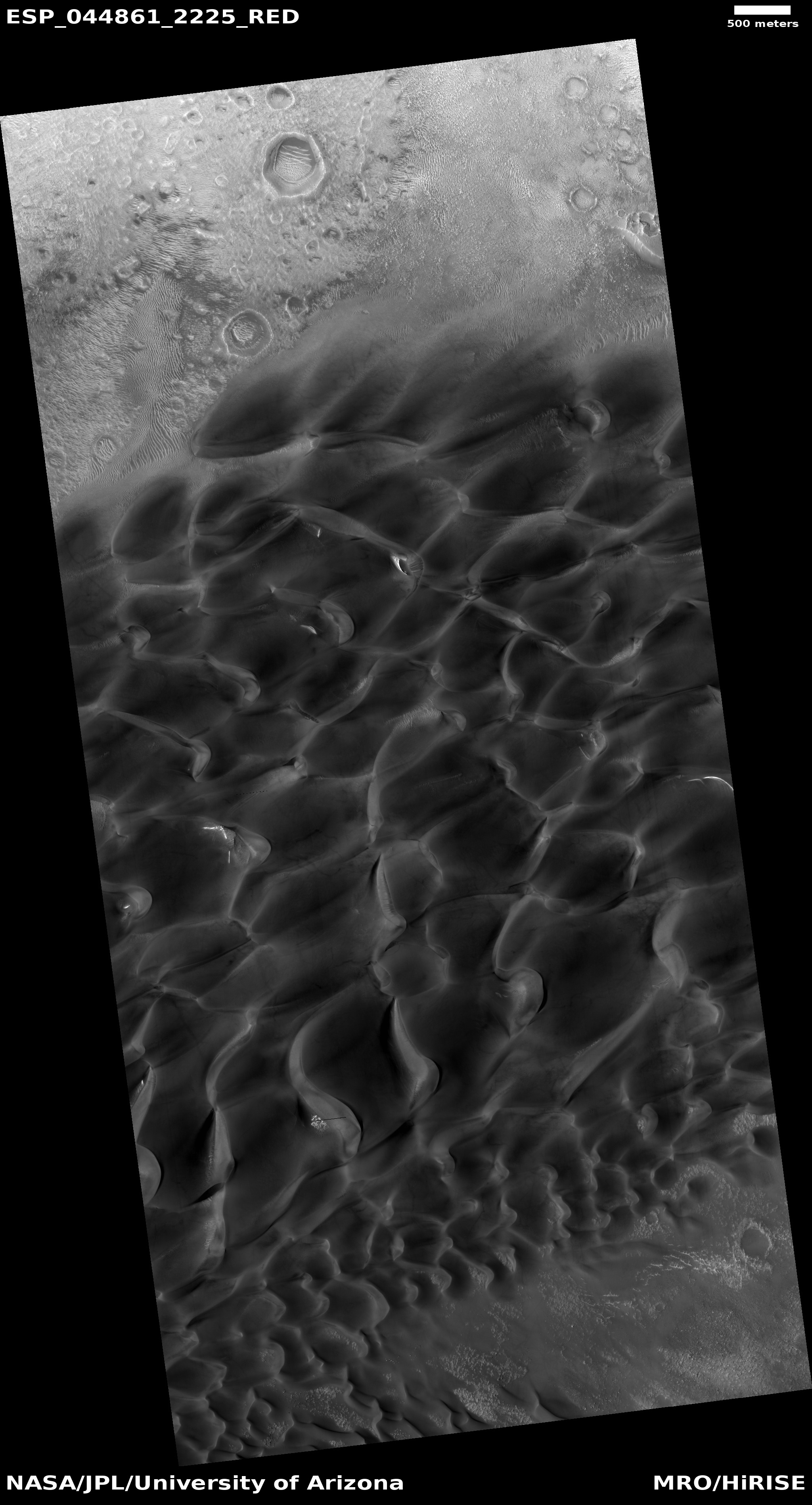
Vista ampliada de dunas en el Cráter Moreux
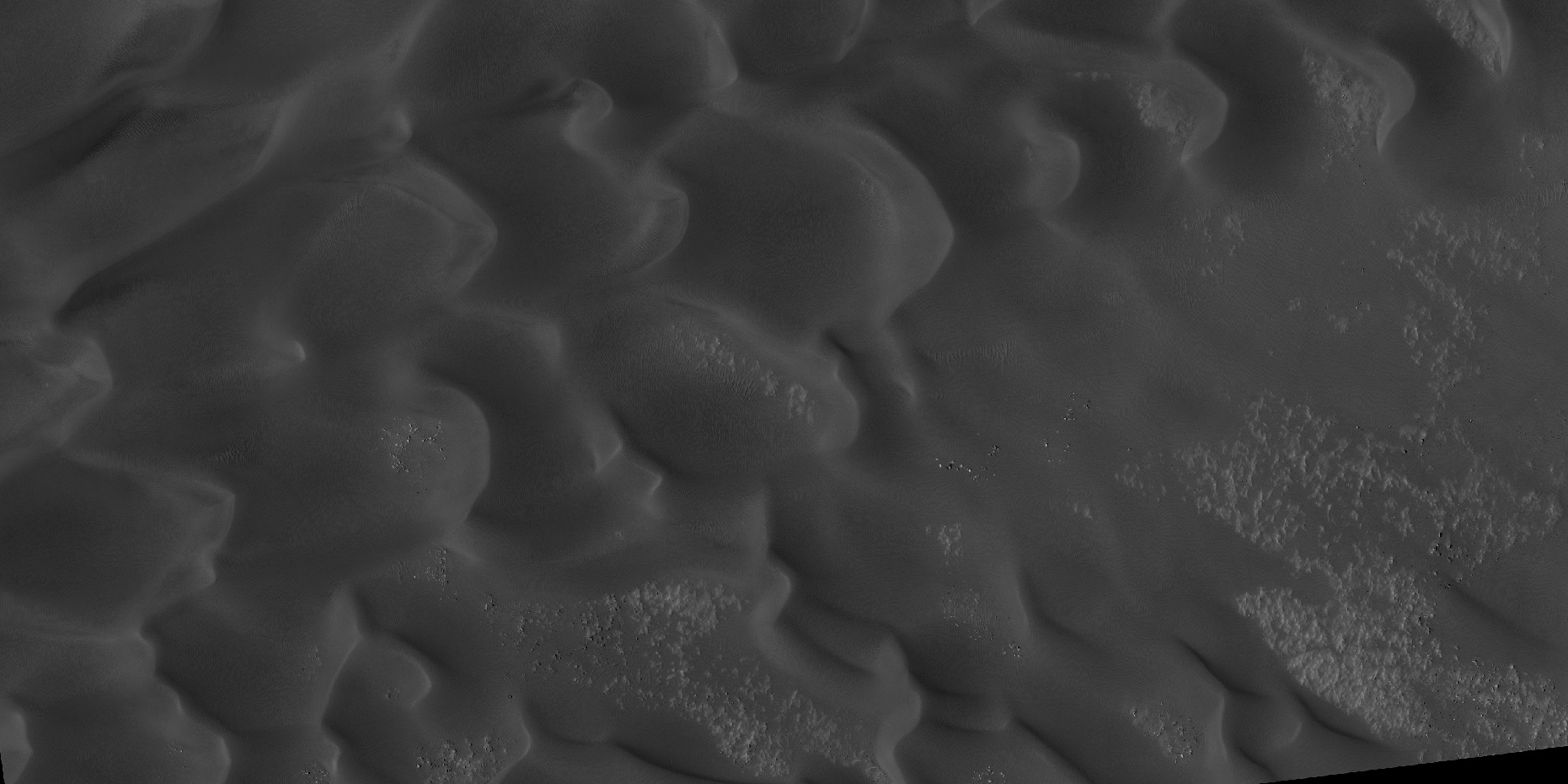
Vista ampliada de dunas en el fondo de la imagen anterior
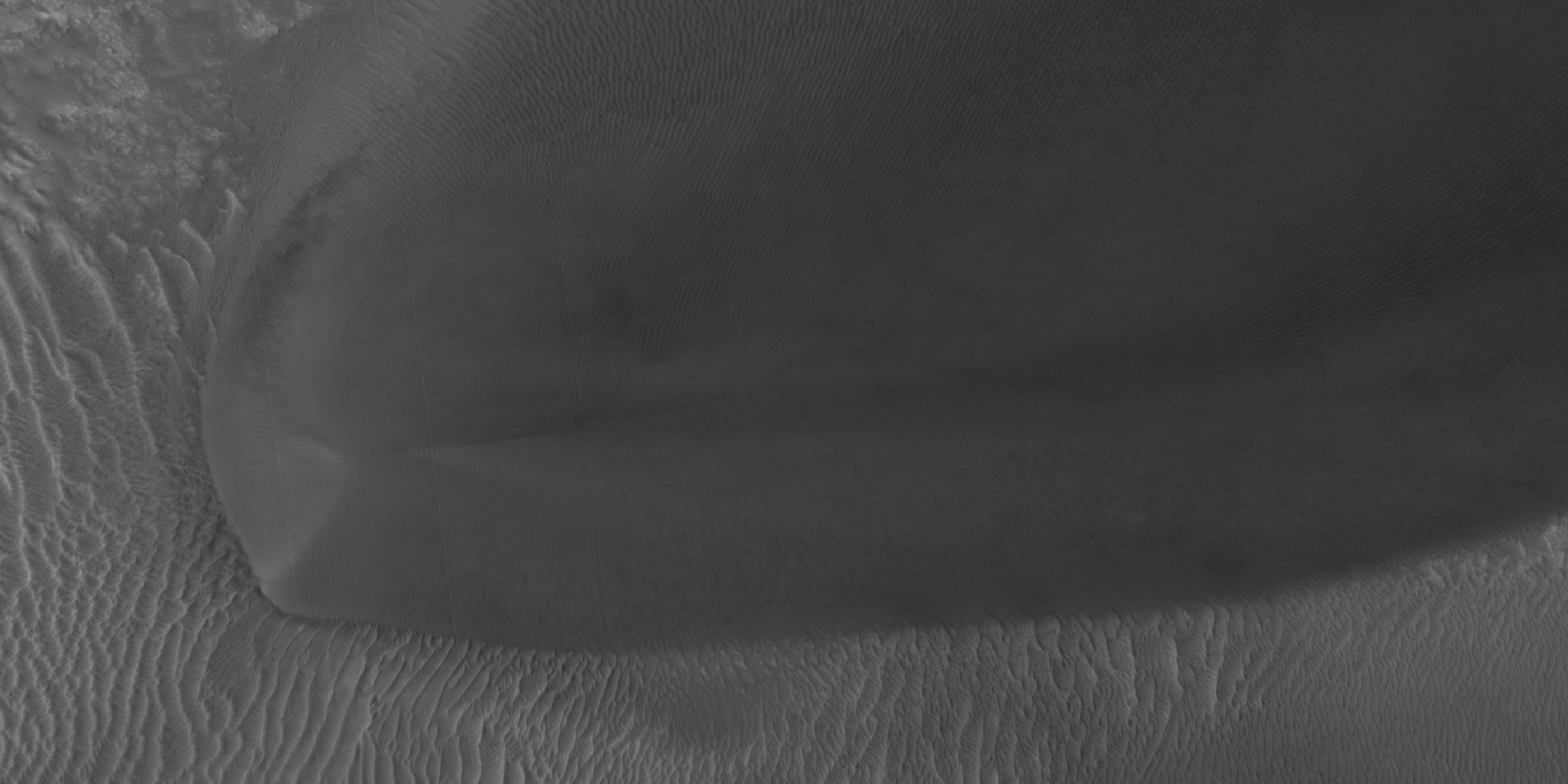
Vista cercana de una duna grande en la misma ubicación
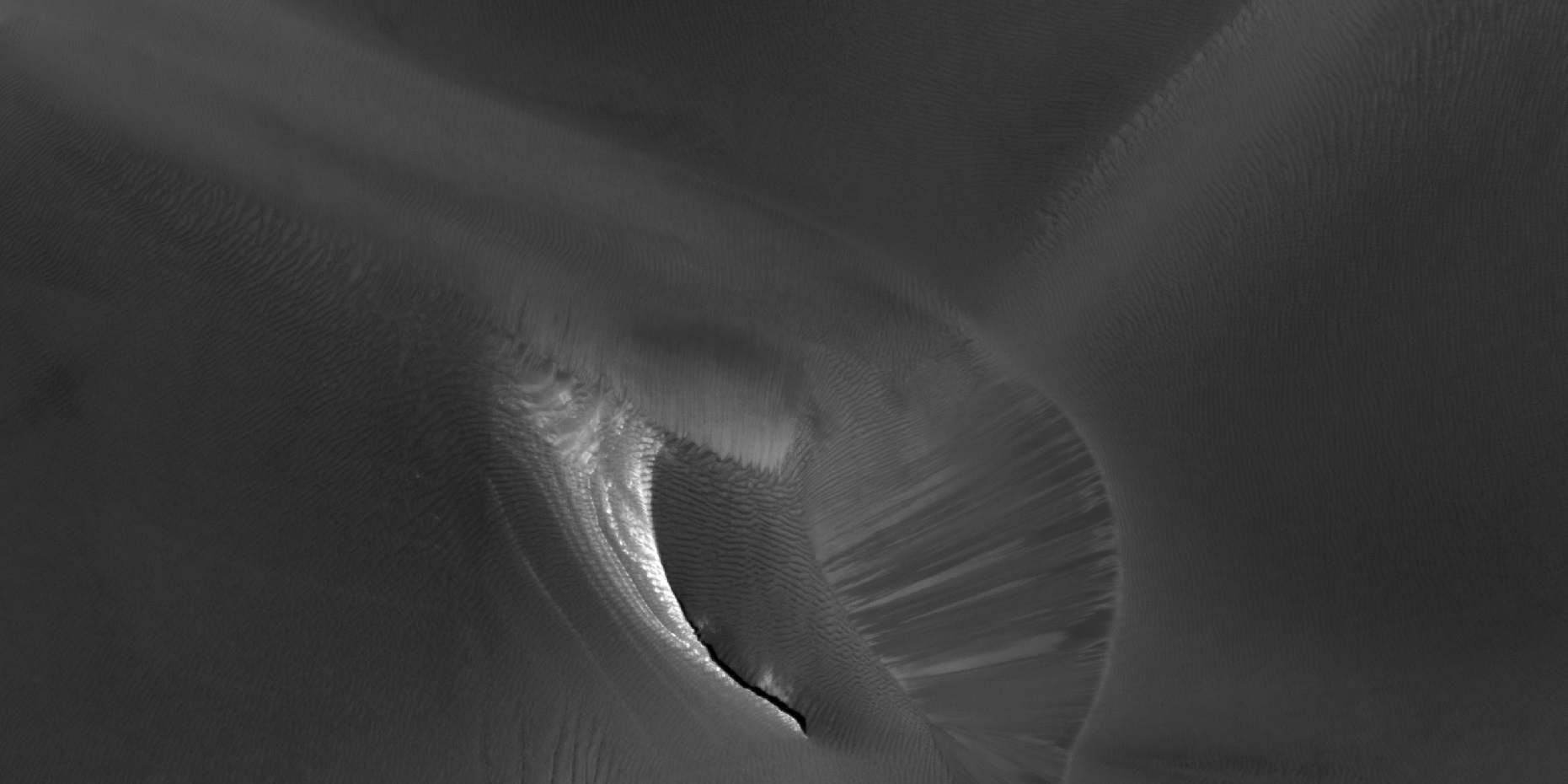
Cerrar vista de mancha blanca entre las dunas oscuras que muestran ondas y rayas
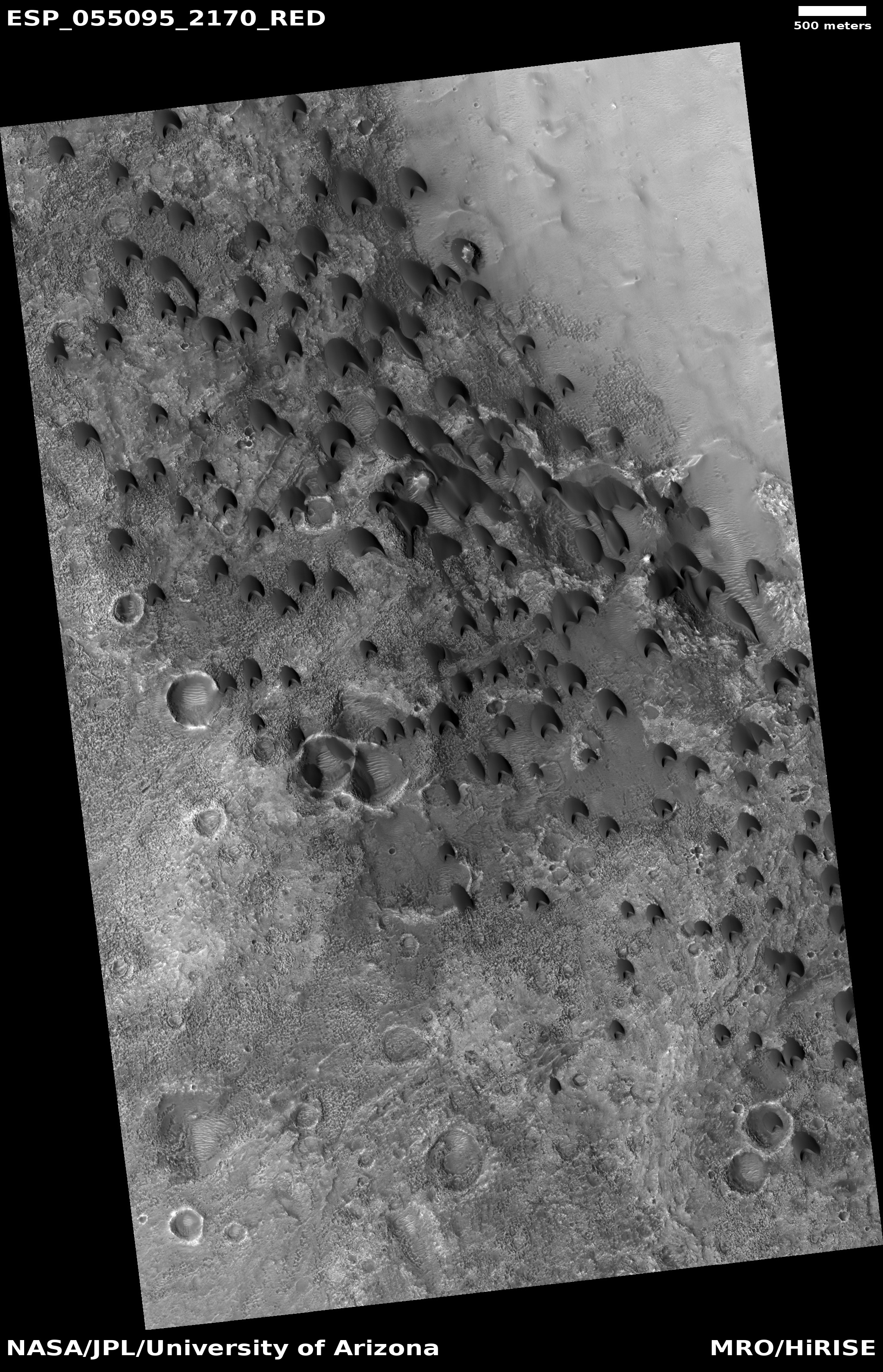
Vista ampliada de un campo de dunas
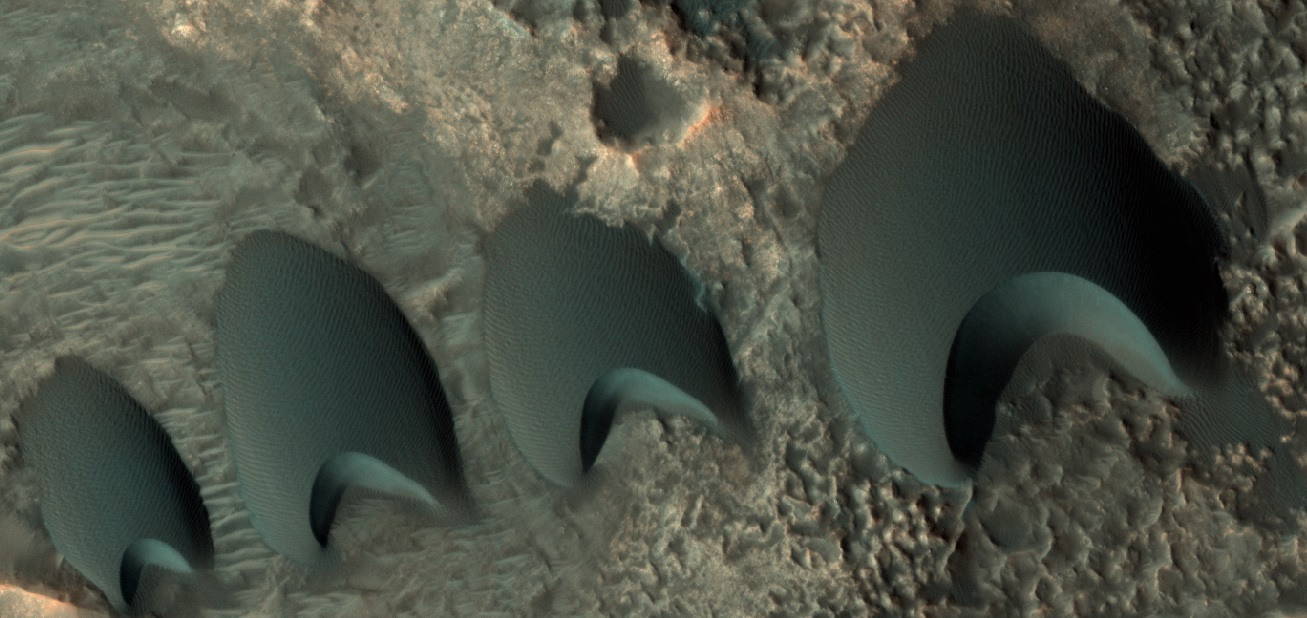
Detalle, vista de color de dunas
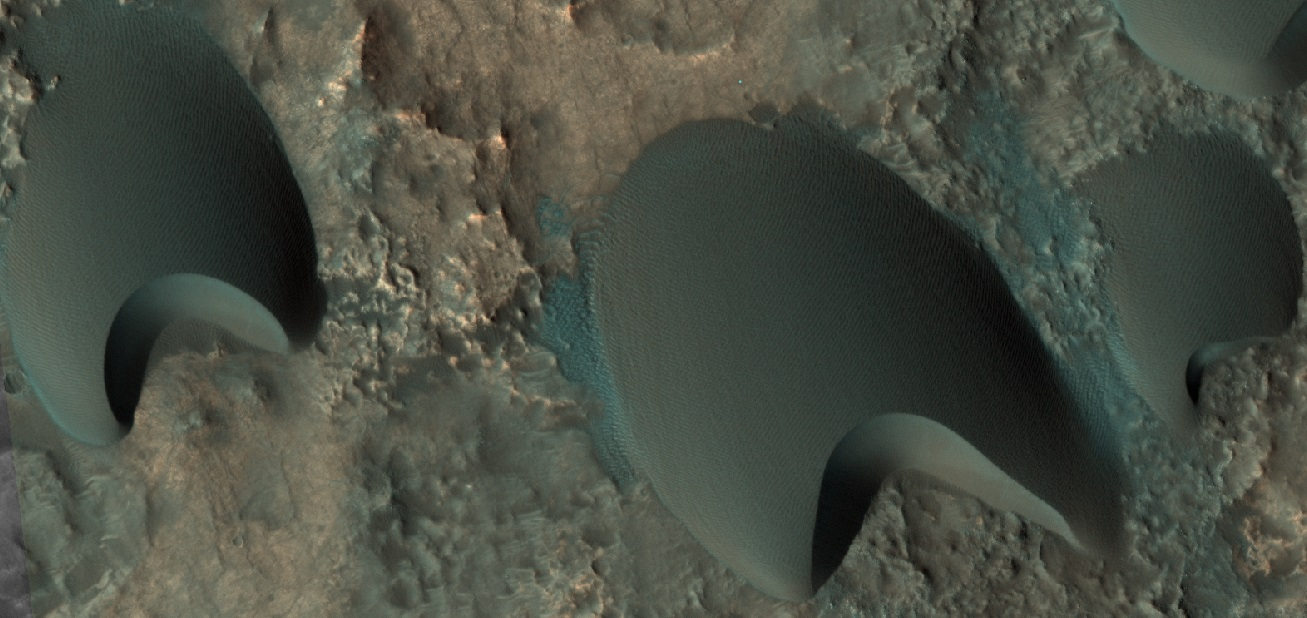
Detalle, vista de color de dunas
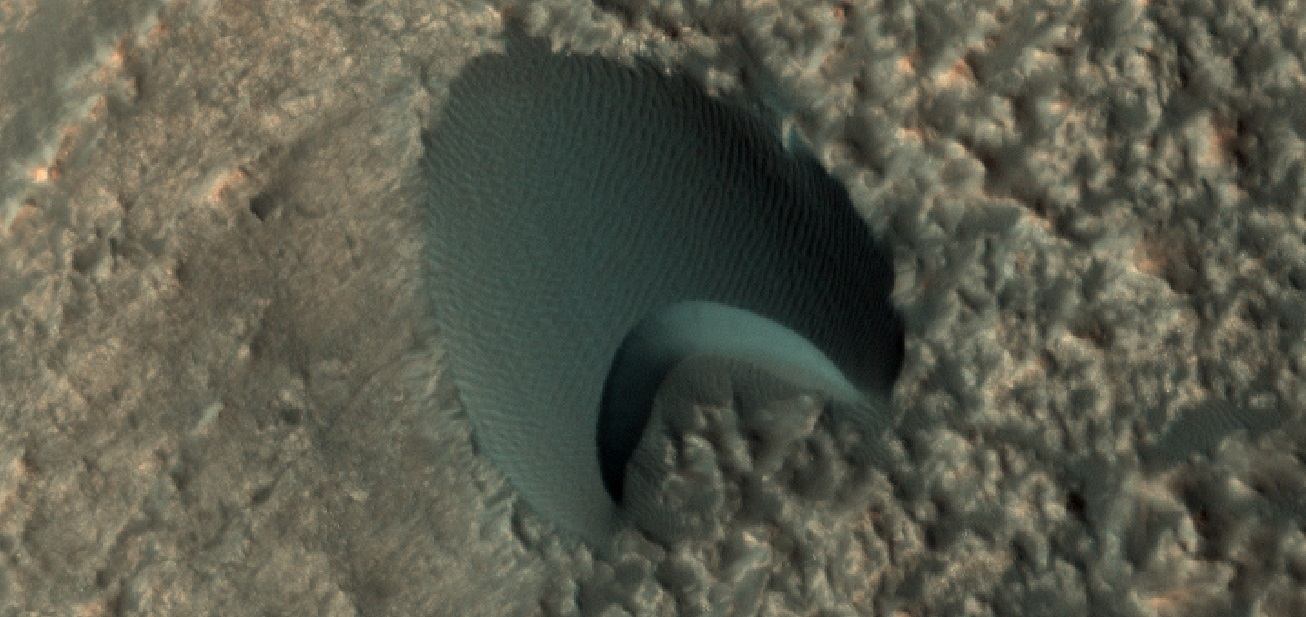
Detalle, vista de color de dunas, todas las imágenes tomadas por HiRISE bajo el programa HiWish

## Océanos
Muchos investigadores han sugerido que Marte alguna vez tuvo un gran océano en el norte. Se han reunido muchas pruebas de este océano durante varias décadas. En mayo de 2016 se publicó nueva evidencia. Un gran equipo de científicos describió cómo parte de la superficie en el cuadrilátero de Ismenius Lacus fue alterada por dos tsunami. Los tsunamis fueron causados por asteroides que chocaron contra el océano. Se pensaba que ambos eran lo suficientemente fuertes como para crear cráteres de 30 km de diámetro. El primer tsunami recogió y transportó rocas del tamaño de automóviles o casas pequeñas. El retrolavado de la ola formó canales al reorganizar los cantos rodados. El segundo llegó cuando el océano estaba 300 metros (328,1 yd) más bajo. El segundo llevaba una gran cantidad de hielo que cayó en los valles. Los cálculos muestran que la altura promedio de las olas habría sido de 50 m, pero las alturas variarían de 10 ma 120 m. Las simulaciones numéricas muestran que en esta parte particular del océano se formarían dos cráteres de impacto del tamaño de 30 km de diámetro cada 30 millones de años. La implicación aquí es que un gran océano del norte puede haber existido durante millones de años. Un argumento en contra de un océano ha sido la falta de características costeras. Estas características pueden haber sido arrasadas por estos eventos de tsunami. Las partes de Marte estudiadas en esta investigación son Chryse Planitia y el noroeste de Arabia Terra. Estos tsunamis afectaron algunas superficies en el cuadrilátero Ismenius Lacus y en el cuadrángulo Mare Acidalium.

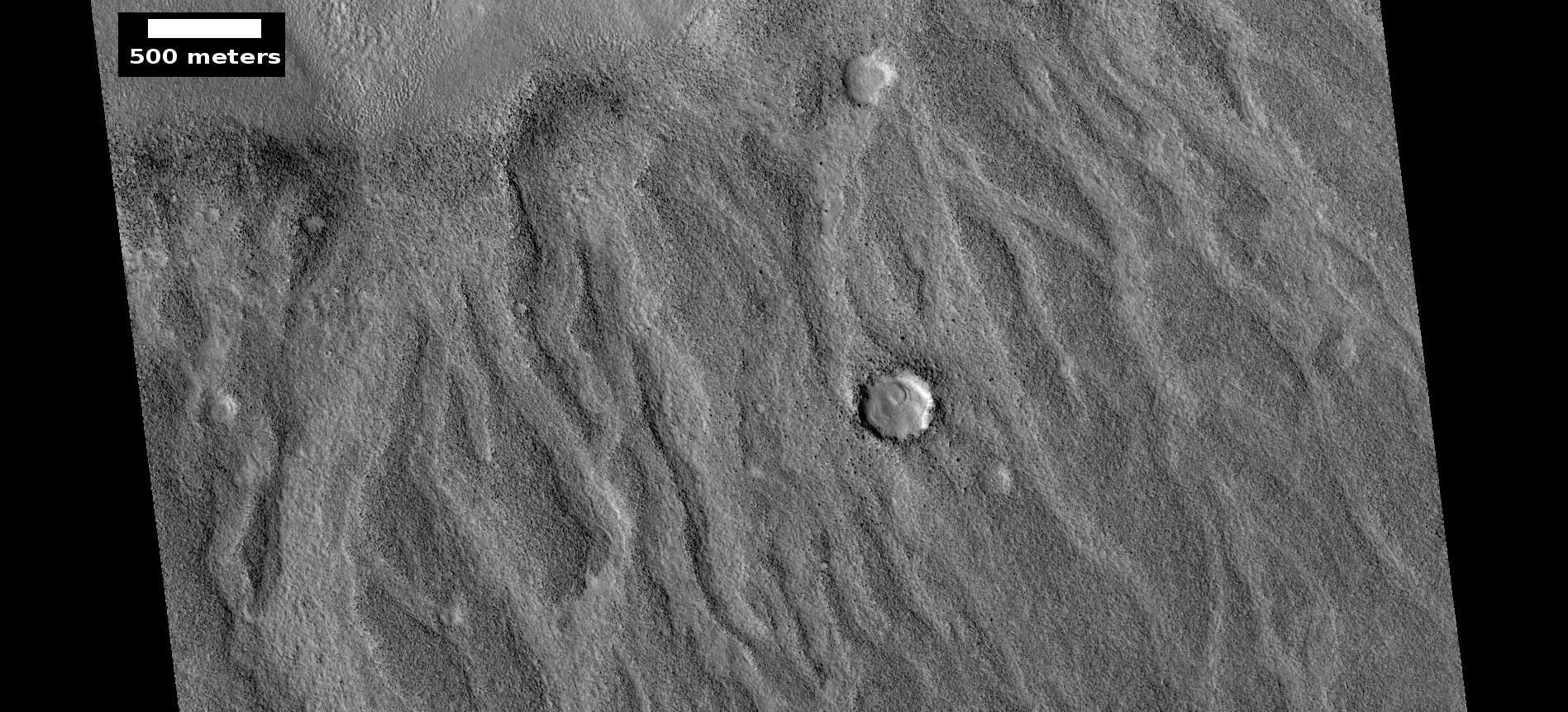
Los canales creados por el reflujo de los tsunamis, los tsunamis probablemente fueron causados por asteroides que chocaron contra el océano
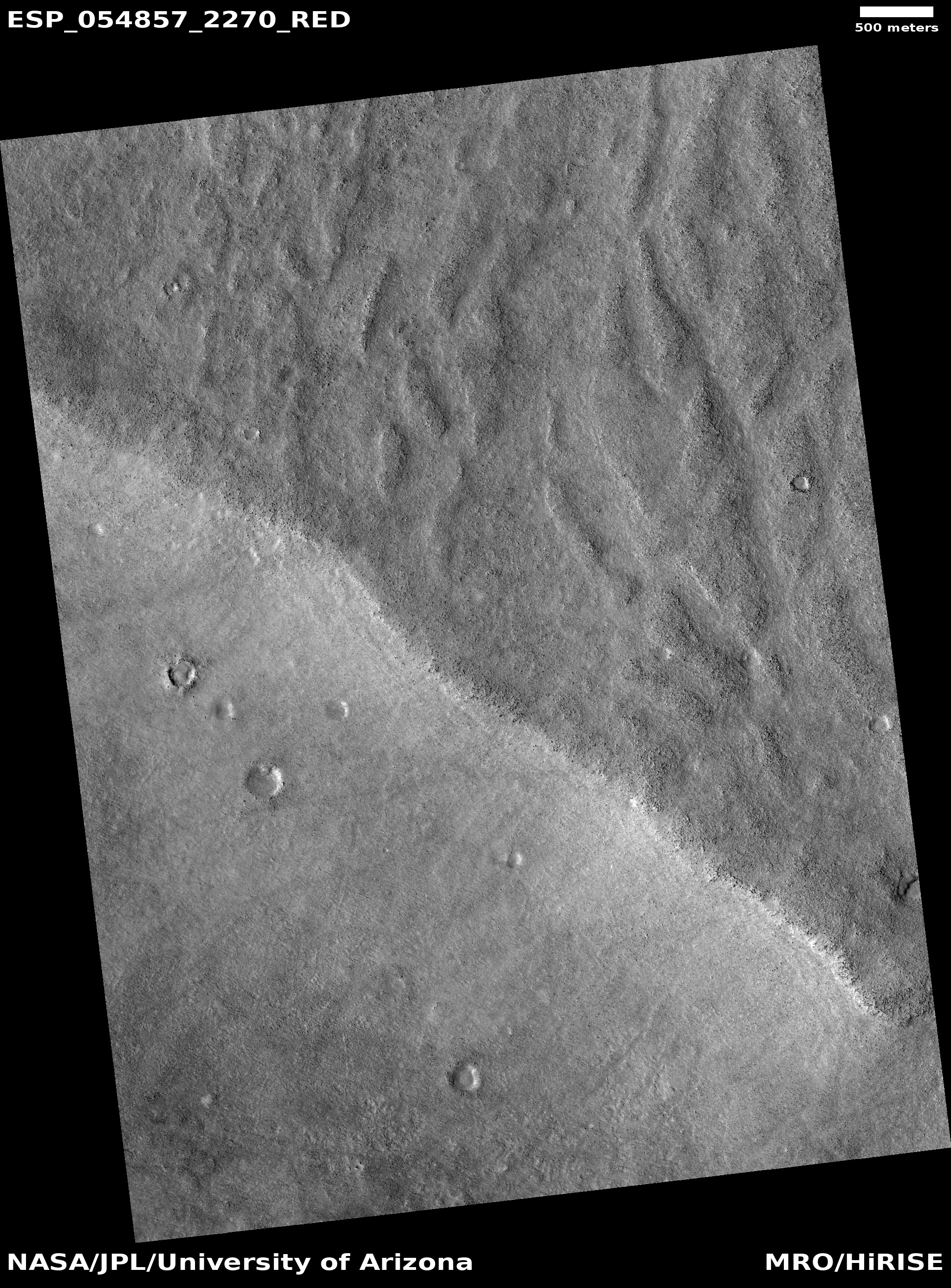
Canales que pudieron haber sido creados por el retroceso de tsunamis en un océano
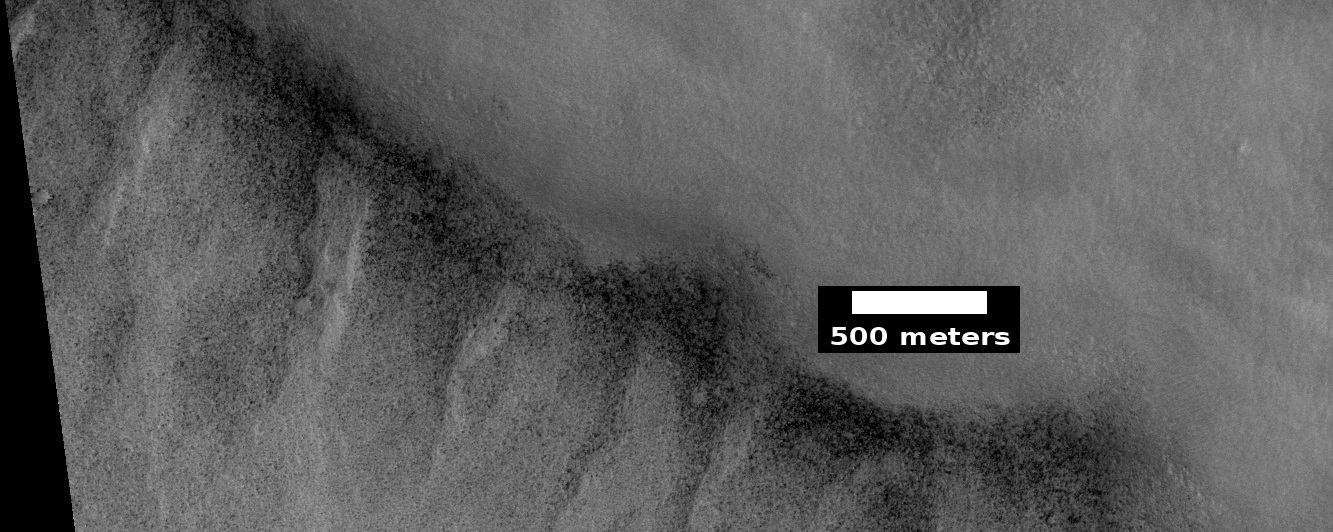
Posibles canales de retrolavado que pudieron haber sido creados por un tsunami
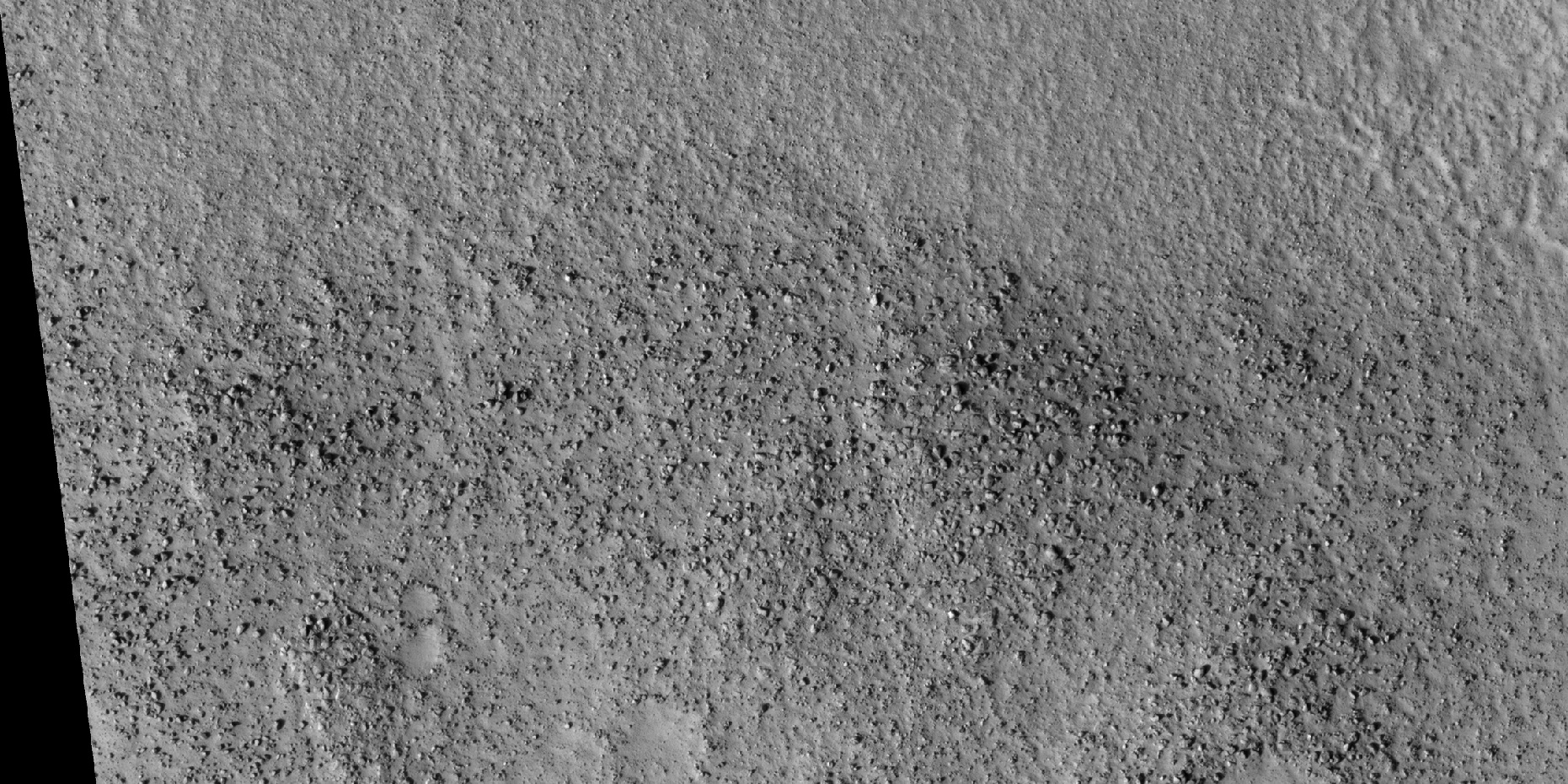
Los cantos rodados que fueron recogidos, transportados y arrojados por tsunamislos tsunamis probablemente fueron causados por asteroides que chocaron contra el océano. Los cantos rodados tienen el tamaño de un automóvil y de una casa
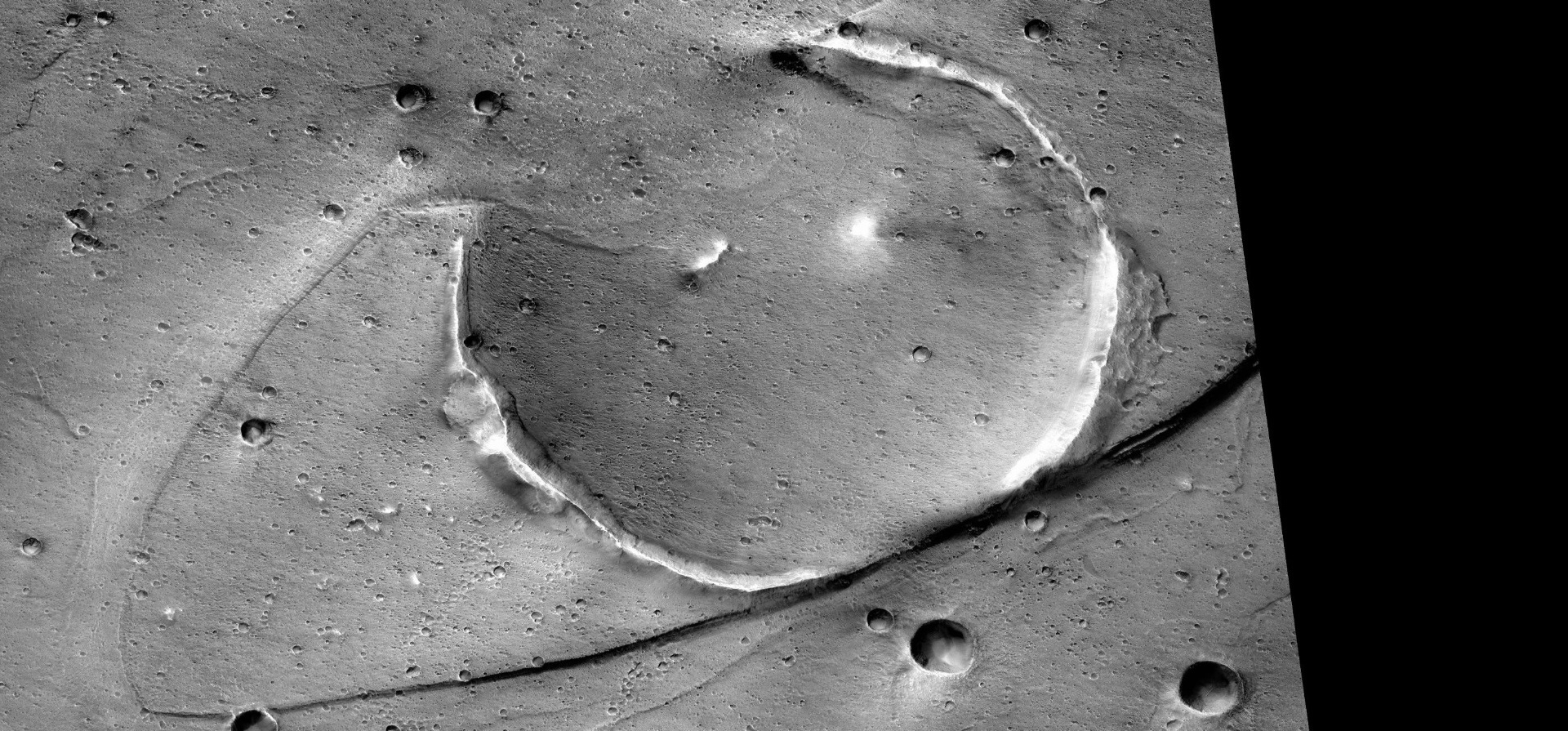
Promontorio aerodinámico erosionado por el tsunami, los tsunamis probablemente fueron causados por asteroides que chocaron contra el océano.
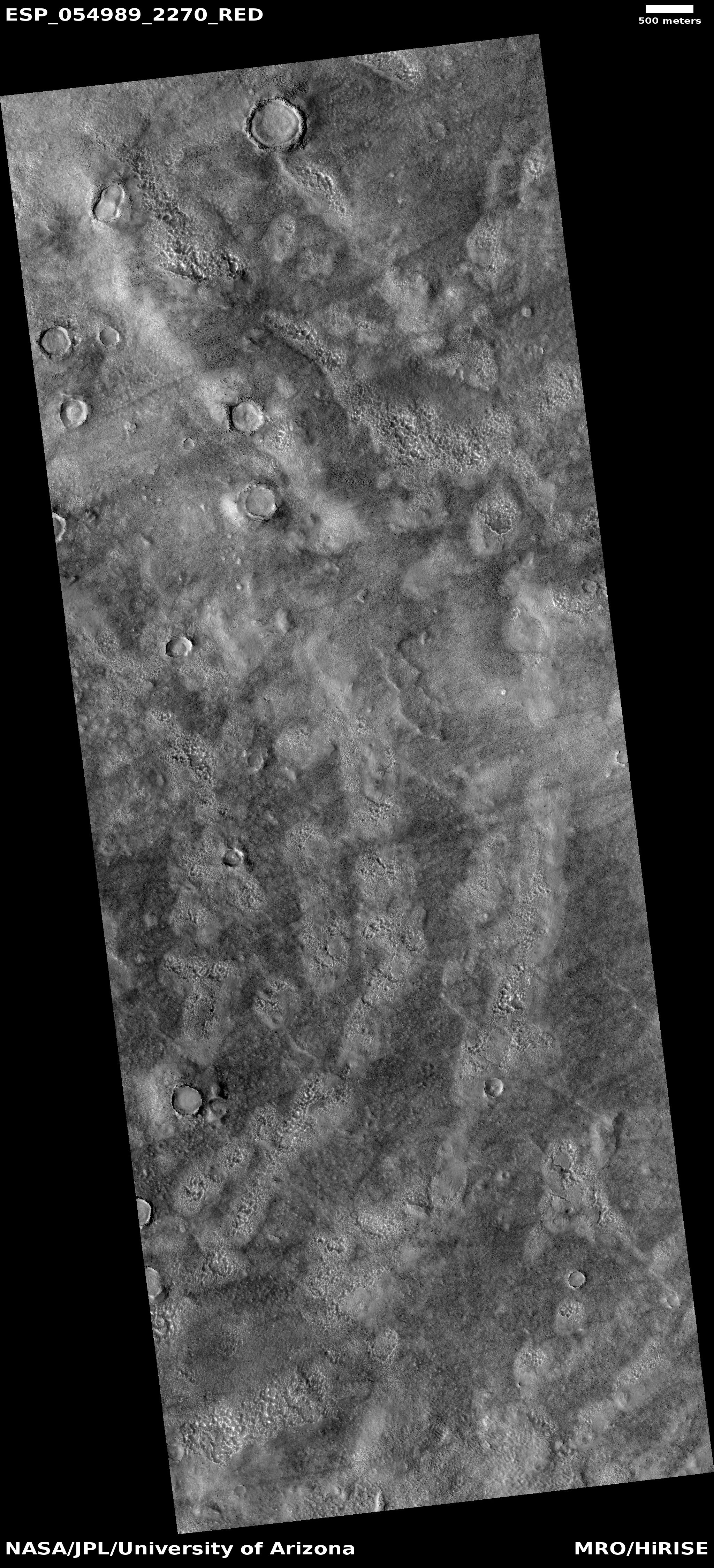
Bandas concéntricas que pueden haber sido producidas por las olas de un tsunami. Todas las imágenes tomadas por la cámara HiRISE bajo el programa HiWish.

## Cauces
Durante un tiempo se pensó que los barrancos fueron causados por corrientes recientes de agua líquida. Sin embargo, estudios posteriores sugieren que hoy en día están formados por trozos de hielo seco que descienden por pendientes empinadas.

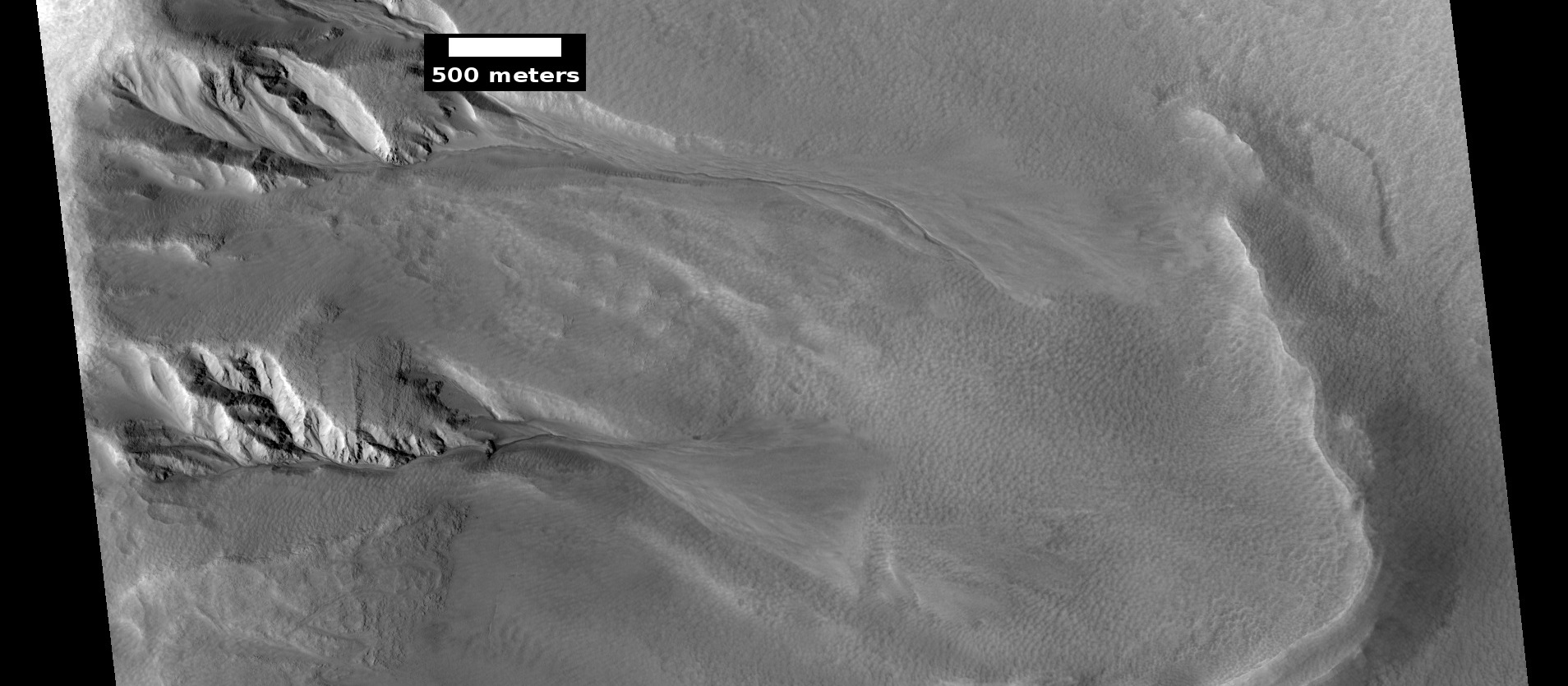
Cauces y barrancos en un cráter, imagen del HiRISE bajo HiWish programa
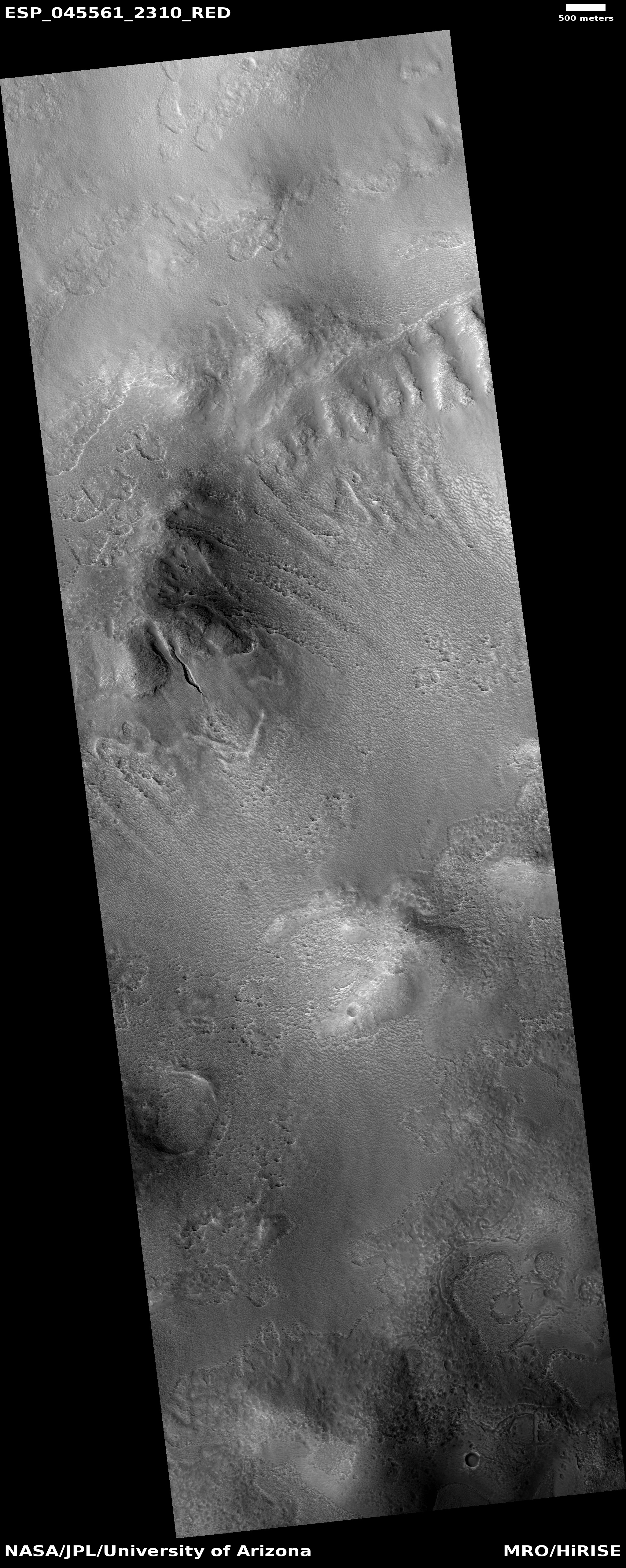
Vista ampliada de un barranco en una pendiente pronunciada
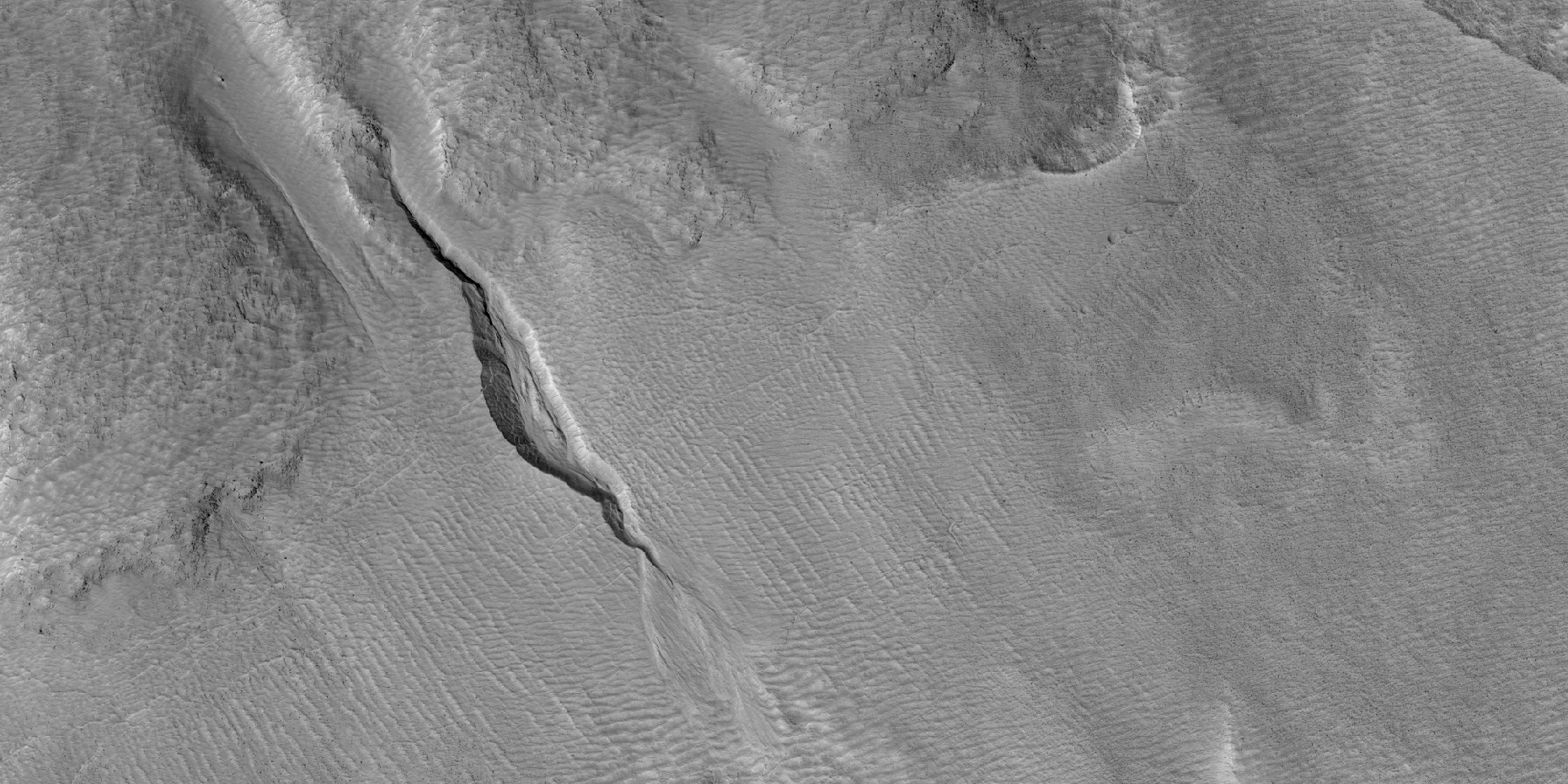
Vista más cercana de un barranco de la imagen anterior
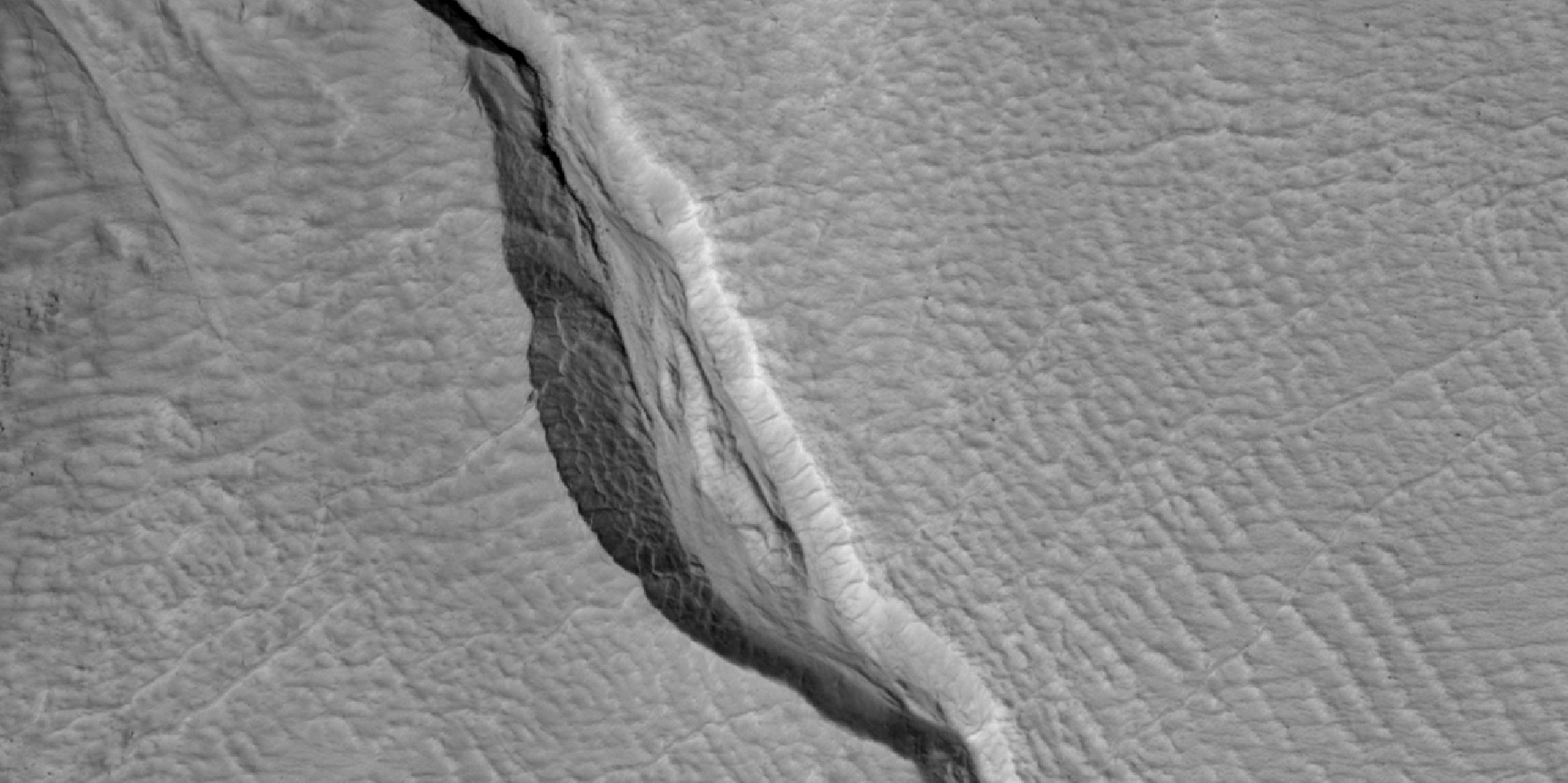
Vista detallada de un canal en un barranco mostrando formas aerodinámicas
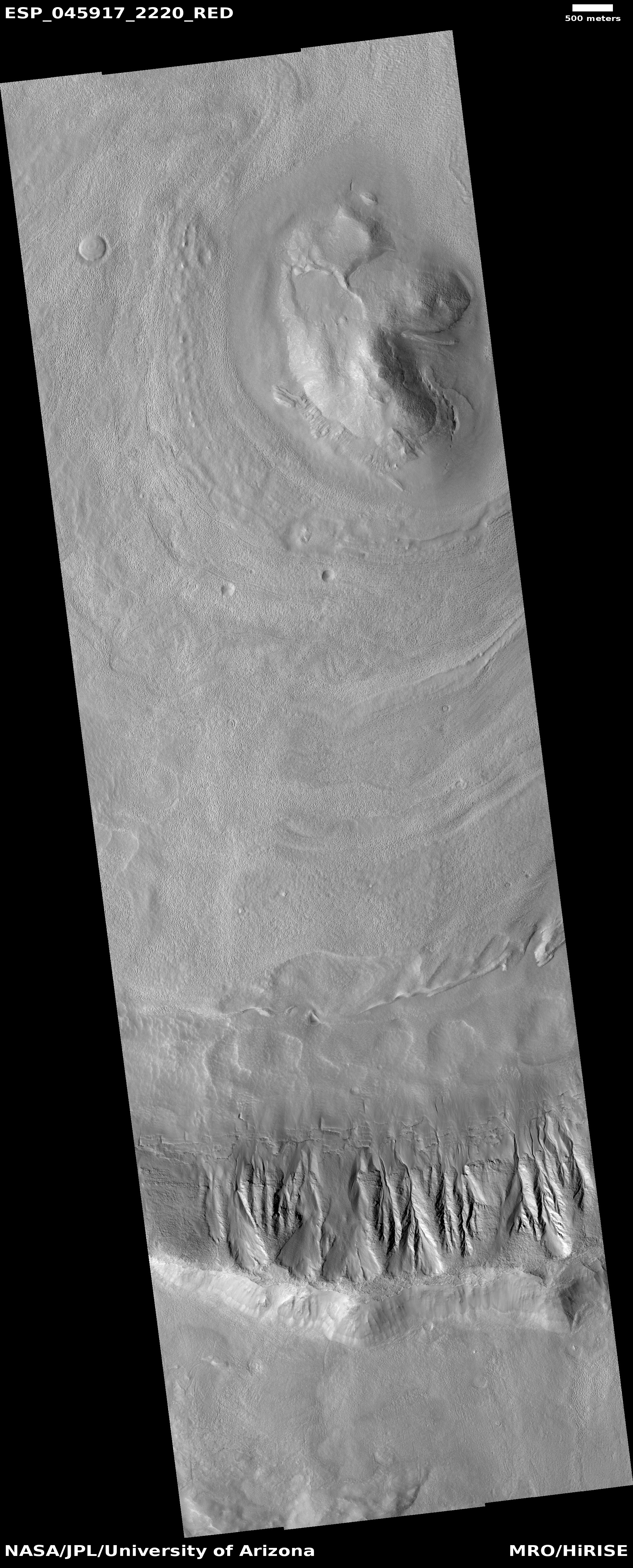
Barrancos en la parte inferior de la imagen
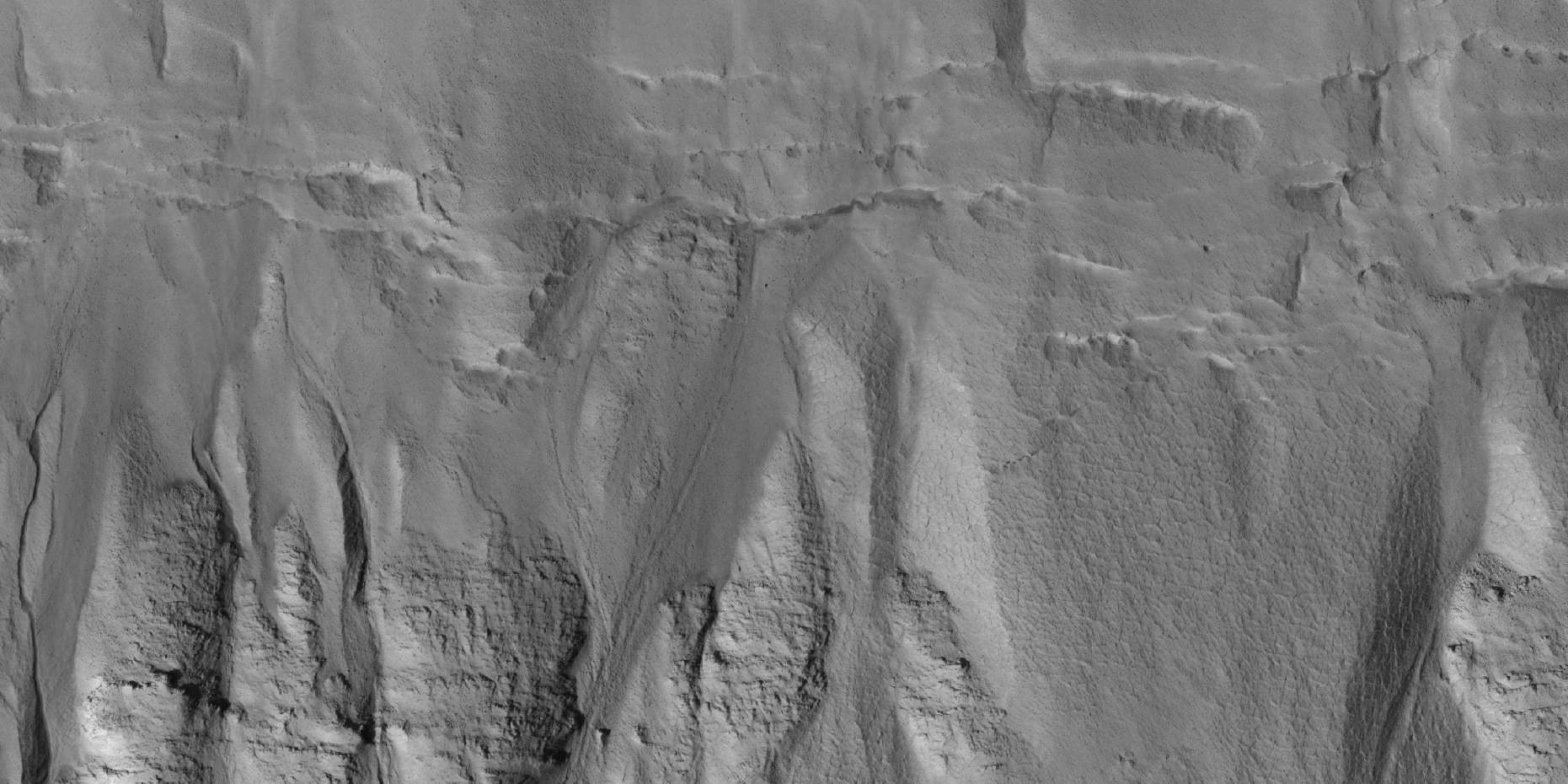
Vista detallada de cauces y barrancos
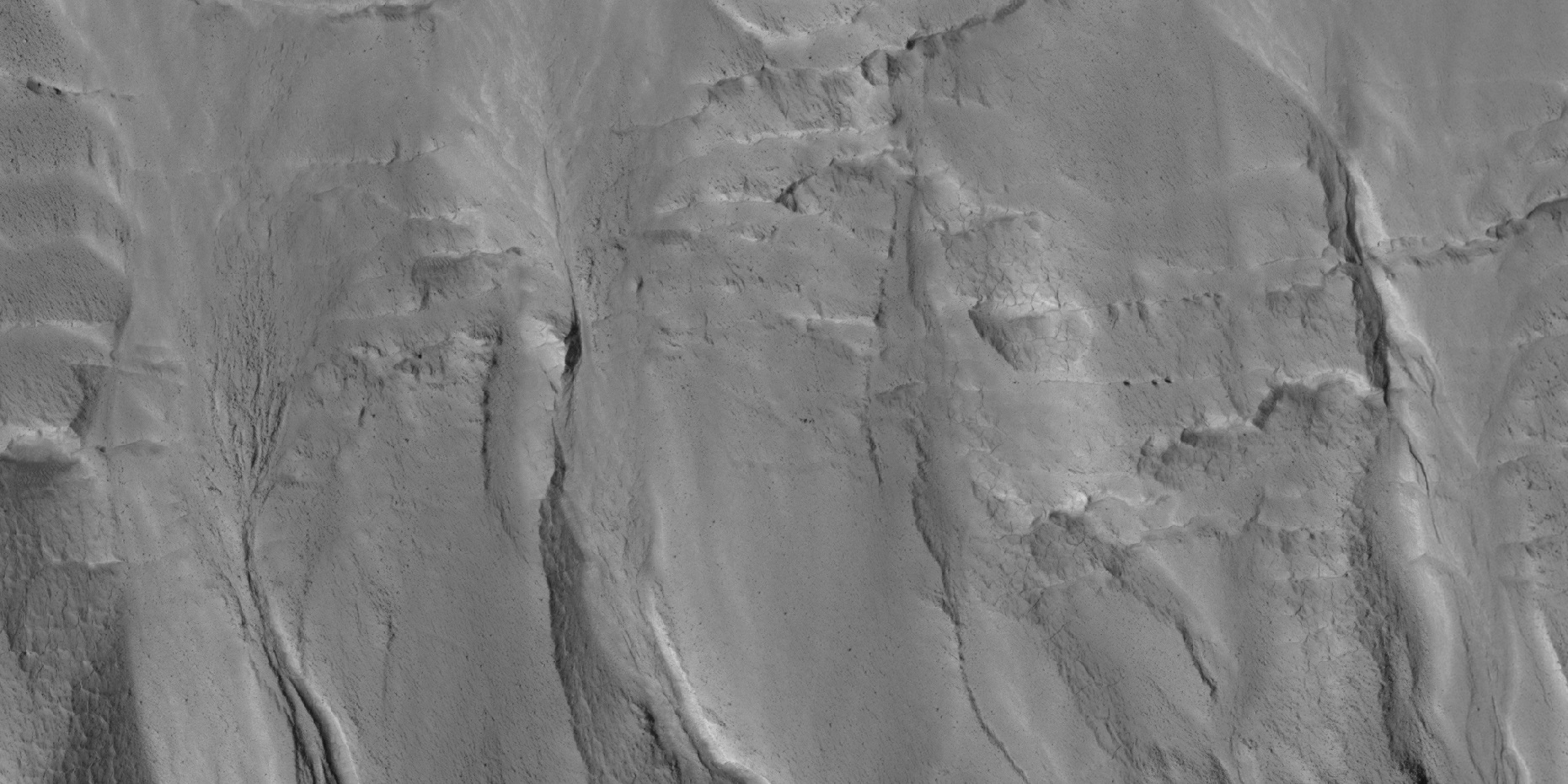
Vista cercana de cauces, todas las imágenes tomadas por la cámara HiRISE y su programa HiWish

## Capas

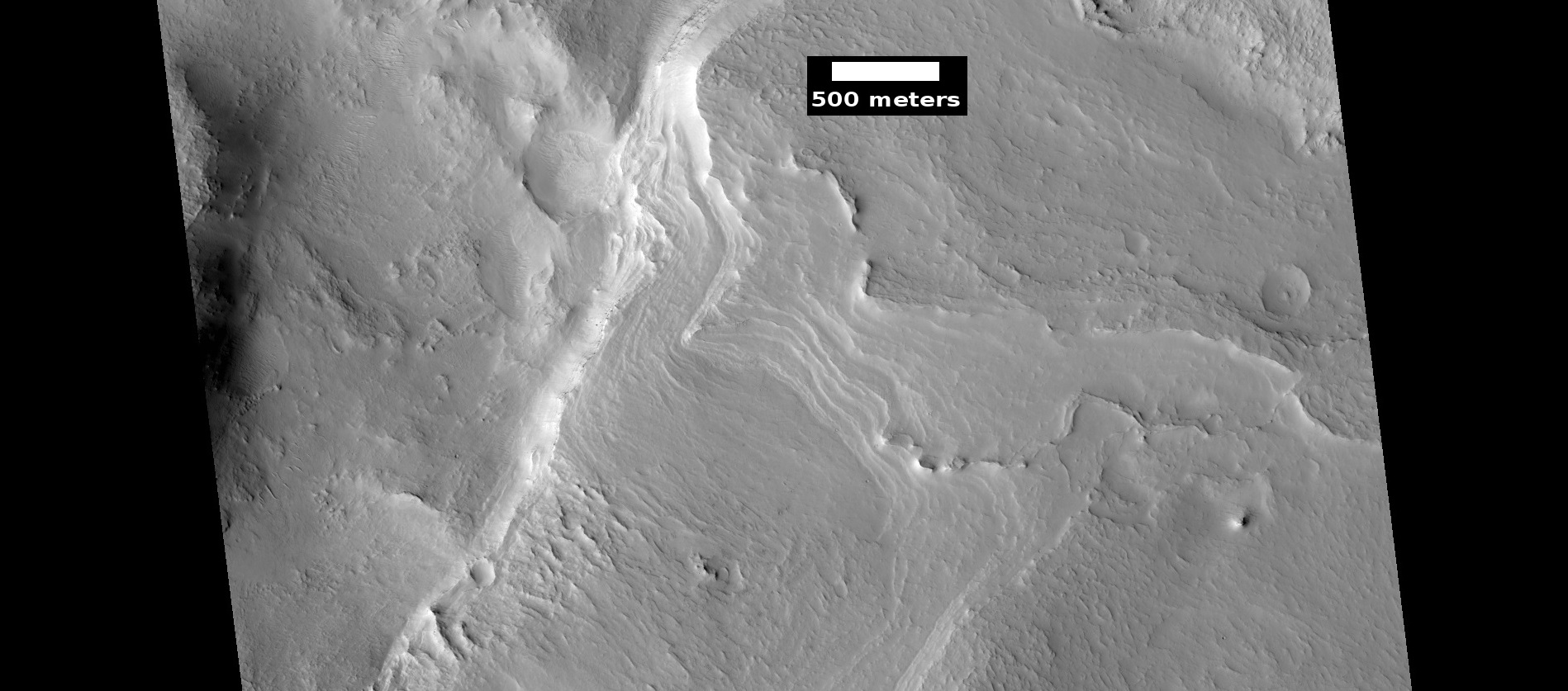
Capas, fotos tomadas por HiRISE
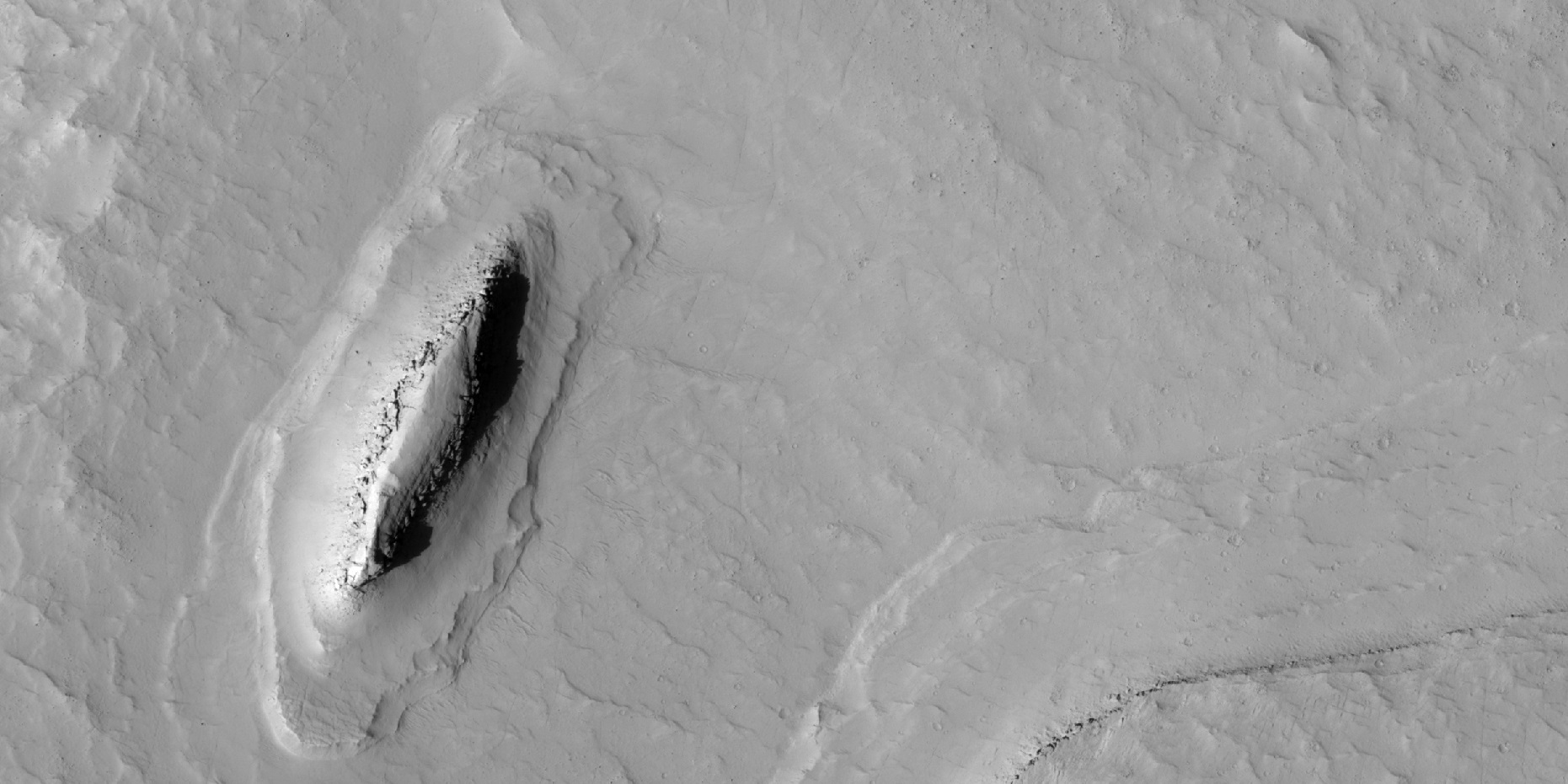
Mesa geográfica con capas
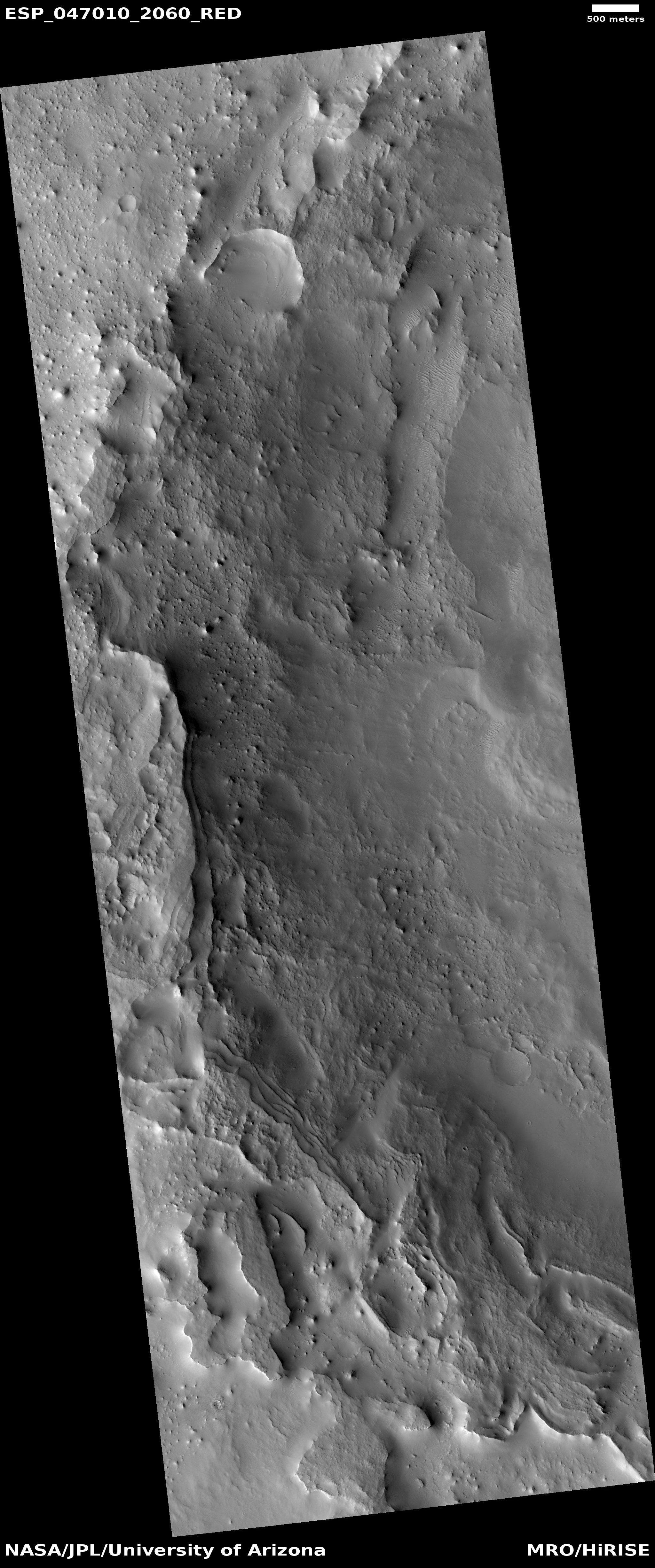
Capas
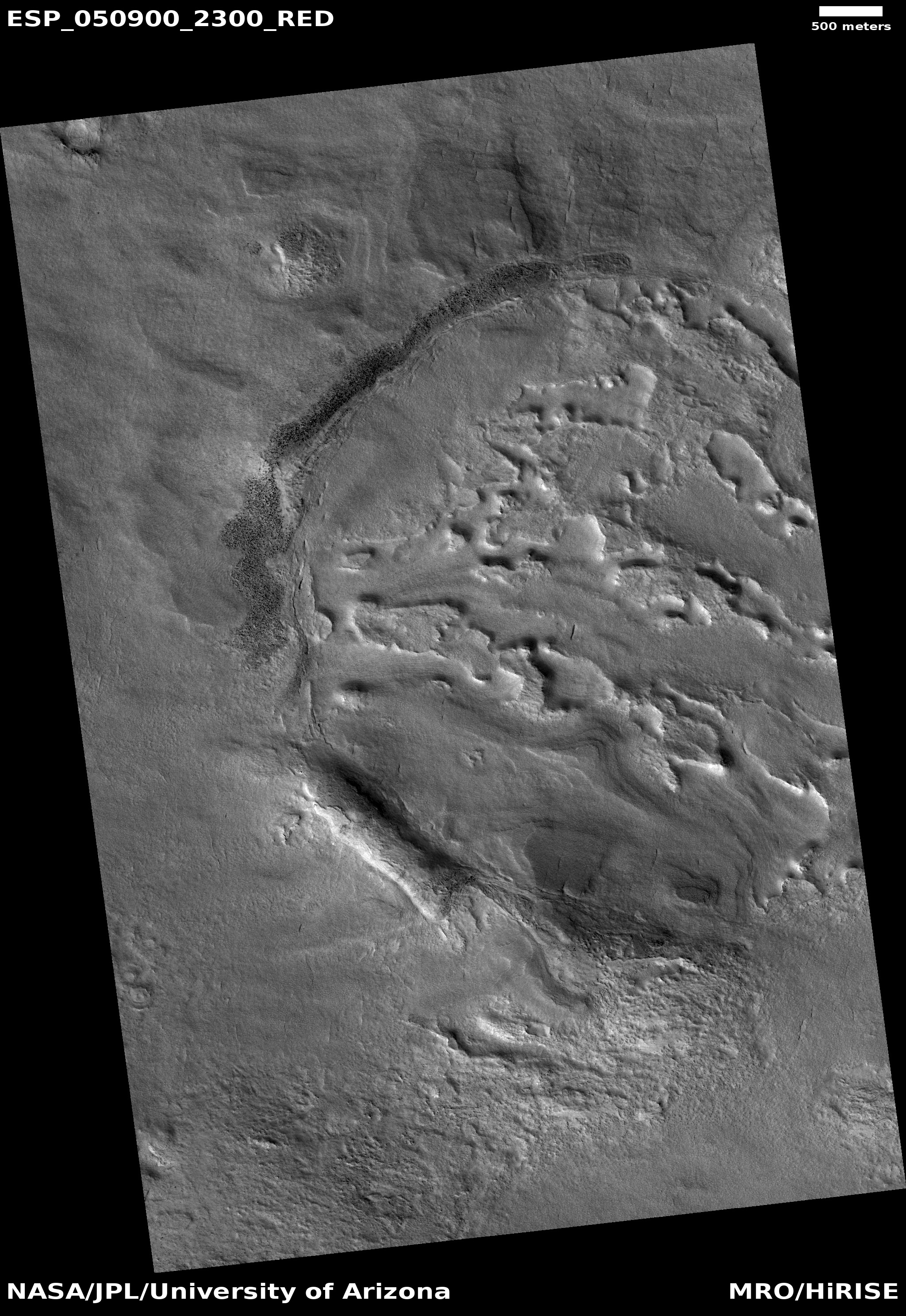
Depósitos de cráteres erosionados que muestran capas
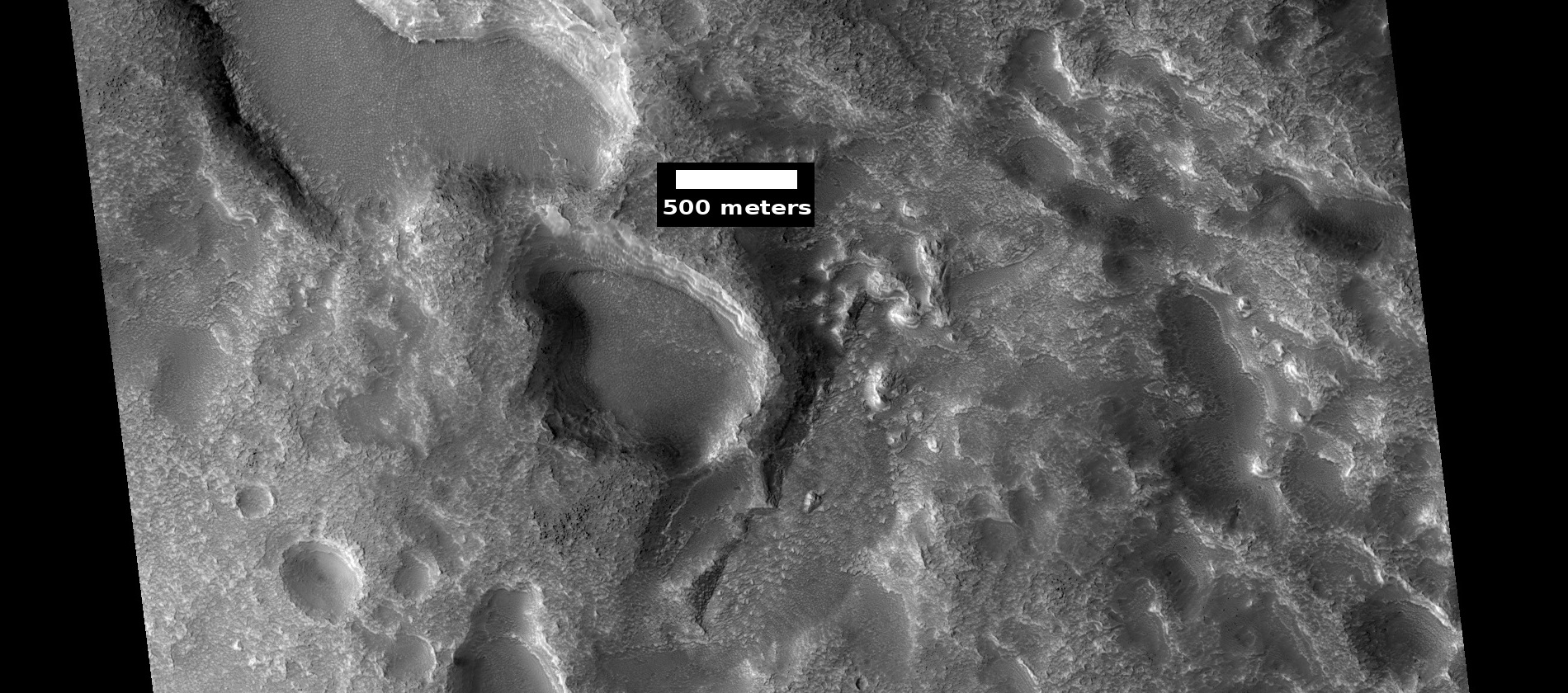
Capas en depresiones
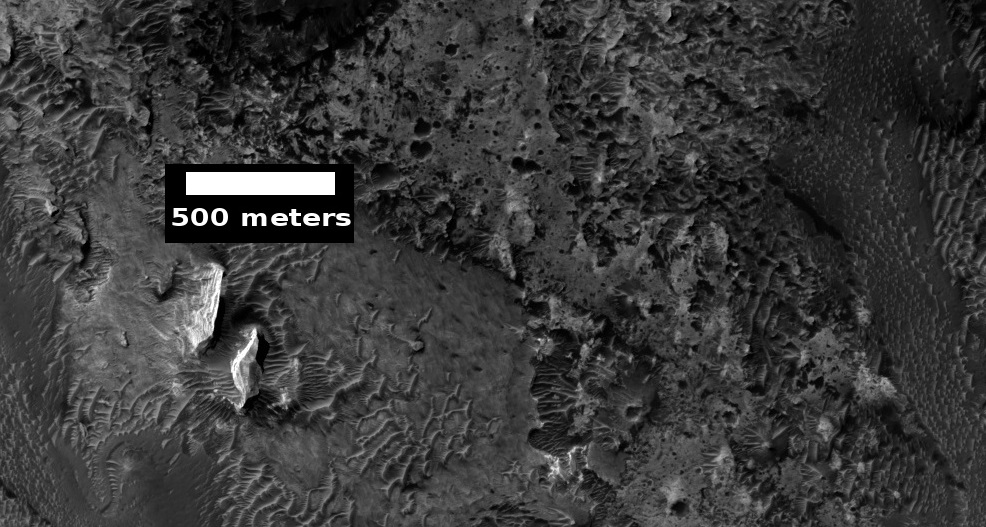
Capas
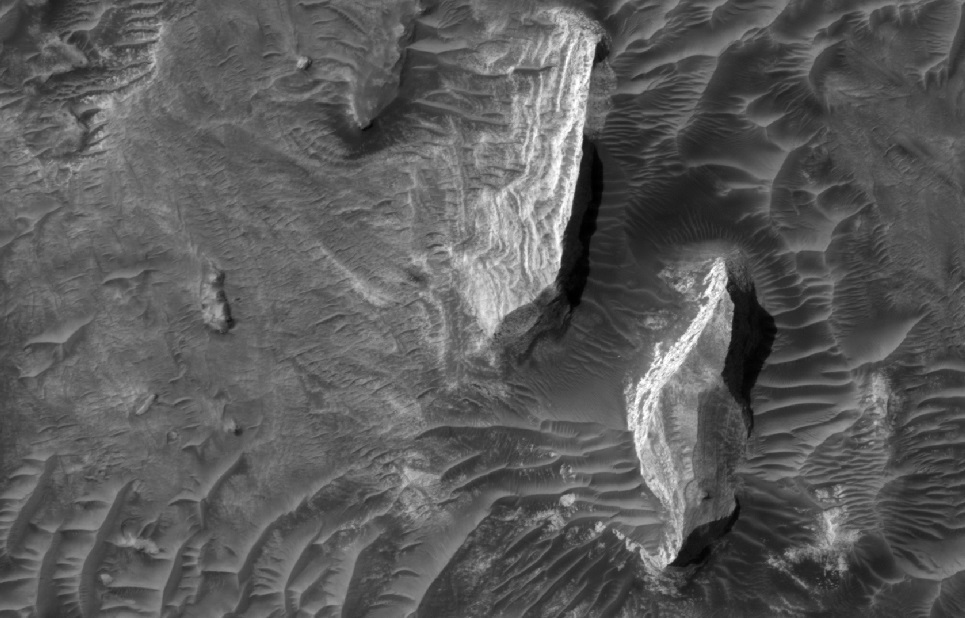
Vista cercana de capas

## Cráteres de moldes anulares
Los cráteres de moldes de anillo son una especie de cráter en el planeta Marte, que se parecen a los moldes de anillos que se usan para hornear. Se cree que son causadas por un impacto en el hielo. El hielo está cubierto por una capa de escombros. Se encuentran en partes de Marte que han enterrado hielo. Los experimentos de laboratorio confirman que los impactos en el hielo dan como resultado una "forma de molde de anillo". También son más grandes que otros cráteres en los que un asteroide impactó una roca sólida. Los impactos en el hielo calientan el hielo y hacen que fluya en forma de anillo.

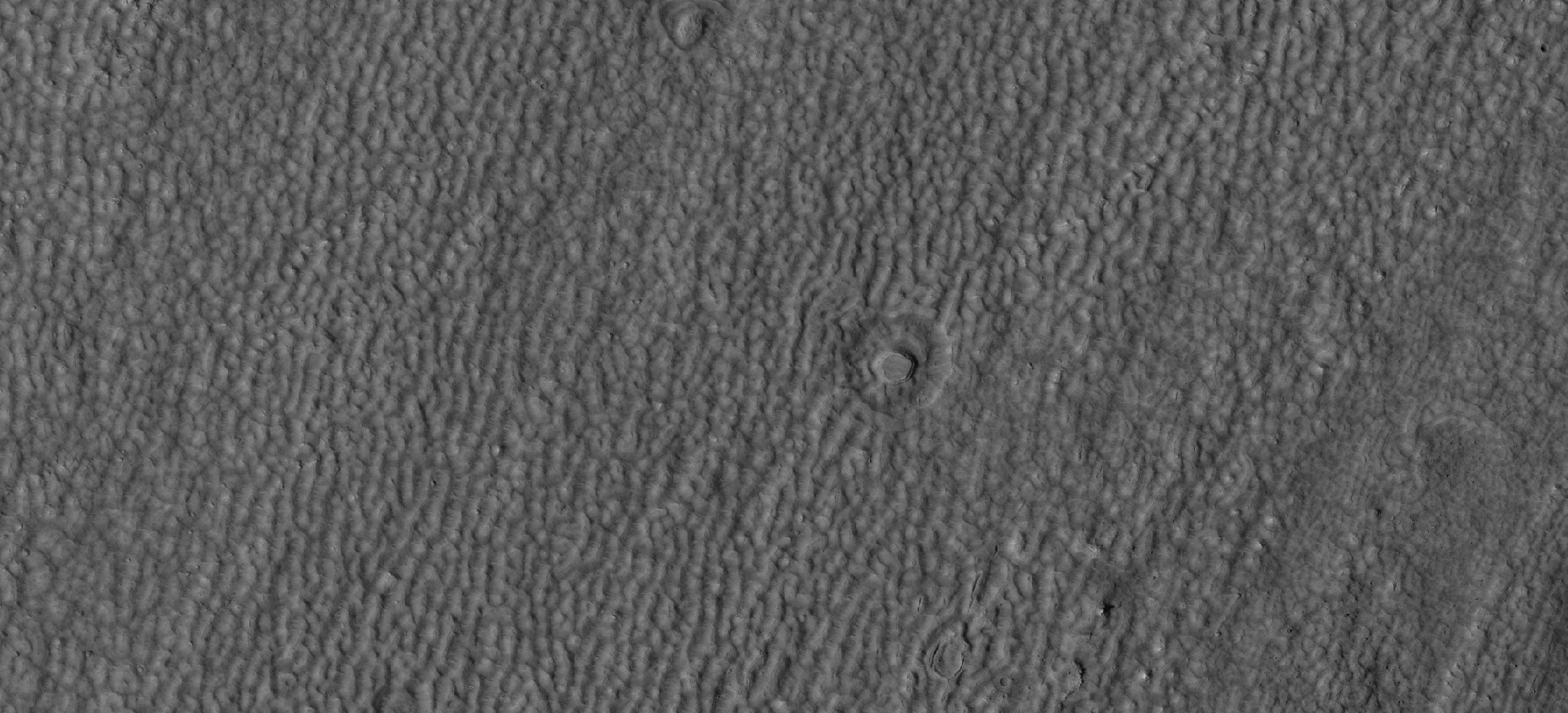
Cráteres de molde de anillo en el suelo de un cráter
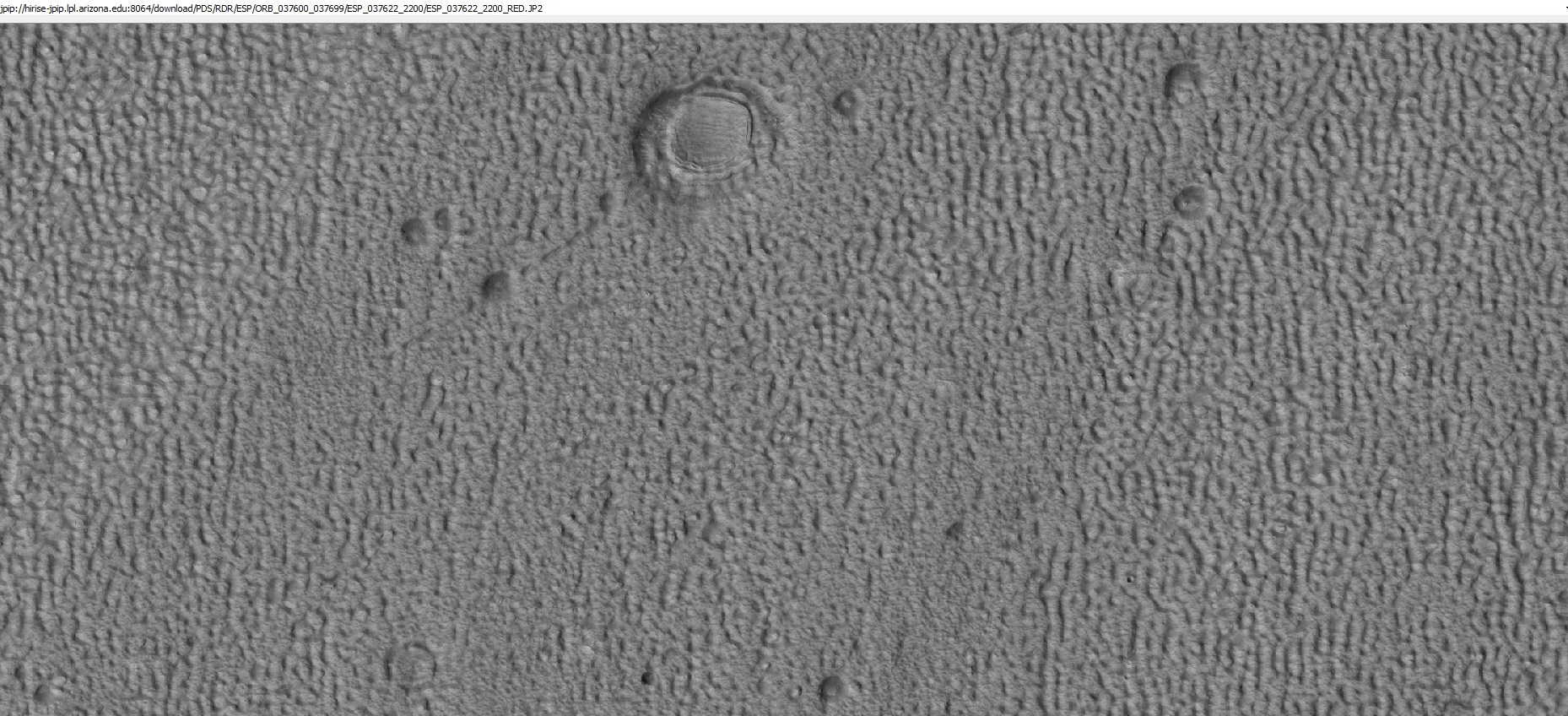
Cráteres de molde de anillo de varios tamaños en el suelo de un cráter
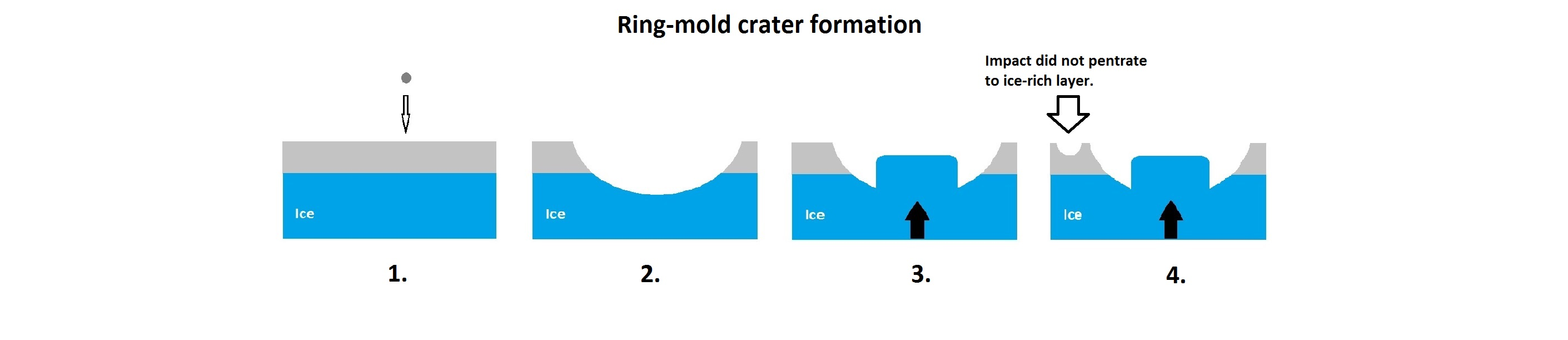
Los cráteres en forma de anillo se forman cuando un impacto atraviesa una capa de hielo. El rebote forma la forma de un anillo, y luego el polvo y los escombros se depositan en la parte superior para aislar el hielo
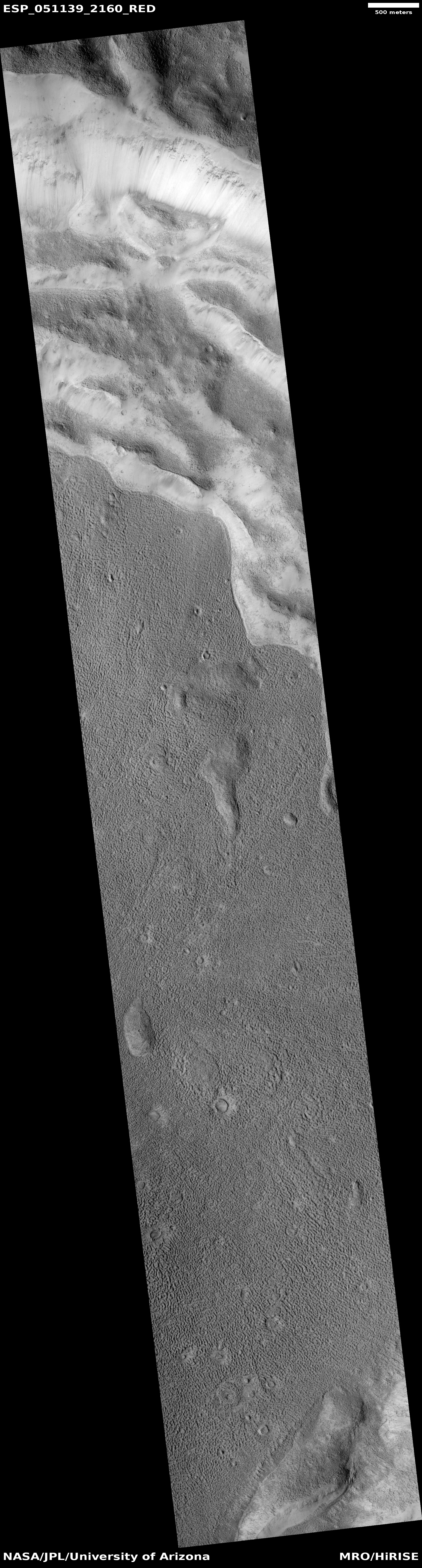
Amplia vista de los cráteres en forma de anillo,
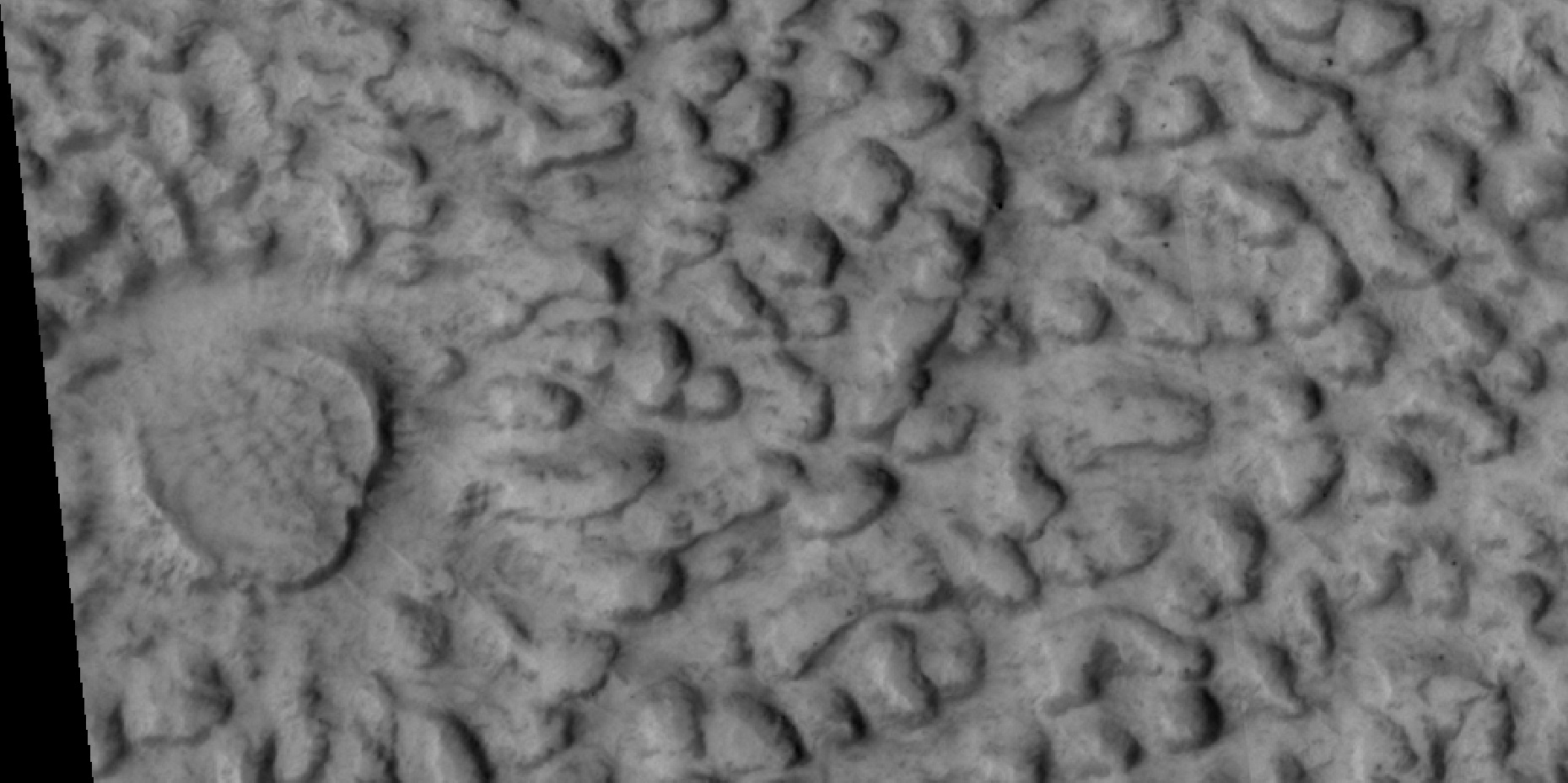
Vista cercana del cráter Ring-mold
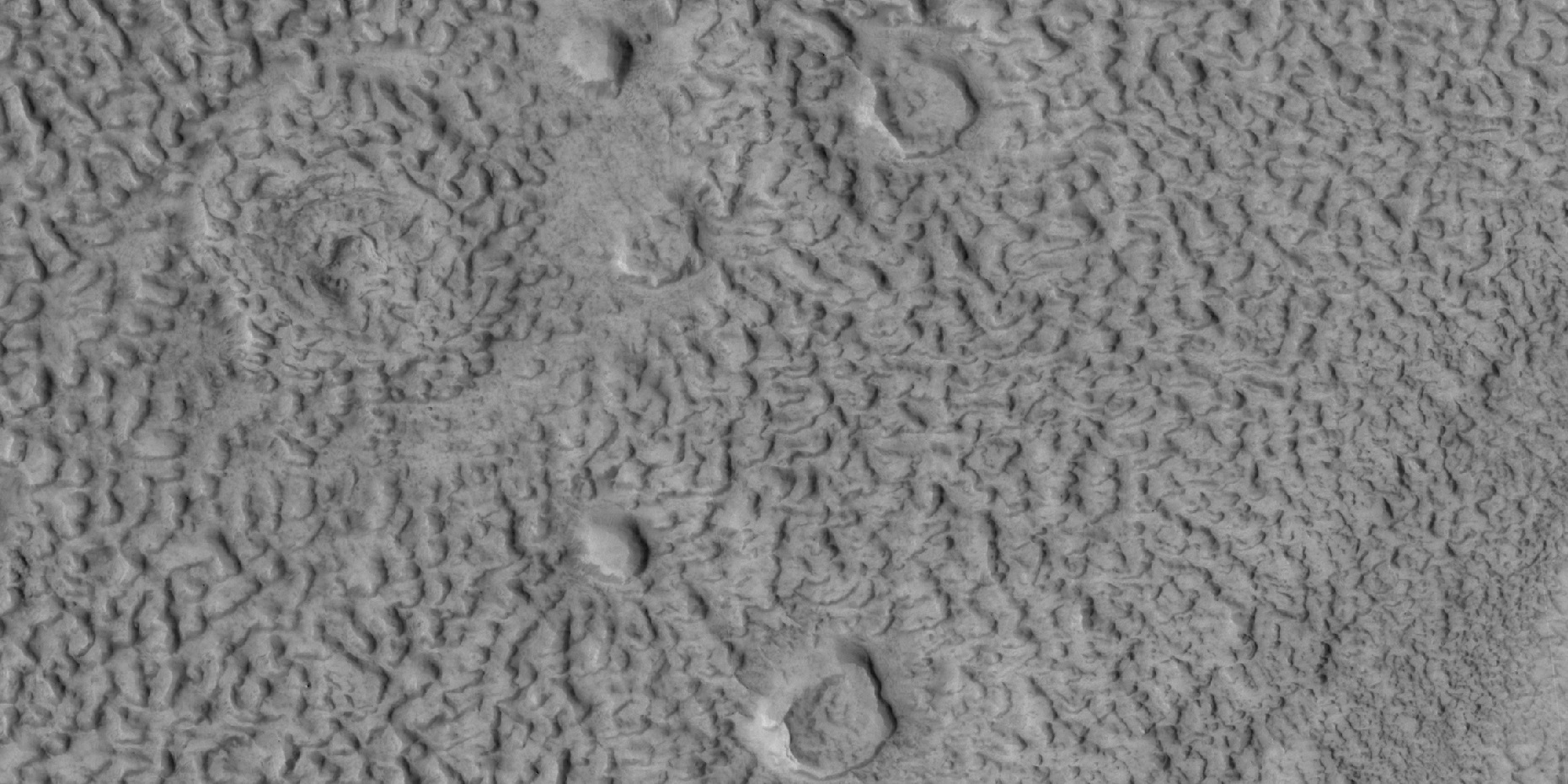
Grupo de cráteres en forma de anillo
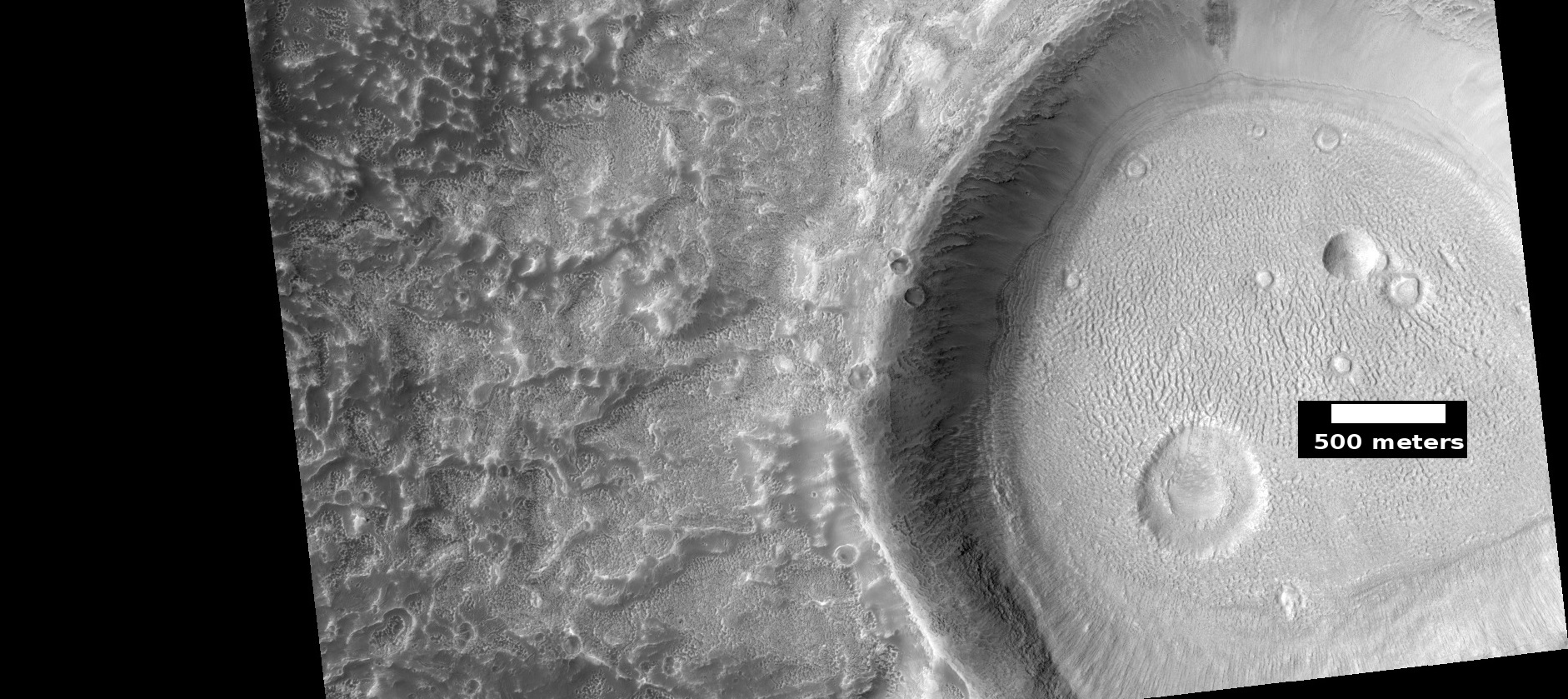
Amplia vista de los cráteres en forma de anillo en el suelo del cráter más grande
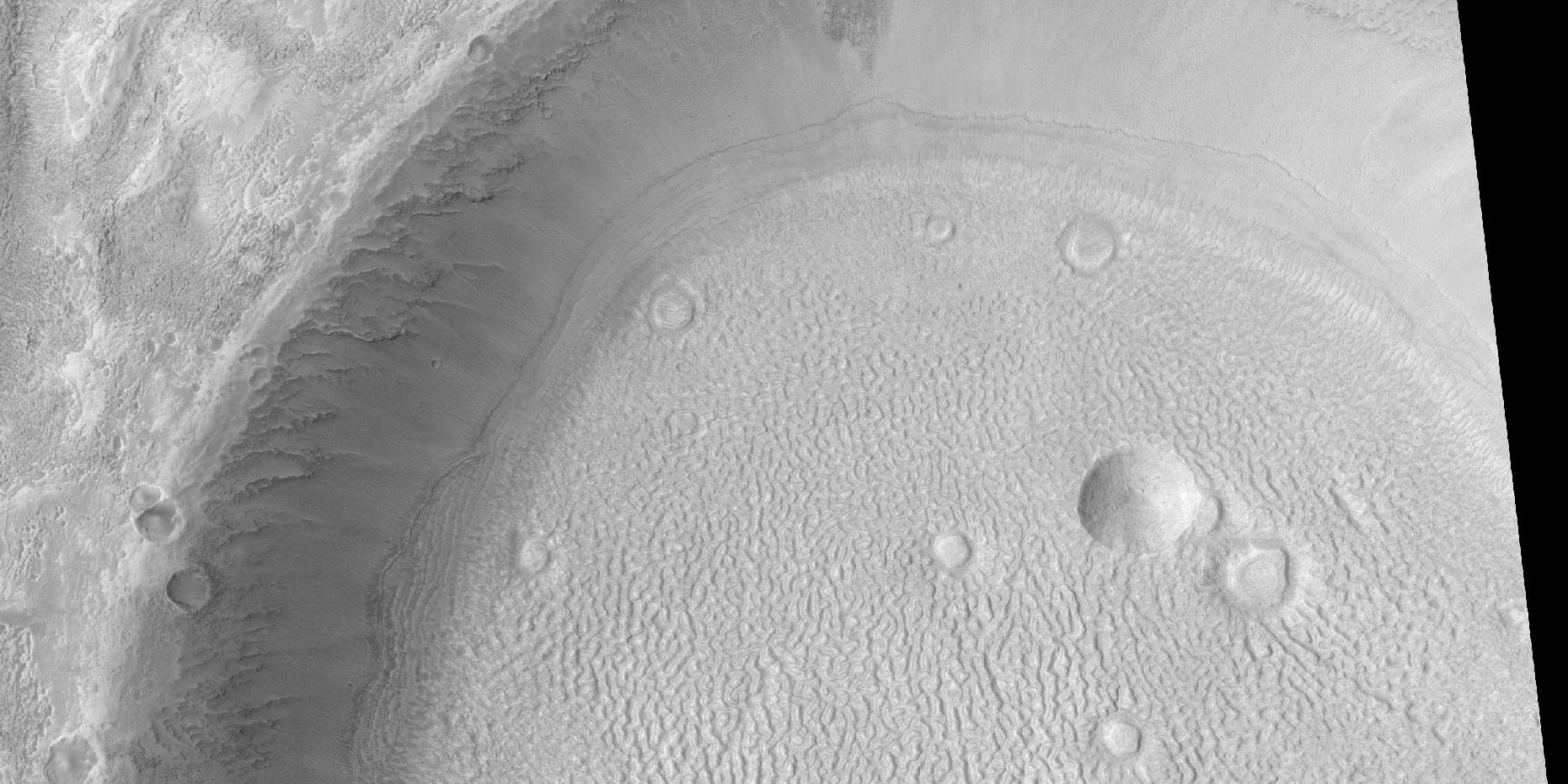
Cráteres en forma de anillo
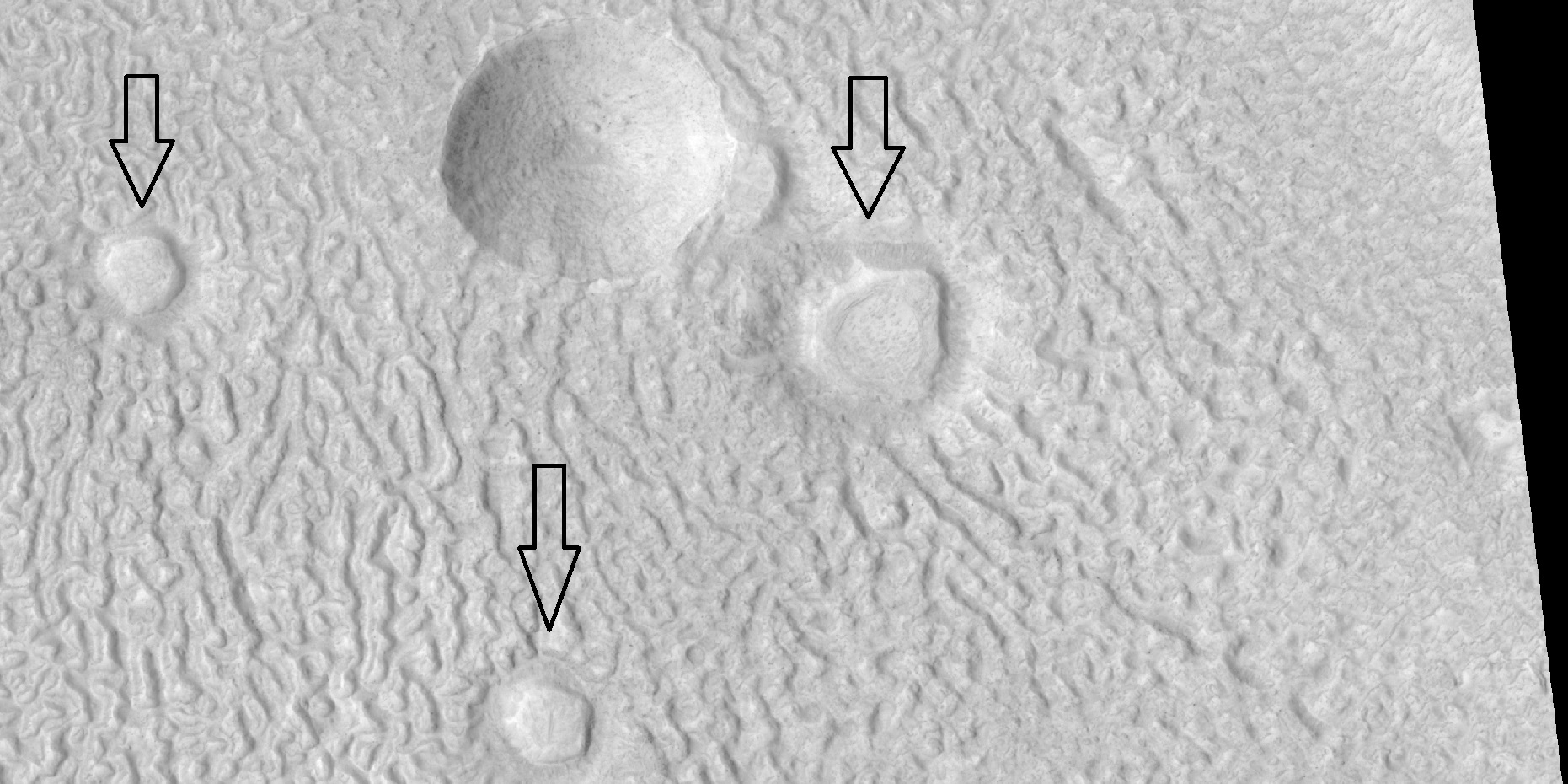
Vista cercana de cráteres de molde anular y terreno cerebral
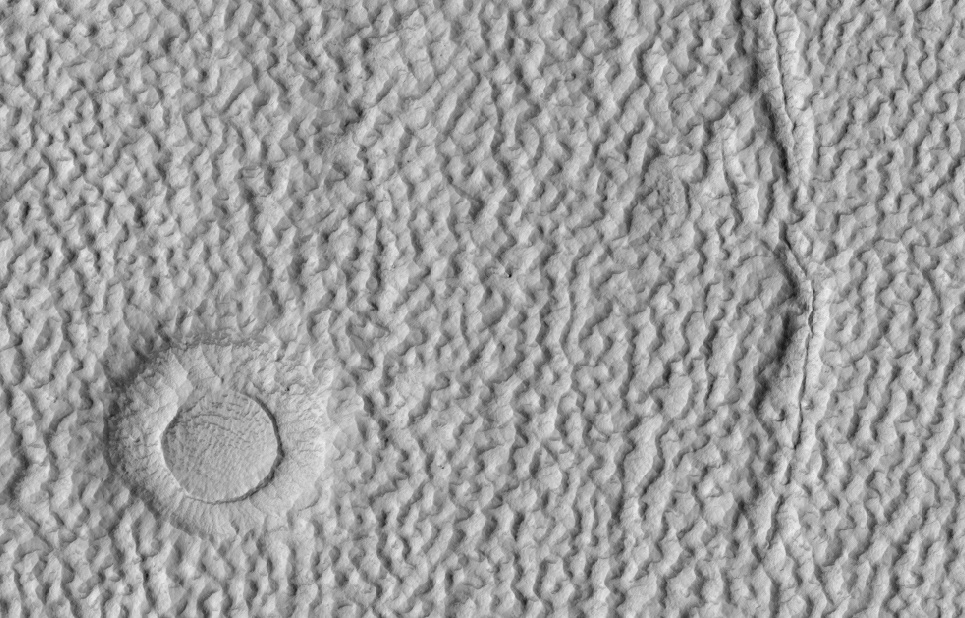
Vista cercana de cráteres de molde anular y terreno cerebral
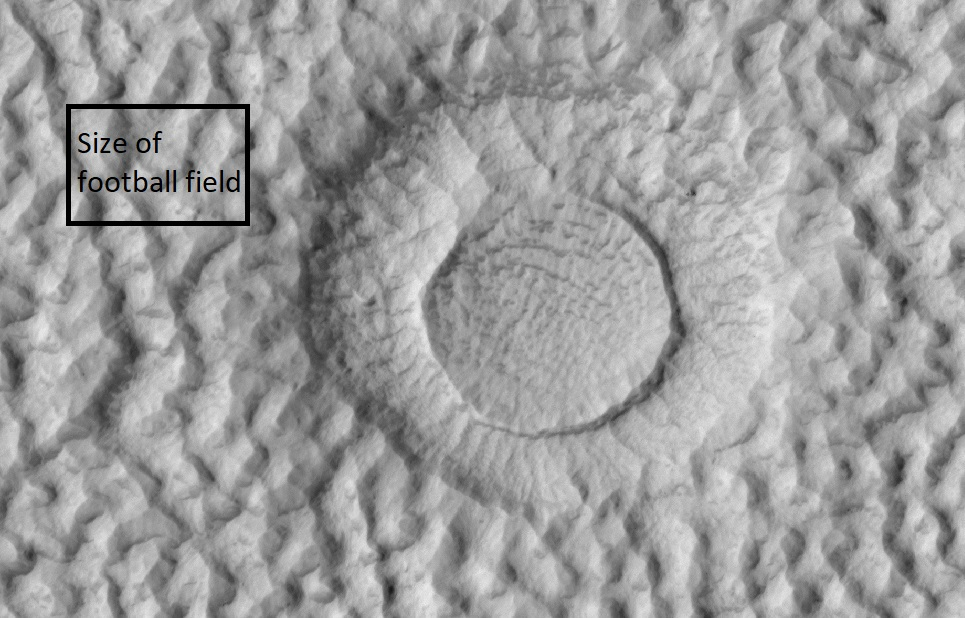
Vista cercana de los cráteres en forma de anillo y el terreno del cerebro, el rectángulo muestra el tamaño del campo de fútbol para la escala

## Montículos

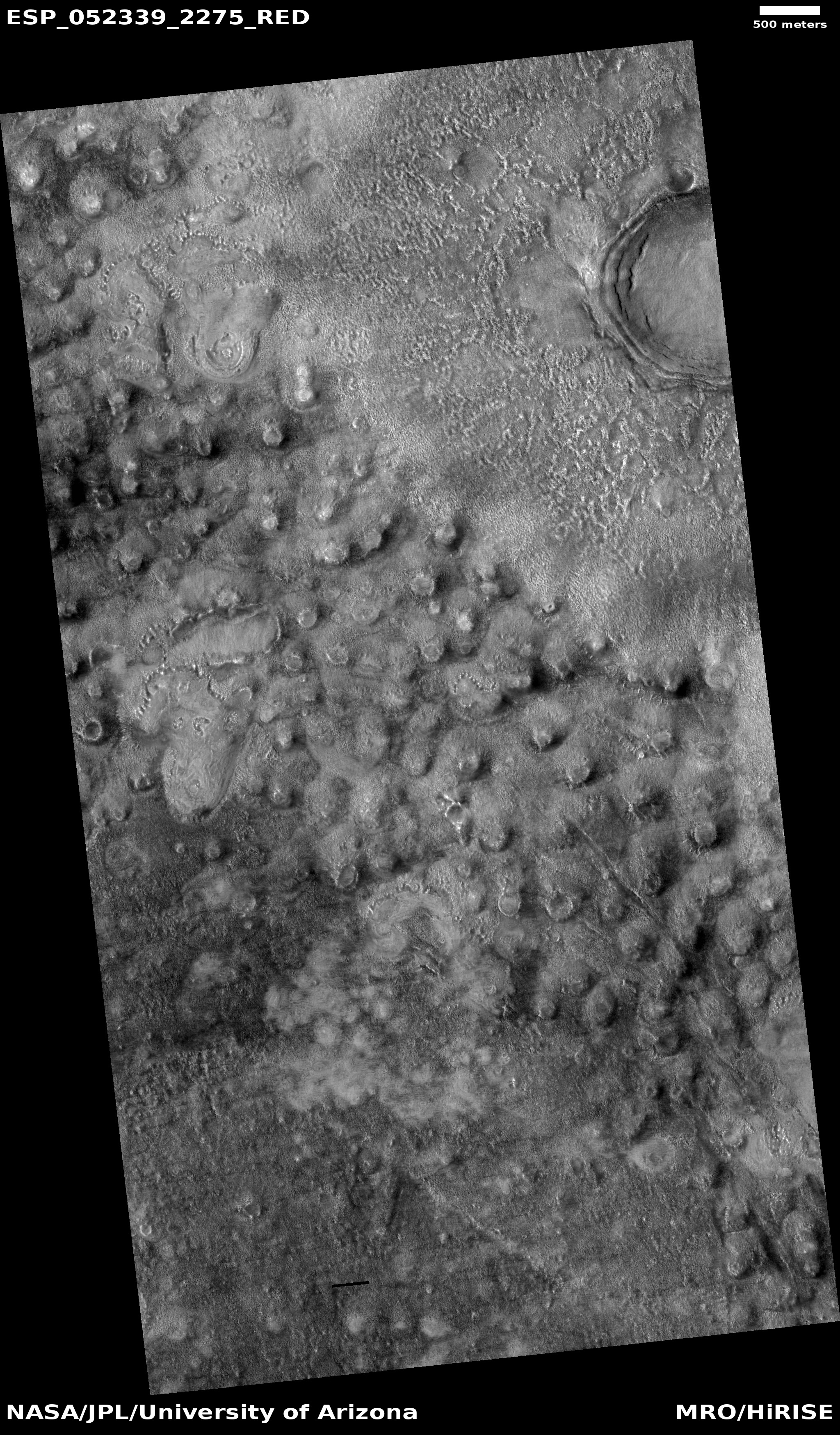
Vista ampliada del campo de montículos cerca del cráter del pedestal
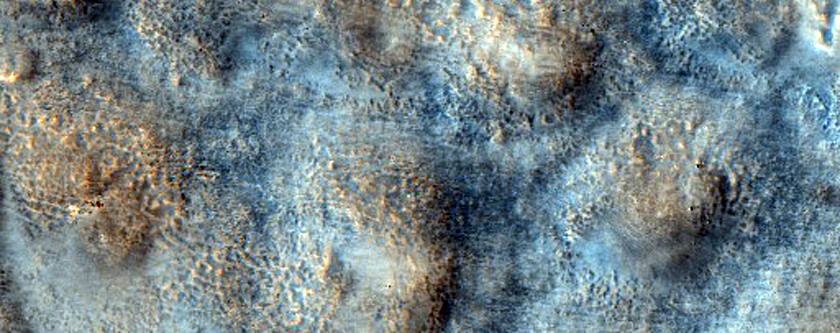
Detalle, vista a color de montículo
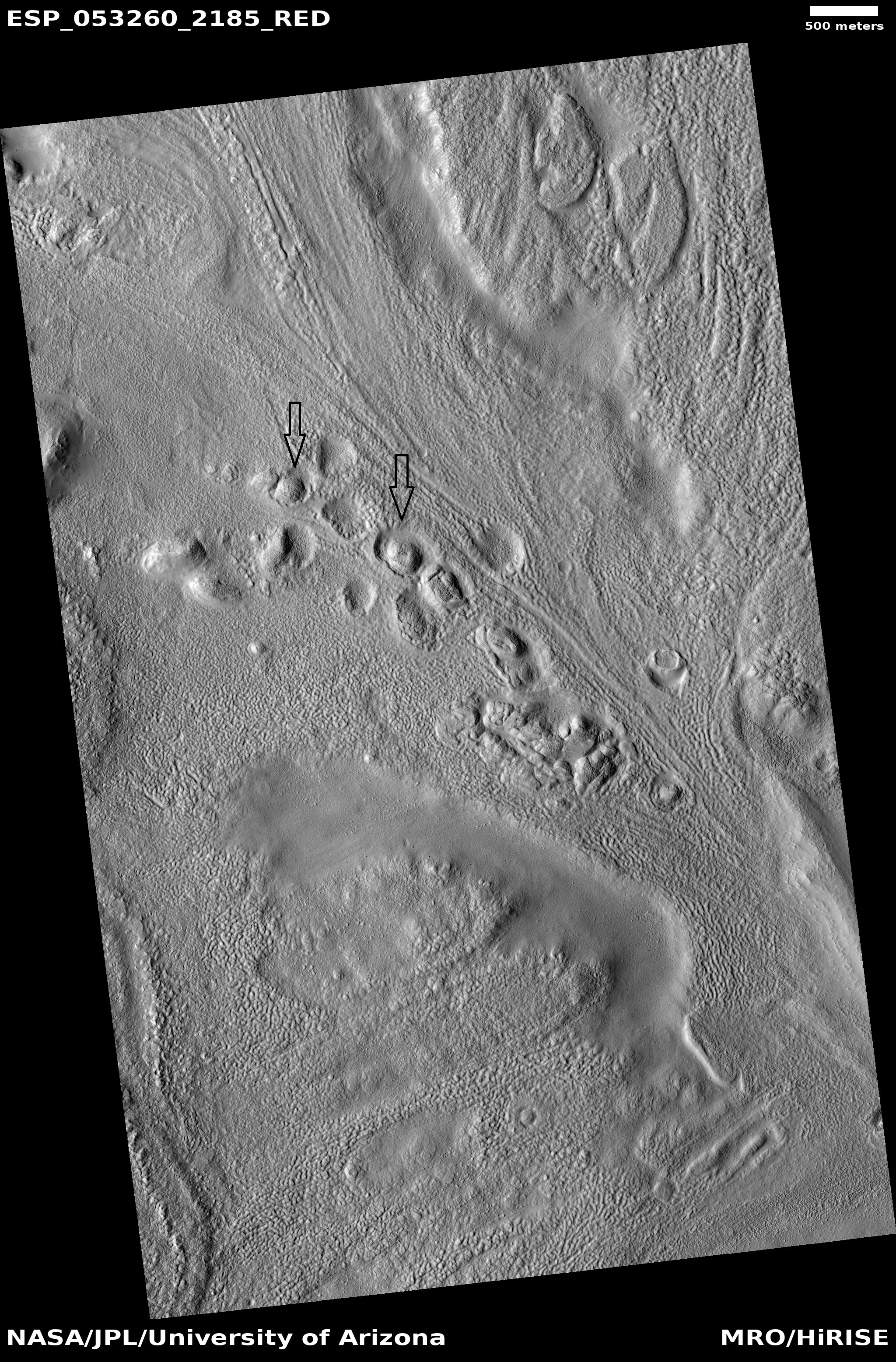
Fila de montículo, las flechas apuntan a algunos de los montículos
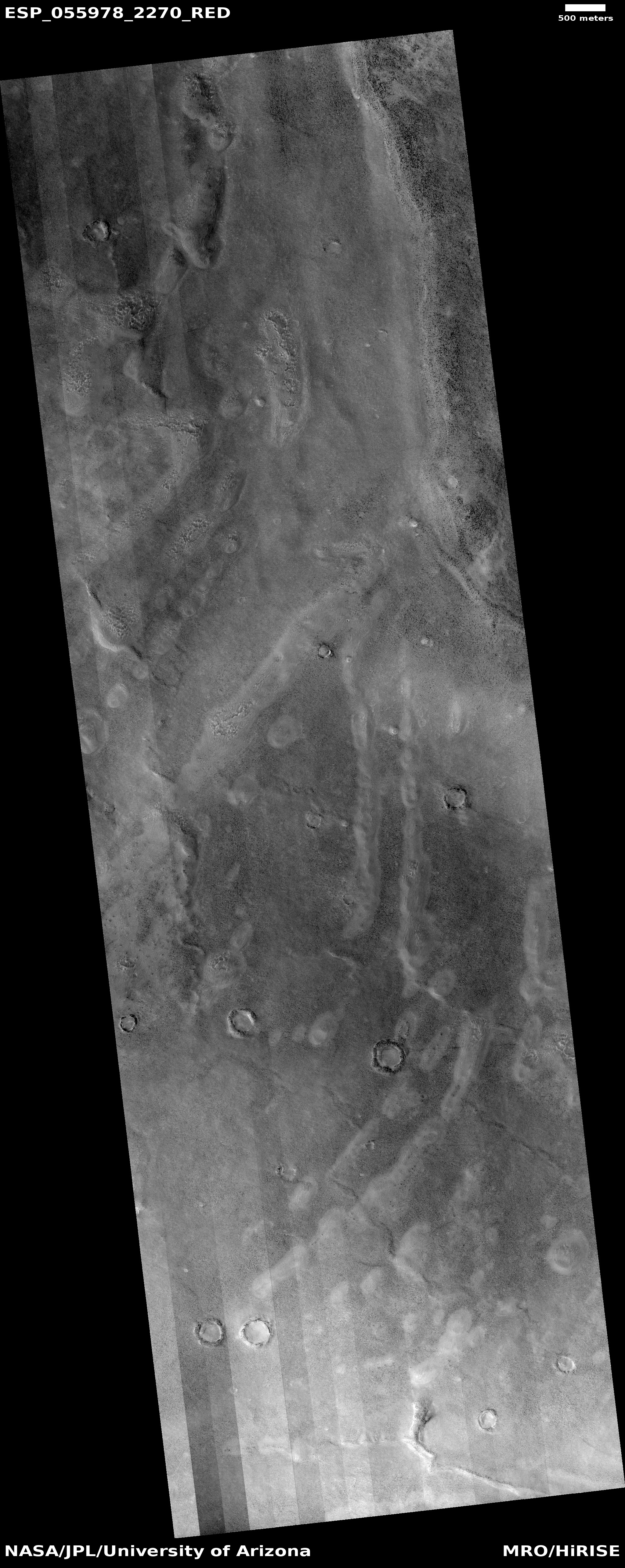
Montículos lineares, todas las fotos tomadas por la cámara HiRISE

## Canales

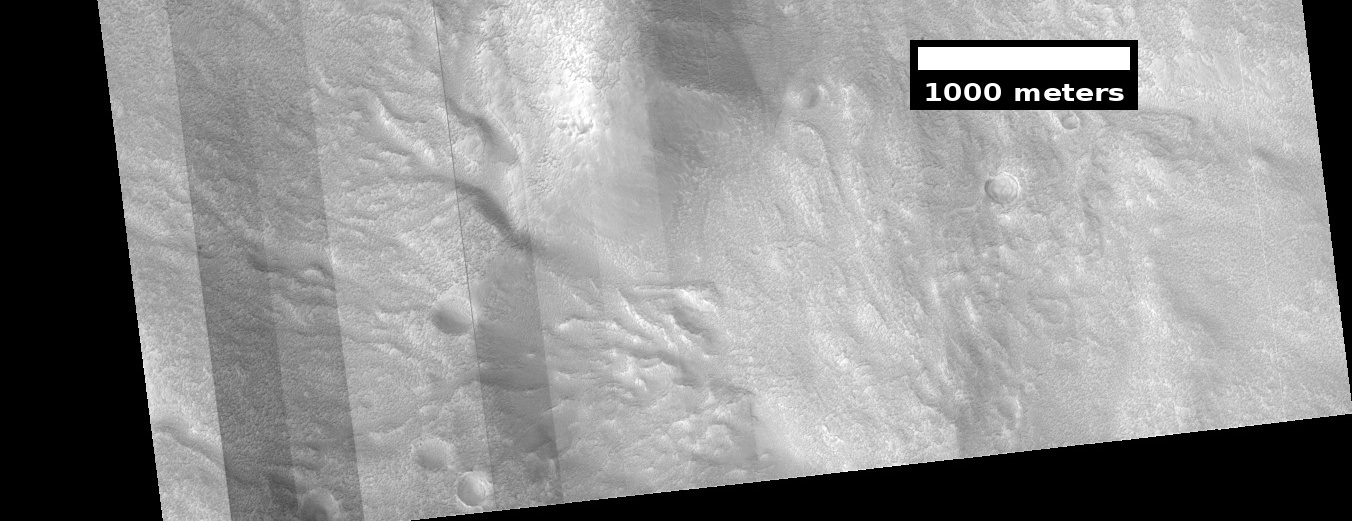
Canales, imágen tomada por la cámara HiRISE bajo el programa HiWish
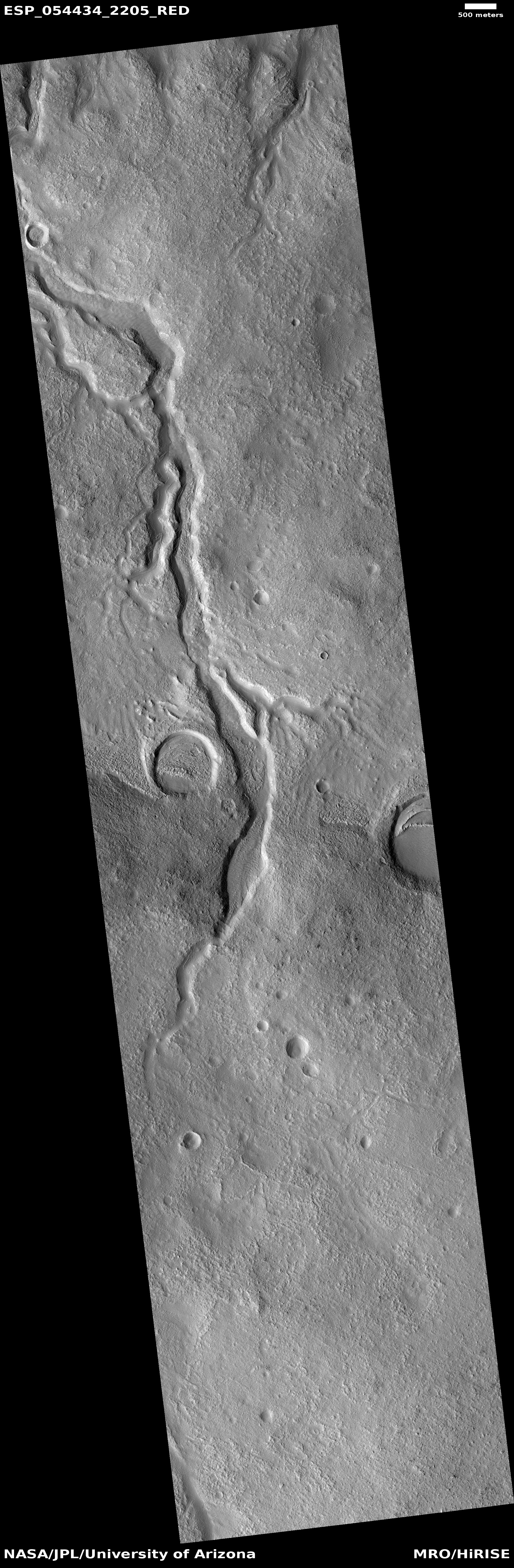
Canales, imágen tomada por la cámara HiRISE bajo el programa HiWish
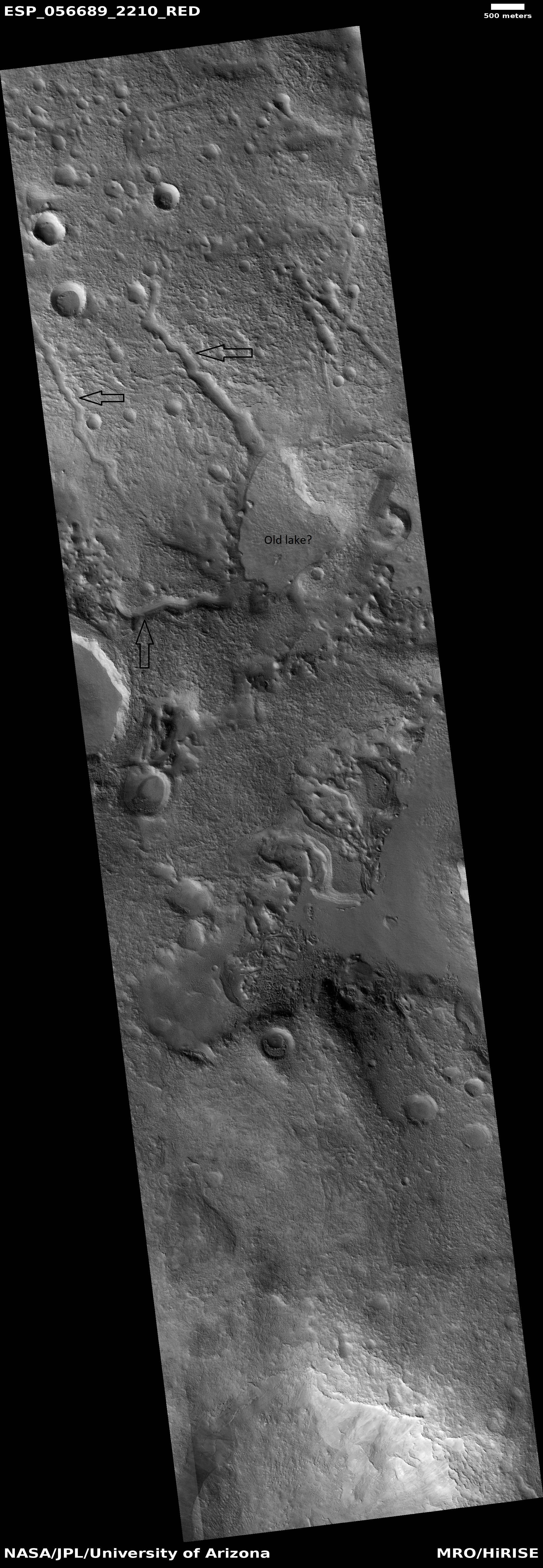
Canales que vacían a una área baja que podría haber sido un lago
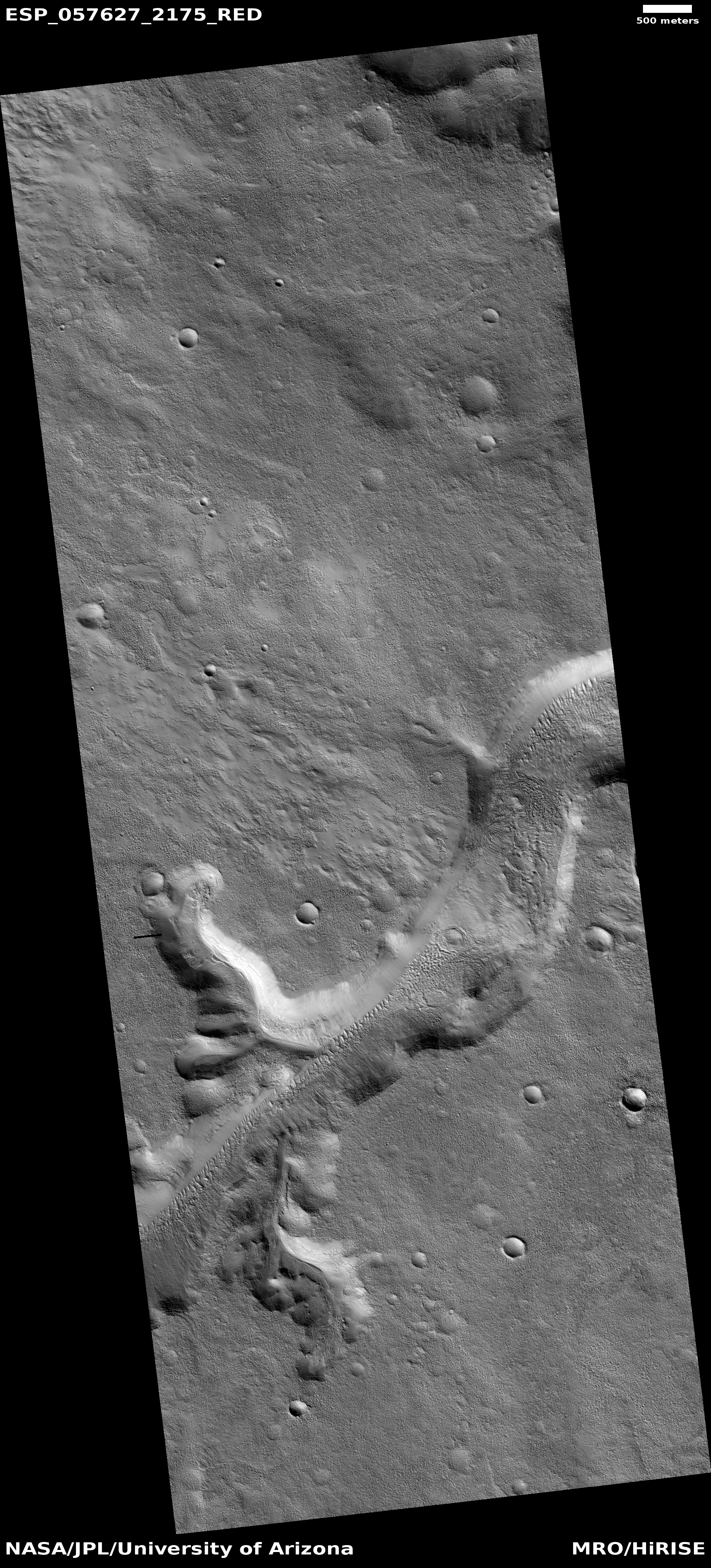
Los extremos de los canales tienen formas que sugieren haber sido formados por el proceso de erosión
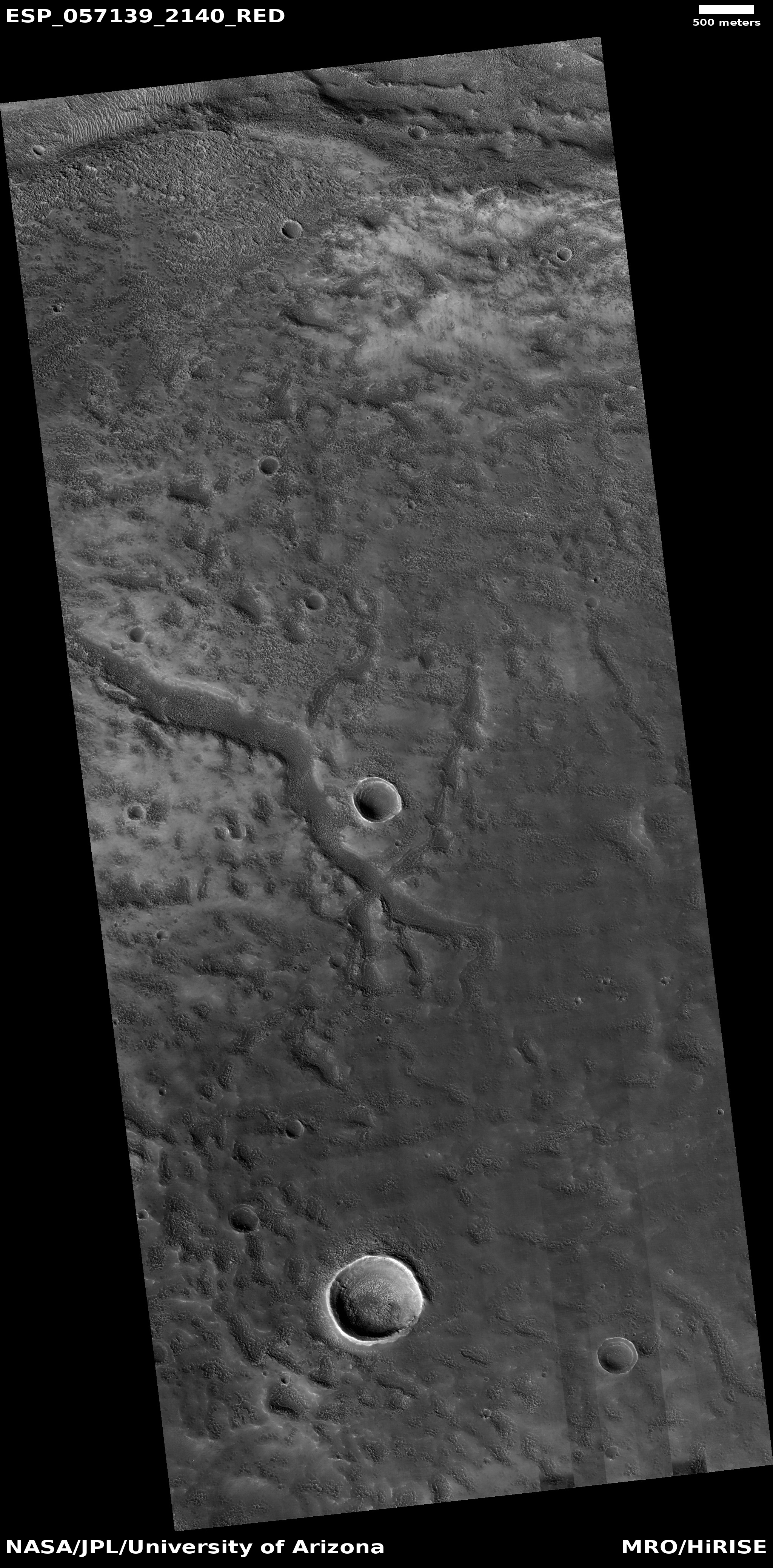
Estos canales están en la eyección de un cráter; por lo tanto, pueden haberse formado a partir de eyecciones cálidas que derriten hielo molido
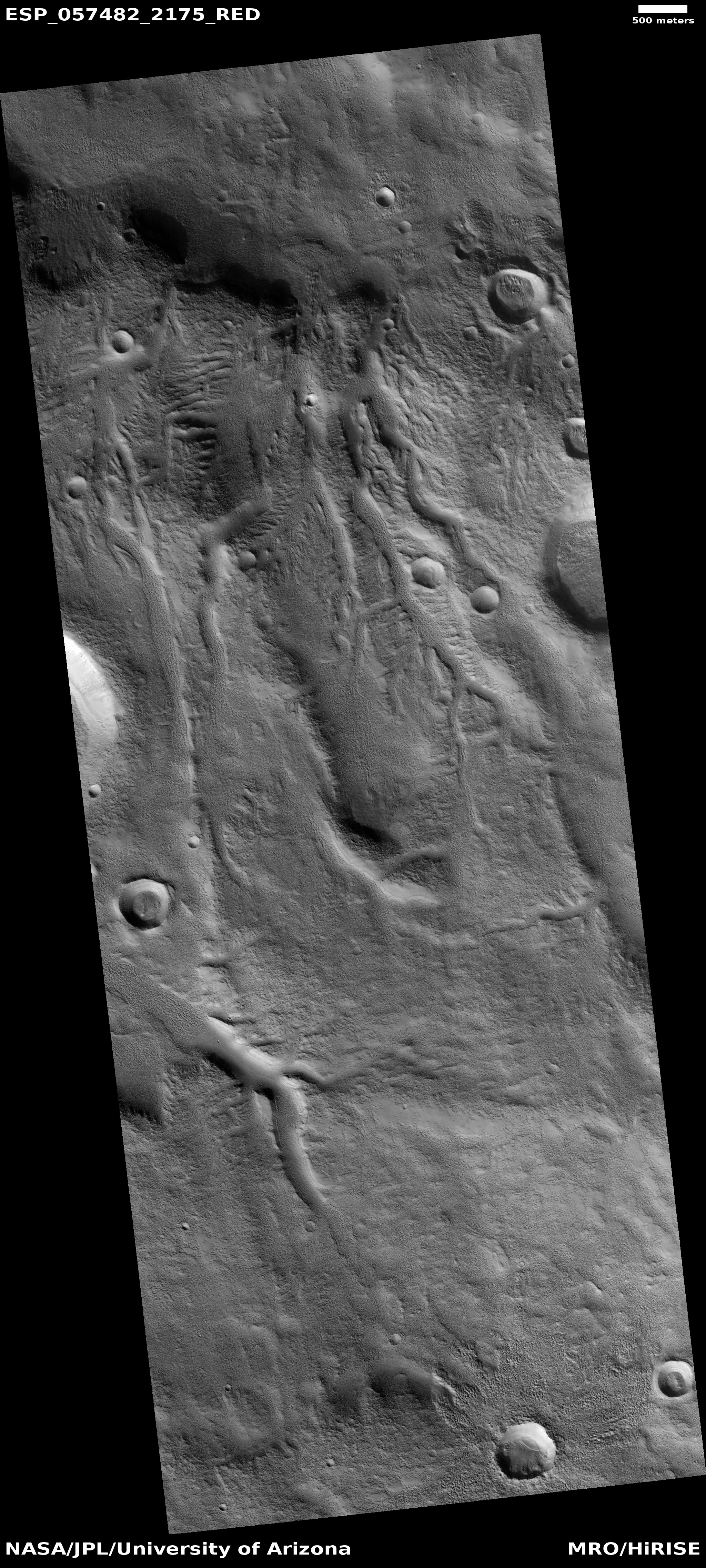
Estos canales están en la eyección de un cráter; por lo tanto, pueden haberse formado a partir de eyecciones cálidas que derriten hielo molido
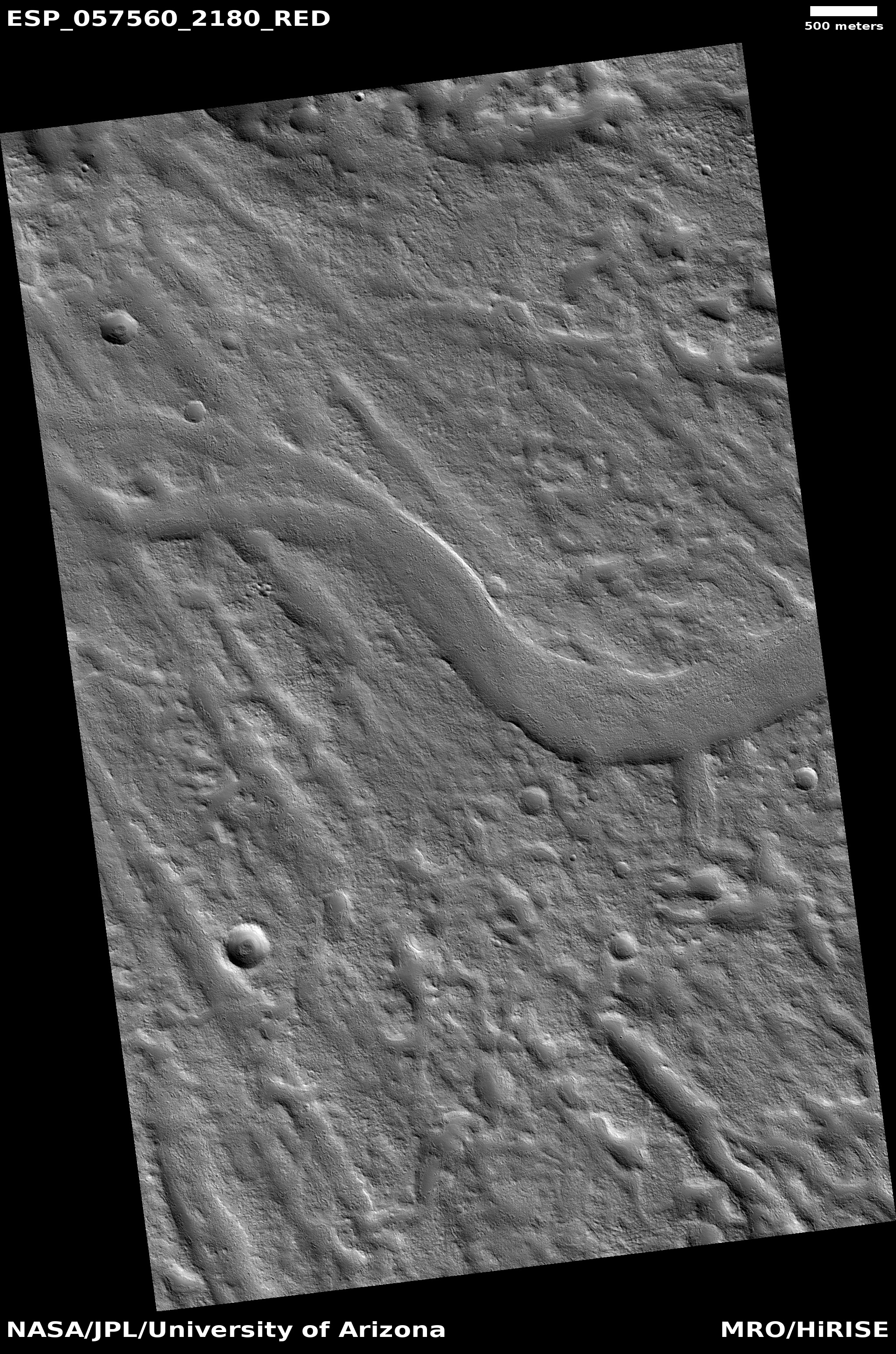
El canal cercano ejecta, imágen tomada por la cámara HiRISE bajo el programa HiWish

## Derrumbes

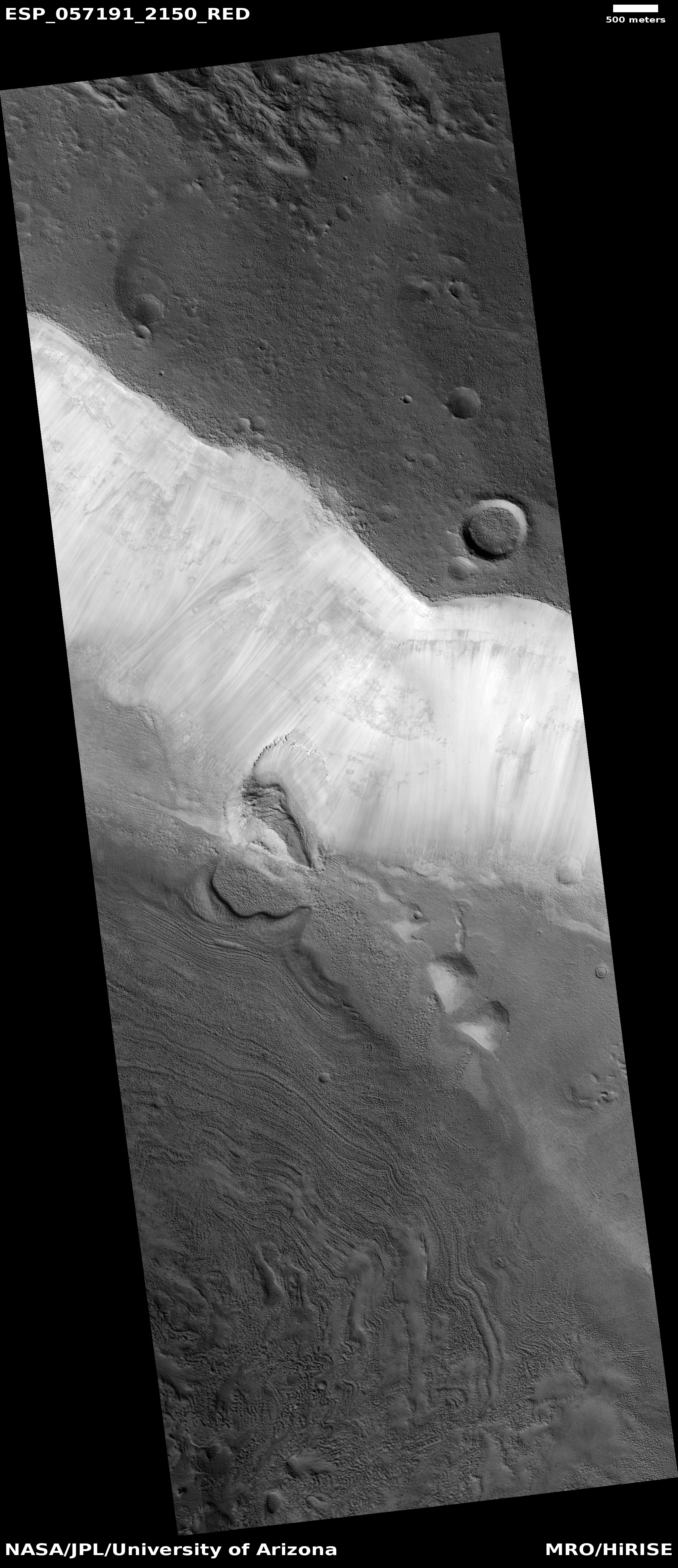
Detalle de un derrumbe, imágen tomada por la cámara HiRISE bajo el programa HiWish
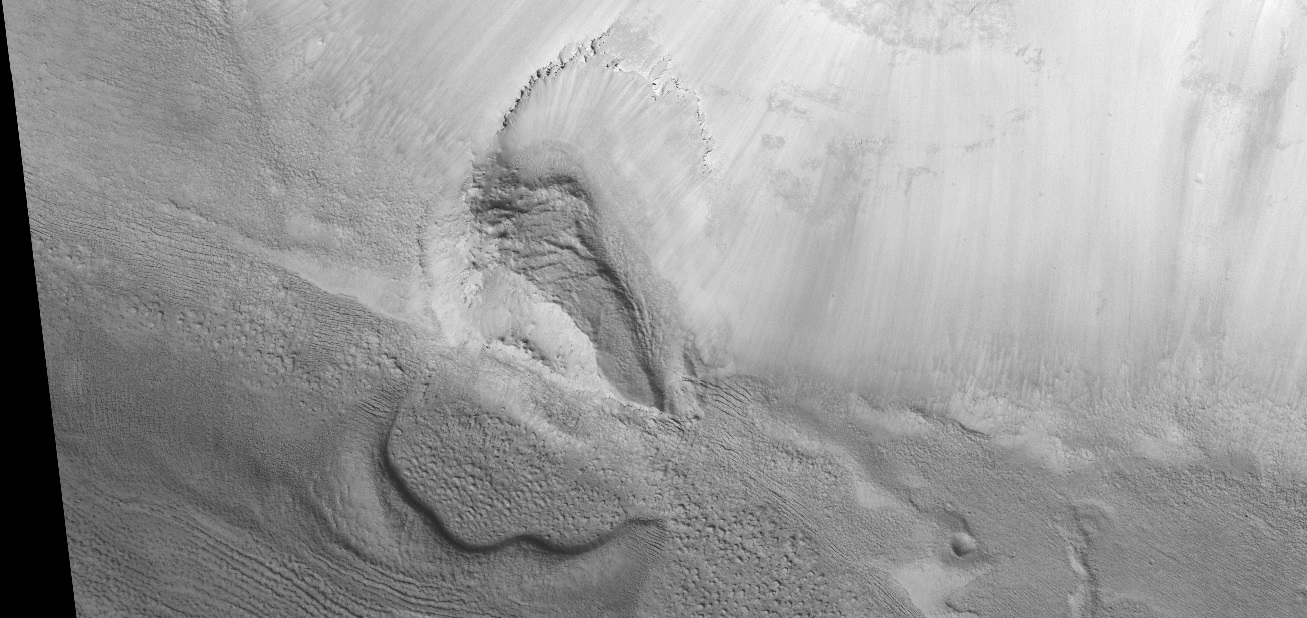
Vista cercana de un derrumbe, imágen tomada por la cámara HiRISE bajo el programa HiWish
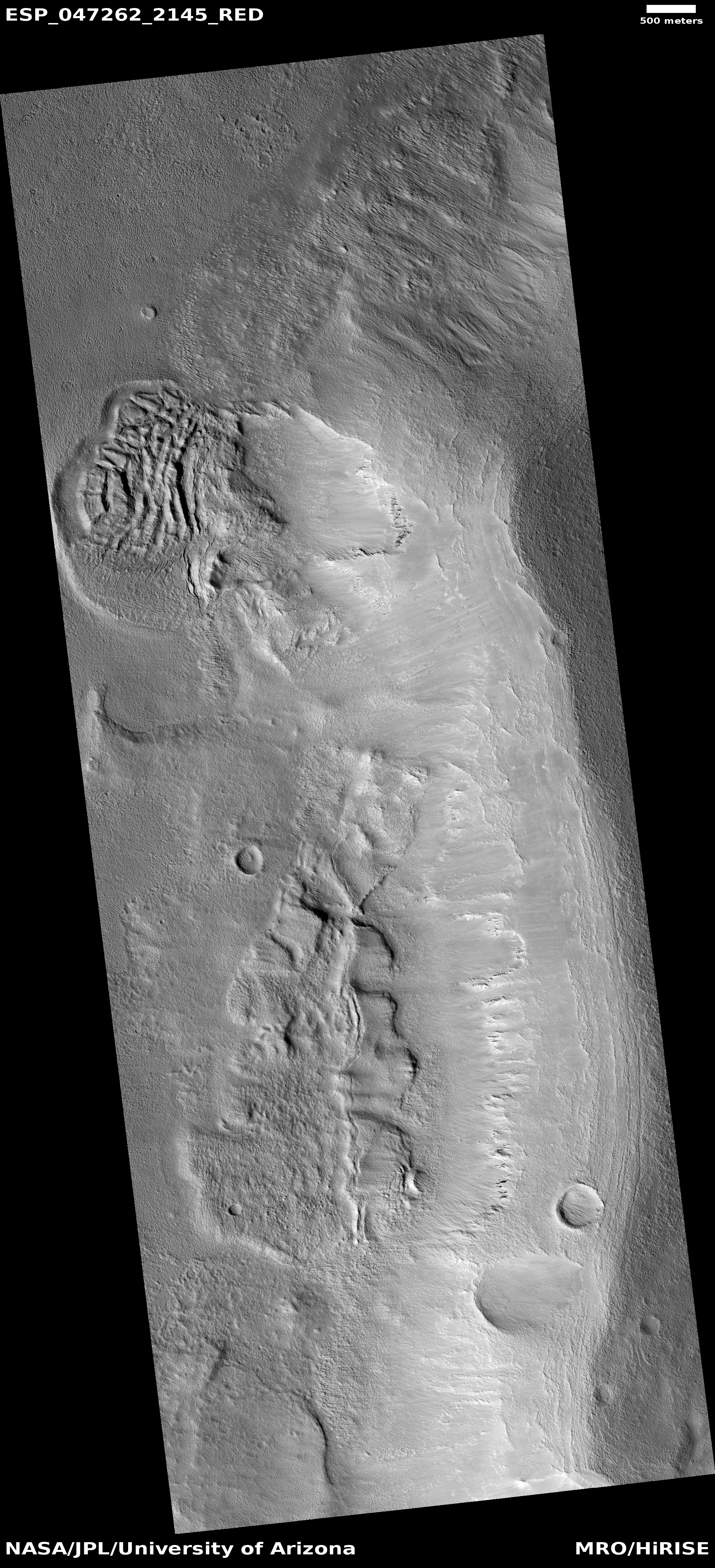
Detalle de derrumbes, imágen tomada por la cámara HiRISE bajo el programa HiWish